# Geschichte der Kunst
Die Geschichte der Kunst bezieht sich auf die historische Entwicklung von Objekten, die von Menschen für eine Vielzahl von spirituellen, narrativen, philosophischen, symbolischen, konzeptuellen, dokumentarischen, dekorativen und sogar funktionalen und anderen Zwecken hergestellt wurden, wobei der Schwerpunkt auf der ästhetischen visuellen Form liegt. Visuelle Kunst kann auf verschiedene Arten klassifiziert werden, z. B. durch die Trennung von bildender Kunst und angewandter Kunst, durch die ausschließliche Konzentration auf die menschliche Kreativität oder durch die Konzentration auf verschiedene Medien wie Architektur, Skulptur, Malerei, Film, Fotografie und Grafik. In den letzten Jahren haben technologische Fortschritte zu neuen Kunstformen mithilfe von Computern (wie z. B. Videospiele oder KI-Kunst) geführt.
Die Geschichte der Kunst wird oft als eine Chronologie der Meisterwerke erzählt, die von verschiedenen Zivilisationen geschaffen wurden. Sie wird daher häufig als eine Geschichte der Hochkulturen dargestellt, die durch die Weltwunder verkörpert werden. Andererseits können auch Kunstausdrucksformen in kunsthistorische Erzählungen integriert werden, die als Volkskunst oder Kunsthandwerk bezeichnet werden.

## Prähistorie
Die prähistorische Kunst umfasst ein breites Spektrum an Kunstwerken, die von Kulturen ohne Schriftsystem geschaffen wurden, darunter einige der frühesten menschlichen Artefakte. Zu den ersten Kunstobjekten gehören dekorative Artefakte aus dem Afrika der mittleren Steinzeit. In Südafrika wurden auch Behälter aus dieser Zeit entdeckt, die möglicherweise zur Aufbewahrung von Farben verwendet wurden, die bis zu 100.000 Jahre alt sind.
Es wurden kleine prähistorische Statuetten, sogenannte Venusfiguren mit hervorgehobenen Brüsten und Bäuchen, hergestellt. Die bekanntesten sind die Venus von Hohle Fels und die Venus von Willendorf, die in Deutschland und Österreich gefunden wurden. Die meisten haben kleine Köpfe, breite Hüften und Beine, die sich zu einer Spitze verjüngen. Arme und Füße fehlen oft, und der Kopf ist in der Regel klein und gesichtslos.
Die Venus von Hohle Fels ist eines der zahlreichen Objekte, die in der Höhlen und Eiszeitkunst der Schwäbischen Alb, einem Weltkulturerbe der UNESCO, gefunden wurden. Dort wurden einige der ältesten Kunstwerke der Menschheit entdeckt, in Form von geschnitzten Tier- und menschenähnlichen Figuren, sowie die ältesten bisher entdeckten Musikinstrumente, wobei die Artefakte zwischen 43.000 und 35.000 v. Chr. datiert werden.
Die bekanntesten prähistorischen Kunstwerke sind die großen paläolithischen Höhlenmalereien, die Tiere in Kontinentaleuropa darstellen, insbesondere die in Lascaux in der Region Dordogne in Frankreich. Es sind mehrere hundert verzierte Höhlen bekannt, die aus der Zeit des Oberen Paläolithikums (ca. 38.000–12.000 v. Chr.) stammen. Es gibt Beispiele in der Ukraine, Italien und Großbritannien, aber die meisten befinden sich in Frankreich und Spanien. Es gibt verschiedene Theorien über den Zweck dieser Kunst, wobei es Vermutungen gibt, dass sie Teil religiöser Rituale war, möglicherweise um Jagderfolge zu beschwören.

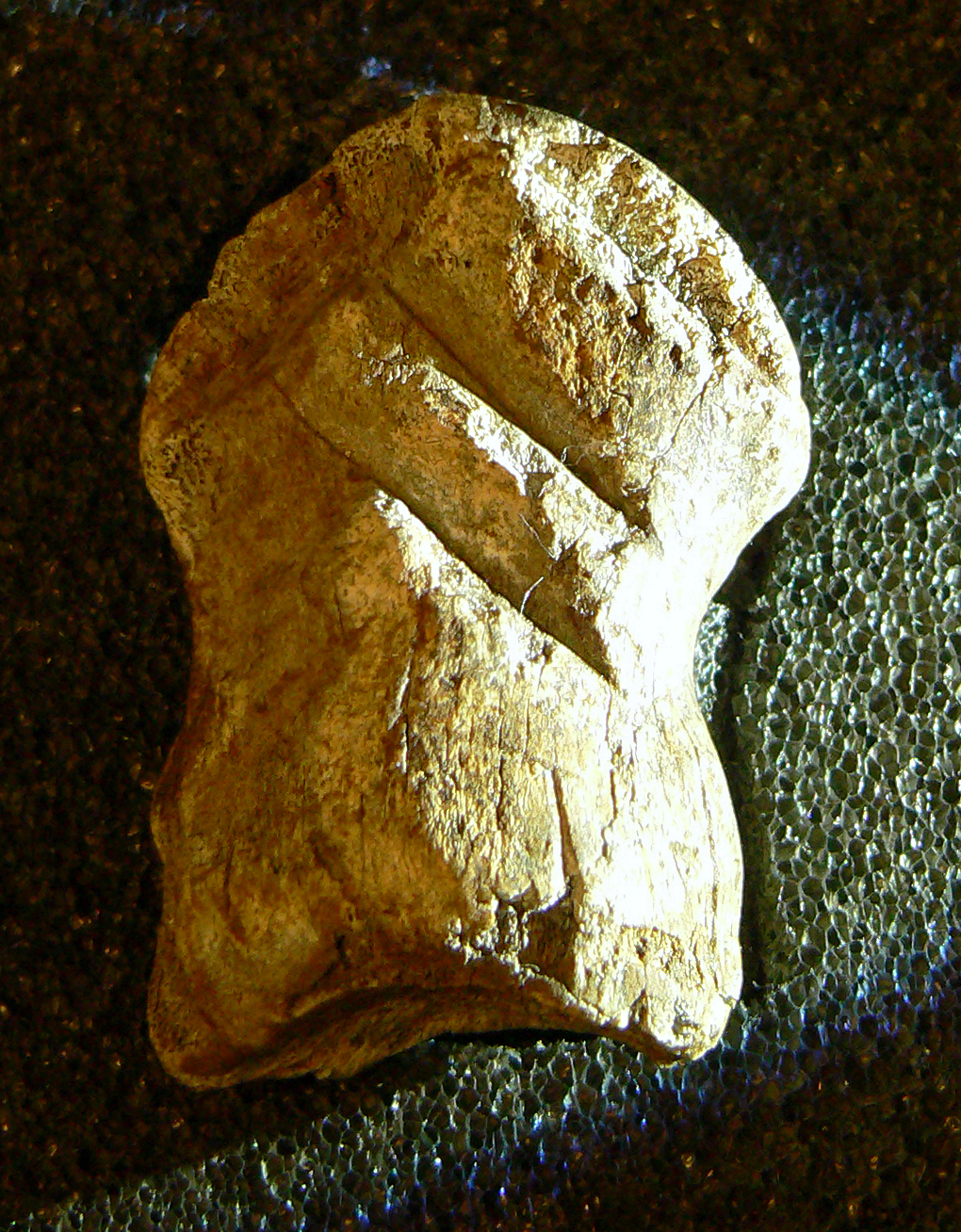
Riesenhirschknochen der Einhornhöhle ca. 49.000 v. Chr.; Einhornhöhle, Deutschland
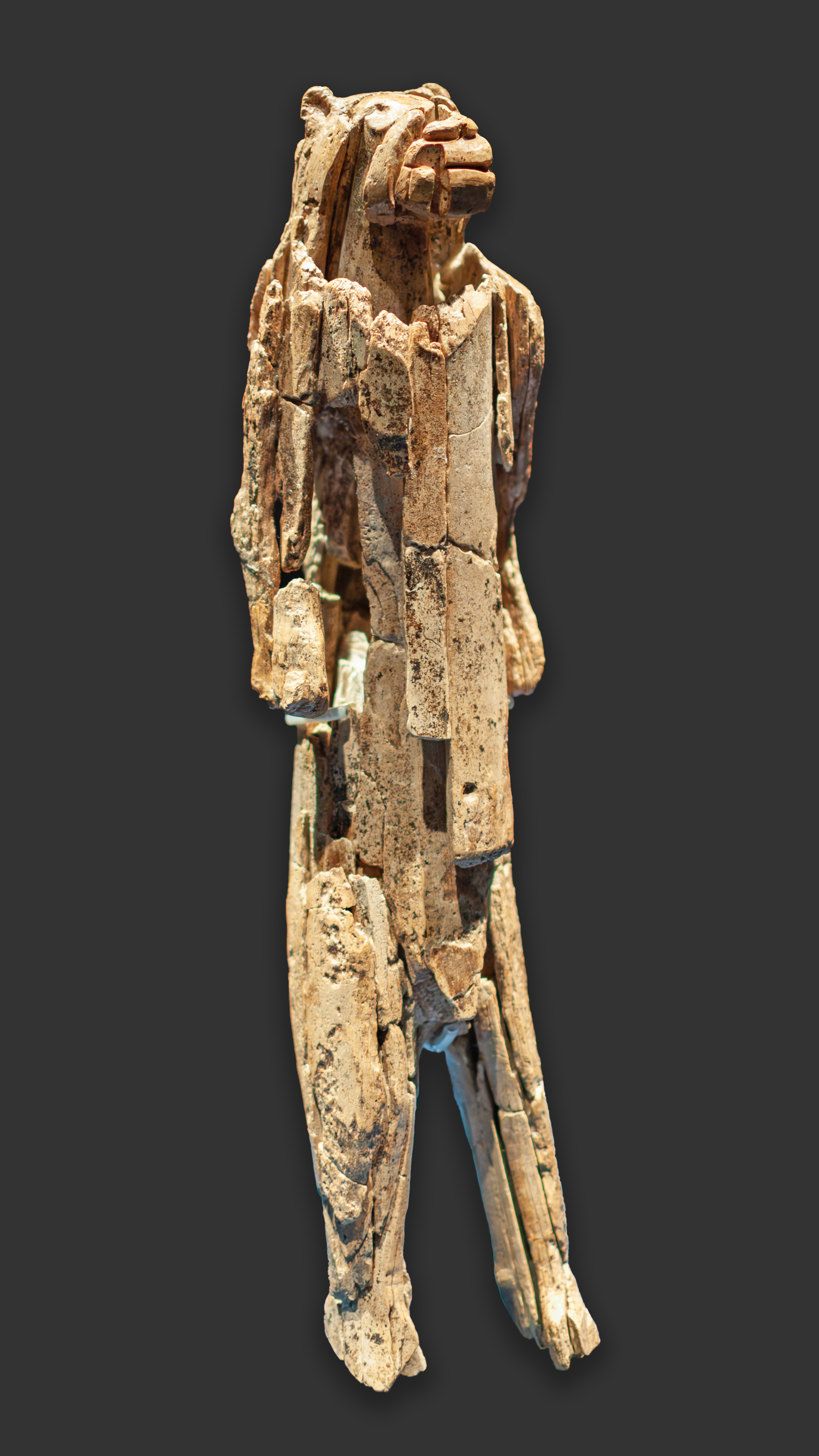
Löwenmensch; ca. 41,000–35,000 v. Chr.; Hohlenstein-Stadel, Deutschland
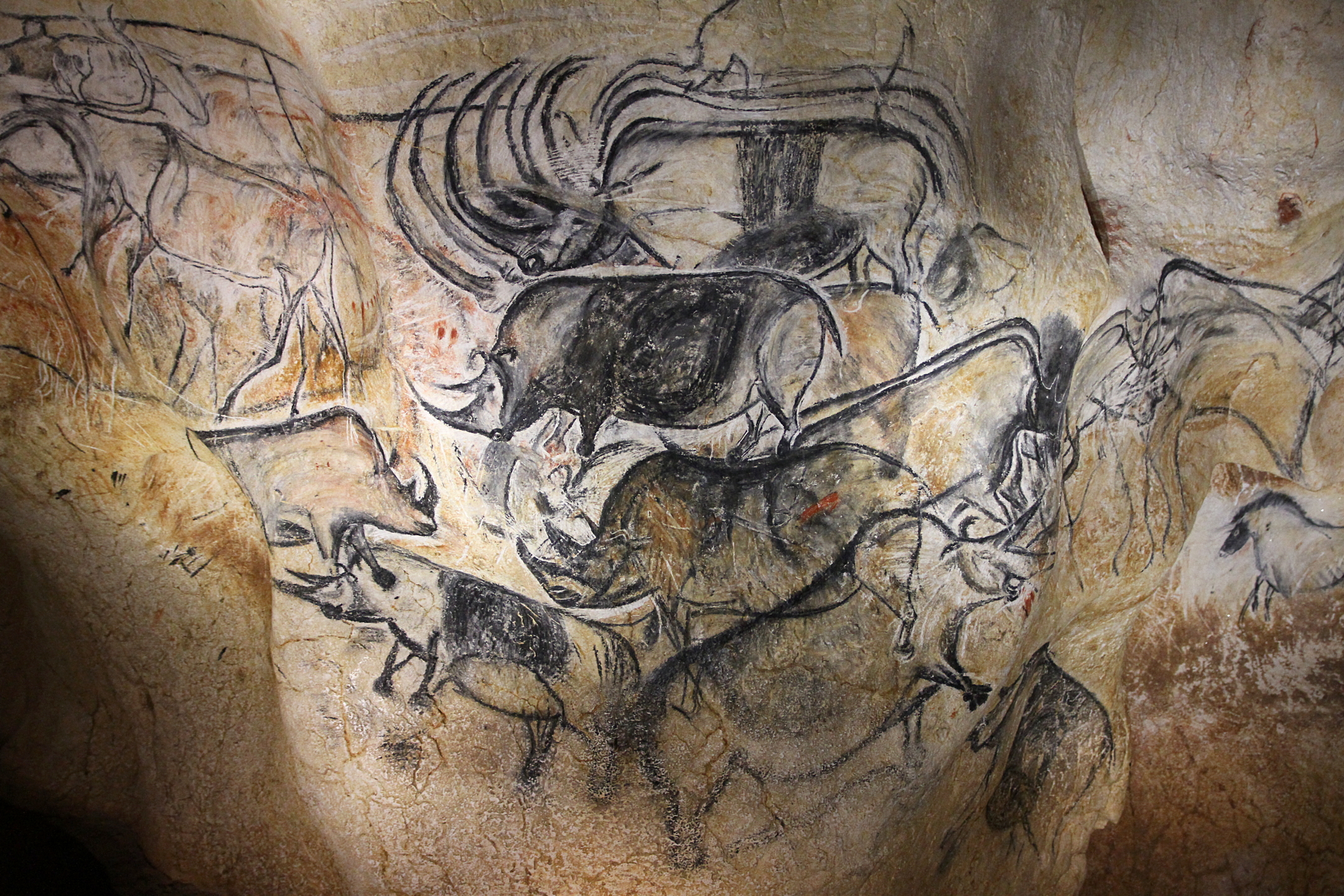
Nashörner, Malerei ca. 32.000–14.000 v. Chr.; Ardèche, Frankreich
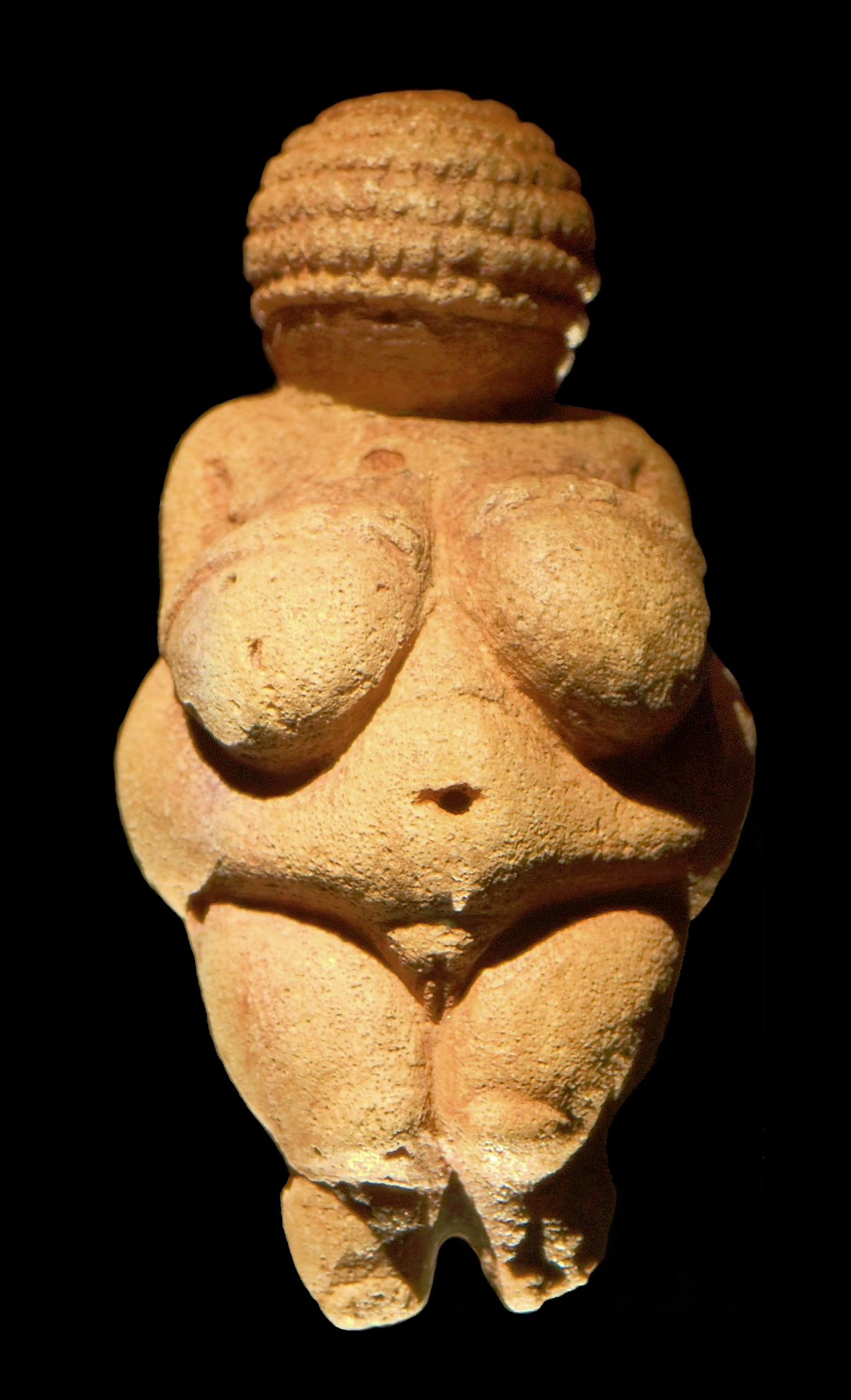
Venus von Willendorf; ca. 25.000 v. Chr.; Naturhistorisches Museum Wien

## Antike

### Vorderasien
Der antike Nahe Osten erstreckte sich von der Türkei und der Mittelmeerküste im Westen bis zum Iran und der Arabischen Halbinsel im Osten. Im Laufe der Zeit entstanden, lebten und verschwanden hier zahlreiche Staaten und Kulturen. In Mesopotamien entstanden im 4. Jahrtausend v. Chr. die ersten Städte und die früheste Form der Schrift. Dieses Gebiet umfasste den heutigen Irak sowie Teile Syriens und der Türkei. Seine nördliche Hälfte ist Teil des sogenannten Fruchtbaren Halbmonds, wo wichtige Entwicklungen der Jungsteinzeit wie die frühe Landwirtschaft und die Gründung dauerhafter Dorfsiedlungen erstmals auftraten. Da die Region im fruchtbaren Tigris-Euphrat-Delta liegt, entstanden hier zahlreiche frühe Zivilisationen, insbesondere Sumer, Akkad, Assyrien und Babylonien. Die mesopotamische Architektur zeichnete sich durch die Verwendung von Ziegeln, Stürzen und Kegelmosaiken aus. Bemerkenswerte Beispiele sind die Zikkurat, große Tempel in Form von Stufenpyramiden.
Die politischen, wirtschaftlichen, künstlerischen und architektonischen Traditionen der Sumerer beeinflussten spätere Zivilisationen. In Sumer tauchten zahlreiche Dinge zum ersten Mal auf: der erste Stadtstaat (Uruk), der von König Gilgamesch regiert wurde; die erste organisierte Religion, die auf einer hierarchischen Struktur von Göttern, Menschen und Ritualen basierte; die erste bekannte Schrift und die ersten Fahrzeuge mit Rädern. Auch Zylinderdichtungen tauchten hier auf, mit kleinen Inschriften und Abbildungen. Eine weitere Zivilisation, die sich hier entwickelte, war das Akkadische Reich, das erste Weltreich.
Im frühen 1. Jahrtausend v. Chr. beherrschte nach den Akkadiern ein Reich namens Assyrien die Region. Die Städte waren voller beeindruckender Gebäude und Kunstwerke. Die assyrische Kunst ist vor allem für ihre detaillierten Steinreliefs bekannt, die Szenen aus dem höfischen Leben, religiöse Praktiken, Jagdszenen und epische Schlachten darstellen. Diese Reliefs wurden ursprünglich in leuchtenden Farben bemalt und in Palästen angebracht. Sie zeigen auch das assyrische Leben, einschließlich assyrischer Kleidung und Möbel und die vorherrschende Weltanschauung.
Später eroberten die Babylonier das assyrische Reich. Im 6. Jahrhundert v. Chr. wurde Babylon zur größten Stadt der Welt. Besucher wurden bei ihrer Ankunft in Babylon vom beeindruckenden Ischtar-Tor begrüßt, dessen Wände mit leuchtend blau glasierten Ziegeln verkleidet waren und auf denen Reliefs von Drachen, Stieren und Löwen zu sehen waren. Dieses Tor ist nach Ischtar, der Göttin des Krieges und der Liebe, benannt.
Mitte des 6. Jahrhunderts v. Chr. fiel das babylonische Reich nach einer Reihe von Feldzügen an das achämenidische Reich, das von König Kyros II. regiert wurde und sich über den Nahen Osten und Zentralasien, von Ägypten bis zum Indus-Tal, erstreckte. Die Kunst des Reiches vereint Elemente aus dem gesamten Reich und feiert dessen Reichtum und Macht. Persepolis im Iran war die Hauptstadt des Reiches und ist voller beeindruckender Skulpturen, die religiöse Bilder und Menschen des Reiches zeigen. In der heutigen Ausgrabungsstätte befinden sich auch die Ruinen eines Palastes mit einer großen Audienzhalle für den Empfang von Gästen.
Neben Mesopotamien und dem Iran gab es auch in anderen Regionen antike Zivilisationen, die Kunst und Architektur hervorbrachten. In Anatolien (der heutigen Türkei) entstand das Hethiterreich. In der Antike war Südarabien für die Produktion und den Handel. In der Antike war Südarabien für die Produktion und den Handel von Aromaten von großer Bedeutung und brachte den Königreichen in dieser Region Wohlstand. Vor etwa 4000 v. Chr. war das Klima in Arabien feuchter als heute. Im Südwesten entstanden mehrere Königreiche, wie Saba. Die südarabische menschliche Figur ist in der Regel stilisiert, basiert auf rechteckigen Formen, ist aber sehr detailliert dargestellt.

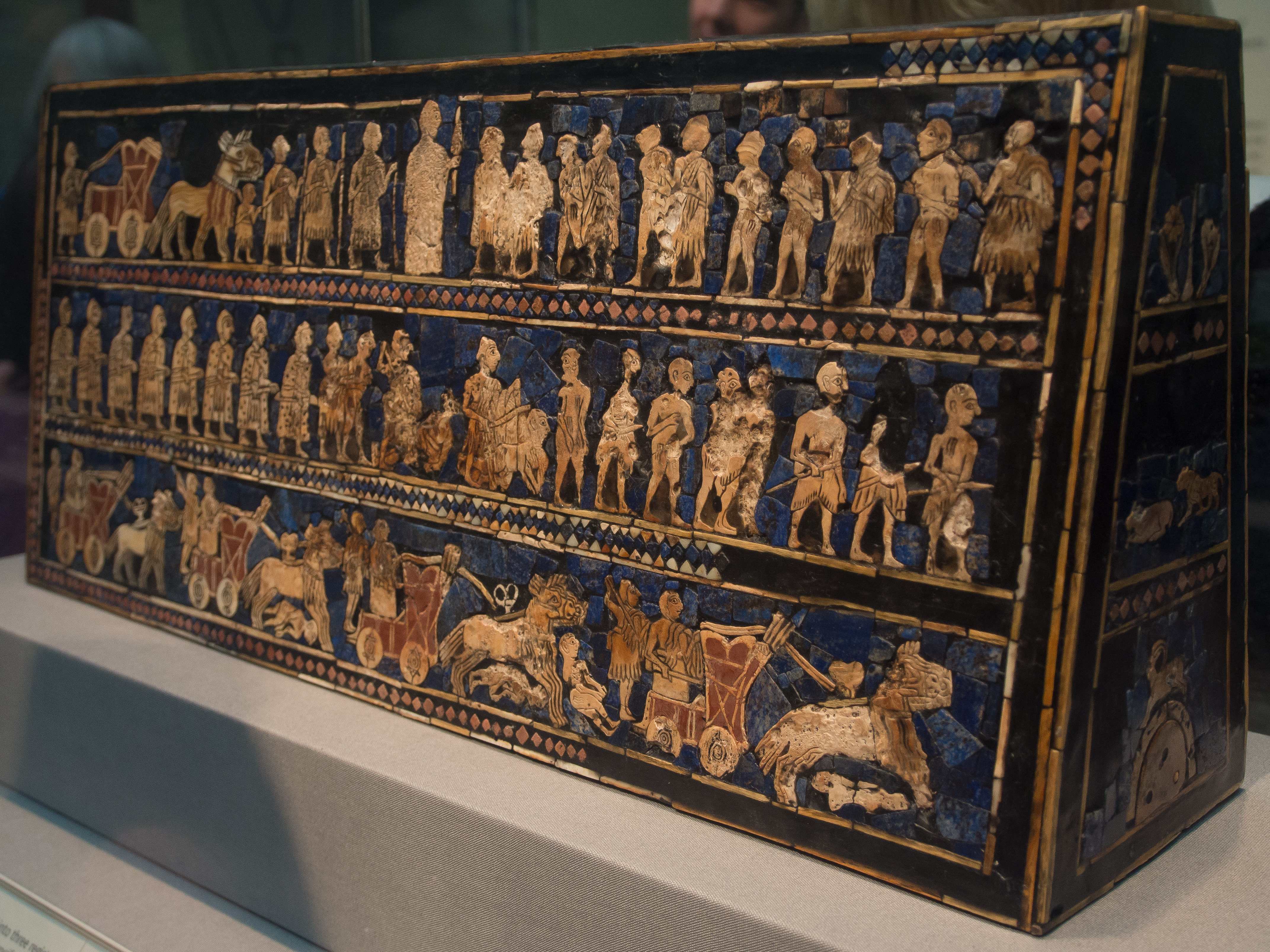
Standarte von Ur (Sumer); ca. 2600–2400 v. Chr.; British Museum (London)
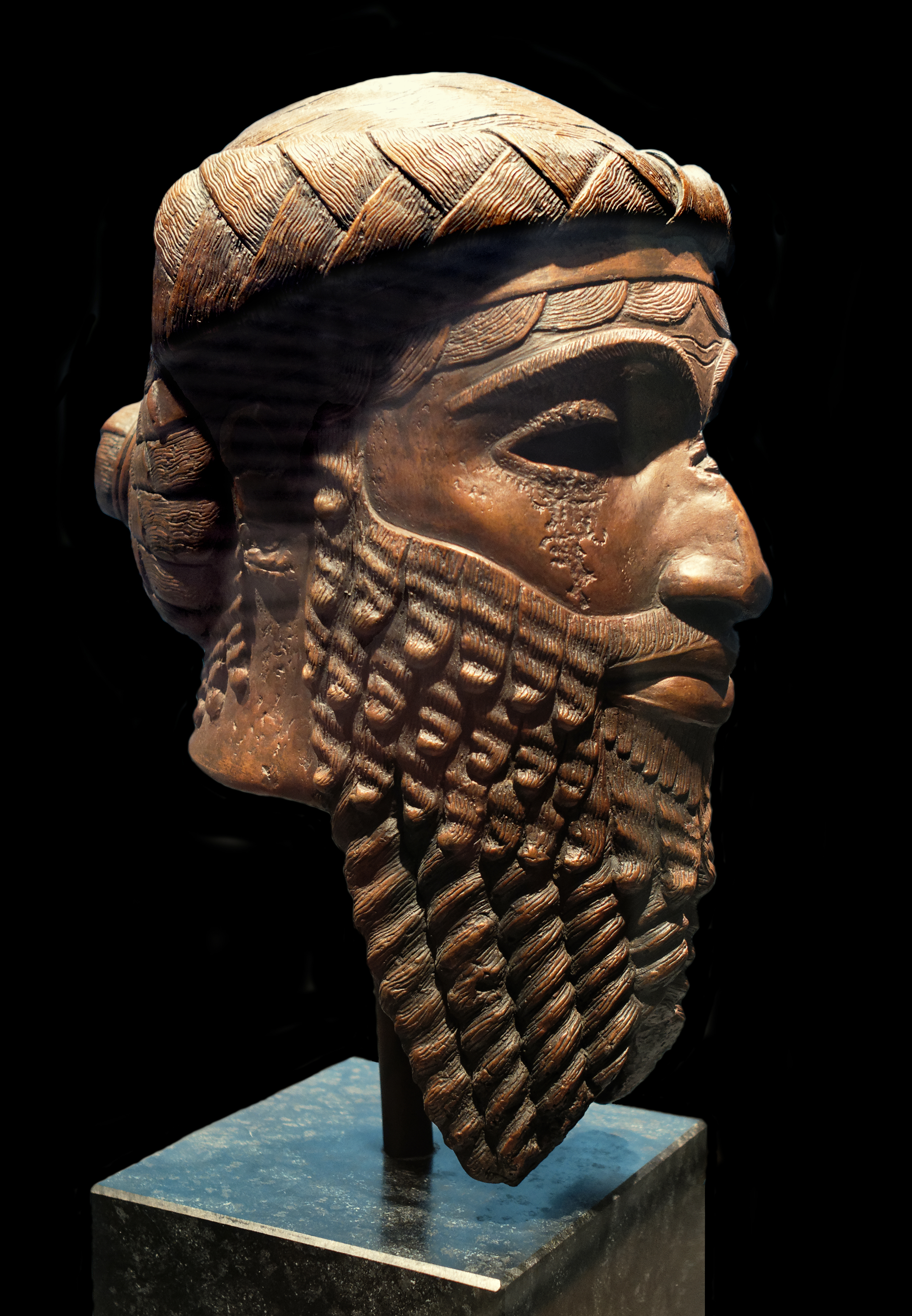
König von Akkad (Akkad); ca. 2250 v. Chr.; Irak-Museum (Bagdad)
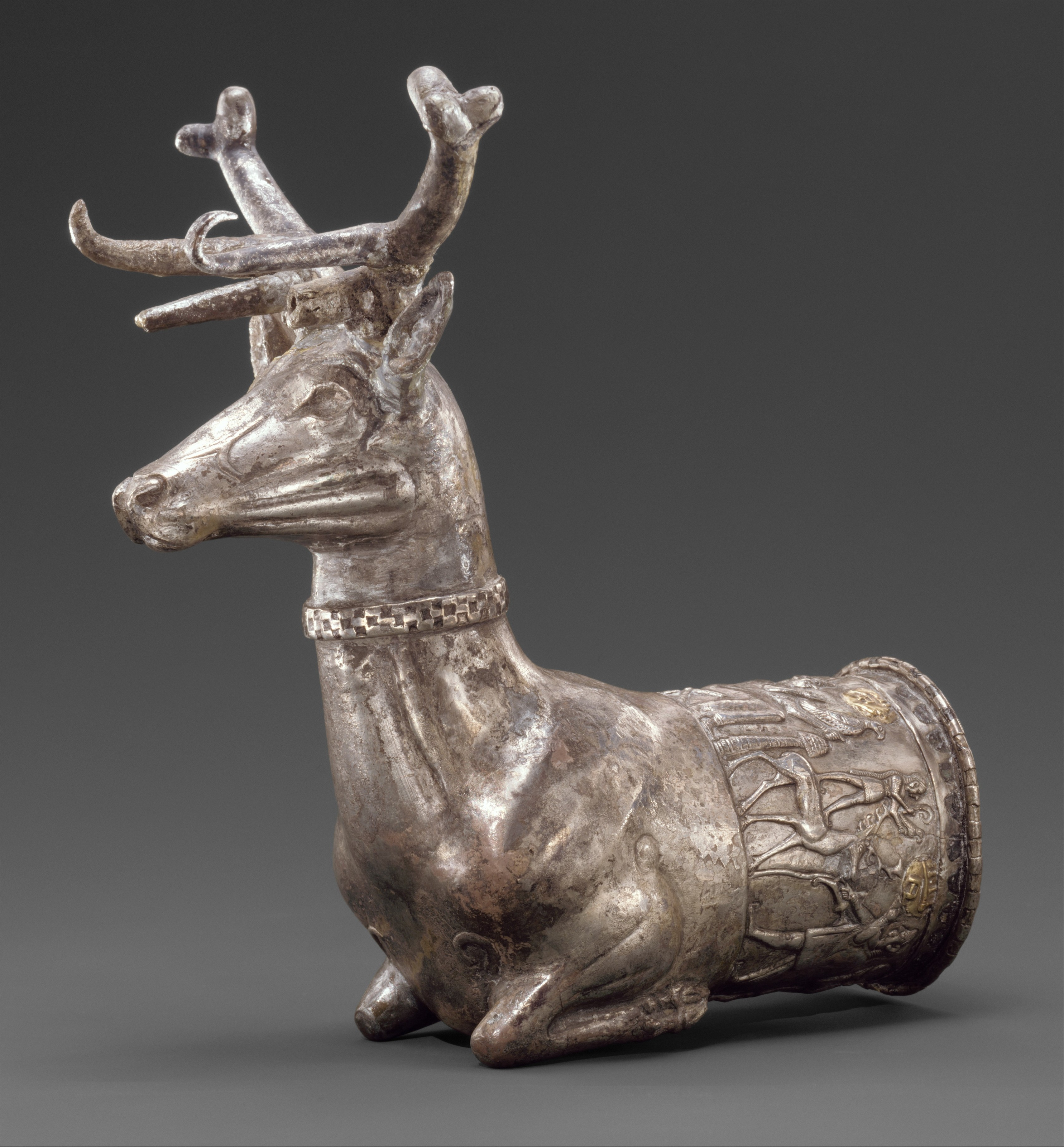
Kunst der Hethiter; ca. 1400–1200 v. Chr.; Metropolitan Museum of Art (New York City)
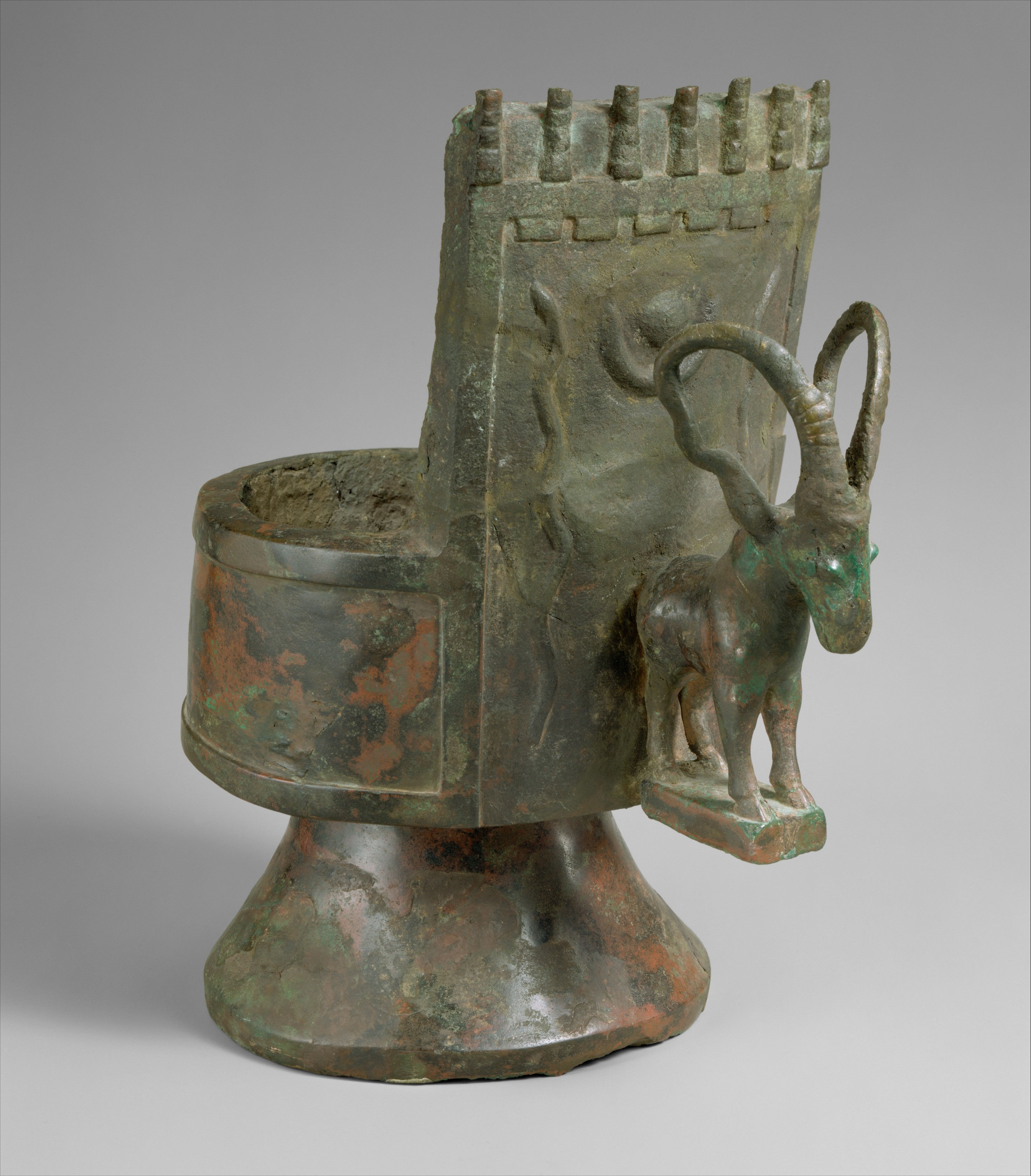
Räuchergefäß (vorislamisches Südarabien); Ca. Mitte des 1. Jahrtausends v. Chr.; Metropolitan Museum of Art
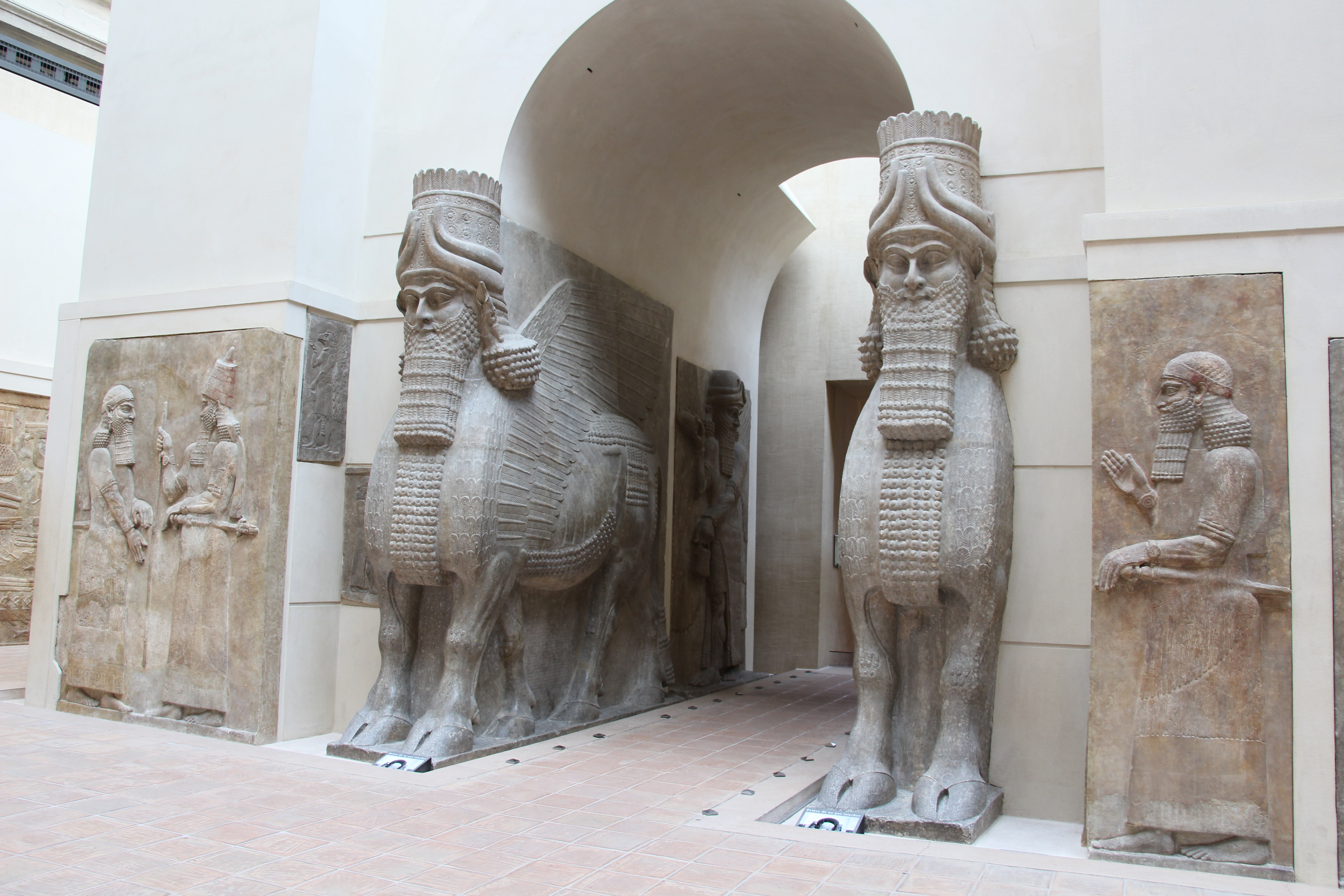
Geflügelte Stiere (Neo-Assyrer); ca. 710 v. Chr.; Louvre (Paris)[10]:66
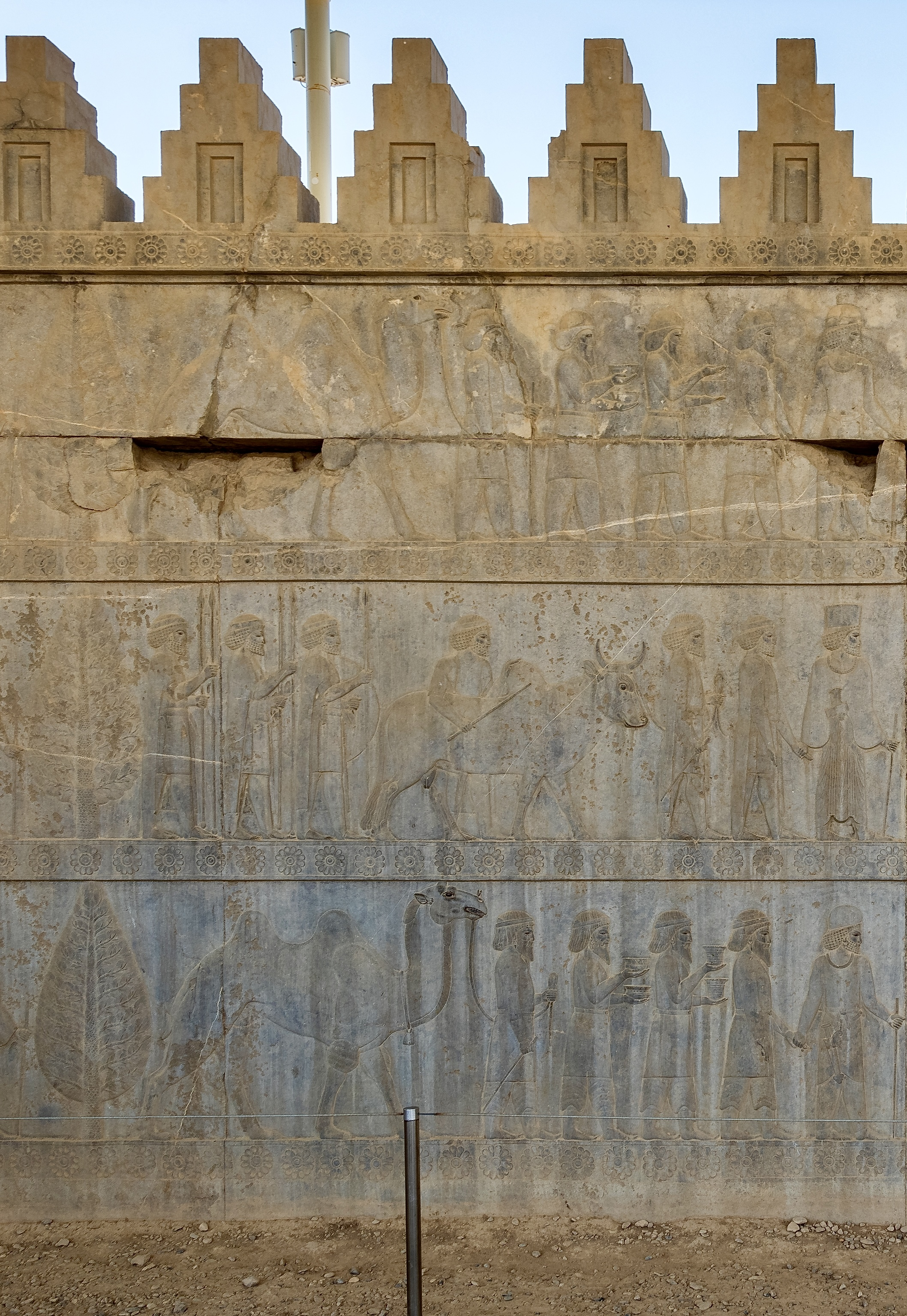
Gesandtschaft mit Geschenken (persische Achämeniden); ca. 490 v. Chr. Persepolis (Iran)[10]:82

### Altes Ägypten
Eine der ersten großen Zivilisationen entstand in Ägypten, wo professionelle Künstler und Handwerker kunstvolle und komplexe Kunstwerke schufen. Die Kunst Ägyptens war religiös und symbolisch. Da die Kultur eine stark zentralisierte Machtstruktur und Hierarchie aufwies, wurde ein Großteil der Kunst zu Ehren des Pharaos geschaffen, darunter auch große Denkmäler. Die ägyptische Kunst und Kultur betonte auch stark religiöse Konzepte und das Leben nach dem Tod. Später umfasst die ägyptische Kunst auch griechisch-römische, koptische und byzantinische Elemente.
Die altägyptische Architektur zeichnete sich durch monumentale Bauwerke aus, die aus großen Steinblöcken, Stürzen und massiven Säulen errichtet wurden. Zu den Grabdenkmälern gehörten Mastabas, rechteckige Gräber, Pyramiden, darunter Stufenpyramiden (wie in Sakkara) oder Pyramiden mit glatten Seiten (wie in Gizeh), und Hypogäen und unterirdische Gräber (wie im Tal der Könige). Weitere bedeutende Bauwerke waren die Tempel, bei denen es sich in der Regel um monumentale Komplexe handelte, denen eine Allee aus Sphinxen und Obelisken vorausging. Tempel verfügten über Pylone und trapezförmige Wände mit Hypaethros und Säulenhallen sowie Schreinen. Die Tempel von Karnak, Luxor, Philae und Edfu sind gute Beispiele dafür. Eine weitere Art von Tempel ist der Felsentempel in Form eines Hypogäums, wie er in Abu Simbel und Deir el-Bahari zu finden ist.
In der Malerei der ägyptischen Epoche wurden überlappende Ebenen nebeneinander gestellt. Die Bilder wurden hierarchisch dargestellt, d. h. der Pharao ist größer als die gewöhnlichen Untertanen oder Feinde, die an seiner Seite abgebildet sind. Die Ägypter malten die Umrisse des Kopfes und der Gliedmaßen im Profil, während der Oberkörper, die Hände und die Augen von vorne gemalt wurden. In Ägypten entwickelte sich die angewandte Kunst, insbesondere die Holz- und Metallverarbeitung. Es gibt hervorragende Beispiele wie Möbel aus Zedernholz, die mit Ebenholz und Elfenbein intarsiert sind und in den Gräbern im Ägyptischen Museum von Kairo zu sehen sind. Andere Beispiele sind die Werke, die im Grab von Tutanchamun gefunden wurden und von großem künstlerischen Wert sind.

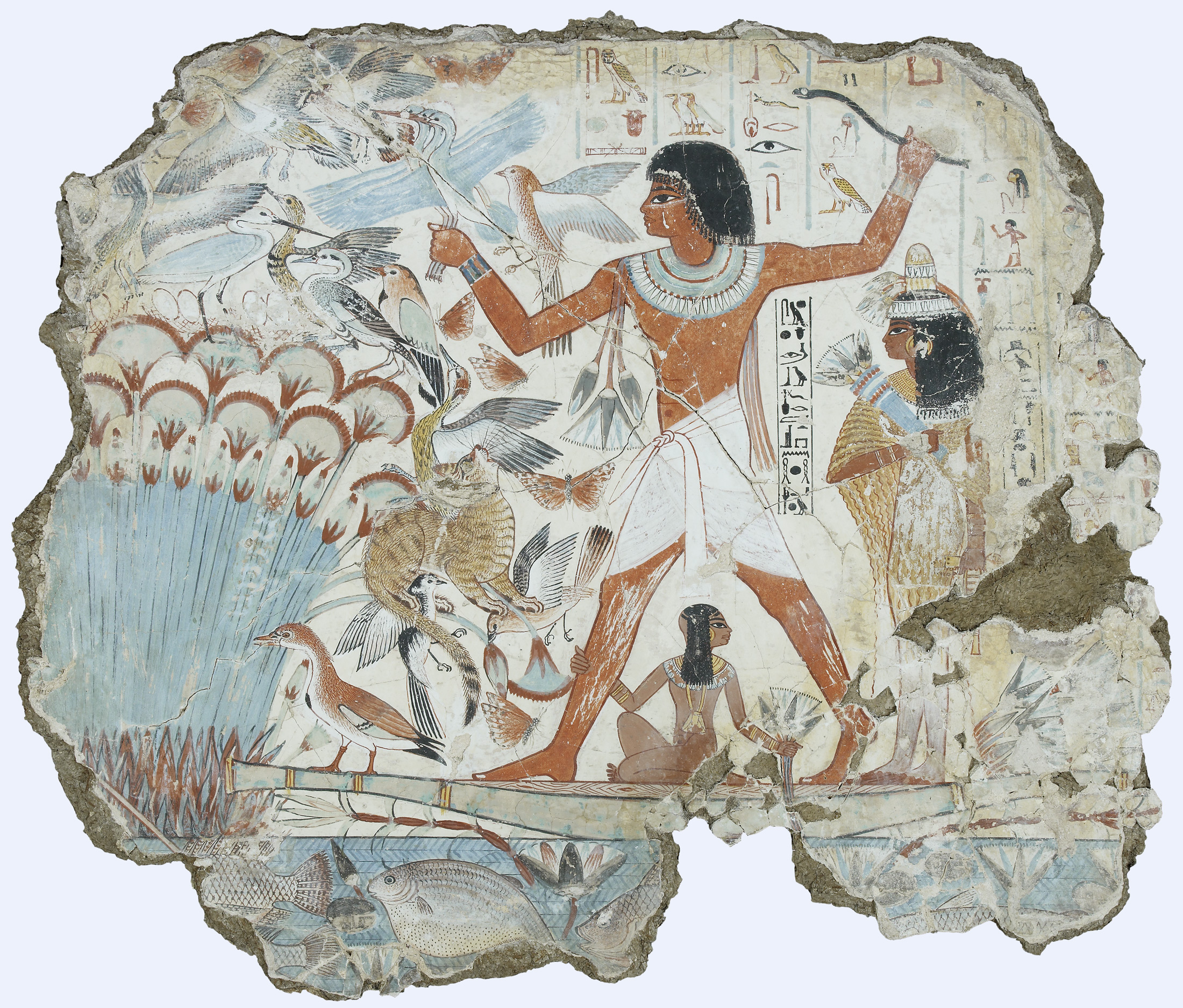
Nebamun, Jagd in den Sümpfen; ca. 1380 v. Chr.; British Museum (London)
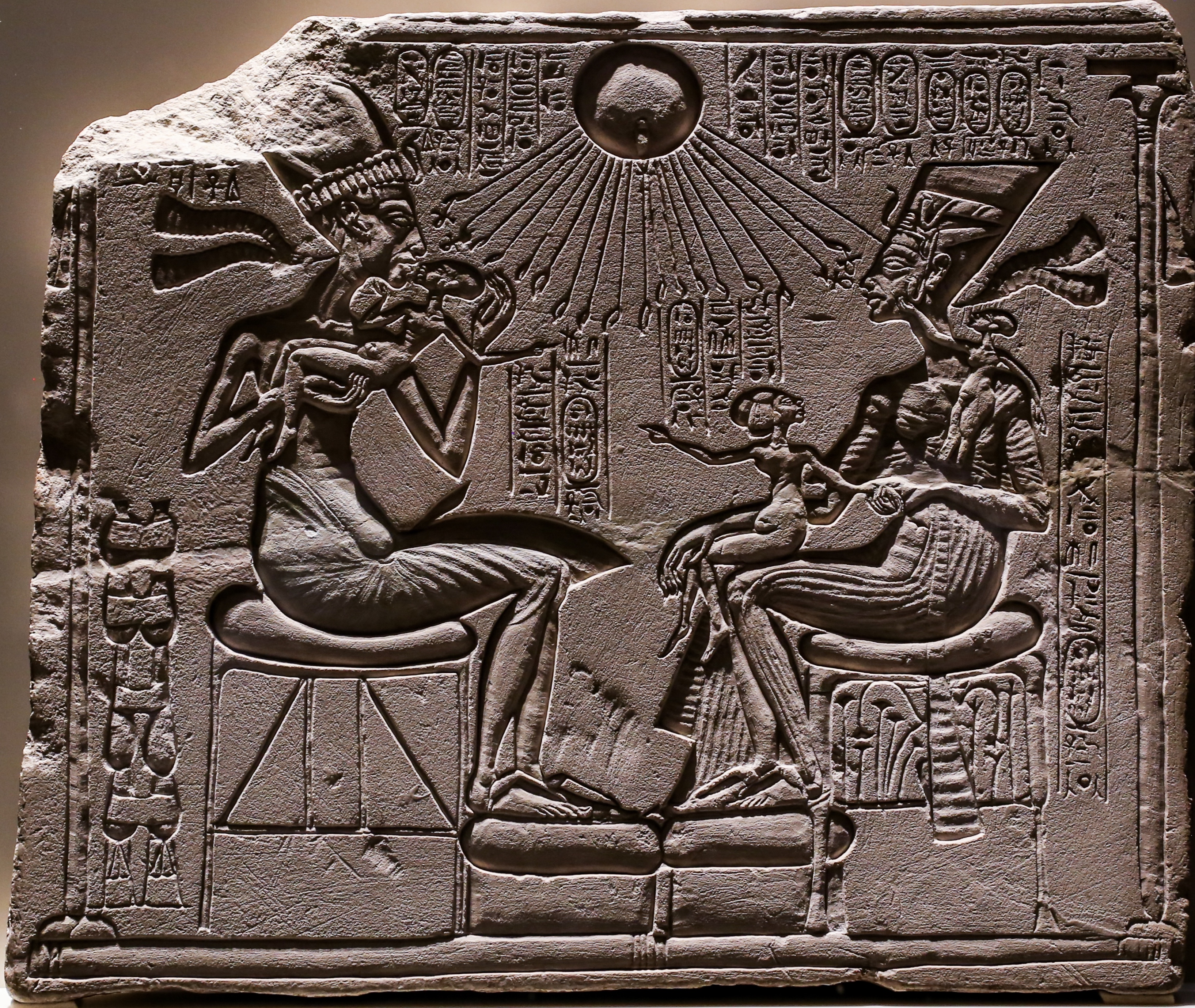
Echnaton und Nofretete mit Töchtern; ca. 1345 v. Chr.; Ägyptisches Museum Berlin (Berlin)[10]:48
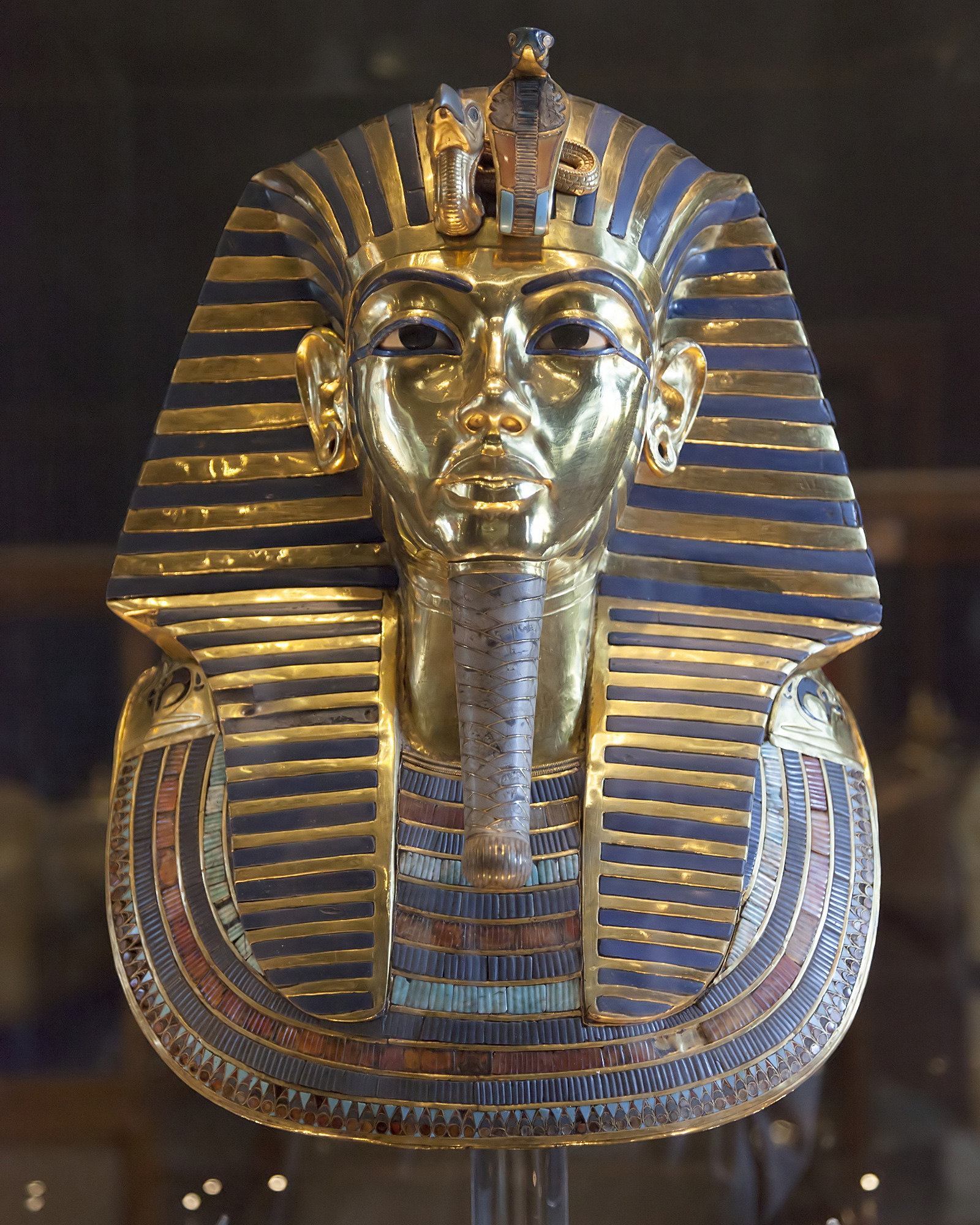
Totenmaske des Tutanchamun; ca. 1327 v. Chr.; Ägyptisches Museum (Kairo)
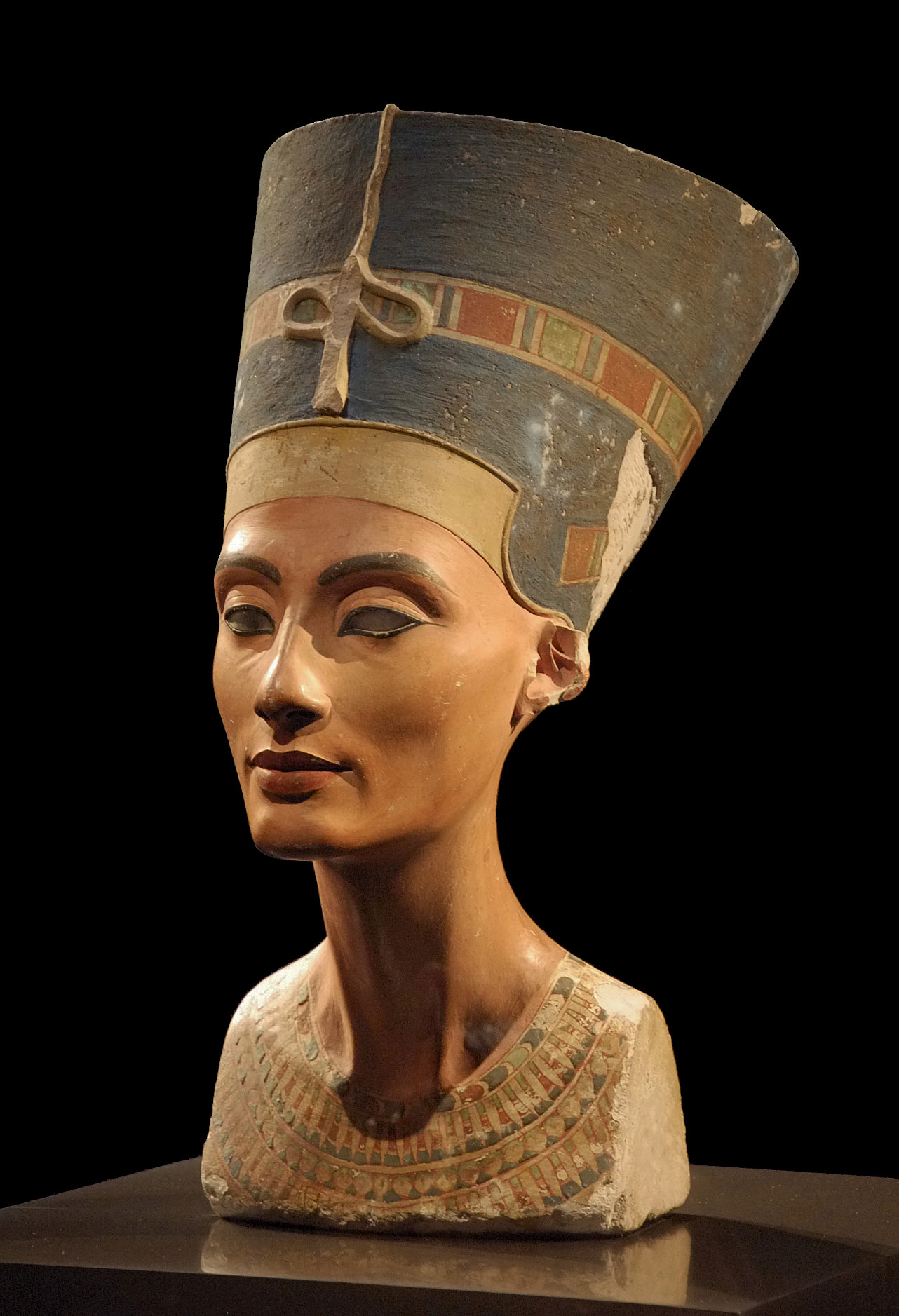
Nofretete-Büste; 1352–1336 v. Chr.; Neues Museum (Berlin)
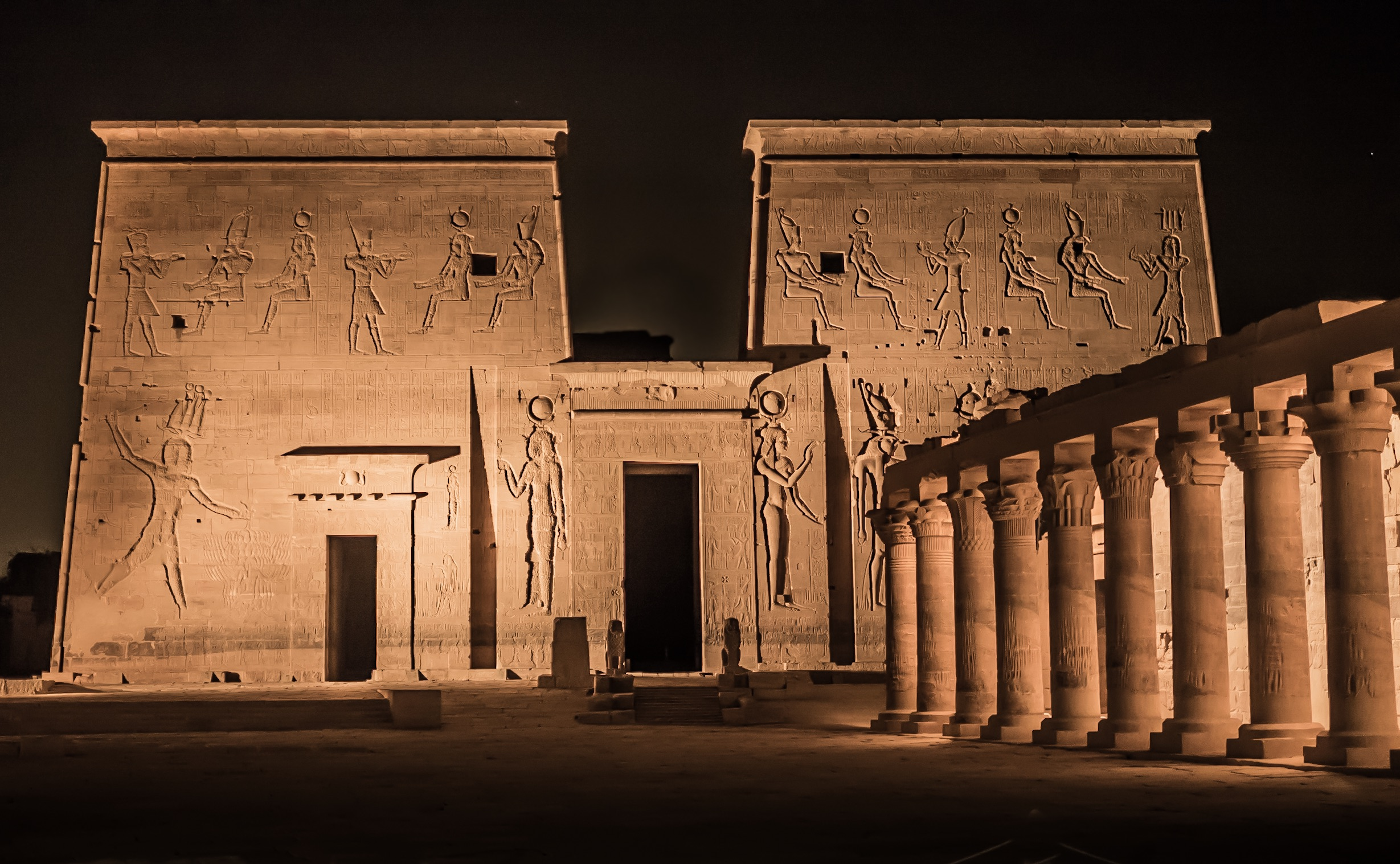
Tempel von Philae, 380 v. Chr. – 117 n. Chr.

### Industal-Kultur
Die Indus-Kultur, auch bekannt als Harappa-Kultur (ca. 2400–1900 v. Chr.), wurde 1922 entdeckt, lange nach den zeitgenössischen Kulturen Mesopotamiens und Ägyptens, und gilt heute als außerordentlich fortschrittlich. Ihre Stätten erstrecken sich über ein Gebiet, das vom heutigen Nordosten Afghanistans über weite Teile Pakistans bis in den Westen und Nordwesten Indiens reicht. Zu den wichtigsten Städten dieser Kultur gehören Harappa und Mohenjo-Daro, die sich in Punjab bzw. Sindh im Norden des heutigen Pakistans befinden, sowie die Hafenstadt Lothal im Bundesstaat Gujarat (Indien). Die häufigsten Artefakte sind quadratische und rechteckige Stempelsiegel und Siegelabdrücke mit Tieren, in der Regel Stiere, und sehr kurzen harappanischen Texten. Diese Indusschrift ist bis heute noch nicht entschlüsselt worden. An den Fundstätten der Harappaner wurden auch viele stilisierte Terrakotta-Figuren und einige Stein- und Bronzeskulpturen gefunden, die naturalistischer sind als die Keramikskulpturen.

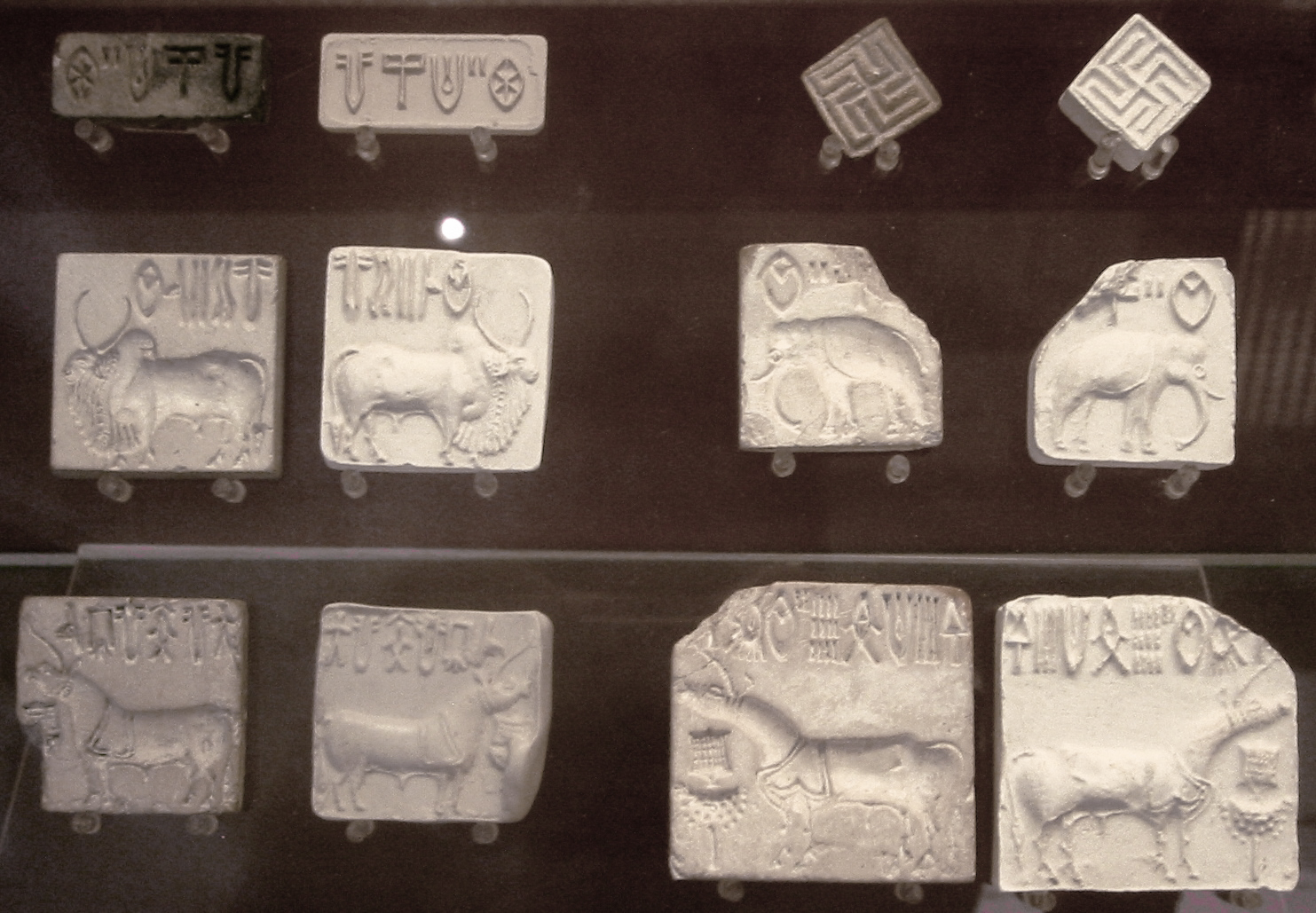
Siegel mit Indus-Schrift und Abdrücken; 2500–2000 v. Chr.; British Museum (London)
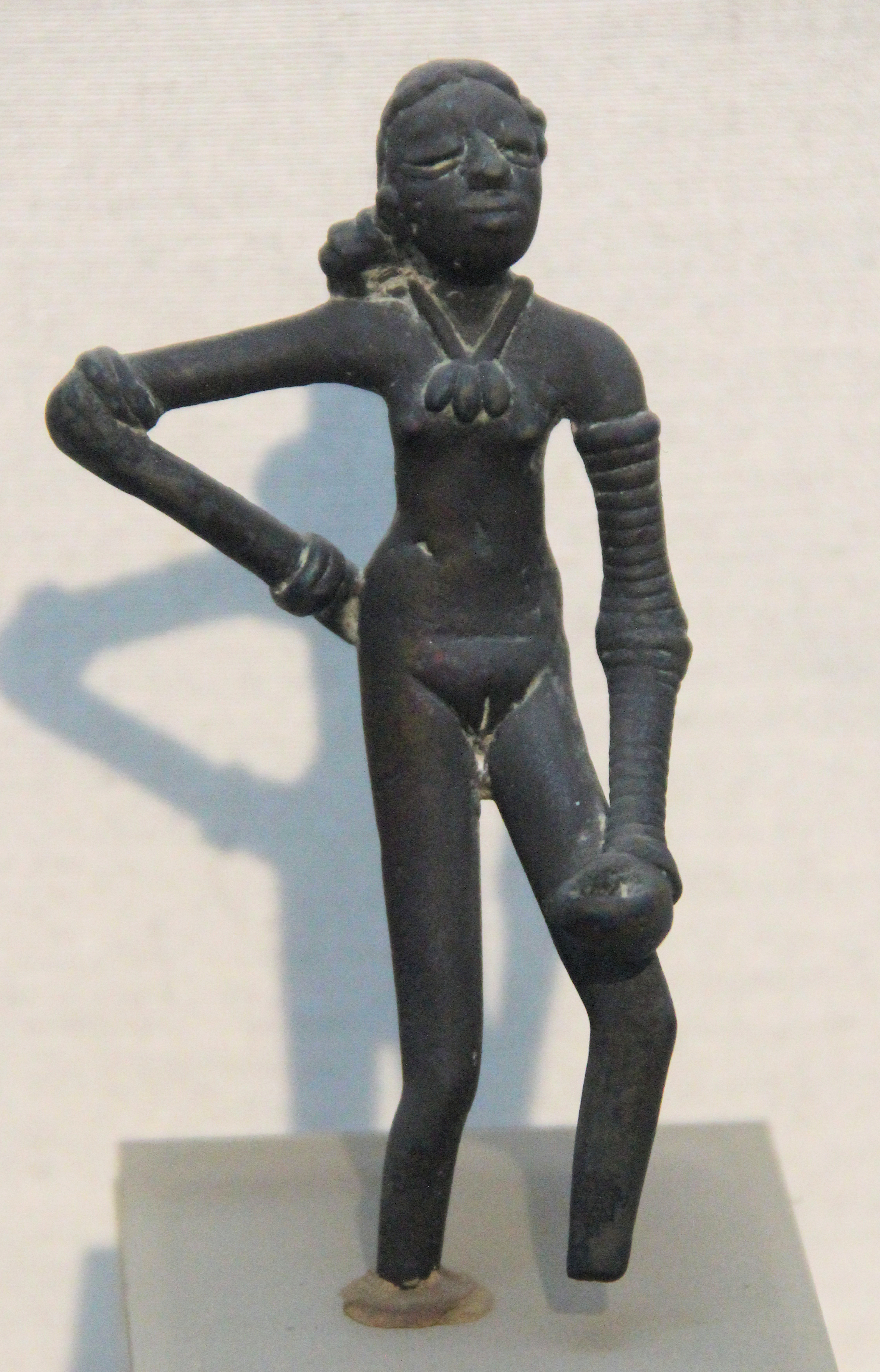
Tanzendes Mädchen; ca. 2400–1900 v. Chr.; National Museum (Neu-Delhi, Indien)
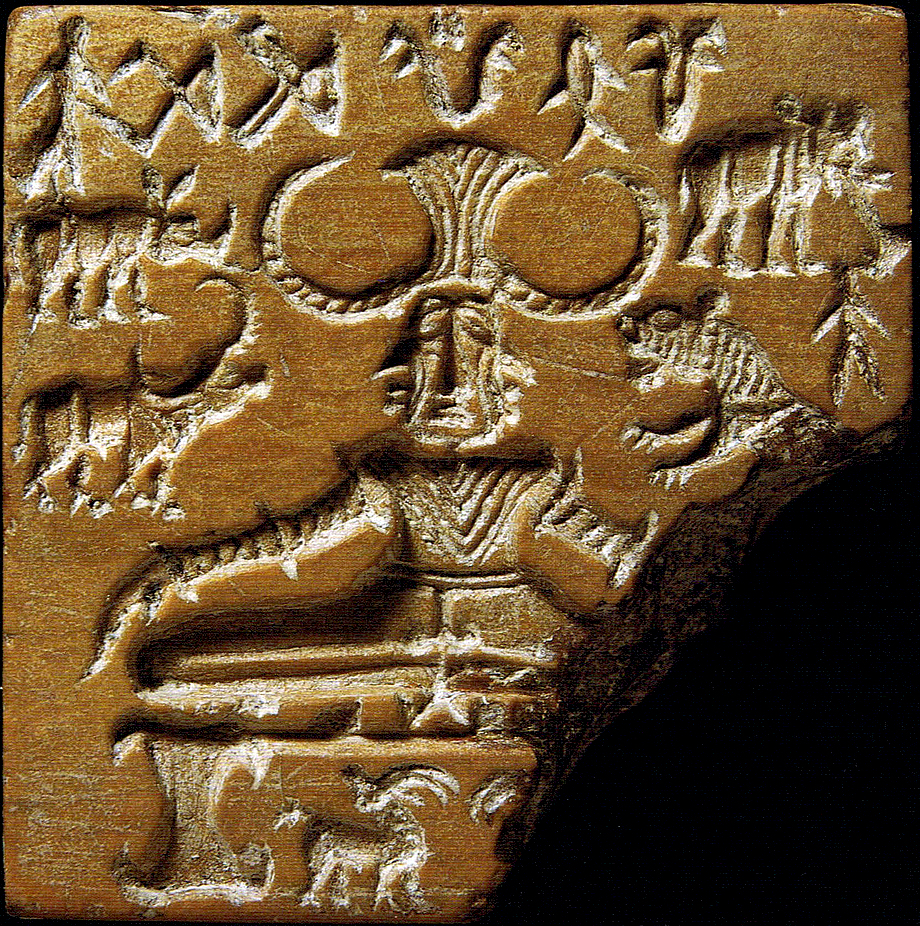
Proto-Shiva-Stempelsiegel; ca. 2400–1900 v. Chr.; Nationalmuseum Neu-Delhi
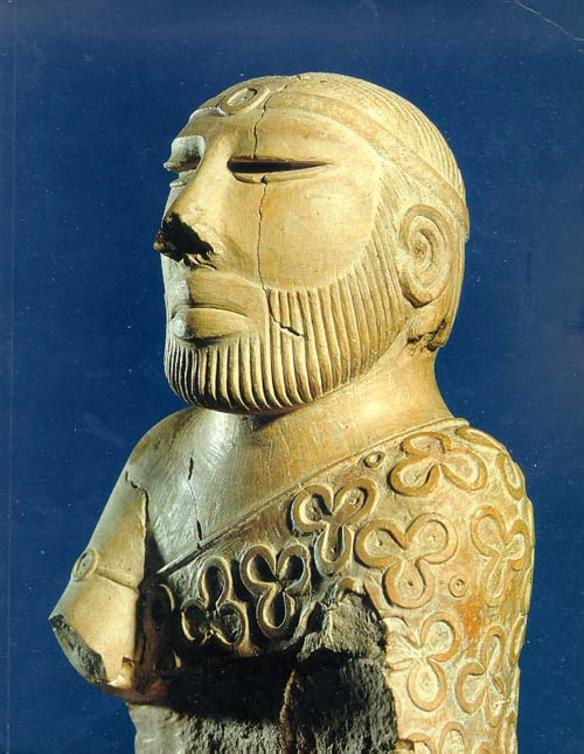
Priesterkönig; ca. 2400–1900 v. Chr.; National Museum of Pakistan (Karatschi)
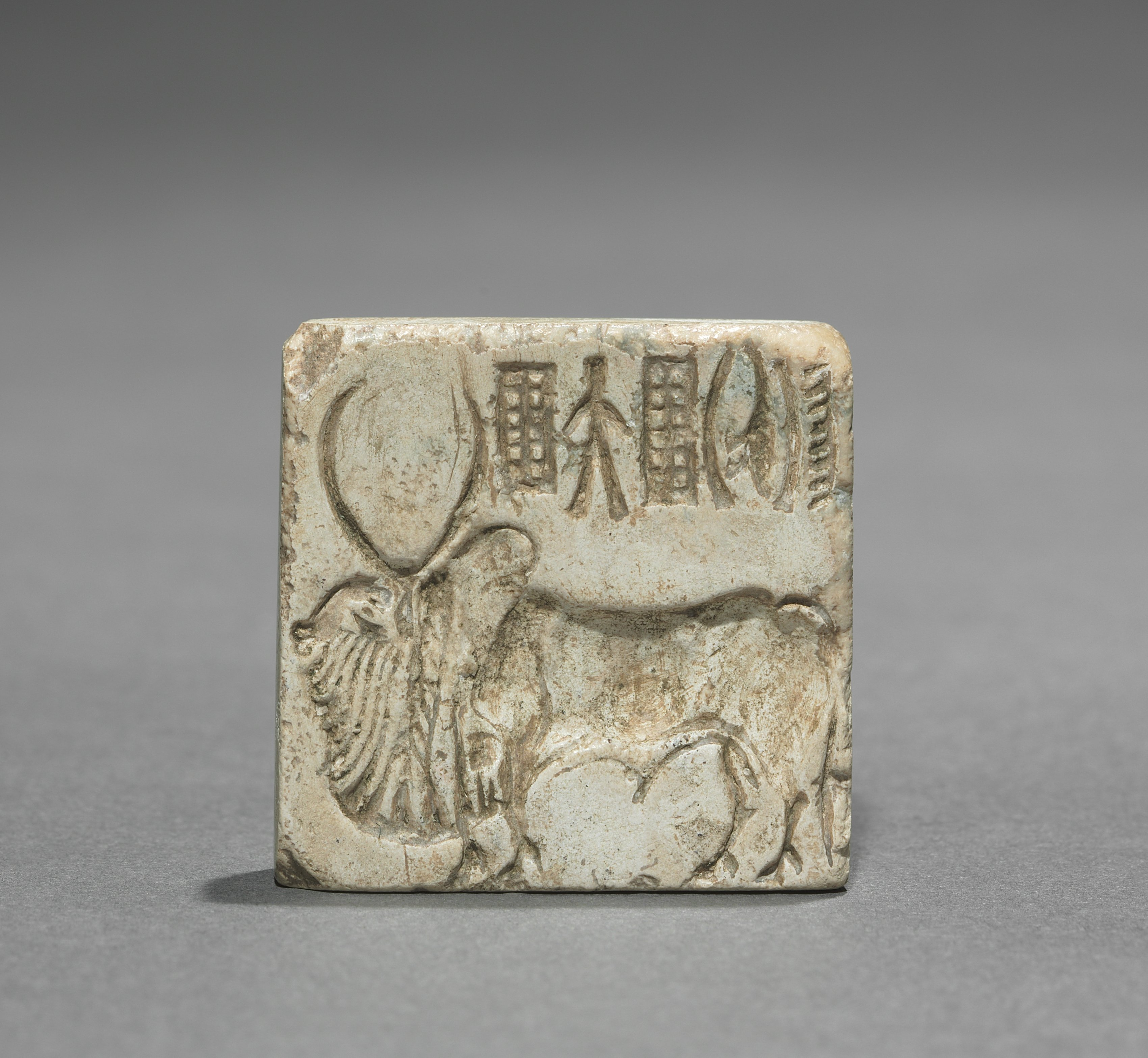
Siegel mit zweihörnigem Stier und Inschrift; ca. 2010 v. Chr.; Cleveland Museum of Art (Cleveland, Ohio, USA)

### China

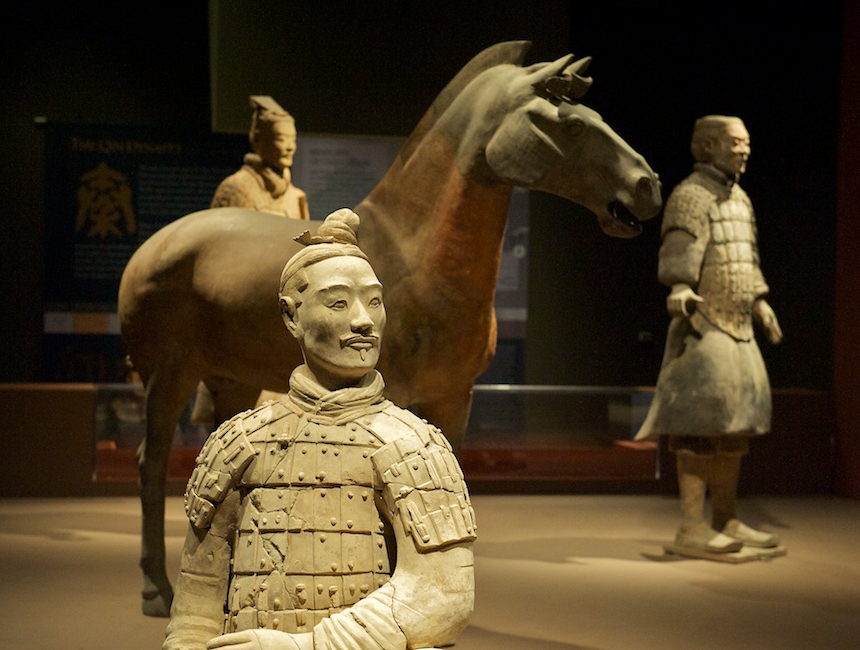
Krieger der Terrakotta-Armee; ca. 214 v. Chr.; Lintong (Xi’an, Shaanxi, VR China)

Die ersten Metallgegenstände wurden in China vor fast 4000 Jahren während der Xia-Dynastie (ca. 2100–1700 v. Chr.) hergestellt. Während der chinesischen Bronzezeit (Shang- und Zhou-Dynastien) wurden Fürbitten und die Kommunikation mit der Geisterwelt am Hof von einem Schamanen (möglicherweise dem König selbst) durchgeführt. In der Shang-Dynastie (ca. 1600–1050 v. Chr.) war Shangdi die höchste Gottheit, aber aristokratische Familien zogen es vor, mit den Geistern ihrer Vorfahren in Kontakt zu treten. Sie bereiteten für sie aufwendige Bankette mit Speisen und Getränken zu, die in bronzenen Ritualgefäßen erhitzt und serviert wurden. Diese Bronzegefäße hatten je nach Verwendungszweck viele Formen: für Wein, Wasser, Getreide oder Fleisch, und einige von ihnen waren mit lesbaren Schriftzeichen versehen, was die Entwicklung der Schrift zeigt. Diese Art von Gefäßen, die von sehr hoher Qualität und Komplexität sind, wurden im Tal des Gelben Flusses in der Provinz Henan an Orten wie Erlitou, Anyang oder Zhengzhou entdeckt. Sie wurden bei religiösen Ritualen verwendet, um die Autorität der Dhang zu festigen, und als die Hauptstadt der Shang um 1050 v. Chr. fiel, verwendeten ihre Eroberer, die Zhou (ca. 1050–156 v. Chr.), diese Gefäße weiterhin bei religiösen Ritualen, aber hauptsächlich für Speisen und nicht für Getränke. Die Verwendung von Ritualbronzen setzte sich bis in die frühe Han-Dynastie (206 v. Chr. – 220 n. Chr.) fort.
Eines der am häufigsten verwendeten Motive war das Taotie, ein stilisiertes Gesicht, das in der Mitte in zwei fast spiegelbildliche Hälften geteilt ist, mit Nasenlöchern, Augen, Augenbrauen, Kiefer, Wangen und Hörnern, umgeben von eingeritzten Mustern. Ob Taotie reale, mythologische oder völlig erfundene Wesen darstellte, lässt sich nicht feststellen.
Die rätselhaften Bronzefiguren von Sanxingdui in der Nähe von Guanghan (in der Provinz Sichuan) sind ein Zeugnis für ein mysteriöses religiöses Opfersystem, das es nirgendwo sonst im alten China gab und sich stark von der Kunst der Shang aus der gleichen Zeit in Anyang unterscheidet. Bei Ausgrabungen in Sanxingdui wurden seit 1986 vier Gruben mit Artefakten aus Bronze, Jade und Gold entdeckt. Es wurde eine große Bronzestatue einer menschlichen Figur gefunden, die auf einem mit abstrakten Elefantenköpfen verzierten Sockel steht. Neben der stehenden Figur enthielten die ersten beiden Gruben über 50 Bronzeköpfe, von denen einige Kopfbedeckungen trugen und drei mit einer Frontalabdeckung aus Blattgold. Außerdem wurden hier röhrenförmige Bronzefragmente mit kleinen Ästen entdeckt, die wahrscheinlich Bäume darstellen, sowie Blätter, Früchte und Vögel aus Bronze. 1986 wurden in Sanxingdui über 4000 Objekte gefunden.
Nach der Shang-Dynastie herrschte die Zhou-Dynastie (1050–221 v. Chr.) länger als jede andere Dynastie in der chinesischen Geschichte. Die letzten Jahrhunderte waren von Gewalt geprägt, weshalb diese Ära auch als Zeit der Streitenden Reiche bekannt ist. In dieser unruhigen Zeit entstanden einige wichtige philosophische Bewegungen: Konfuzianismus, Daoismus und Legalismus.
Die Zeit der Streitenden Reiche wurde von Qinshi Huangdi beendet, der China im Jahr 221 v. Chr. vereinte. Er ließ sich ein riesiges Grabmal errichten, das von der Terrakotta-Armee bewacht wurde. Ein weiteres großes Projekt war ein Vorläufer der Großen Mauer, die errichtet wurde, um plündernde Stämme aus dem Norden abzuwehren. Nach dem Tod des Kaisers dauerte seine Dynastie, die Qin (221–206 v. Chr.), nur drei Jahre. Auf Qinshi Huangdi folgte die Han-Dynastie (202 v. Chr. – 220 n. Chr.), in deren Verlauf sich die Seidenstraße erheblich weiterentwickelte und neue kulturelle Einflüsse nach China brachte.

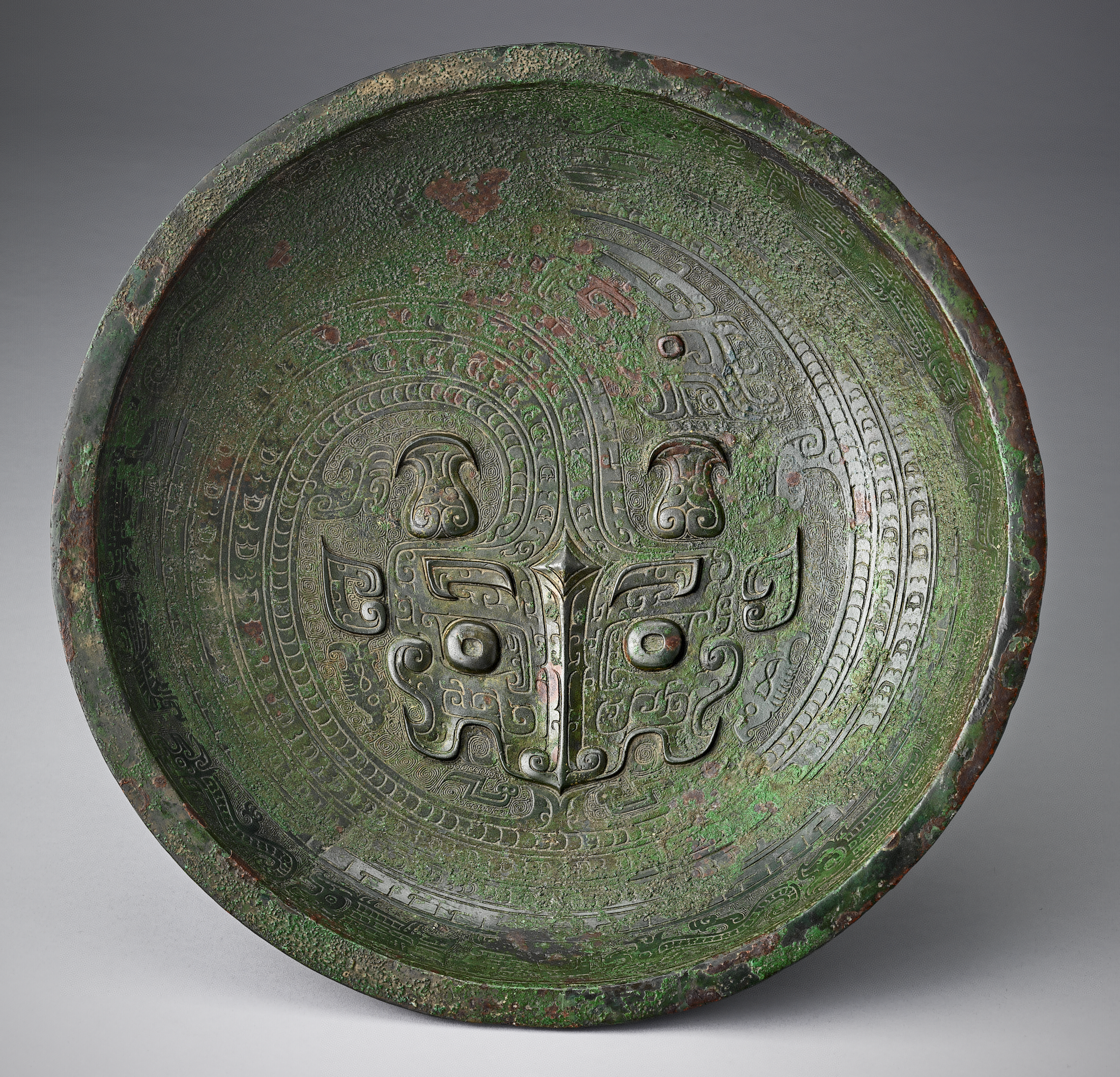
Bronze-Wassergefäß mit gewundenem Drachenmuster, späte Shang-Dynastie (ca. 14. bis Mitte des 11. Jahrhunderts v. Chr.)
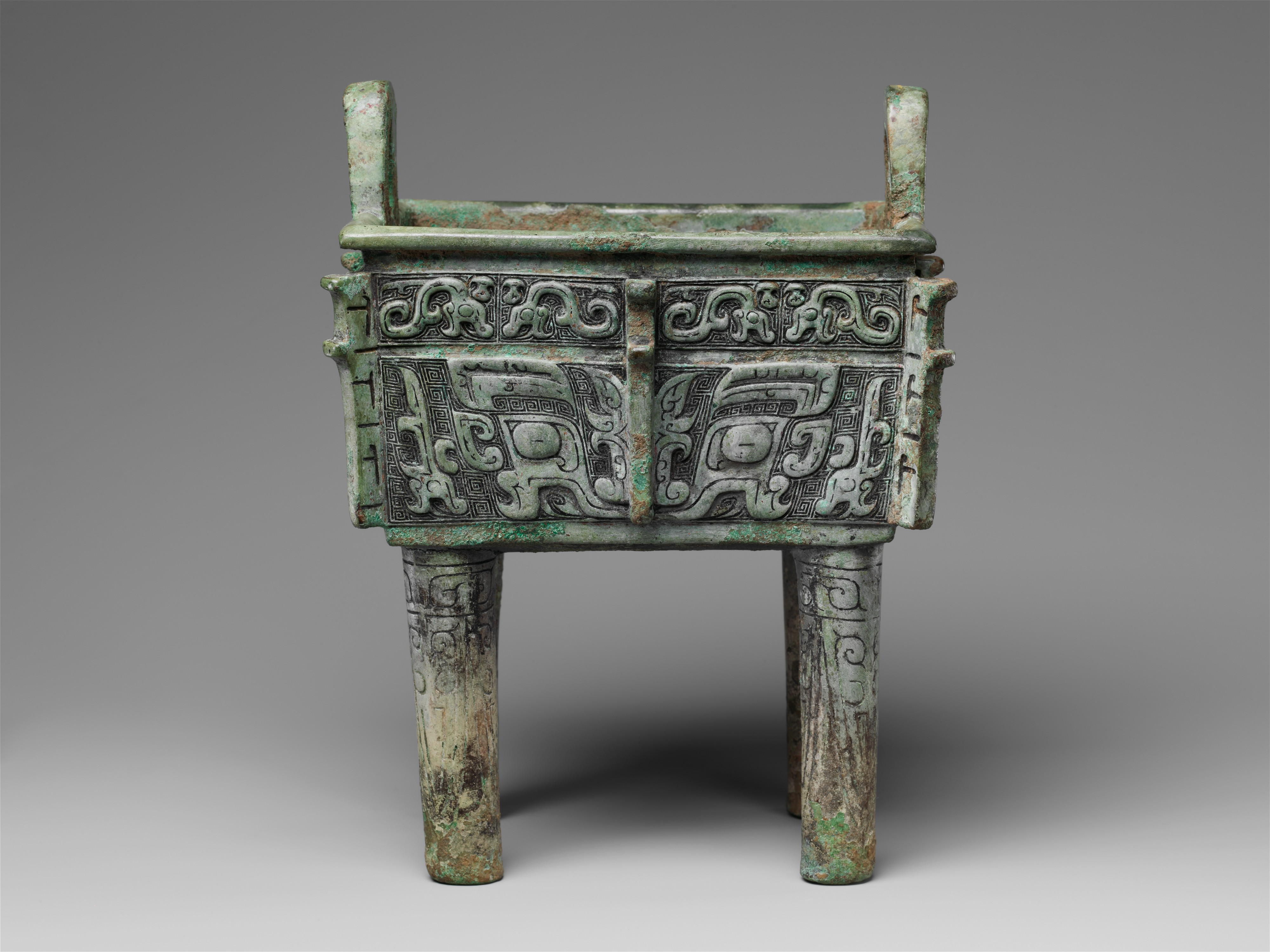
Rechteckiger Kessel; 12.–11. Jahrhundert v. Chr.; Bronze; Metropolitan Museum of Art (New York City)
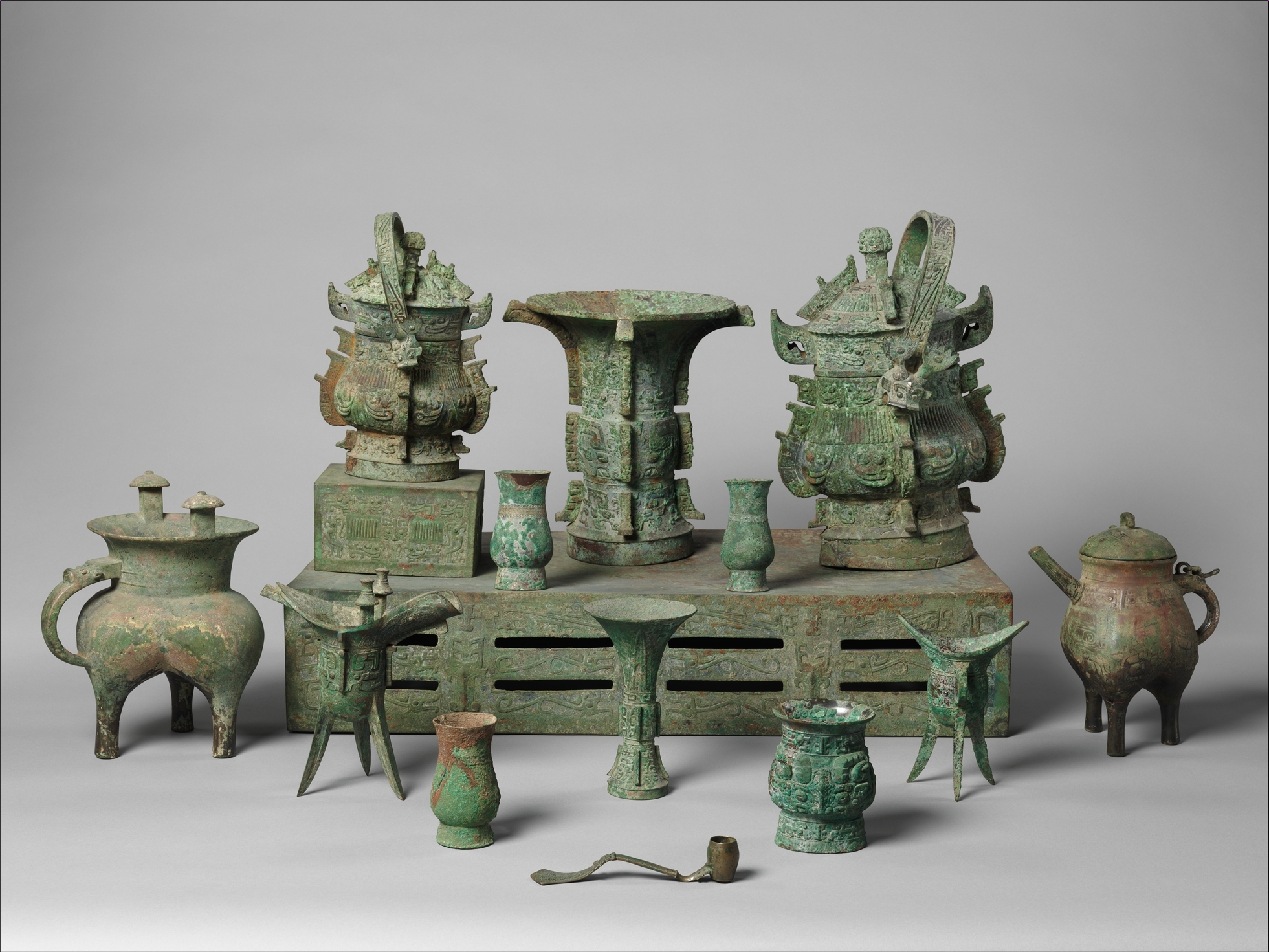
Altar-Set; spätes 11. Jahrhundert v. Chr.; Bronze; Metropolitan Museum of Art
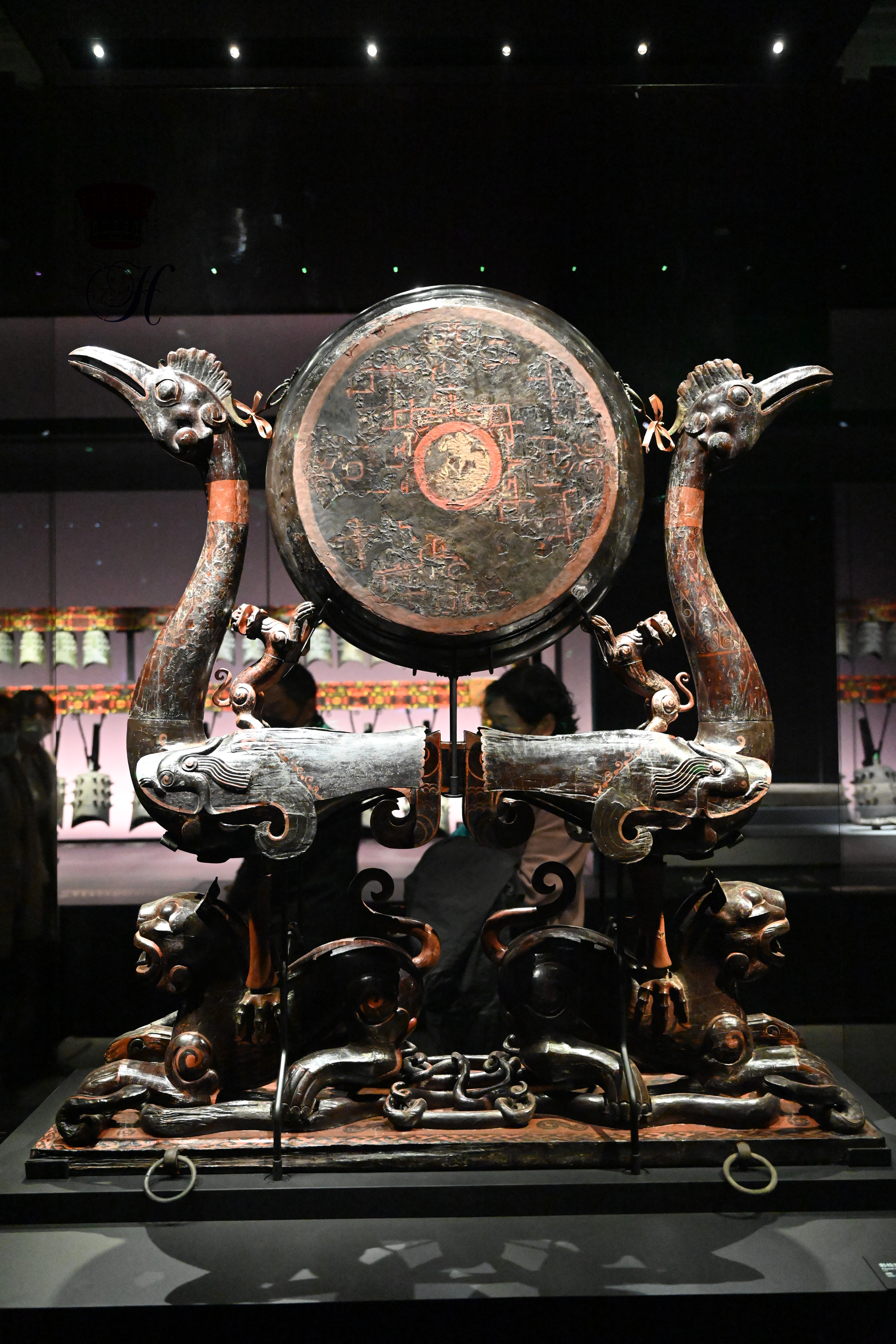
Trommel mit Vogel- und Tiger-Rahmen, Chu (Staat) Lackwaren, 8. Jahrhundert v. Chr.
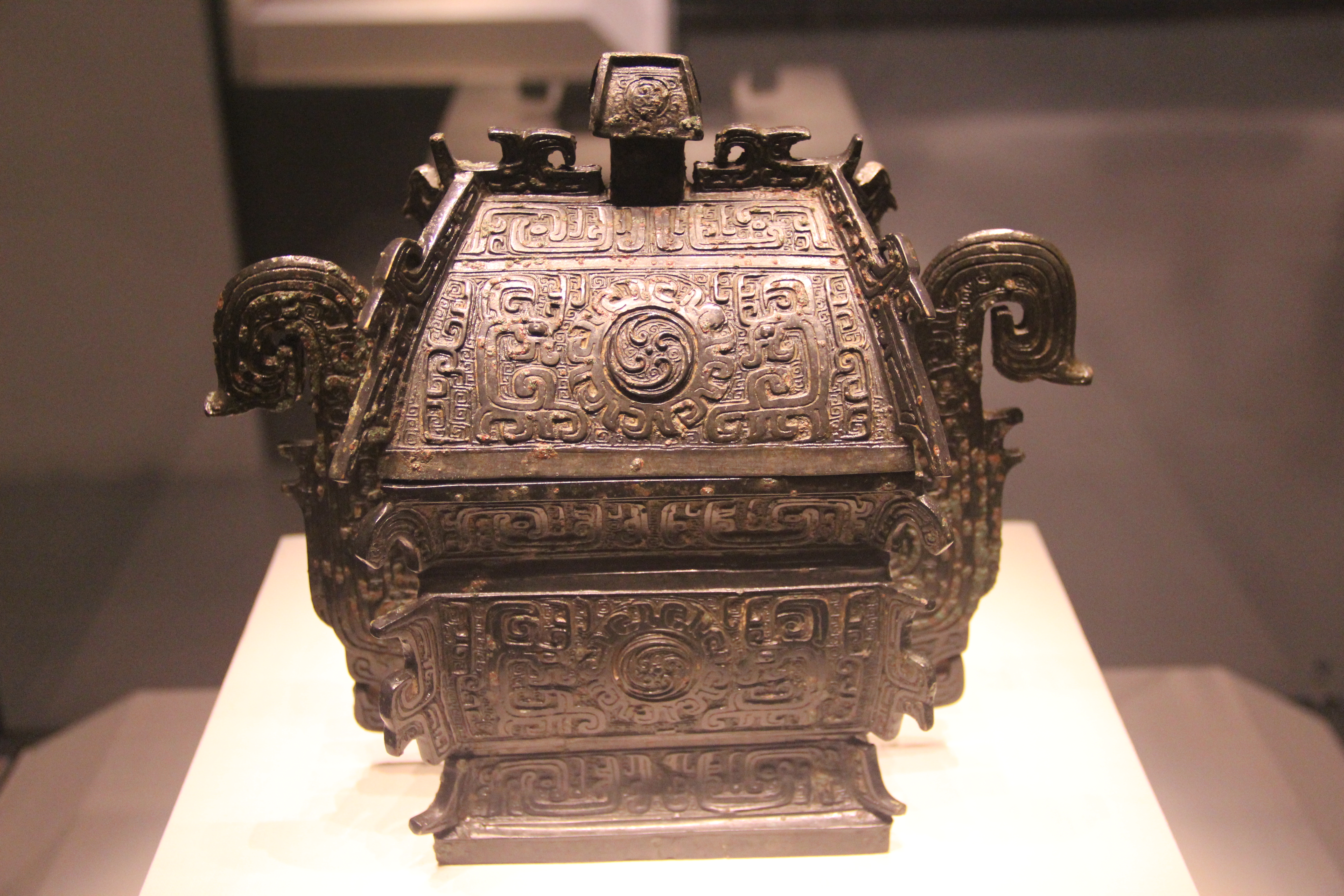
Fang Lei; ca. 925–875 v. Chr.; Bronze; Höhe: 22,8 cm; Chinesisches Nationalmuseum (Peking, China)
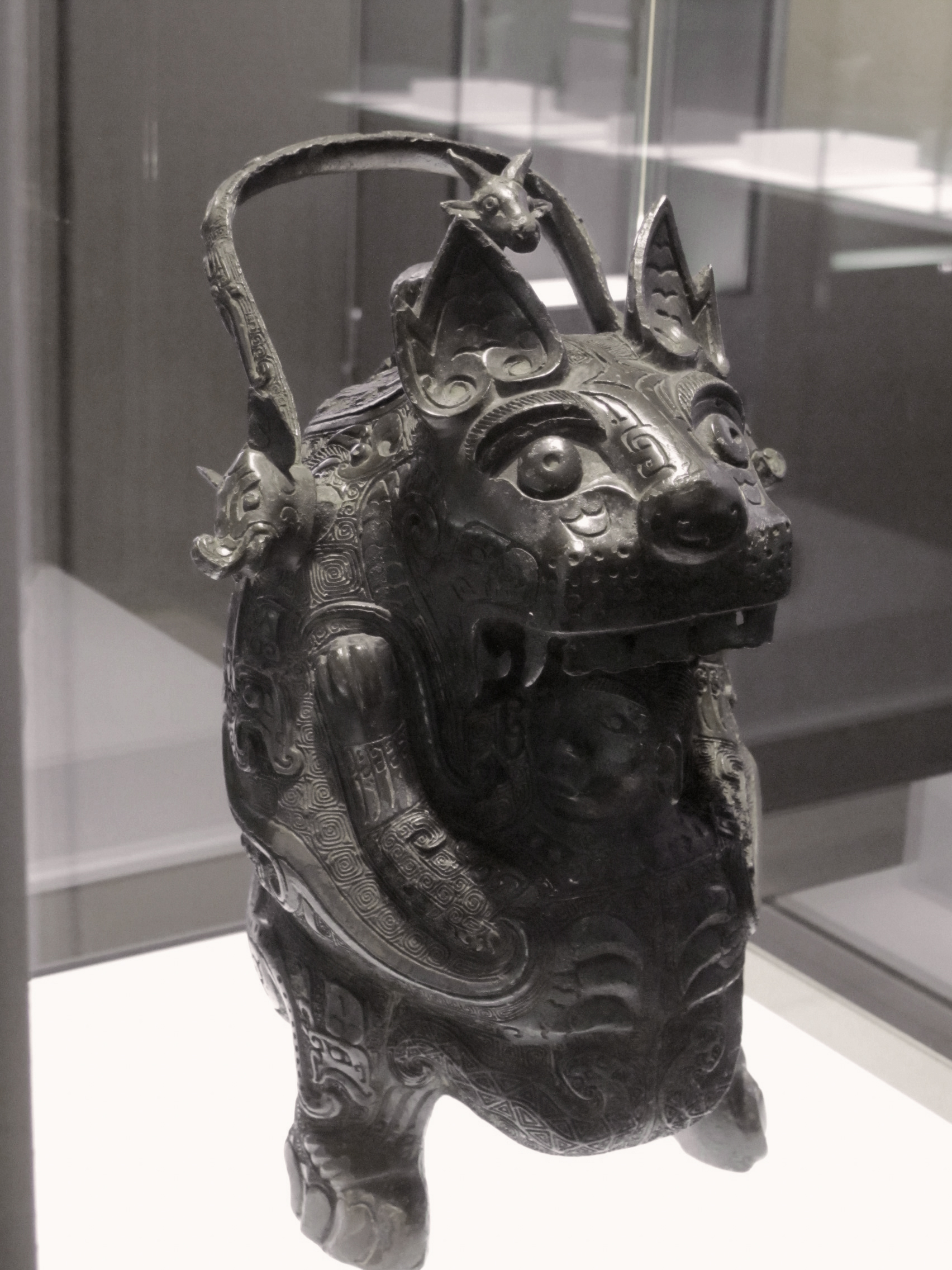
Ein Gefäß aus der Shang-Dynastie aus Bronze, das zur Aufbewahrung von Getränken verwendet wurde; 2. Jahrtausend v. Chr.
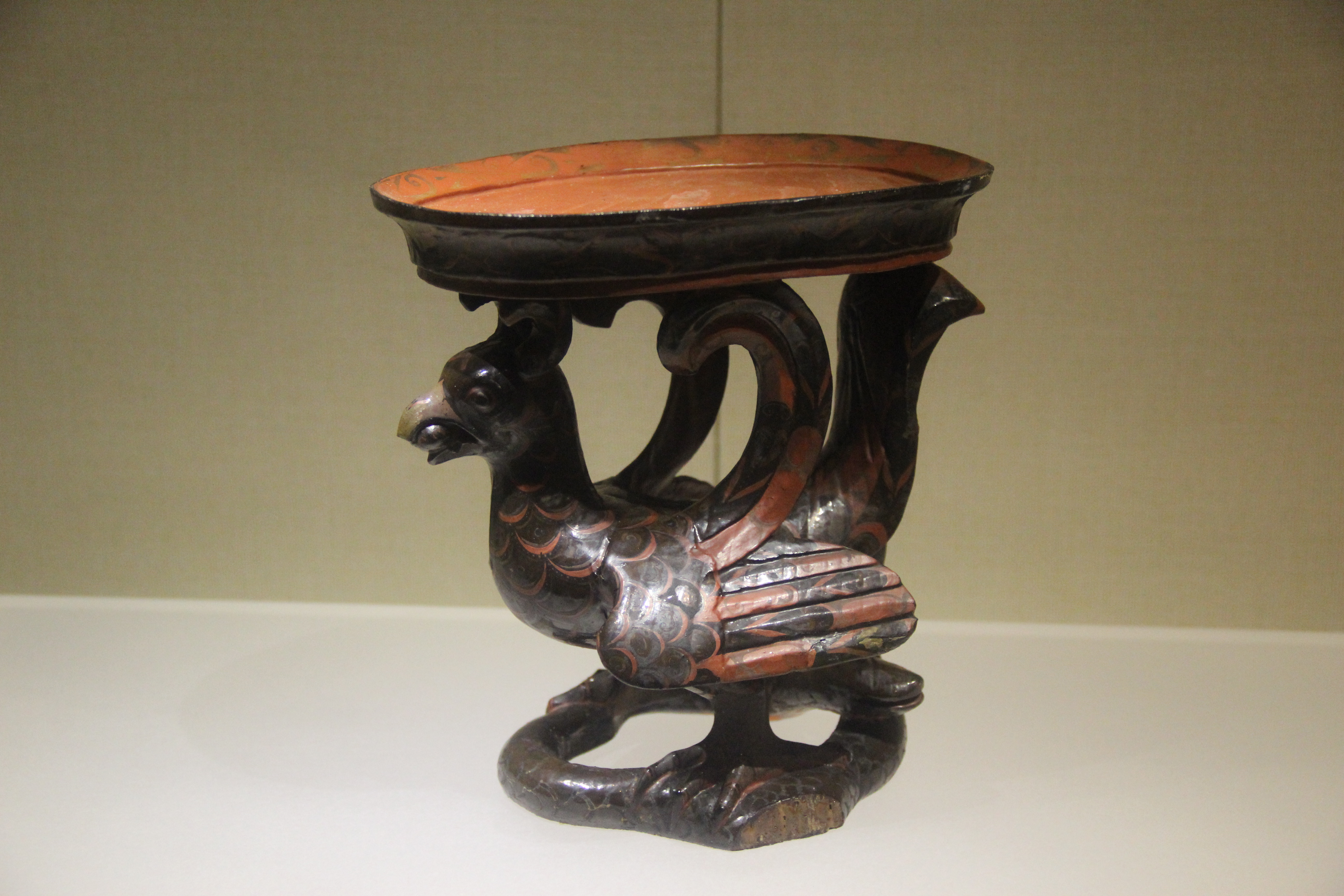
Lackphönix, Staat Chu, ca. 5. Jahrhundert v. Chr.
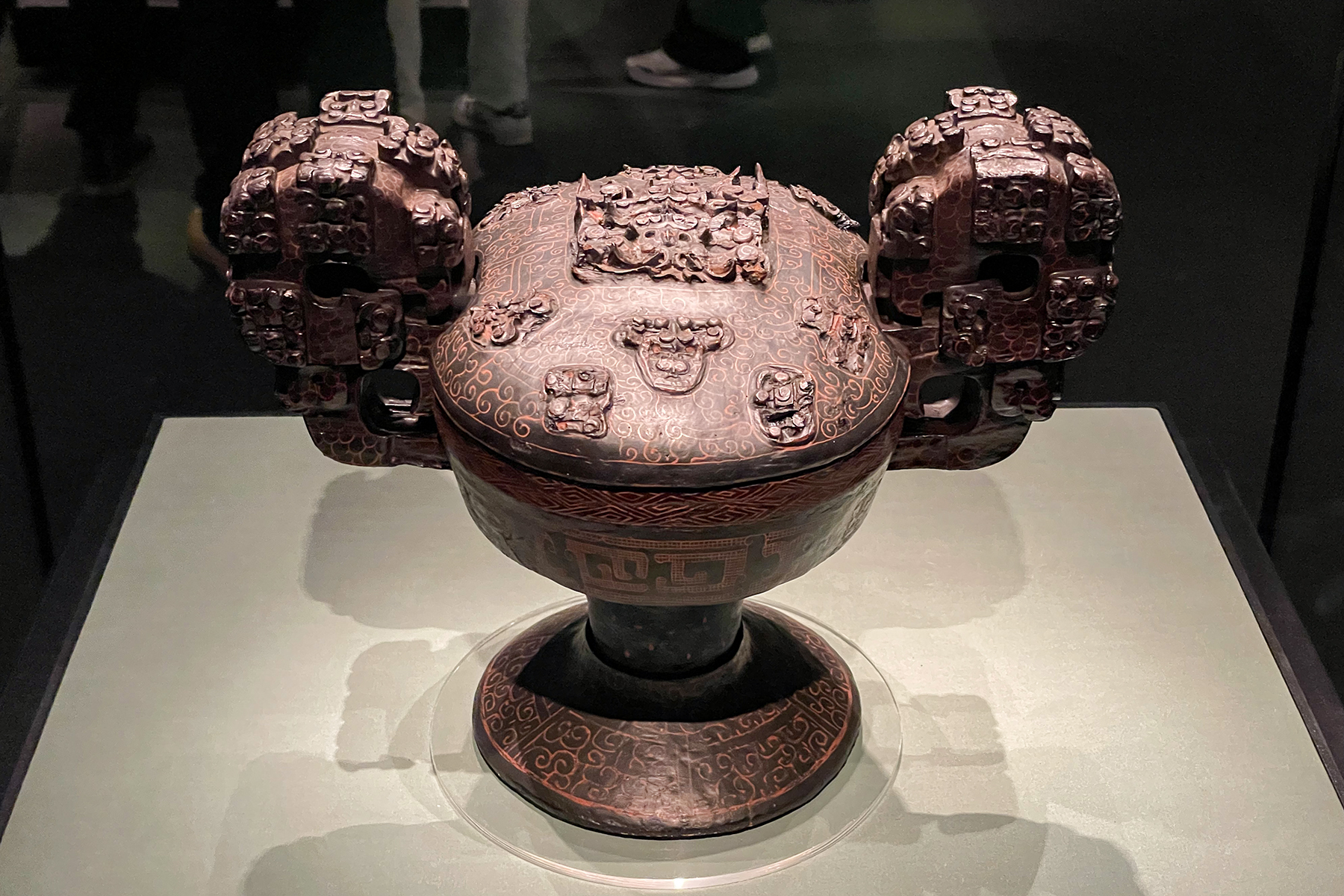
Lackgefäß aus dem Grab des Marktgrafen Yi von Zeng, ca. 433 v. Chr.
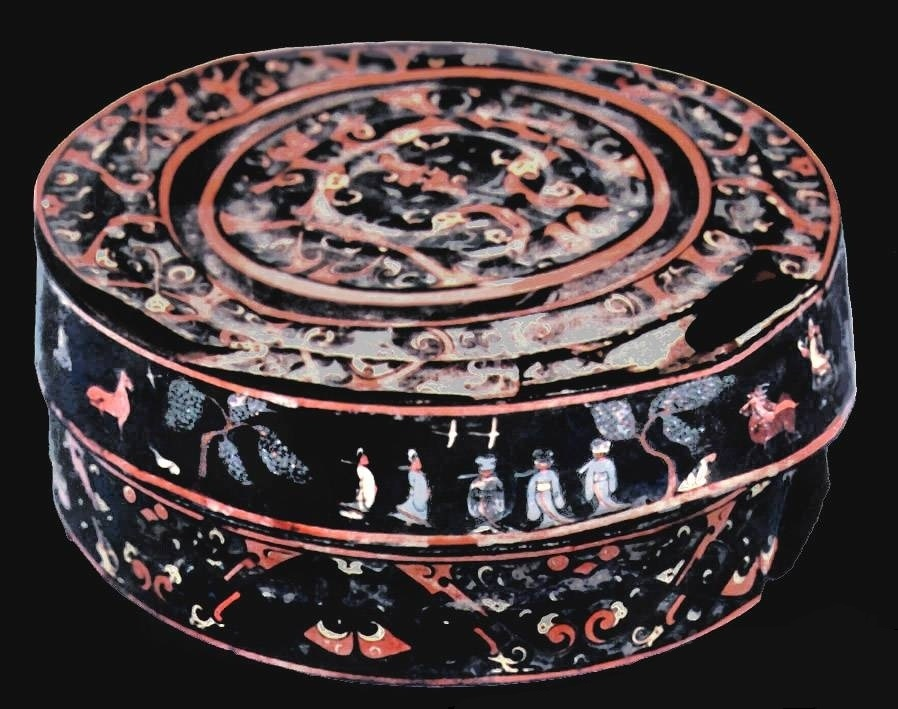
Lackwaren-Schatulle aus dem Jingmen-Grab, Staat Chu (704–223 v. Chr.)
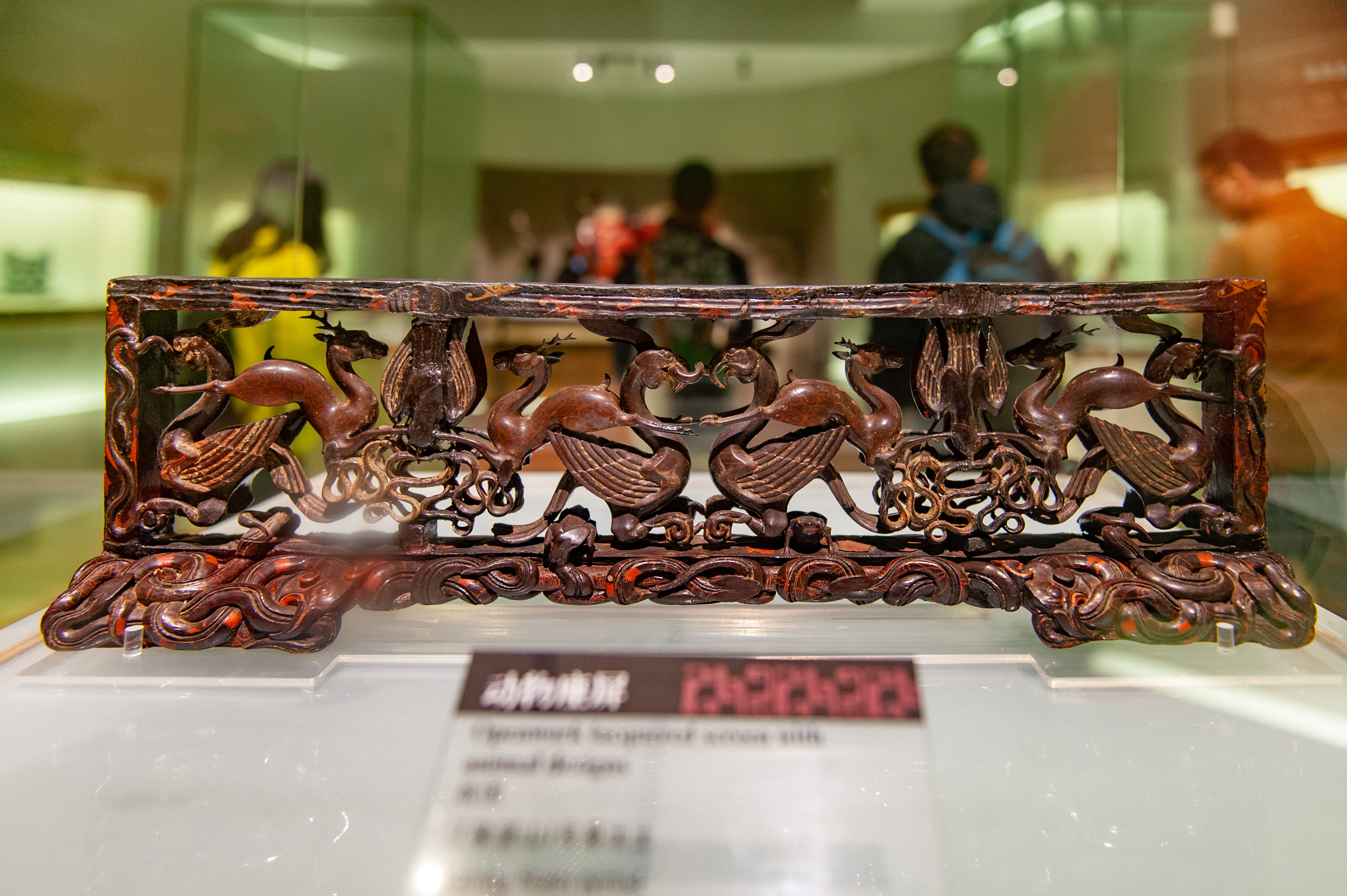
Durchbrochener, lackierter Paravent mit Tiermotiven, Zeit der Streitenden Reiche (ca. 4. Jahrhundert v. Chr.)
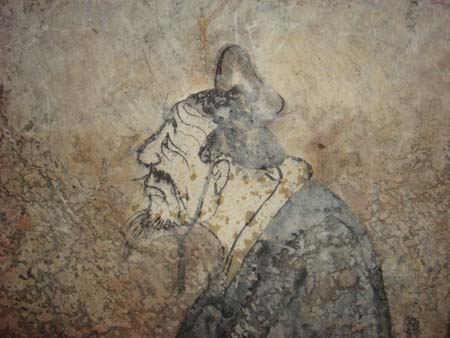
Fresko aus einem Grab der Westlichen Han-Dynastie, das den Philosophen Konfuzius darstellt; ca. 1. Jahrhundert v. Chr.; aus dem Landkreis Dongping, Shandong
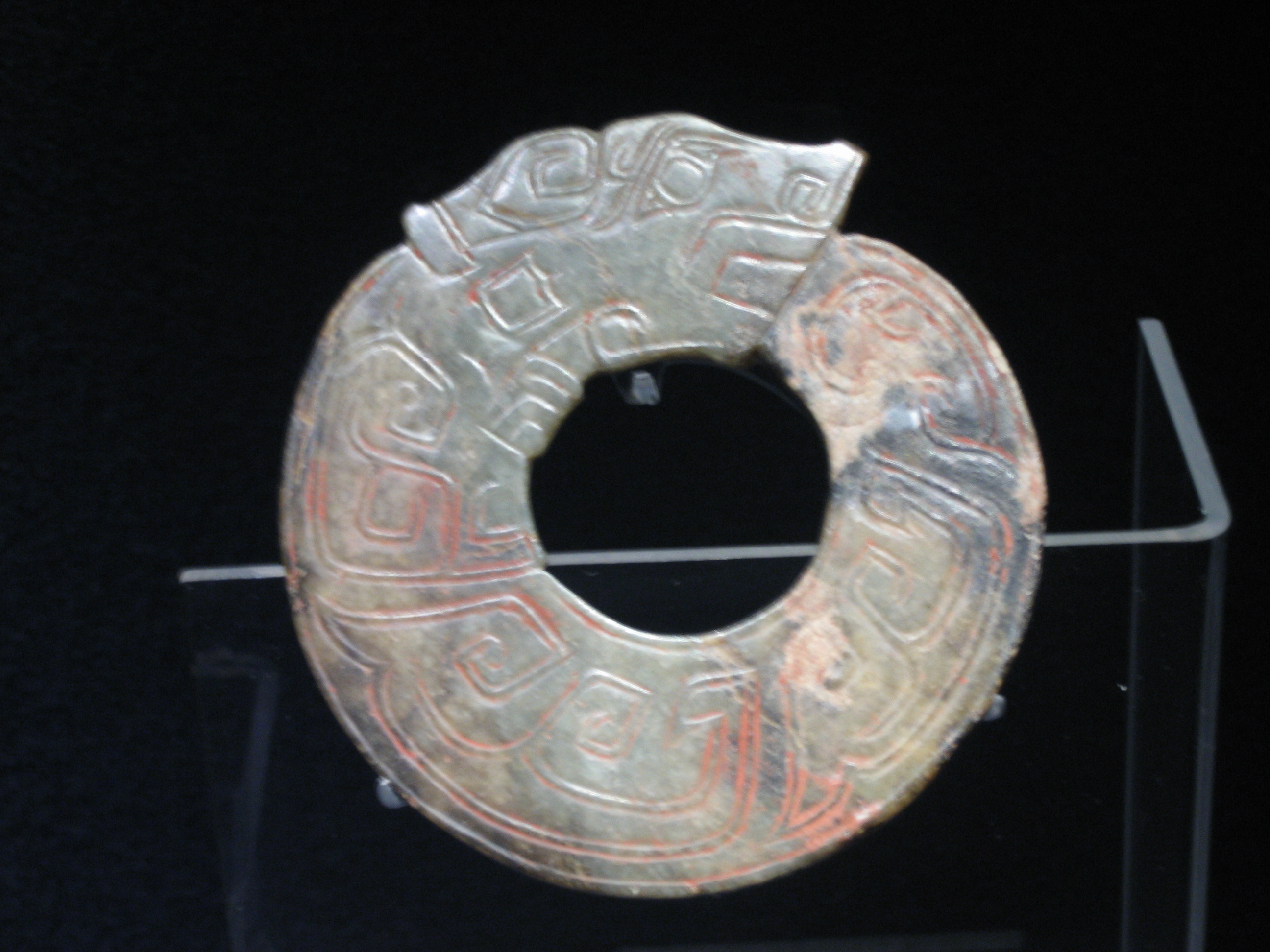
Zwei-Drachen-Ring, frühe Shang-Dynastie (2. Jahrtausend v. Chr.)
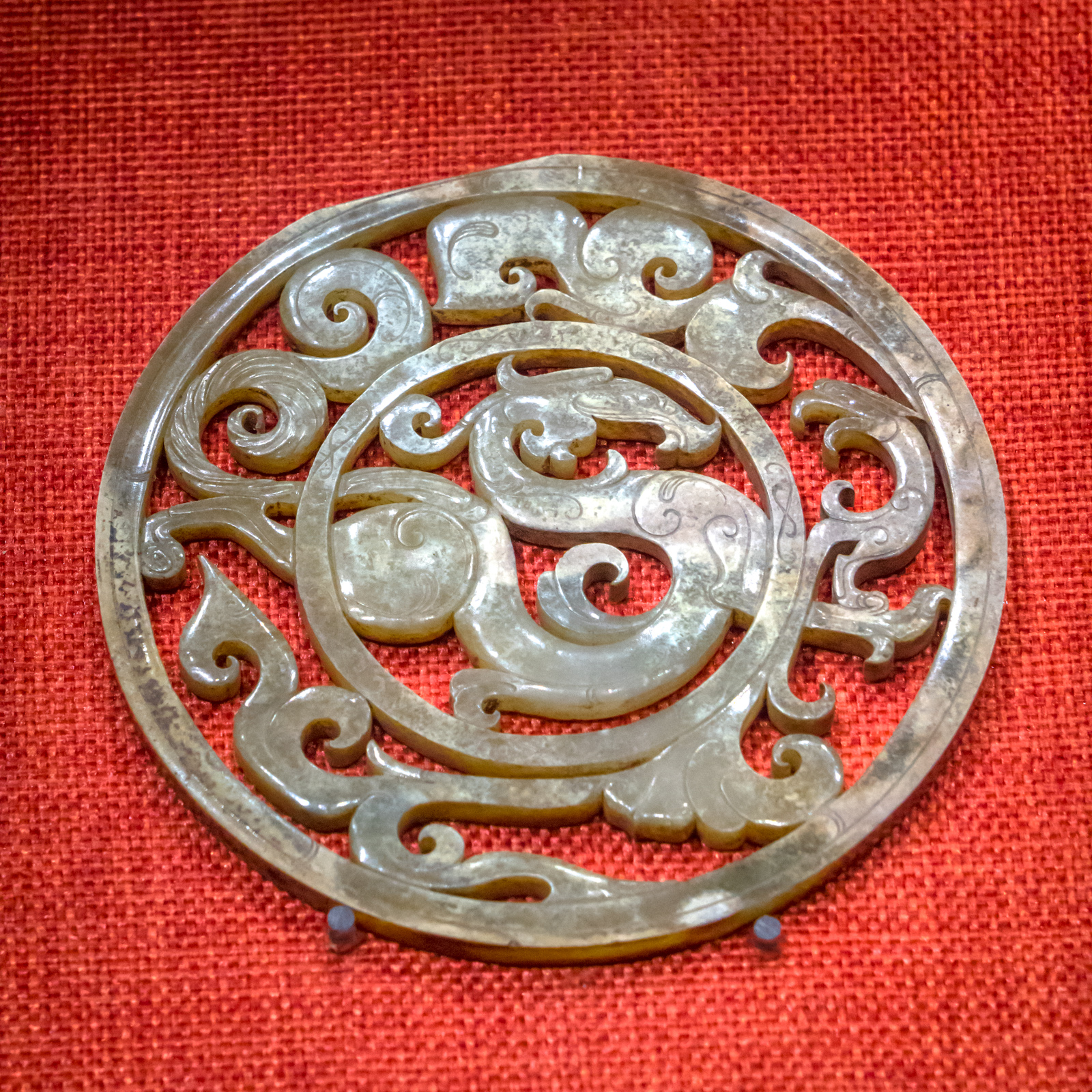
Jade-Durchbruchscheibe, Nanyue (ca. 2. Jahrhundert v. Chr.)
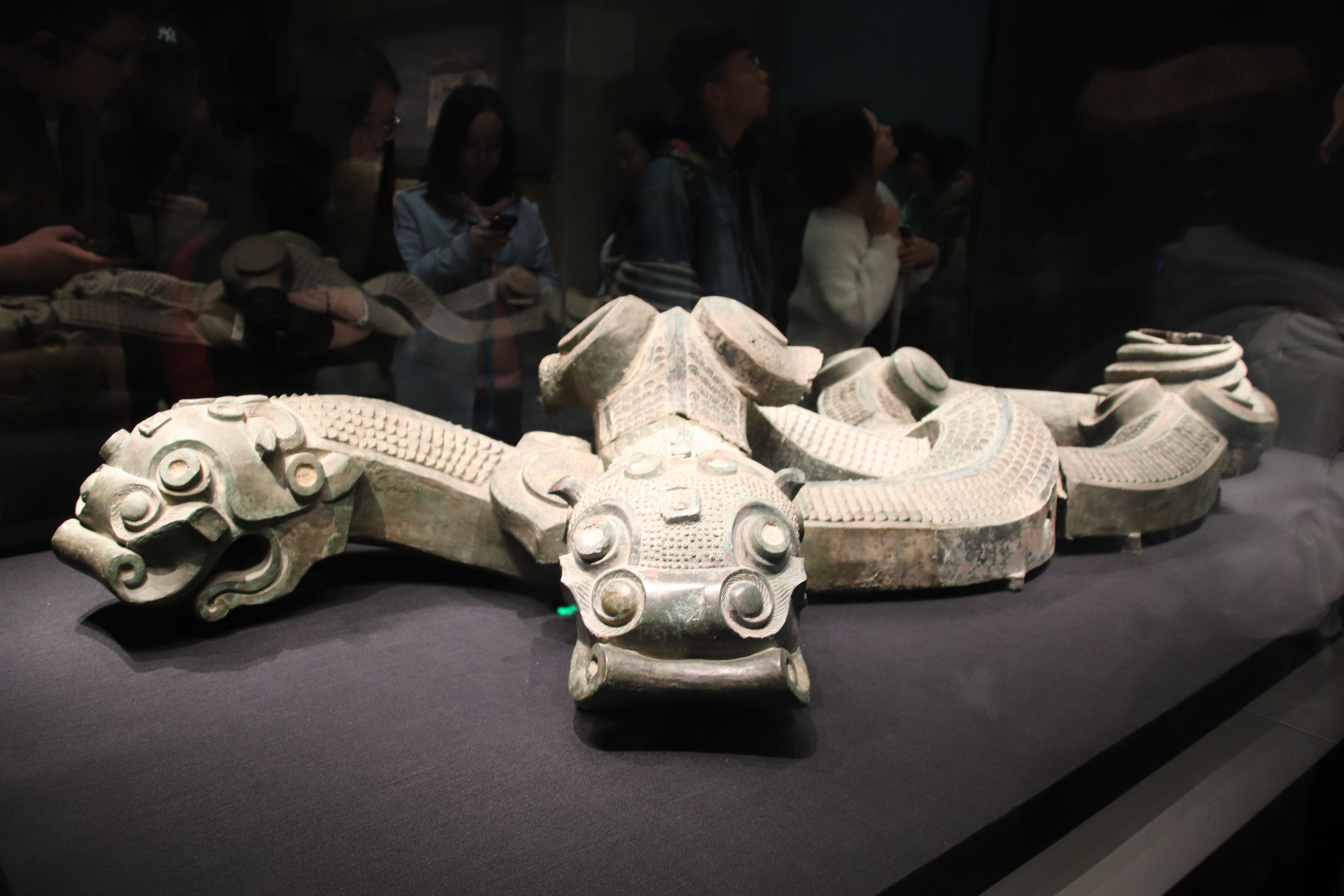
Zwillingsbronzedrachen aus der Qin-Dynastie, gefunden in der Nähe des Mausoleums des ersten Qin-Kaisers.

### Griechische Welt
Durch harmonische Proportionen und einen Fokus auf Ästhetik wurde die antike griechische und römische Kunst zur Grundlage und Inspiration aller westlichen Kunst und war bis ins 19. Jahrhundert der Maßstab, nach dem die meisten europäischen Künstler strebten. Der lateinische Dichter Horaz schrieb im Zeitalter des römischen Kaisers Augustus (1. Jahrhundert v. Chr. bis 1. Jahrhundert n. Chr.) den berühmten Ausspruch, dass das auf dem Schlachtfeld besiegte Griechenland „seinen wilden Eroberer überwand und die Künste ins ländliche Rom brachte“. Die Stärke der griechischen Kunst liegt in der Darstellung der menschlichen Figur und in der Konzentration auf den Menschen und die anthropomorphen Götter als Hauptthemen. Die Kunstwerke der Griechen sollten Tempel und öffentliche Gebäude schmücken, um Siege in Schlachten und bemerkenswerte Persönlichkeiten zu feiern und den Toten zu gedenken. Sie wurden auch als Opfergaben an die Götter gegeben.
Obwohl es keine definitiven Brüche gab, wird die altgriechische Kunst üblicherweise stilistisch in die vier Perioden Geometrisch, Archaisch, Klassisch und Hellenistisch unterteilt. Während der klassischen Periode (5. und 4. Jahrhundert v. Chr.) hielten sich Realismus und Idealismus die Waage. Im Vergleich dazu können die Werke der früheren geometrischen (9. bis 8. Jahrhundert v. Chr.) und archaischen (7. bis 6. Jahrhundert v. Chr.) Epochen primitiv erscheinen, aber diese Künstler hatten andere Ziele: Eine naturalistische Darstellung war nicht unbedingt ihre Absicht. Griechische Künstler bauten auf den künstlerischen Grundlagen Ägyptens auf und entwickelten die Künste der Bildhauerei, Malerei, Architektur und Keramik weiter. Zu den von ihnen perfektionierten Techniken gehören Methoden zum Hauen und Gießen von Skulpturen, Freskenmalerei und der Bau prächtiger Gebäude.
Römische Kunstliebhaber sammelten antike griechische Originale, römische Nachbildungen griechischer Kunst oder neu geschaffene Gemälde und Skulpturen, die in verschiedenen griechischen Stilen gestaltet waren, und bewahrten so Kunstwerke für die Nachwelt, die sonst verloren gegangen wären. Wand- und Tafelmalereien, Skulpturen und Mosaike schmückten öffentliche Plätze und Privathäuser. Griechische Bildsprache fand sich auch auf römischem Schmuck, Gefäßen aus Gold, Silber, Bronze und Terrakotta und sogar auf Waffen und Handelsgewichten. Die Kunst des antiken Griechenlands, die während der frühen Renaissance wiederentdeckt wurde und durch das Römische Reich weitergegeben wurde, diente bis ins 19. Jahrhundert als Grundlage der westlichen Kunst.
Seit dem Beginn des klassischen Zeitalters im 5. Jahrhundert v. Chr. in Athen ist die klassische Bauweise tief in das westliche Verständnis von Architektur und in der Tat von Zivilisation selbst verwoben. Von etwa 850 v. Chr. bis etwa 300 n. Chr. blühte die antike griechische Kultur auf dem griechischen Festland, auf dem Peloponnes und auf den ägäischen Inseln. Fünf der Weltwunder waren griechisch: der Tempel der Artemis in Ephesos, die Zeus-Statue in Olympia, das Mausoleum von Halikarnassos, der Koloss von Rhodos und der Leuchtturm von Alexandria. Die altgriechische Architektur ist jedoch vor allem für ihre Tempel bekannt, von denen viele in der gesamten Region zu finden sind, und der Parthenon ist ein Paradebeispiel dafür. Später dienten sie den Architekten des neoklassizistischen Stils im späten 18. und 19. Jahrhundert als Inspiration. Die bekanntesten Tempel sind der Parthenon und das Erechtheion, die beide auf der Akropolis von Athen stehen. Eine weitere Art wichtiger antiker griechischer Gebäude waren die Theater. Sowohl Tempel als auch Theater nutzten eine komplexe Mischung aus optischen Täuschungen und ausgewogenen Proportionen.
Betrachtet man die archäologischen Überreste antiker Gebäude, so kann man sie leicht als Kalkstein und Beton in einem grauen Taupeton wahrnehmen und zu der Annahme gelangen, dass antike Gebäude einfarbig waren. In weiten Teilen der Antike war die Architektur jedoch mehrfarbig. Eines der bekanntesten antiken Gebäude, der Parthenon (ca. 447–432 v. Chr.) in Athen, hatte Details, die mit leuchtenden Rot-, Blau- und Grüntönen bemalt waren. Abgesehen von antiken Tempeln waren auch mittelalterliche Kathedralen nie ganz weiß. Die meisten hatten farbige Akzente an Kapitellen und Säulen. Diese Praxis, Gebäude und Kunstwerke zu bemalen, wurde in der Frührenaissance aufgegeben. Dies liegt daran, dass Leonardo da Vinci und andere Künstler der Renaissance, darunter Michelangelo, eine Farbpalette propagierten, die von den antiken griechisch-römischen Ruinen inspiriert war, die im Mittelalter aufgrund von Vernachlässigung und ständigem Verfall weiß wurden, obwohl sie ursprünglich farbig waren. Die in der Antike verwendeten Pigmente waren empfindlich und besonders anfällig für Witterungseinflüsse. Ohne die notwendige Pflege verschwanden die Farben im Laufe der Zeit durch Regen, Schnee, Schmutz und andere Faktoren, und so wurden antike Gebäude und Kunstwerke weiß, wie sie es heute und während der Renaissance waren.

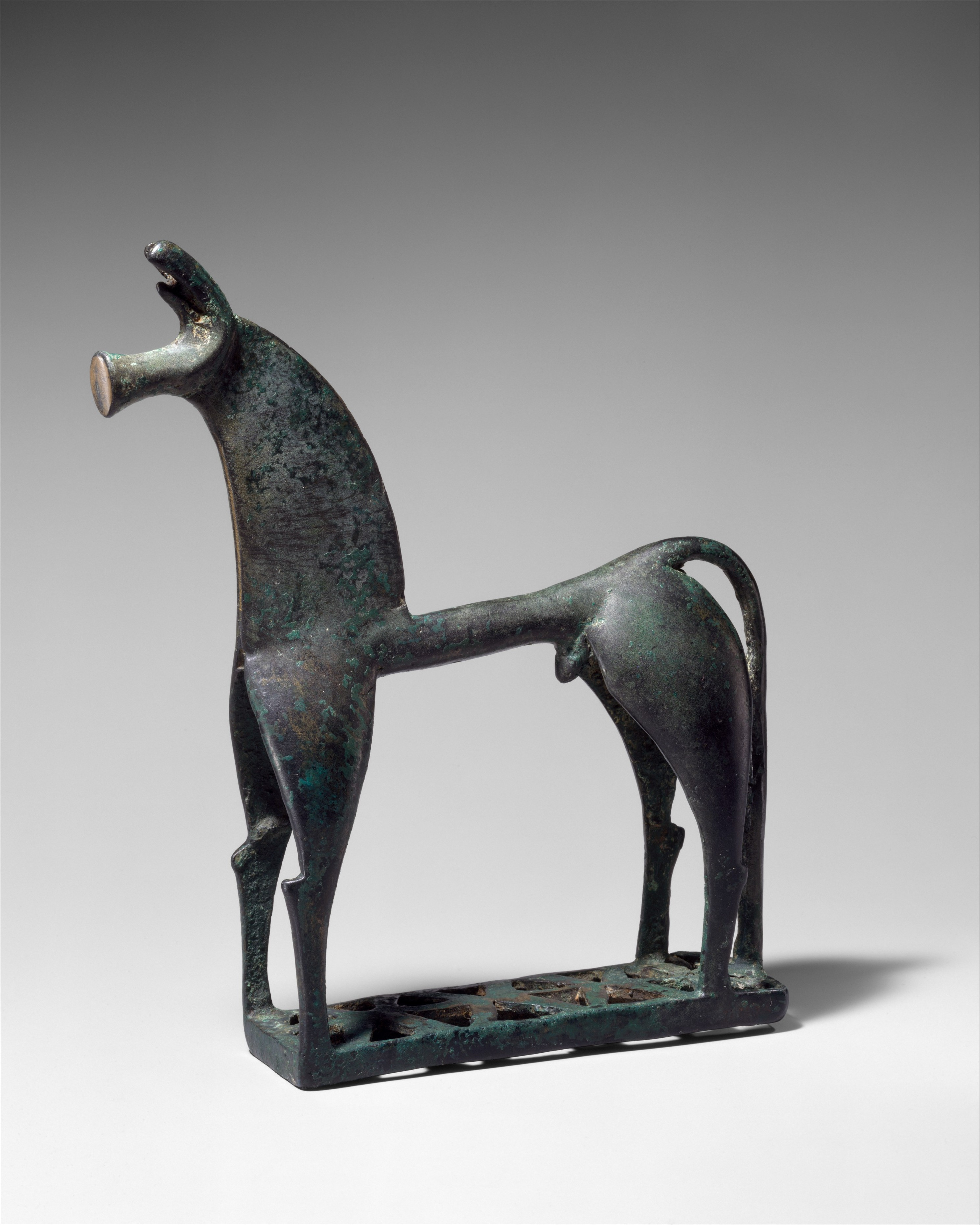
Pferdefigur (geometrisch); ca. 800–700 v. Chr.; Metropolitan Museum of Art (New York City)
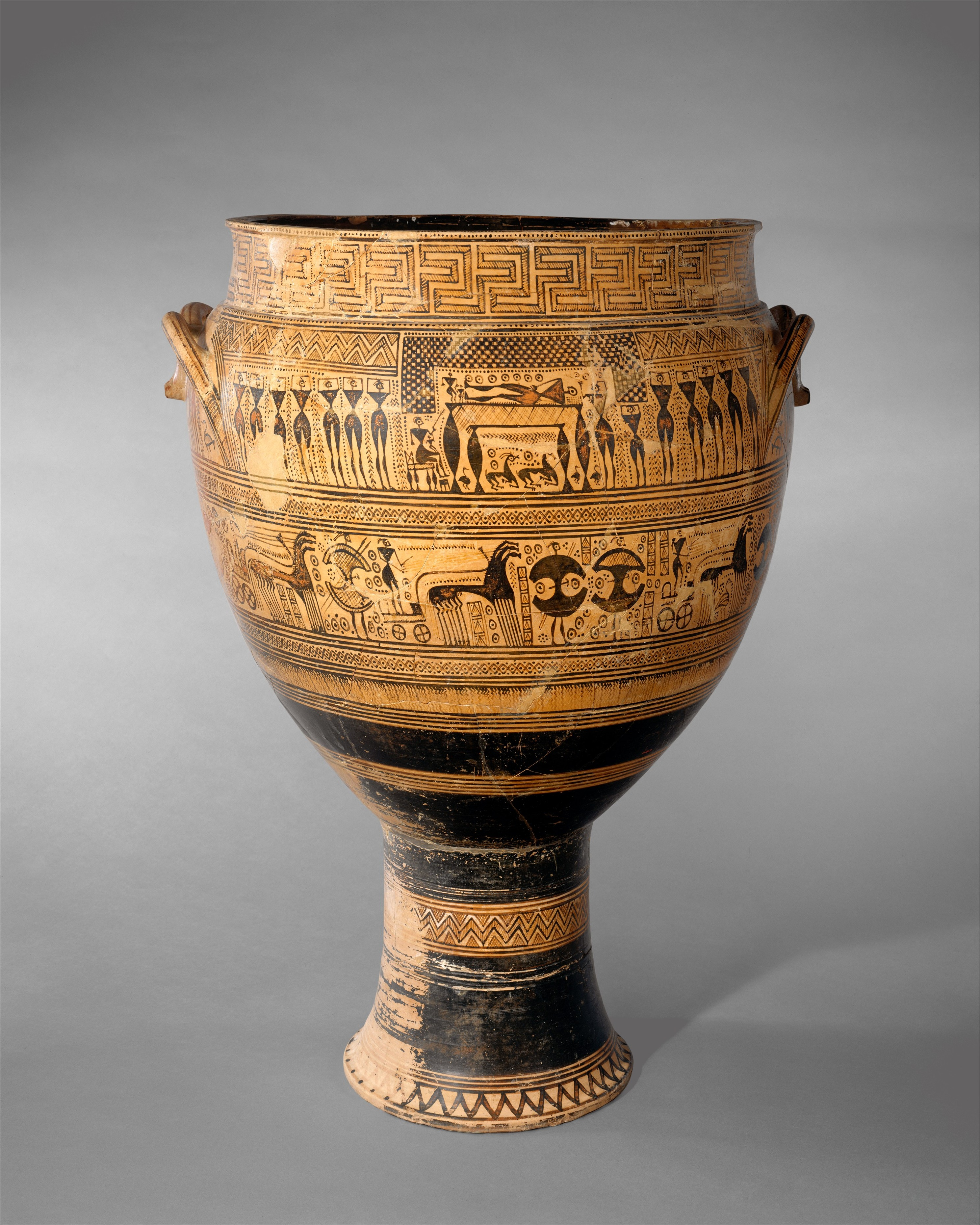
Sockelkrater (geometrisch); ca. 750 v. Chr.; Metropolitan Museum of Art
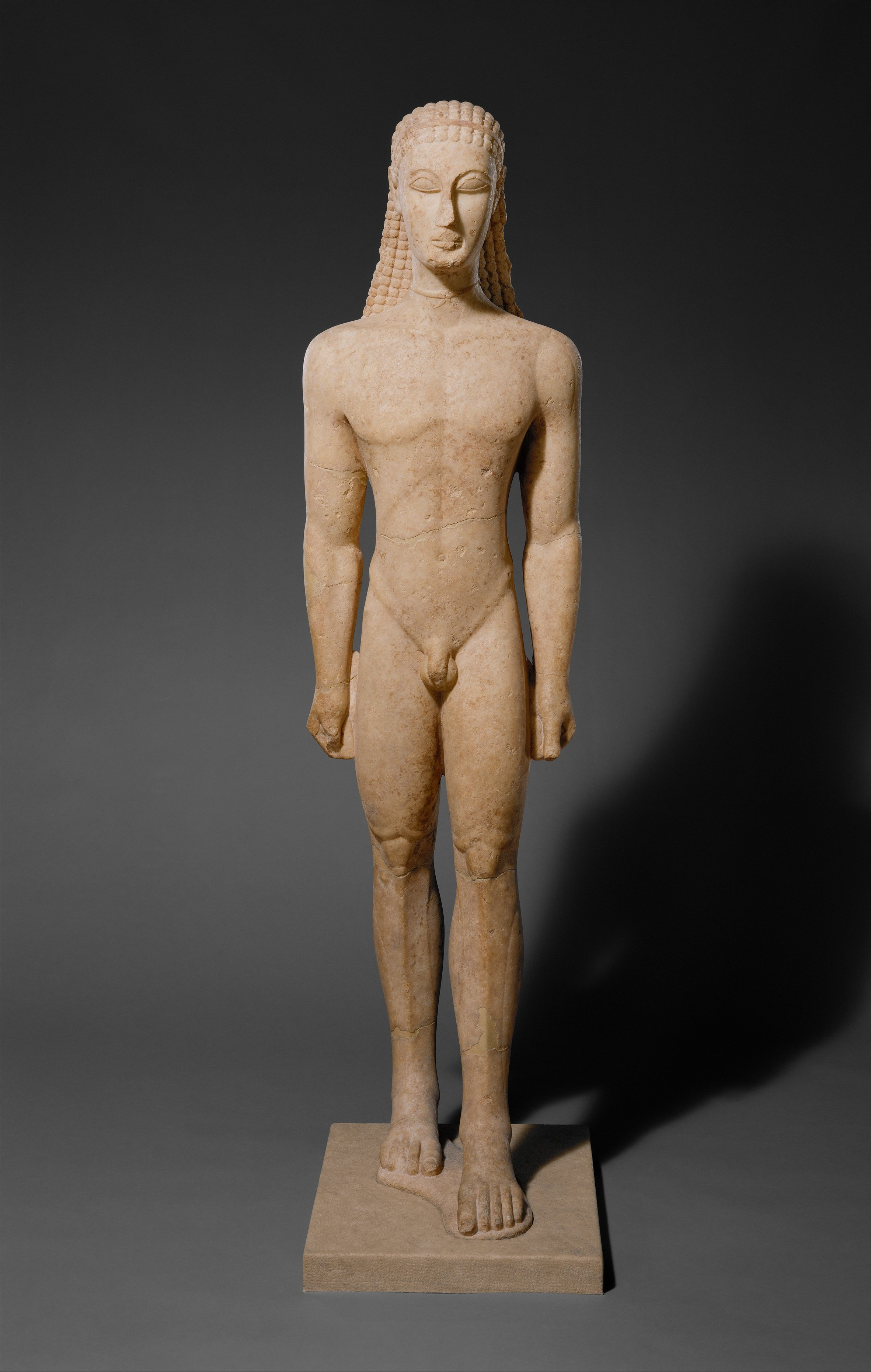
New York Kouros (archaisch); ca. 600 v. Chr.; Metropolitan Museum of Art
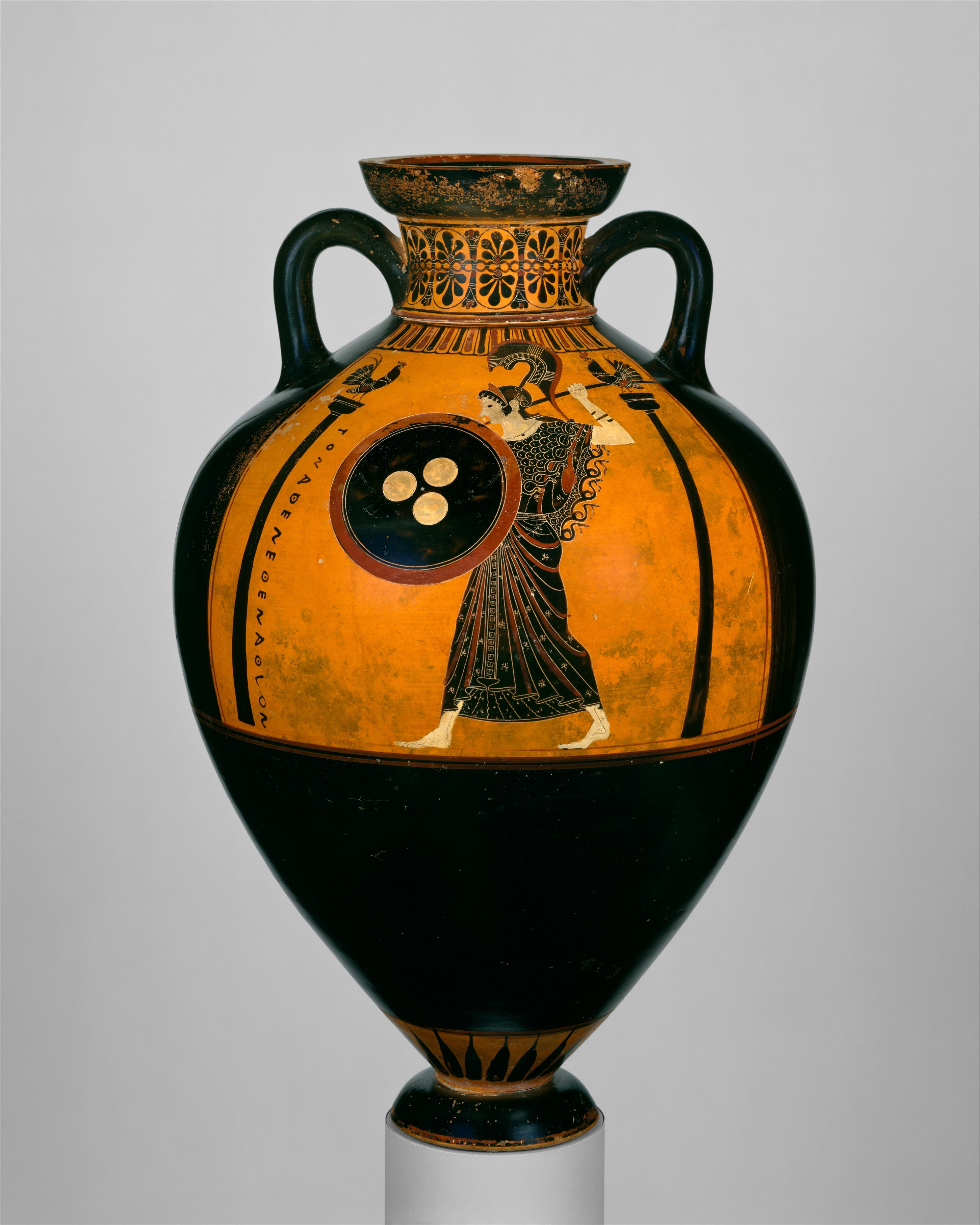
Panathenäische Amphore (archaisch); ca. 530 v. Chr.; Metropolitan Museum of Art
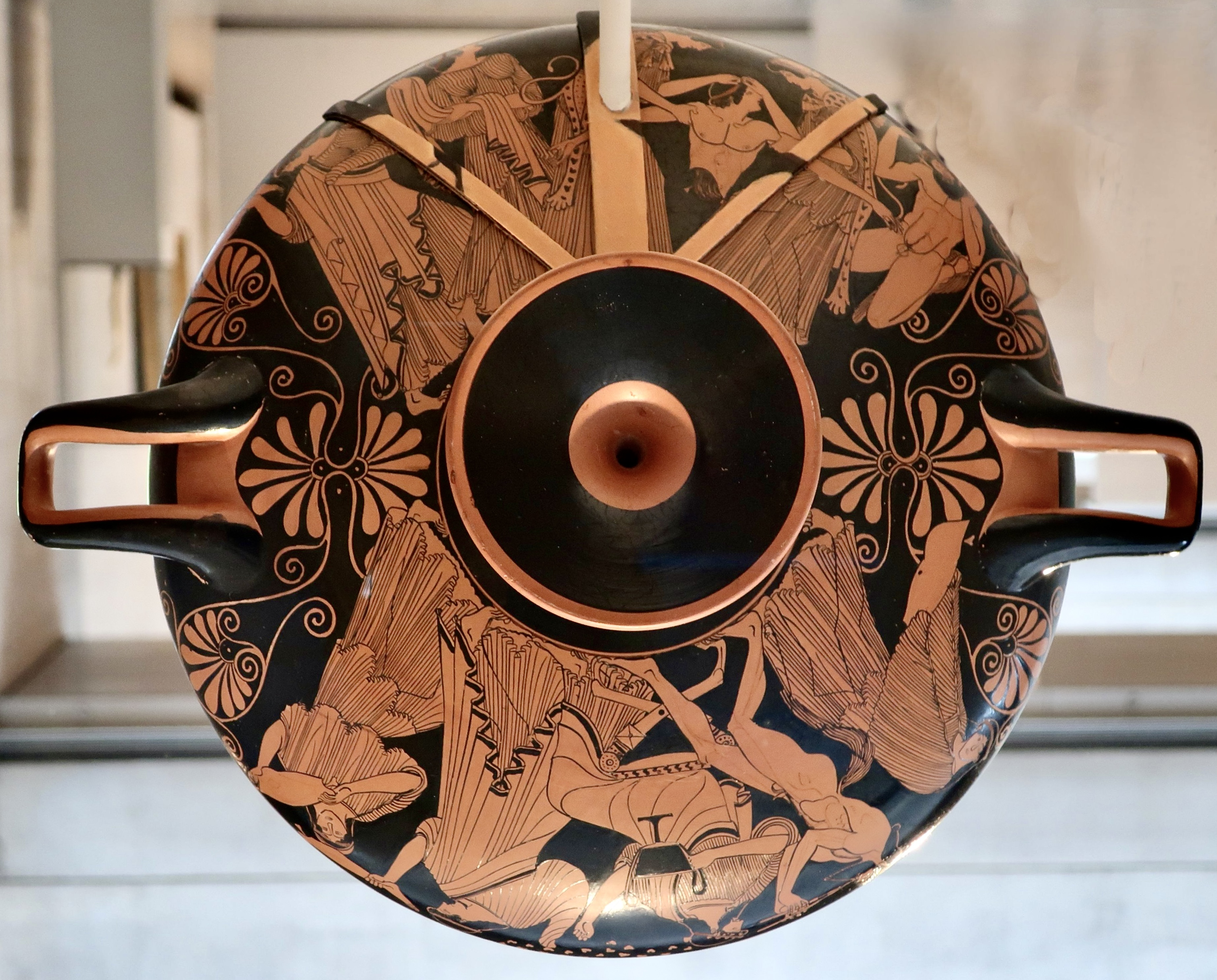
Rotfigurige Vasenmalerei (klassisch); c. 480 v. chr.; Kimbell Art Museum (Fort Worth)
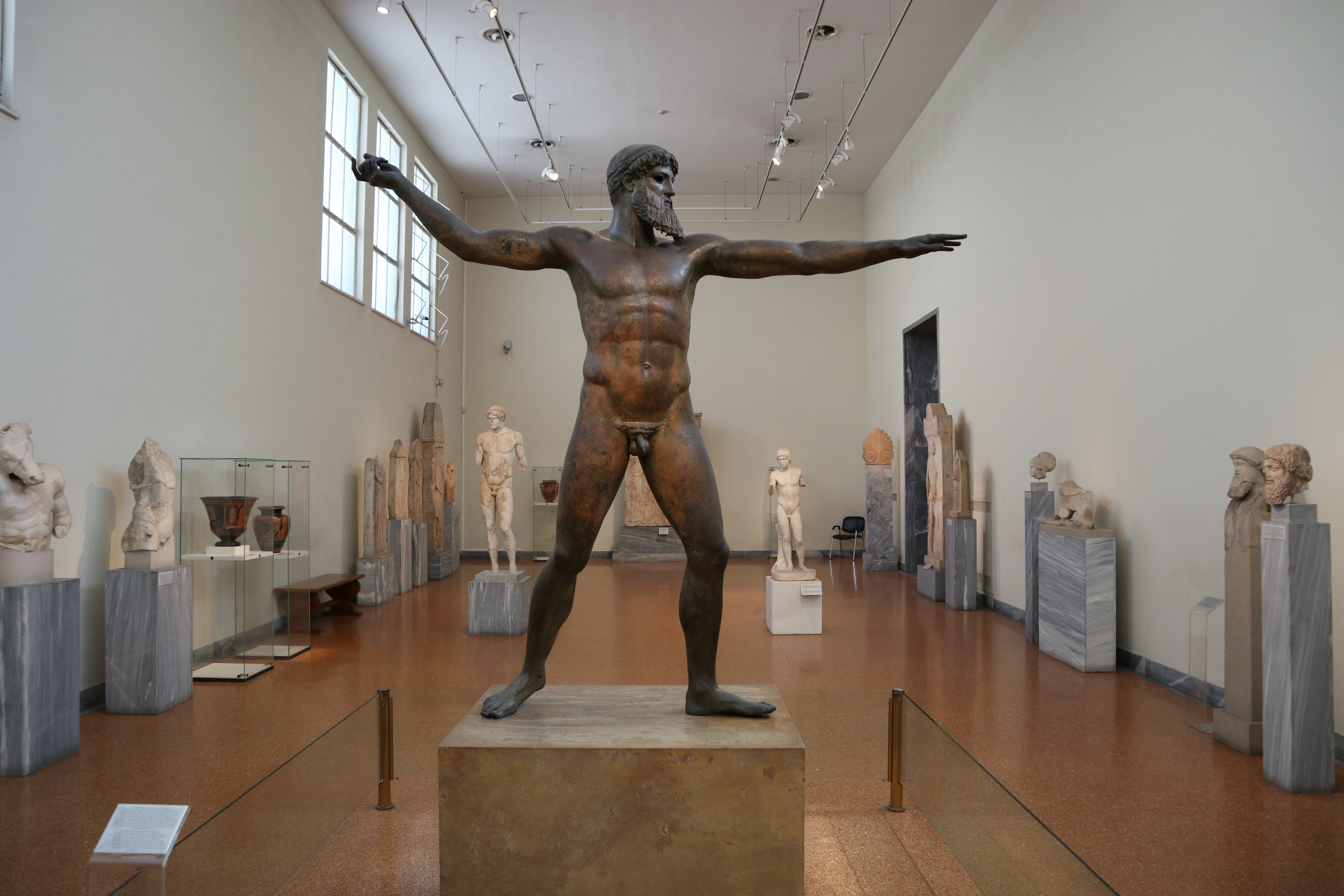
Zeus von Artemision (Klassik); ca. 460 v. Chr.; Nationales Archäologisches Museum (Athen, Athen)
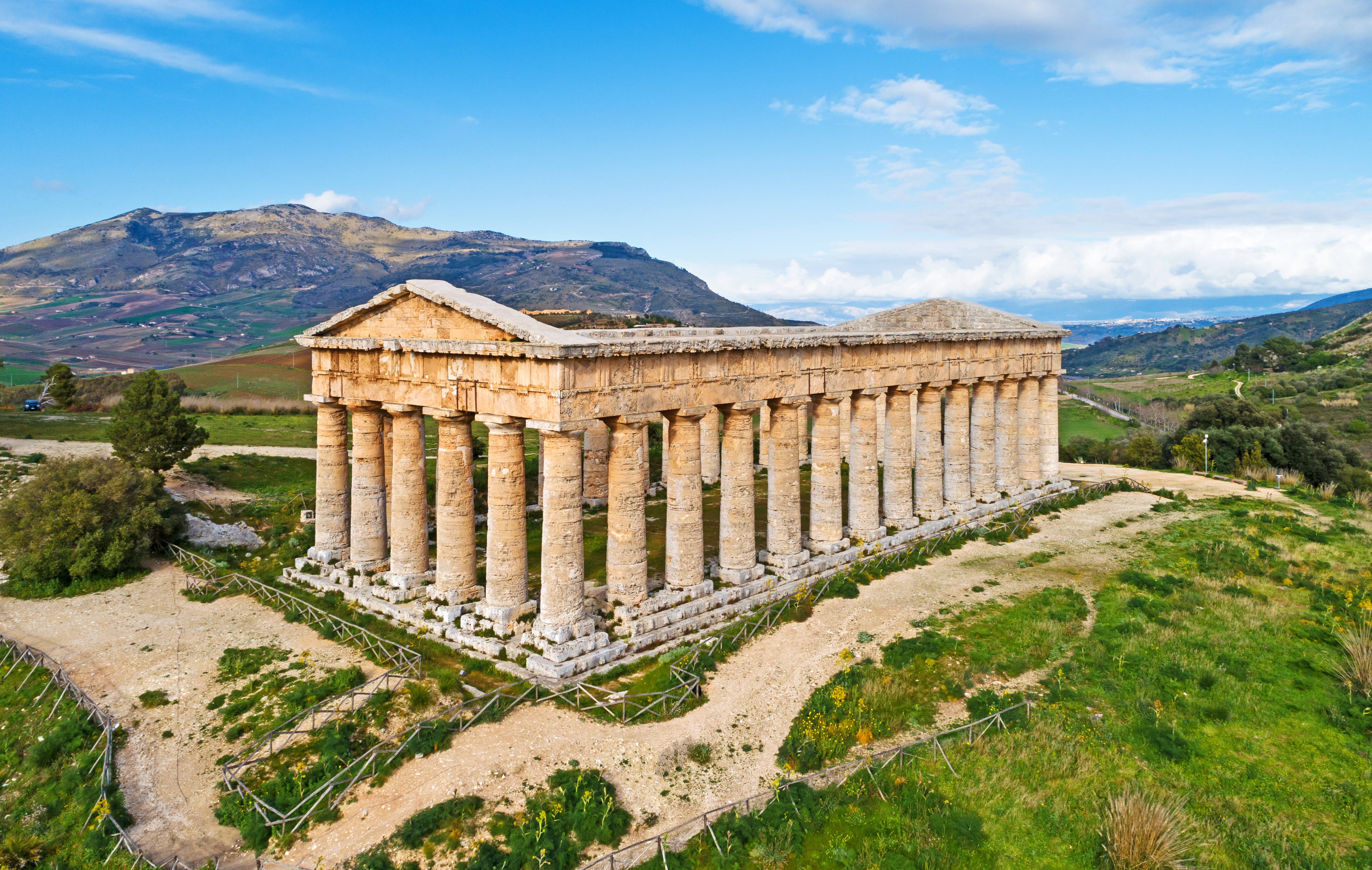
Tempel von Segesta (Calatafimi-Segesta, heutiges Italien), 5. Jahrhundert v. Chr.
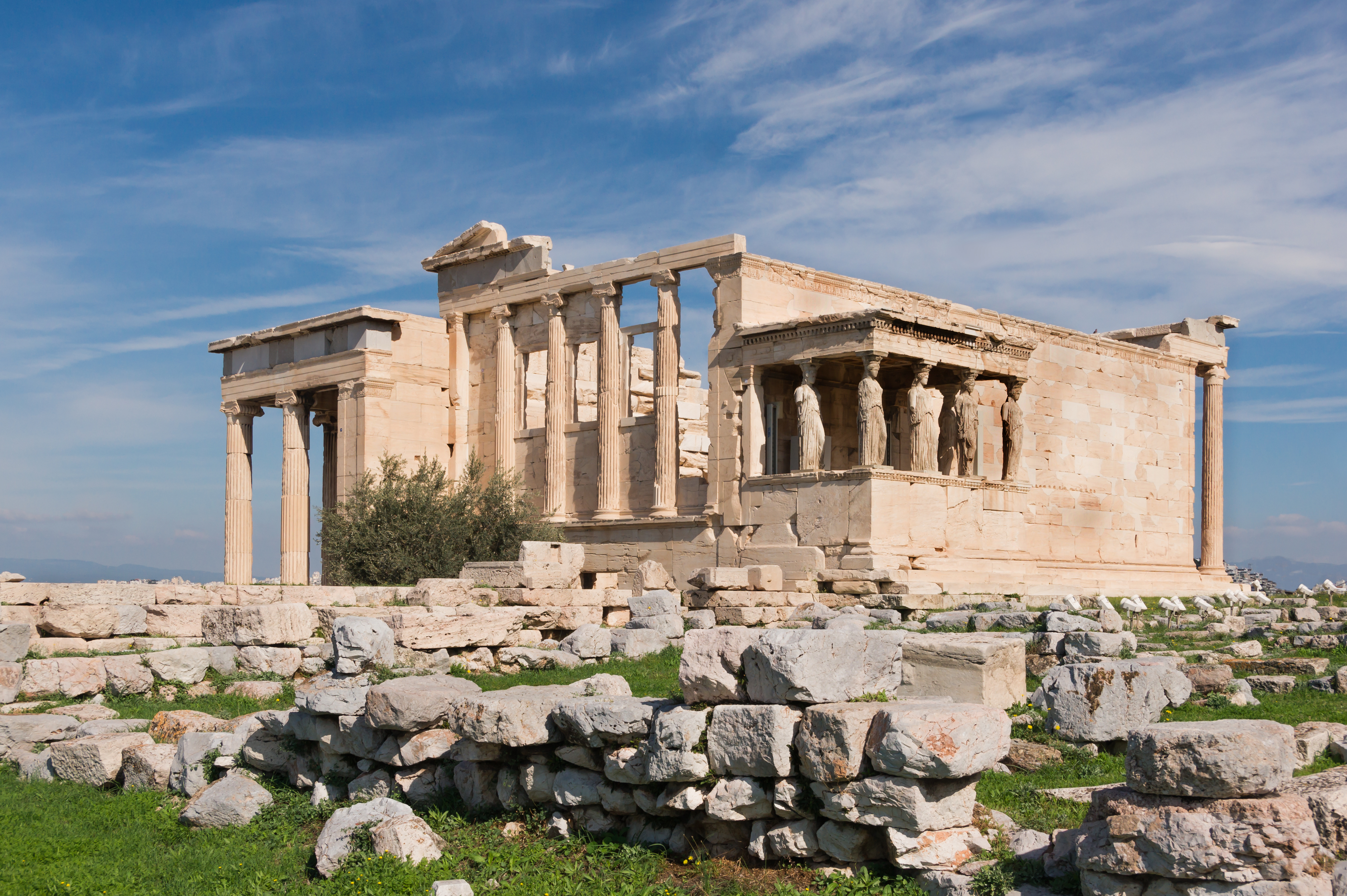
Erechtheion (Athen), mit seinen ionischen Säulen und der Karyatiden-Veranda, 421–405 v. Chr.
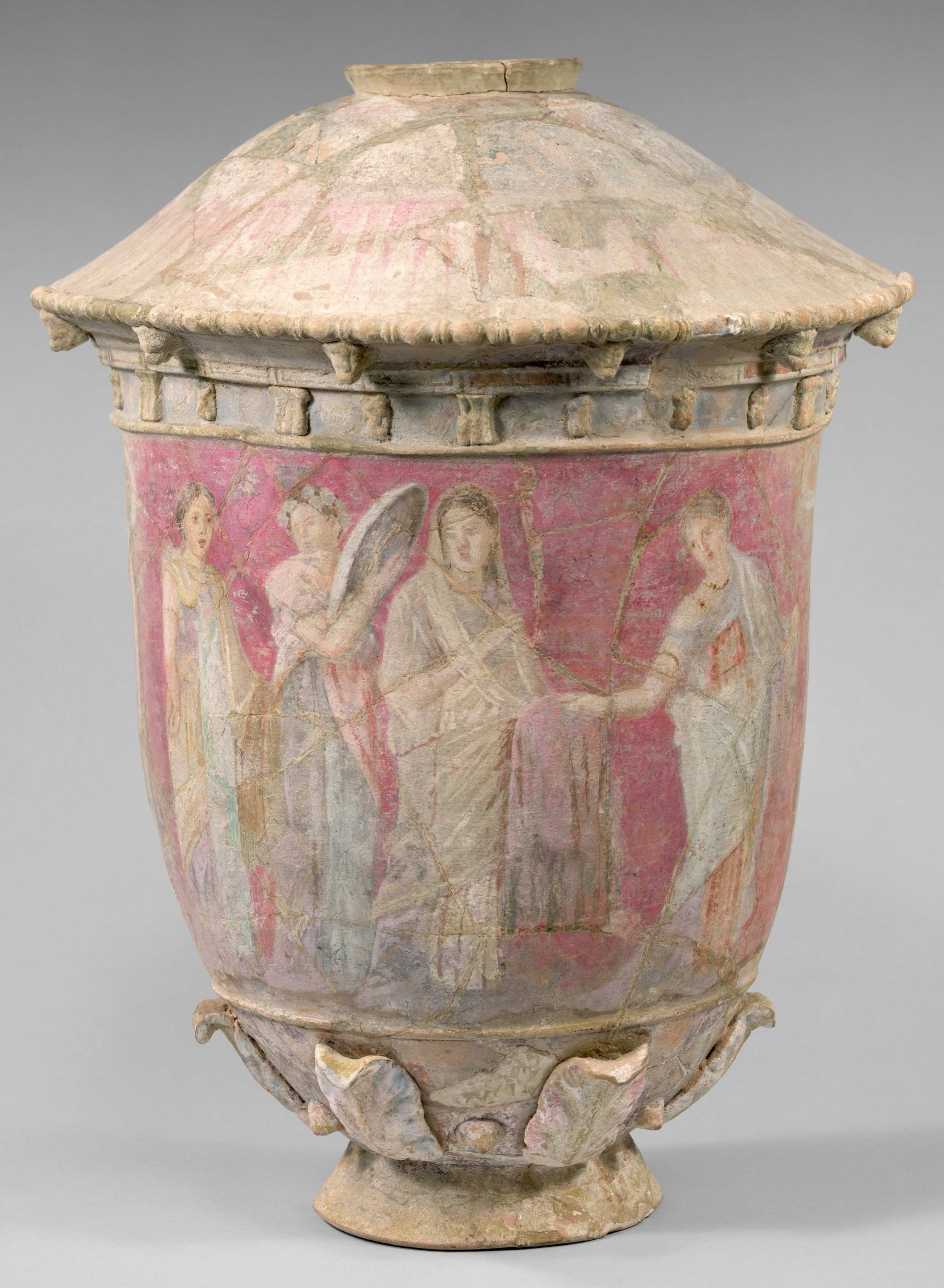
Centuripe-Vase (hellenistisch); ca. 300–100 v. Chr.; Metropolitan Museum of Artt

### Römisches Reich
Keine Zivilisation hat die westliche Kunst und Kultur so nachhaltig und stark beeinflusst wie das Römische Reich. Das Erbe des antiken Roms ist im Mittelalter und in der frühen Neuzeit allgegenwärtig, und die römische Kunst wird auch in der Moderne sowohl in traditionalistischen als auch in postmodernen Kunstwerken wiederverwendet. Manchmal wird sie als von griechischen Vorbildern abgeleitet angesehen, hat aber auch ihre eigenen charakteristischen Merkmale, von denen einige von der etruskischen Kunst übernommen wurden. Römische Skulpturen sind oft weniger idealisiert als ihre griechischen Vorläufer und sehr realistisch. In der römischen Architektur wurde häufig Beton verwendet und es wurden Merkmale wie der Rundbogen und die Kuppel erfunden. Eine Innovation, die durch die römische Entwicklung der Glasbläserei ermöglicht wurde, war das Kamee-Glas. Sie stellten auch Mosaike her und schufen so dauerhafte Bildkunst mit geschnittenen Steinwürfeln (Tesserae) und/oder Spänen aus farbigem Terrakotta und Glas. Die Wände einiger Villen wohlhabender Römer waren mit Fresken bedeckt, die die Gäste beeindrucken und unterhalten sollten. Ein Großteil der erhaltenen römischen Wandmalereien stammt von Fundstätten rund um die Bucht von Neapel, insbesondere aus Pompeji und Herculaneum, blühende Städte, die unter meterhohen Vulkanablagerungen konserviert wurden, als der Vesuv im Jahr 79 n. Chr. ausbrach. Daher werden römische Wandmalereien oft in Bezug auf vier „pompejanische Stile“ diskutiert.
Die Römer waren von allen Aspekten der hellenistischen Kultur stark beeinflusst. In der Architektur, wie auch in anderen künstlerischen Techniken, übernahmen sie im Wesentlichen die klassischen Techniken und passten sie an neue Situationen und Verwendungszwecke an. Die Römer brachten auch ihre eigenen Innovationen in die klassische Architektur ein. Sie verwendeten die dorischen, ionischen und korinthischen Ordnungen auf eine weitaus freiere Art und Weise als die Griechen, schufen ihre eigene Version des Dorischen und verwendeten das Korinthische weitaus häufiger. Sie fügten dem Repertoire auch zwei neue Ordnungen hinzu: die toskanische, eine einfachere, massivere Version der dorischen, die von der etruskischen Architektur abgeleitet wurde, und die komposite. Zu den weiteren wichtigen Innovationen gehören der Bogen und die Kuppel. Mit Bögen bauten sie Aquädukte und monumentale Triumphbögen. Die römischen Kaiser waren stolz auf ihre Eroberungen und gedachten ihrer in Rom und in den eroberten Gebieten durch Triumphbögen. Ein gutes Beispiel dafür ist der Konstantinsbogen in Rom. Zwischen 30 und 15 v. Chr. veröffentlichte der Architekt und Bauingenieur Vitruv eine bedeutende Abhandlung, De Architectura, die Architekten auf der ganzen Welt über Jahrhunderte hinweg beeinflusste.
Nach dem Mittelalter begann mit der Renaissance, die in Florenz (Italien) ihren Anfang nahm, ein wachsendes Interesse am antiken Rom. Während dieser Zeit wurde die Kunst zum ersten Mal seit der klassischen Antike überzeugend lebensecht. Die Renaissance weckte auch das Interesse an der antiken griechischen und römischen Literatur, nicht nur an Kunst und Architektur.

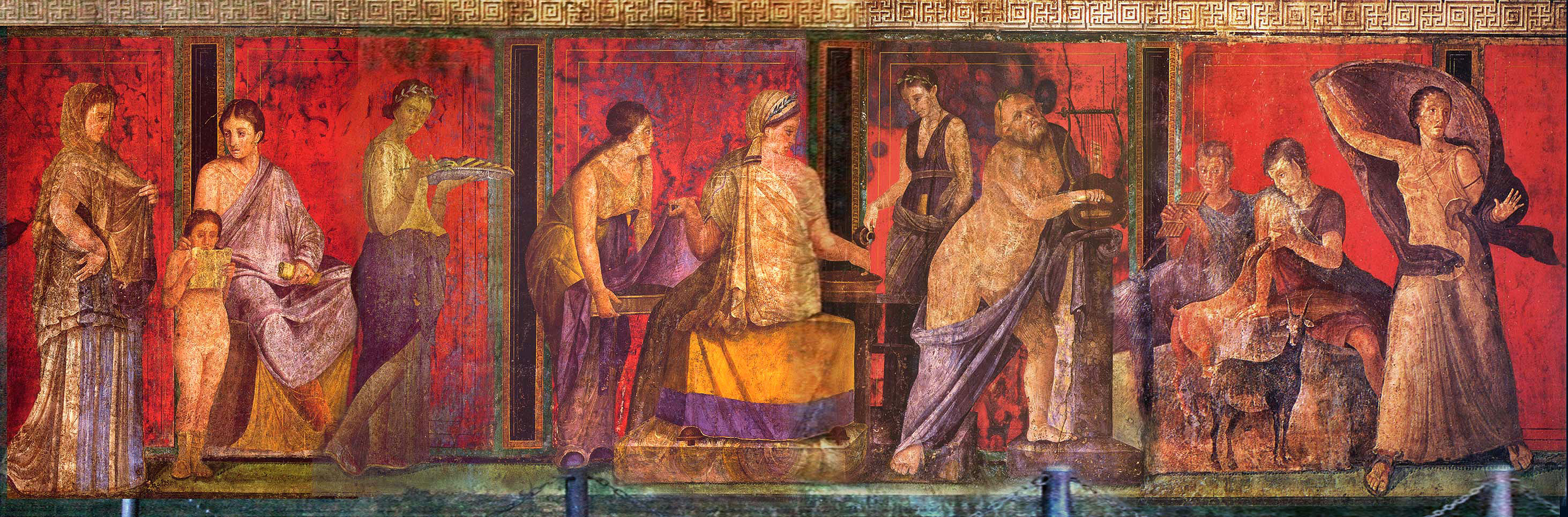
Fresken von Pompeji, 1. Jahrhundert v. Chr.
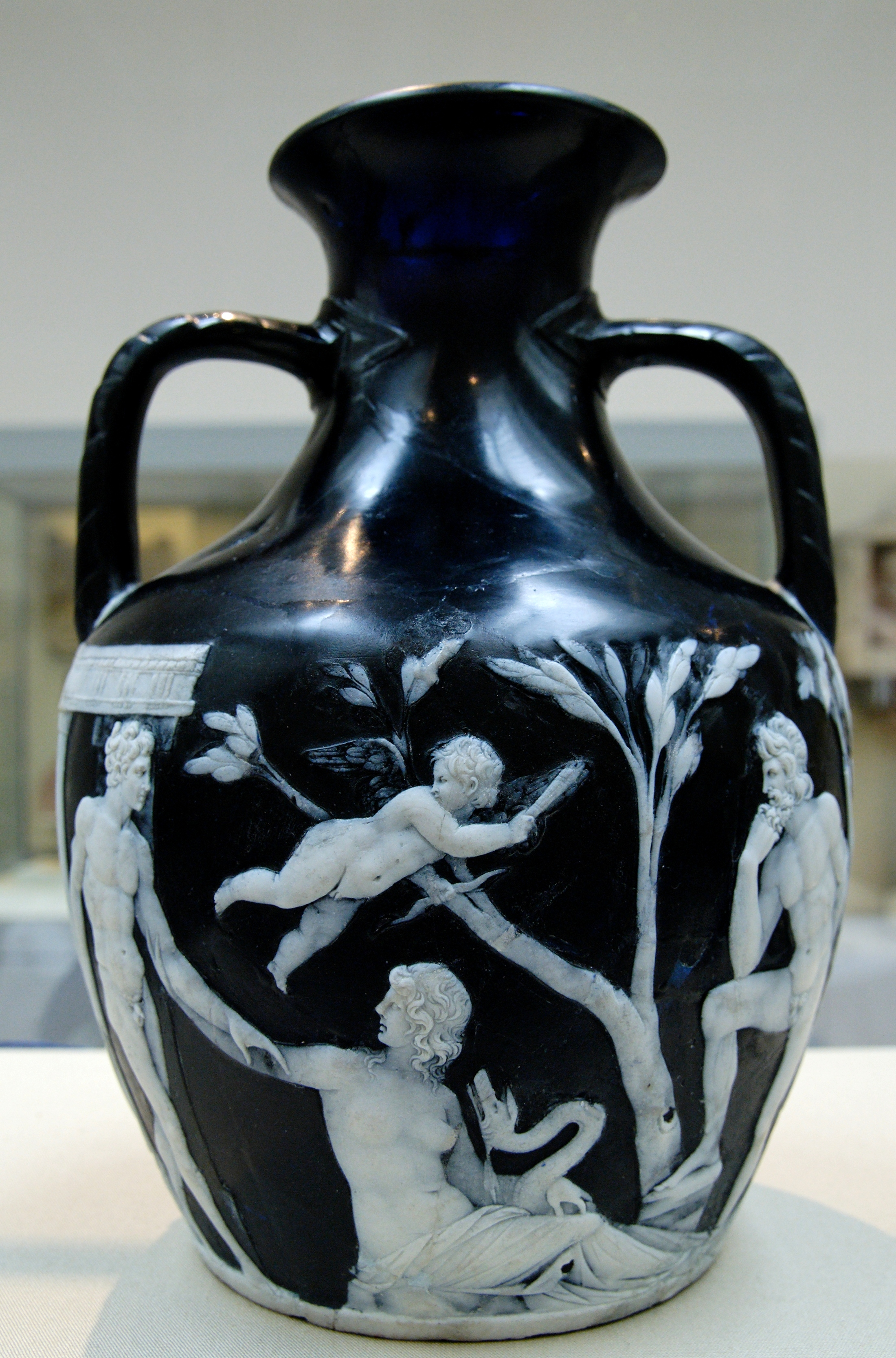
Portlandvase; 1. Jahrhundert v. Chr.; British Museum (London)
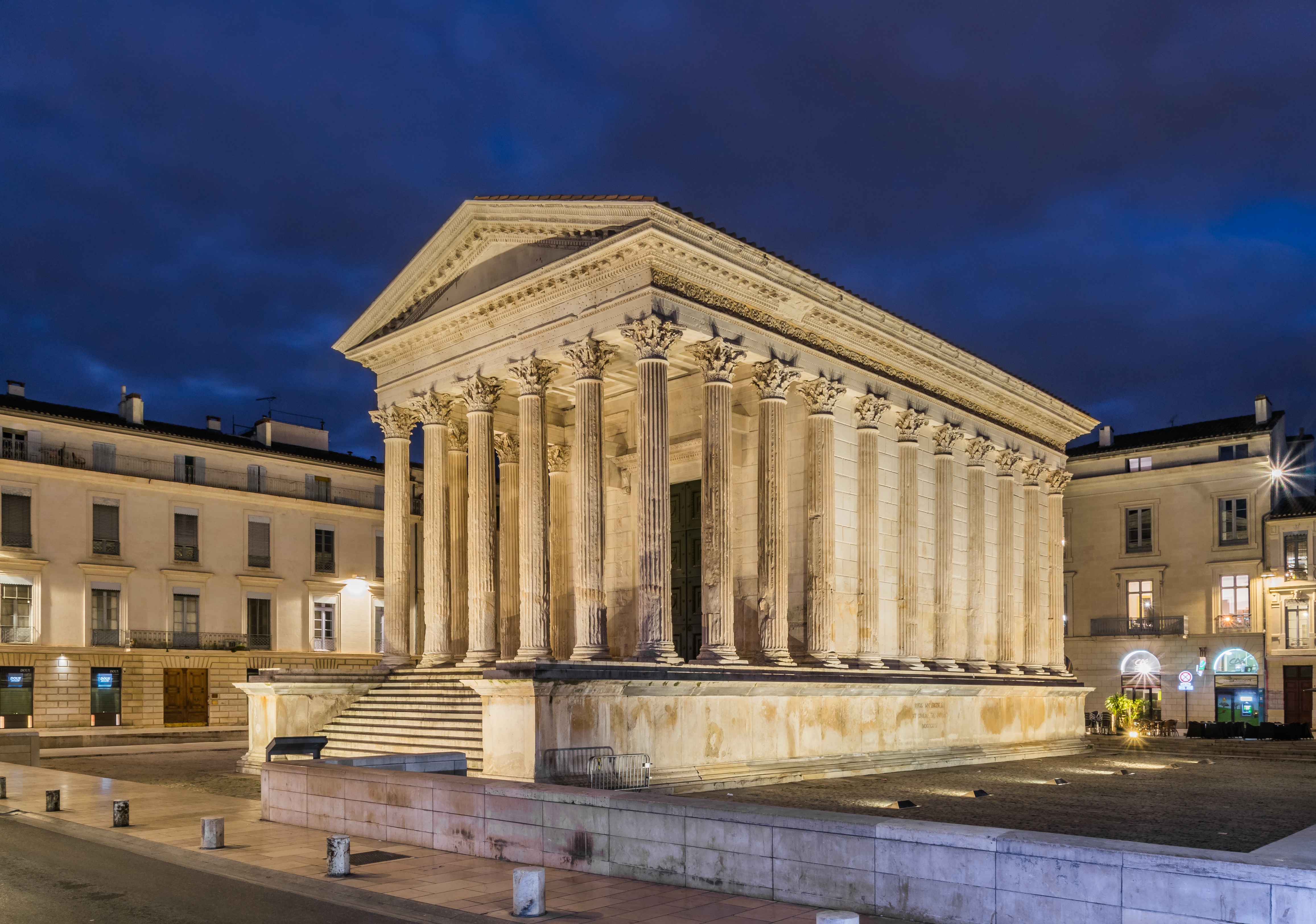
Das Maison Carrée (Nîmes, Frankreich), einer der am besten erhaltenen römischen Tempel, ca. 2. Jahrhundert n. Chr.
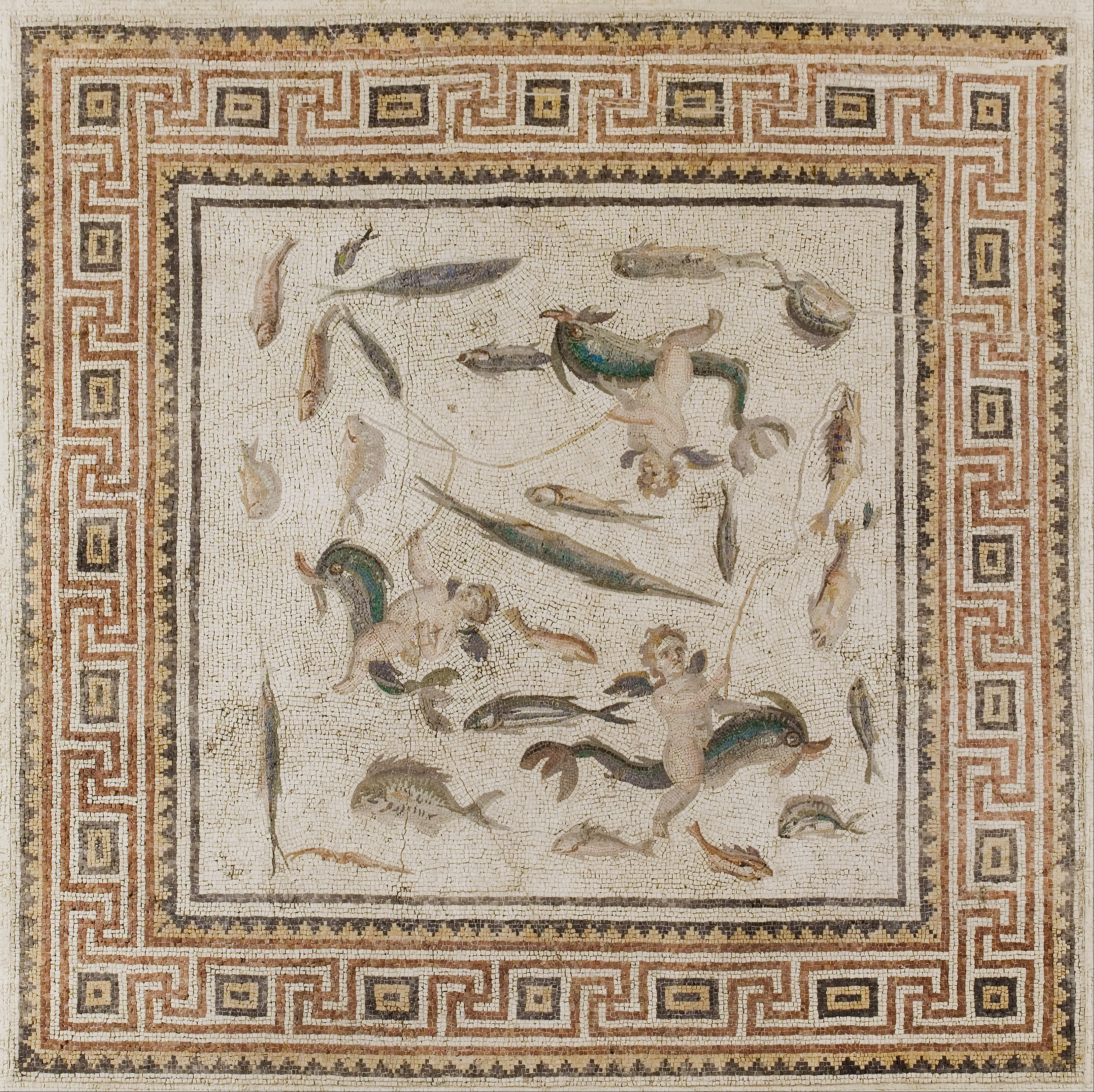
Mosaik aus Marmor (Mittelteil eines dreiteiligen Bodens); 200–230; Mosaik (Stein- und Glasmosaiksteine); 2.915 mm × 2.870 mm; Museum of Fine Arts (Boston, USA)
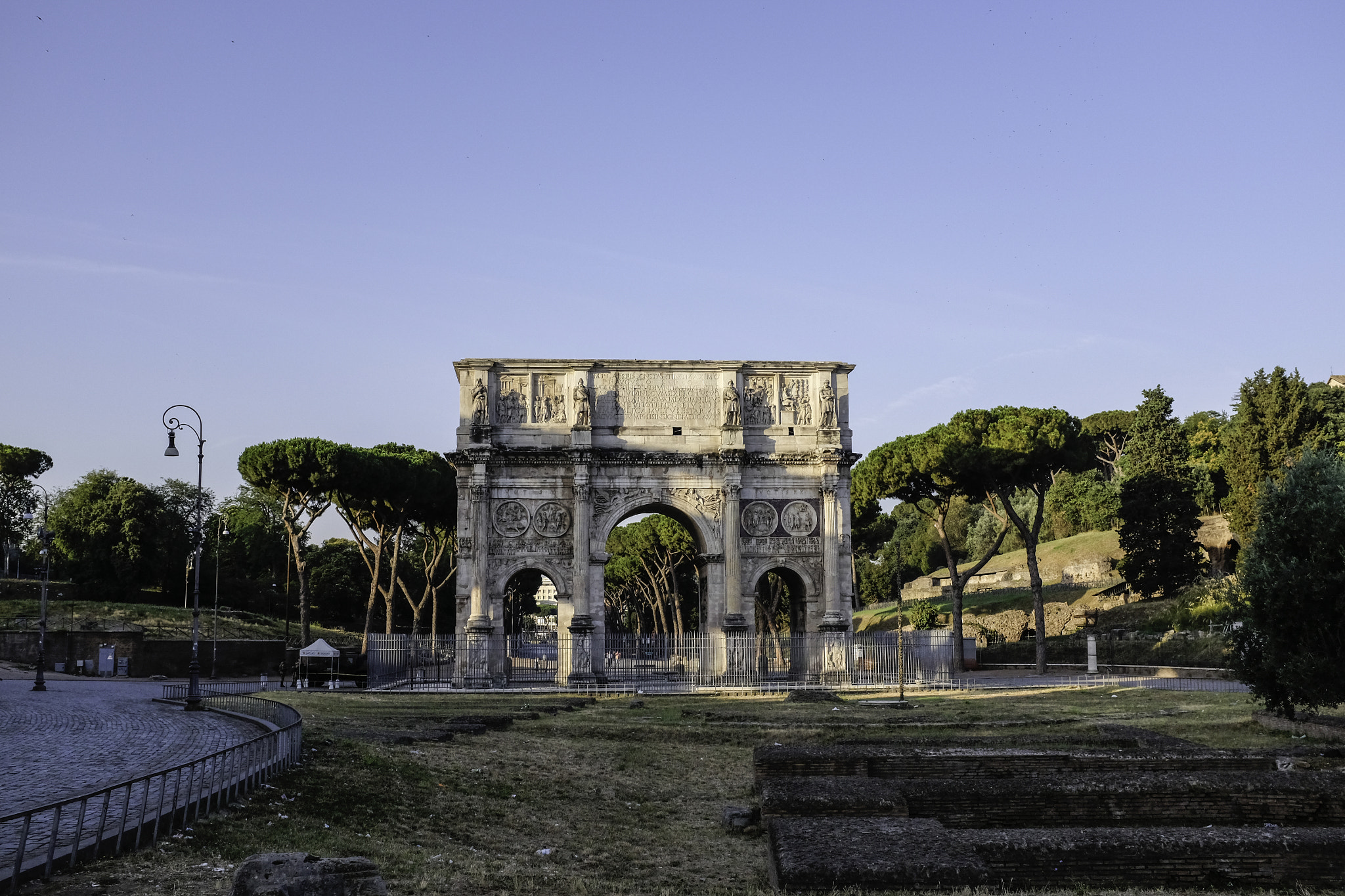
Konstantinsbogen (Rom), der an den Triumph Konstantins des Großen nach seinem Sieg über Maxentius in der Schlacht an der Milvischen Brücke im Jahr 316 erinnert

## Islamische Welt
Die islamische Kunst ist seit dem Mittelalter für die Verwendung kunstvoller geometrischer Muster, farbenfroher Kacheln, stilisierter Naturmotive und detaillierter Kalligrafie bekannt. Selten hatte eine Schriftart einen so großen Einfluss auf die angewandten Künste und die Architektur. Der Islam kam im 7. Jahrhundert n. Chr. durch Offenbarungen an den Propheten Mohammed in Mekka nach Westarabien. Innerhalb eines Jahrhunderts nach Mohammeds Tod kontrollierten die islamischen Reiche den Nahen Osten, Spanien und Teile Asiens und Afrikas. Aus diesem Grund gab es, ähnlich wie bei der römischen Kunst, in der islamischen Kunst und Architektur regionale Varianten. Als sich die islamische Welt in die Zentren der spätantiken Kultur ausdehnte, wurde sie durch philosophische und intellektuelle Bewegungen bereichert. Die frühen Kalifate förderten die Übersetzung griechischer Werke ins Arabische und die Weiterentwicklung von Mathematik und Naturwissenschaften. Dies steht im Gegensatz zur modernen Auffassung, dass islamische Kunst dogmatisch und unveränderlich sei. Menschliche und tierische Darstellungen waren keine Seltenheit. Nur in bestimmten Epochen wurden sie eingeschränkt (ähnlich wie beim byzantinischen Ikonoklasmus).

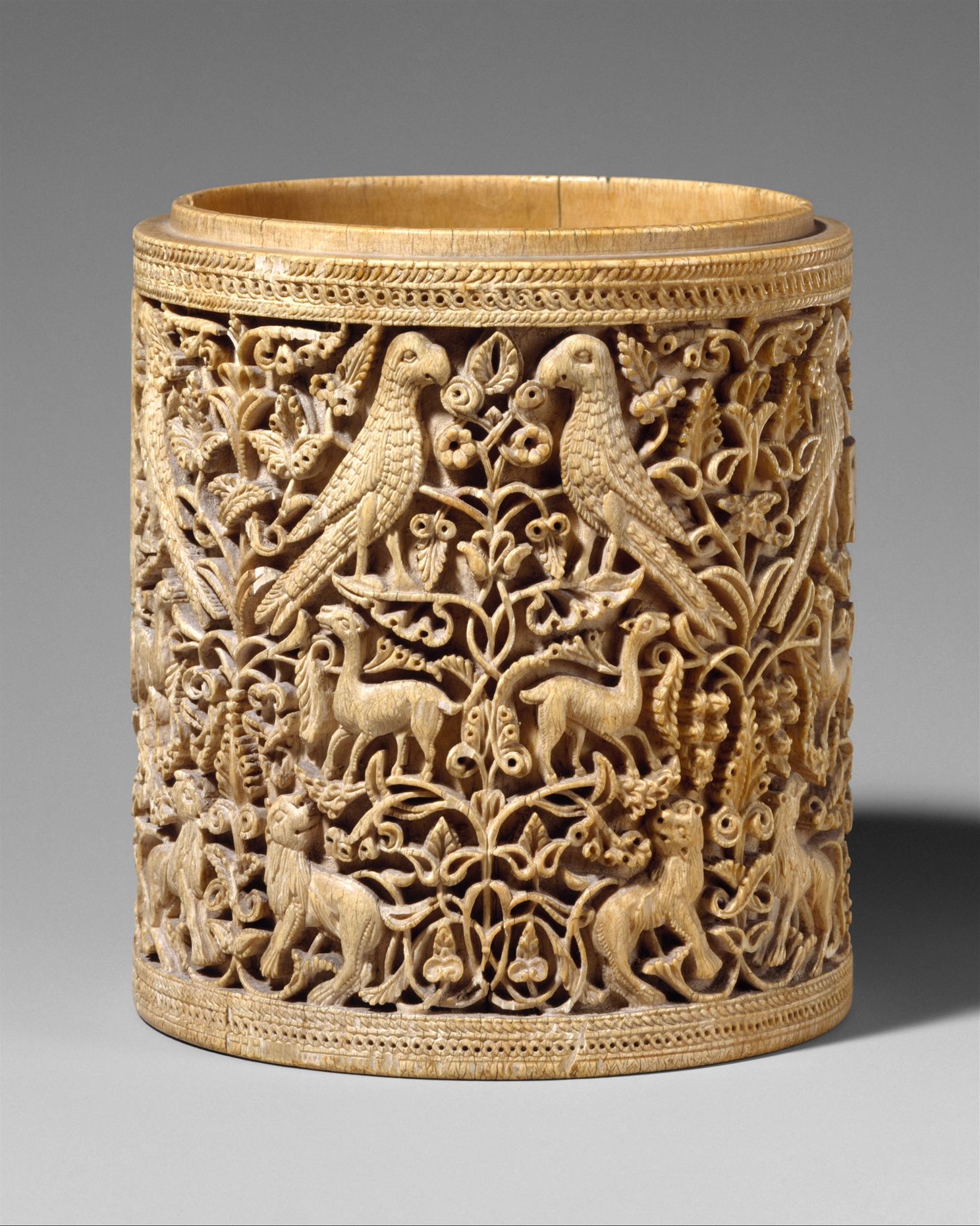
Parfümdose aus Elfenbein; 950–975; Metropolitan Museum of Art (New York City)
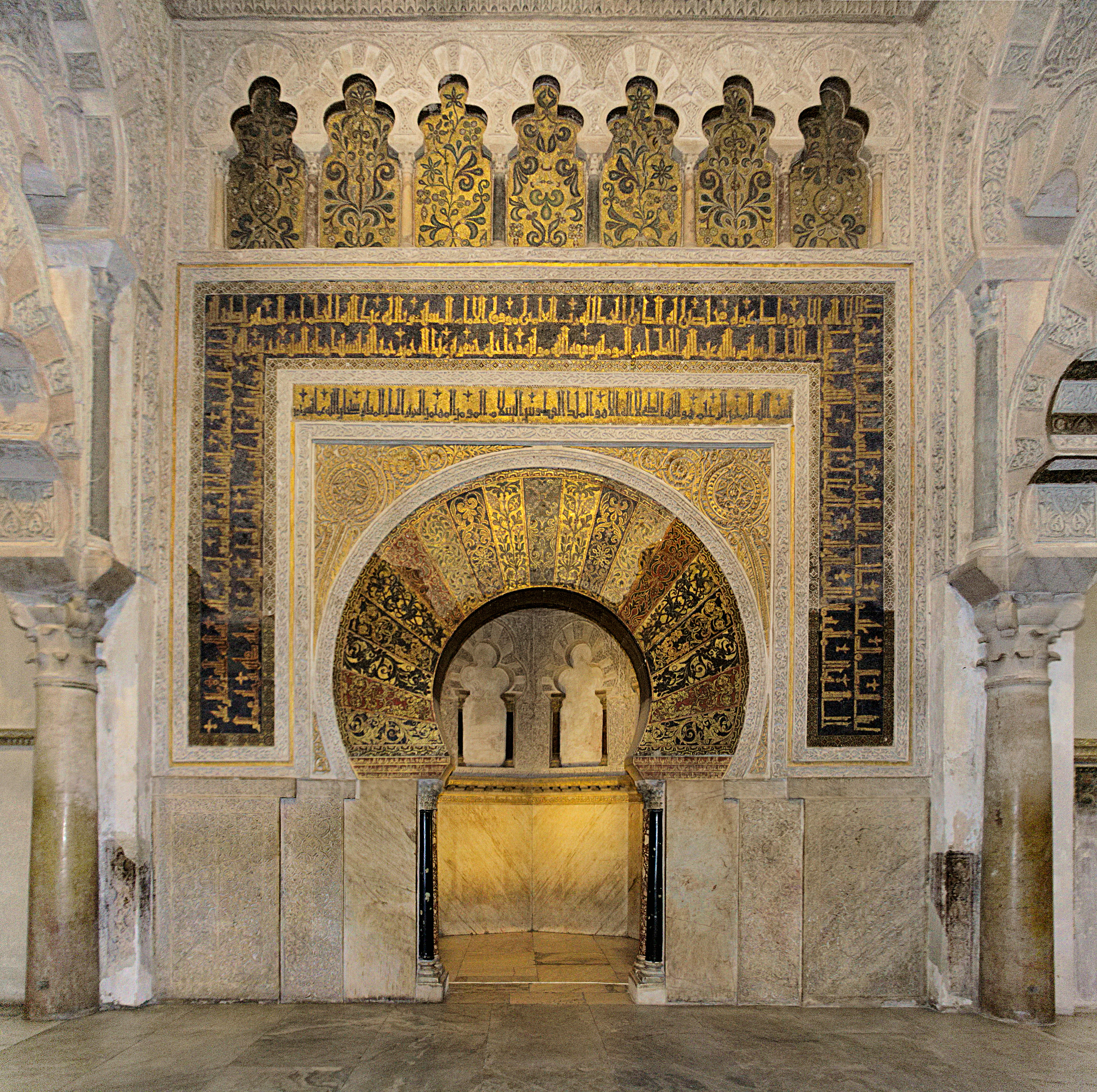
Mihrab; 961–976; Moschee von Córdoba (Córdoba, Spanien)
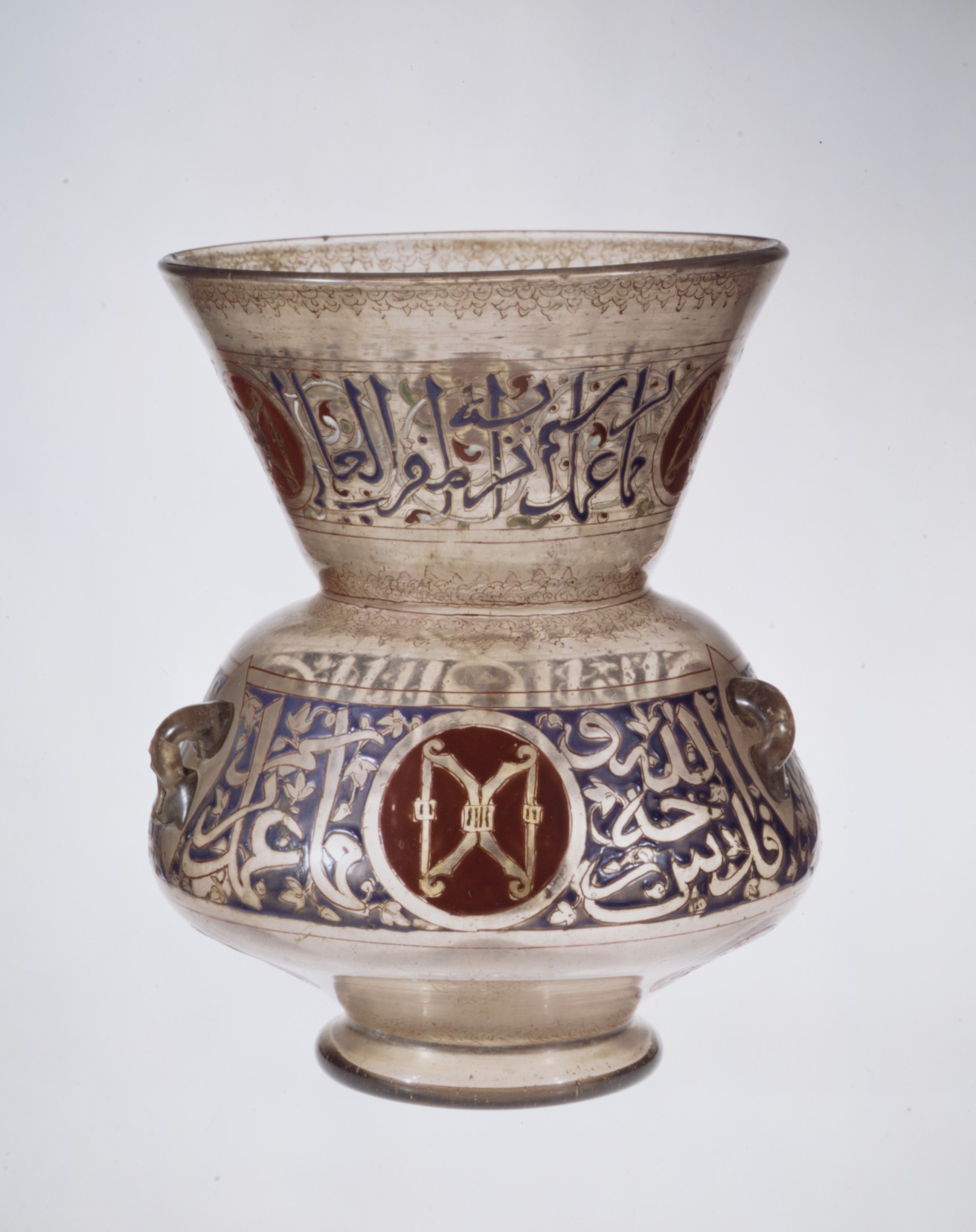
Moschee-Lampe; ca. 1285; Metropolitan Museum of Art
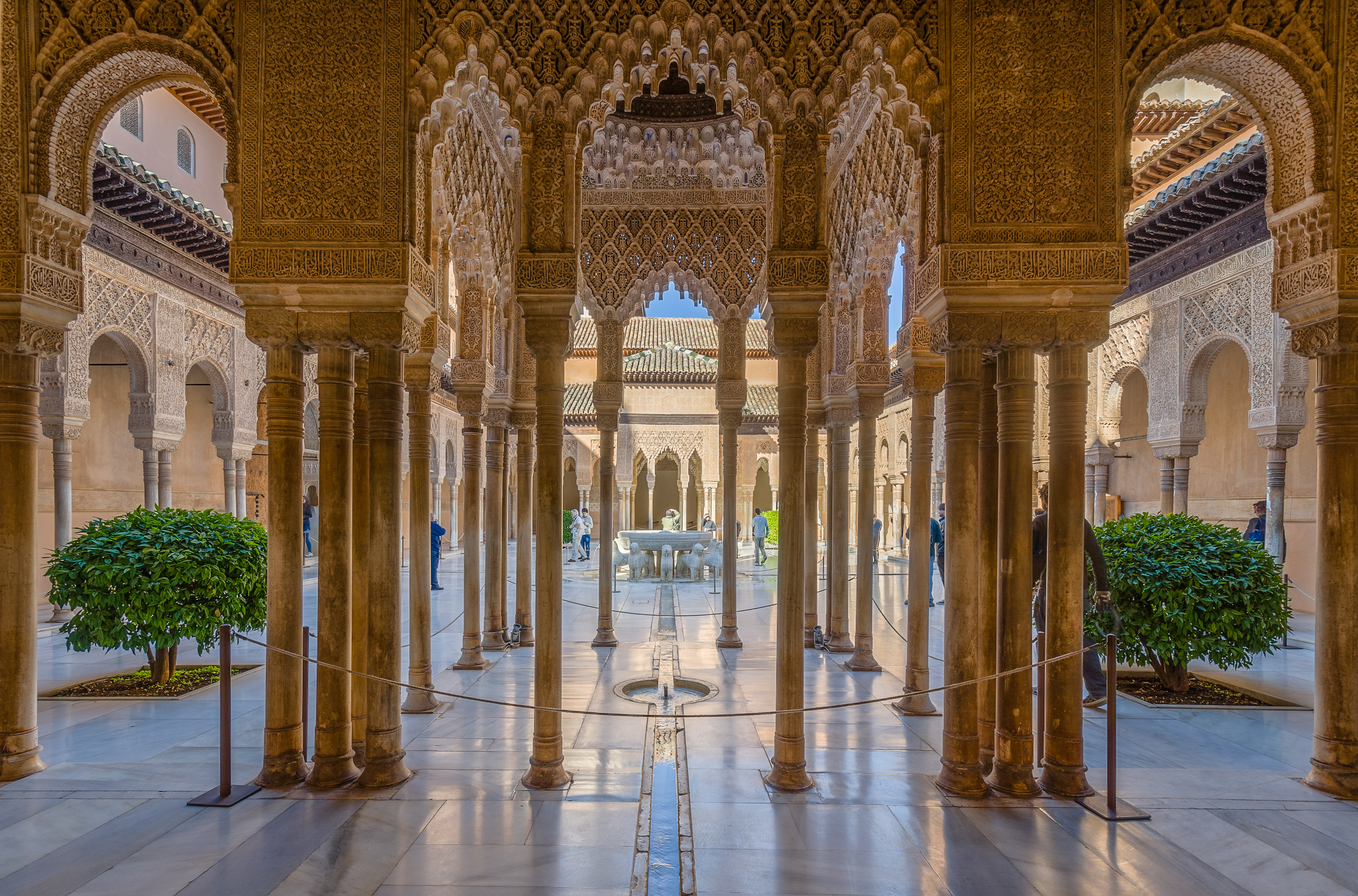
Löwenhof, (Alhambra, Granada, Spanien), 1362–1391
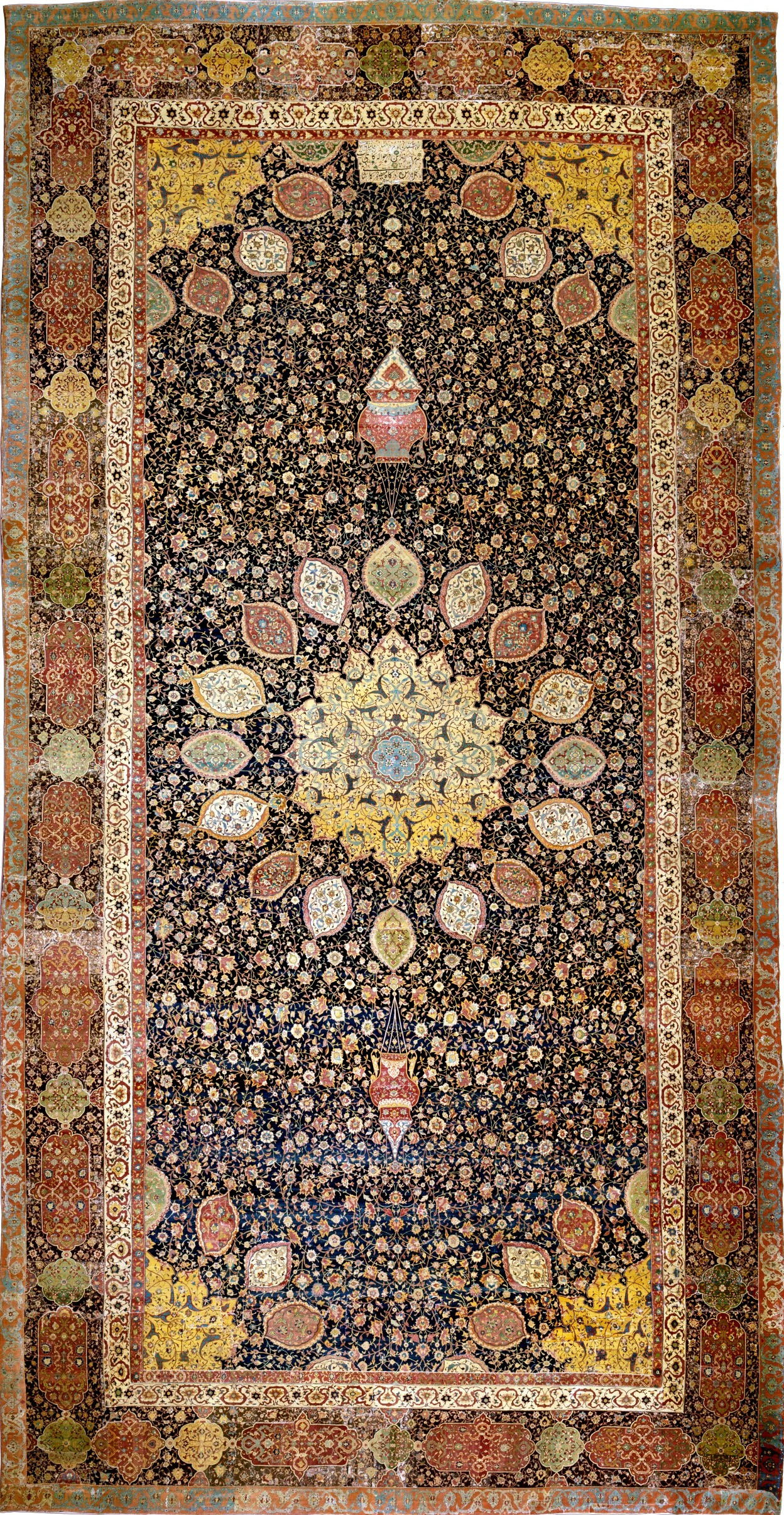
Ardabil-Teppich; 1539–1540; Victoria and Albert Museum (London)

## Amerika

### Mesoamerika
Einige der ersten großen Zivilisationen Amerikas entwickelten sich in Mesoamerika, wobei die bekanntesten die der Maya und die Azteken waren.
Die Olmeken (ca. 1400–400 v. Chr.) waren die erste bekannte bedeutende Zivilisation im heutigen Mexiko. Viele Elemente der mesoamerikanischen Zivilisationen, wie die Praxis des Pyramidenbaus, der komplexe Kalender, das Pantheon der Götter und die Hieroglyphenschrift, haben ihren Ursprung in der olmekischen Kultur. Sie stellten Jade- und Keramikfiguren, kolossale Köpfe und Pyramiden mit Tempeln an der Spitze her, und das alles ohne den Vorteil von Metallwerkzeugen. Für sie war Jadeit ein Stein, der wertvoller als Gold war und göttliche Kräfte und Fruchtbarkeit symbolisierte. 17 olmekische Kolossalköpfe wurden entdeckt, von denen jeder mehrere Tonnen wog. Jeder Kopf, mit der flachen Nase und den dicken Lippen, trägt einen Helm, ähnlich denen, die bei offiziellen Ballspielen getragen wurden, und stellt möglicherweise Könige oder Beamte dar.
Die Maya-Zivilisation entstand um 1800 v. Chr. und wuchs bis zur Ankunft der spanischen Kolonisatoren im 16. Jahrhundert. Sie besetzten den Südosten Mexikos, Guatemala, Belize und Teile von Honduras und El Salvador. Die Mayas betrieben Handel mit Städten wie Teotihuacán, aber auch mit vielen mesoamerikanischen Zivilisationen wie den Zapoteken oder anderen Gruppen aus den zentralen oder Küstengebieten Mexikos sowie mit Bevölkerungsgruppen, die nicht in mesoamerikanischen Gebieten lebten, wie den Taíno aus der Karibik. Sie schufen beeindruckende Königsbilder, polychrome Keramikgefäße, Tonfiguren, Holzskulpturen, Stelen und errichteten komplexe Städte mit Pyramiden. Die meisten der gut erhaltenen polychromen Keramikgefäße wurden in den Gräbern von Adligen entdeckt.
Die Azteken, die aus bescheidenen Anfängen als Nomadengruppe hervorgingen, errichteten das größte Reich in der Geschichte Mesoamerikas, das von 1427 bis 1521 bestand. Sie nannten sich selbst nicht „Azteken“, sondern „Mexica“. Sie verwandelten die Hauptstadt ihres Reiches, Tenochtitlan, in einen Ort, an dem Künstler aus Mesoamerika beeindruckende Kunstwerke für ihre neuen Herren schufen. Das heutige Mexiko-Stadt wurde über der aztekischen Hauptstadt Tenochtitlan errichtet.

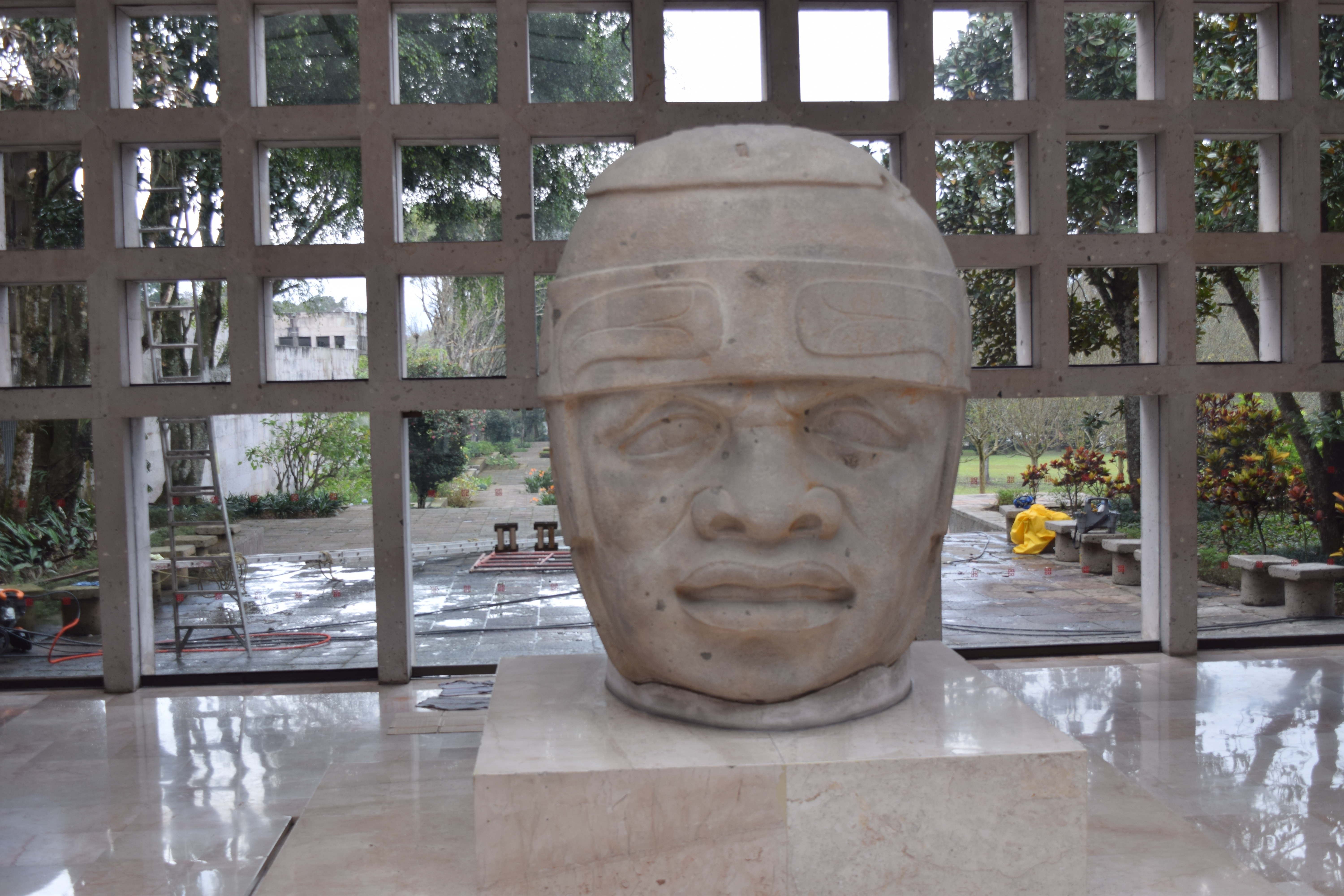
Großer Olmekenkopf; ca. 1050 v. Chr.; Museo de Antropología de Xalapa (Xalapa, Mexico)
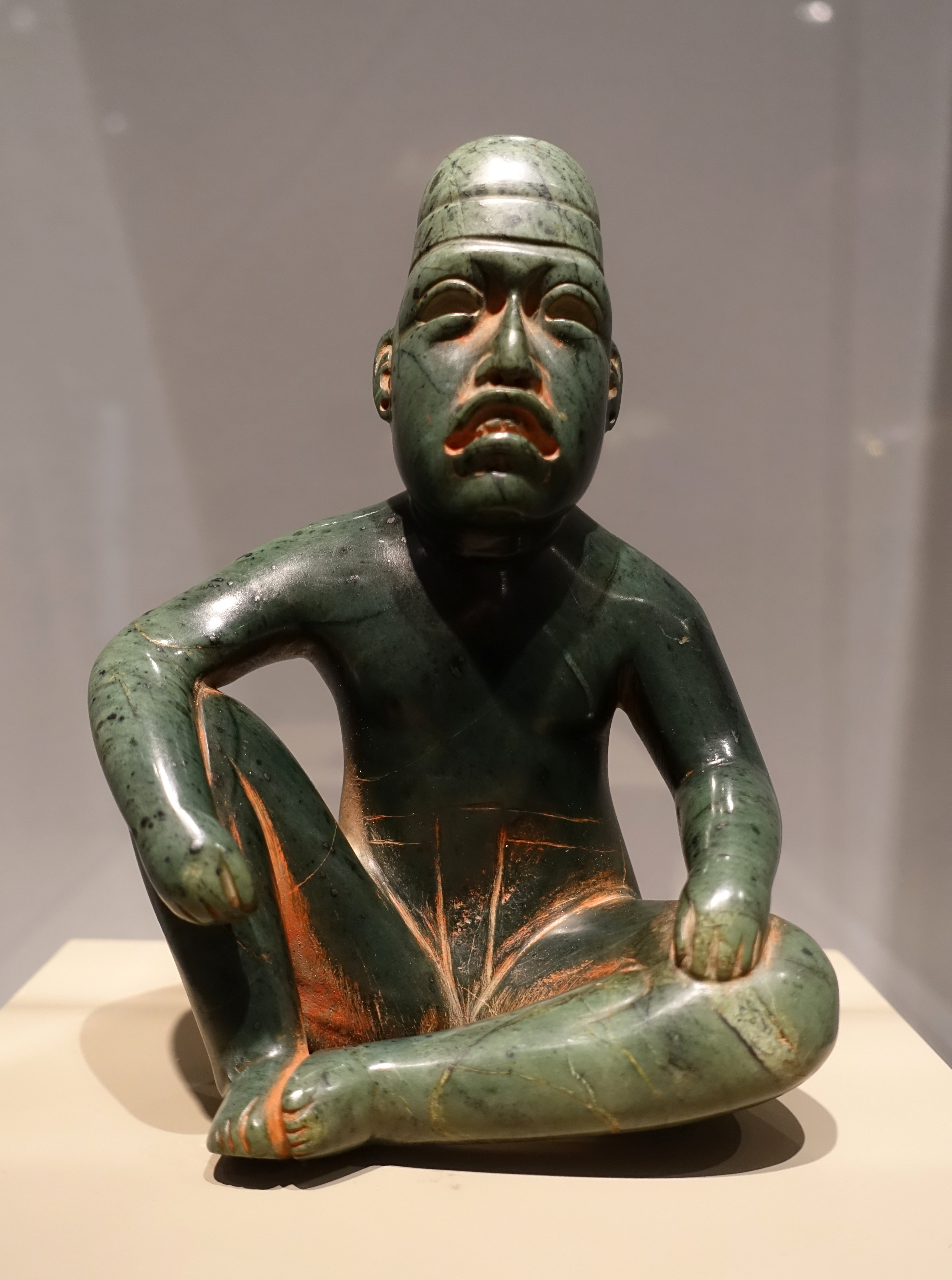
Schamane in ritueller Pose (Olmeken); 9.–5. Jahrhundert v. Chr.; Dallas Museum of Art (Dallas)
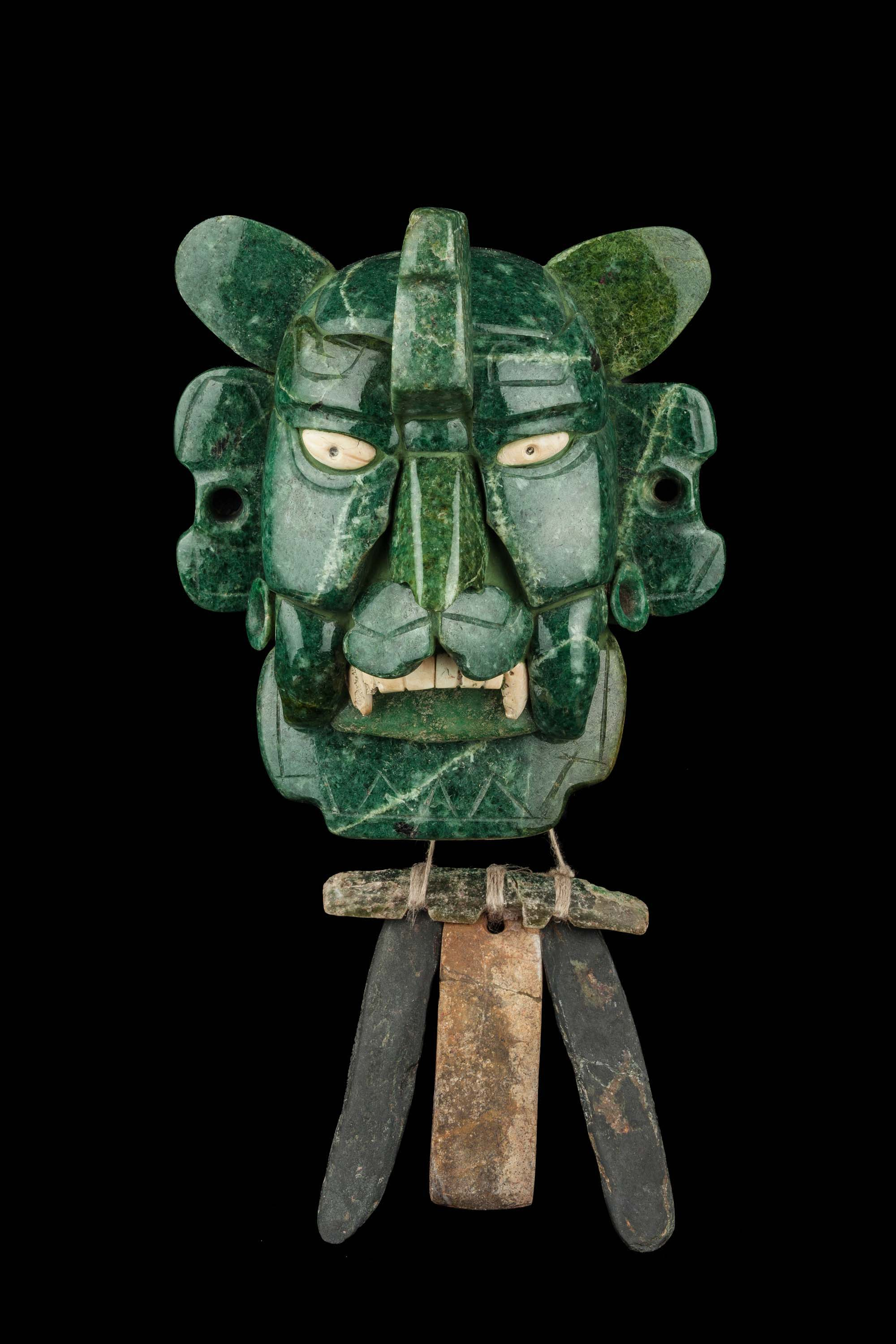
Fledermaus-Abbild (Zapoteken); ca. 50 v. Chr.; Nationalmuseum für Anthropologie (Mexiko-Stadt)[10]:129
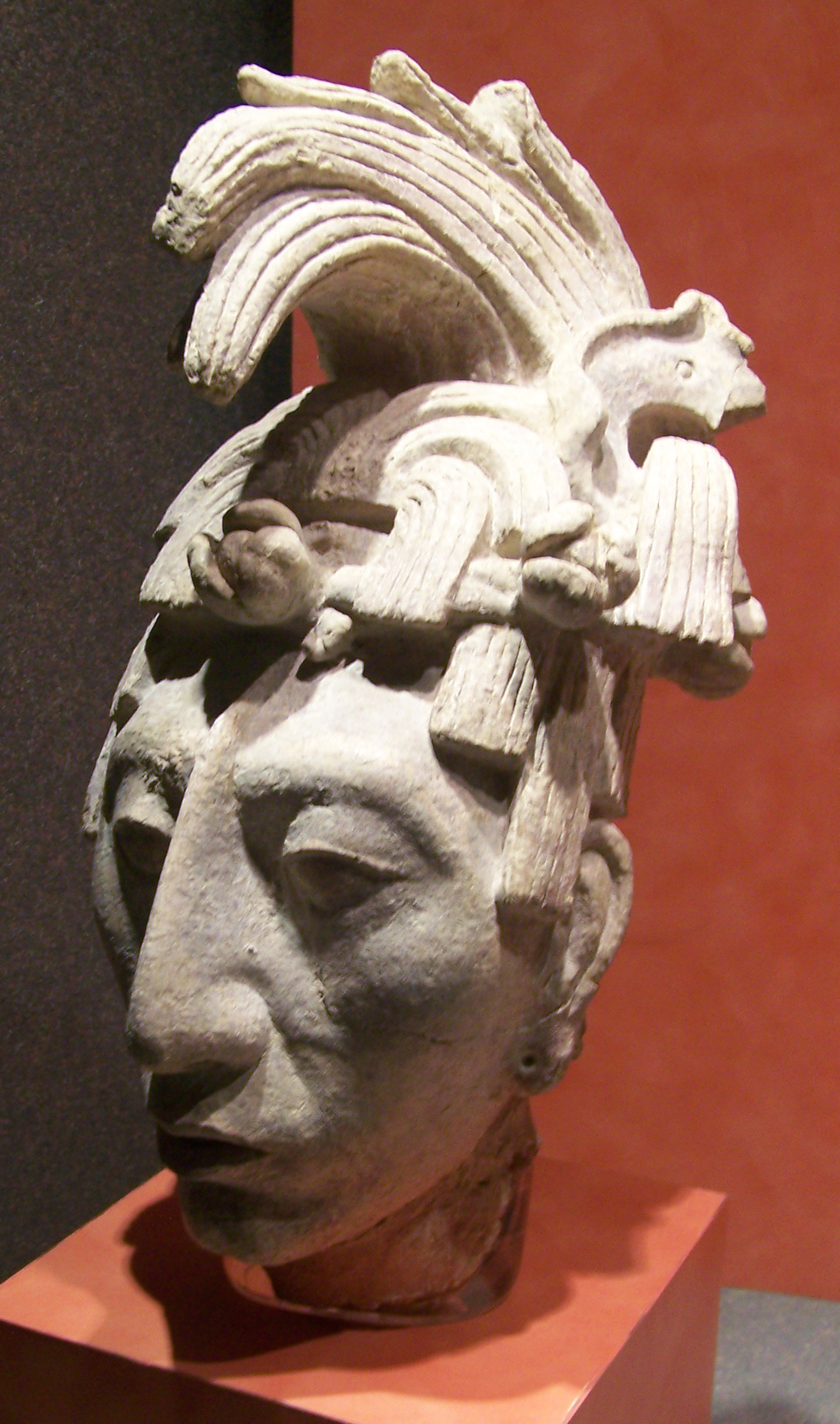
Porträt von K'inich Janaab Pakal I. (Maya; 615–683); Nationalmuseum für Anthropologie
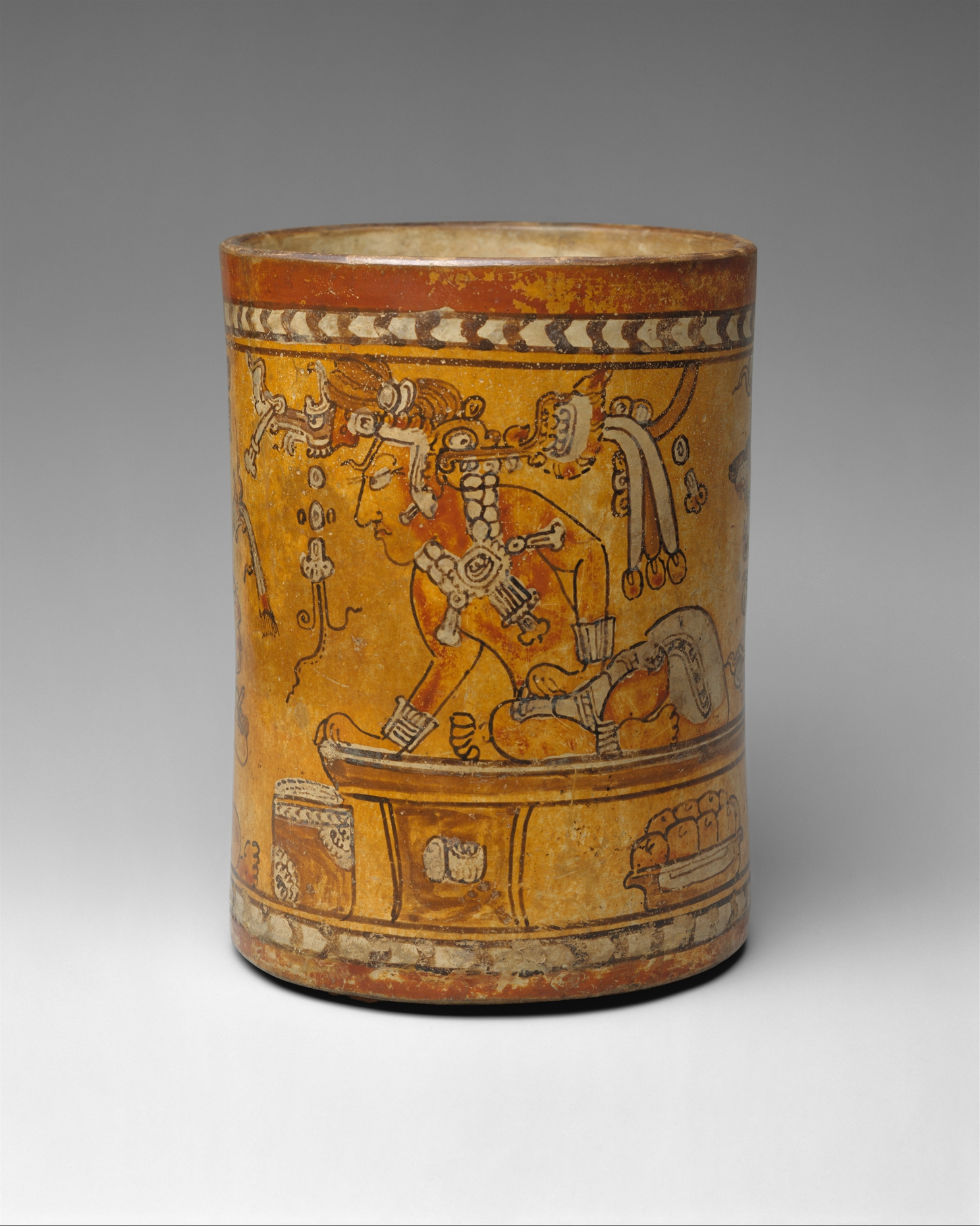
Gefäß mit Thronszene (Maya); spätes 7.–8. Jahrhundert; Metropolitan Museum of Art (New York City)
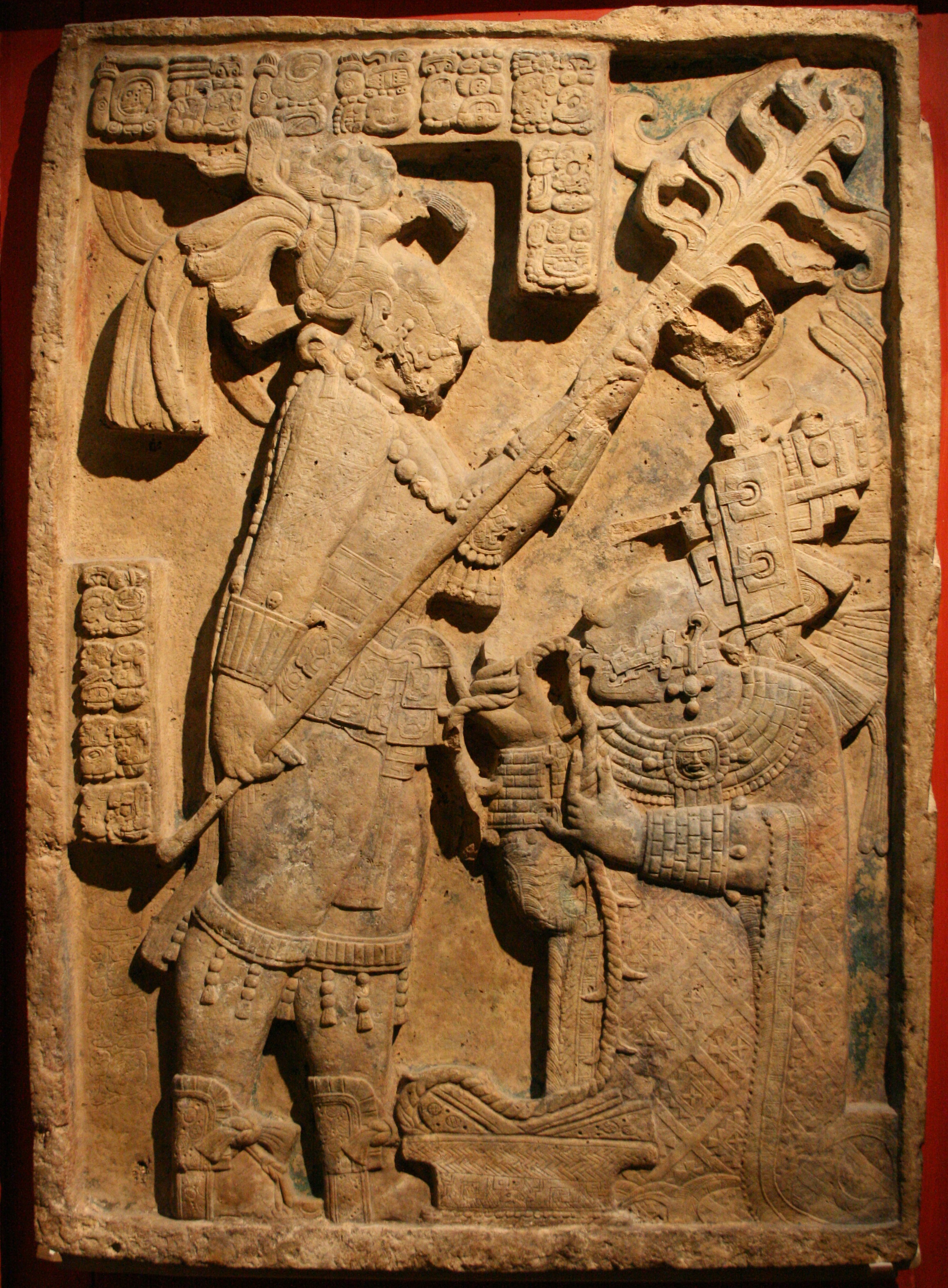
Yaxchilán Lintel 24 (Maya); 702; British Museum (London)[10]:174
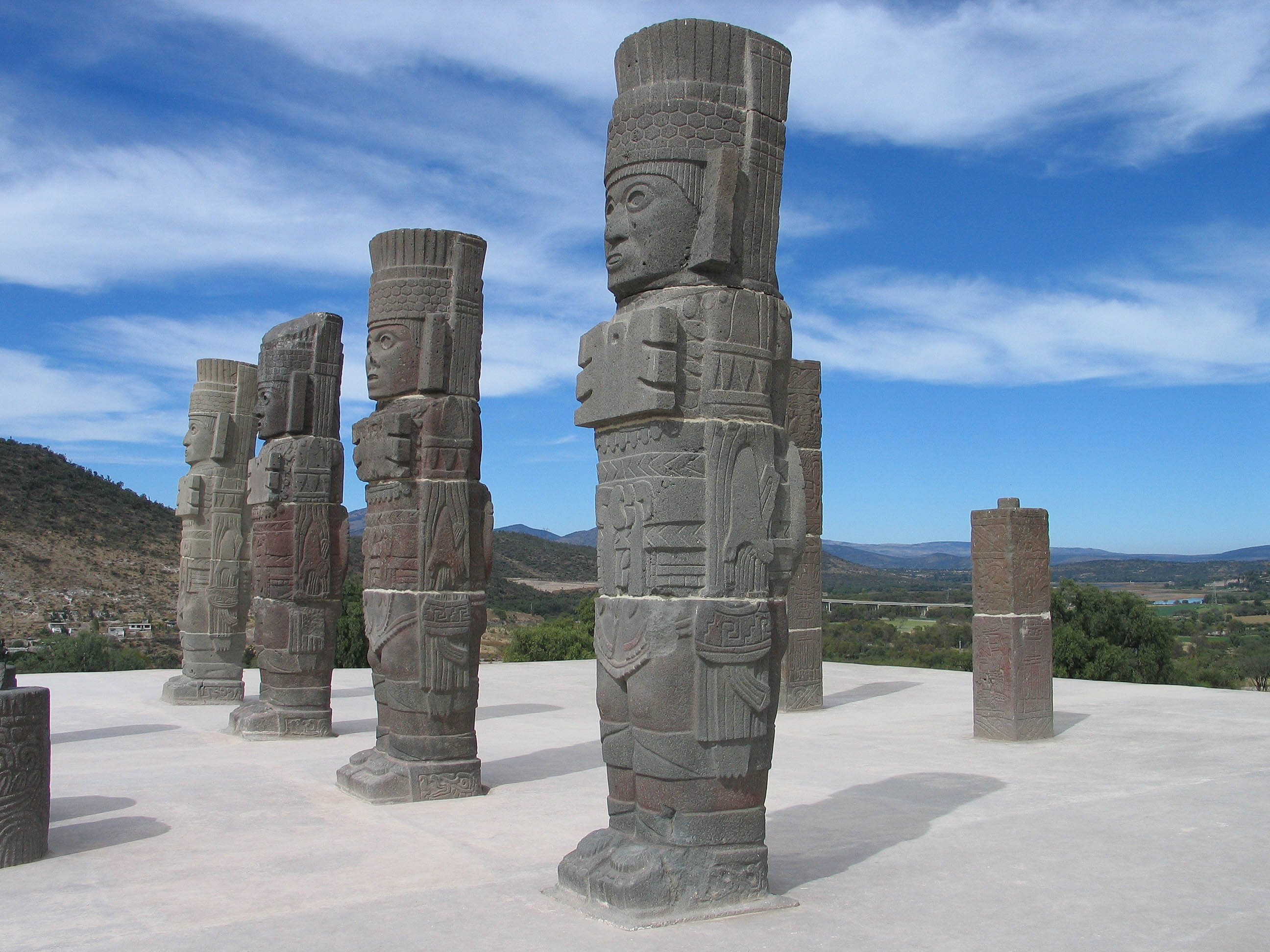
Kriegersäulen (Tolteken); ca. 1000; Tula de Allende (Mexiko)
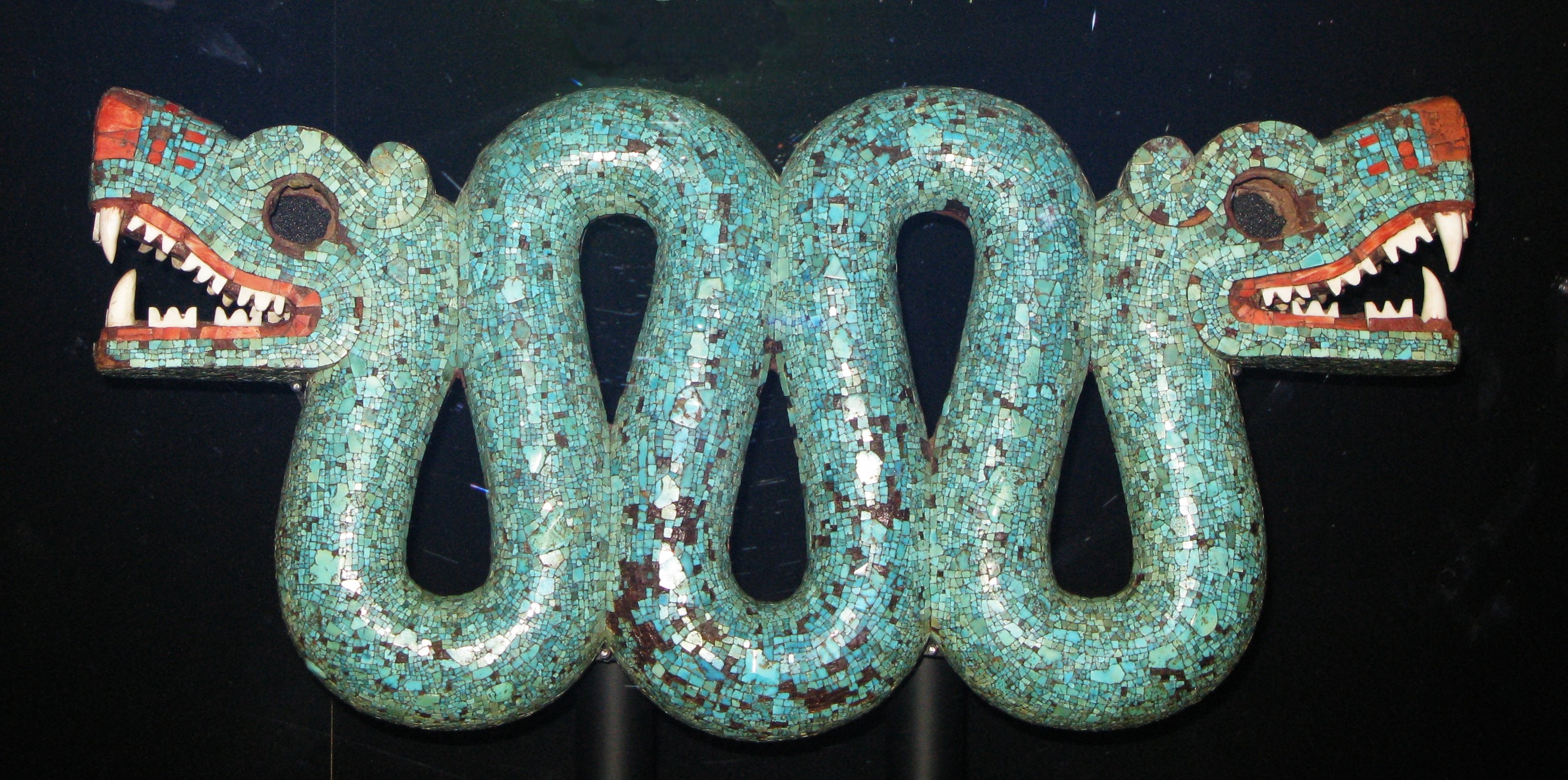
Doppelköpfige Schlange (Azteken); ca. 1450–1521; British Museum (London)
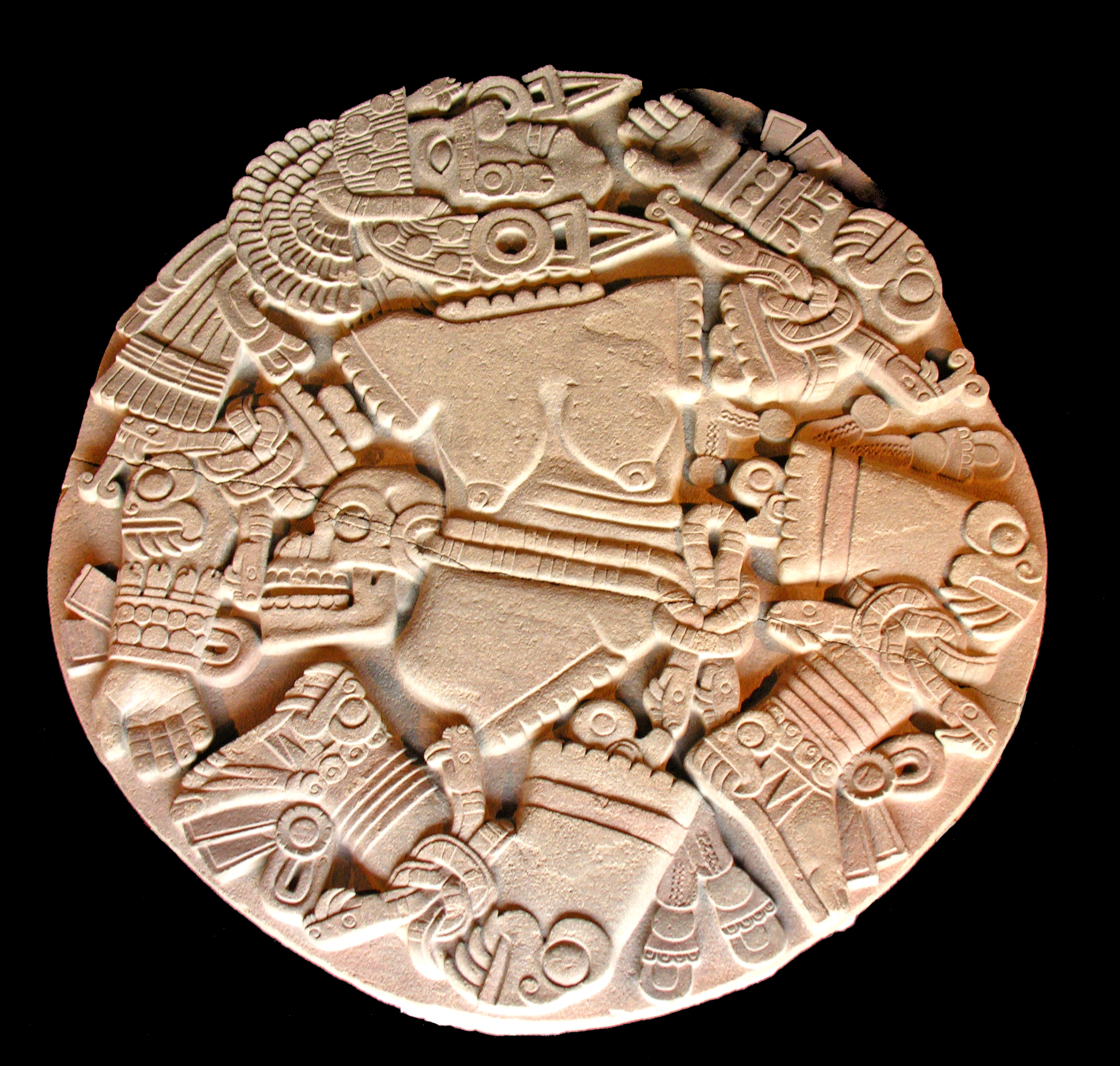
Coyolxauhqui-Stein (Azteken); ca. 1469–1481; Museum Templo Mayor (Mexiko-Stadt)
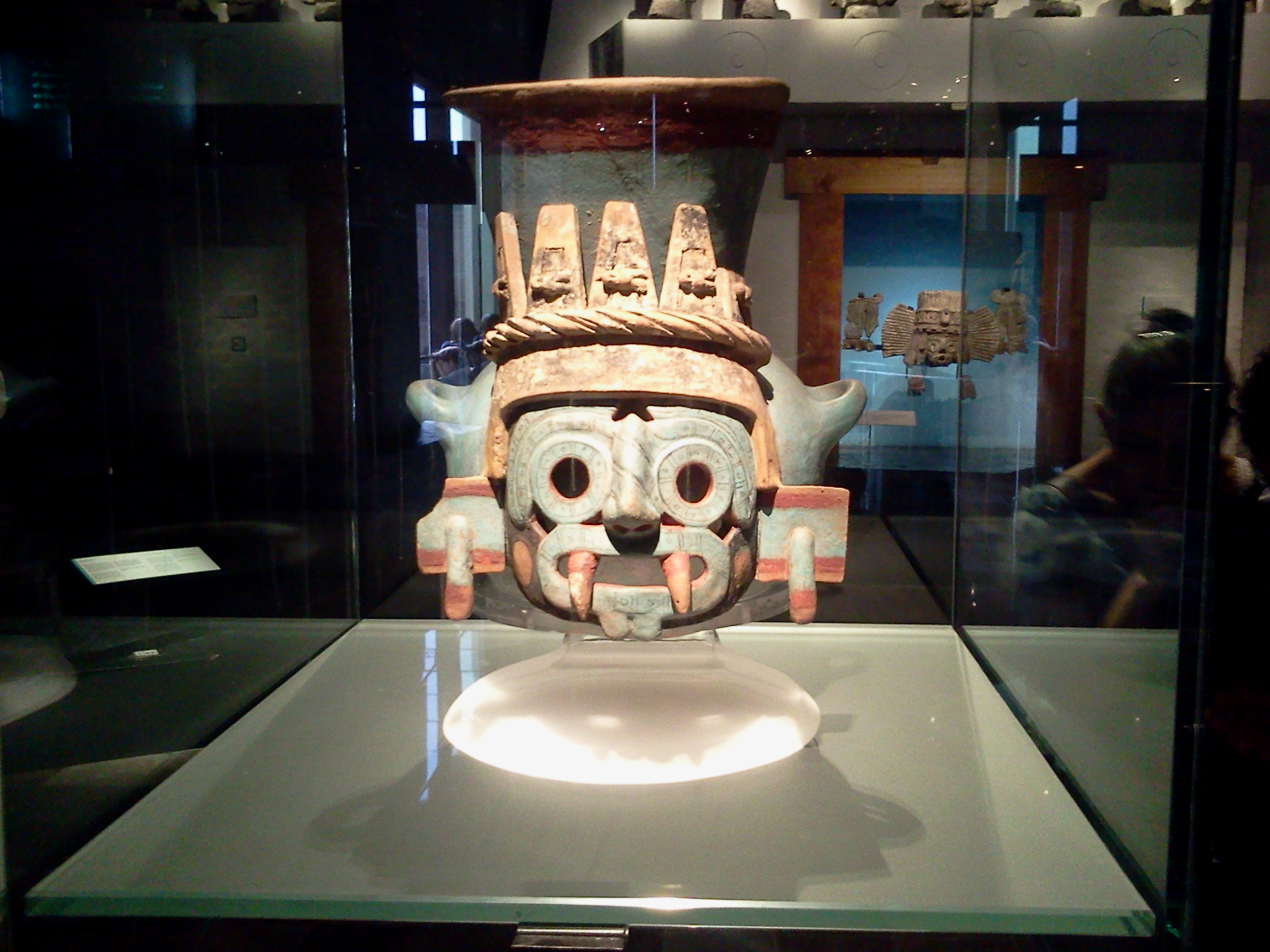
Tlāloc-Bildnisgefäß (Azteken); ca. 1440–1469; Templo Mayor Museum

### Kolumbien
Ähnlich verhält es sich mit Mesoamerika, dem heutigen Gebiet von Kolumbien, wo sich vor der Ankunft der spanischen Kolonisatoren mehrere Kulturen entwickelten. Hier wurden goldene Körperschmuckstücke hergestellt, viele davon aus Gold, aber auch viele andere aus Tumbaga, einer unspezifischen Legierung aus Gold und Kupfer, die von spanischen Konquistadoren den Metallen aus diesen Elementen gegeben wurde, die im präkolumbianischen Mesoamerika in Nord- und Südamerika weit verbreitet waren.

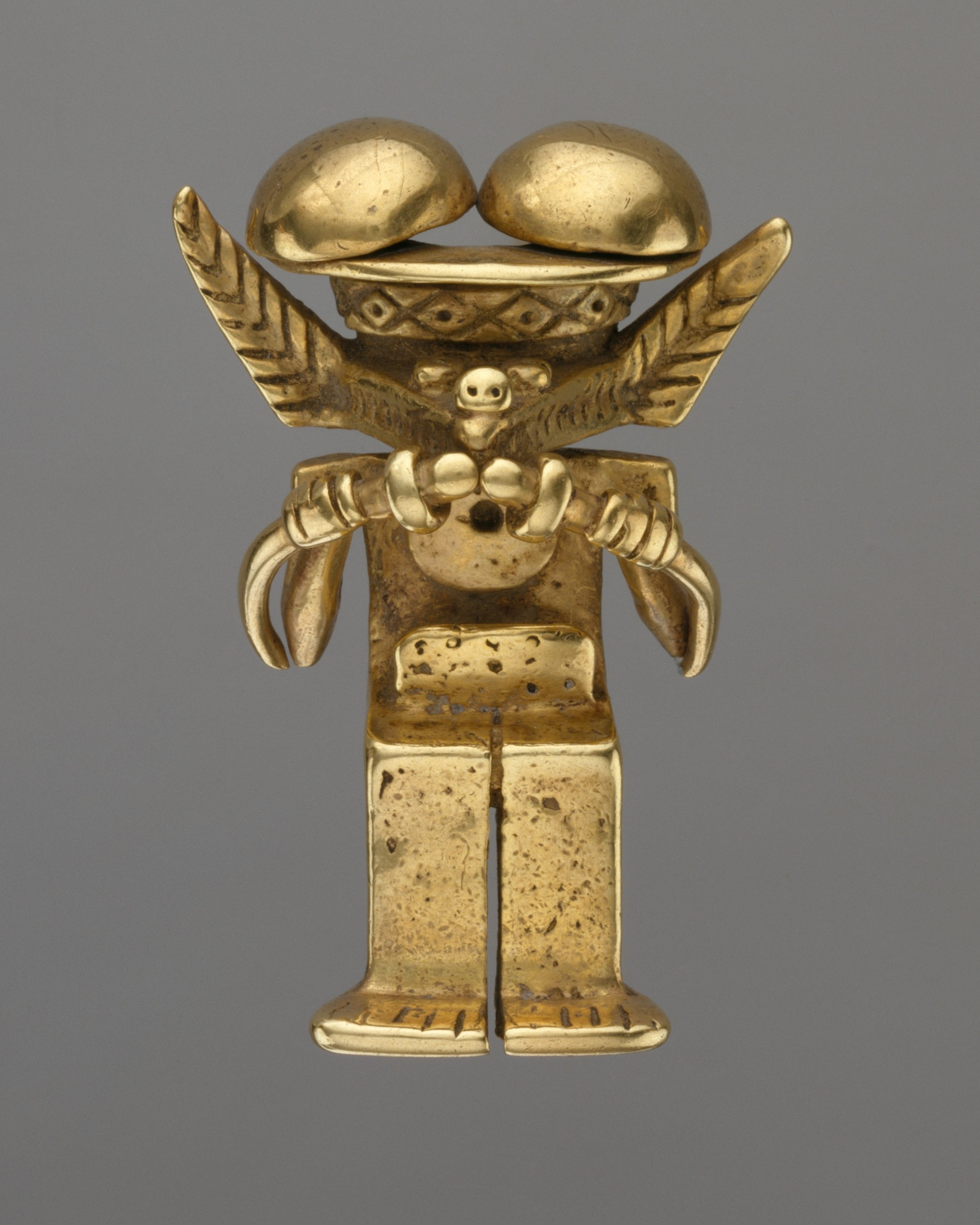
Anhänger in Form einer Tierkopf-Figur (Calima-Kultur); 1.–7. Jahrhundert; Metropolitan Museum of Art (New York City)
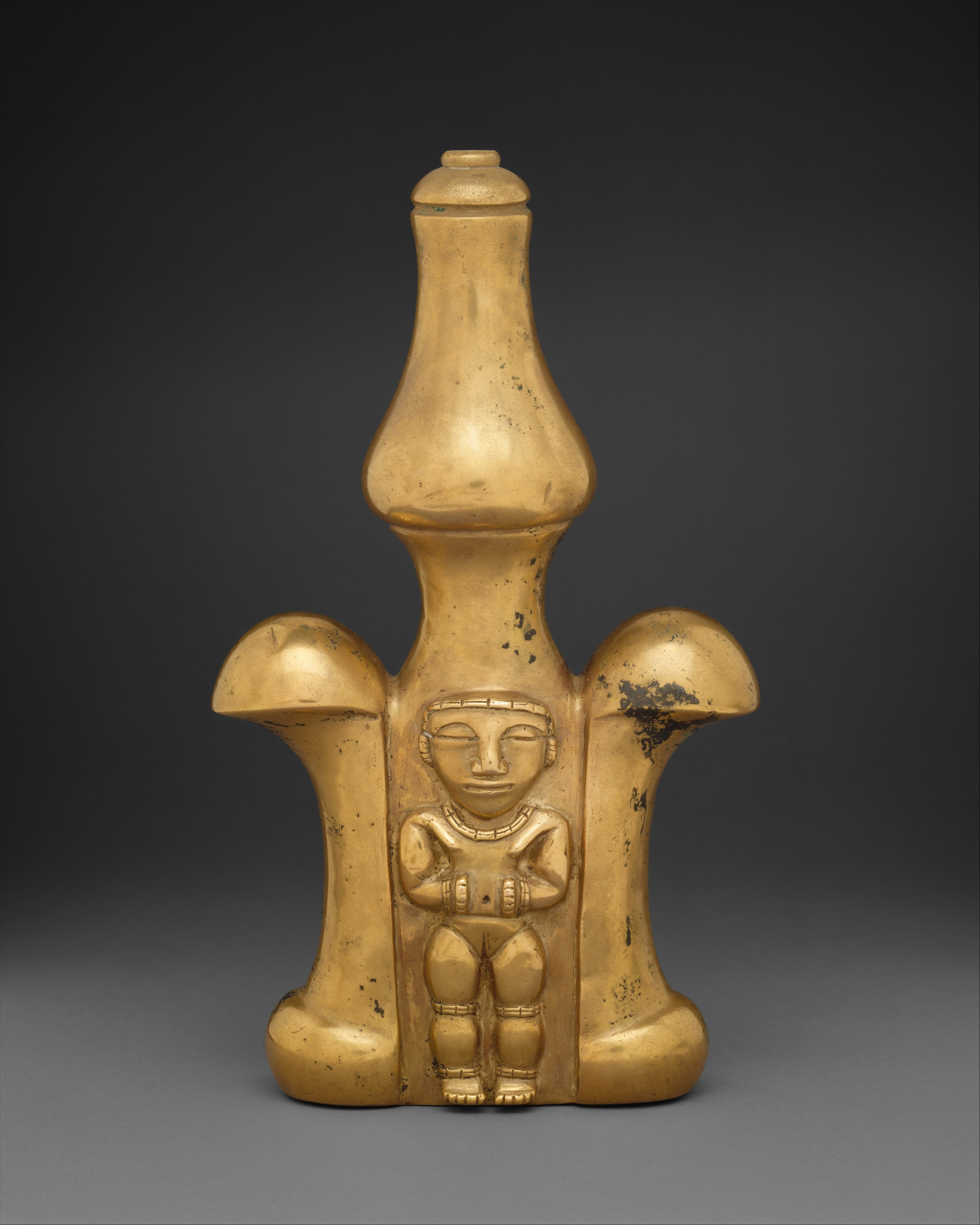
Limettenbehälter (Quimbaya-Kultur); 5.–9. Jahrhundert; Metropolitan Museum of Art
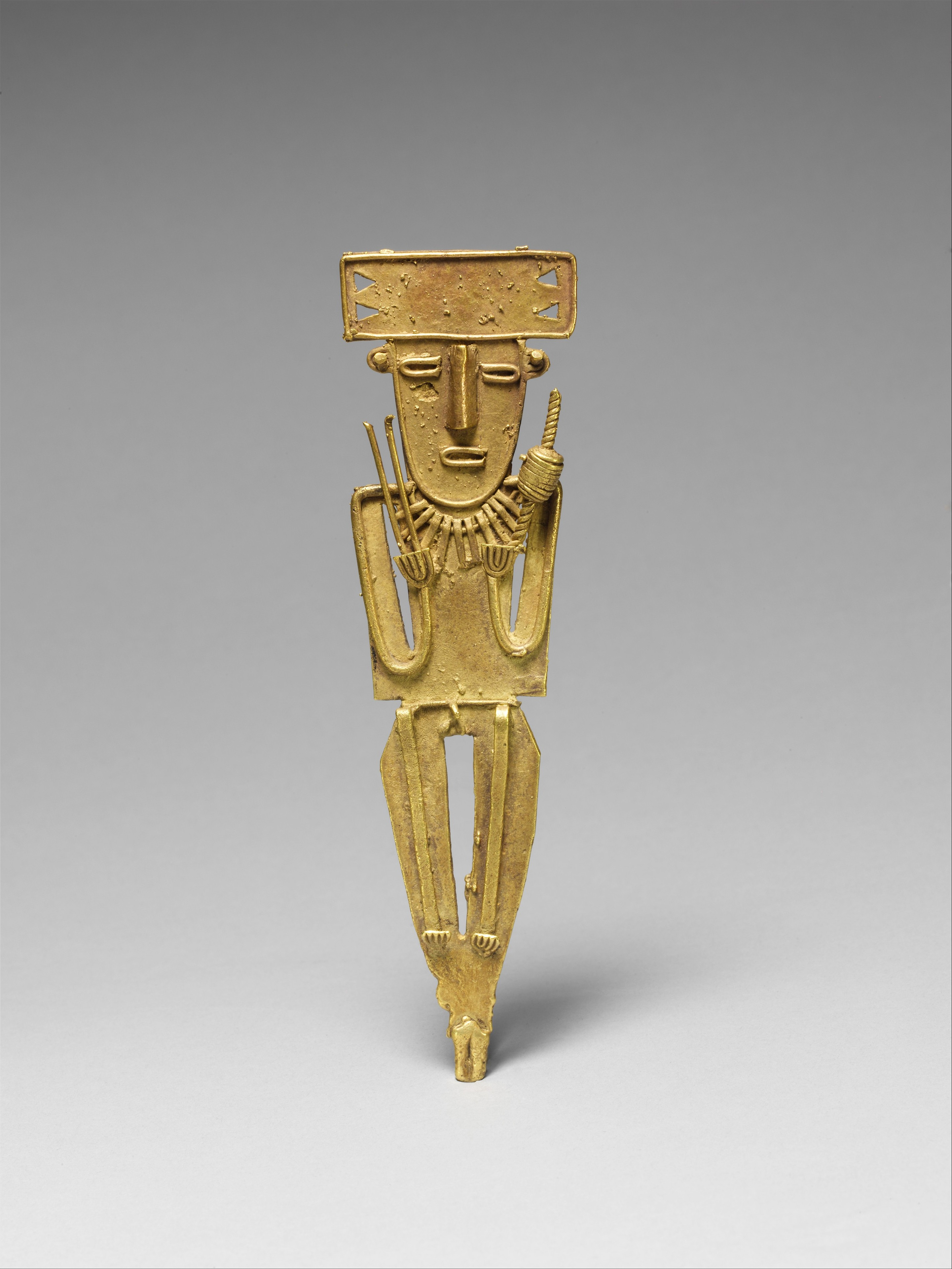
Männliche Figur/tunjo (Muisca-Kultur); 10.–Mitte 16. Jahrhundert; Metropolitan Museum of Art
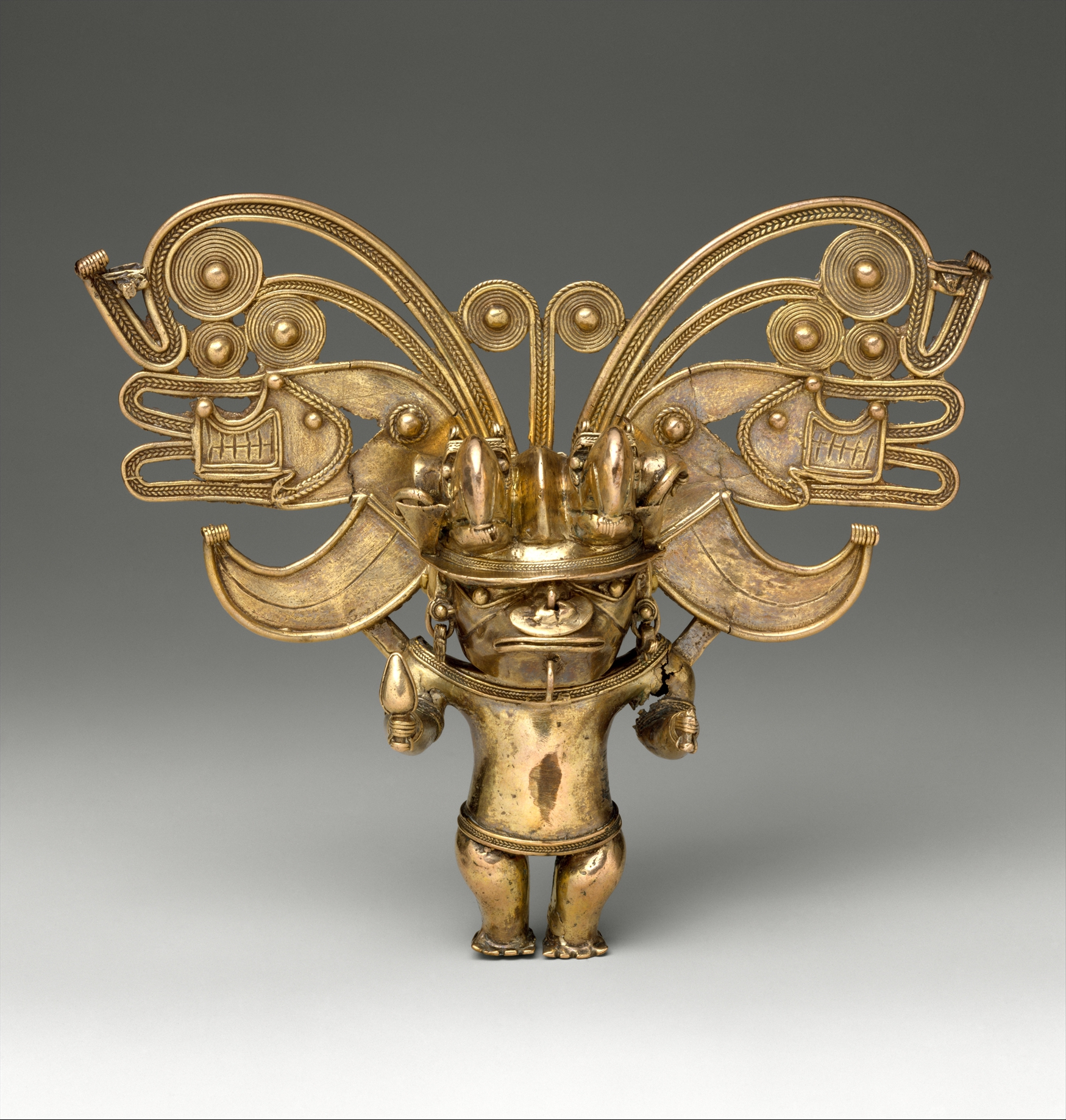
Anhänger (Tairona-Kultur); 10.–16. Jahrhundert; Metropolitan Museum of Art

### Andenregion
Die alten Zivilisationen Perus und Boliviens pflegten einzigartige künstlerische Traditionen, darunter eine der ästhetisch beeindruckendsten Textilkunsttraditionen der Welt. Zwei der ersten bedeutenden Kulturen dieses Landes sind die Chavín- und die Paracas-Kultur.
Die Paracas-Kultur an der Südküste Perus ist vor allem für ihre komplex gemusterten Textilien, insbesondere Umhänge, bekannt. Die Moche beherrschten die Flusstäler an der Nordküste, während die Nazca im Süden Perus entlang der Küstenwüsten und angrenzenden Berge herrschten. Die Nazca sind vor allem für die berühmten Nazca-Linien bekannt, eine Gruppe von Geoglyphen in einer Wüste im Süden Perus. Sie stellten auch Keramik und Textilien her, die von den Paracas beeinflusst waren, und verwendeten für ihre Töpferwaren eine Palette von mindestens 10 Farben. Beide Kulturen blühten zwischen 100 und 800 n. Chr. auf. Die Töpferwaren der Moche gehören zu den vielfältigsten der Welt. Im Norden wurde das Wari-Reich (oder Huari-Reich) für seine Steinarchitektur und seine Bildhauerkunst bekannt.
Den Chimú ging ein einfacher Keramikstil voraus, der als Sicán (700–900 n. Chr.) bekannt ist. Die Chimú schufen hervorragende Porträt- und Dekorationsarbeiten aus Metall, insbesondere aus Gold, aber vor allem aus Silber. Später erstreckte sich das Inka-Reich (1100–1533) über die Anden. Sie stellten Figuren aus Edelmetall her und fertigten, wie andere Zivilisationen aus derselben Region, komplexe Textilien an. Lamas waren wegen ihrer Wolle und als Lasttiere wichtige Tiere.

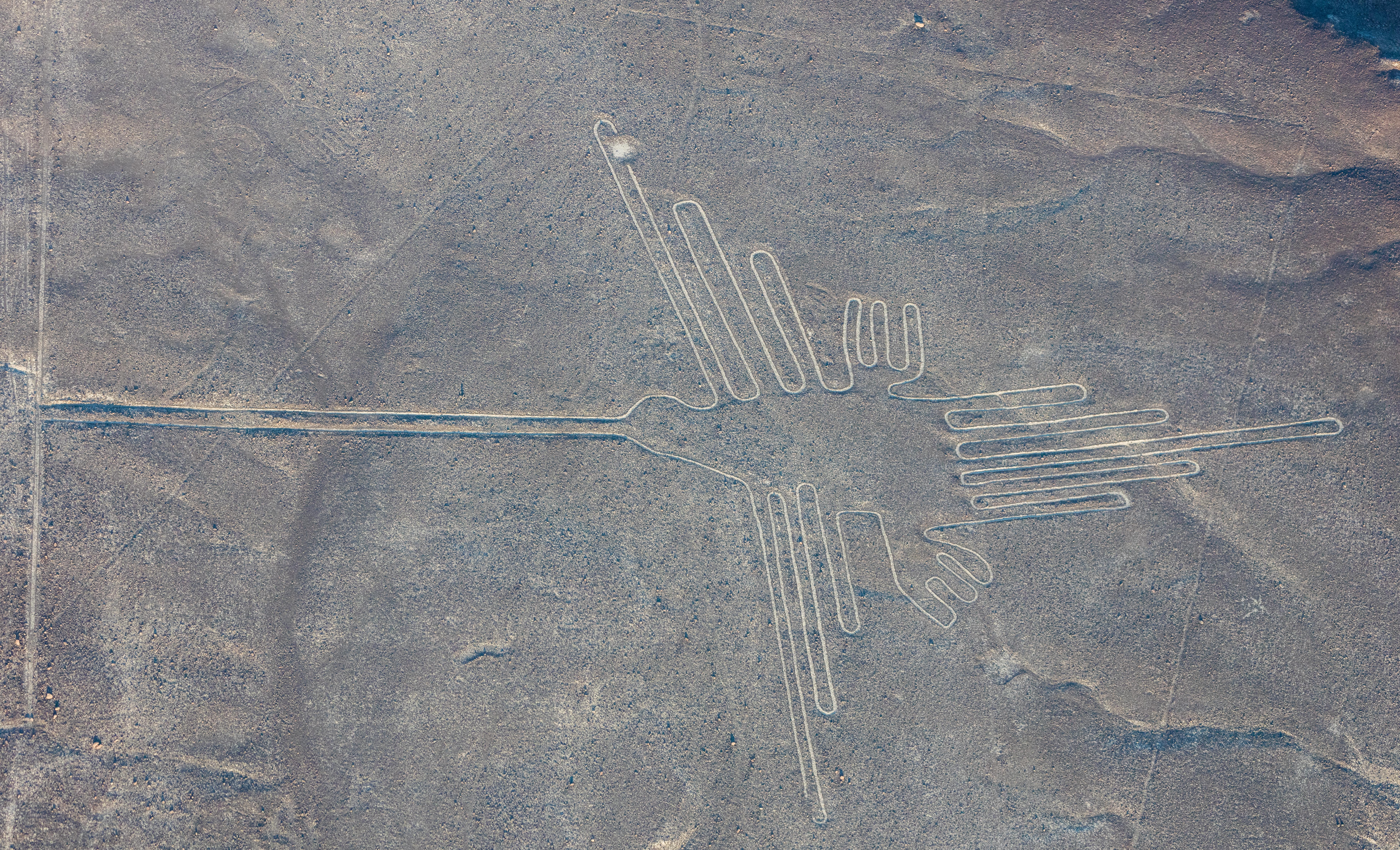
Nazca-Linien (Peru)
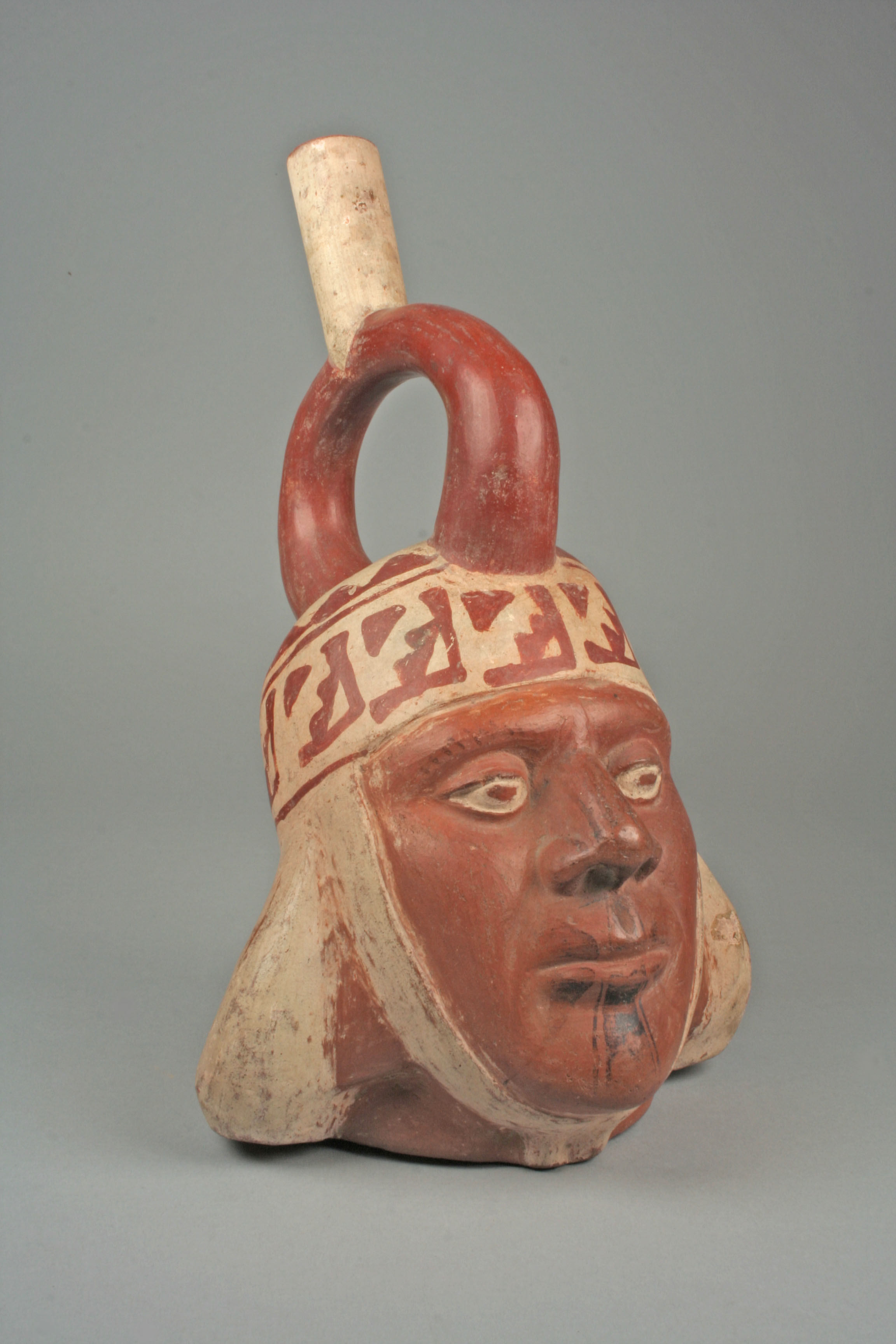
Porträtkopf-Flasche (Moche-Kultur); 3.–6. Jahrhundert; Metropolitan Museum of Art (New York City)
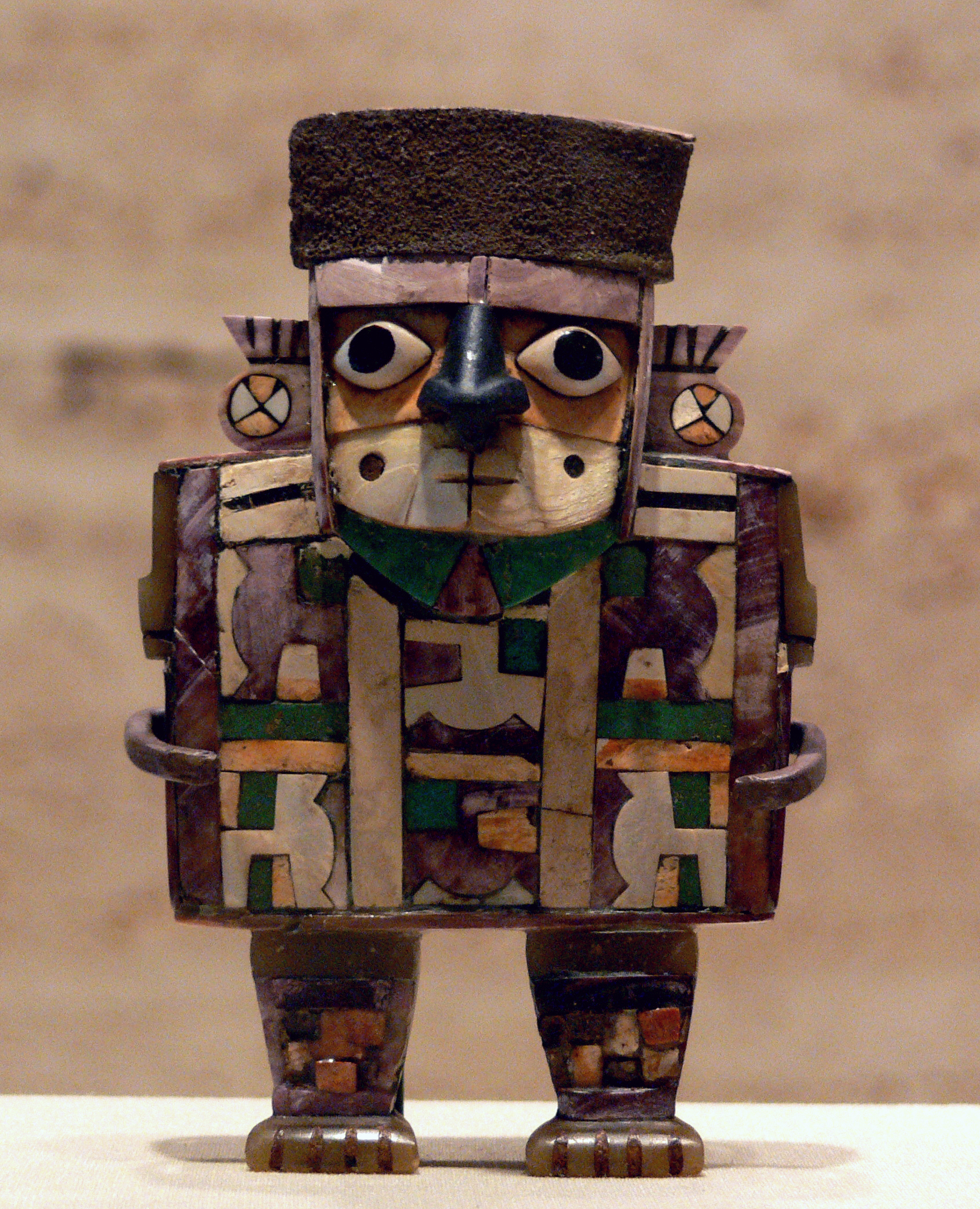
Mosaikfigur eines edlen Mannes (Wari-Kultur); 7.–9. Jahrhundert; Kimbell Art Museum (Fort Worth)
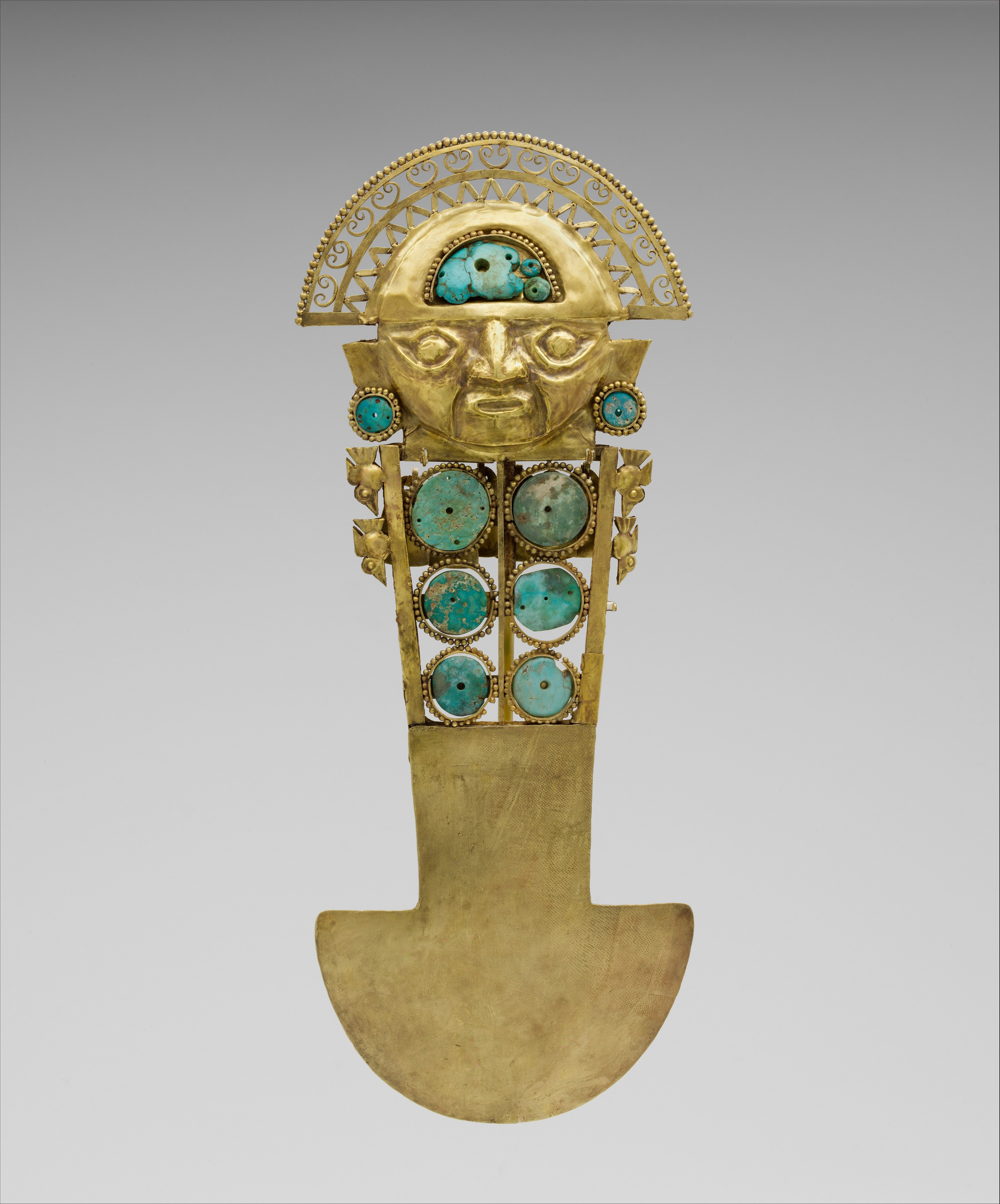
Zeremonielles Messer/Tumi (Sican-Kultur); 10.–13. Jahrhundert; Metropolitan Museum of Art
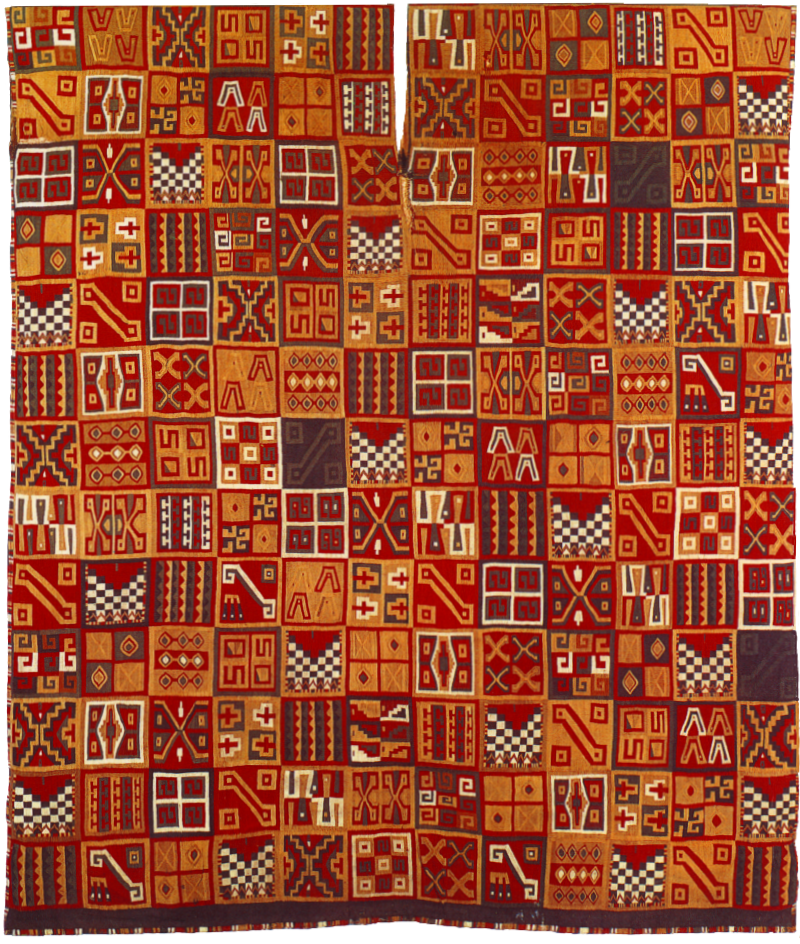
Königliche Tunika (Inka-Kultur); 1476–1534; Dumbarton Oaks (Washington, D.C.)

## Asien
Ein Ansatz in der östlichen Kunstgeschichte unterteilt das Gebiet nach Nationen, wobei der Schwerpunkt auf indischer, chinesischer und japanischer Kunst liegen. Aufgrund der Größe des Kontinents kann man im Kontext der Kunst deutlich zwischen Ostasien und Südasien unterscheiden, ⁣⁣mit eigenen Stilrichtungen in Südostasien und Zentralasien.

### Zentralasien
Die zentralasiatische Kunst entwickelte sich in Zentralasien, in Gebieten, die dem heutigen Kirgisistan, Kasachstan, Usbekistan, Turkmenistan, Aserbaidschan, Tadschikistan, Afghanistan, Pakistan und Teilen der heutigen Mongolei, Chinas und Russlands entsprechen. Die Kunst des antiken und mittelalterlichen Zentralasiens spiegelt die reiche Geschichte dieser riesigen Region wider, in der eine Vielzahl von Völkern, Religionen und Lebensweisen beheimatet sind. Die künstlerischen Überreste der Region zeigen eine bemerkenswerte Kombination von Einflüssen, die den multikulturellen Charakter der zentralasiatischen Gesellschaft veranschaulichen. Zentralasien war schon immer ein Knotenpunkt des kulturellen Austauschs, das Zentrum der sogenannten Seidenstraße – dieses komplexen Systems von Handelsrouten, das sich von China bis zum Mittelmeer erstreckt. Bereits in der Bronzezeit (3. und 2. Jahrtausend v. Chr.) waren wachsende Siedlungen Teil eines ausgedehnten Handelsnetzes, das Zentralasien mit dem Indus-Tal, Mesopotamien und Ägypten verband. Die Kunst der Region wurde deshalb von fernöstlich-buddhistischen, indischen, griechisch-römischen sowie persisch-arabisch-islamischen Einflüssen geprägt.

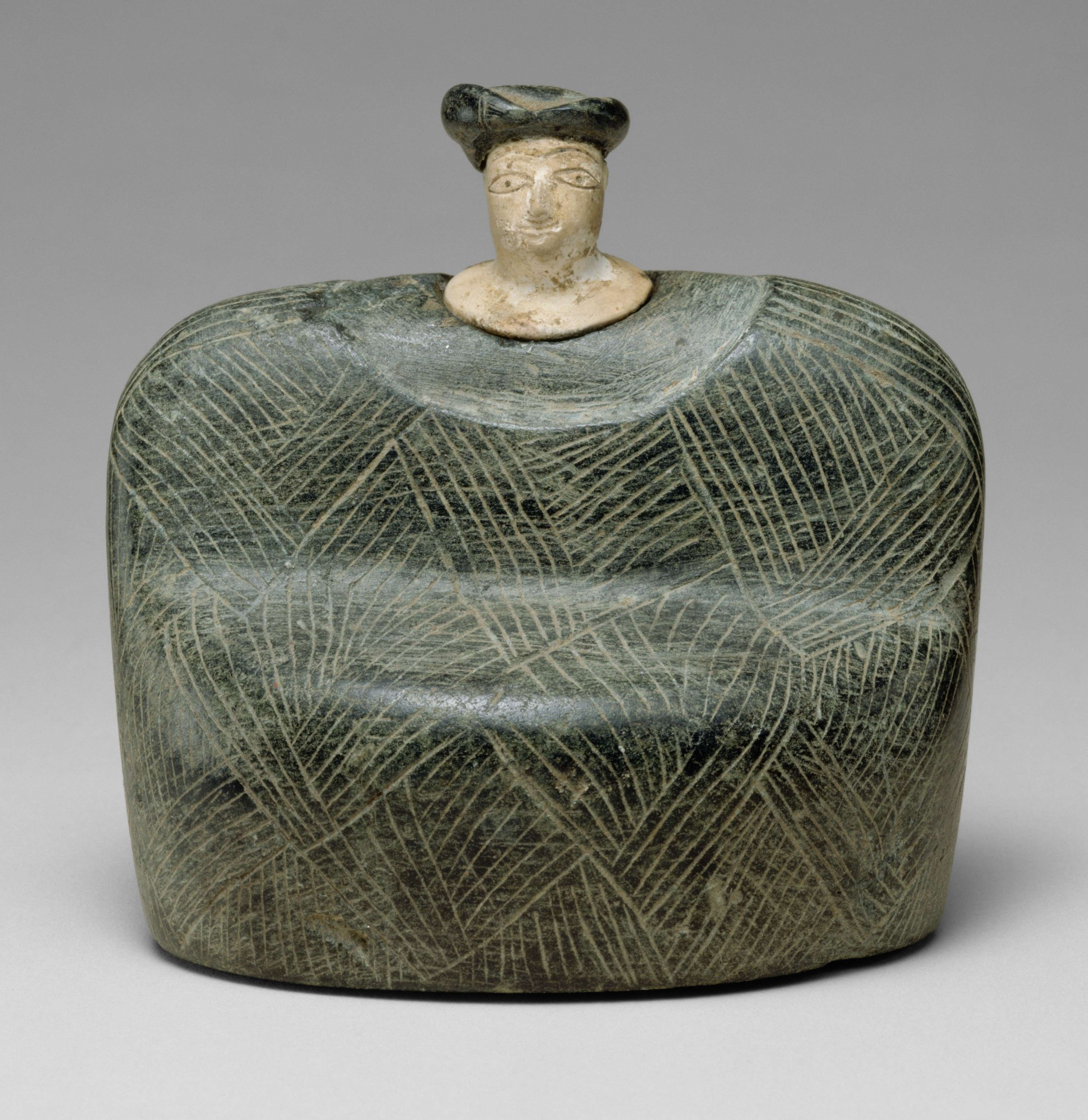
Sitzende Figur (Baktrien); 3.-2. Jahrtausend v. Chr.; Metropolitan Museum of Art (New York City)
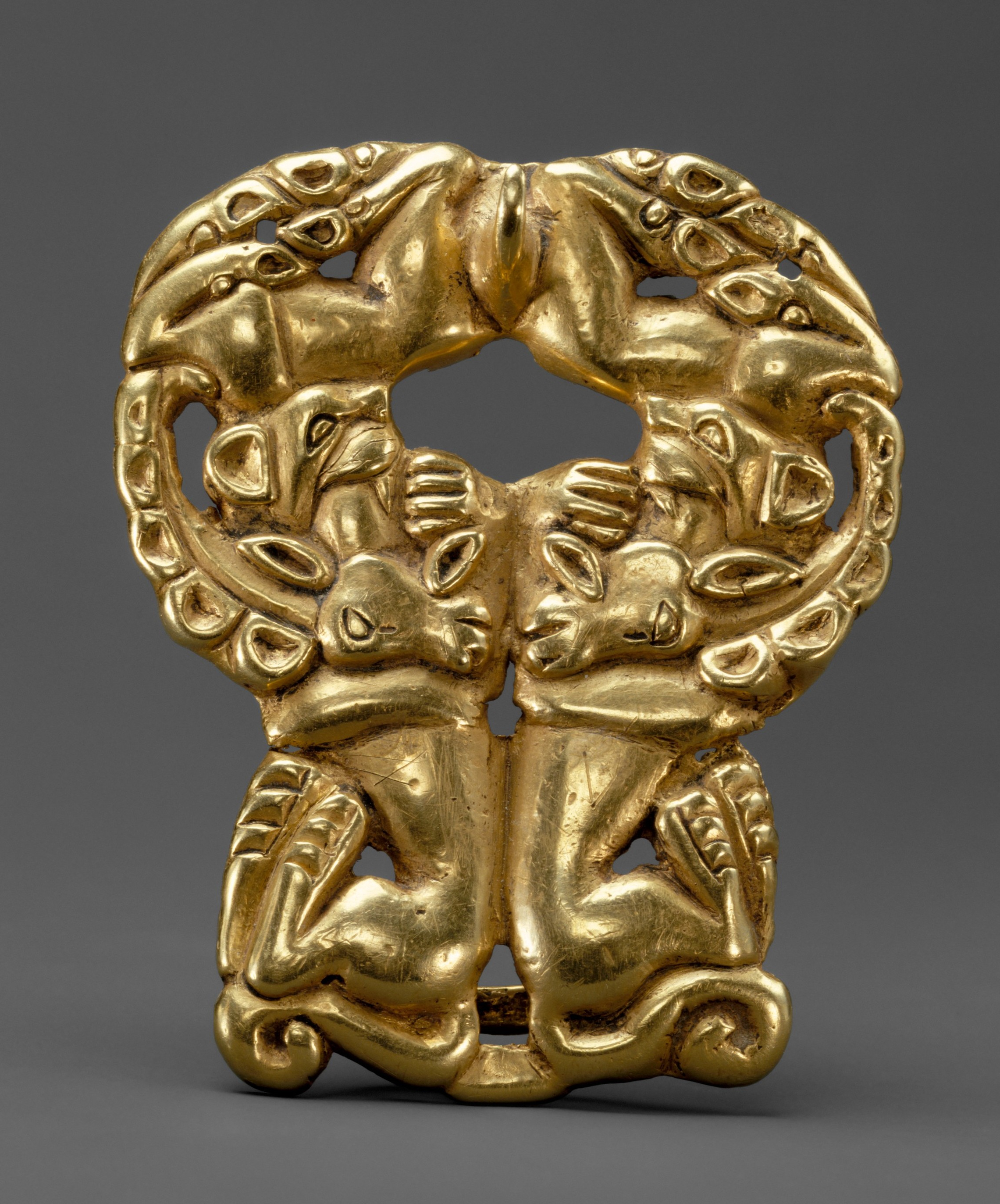
Gürtelschnalle; 3. bis 1. Jahrhundert v. Chr.; Metropolitan Museum of Art
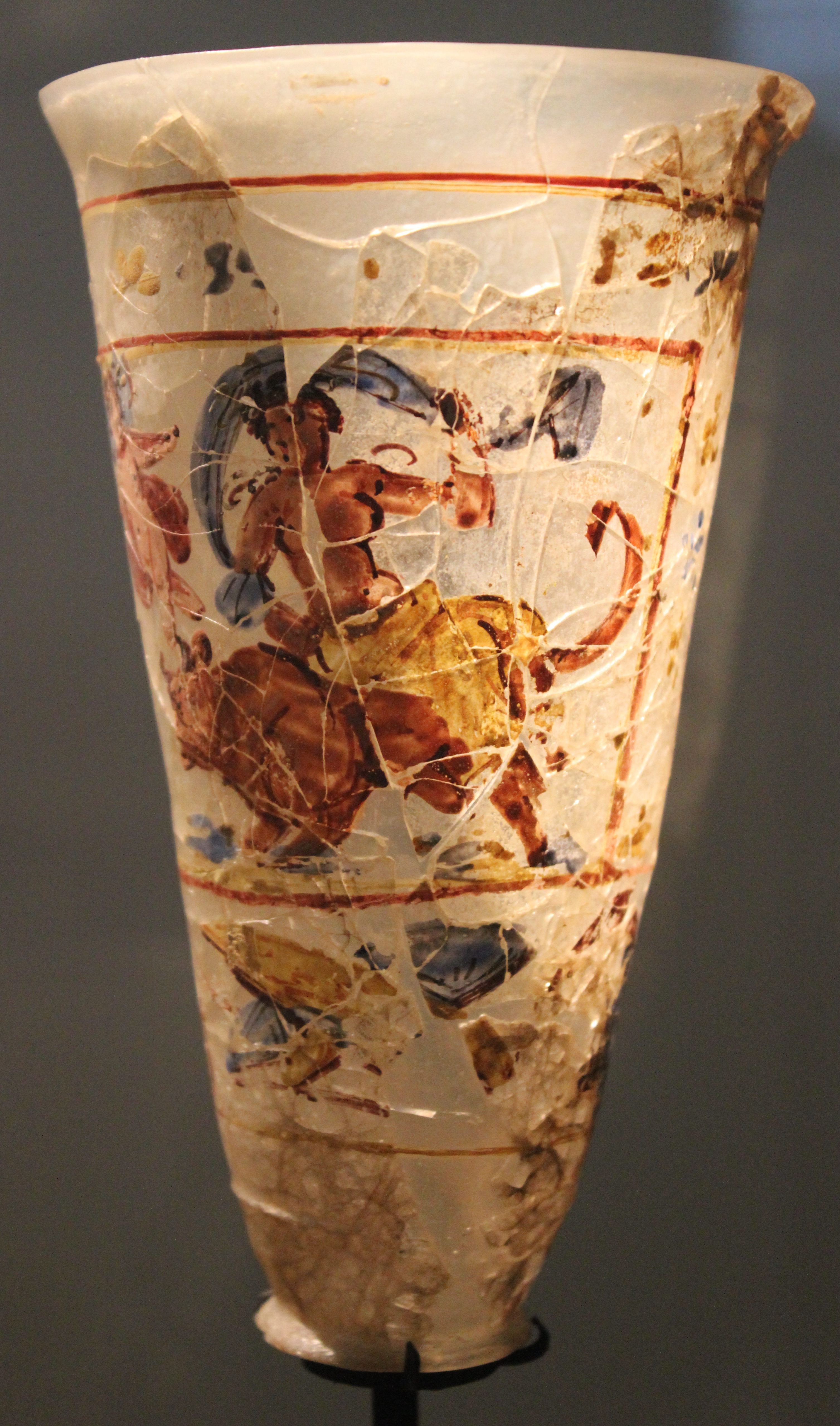
Kelch mit der Darstellung der Vergewaltigung Europas und Ganymeds, Teil des Schatzes von Bagram; 1. Jahrhundert n. Chr.; Guimet Museum (Paris)
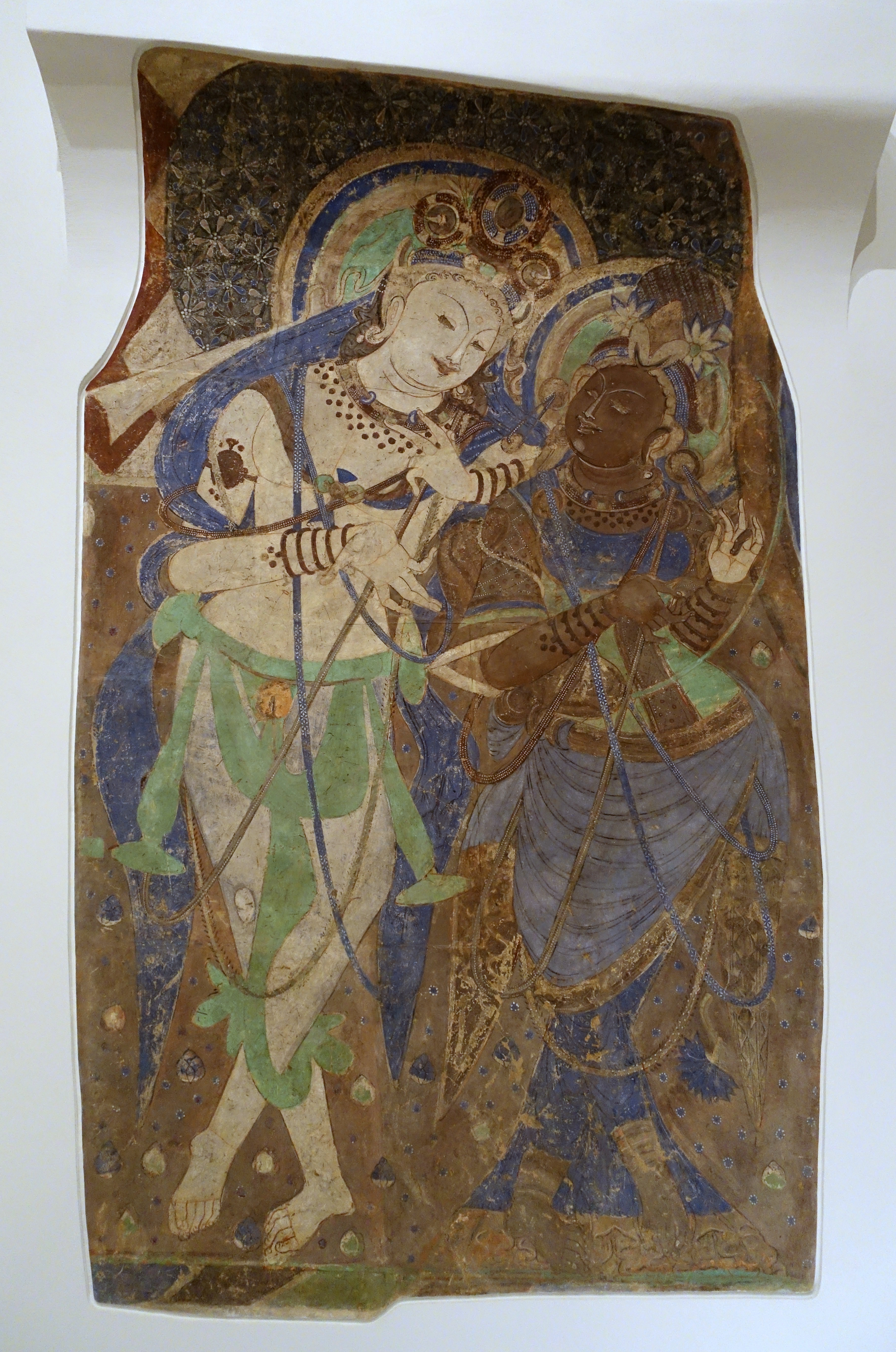
Göttin und himmlische Musikerin (Buddhistisch); 7. Jahrhundert; Museum für Asiatische Kunst (Berlin)
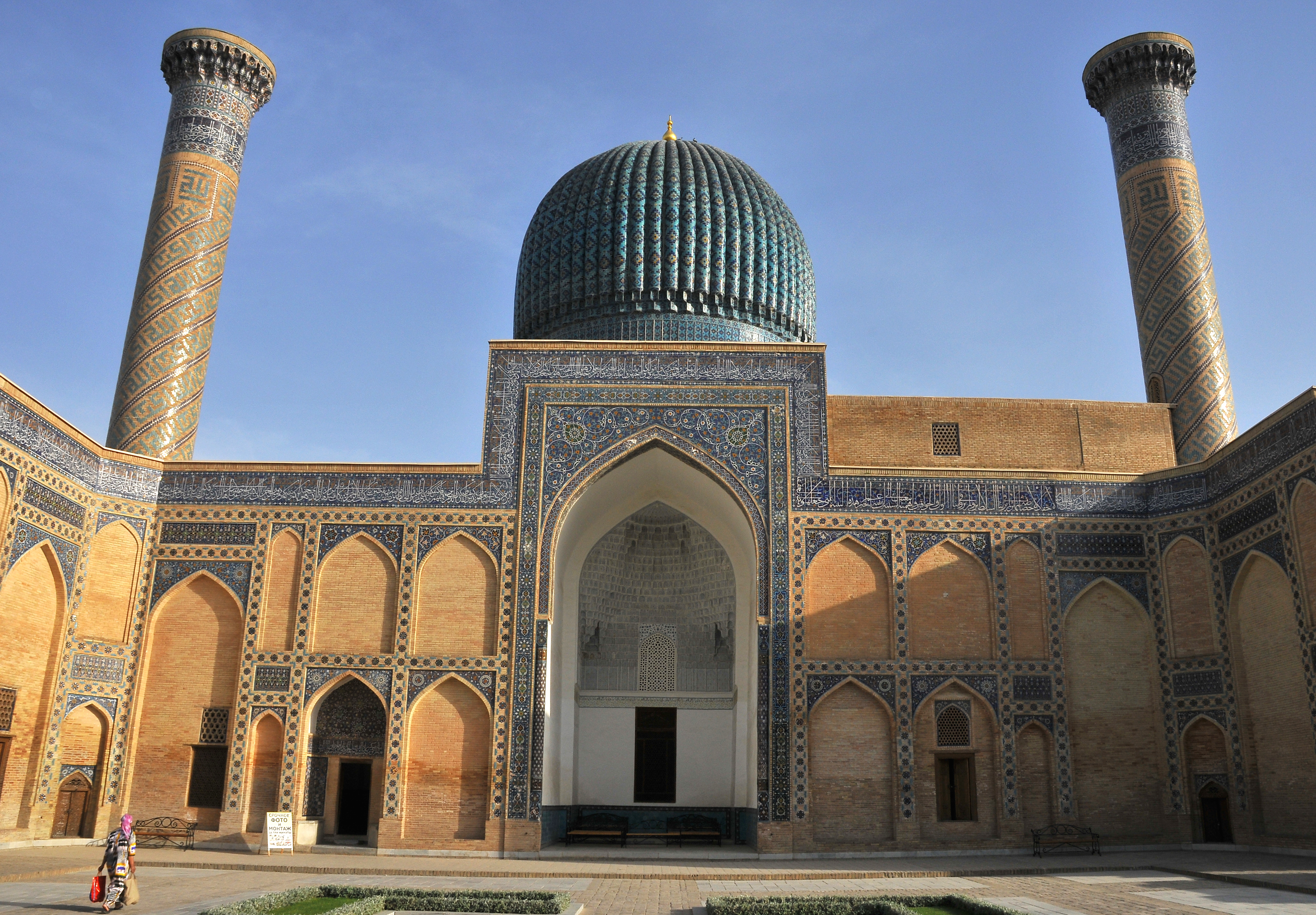
Gur-Emir-Mausoleum (Samarkand, Usbekistan), 15t. Jahrhundert

### Indien
Die frühen buddhistischen Gläubigen in Indien entwickelten Symbole, die mit Buddha in Verbindung standen. Die wichtigsten Überreste der buddhistischen Kunst stammen aus der Zeit nach den Mauryas, aus der kushanischen Kunst in Nordindien, der griechisch-buddhistischen Kunst von Gandhara und schließlich aus der „klassischen“ Periode der Gupta-Kunst. Zusätzlich gab es die Andhra-Schule, die vor der Gandhara-Schule entstand und in Südindien beheimatet war. Von einigen wichtigen Stätten wie Sanchi, Bharhut und Amaravati sind zahlreiche Skulpturen erhalten, von denen einige an Ort und Stelle verblieben, während andere in Museen in Indien oder auf der ganzen Welt ausgestellt sind. Buddhistische Stupas waren von Zeremonialzäunen mit vier reich verzierten Toranas oder ornamentalen Toren umgeben, die in die vier Himmelsrichtungen zeigten. Diese sind aus Stein, obwohl sie eindeutig Formen annehmen, die aus Holz entwickelt wurden. Sie und die Wände des Stupa selbst können stark mit Reliefs verziert sein, die meist das Leben des Buddha darstellen. Nach und nach wurden lebensgroße Figuren geformt, zunächst als tiefes Relief, dann freistehend. Die Mathura-Kunst war das wichtigste Zentrum dieser Entwicklung, die sowohl für die hinduistische und jainistische als auch für die buddhistische Kunst galt. Die Fassaden und Innenräume der in Felsen gehauenen Chaitya-Gebetshallen und klösterlichen Viharas sind besser erhalten als ähnliche freistehende Bauwerke anderswo, die lange Zeit hauptsächlich aus Holz bestanden. Die Höhlen von Ajanta, Karle, Bhaja und anderswo enthalten frühe Skulpturen, die oft von späteren Werken wie ikonischen Figuren des Buddha und Bodhisattvas übertroffen wurden. Mit dem Aufkommen des Islams im 7. Jahrhundert wurde der indische Subkontinent verstärkt von islamischen und persischen Kunstelementen beeinflusst, was in monumentalen Gebäuden der Indo-islamischen Architektur wie dem Taj Mahal zum Ausdruck kam.

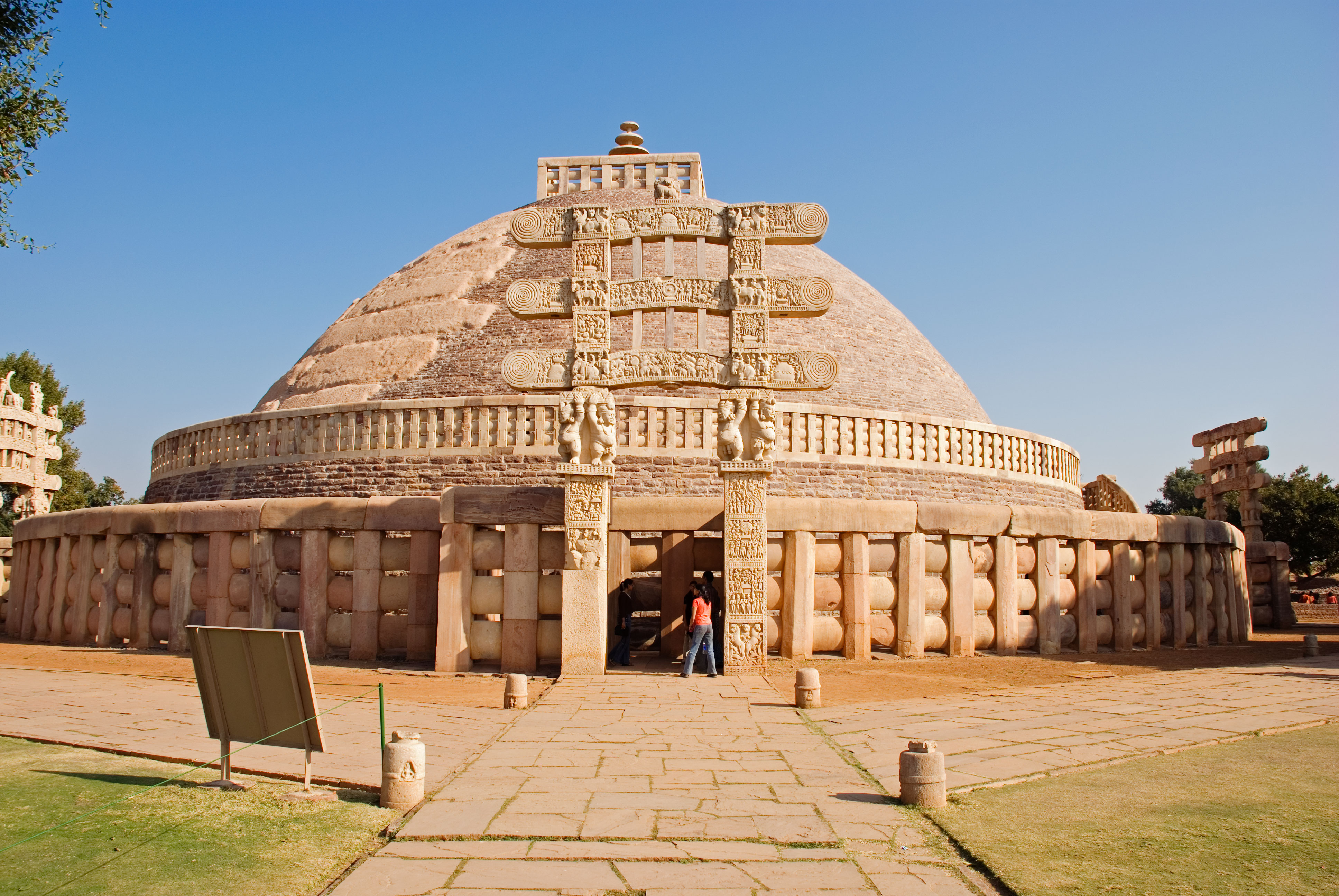
Der Große Stupa von Sanchi (Madhya Pradesh, Indien), 3. Jahrhundert – 100 v. Chr.
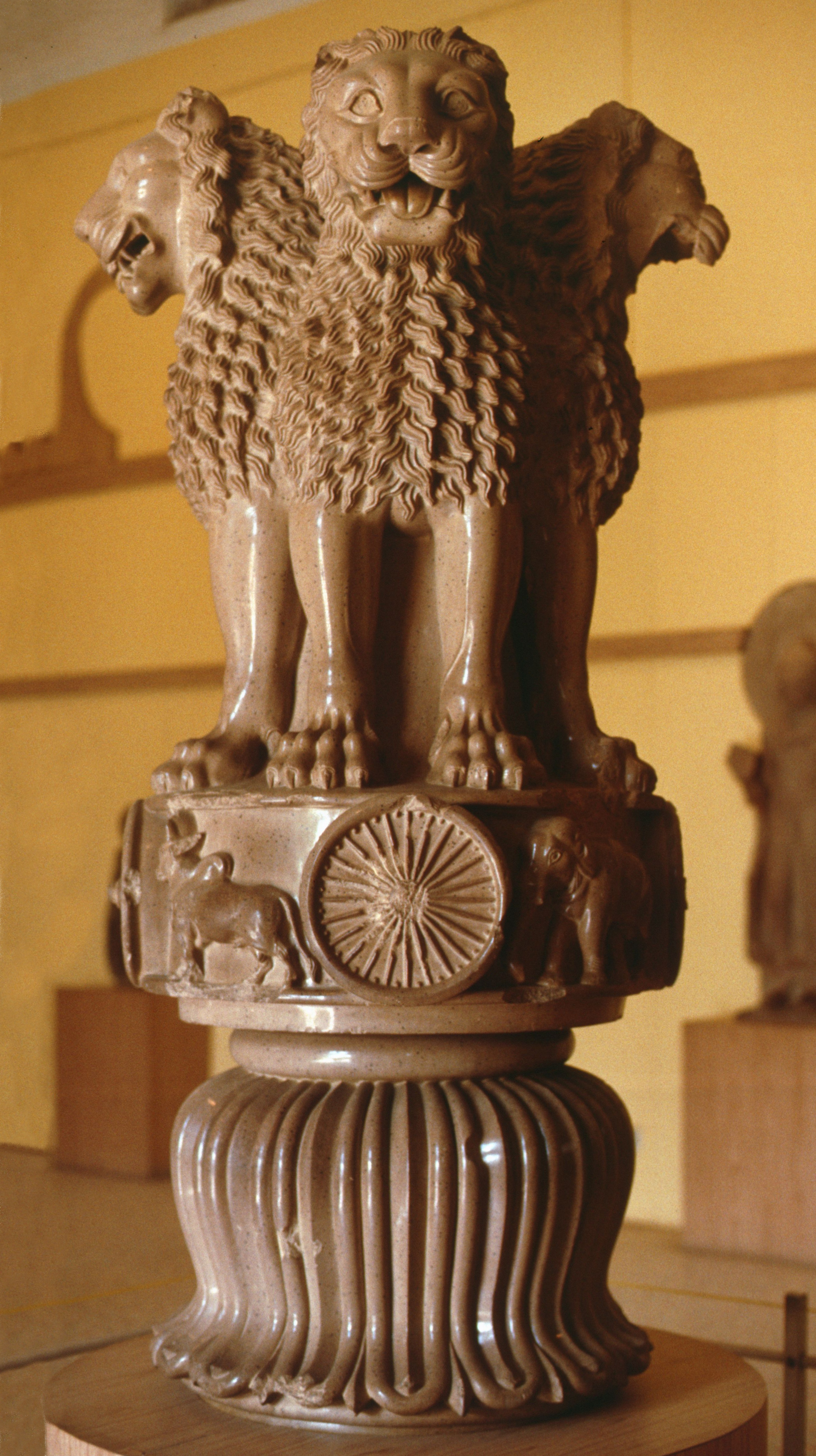
Löwenkapitell von Ashoka; ca. 250 v. Chr.; Sarnath Museum (Indien)
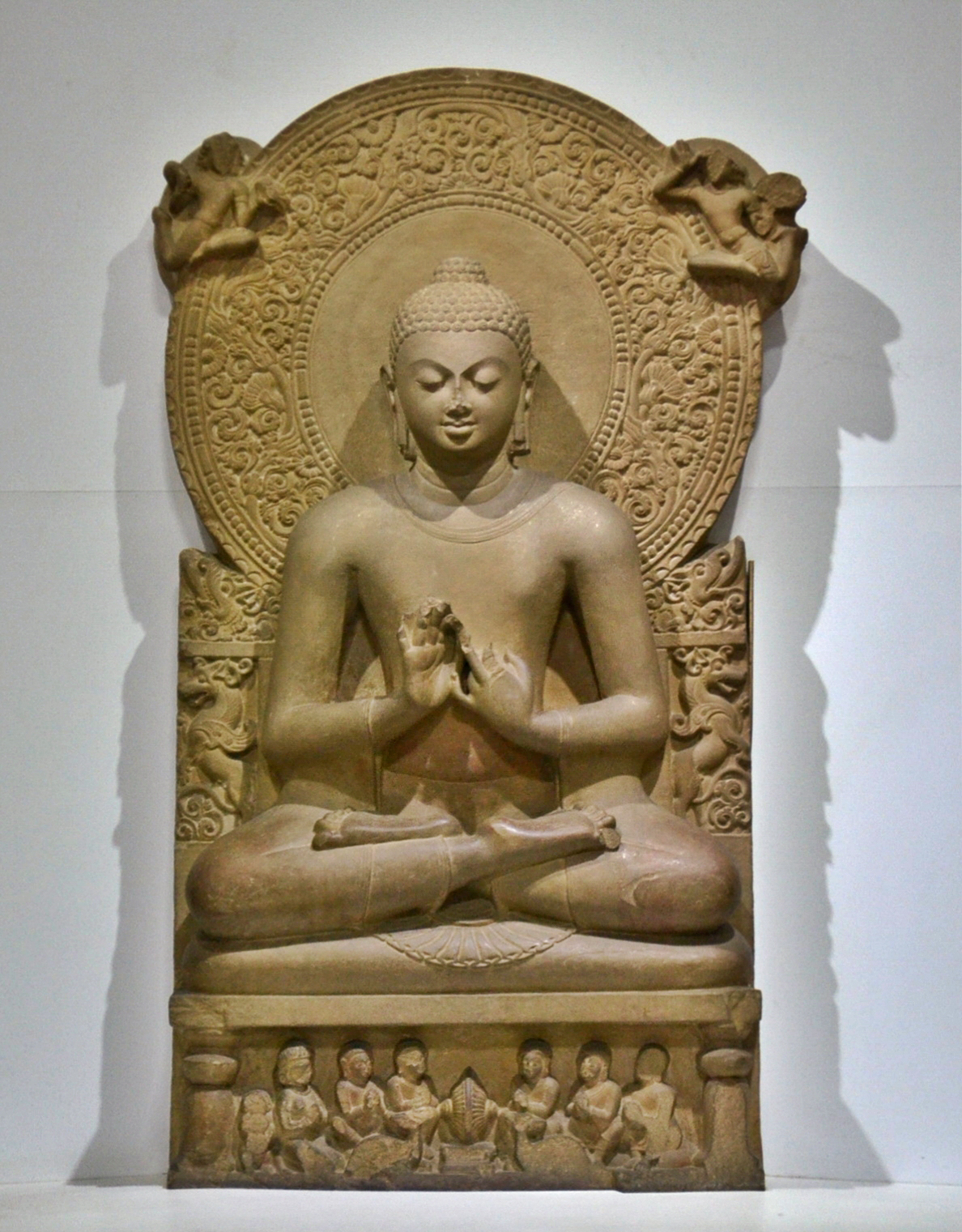
Sitzender Buddha; Circa 475; Sarnath Museum
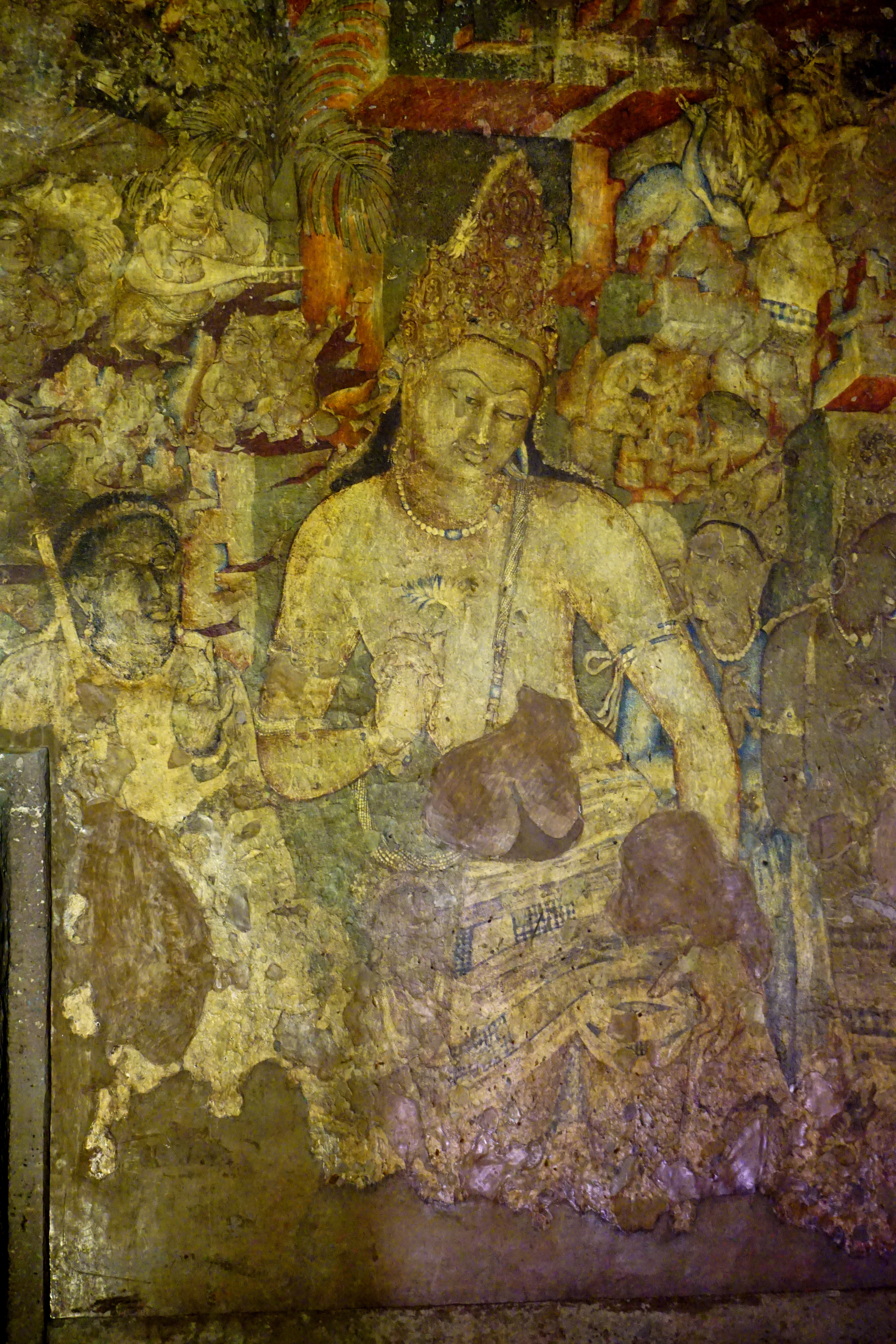
Bodhisattva Padmapani; ca. 450–490; Ajanta-Höhlen (Indien)
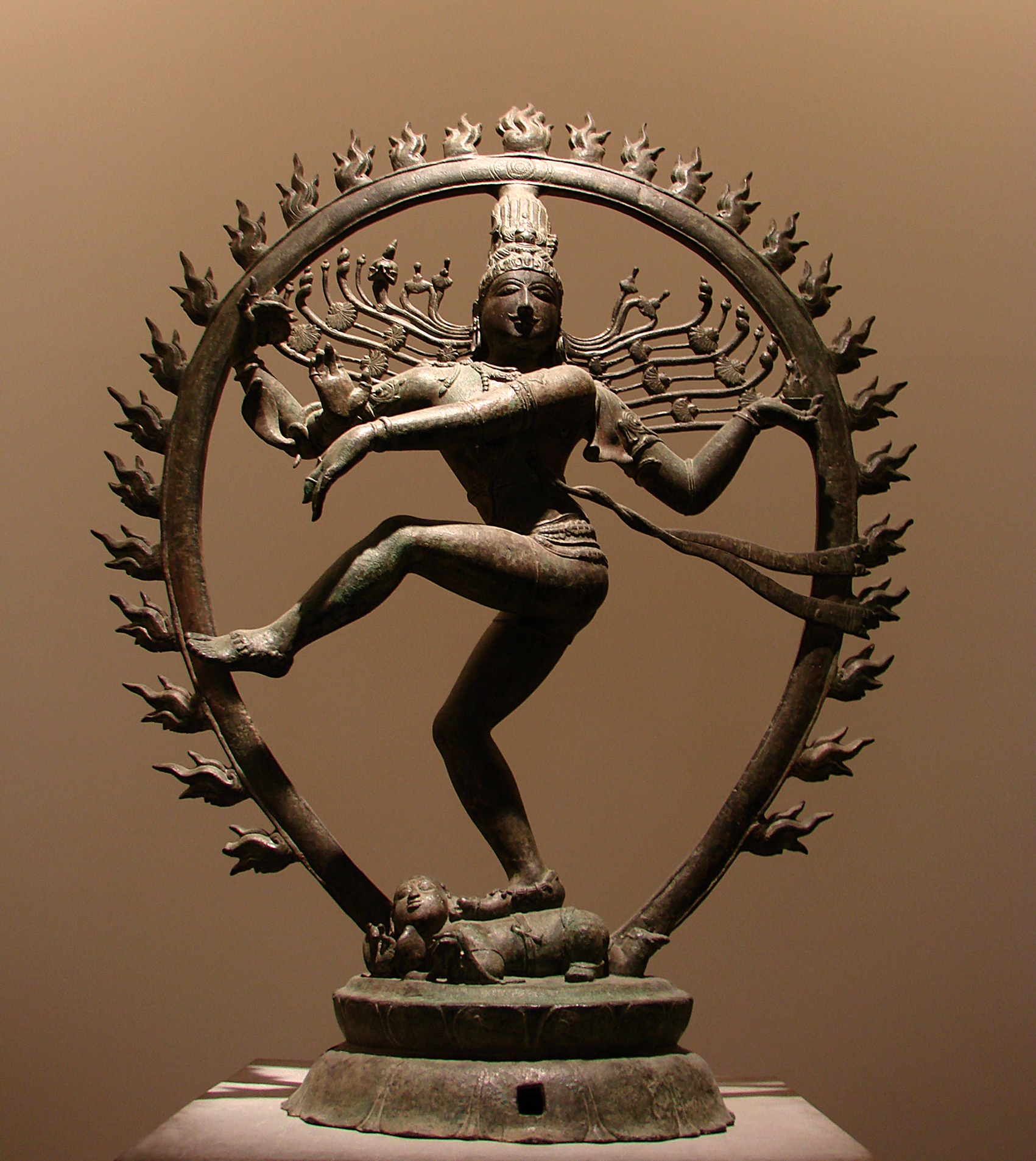
Shiva als Herr des Tanzes; ca. 11. Jahrhundert; Musée Guimet (Paris)
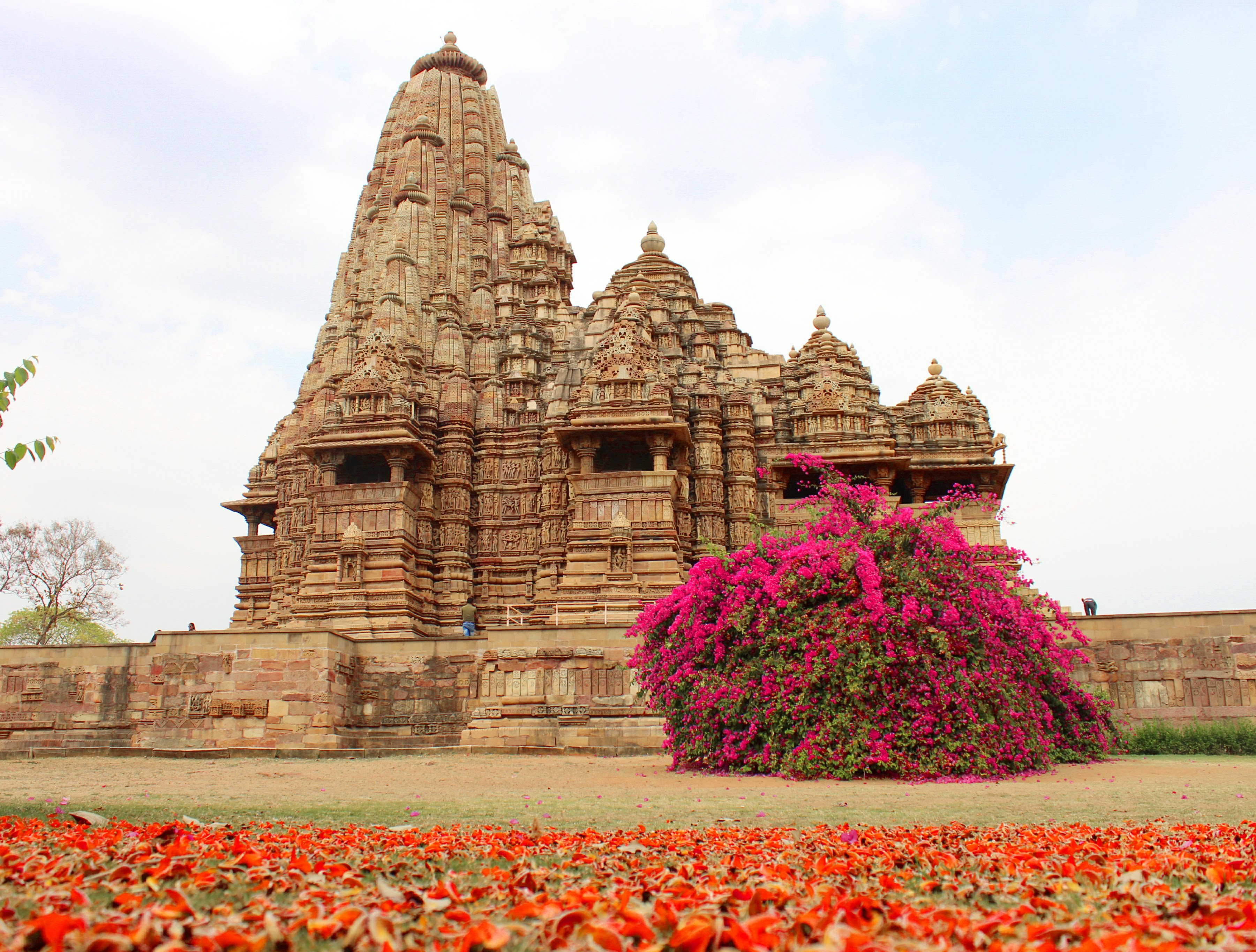
Kandariya-Mahadeva-Tempel (Khajuraho, India), ca. 1030
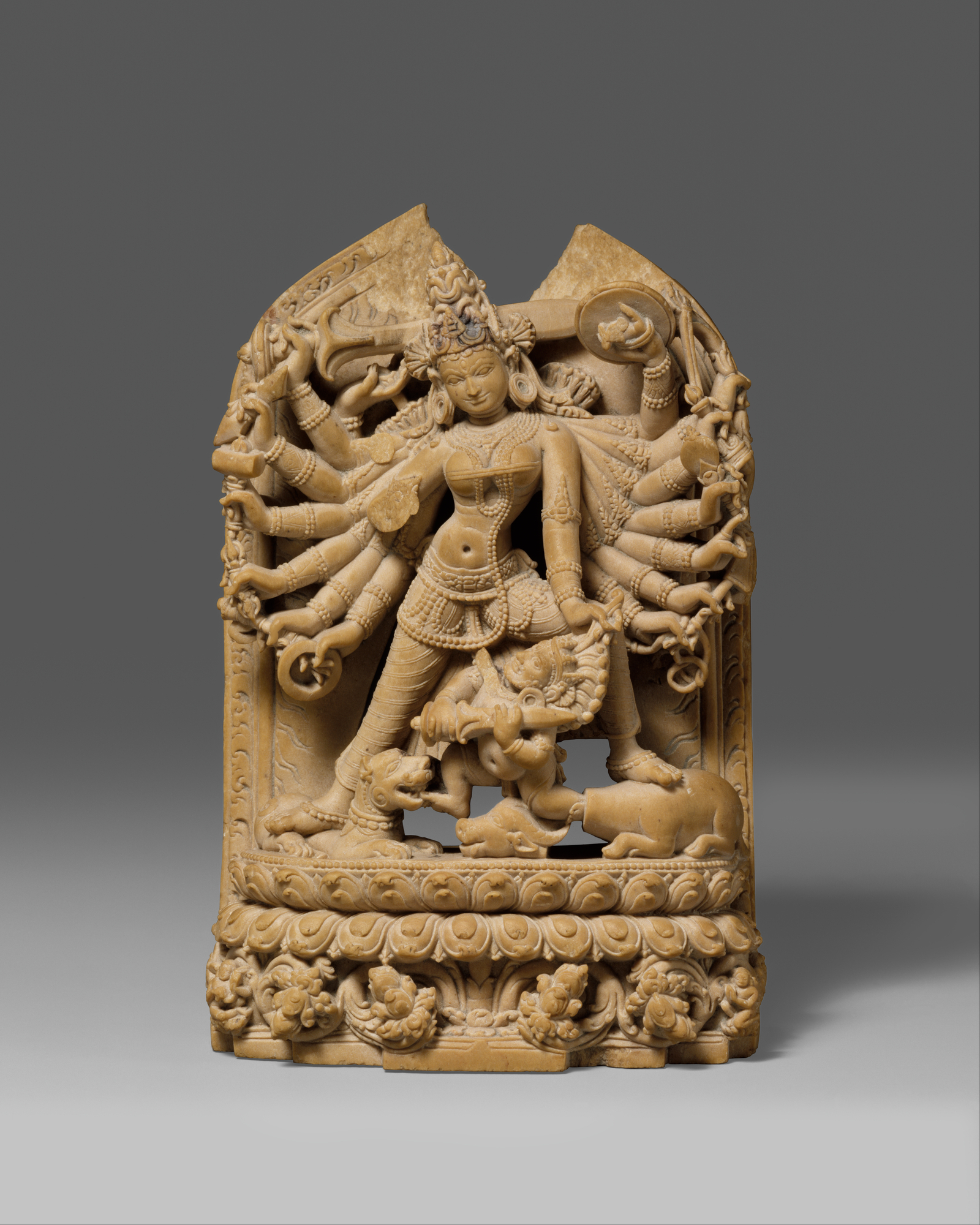
Durga tötet den Büffeldämon; ca. 1150; Metropolitan Museum of Art (New York City)[10]:228
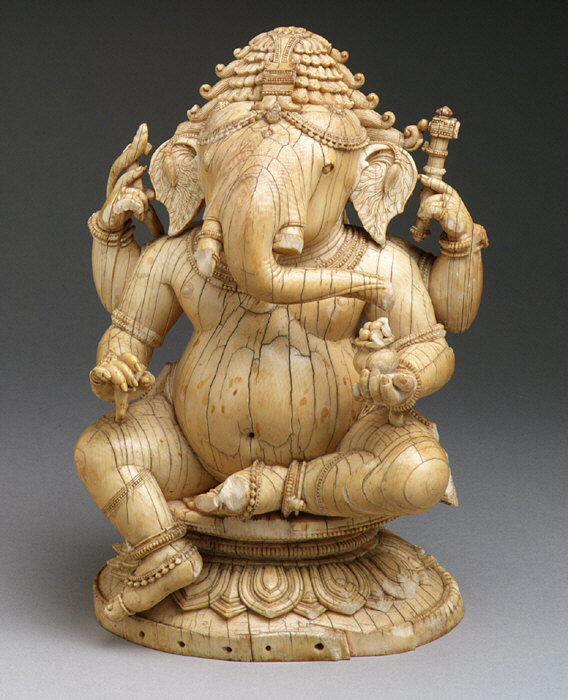
Ganesha; ca. 14.–15. Jahrhundert; Metropolitan Museum of Art
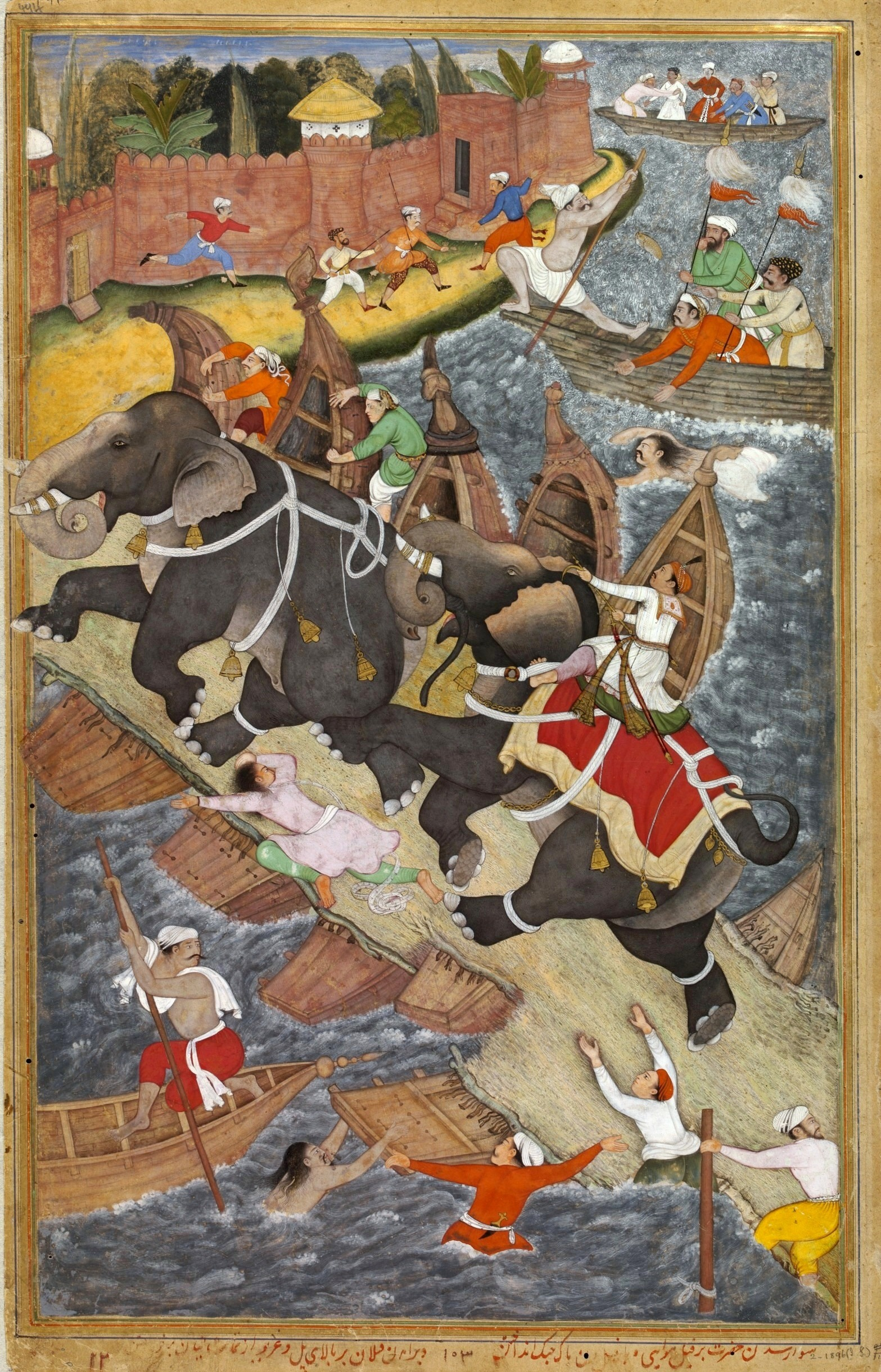
Basawan Akbarnama; ca. 1590; Victoria and Albert Museum (London)
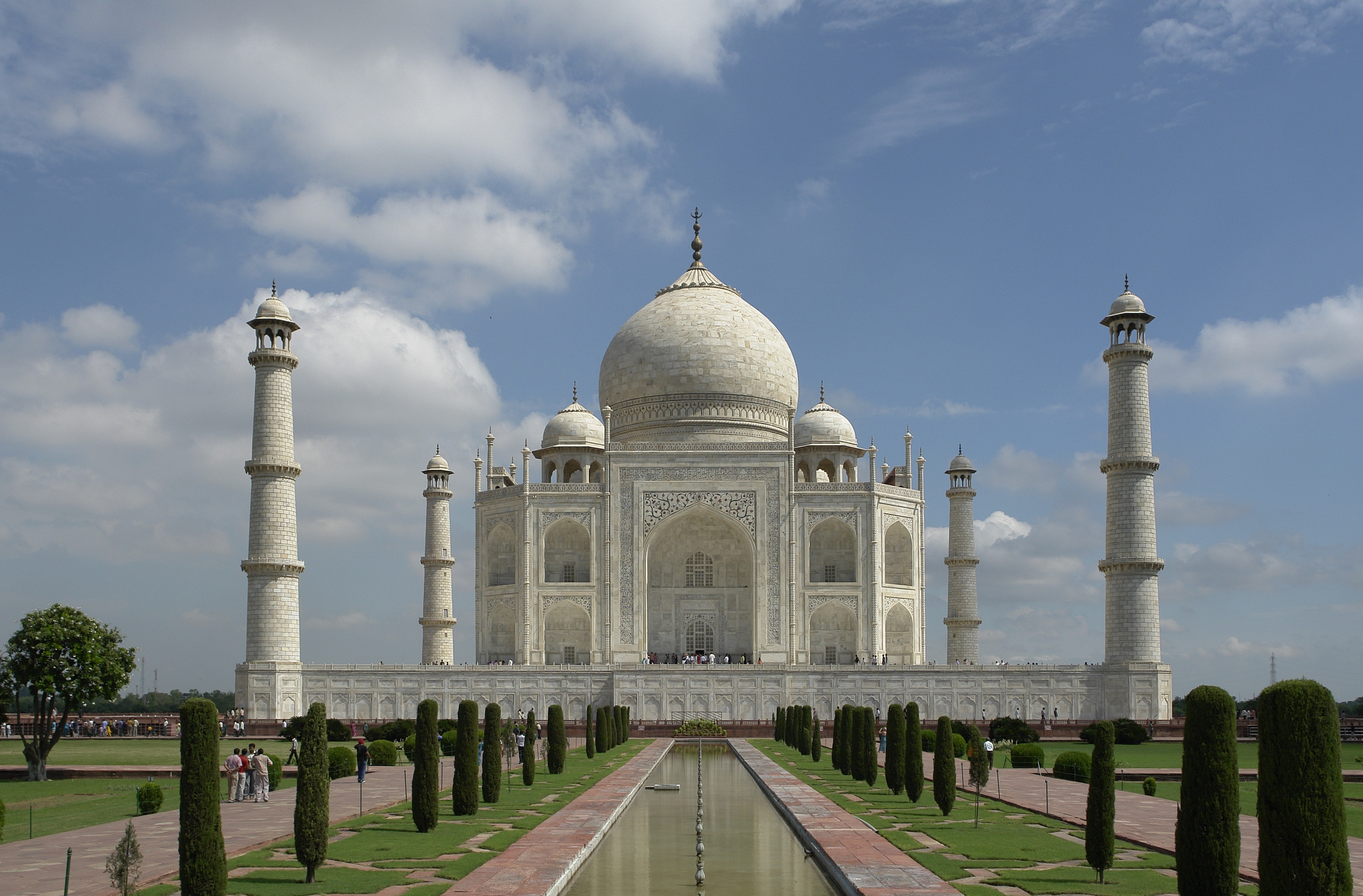
Taj Mahal: (Agra, Indien) 1632–1648

### China
In Ostasien wurde die Malerei aus der Kalligrafie abgeleitet, und Porträts und Landschaften wurden auf Seidentücher gemalt. Die meisten Gemälde stellen Landschaften oder Porträts dar. Die spektakulärsten Skulpturen sind die rituellen Bronzen und die Bronzeskulpturen aus Sanxingdui. Ein sehr bekanntes Beispiel chinesischer Kunst ist die Terrakotta-Armee, die die Armeen von Qin Shi Huang, dem ersten Kaiser von China, darstellt. Sie ist eine Form der Grabkunst, die mit dem Kaiser in den Jahren 210–209 v. Chr. begraben wurde und deren Zweck es war, den Kaiser in seinem Jenseits zu beschützen.
Die chinesische Kunst ist eine der ältesten kontinuierlich überlieferten traditionellen Künste der Welt und zeichnet sich durch ein ungewöhnliches Maß an Kontinuität innerhalb dieser Tradition und ein Bewusstsein für diese Tradition aus, da es kein Äquivalent zum Zusammenbruch und zur allmählichen Erholung der klassischen Stile im Westen gibt. Viele der besten Werke wurden in großen Werkstätten oder Fabriken von im Wesentlichen unbekannten Künstlern hergestellt, insbesondere im Bereich der chinesischen Keramik. Die Bandbreite der Waren, mit denen chinesische Paläste und Haushalte geschmückt wurden, und ihre Bewohner ist überwältigend. Die Materialien kamen aus ganz China und weit darüber hinaus: Gold und Silber, Perlmutt, Elfenbein und Rhinozeroshorn, Holz und Lack, Jade und Seifenstein, Seide und Papier.

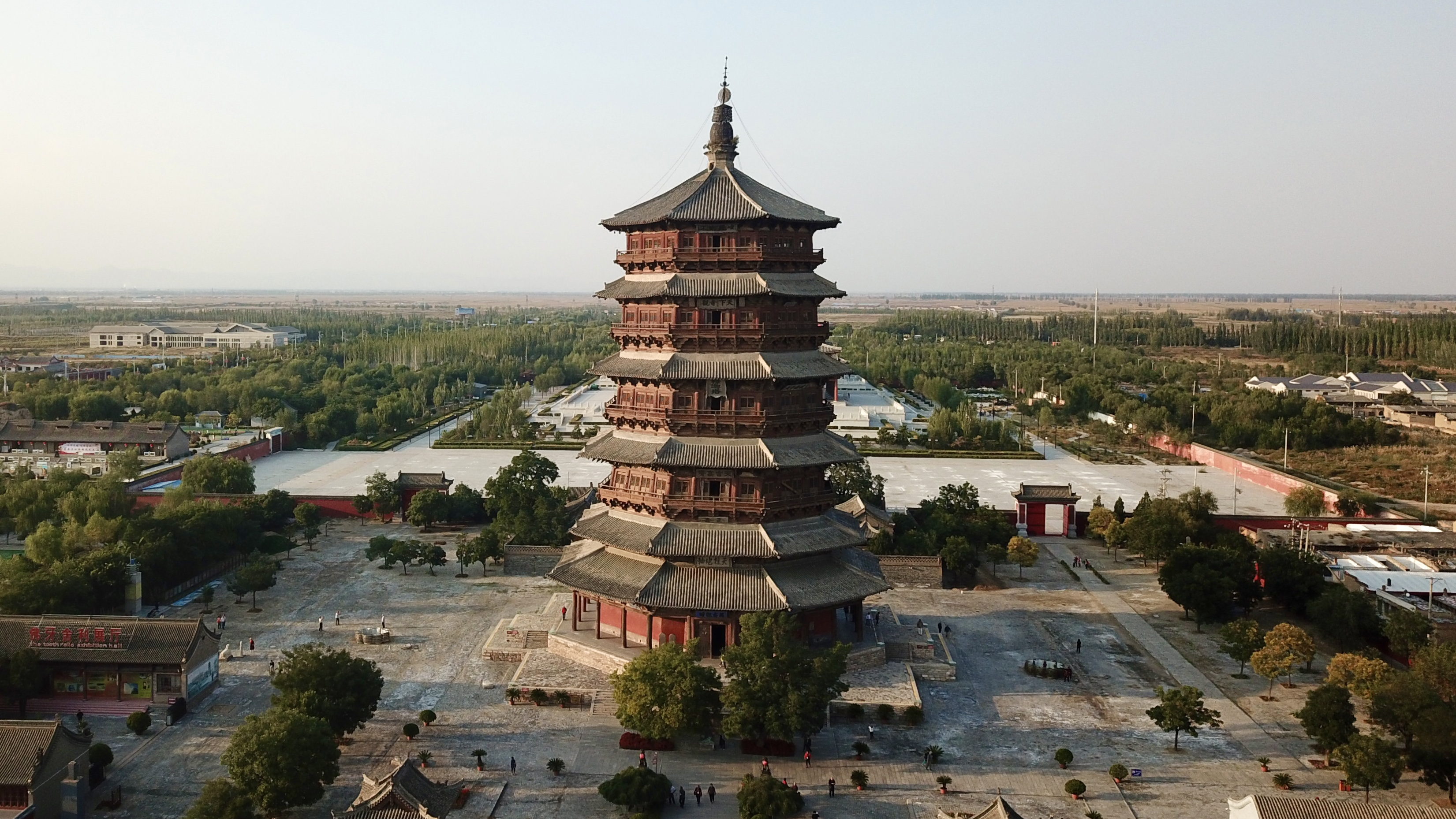
Sakyamuni-Pagode des Buddhapalast-Tempels (Fogong-Kloster, Yingxian, China), 1056
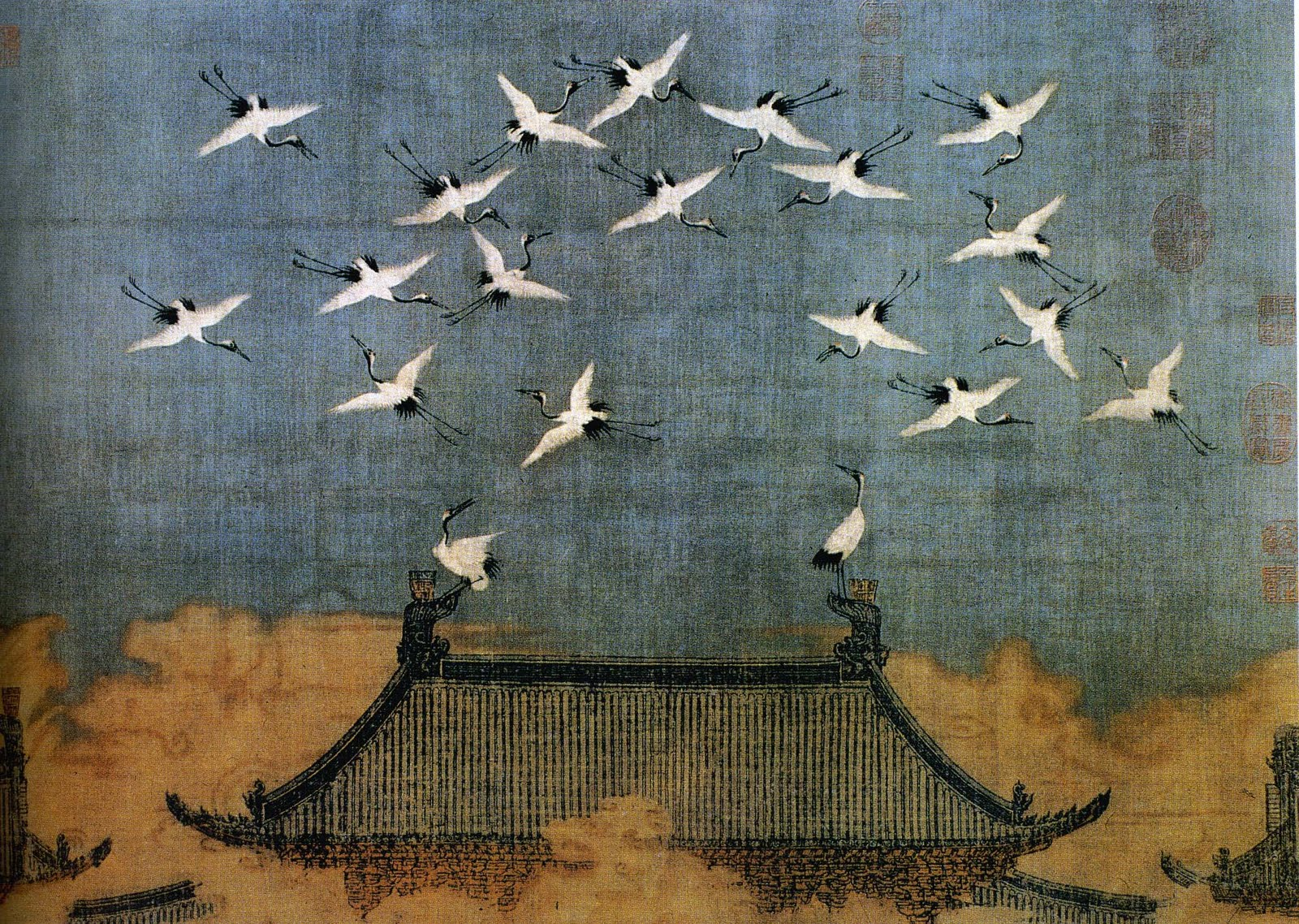
Glücksverheißende Kraniche, gemalt von Kaiser Huizong, zeigen eine seltene Szene auf einem Stadttor am 16. Januar 1112.
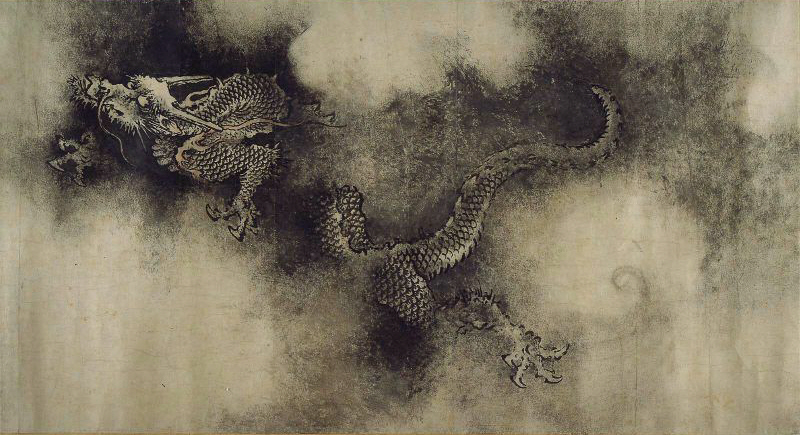
Ein Abschnitt der berühmten Schriftrolle „Neun Drachen“, fertiggestellt im Jahr 1244 n. Chr.
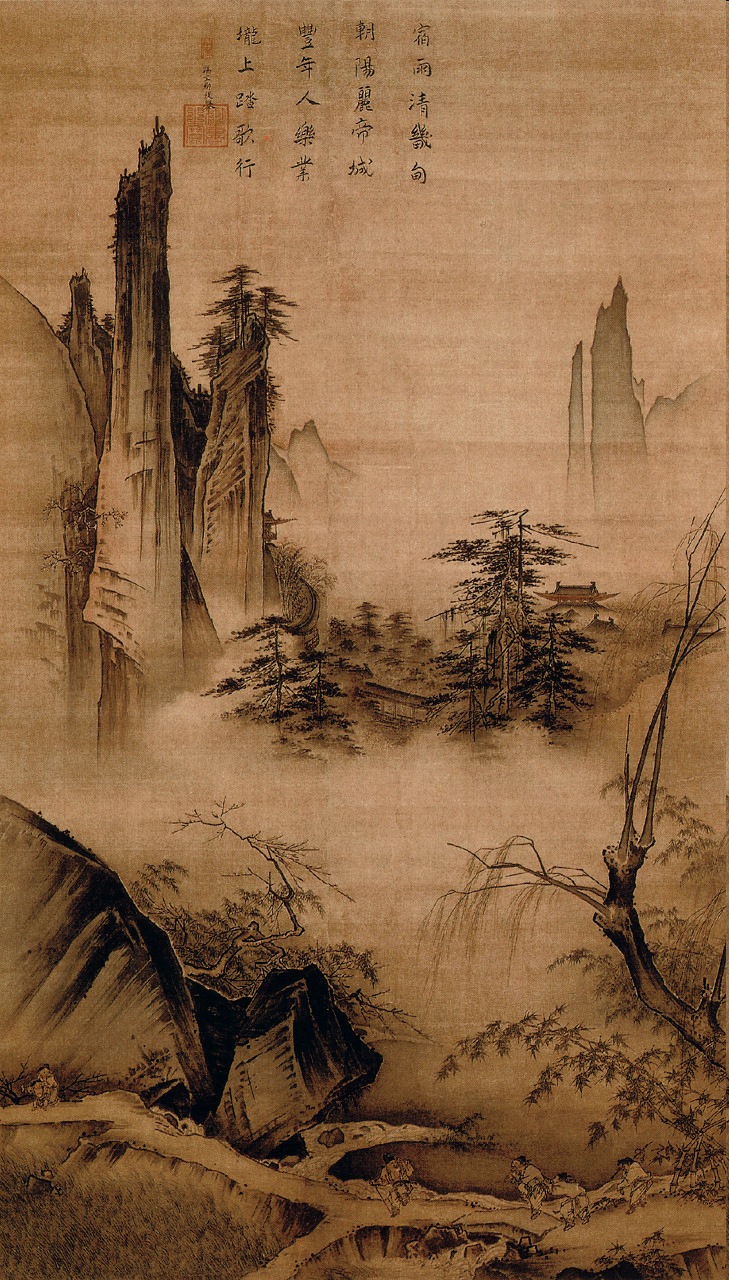
Tanz und Gesang (Bauern kehren von der Arbeit zurück) um 1200
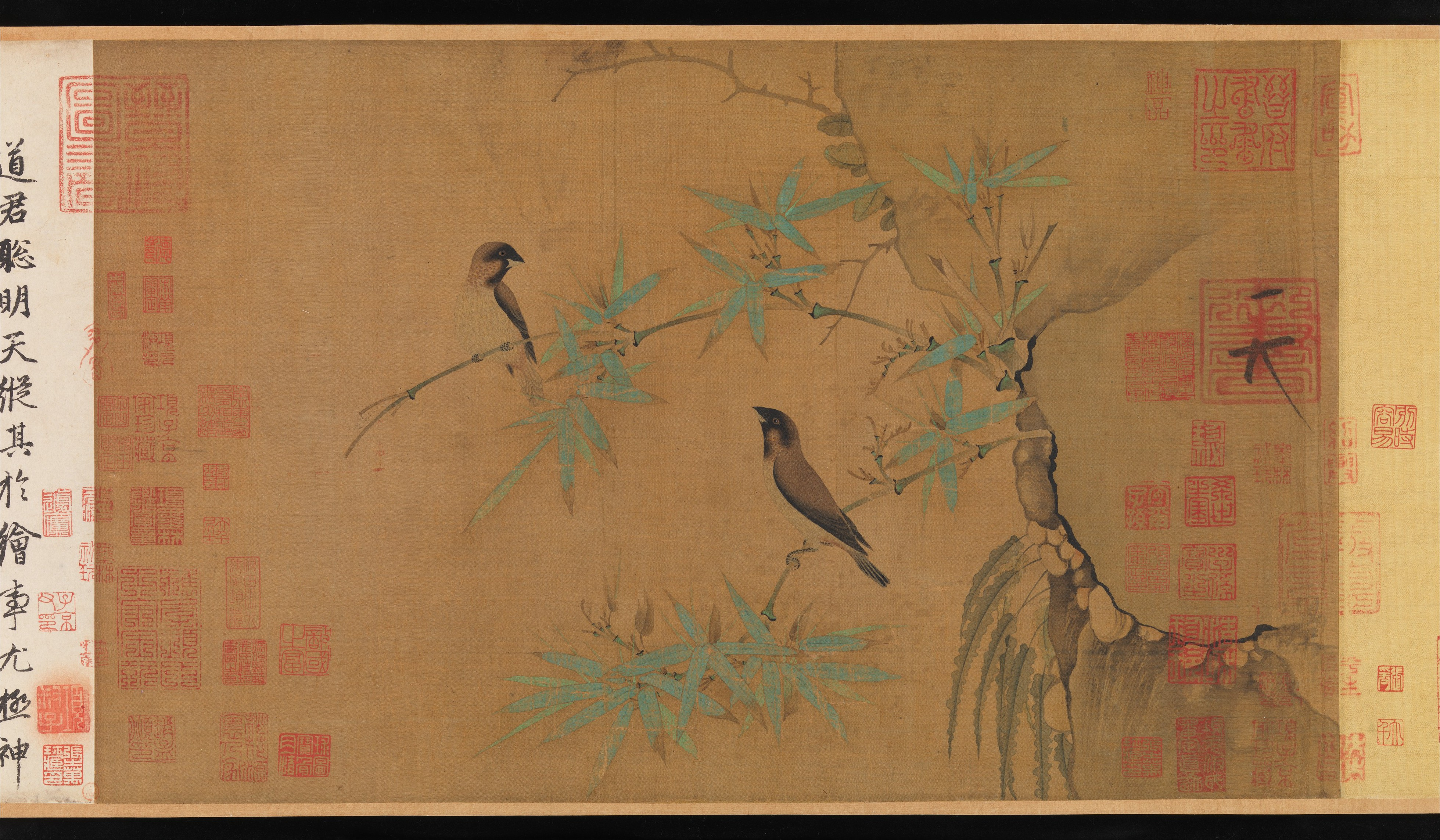
Ein Gemälde im Gongbi-Stil von Kaiser Huizong
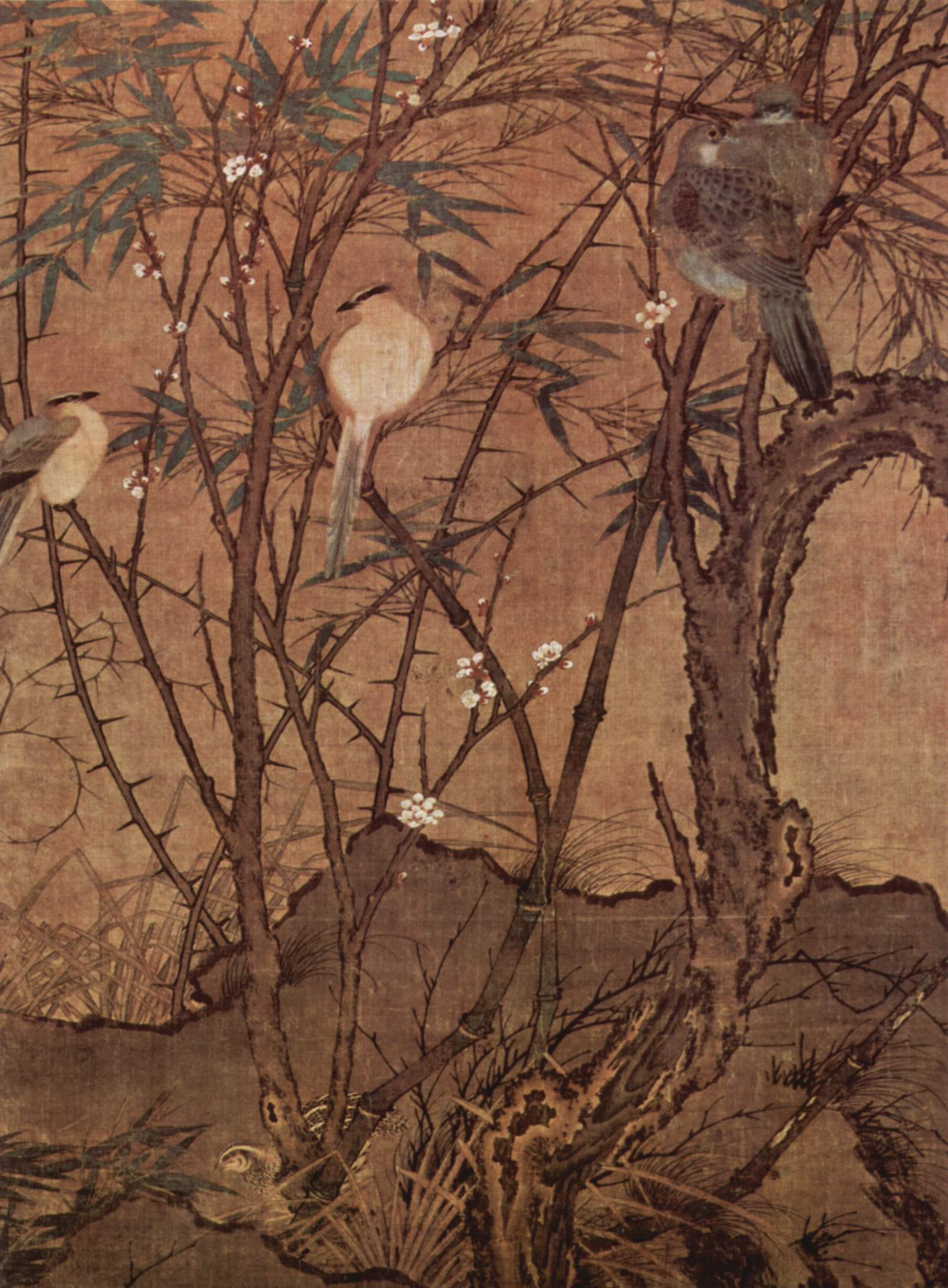
Vögel in einem Bambus- und Pflaumenbaumdickicht, 12. Jahrhundert.
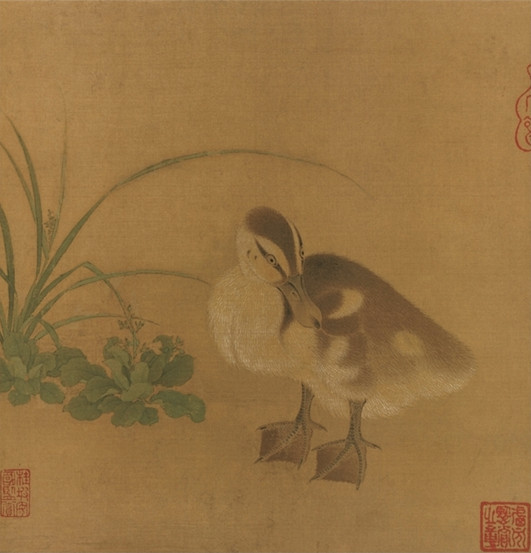
„Entchen“ im Gongbi-Stil der Song-Dynastie
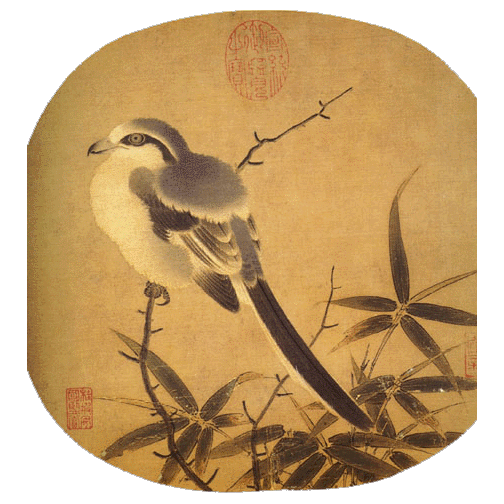
Li Anzhongs „Vogel auf einem Zweig“, späte Nördliche Song-Dynastie, ca. 1130
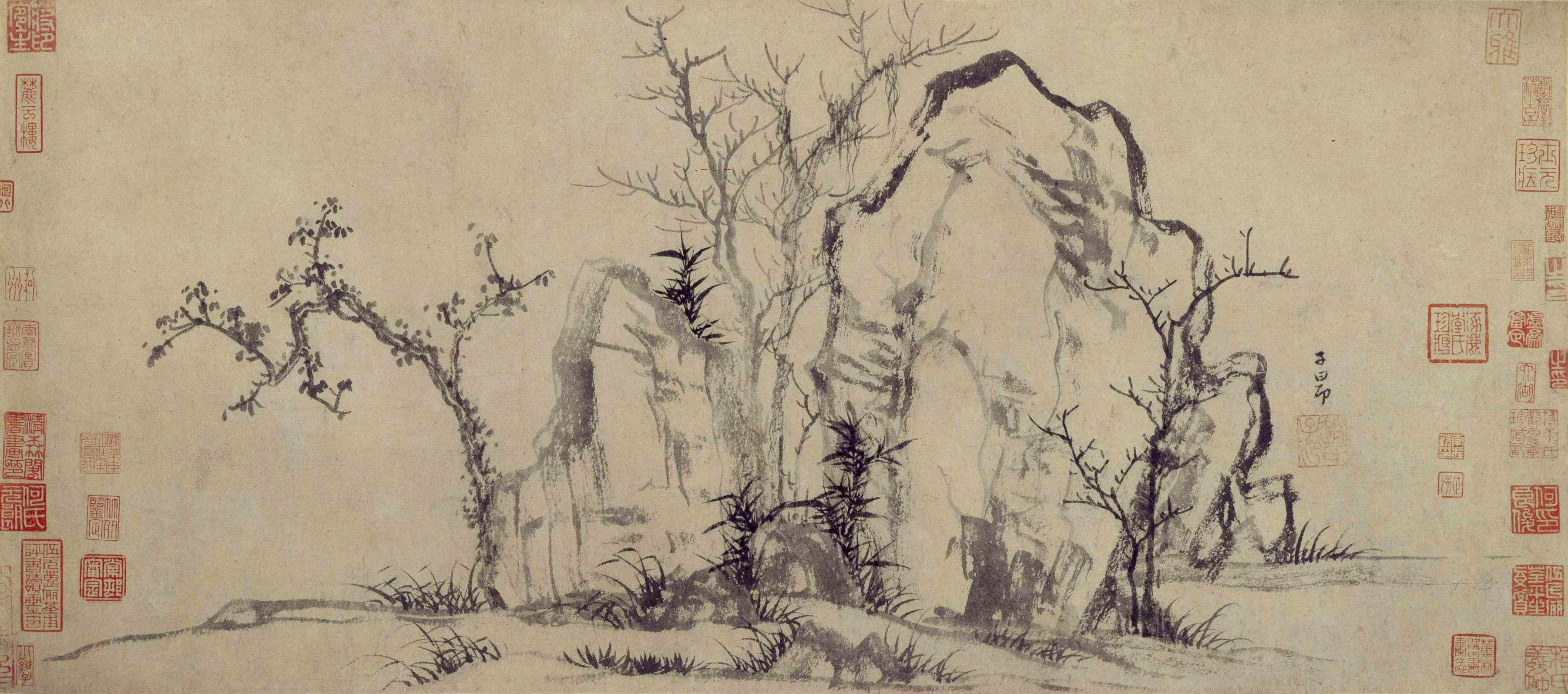
„Elegante Felsen und spärliche Bäume“ von Zhao Mengfu (1254–1322)
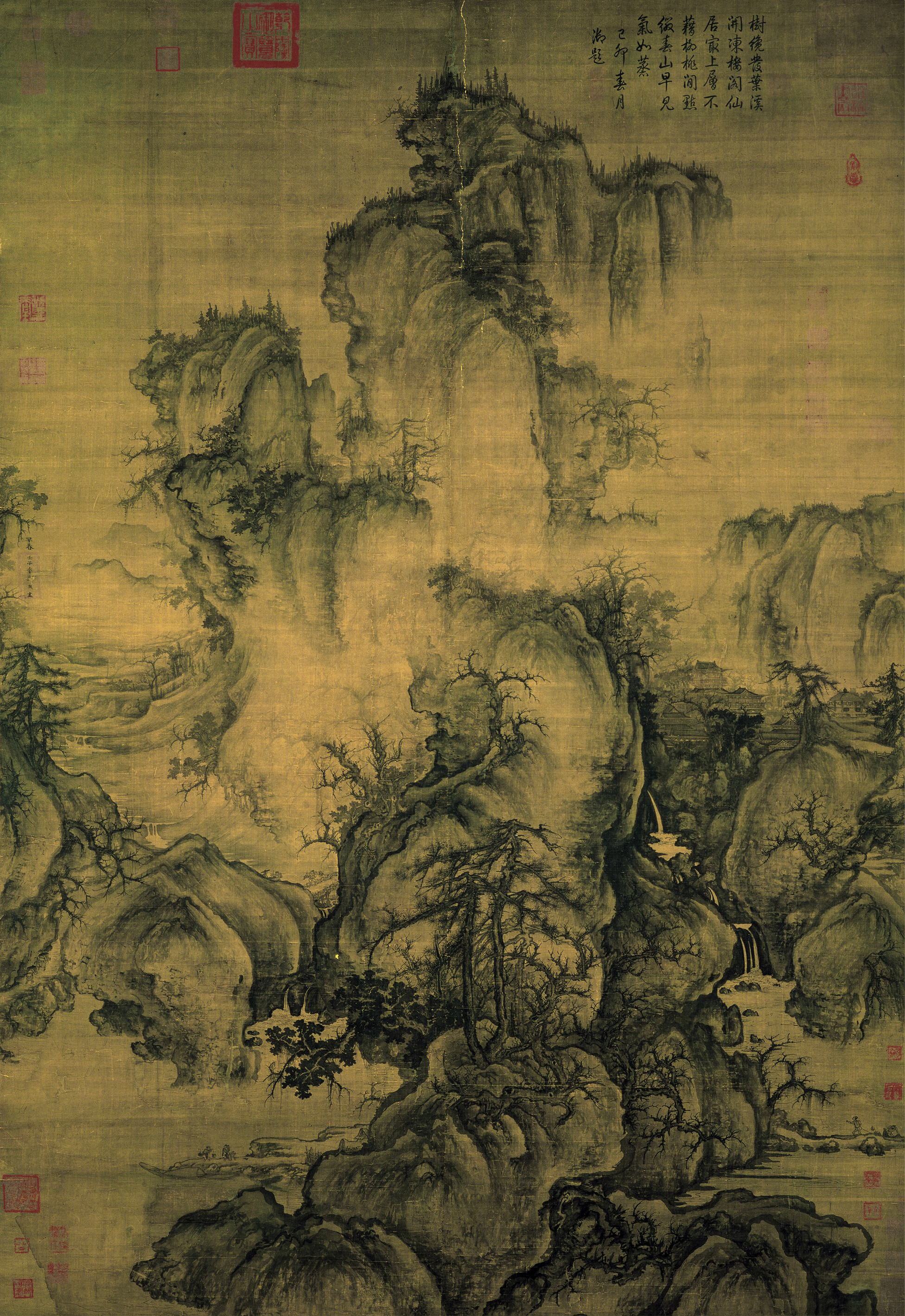
„Früher Frühling“ von Guo Xi; 1072 Nationales Palastmuseum (Taipeh)
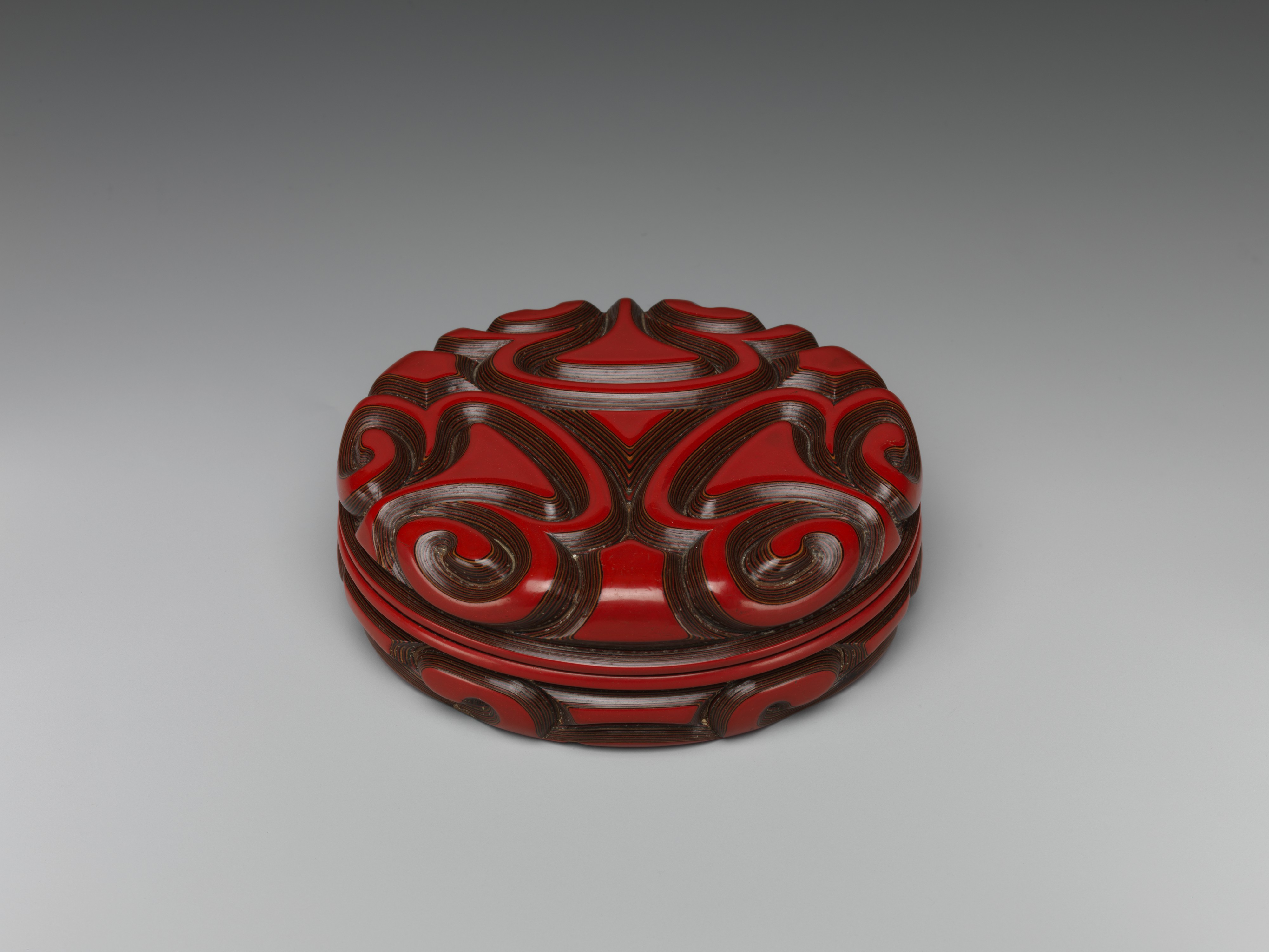
Eine dekorative Schachtel aus der südlichen Song-Dynastie, ca. 13. Jahrhundert
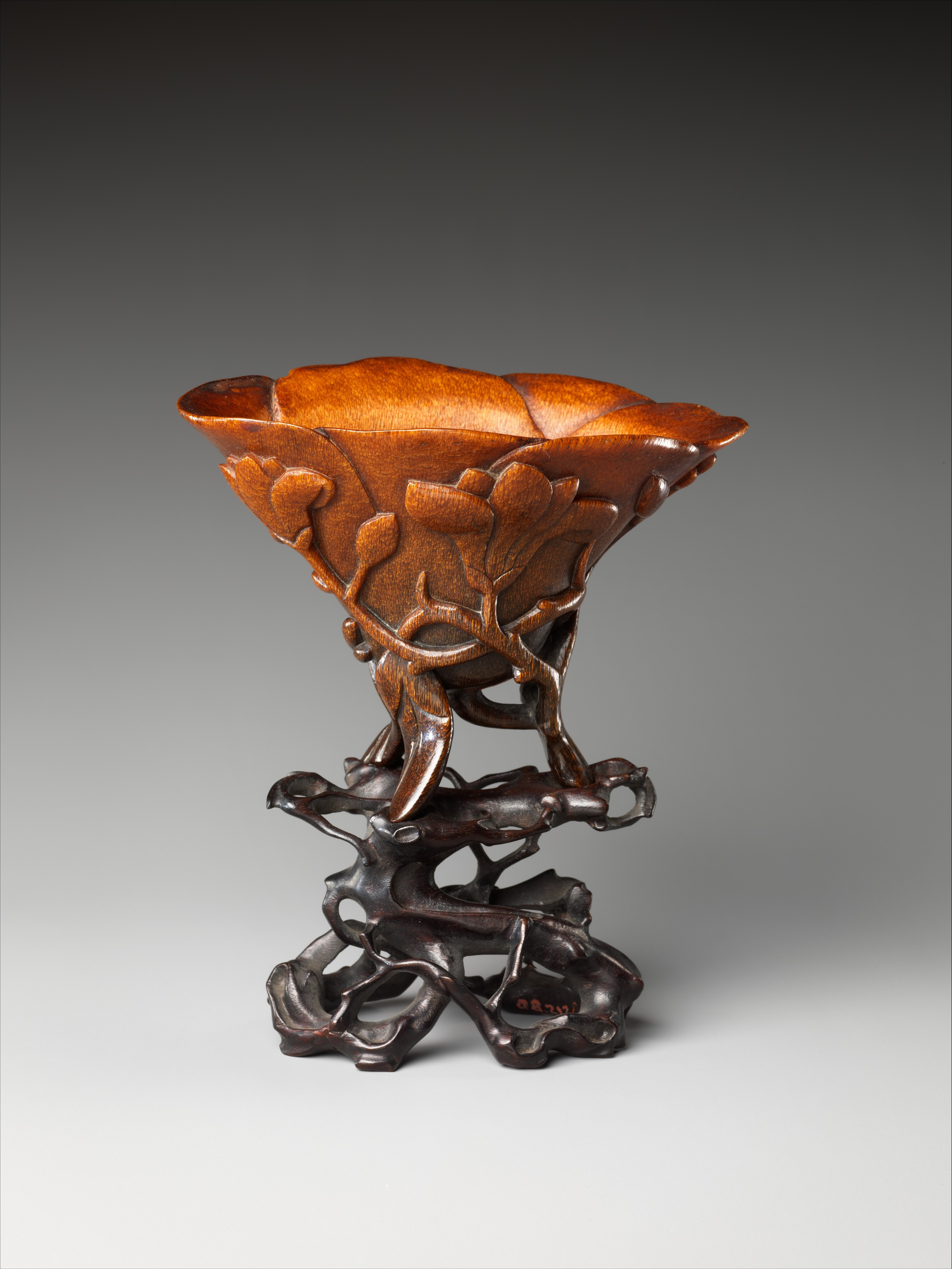
Becher; frühes 17. Jahrhundert; Metropolitan Museum of Art
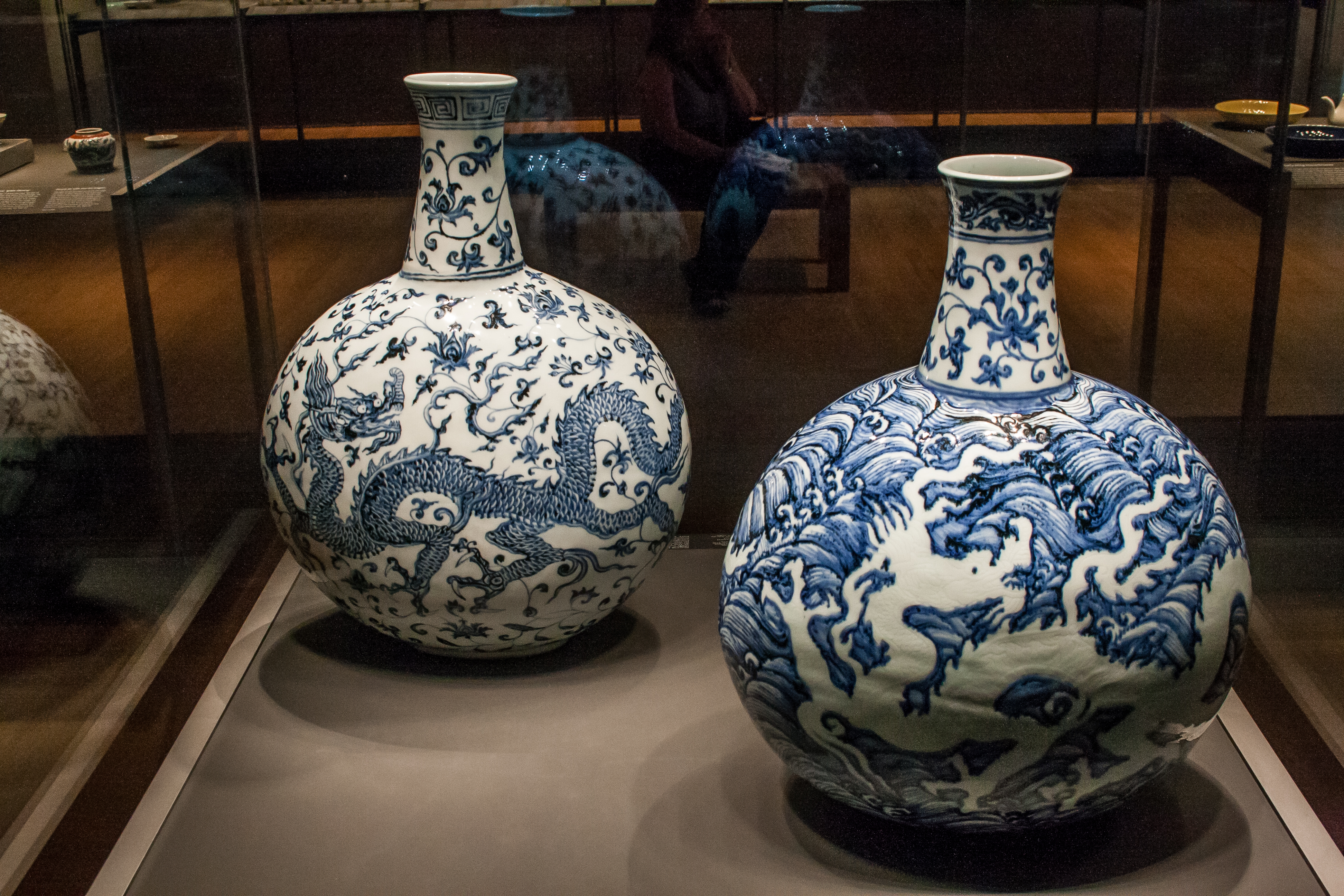
Vasen aus der Ming-Dynastie, 1403–24.
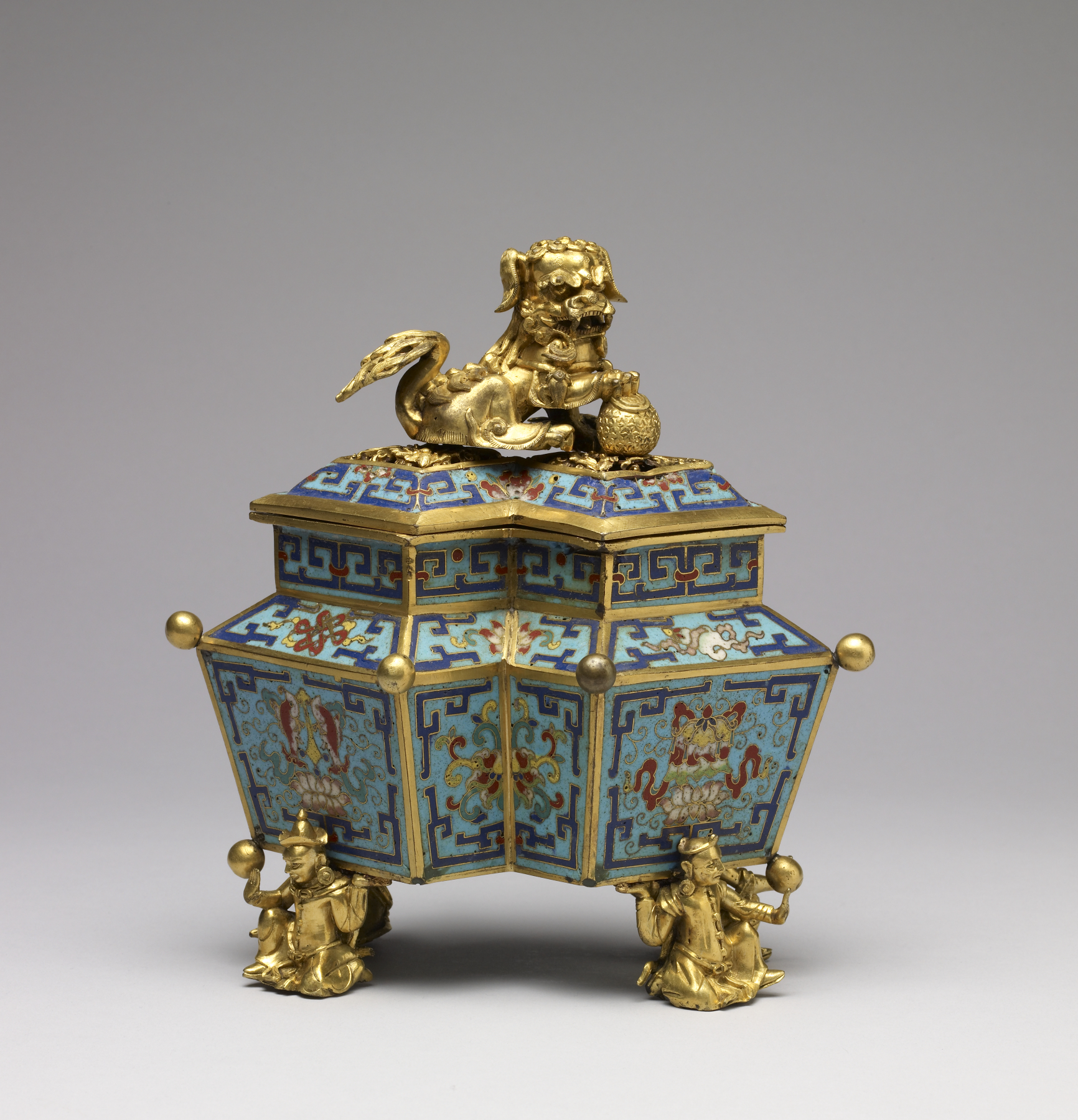
Cloisonné-Kiste; 18. Jahrhundert; Walters Art Museum (Baltimore)

### Japan
Die japanische Kunst umfasst eine Vielzahl von Kunststilen und -medien, darunter antike Töpferwaren, Skulpturen, Tuschmalerei und Kalligrafie auf Seide und Papier, Ukiyo-e-Gemälde und Holzschnitte, Keramik, Origami und in jüngerer Zeit Manga – moderne japanische Comicstrips und Comics – sowie eine Vielzahl anderer Formen.
Die ersten Siedler Japans, das Volk der Jōmon (ca. 11.000–300 v. Chr.), stellten reich verzierte Tongefäße zur Aufbewahrung von Lebensmitteln her, Tonfiguren, die dogū genannt wurden. Japan war plötzlichen Wellen neuer Ideen ausgesetzt, auf die lange Zeiträume mit minimalem Kontakt zur Außenwelt folgten. Im Laufe der Zeit entwickelten die Japaner die Fähigkeit, jene Elemente fremder Kulturen, die ihre ästhetischen Vorlieben ergänzten, aufzunehmen, zu imitieren und schließlich zu assimilieren. Die früheste komplexe Kunst in Japan wurde im 7. und 8. Jahrhundert im Zusammenhang mit dem Buddhismus geschaffen. Im 9. Jahrhundert, als sich die Japaner von China abwandten und einheimische Ausdrucksformen entwickelten, gewannen die weltlichen Künste zunehmend an Bedeutung; bis zum späten 15. Jahrhundert blühten sowohl die religiösen als auch die weltlichen Künste auf. Nach dem Ōnin-Krieg (1467–1477) begann in Japan eine über ein Jahrhundert andauernde Periode politischer, sozialer und wirtschaftlicher Unruhen. In dem Staat, der unter der Führung des Tokugawa-Shogunats entstand, spielte die organisierte Religion eine viel geringere Rolle im Leben der Menschen, und die überlebenden Künste waren in erster Linie weltlich.

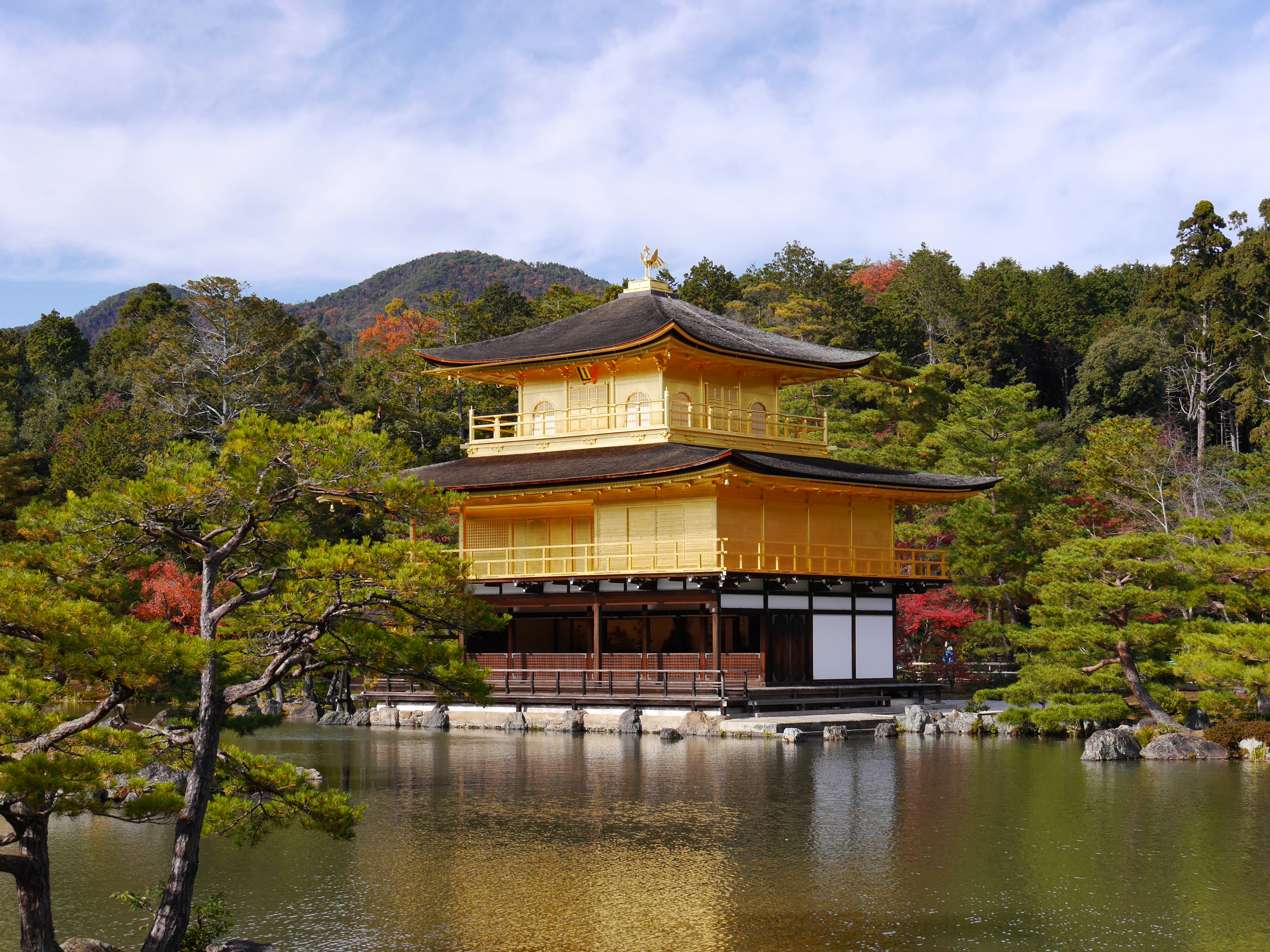
Goldener-Pavillon-Tempel (Kitayama, Kyōto), ein Tempel des Zen-Buddhismus in Kyoto, 1398
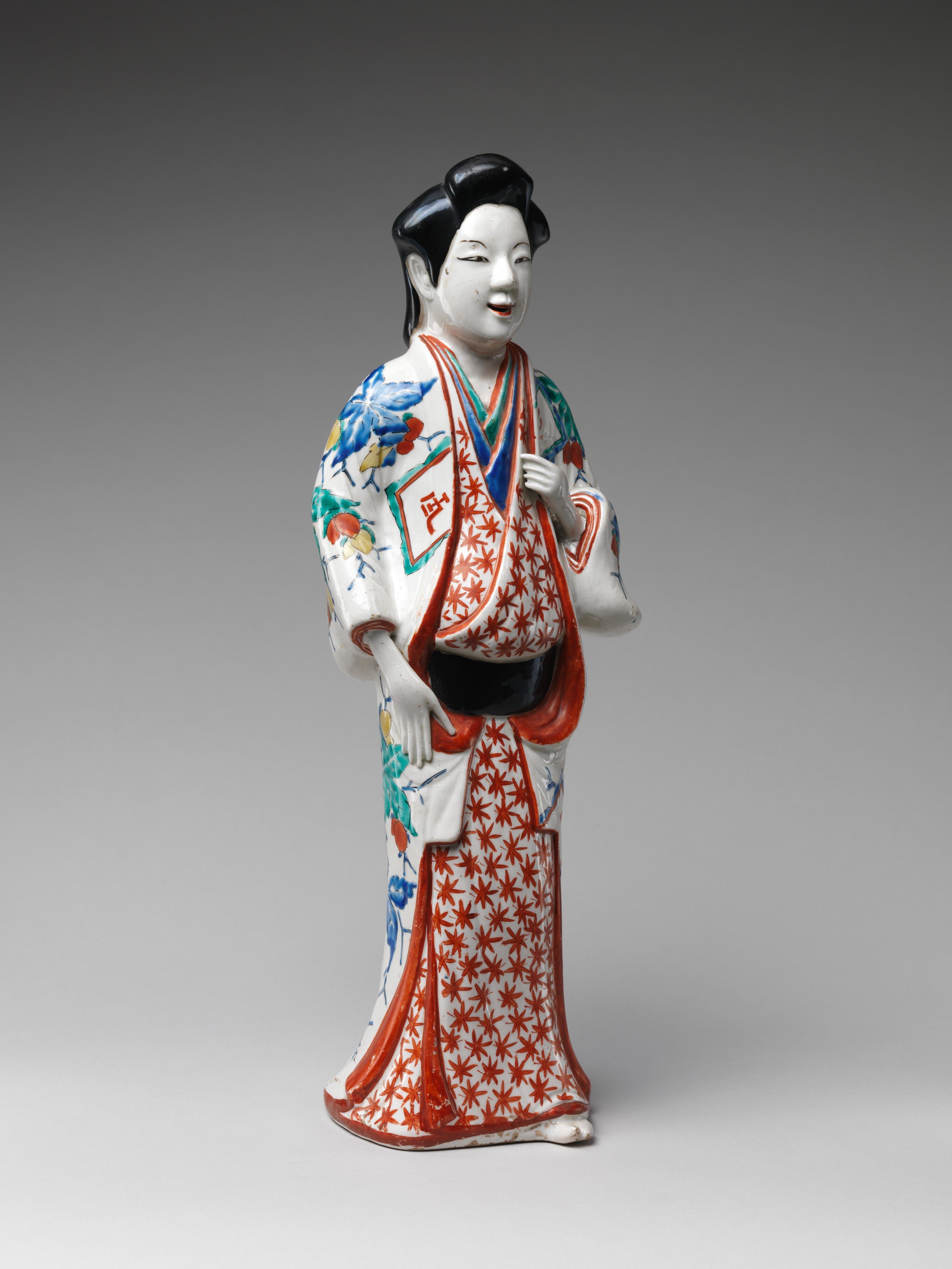
Weibliche Figur; ca. 1670–1690; Metropolitan Museum of Art (New York City)
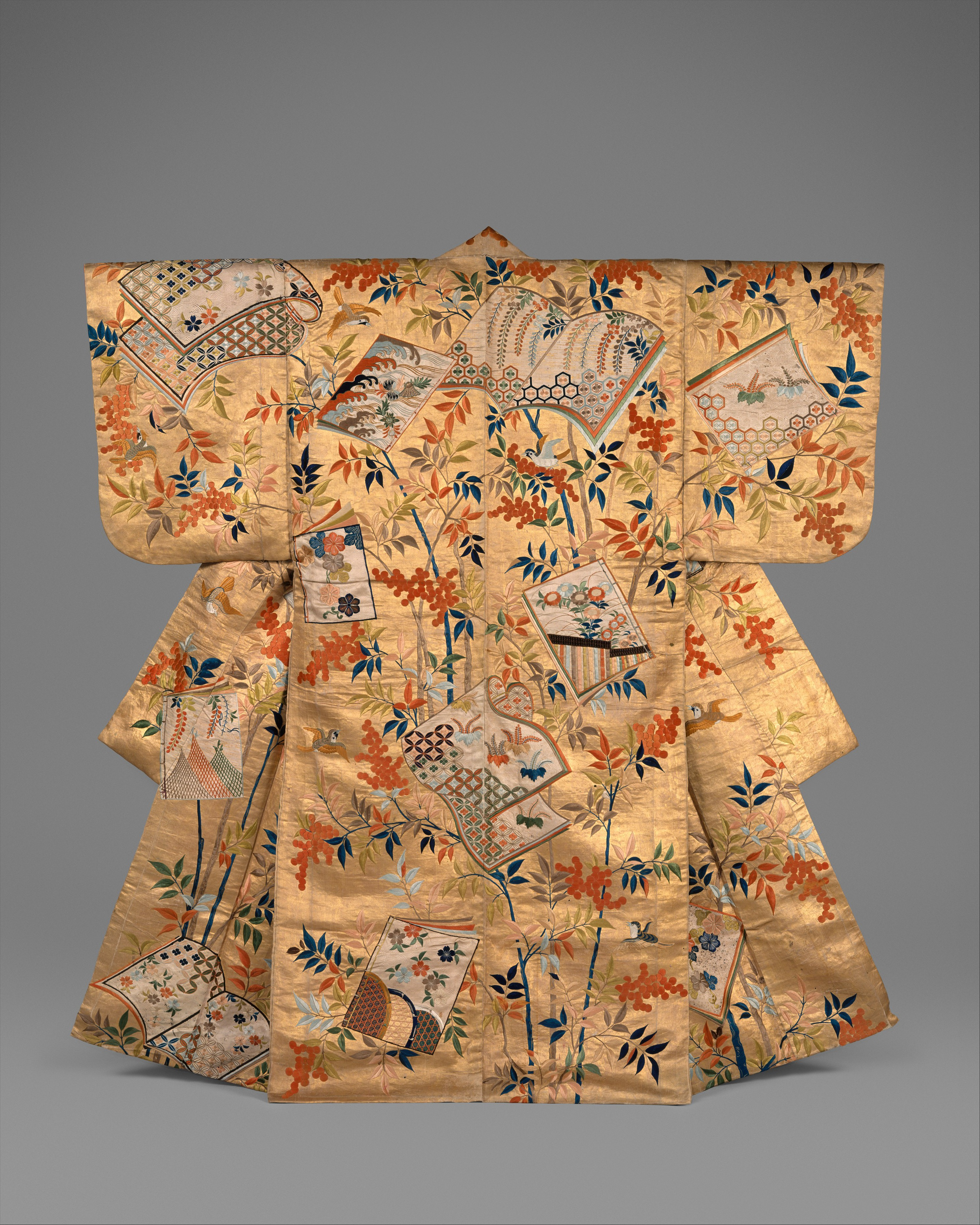
Hausgewand; 1750–1800; Metropolitan Museum of Art
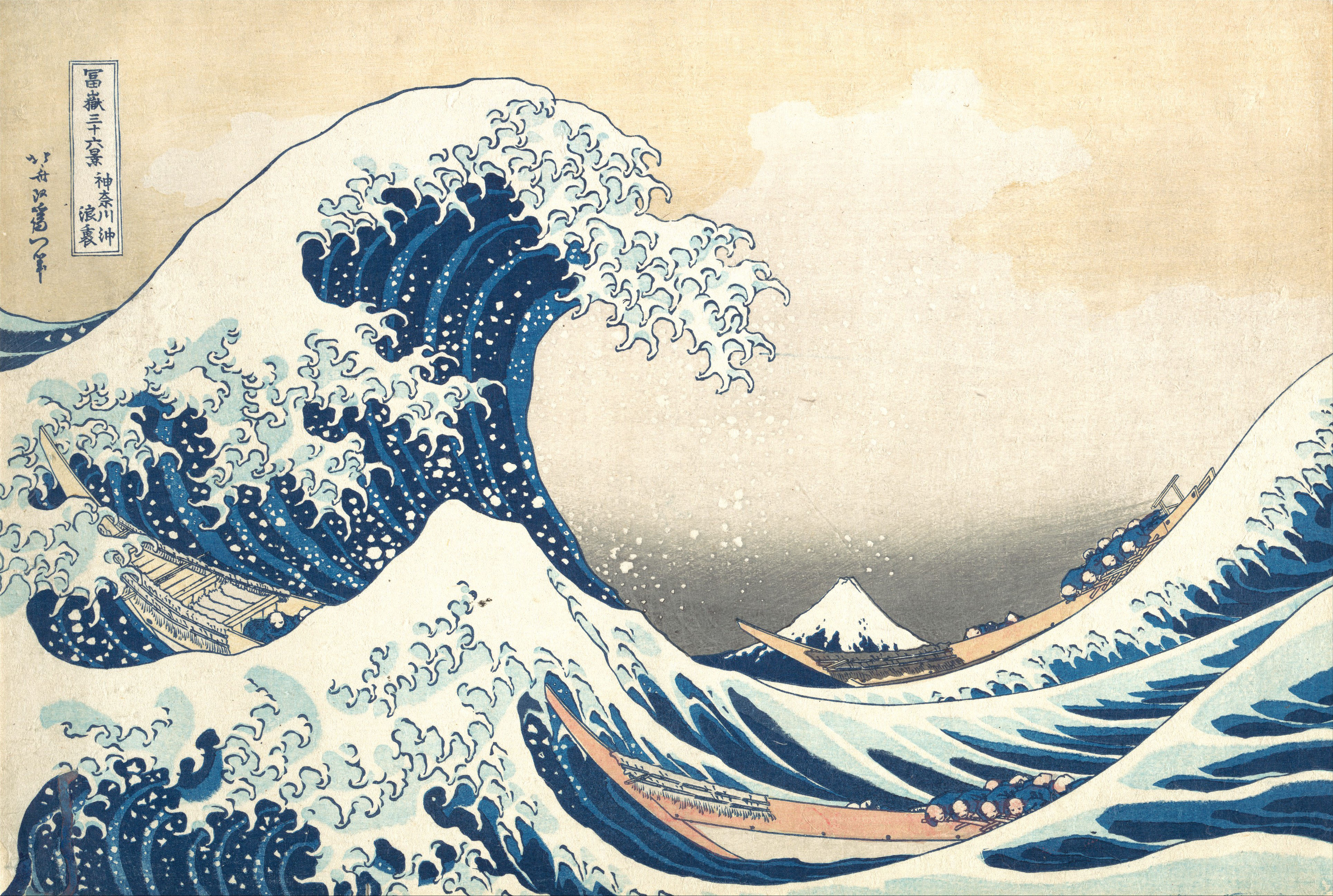
Die große Welle vor Kanagawa von Katsushika Hokusai; ca. 1830–1832; Metropolitan Museum of Art
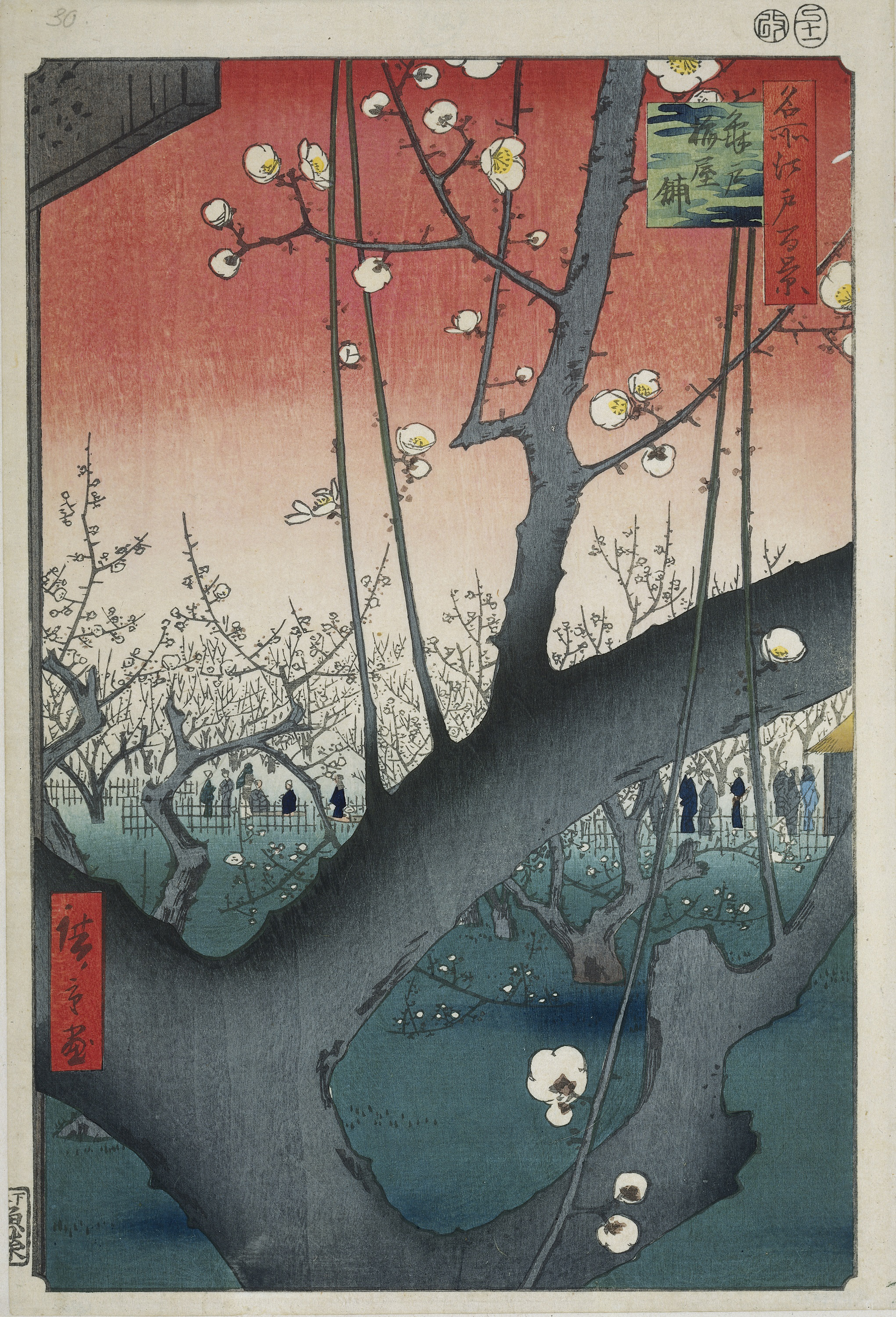
Pflaumengarten in Kameido von Utagawa Hiroshige; 1857; Rijksmuseum (Amsterdam)

## Sub-Sahara-Afrika
Die Kunst Afrikas südlich der Sahara umfasst sowohl Skulpturen, die durch die Messinggüsse des Volkes der Benin, Igbo-Ukwu und des Königreichs Ifẹ gekennzeichnet sind, als auch Terrakotten aus Djenne-Djeno, Ife und der älteren Nok-Kultur sowie Volkskunst. Zeitgleich mit dem europäischen Mittelalter wurde im 11. Jahrhundert n. Chr. mit Groß-Simbabwe ein Staat gegründet, der großartige Architektur, Goldskulpturen und aufwendigen Schmuck herstellte. Zur gleichen Zeit wurden vom Yoruba-Volk im heutigen Nigeria beeindruckende Skulpturen aus Messing gegossen. Im Königreich Benin, ebenfalls im Süden Nigerias, entstanden zur gleichen Zeit elegante Altar-Stoßzähne, Messingköpfe, Messingplatten und Paläste. Das Königreich Benin wurde 1897 von den Briten aufgelöst, und von der Kunst dieser Kultur ist heute in Nigeria nur noch wenig erhalten.
Das subsaharische Afrika zeichnet sich durch eine hohe Dichte an Kulturen mit eigenen kulturellen und künstlerischen Ausdrucksformen aus. Hervorzuheben sind das Dogon-Volk aus Mali, die Edo, Yoruba, Igbo und die Nok-Zivilisation aus Nigeria, die Kuba und Luba aus Zentralafrika, die Ashanti aus Ghana, die Zulu aus dem südlichen Afrika; die Fang-Völker aus Äquatorialguinea, Kamerun und Gabun; die Völker der Sao-Kultur aus dem Tschad und die Kwele aus dem Osten Gabuns, der Republik Kongo und Kamerun.
Die unzähligen Formen afrikanischer Kunst sind Bestandteil einer bis ins 21. Jahrhundert lebendigen künstlerischen Traditionen der afrikanischen Völker. Viele traditionelle afrikanische Kunstformen werden als Verbindung zur Geisterwelt geschaffen und verändern ihr Aussehen, wenn Materialien hinzugefügt werden, um ihre Wirkung zu verstärken. Je häufiger ein Werk verwendet und gesegnet wird, desto abstrakter kann es durch die Anhäufung von Opfergaben und die Abnutzung der ursprünglichen Details werden.

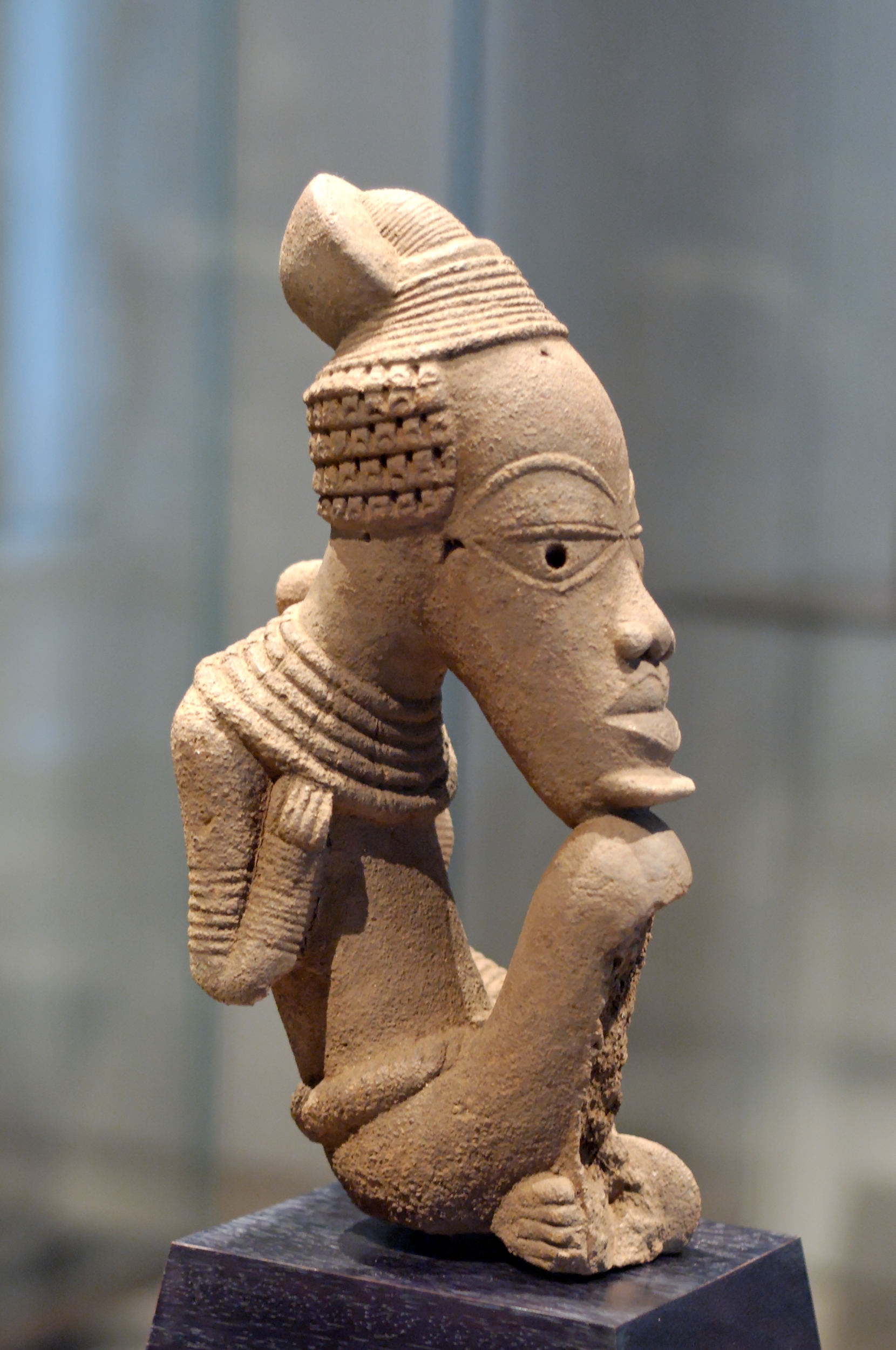
Sitzende Figur; von Künstlern der Nok-Kultur; 5. Jahrhundert v. Chr. bis 5. Jahrhundert n. Chr.; Musée du quai Branly (Paris)
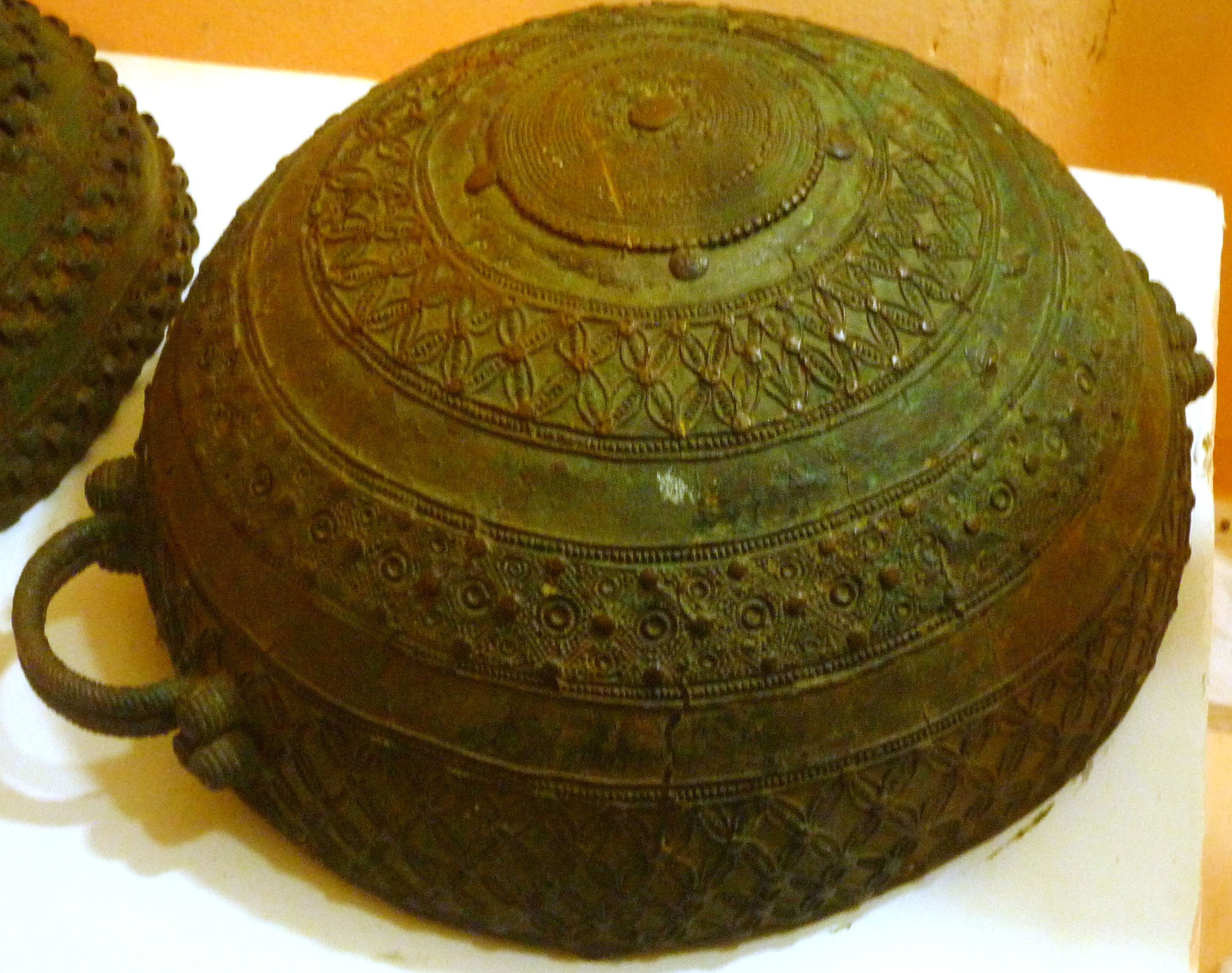
Topf aus Igbo-Ukwu (Nigeria); 9. Jahrhundert; Nigerian National Museum (Lagos)
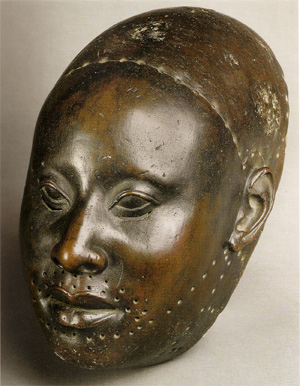
Bronzekopfskulptur des Oni Obalufon, ca. 12. Jahrhundert, entdeckt in der heiligen Stadt der Yoruba, Ilé-Ifẹ̀; Nigerian National Museum (Lagos)
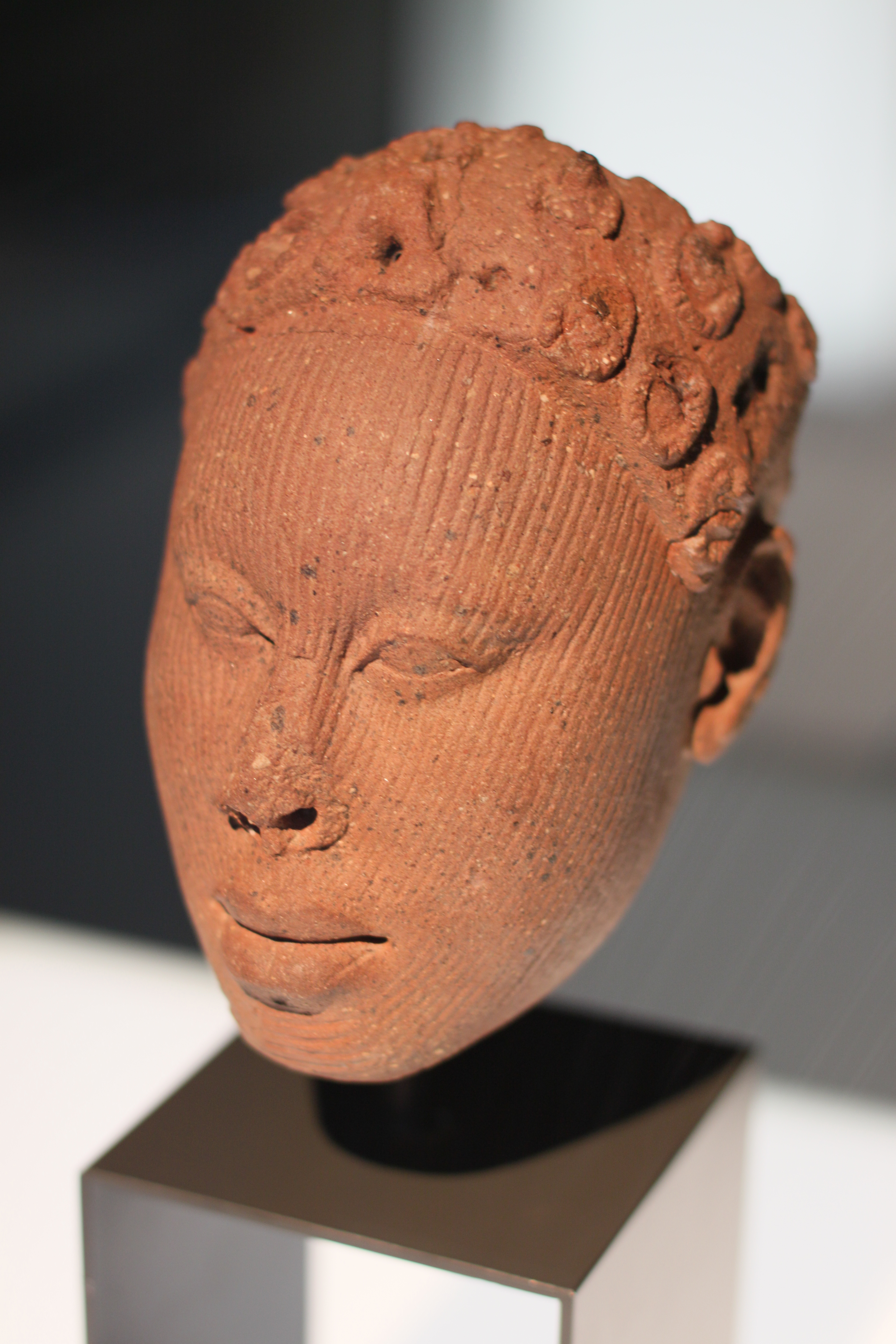
Kopf eines Königs oder Würdenträgers; von Künstlern des Yoruba-Volkes; 12. bis 15. Jahrhundert; entdeckt in Ife (Nigeria); Ethnologisches Museum (Berlin)
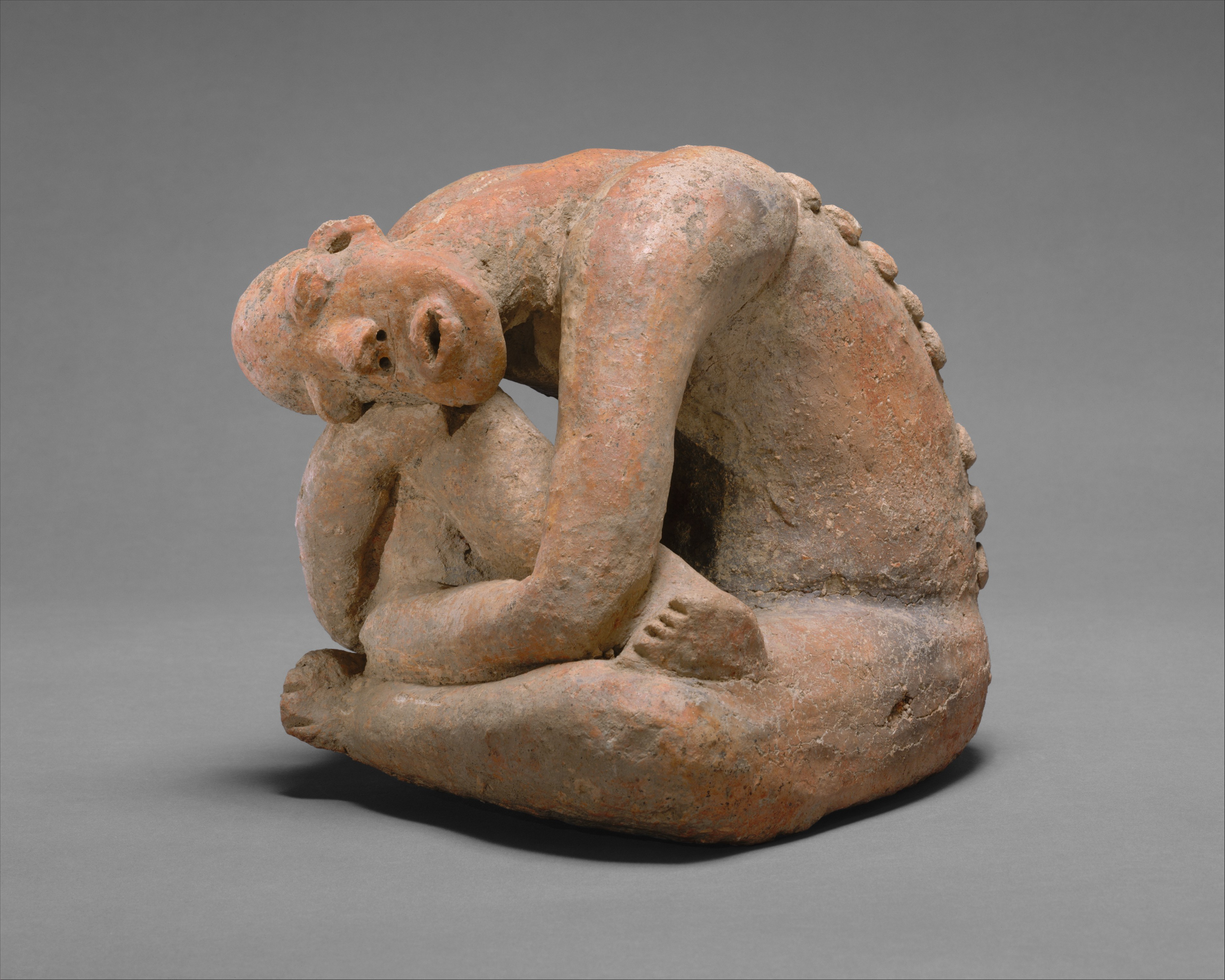
Sitzende Figur; von Künstlern der Djenné-Djenno-Kultur (Mali); 13. Jahrhundert; Metropolitan Museum of Art (New York City)
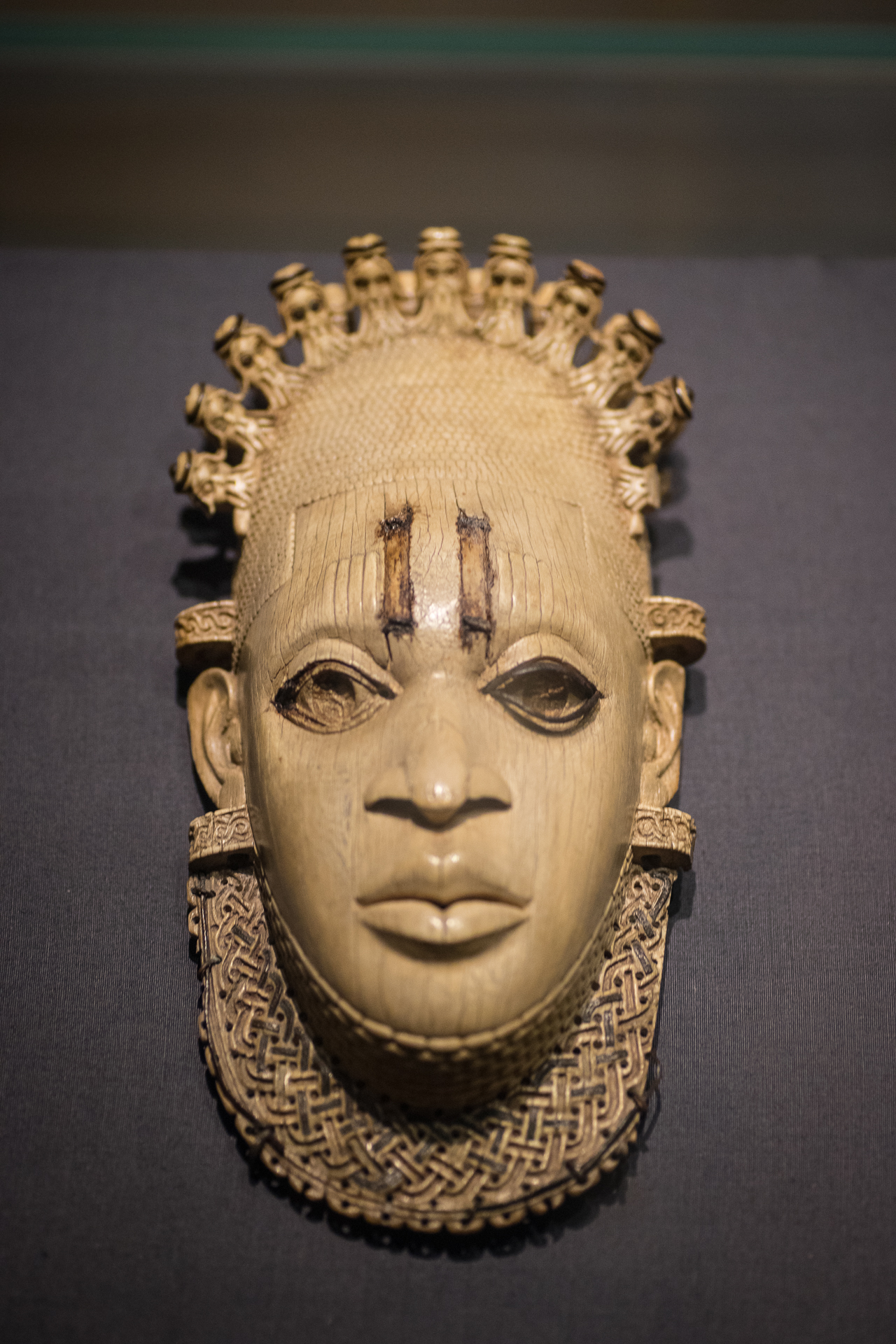
Maske von Künstlern des Edo-Volkes (Nigeria); 16. Jahrhundert (?); British Museum (London)
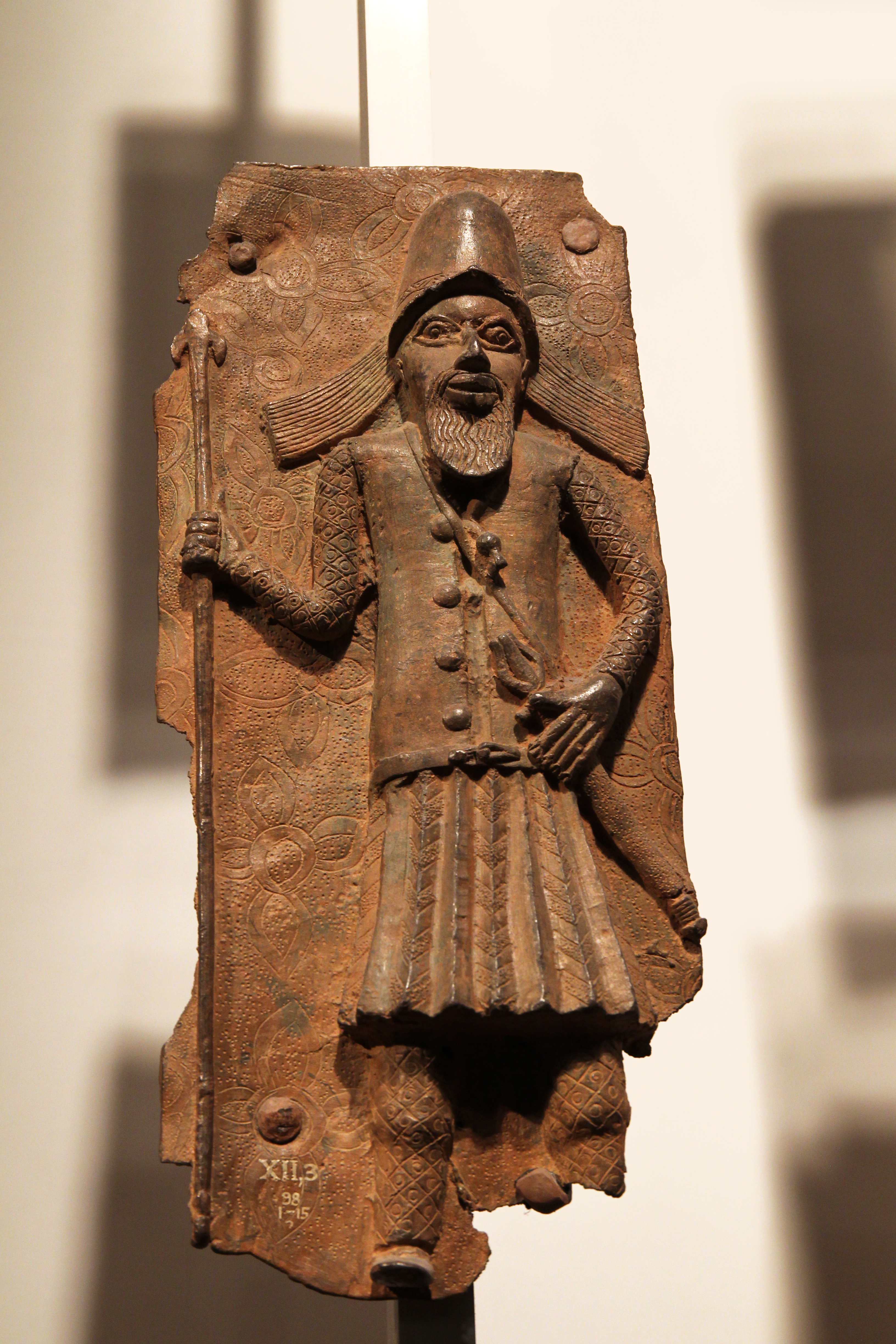
Darstellung eines Europäers aus den Benin-Bronzen; 16.–17. Jahrhundert; British Museum
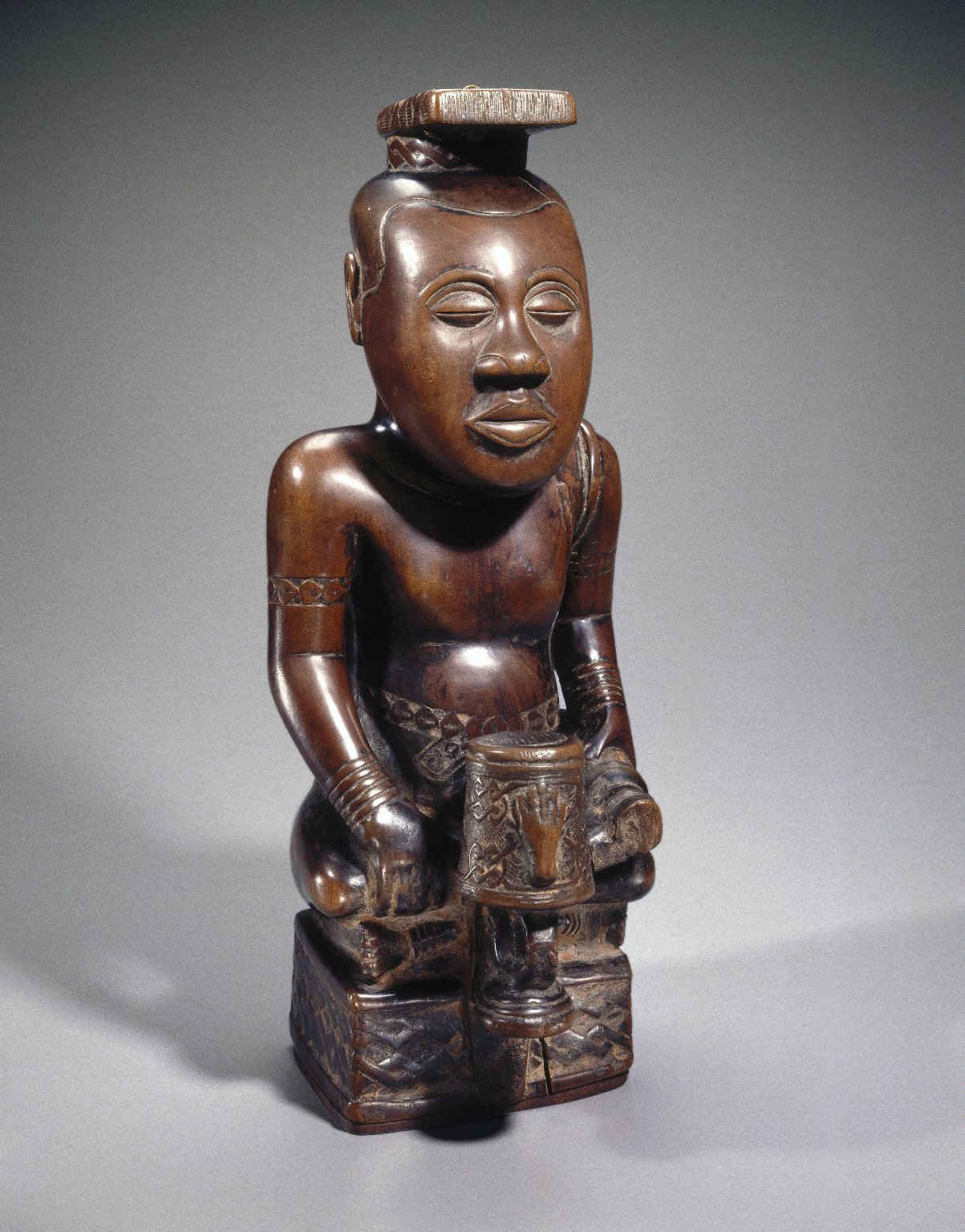
N'dop, König Mishe miShyaang maMbul; von Künstlern des Kuba-Königreichs (Demokratische Republik Kongo); Brooklyn Museum (New York City)
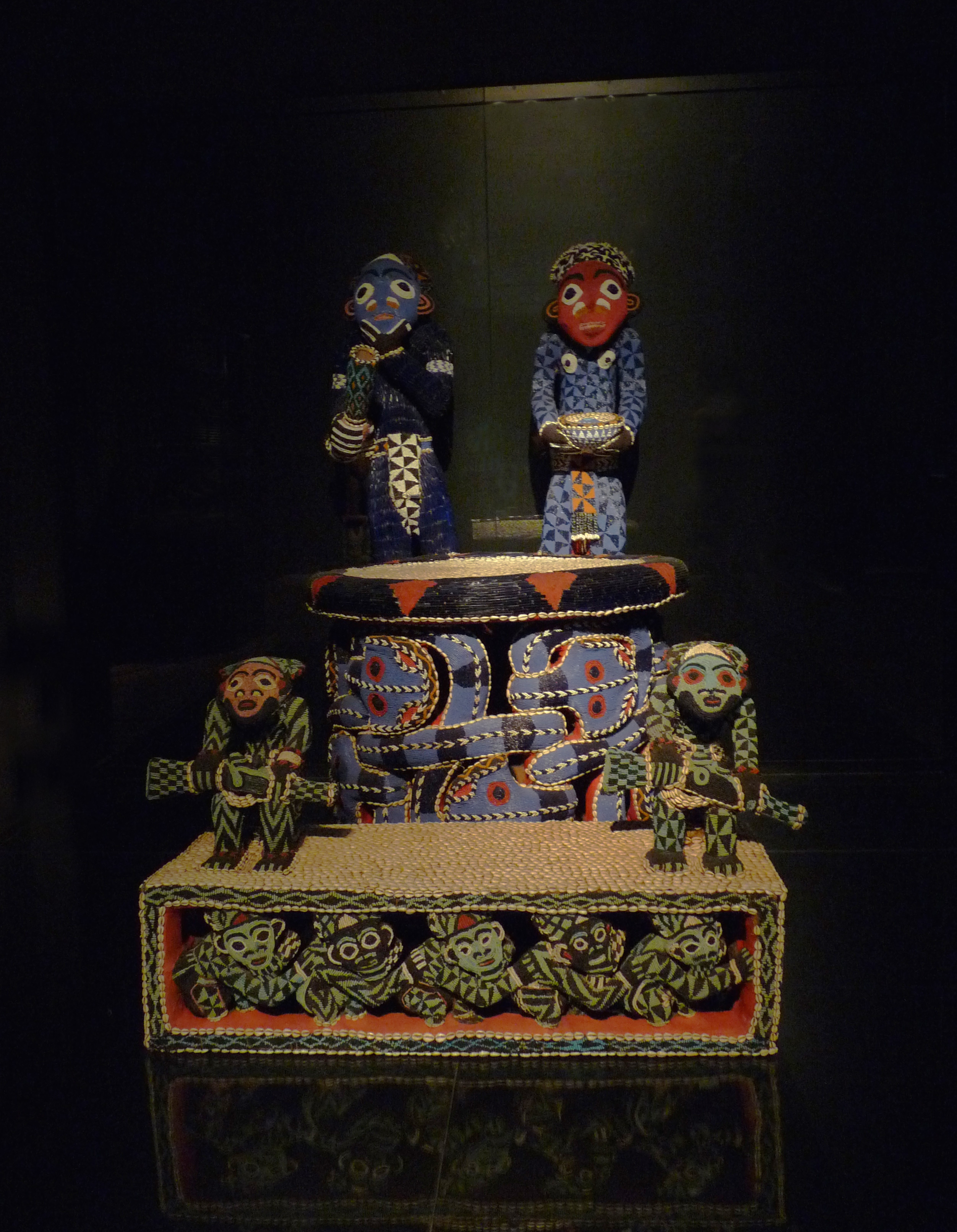
Mandu Yenu (Thron von Nsangu); Künstlern des Bamum-Volkes; ca. 1870; Ethnologisches Museum (Berlin)
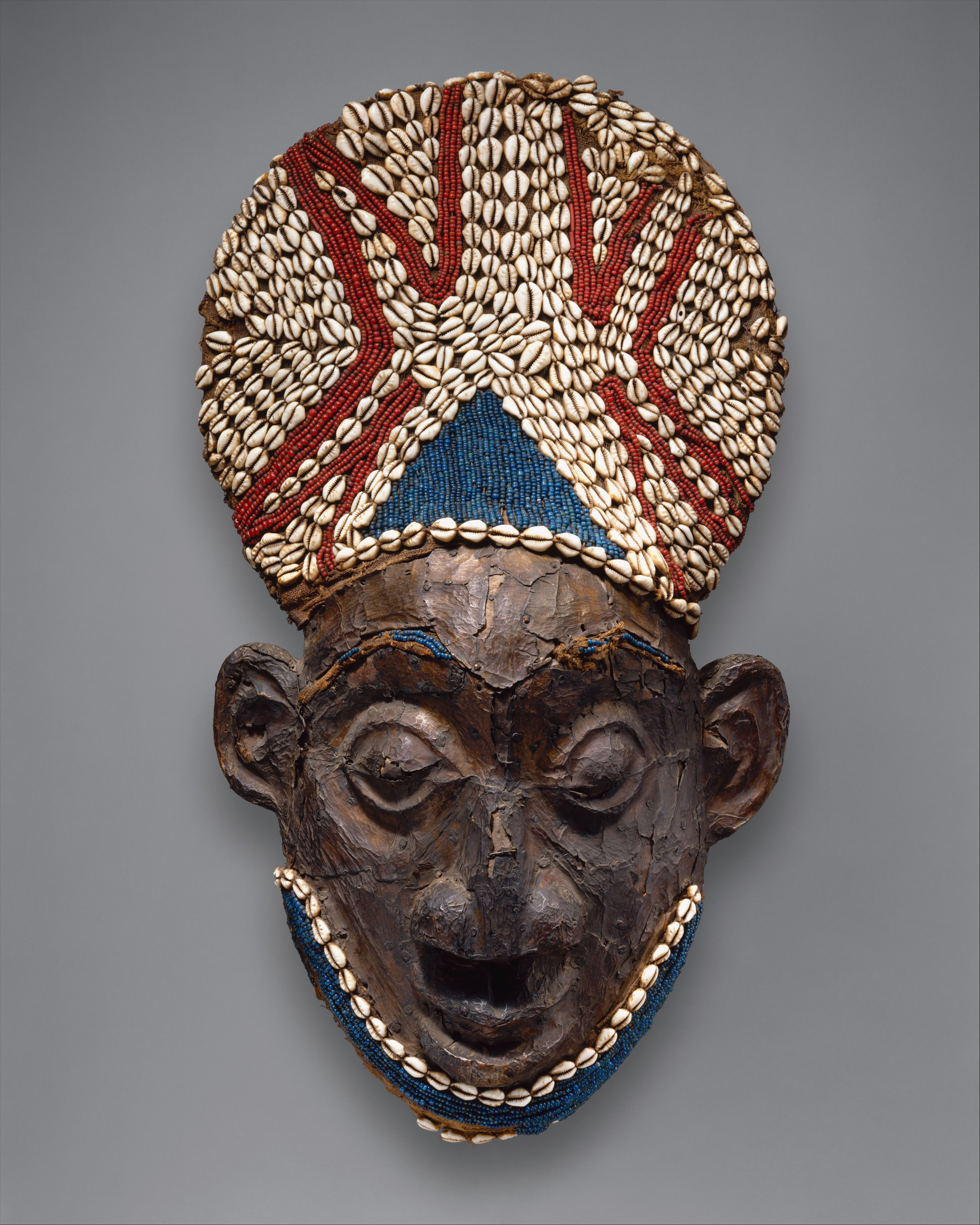
Königliche Maske; von Künstlern des Bamum-Volkes (Kamerun); vor 1880; Metropolitan Museum of Art
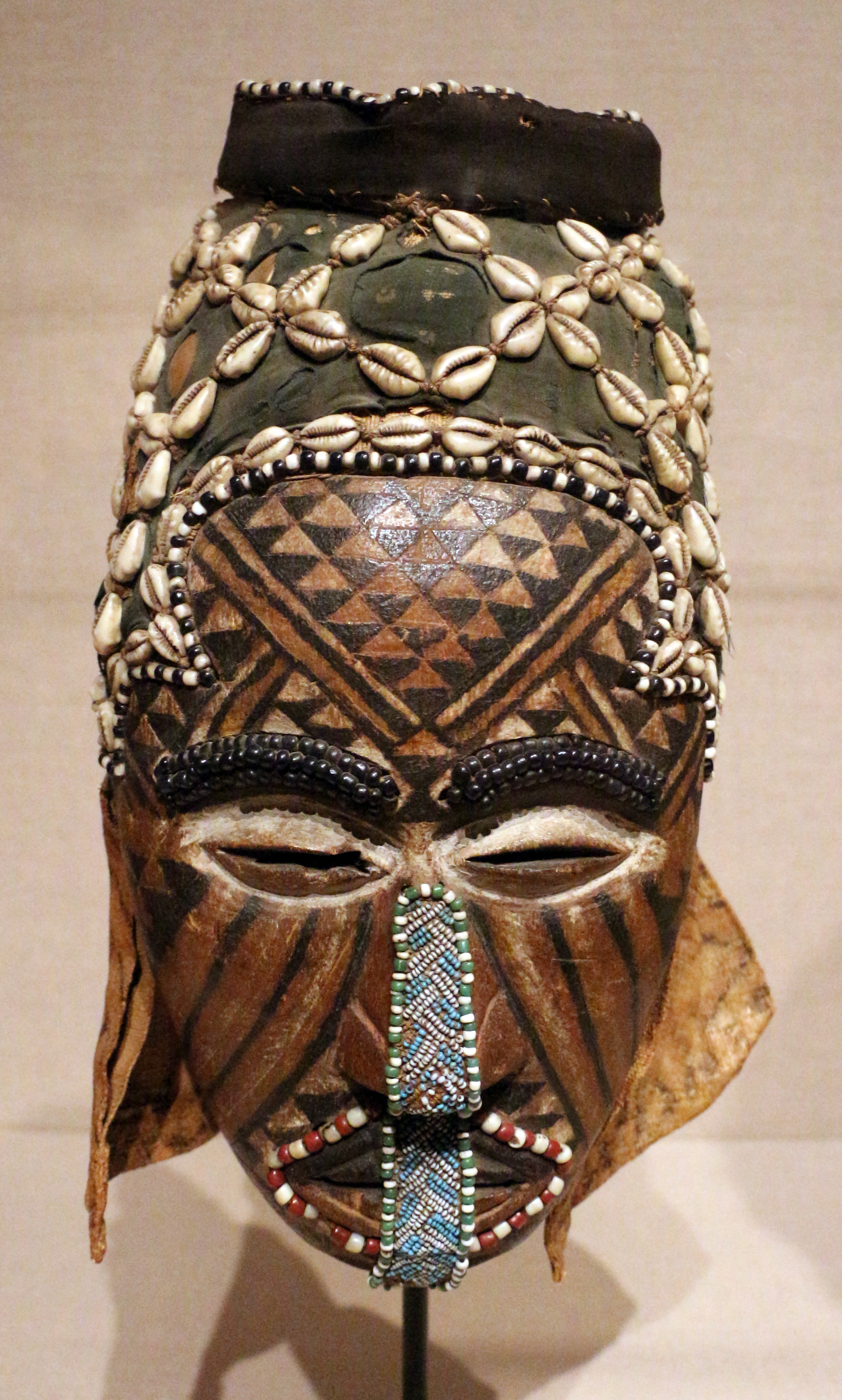
Ngaad-A-Mwash-Maske; von Künstlern des Kuba-Volkes; Ende des 19. bis Anfang des 20. Jahrhunderts; Detroit Institute of Arts (Detroit)
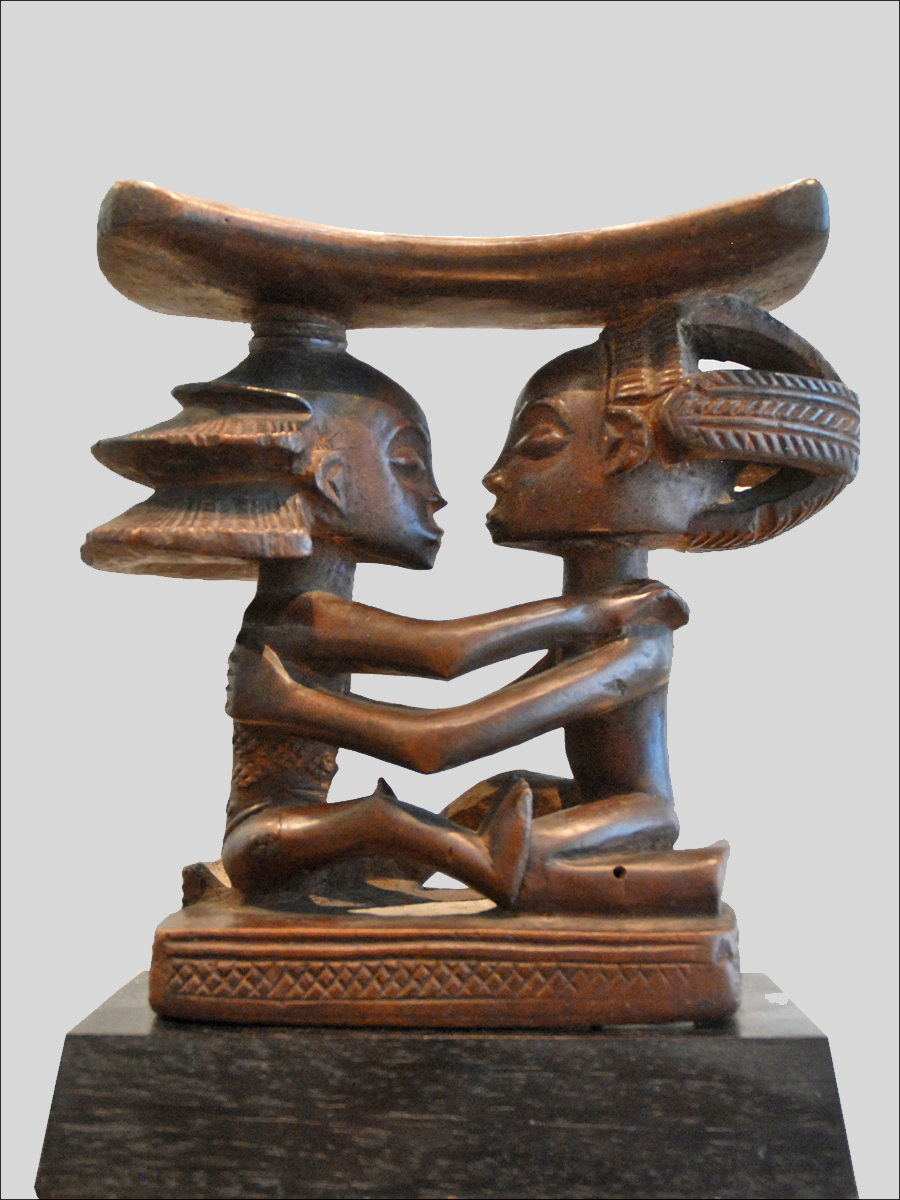
Kopfstütze; von Künstlern des Luba-Volkes; 19. Jahrhundert; Musée du quai Branly (Paris)

## Ozeanien
Die ozeanische Kunst umfasst die geografischen Gebiete Mikronesien, Polynesien, Australien, Neuseeland und Melanesien. Unglücklicherweise ist von der antiken Kunst Ozeaniens nur wenig erhalten. Forscher nehmen an, dass dies wahrscheinlich darauf zurückzuführen ist, dass die Künstler verderbliche Materialien wie Holz und Federn verwendeten, die im tropischen Klima nicht überdauerten. Es gibt auch keine schriftlichen Aufzeichnungen gibt, auf die man sich beziehen könnte. Das Verständnis der Kunst Ozeaniens beginnt daher mit ihrer Dokumentation durch Westler wie James Cook im 18. Jahrhundert. Um die Wende zum 20. Jahrhundert verbrachte der französische Künstler Paul Gauguin viel Zeit auf Tahiti, lebte mit der einheimischen Bevölkerung zusammen und schuf moderne Kunst. Die Kunst der Aborigines Australiens sieht oft wie abstrakte moderne Kunst aus, ist aber tief in der lokalen Kultur verwurzelt.
Die Kunst Ozeaniens ist die letzte große Kunsttradition, die von der Welt gewürdigt wurde. Obwohl es sich um eine der ältesten kontinuierlichen Kunsttraditionen der Welt handelt, die mindestens fünfzig Jahrtausende zurückreicht, blieb sie bis in die zweite Hälfte des 20. Jahrhunderts relativ unbekannt.
Die oft vergänglichen Materialien der Kunst der australischen Aborigines erschweren es, das Alter der meisten heute praktizierten Kunstformen zu bestimmen. Die langlebigsten Formen sind die zahlreichen Felsgravuren und Felsmalereien, die auf dem gesamten Kontinent zu finden sind. Im Arnhem Land Escarpment gibt es Hinweise darauf, dass Malereien vor fünfzigtausend Jahren entstanden sind, also noch vor den paläolithischen Felsmalereien von Altamira und Lascaux in Europa.

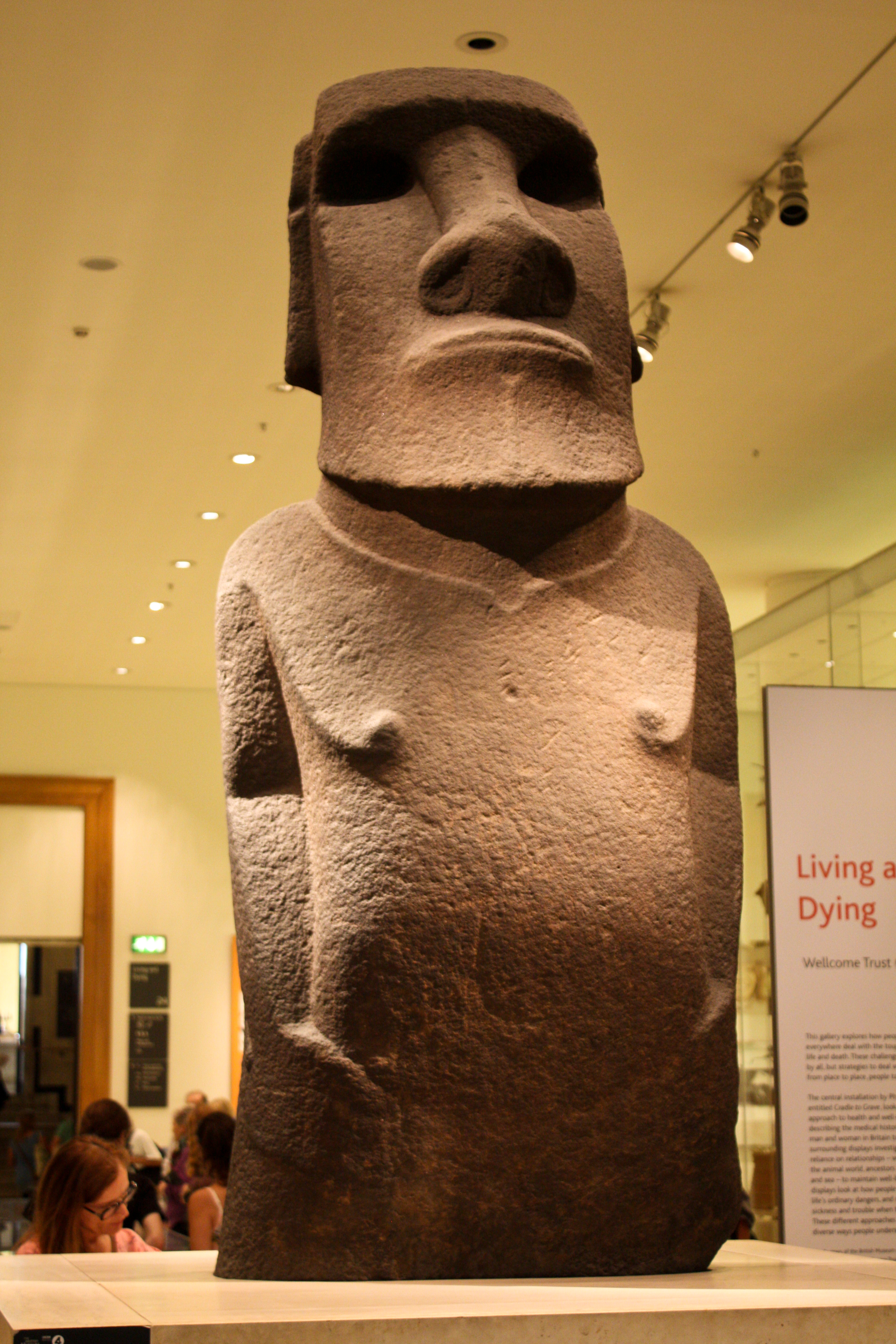
Hoa Hakananai'a, ein Beispiel einer Moai-Statue; ca. 1200; British Museum (London)
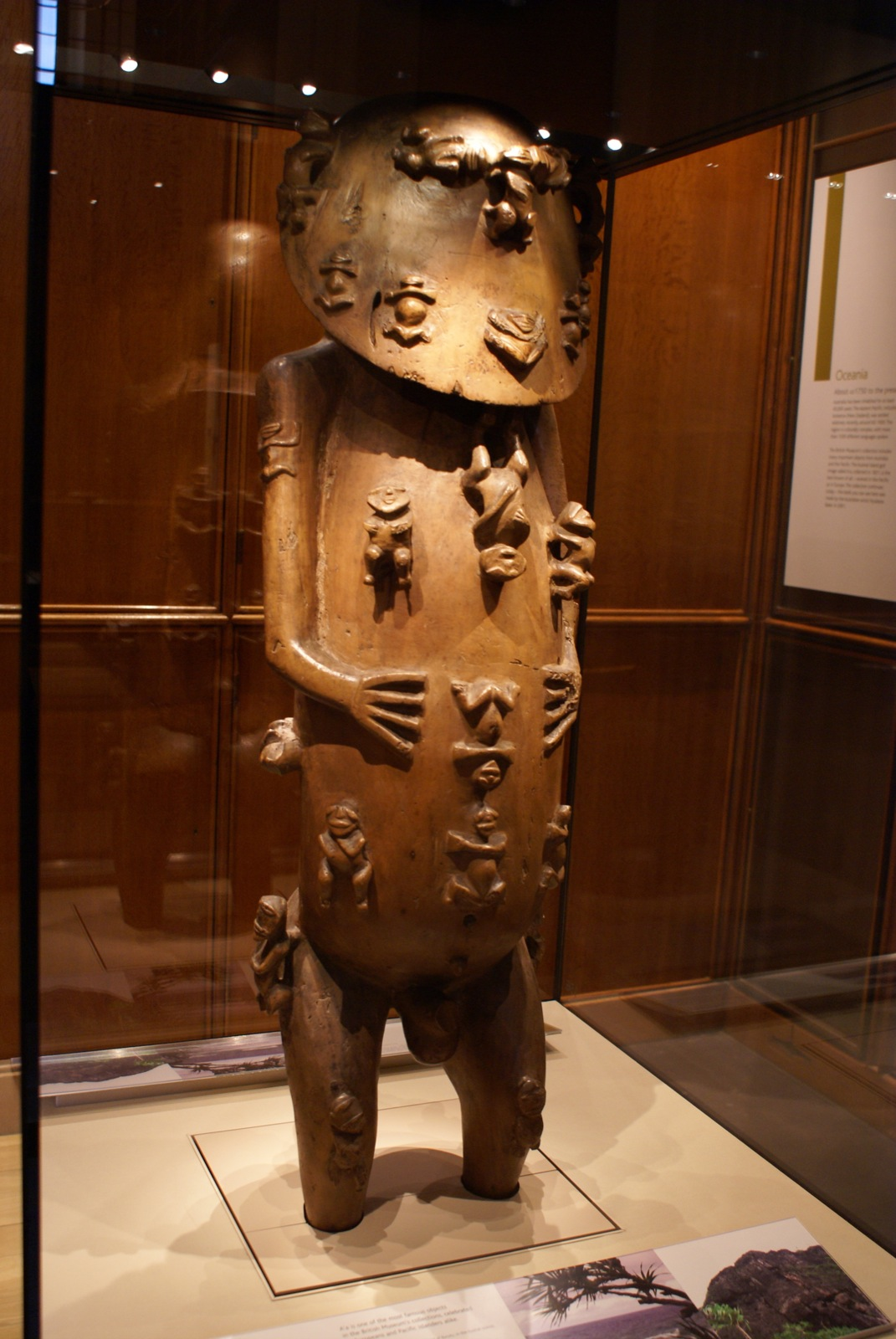
Statue von A'a aus Rurutu; vermutlich 18. Jahrhundert; British Museum (London)
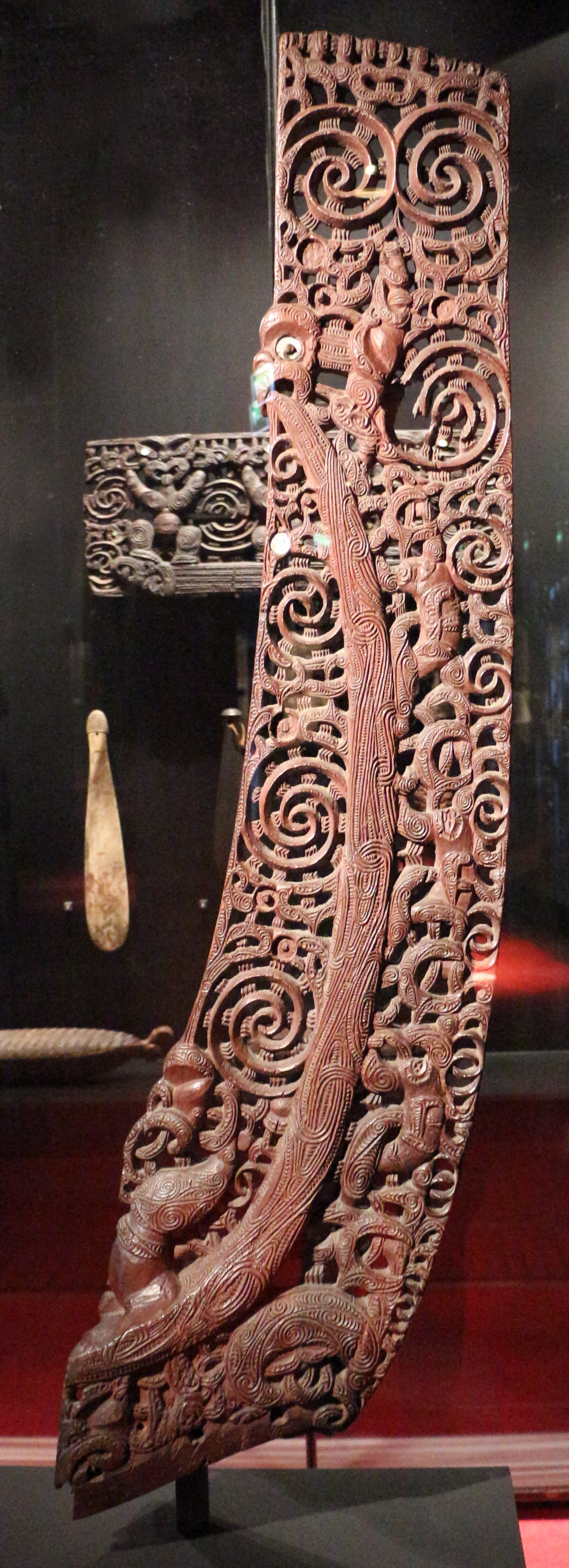
Taurapa (Maori Kanu-Heckpfosten); Ende 18. – Anfang 19. Jahrhundert; Musée du quai Branly (Paris)
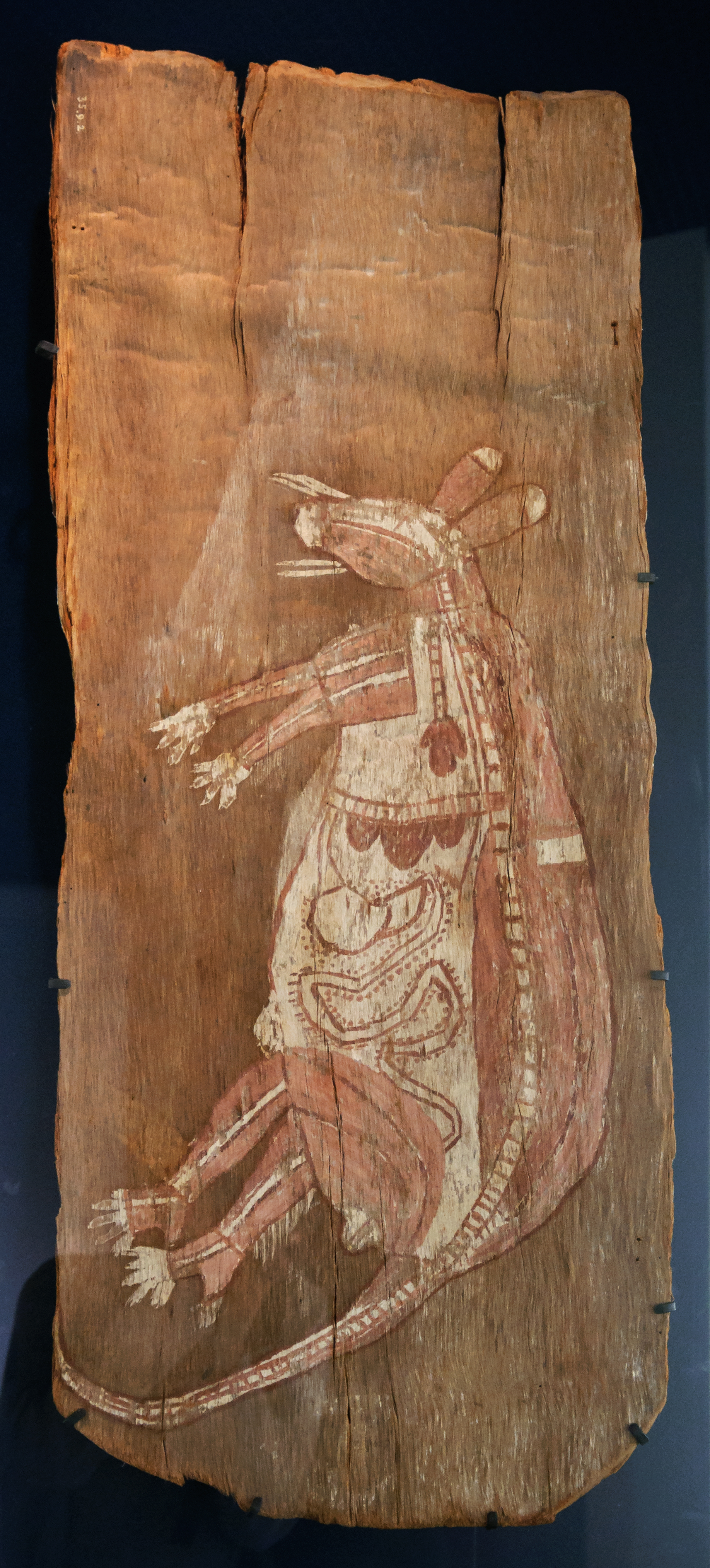
Australische Malerei eines Känguru-Totemahnen; ca. 1915; Musée du quai Branly (Paris)

## Europa

### Mittelalter
Mit dem Niedergang des Römischen Reiches ab ca. 300 n. Chr. begann eine Periode, die später als Mittelalter bezeichnet wurde. Es dauerte etwa ein Jahrtausend, bis zum Beginn der Renaissance um 1400. Die frühchristliche Kunst ist typisch für die frühen Phasen dieser Periode, gefolgt von byzantinischer Kunst, angelsächsischer Kunst, Wikinger-Kunst, karolingischer Kunst, ottonischer Kunst, romanischer Kunst und gotischer Kunst, wobei islamische Kunst den östlichen Mittelmeerraum dominierte. Die mittelalterliche Kunst entwickelte sich aus dem künstlerischen Erbe des Römischen Reiches und Byzanz, vermischt mit der „barbarischen“ Traditionen Nordeuropas.
In der byzantinischen und gotischen Kunst des Mittelalters führte die Dominanz der Kirche zu einer großen Menge religiöser Kunst.

#### Byzanz

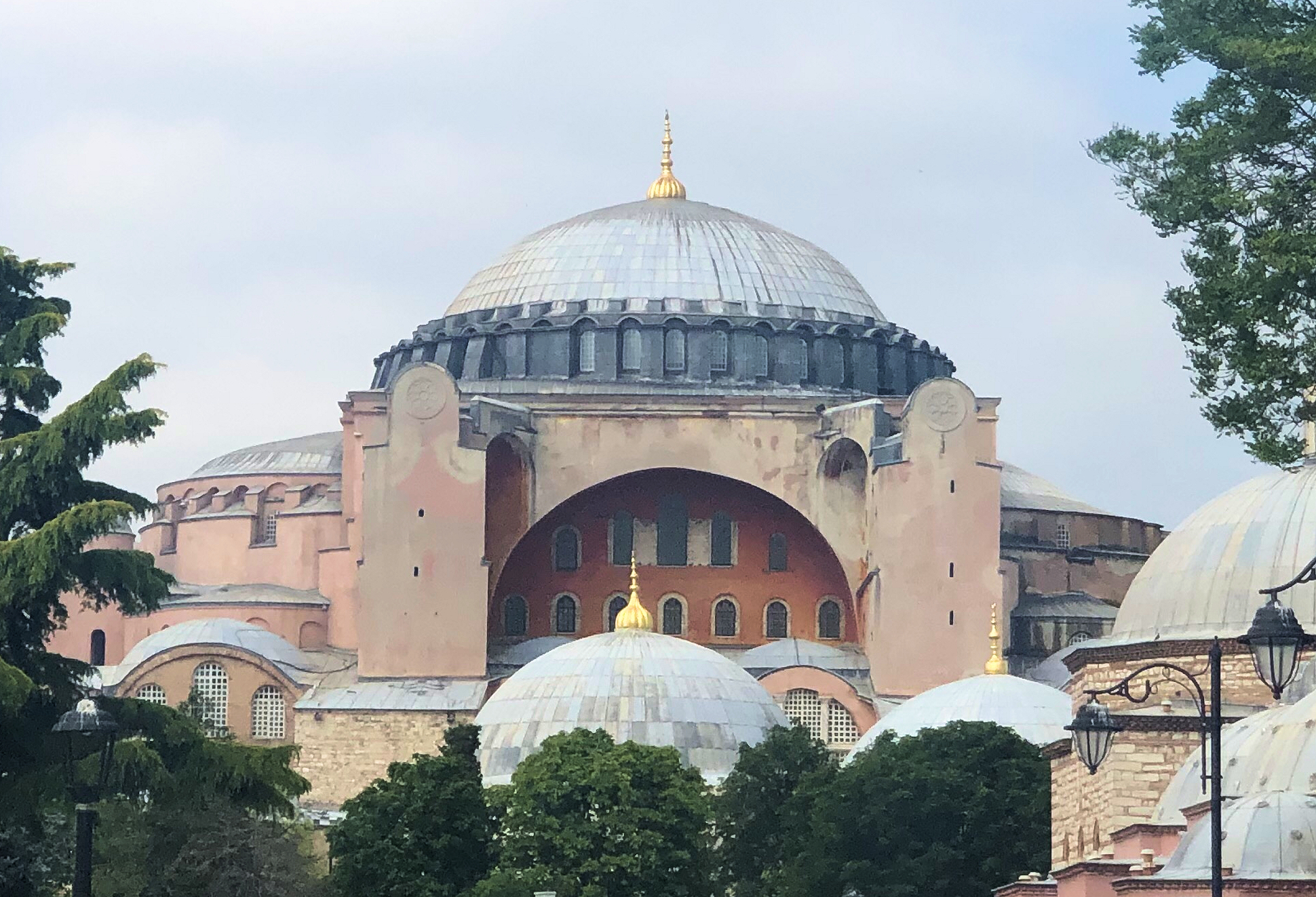
Hagia Sophia in Istanbul

Die byzantinische Kunst umfasst die Gesamtheit der christlichen griechischen Kunstprodukte des oströmischen (byzantinischen) Reiches sowie der Nationen und Staaten, die kulturell von diesem Reich beeinflusst wurden. Wobei das Byzantinische Reich selbst aus dem Niedergang Roms hervorging und bis zum Fall von Konstantinopel im Jahr 1453 bestand. Der Beginn der byzantinischen Periode ist in der Kunstgeschichte klarer als in der politischen Geschichte, wenn auch immer noch ungenau. Viele orthodoxe Staaten in Ost- und Mitteleuropa sowie bis zu einem gewissen Grad die muslimischen Staaten des östlichen Mittelmeers bewahrten viele Aspekte der Kultur und Kunst der Byzantiner über Jahrhunderte hinweg.
Die erhaltene byzantinische Kunst ist größtenteils religiös und – mit Ausnahmen in bestimmten Epochen – stark stilisiert. Sie folgt traditionellen Modellen, die eine sorgfältig kontrollierte Theologie der Kirche in künstlerische Werke übersetzen. Die wichtigsten dabei verwendeten Medien waren Fresken, illuminierte Manuskripte und Holzplatten sowie (vor allem in früheren Epochen) Mosaiken. Abgesehen von kleinen geschnitzten Elfenbeinfiguren wurden figurative Skulpturen nur sehr selten angefertigt. In der Manuskriptmalerei blieb bis zum Ende ein Teil der klassischen realistischen Tradition erhalten, die in größeren Werken fehlte. Byzantinische Kunst war in Westeuropa sehr angesehen und gefragt, wo sie bis zum Ende des Mittelalters einen kontinuierlichen Einfluss auf die mittelalterliche Kunst ausübte. Dies galt insbesondere für Italien, wo der byzantinische Stil in abgewandelter Form bis ins 12. Jahrhundert hinein fortbestand und prägende Einflüsse auf die Kunst der italienischen Renaissance ausübte. Mit der Ausbreitung der orthodoxen Kirche verbreiteten sich byzantinische Formen und Stile in der gesamten orthodoxen Welt und darüber hinaus. Einflüsse der byzantinischen Architektur, insbesondere bei religiösen Gebäuden, finden sich in verschiedenen Regionen von Ägypten und Arabien bis hin zu Russland und Rumänien.
Die byzantinische Architektur ist für die Verwendung von Kuppeln bekannt. Sie zeichnete sich auch durch Marmorsäulen, Kassettendecken und üppige Verzierungen aus, darunter die umfangreiche Verwendung von Mosaiken mit goldenem Hintergrund. Das von byzantinischen Architekten verwendete Baumaterial war nicht mehr Marmor, den die alten Griechen sehr geschätzt hatten. Die Byzantiner verwendeten hauptsächlich Stein und Ziegel sowie dünne Alabasterplatten für Fenster. Mosaike wurden verwendet, um Ziegelwände und alle anderen Oberflächen zu bedecken, auf denen Fresken nicht haltbar waren. Gute Beispiele für Mosaike aus der protobyzantinischen Epoche finden sich in Hagios Demetrios in Thessaloniki (Griechenland), in der Basilika Sant’Apollinare Nuovo und in der Basilika San Vitale (beide in Ravenna in Italien) sowie in der Hagia Sophia in Istanbul. Griechisch-römische Tempel und byzantinische Kirchen unterscheiden sich in Bezug auf ihr Äußeres und Inneres erheblich. In der Antike war das Äußere der wichtigste Teil des Tempels, da nur der Priester Zugang zum Inneren hatte, in dem sich die Kultstatue der Gottheit befand, zu deren Ehren der Tempel errichtet wurde. Tempelzeremonien fanden in der Antike im Freien statt, und die Gläubigen sahen die Fassade des Tempels, die aus Säulen mit einem Gebälk und zwei Giebeln bestand. Christliche Liturgien fanden jedoch im Inneren der Kirchen statt, wobei das Äußere in der Regel wenig bis gar nicht verziert war.

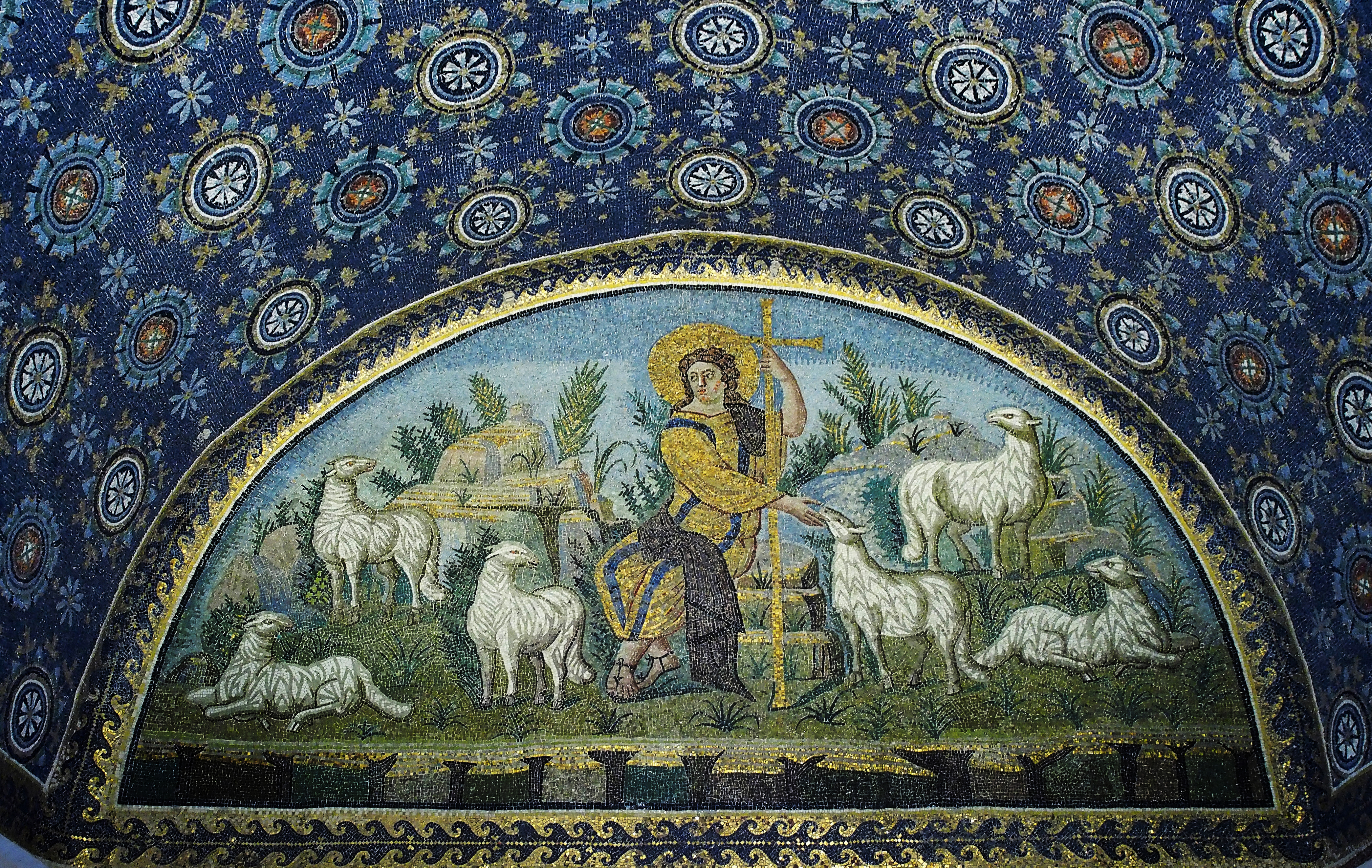
Christus als Guter Hirte; ca. 425–430; Mosaik; Breite; Mausoleum der Galla Placidia (Ravenna), Italien)
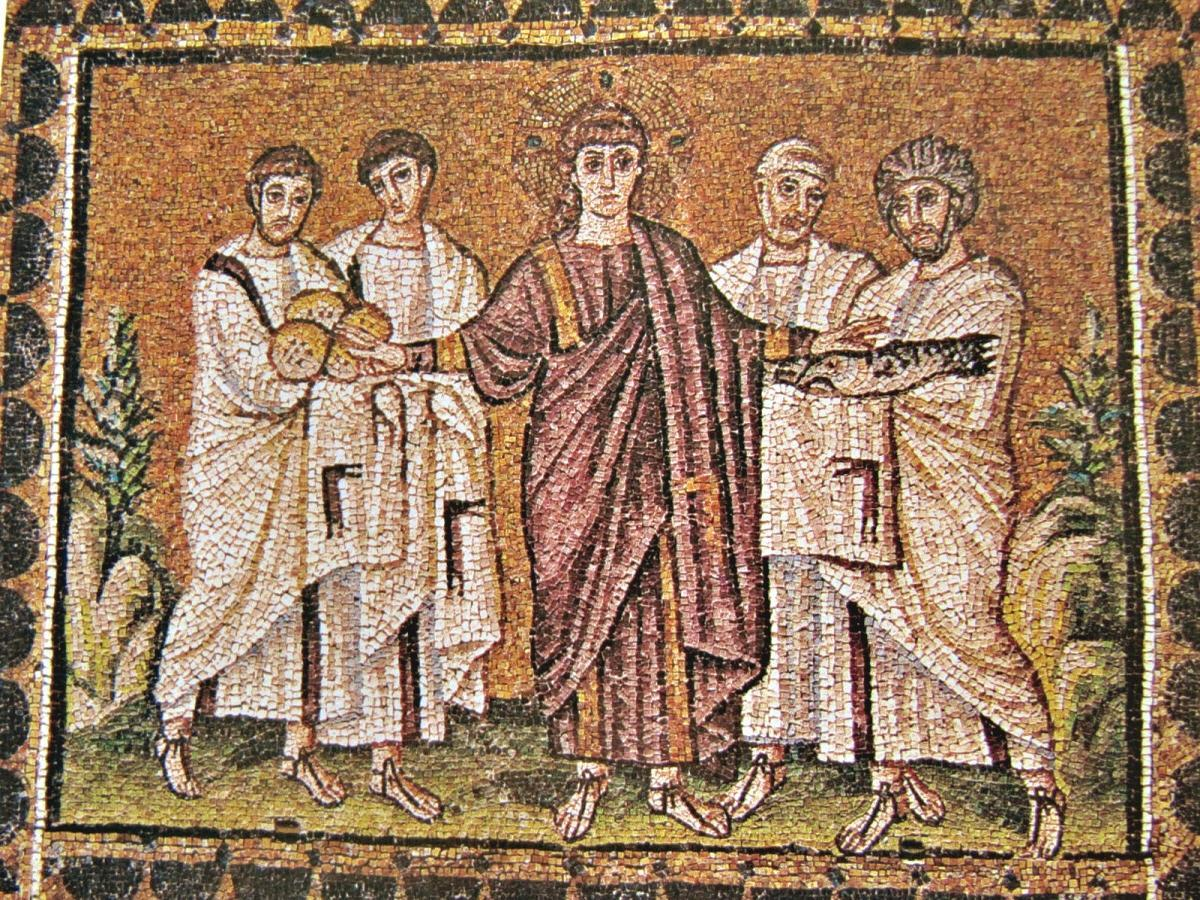
Speisung der Fünftausend; ca. 520; Mosaik; unbekannte Maße; Kirche Sant’Apollinare Nuovo, Ravenna
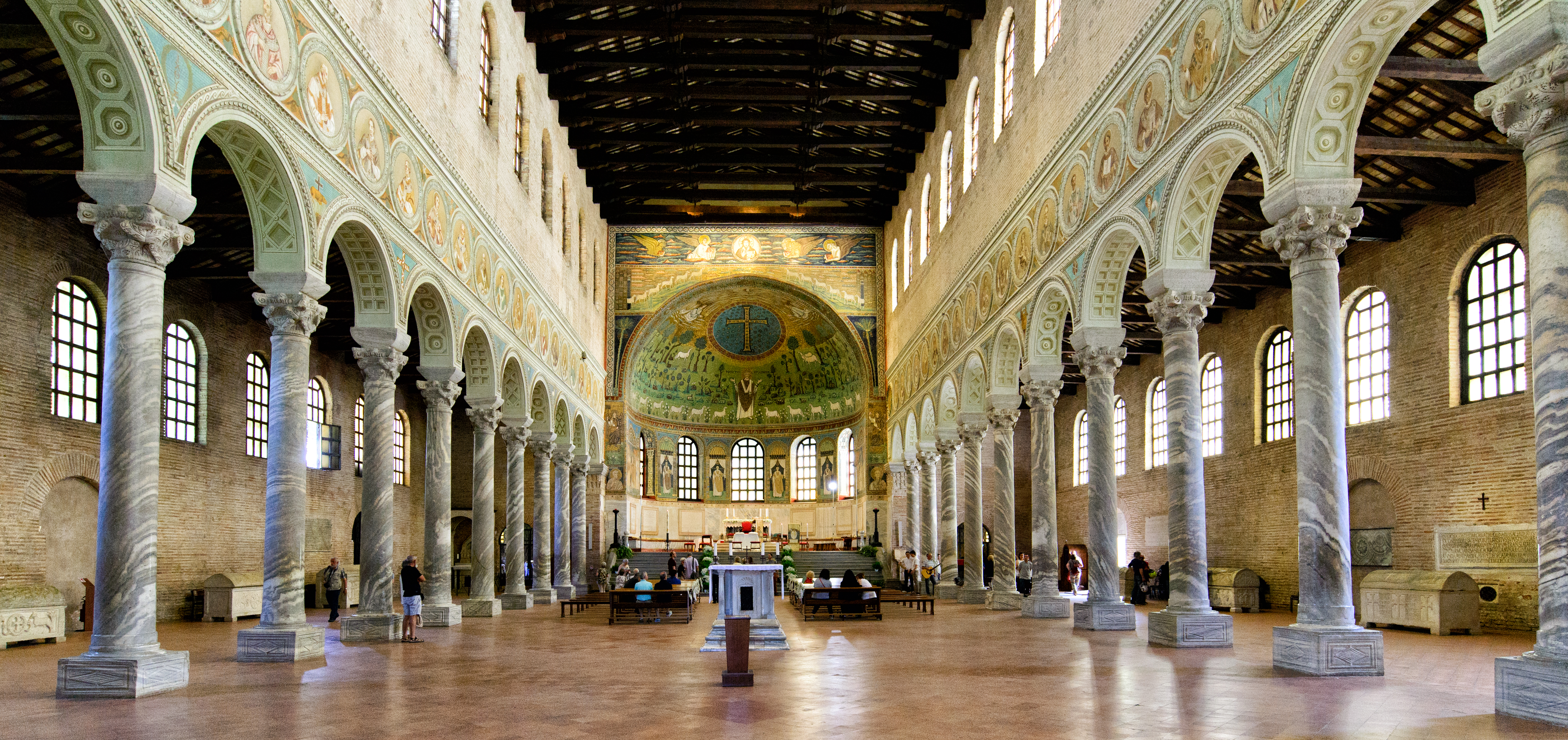
Kirche Sant’Apollinare in Classe, Ravenna, ca. 530
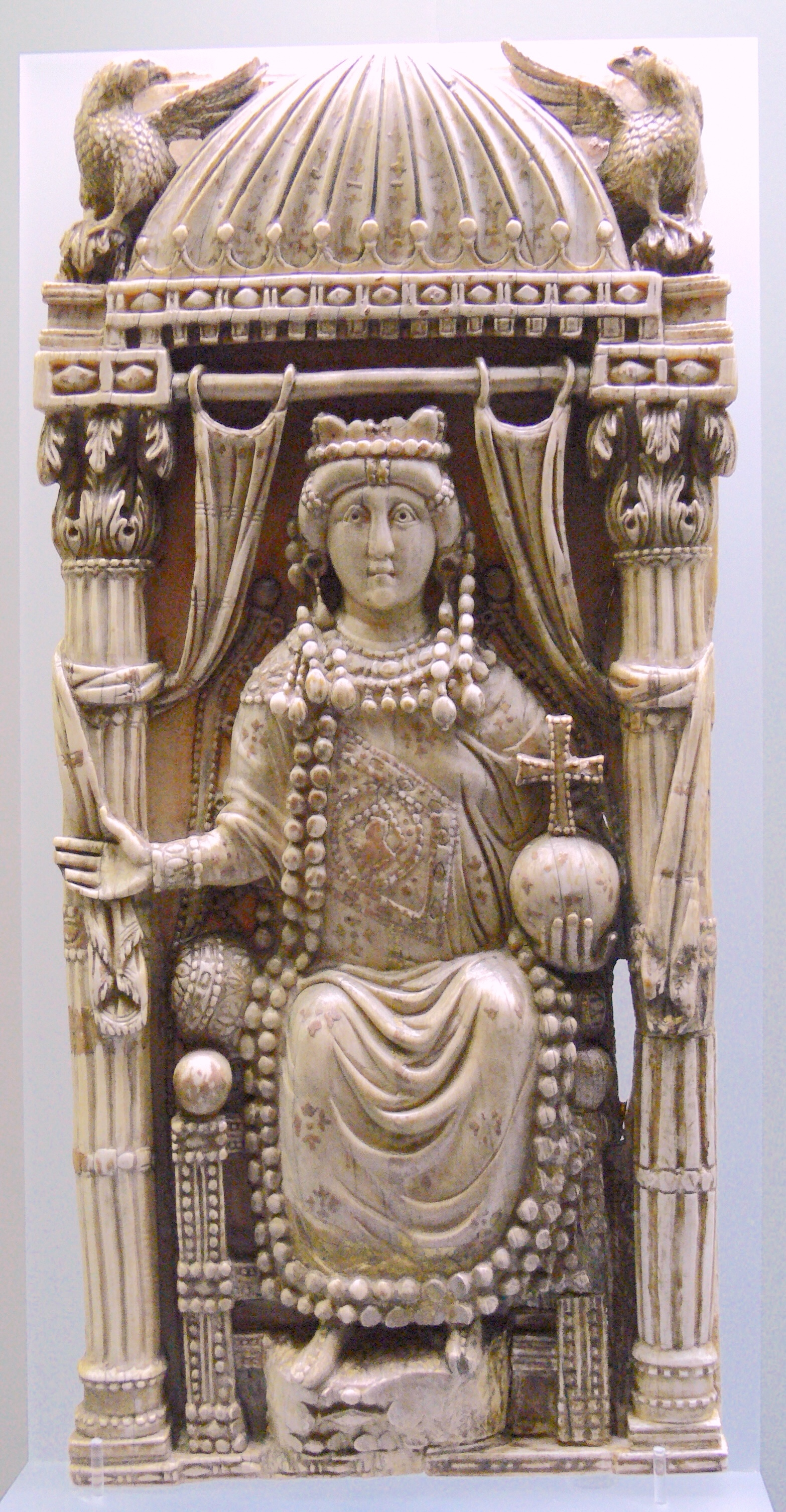
Diptychonblatt mit byzantinischer Kaiserin; 6. Jahrhundert; Kunsthistorisches Museum (Wien)
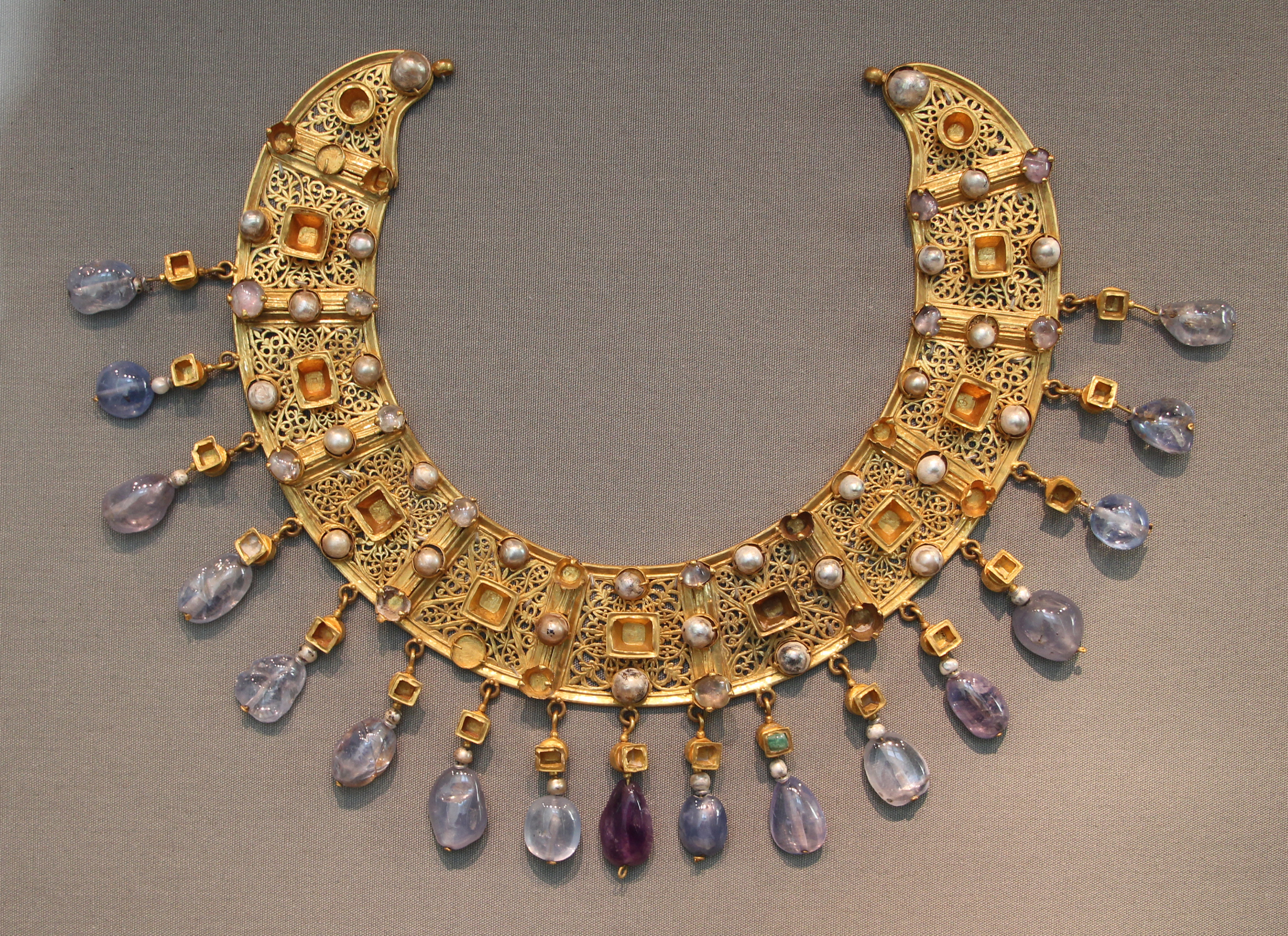
Collier; Ende 6. bis 7. Jahrhundert; aus einer Werkstatt in Konstantinopel; Antikensammlung Berlin
Seite des Evangeliars mit Kommentaren: Porträt des Markus; ca. 1000–1100; Cleveland Museum of Art (Cleveland)
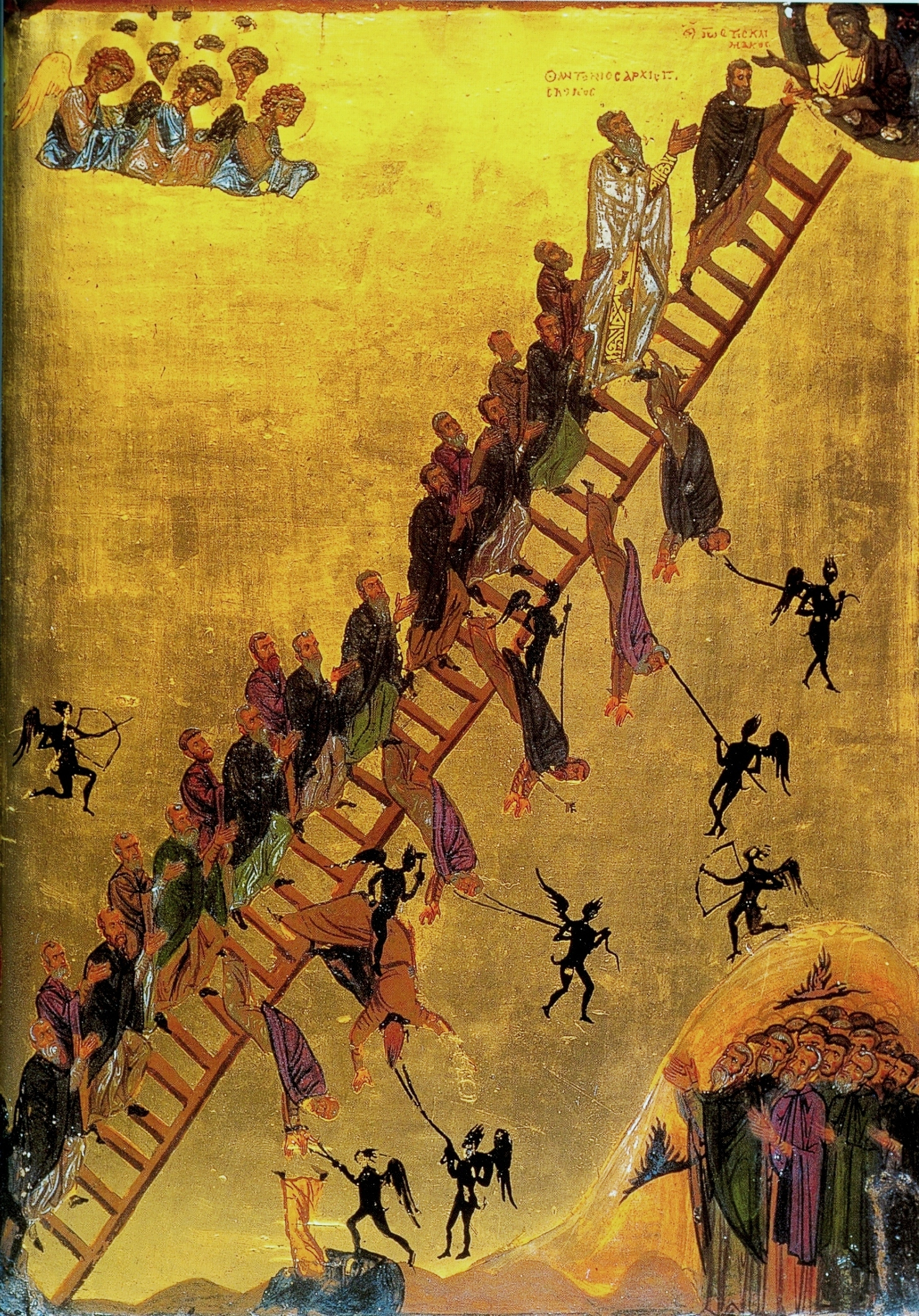
Leiter des göttlichen Aufstiegs; Katharinenkloster (Sinai-Halbinsel, Ägypten
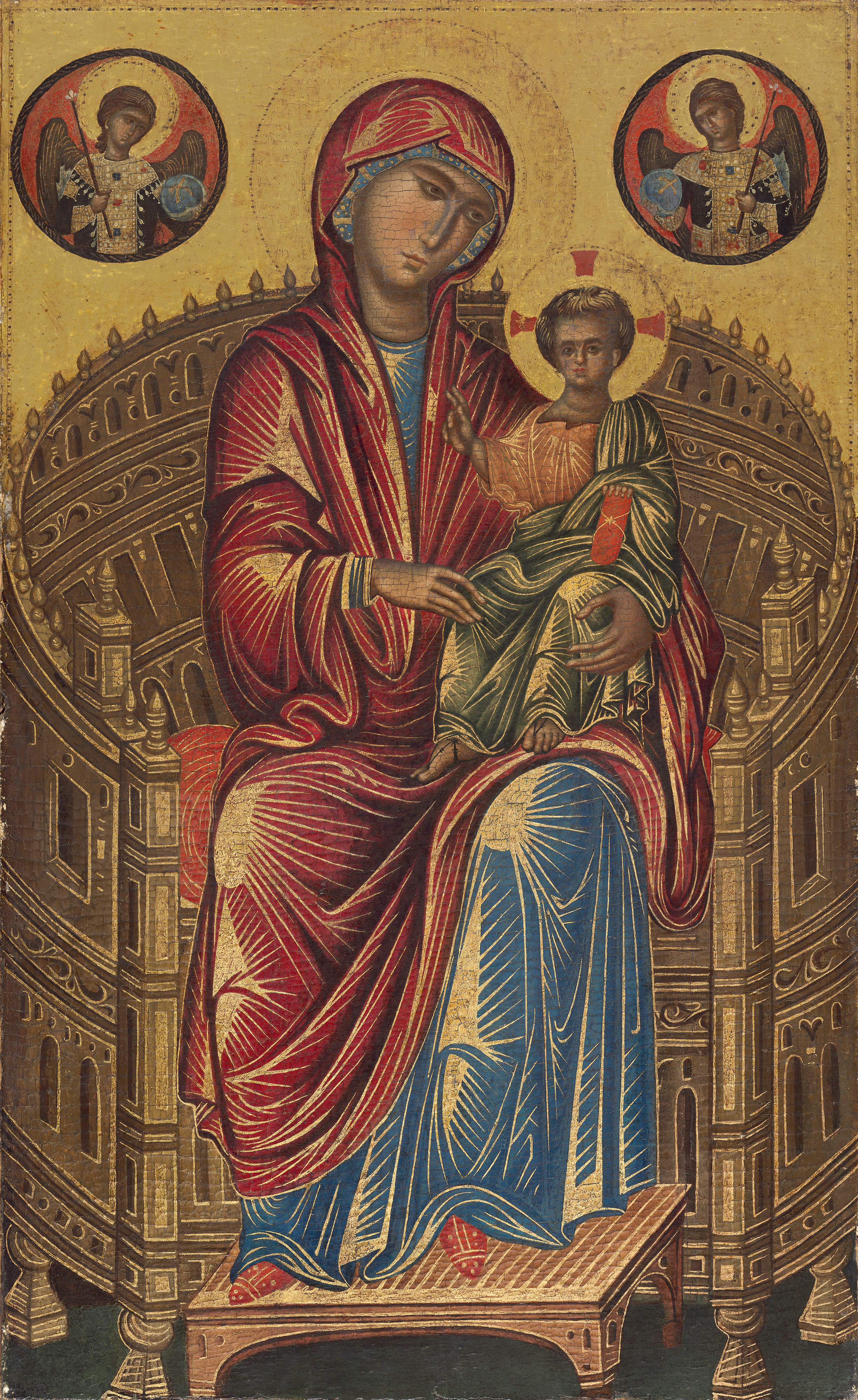
Madonna mit Kind auf einem geschwungenen Thron; ca. 1280; National Gallery of Art, (Washington, D.C.)

#### Ottonik
Die ottonische Kunst ist ein Stil der vorromanischen Kunst in den deutschen Gebieten, der auch einige Werke aus den Niederlanden, Norditalien und Ostfrankreich umfasst. Der Kunsthistoriker Hubert Janitschek benannte sie nach der Ottonischen Dynastie, die zwischen 919 und 1024 unter den Königen Heinrich I., Otto I., Otto II., Otto III. und Heinrich II. über das Ostfrankenreich bzw. das Heilige Römische Reich herrschte. Mit der ottonischen Architektur ist sie ein wesentlicher Bestandteil der ottonischen Renaissance (ca. 951–1024). Der Stil begann und endete jedoch nicht genau mit der Herrschaft der Dynastie. Er entstand einige Jahrzehnte nach dem Beginn ihrer Herrschaft und hielt über die Ottonen hinaus bis in die Regierungszeit der frühen Salier an, der ein eigenes künstlerisches „Stil-Label“ fehlt. Im traditionellen Schema der Kunstgeschichte folgt die ottonische Kunst auf die karolingische Kunst und geht der romanischen Kunst voraus, wobei die Übergänge an beiden Enden der Periode eher allmählich als plötzlich erfolgen. Wie die erste und im Gegensatz zur zweiten war sie größtenteils ein Stil, der auf einige Städte der damaligen Zeit, bedeutende Klöster sowie die Hofkreise des Kaisers und seiner führenden Vasallen beschränkt war.
Nach dem Niedergang des Karolingerreiches im 9. Jahrhundert wurde das Heilige Römische Reich unter der Dynastie der sächsischen Ottonen neu gegründet. Daraus entstand ein neuer Glaube an die Reichsidee und eine reformierte Kirche, die eine Zeit des gesteigerten kulturellen und künstlerischen Eifers schuf. In dieser Atmosphäre entstanden Meisterwerke, die die Traditionen verbanden, aus denen ottonische Künstler ihre Inspiration schöpften: Werke spätantiken, karolingischen und byzantinischen Ursprungs. Die erhaltene ottonische Kunst ist größtenteils religiös und in Form von illustrierten Manuskripten und Metallarbeiten in einer kleinen Anzahl von Zentren für einen engen Kreis von Gönnern im Umfeld des kaiserlichen Hofes sowie für wichtige Persönlichkeiten der Kirche entstanden. Ein Großteil davon war jedoch für die Präsentation vor einem breiteren Publikum, insbesondere vor Pilgern, bestimmt.
Der Stil ist im Allgemeinen aufsehenerregend, manchmal übertrieben, und anfangs weniger ausgefeilt als die karolingischen Entsprechungen, mit weniger direktem Einfluss der byzantinischen Kunst und weniger Verständnis für ihre klassischen Vorbilder. Um das Jahr 1000 herum entsteht jedoch in vielen Werken eine beeindruckende Intensität und Ausdruckskraft, die „eine feierliche Monumentalität mit einer lebendigen Innerlichkeit, eine weltfremde, visionäre Qualität mit einer scharfen Aufmerksamkeit für das Aktuelle, Oberflächenmuster aus fließenden Linien und satten, leuchtenden Farben mit leidenschaftlicher Emotionalität“ kombinierten.

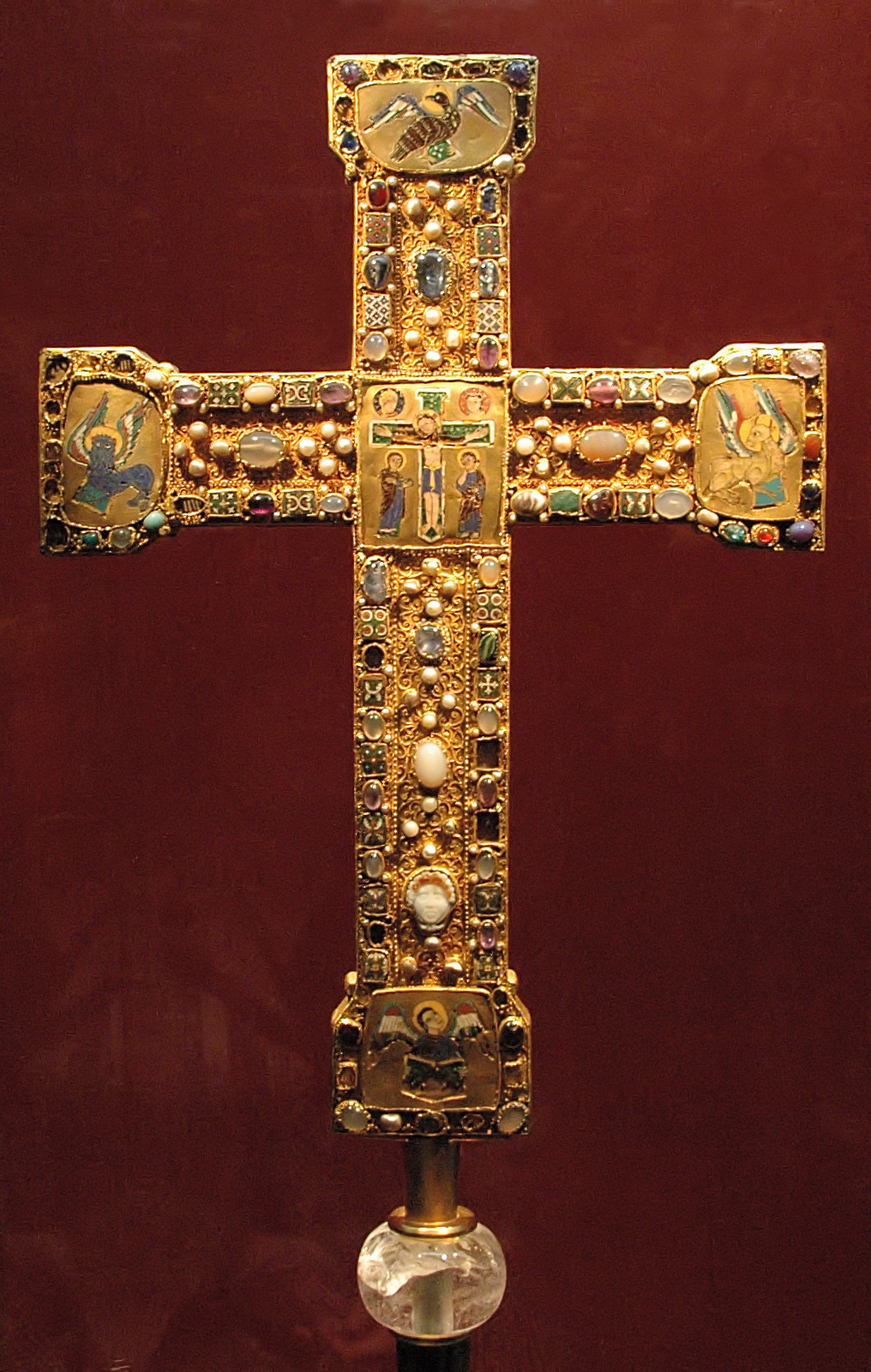
Kreuz mit den großen Senkschmelzen aus dem Essener Domschatz, ca. 1000
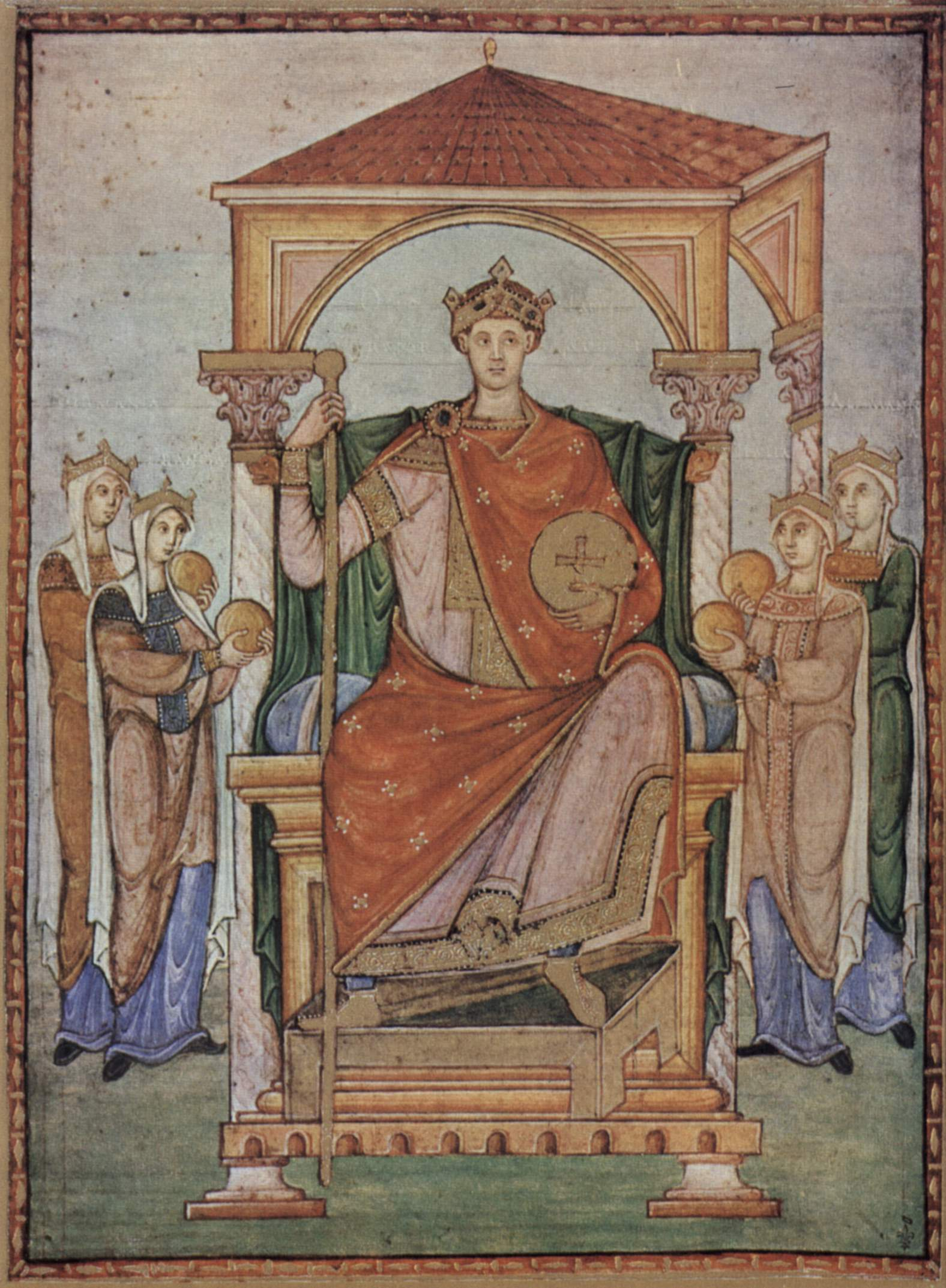
Abbildung von Otto II.
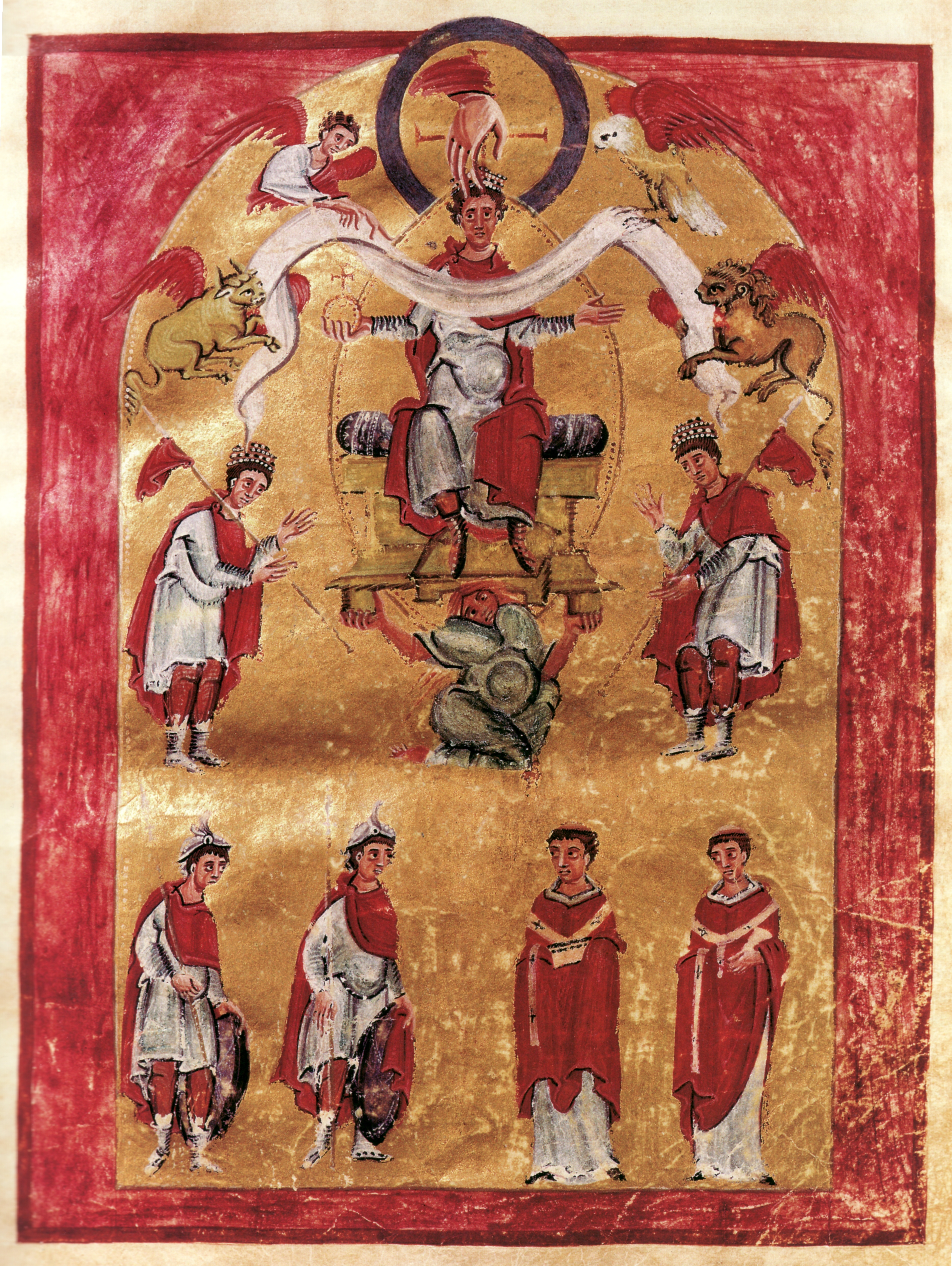
Thronbild Kaiser Ottos III aus dem Liuthar-Evangeliar
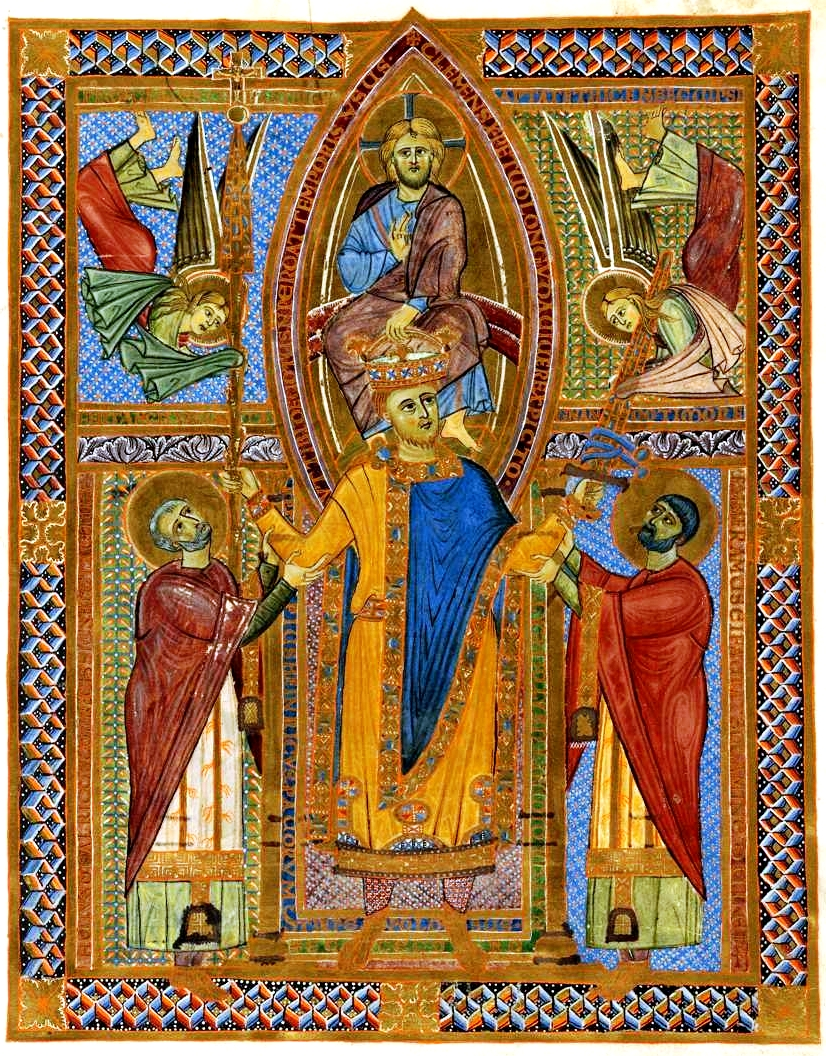
Abbildung der Krönung von Heinrich II. aus dem Sakramentar Heinrichs II.

#### Romanik
Die Romanik, der erste gesamteuropäische Stil, der nach dem Ende des Römischen Reichs entstand, erstreckte sich von der Mitte des 10. bis zum 13. Jahrhundert. In dieser Zeit erlebten monumentale Steinbauten mit komplexen baulichen Programmen eine Renaissance.
Romanische Kirchen zeichnen sich durch strenge Gliederung und geometrische Klarheit aus, die in ein einheitliches, volumetrisches Ganzes integriert sind. Die Architektur ist schlicht, wird aber durch dekorative Skulpturen an Kapitellen und Portalen sowie durch mit Fresken verzierte Innenräume belebt. Geometrische und Blattmuster weichen zunehmend dreidimensionalen figurativen Skulpturen.
Von der Mitte des 11. bis zum Beginn des 13. Jahrhunderts waren romanische Gemälde zweidimensional und zeichneten sich durch kräftige, lineare Umrisse und Geometrie aus, insbesondere bei der Darstellung von Faltenwürfen. Die Maler legten den Schwerpunkt auf Symmetrie und Frontalität. Nahezu alle westlichen Kirchen waren mit Wandmalereien verziert, aber wahrscheinlich waren nur wenige Wandmaler Mönche; stattdessen führten Wanderkünstler die meisten dieser Arbeiten aus. Das grundlegende Ausblicken wurde auf nassem Putz mit Erdfarben durchgeführt. Für eine maximale visuelle Wirkung wurde eine begrenzte Farbpalette verwendet, die von Weiß, Rot, gelbem Ocker und Azurblau dominiert wurde, wobei eine dichte Farbgebung einen Hintergrund aus Bändern bildete – eine Praxis, die in der spätklassischen Kunst als Versuch entstand, Erde und Himmel zu unterscheiden.
Im späten 11. und 12. Jahrhundert, dem großen Zeitalter des westlichen Mönchstums, erlebte Europa beispiellose wirtschaftliche, soziale und politische Veränderungen, die zu einem wachsenden Wohlstand unter den Landbesitzern, einschließlich der Klöster, führten. Die Nachfrage nach Büchern stieg, und der wirtschaftliche Wohlstand förderte die Produktion reich verzierter Manuskripte.
Eines der herausragenden Artefakte dieser Zeit ist der 70 m lange Bayeux-Teppich. Er zeigt die Ereignisse, die zur normannischen Eroberung Englands führten, mit den Protagonisten Wilhelm, Herzog der Normandie, und Harold, Graf von Wessex, später König von England, und gipfelt in der Schlacht von Hastings im Jahr 1066. Es wird angenommen, dass es aus dem 11. Jahrhundert stammt. Es erzählt die Geschichte aus der Sicht der erobernden Normannen, aber man geht heute davon aus, dass es in England angefertigt wurde – höchstwahrscheinlich von Frauen, obwohl diese Personen unbekannt sind.

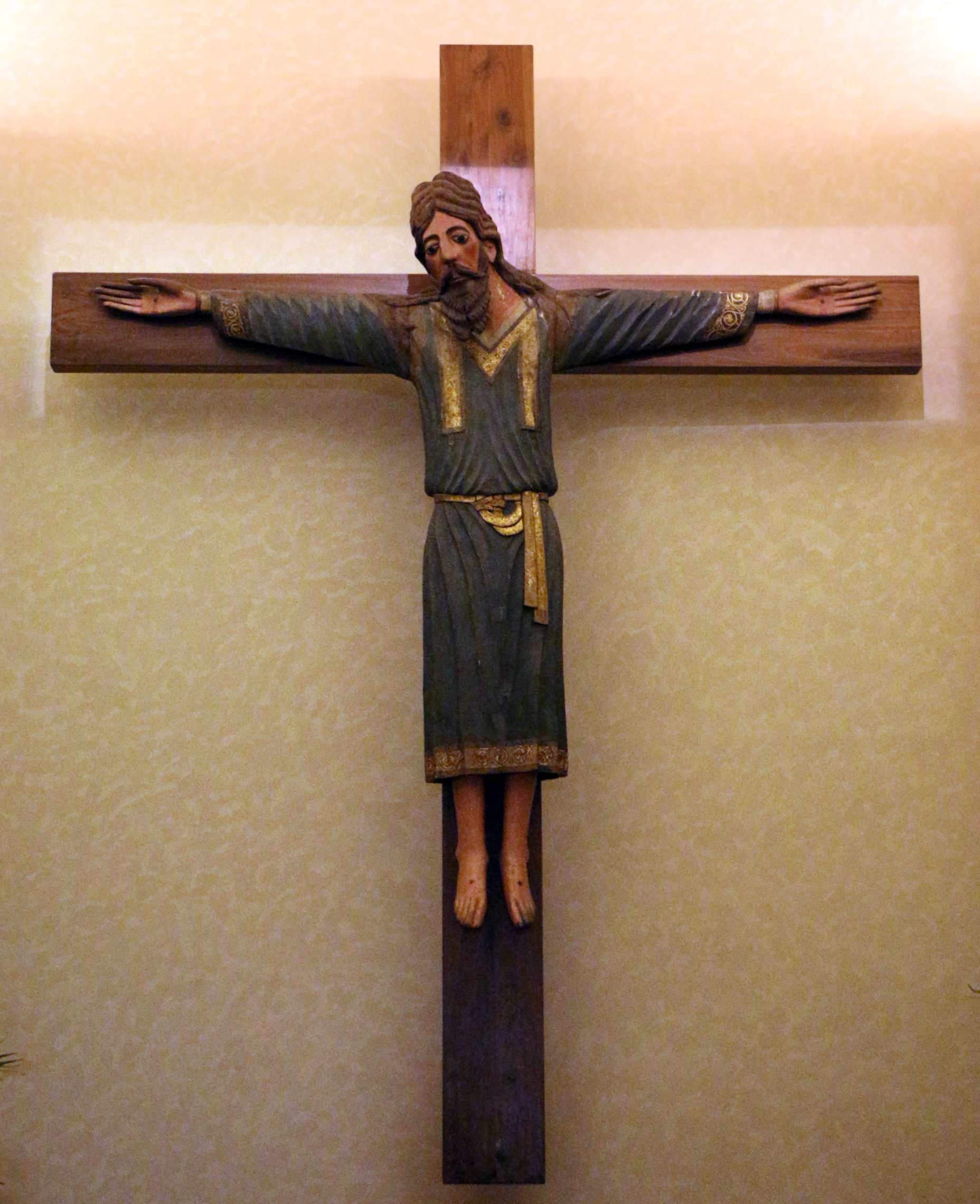
„Heiliges Antlitz“; 904–1018; Kathedrale von Sansepolcro (Sansepolcro, Italien)
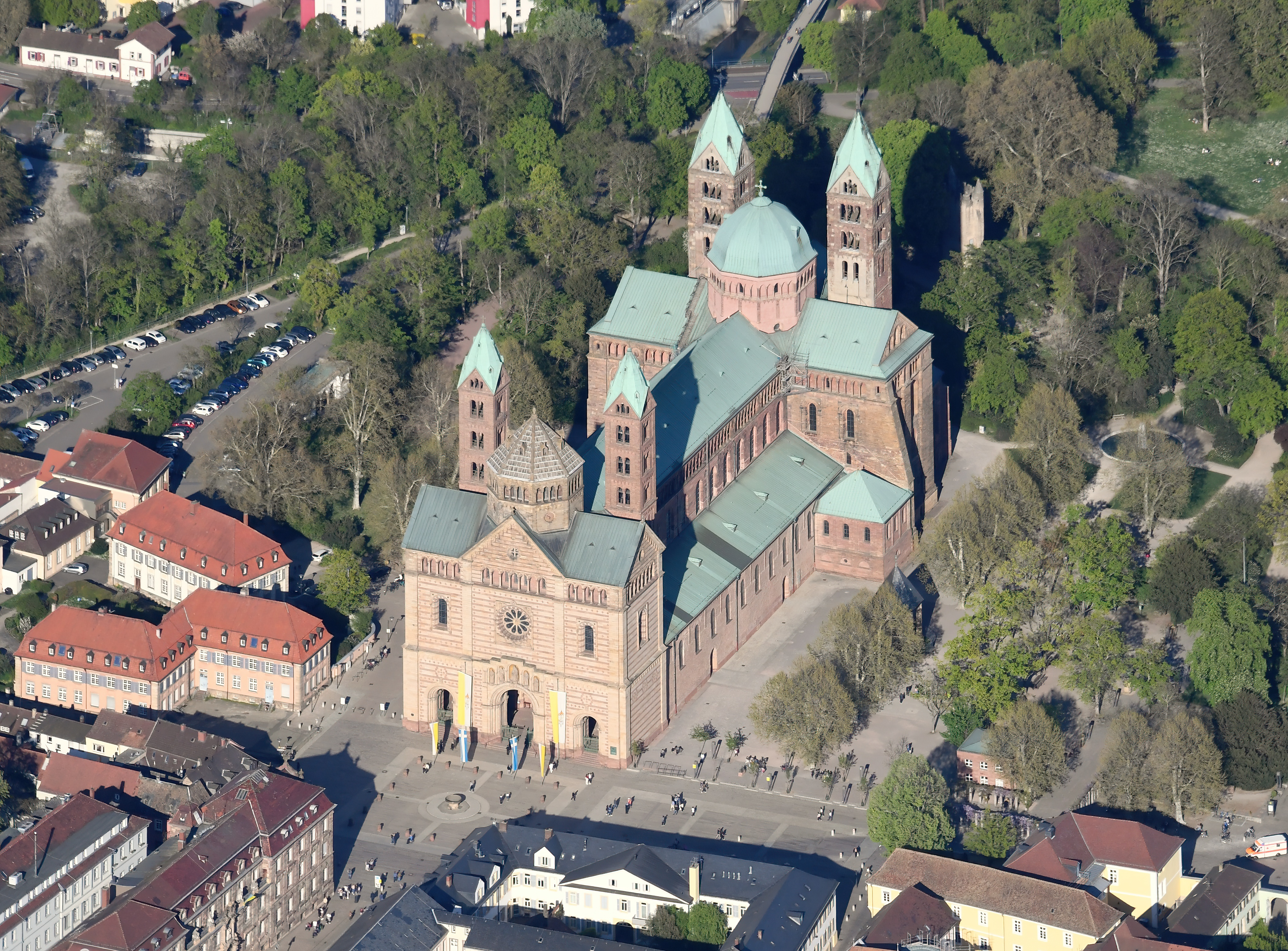
Speyerer Dom (Speyer, Deutschland), 1030–1106
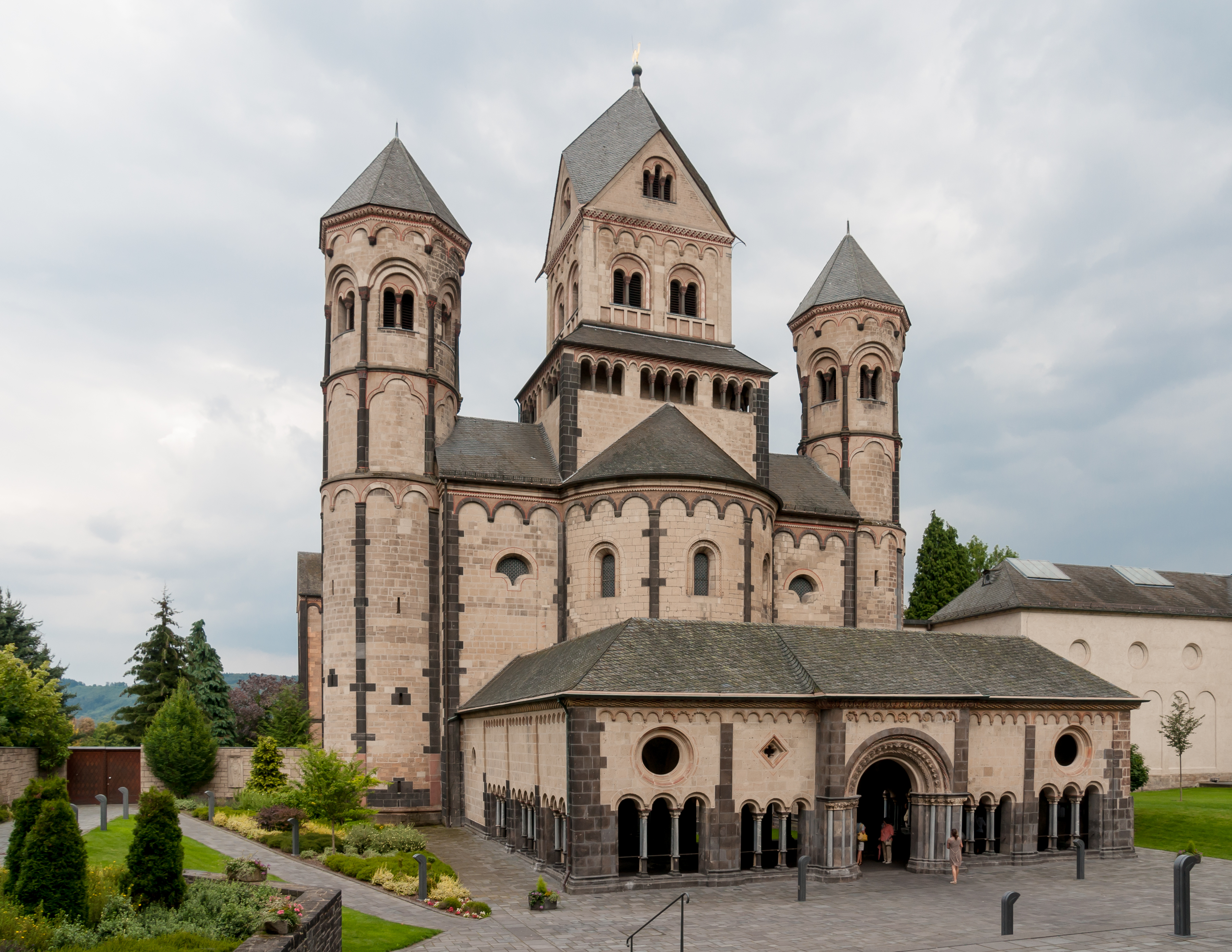
Kloster Maria Laach (Deutschland), 1093–1230
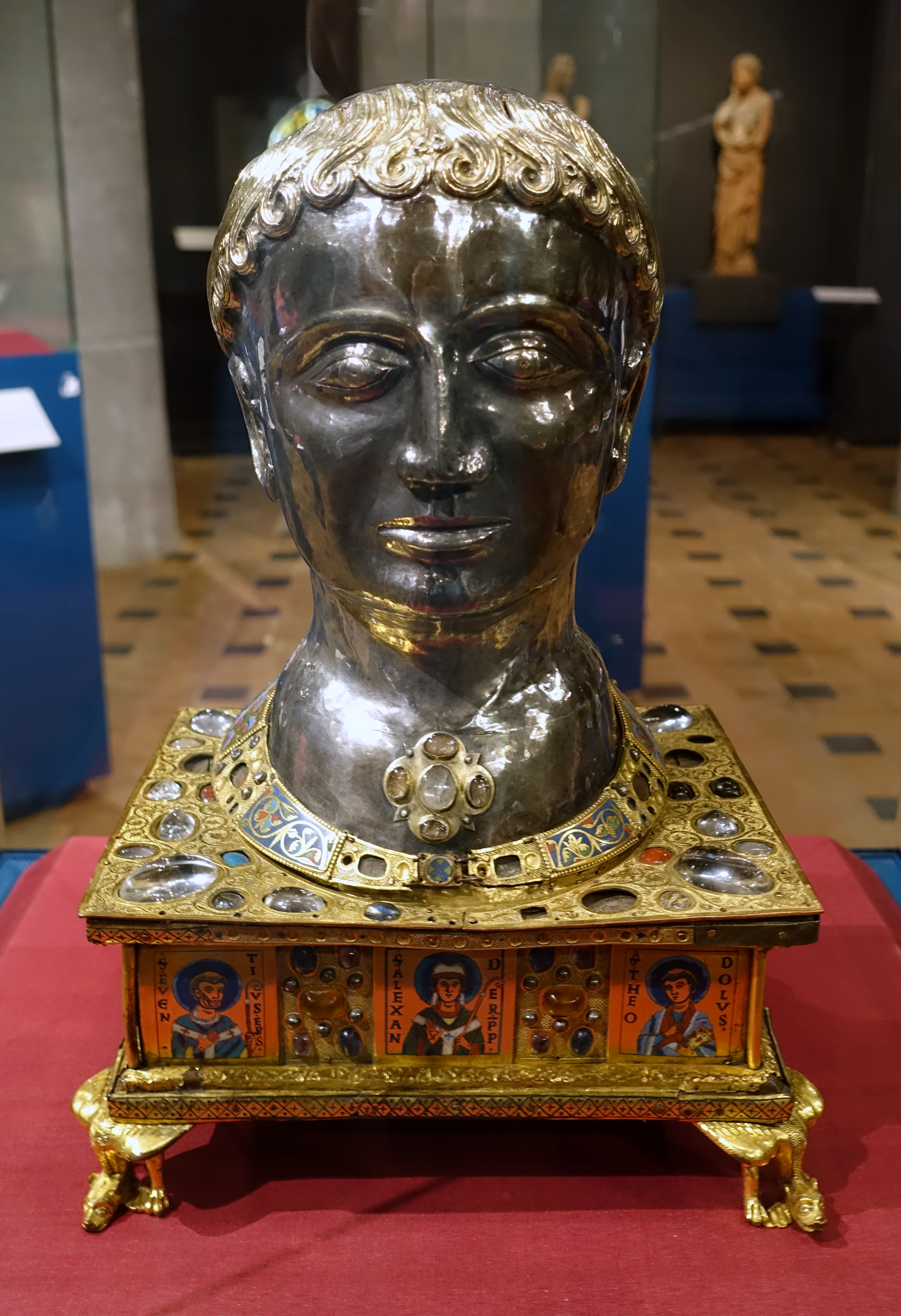
Kopf von Papst Alexander; 1145; Kunst- und Geschichtsmuseum (Brüssel, Belgien)
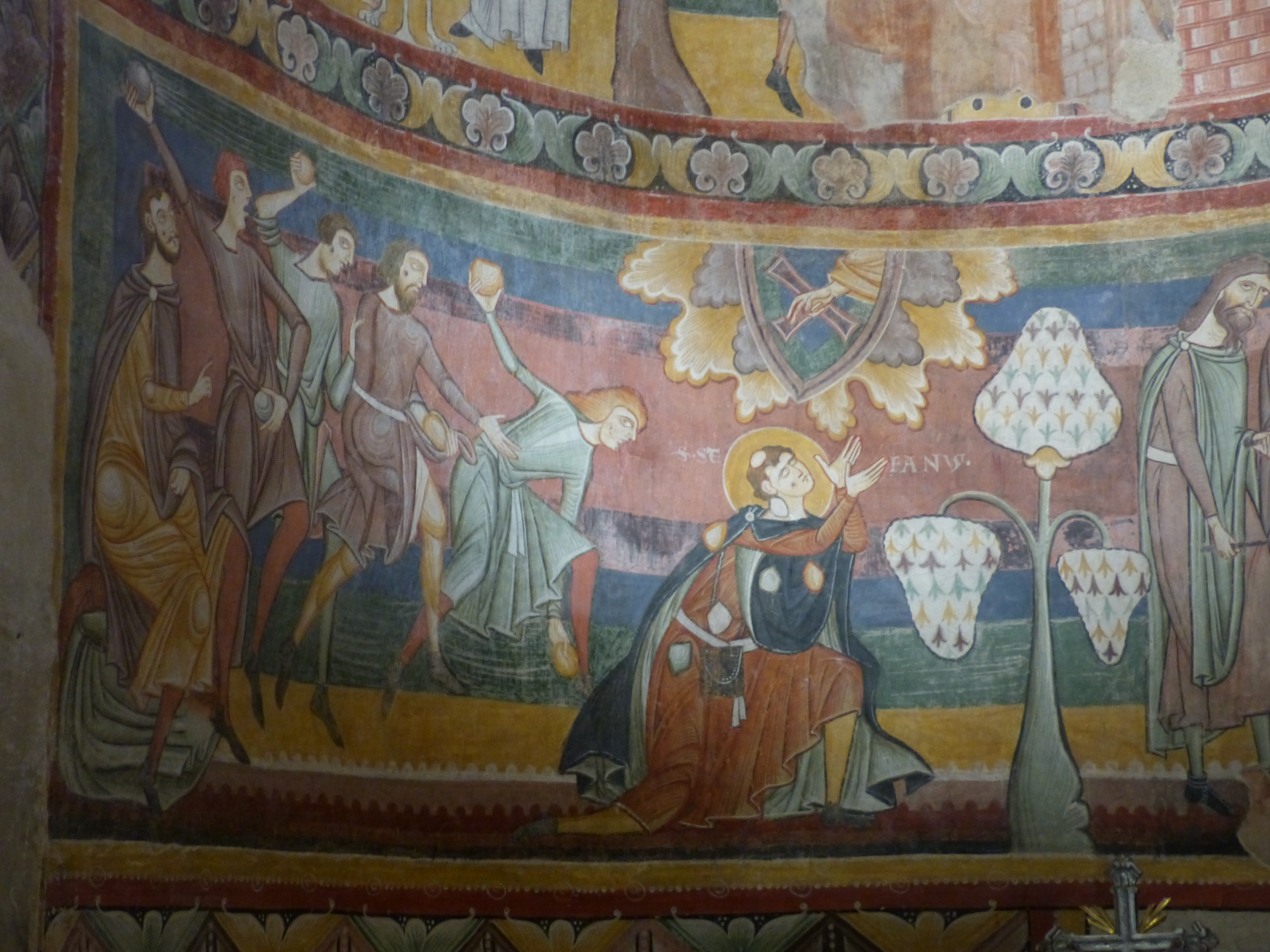
„Die Steinigung des Heiligen Stephanus“; 1160er Jahre; Stiftskirche St. Johann (Val Müstair, Kanton Graubünden, Schweiz)

### Gotik
Die gotische Kunst entwickelte sich im 12. Jahrhundert n. Chr. in Nordfrankreich aus der Romanik heraus und wurde von der gleichzeitigen Entwicklung der gotischen Architektur begleitet. Sie verbreitete sich in ganz Westeuropa und in weiten Teilen Süd- und Mitteleuropas, ohne die klassischeren Stile in Italien völlig zu verdrängen. Im späten 14. Jahrhundert entwickelte sich der raffinierte höfische Stil der internationalen Gotik, der sich bis ins späte 15. Jahrhundert weiterentwickelte.
Backsteingotik ist ein spezifischer Stil der gotischen Architektur, der in Nord- und Mitteleuropa weit verbreitet war, insbesondere in den Regionen an der Ostsee und in deren Umgebung, in denen es keine geeigneten Steinbrüche gibt. Die Gebäude wurden im Wesentlichen aus Ziegelsteinen gebaut.
Die imposanten gotischen Kathedralen mit ihren Skulpturenprogrammen und Buntglasfenstern sind der Inbegriff des gotischen Stils. Er unterscheidet sich von der Romanik durch seine segelförmigen Gewölbe mit unterstützenden Rippen und die Verwendung von Spitzbögen. Anstelle der dicken romanischen Mauern besitzen gotische Gebäude wenig Mauerfläche, aufgrund weitaus größerer Fenster. Wendeltreppen in Türmen sind typisch für die gotische Architektur.
Die gotische Malerei, die größtenteils in Tempera und später in Öl auf Holz ausgeführt wurde, sowie Fresken und eine immer breitere Palette von Sekundärfarben, wird im Allgemeinen als „naturalistischer“ als die Romanik angesehen. Die Menschlichkeit der religiösen Erzählung wurde hervorgehoben und der emotionale Zustand der Figuren individualisiert. Die zunehmende Urbanität der mittelalterlichen Wirtschaft und der Aufstieg des geistlichen und weltlichen Mäzenatentums führten zu einer Veränderung der Künste, was sich u. a. in den Entwicklungen der gotischen Manuskriptillumination zeigt. In den Werkstätten wurden Spezialisten für verschiedene Elemente der Seiten eingesetzt, wie z. B. Figuren oder Rankenmotive am Rand.

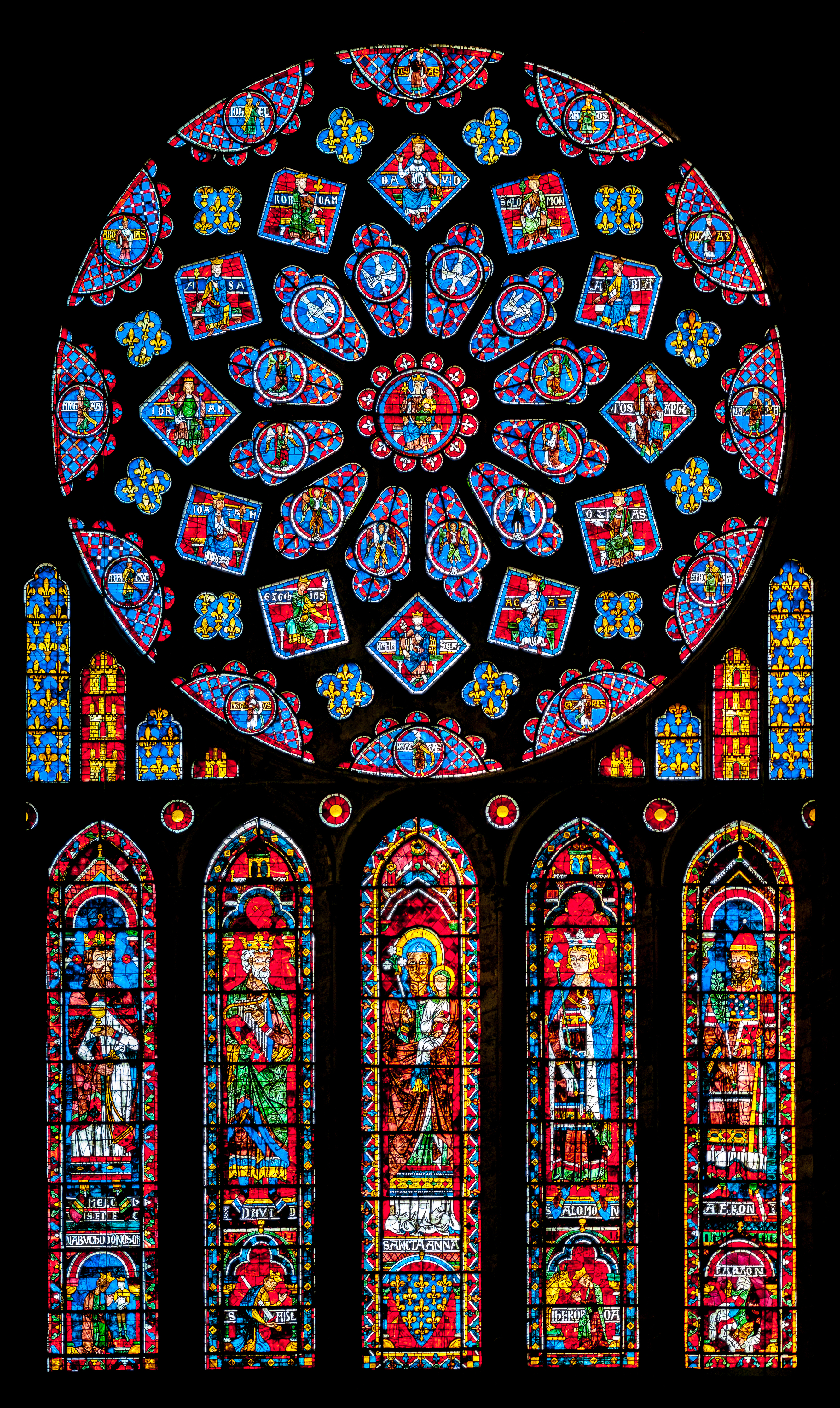
Fenster des nördlichen Querschiffs; ca. 1230–1235; Kathedrale von Chartres (Chartres, Frankreich)
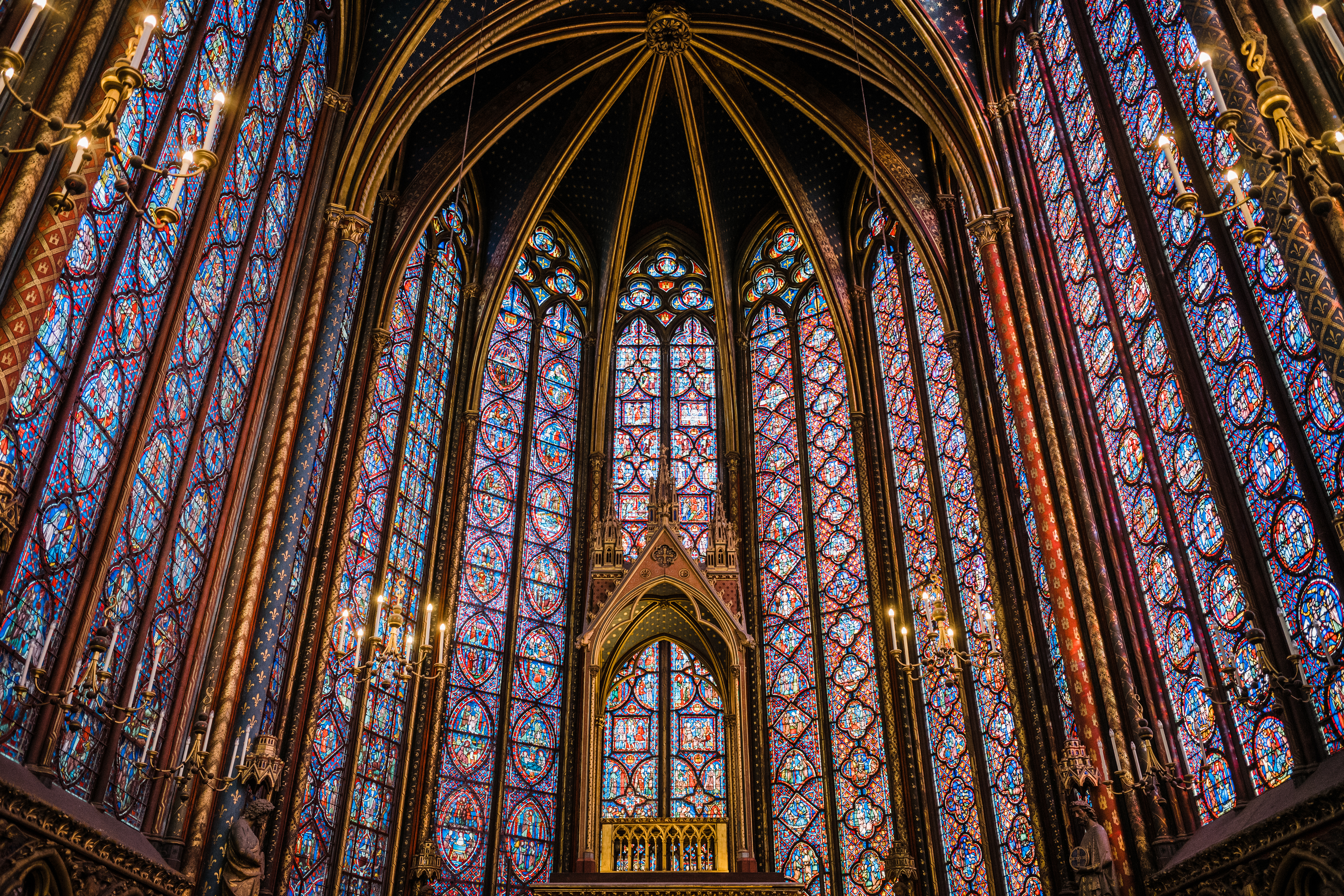
Die Sainte-Chapelle (Paris), 1243–1248, von Pierre de Montreuil
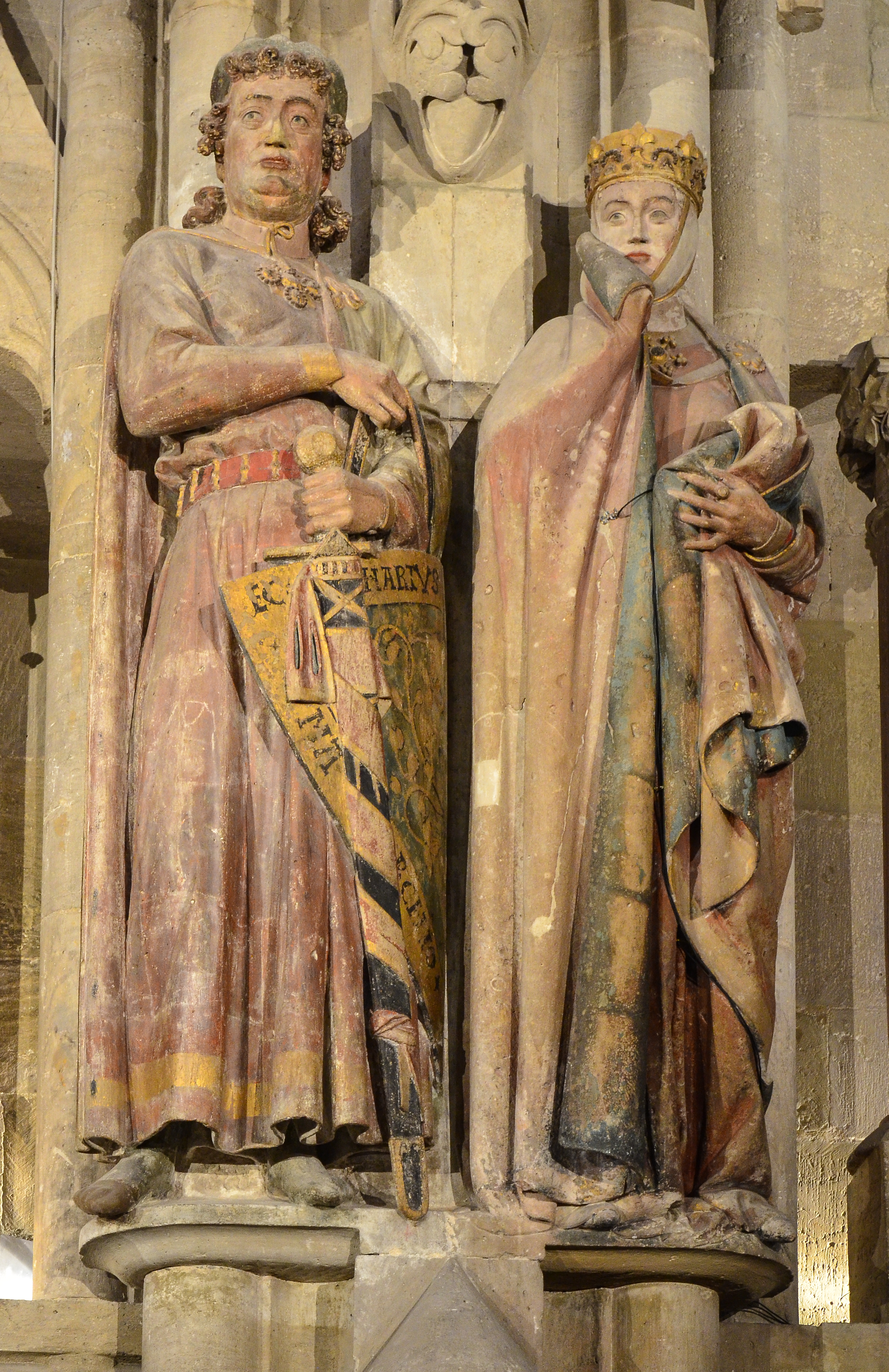
Ekkehard und Uta; zugeschrieben dem Naumburger Meister; 1245–1260; Naumburger Dom (Naumburg, Deutschland)
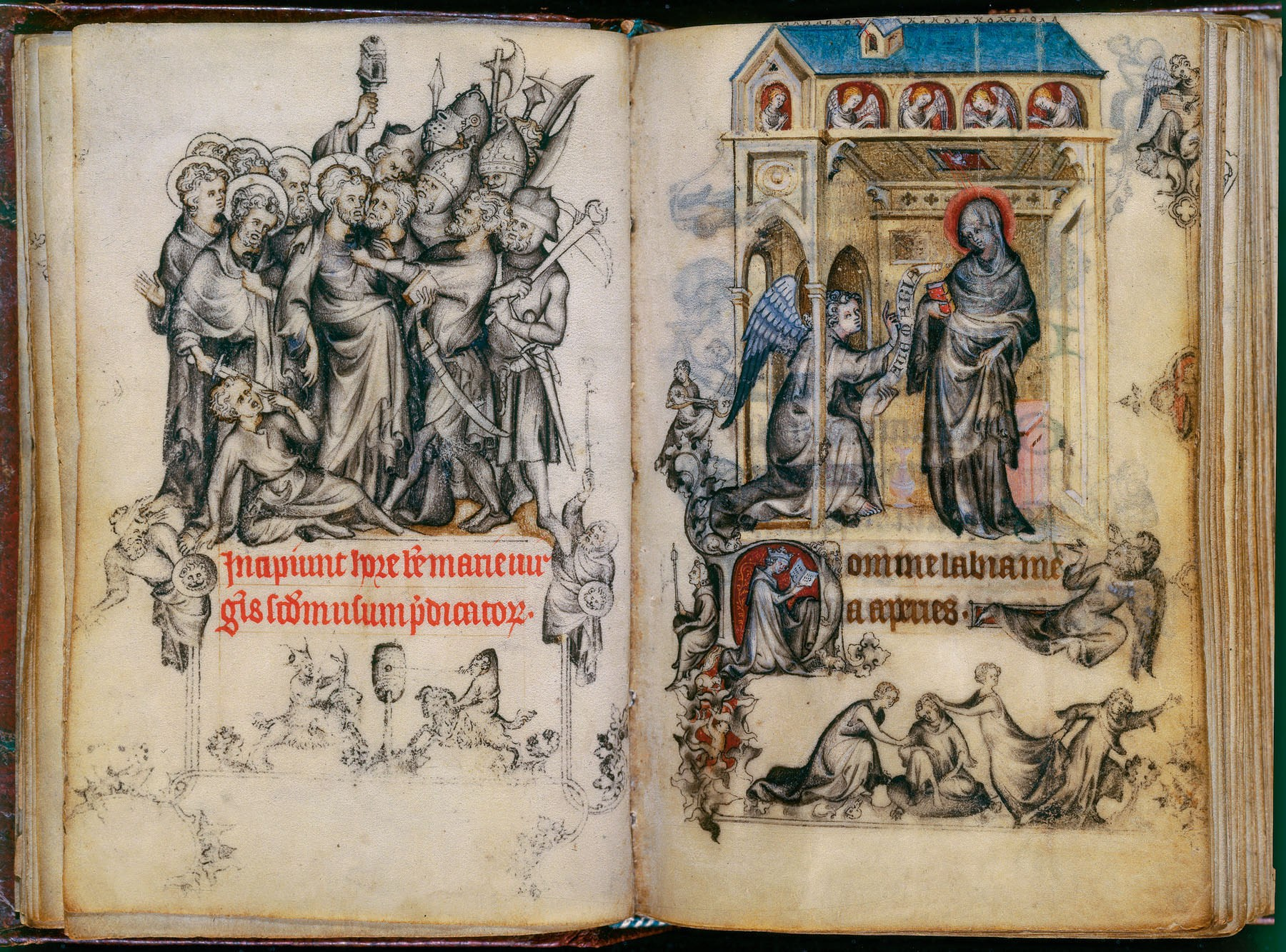
Die Gefangennahme Christi und die Verkündigung an Maria von Jean Pucelle; 1324–1328; Metropolitan Museum of Art (New York City)
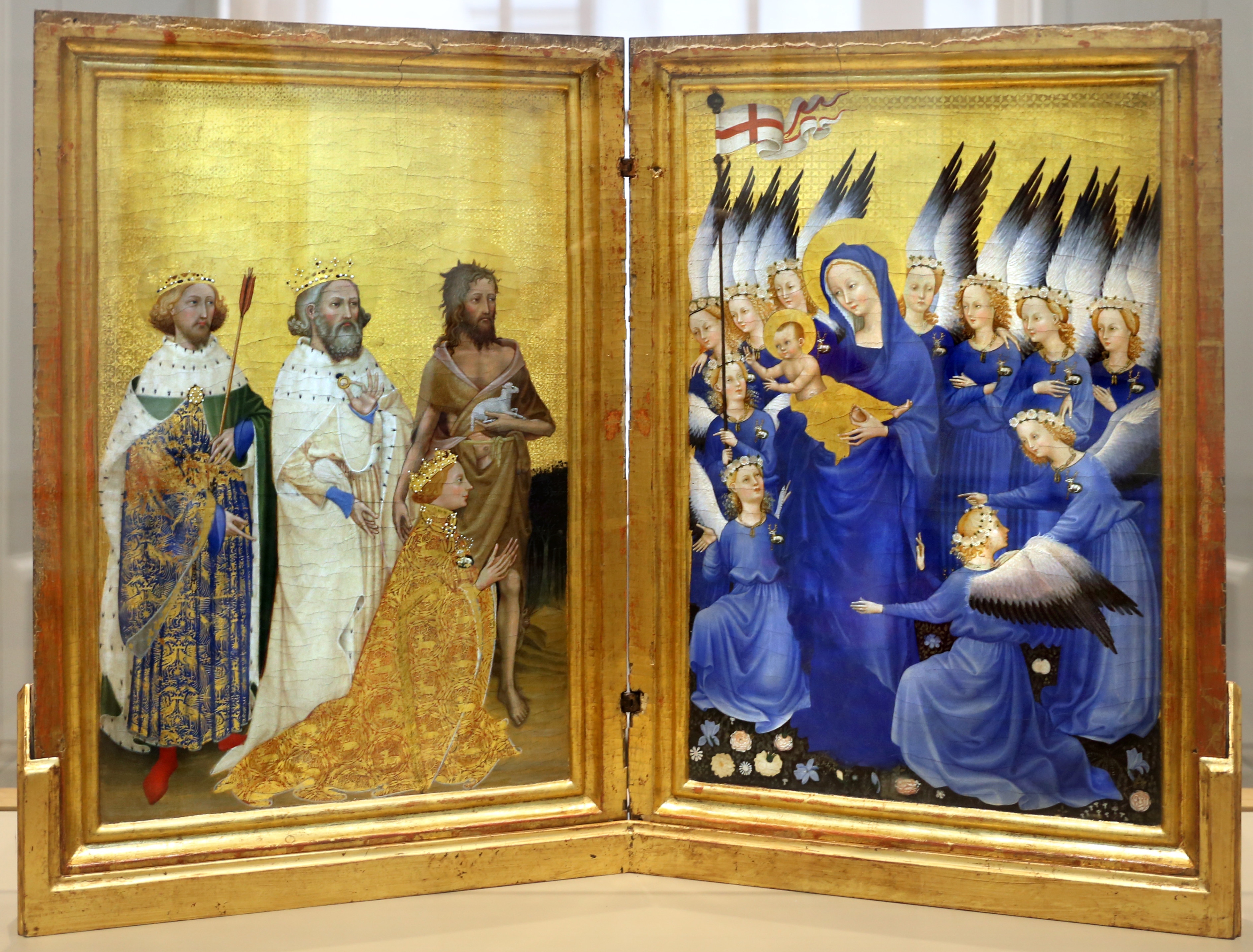
Wilton-Diptychon; 1395–1459; National Gallery (London)
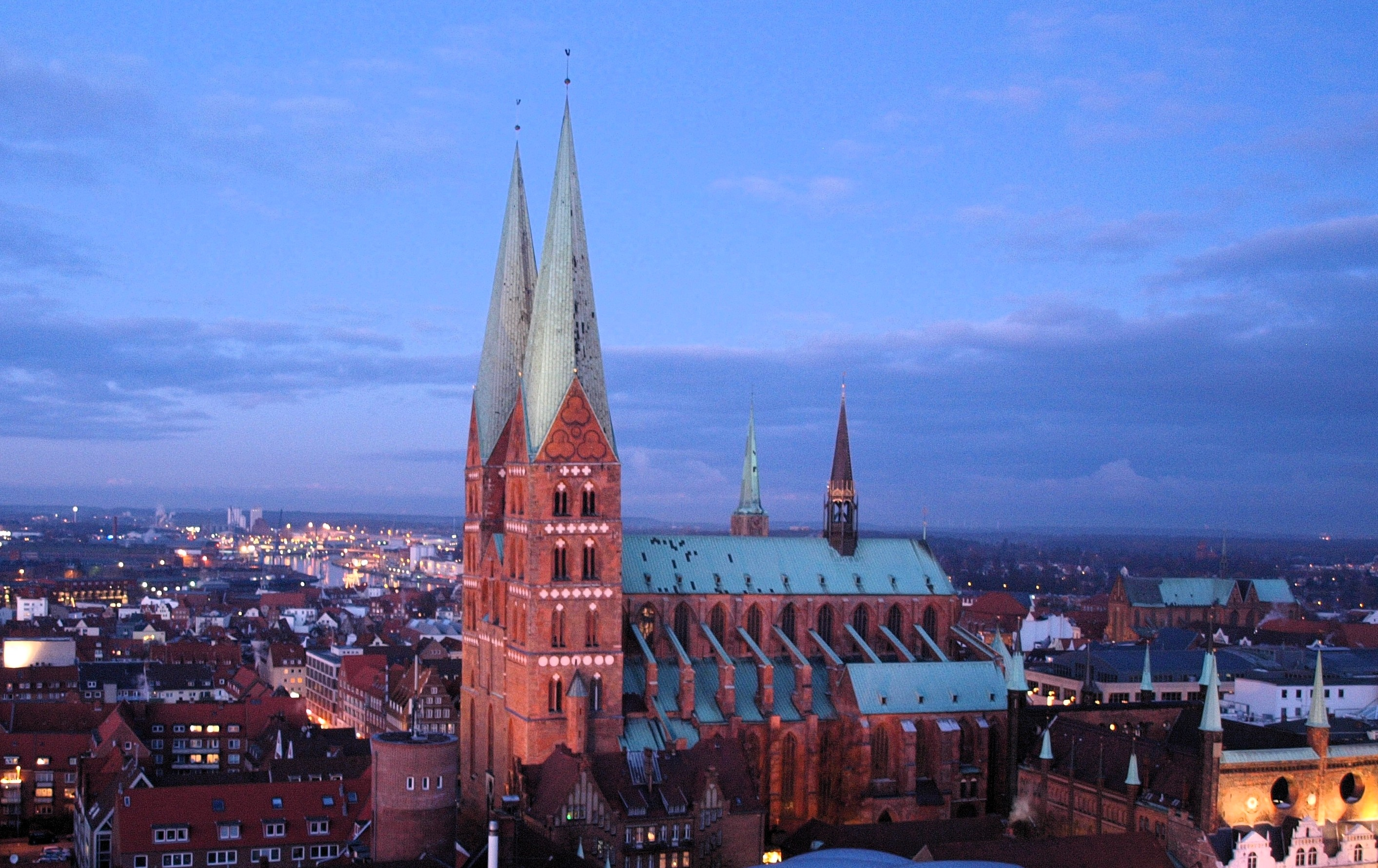
Marienkirche (Lübeck), 1265–1352
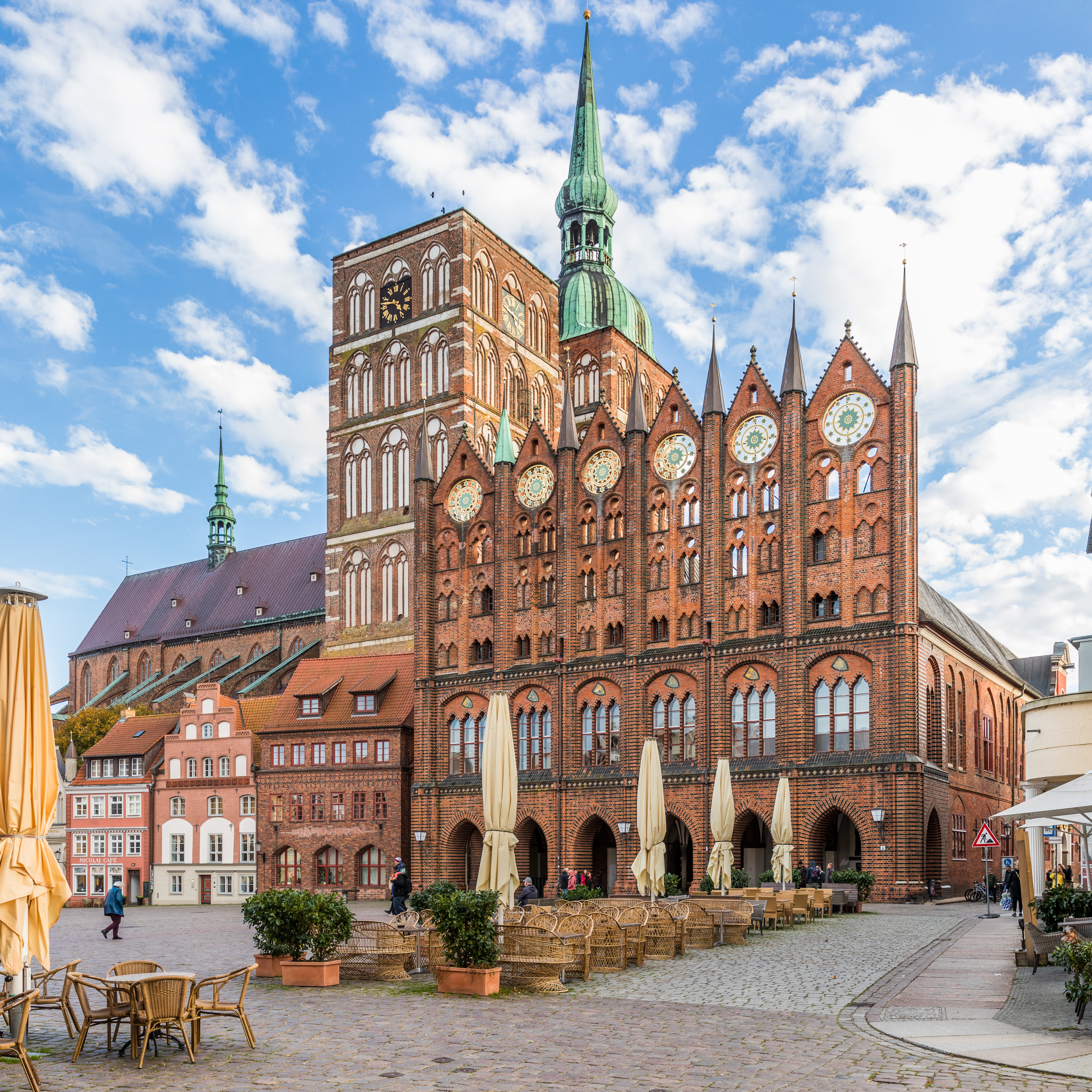
Rathaus und St.-Nikolai-Kirche in Stralsund, erbaut zwischen 1250 und 1400
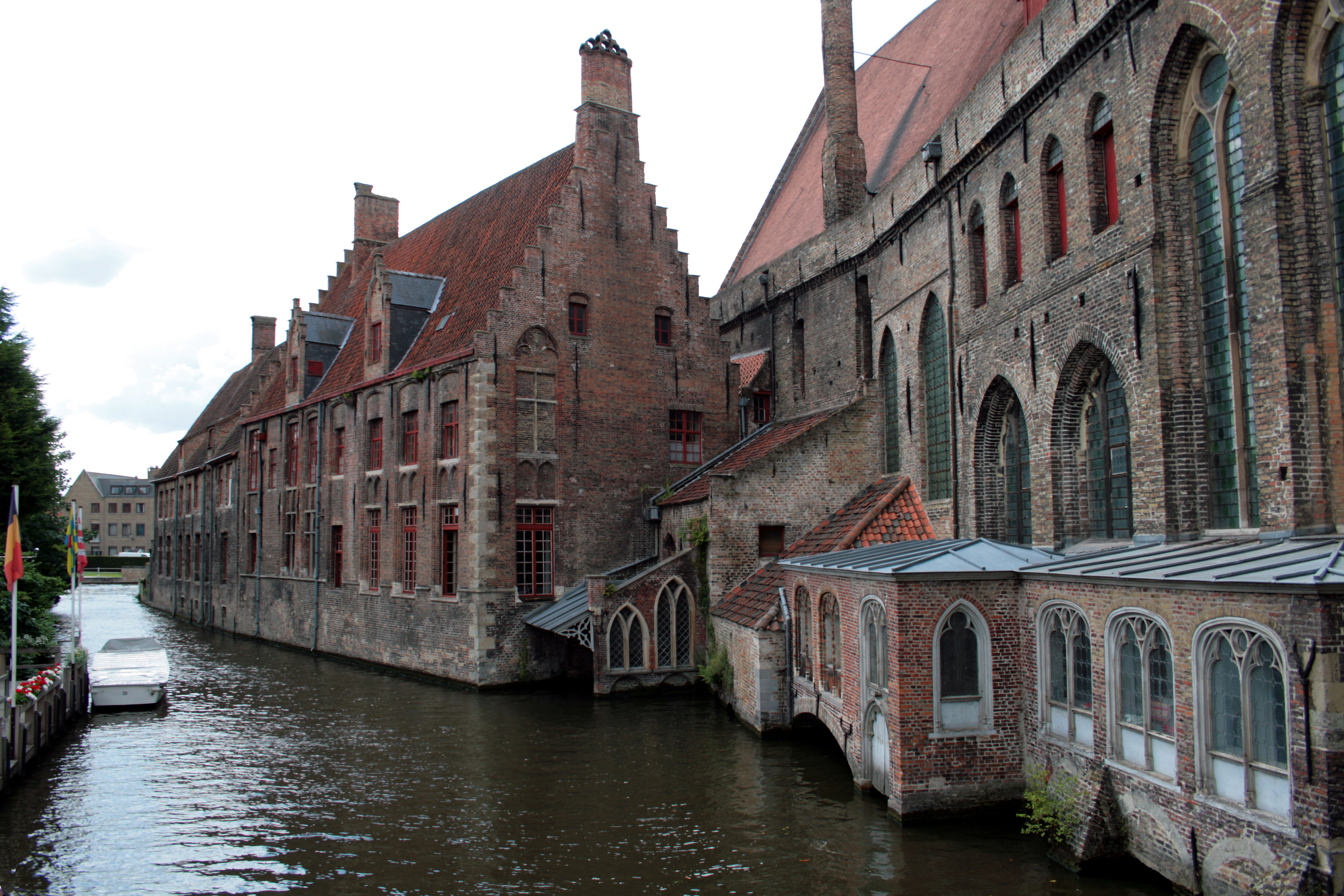
Backsteingotik mit einigen Verzierungen aus Stein, Sint-Janshospitaal, 13. bis 15. Jahrhundert, in Brügge, Belgien

### Renaissance

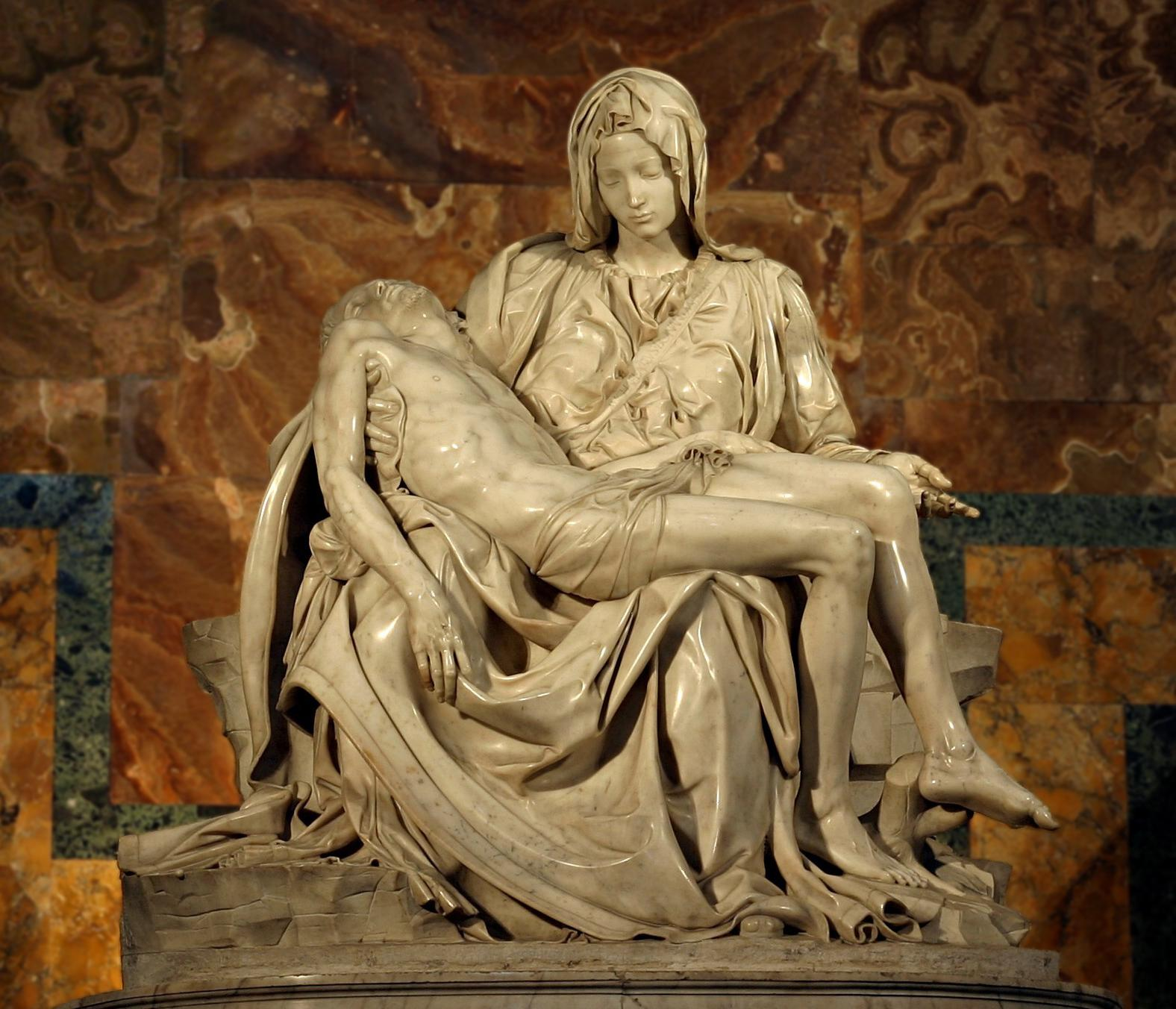
Pietà im Petersdom im Vatikan in Rom

Der Begriff Renaissance umfasst die Frührenaissance, die Hochrenaissance und die Spätrenaissance und beschreibt die „Wiedergeburt“ eines neuen Interesses an der klassischen Antike in Europa. Zum ersten Mal seit der Antike wurde die Kunst lebensecht. Neben der antiken Vergangenheit studierten die Künstler der Renaissance auch die Natur und erlangten ein Verständnis für den menschlichen Körper, Tiere, Pflanzen, Raum, Perspektive und die Eigenschaften des Lichts. Das häufigste Thema waren weiterhin religiöse Themen, aber auch Darstellungen mythologischer Geschichten wurden produziert. Außerdem gab es keinen einheitlichen Renaissancestil. Jeder Künstler entwickelte seine eigene, unverwechselbare Bildsprache, die von seinen Vorgängern und Zeitgenossen beeinflusst wurde.
Die Frührenaissance war eine Zeit großer schöpferischer und intellektueller Aktivität, in der sich Künstler vollständig von den Parametern der byzantinischen Kunst lösten. Allgemein wird angenommen, dass sie im frühen 15. Jahrhundert in Florenz im heutigen Italien begann. Sie ist gekennzeichnet durch ein starkes Interesse an klassischer Literatur, Philosophie und Kunst, das Wachstum des Handels, die Entdeckung neuer Kontinente und neue Erfindungen. Das Interesse an der Kunst und Literatur des antiken Roms lebte wieder auf, und das Studium antiker griechischer und lateinischer Texte führte zu Ideen des Individualismus und der Vernunft, die als Humanismus bekannt wurden. Humanisten betonten die Bedeutung des individuellen Denkens, was sich auf die Herangehensweise der Künstler auswirkte.
Obwohl die Renaissance stark mit Italien in Verbindung gebracht wird, insbesondere mit Florenz, Rom und Venedig, war auch der Rest Westeuropas an ihr beteiligt. Die nördliche Renaissance fand ab dem frühen 15. Jahrhundert in Europa nördlich der Alpen mit Zentrum in Flandern und den Niederlanden statt und folgte auf eine Periode künstlerischer gegenseitiger Befruchtung zwischen Nord und Süd, die als „Internationale Gotik“ bekannt ist. Es gab einen großen Unterschied zwischen der nördlichen und der italienischen Renaissance. Die Künstler des Nordens versuchten nicht, die Werte des antiken Griechenlands und Roms wiederzubeleben, wie es die Italiener taten, sondern entwickelten mit der neuen Ölfarbenmalerei eine breite Palette tiefer Farbtöne, mit der sie die Stofflichkeit der Materialien sowie die Individualität des menschlichen Gesichts betonten. Die protestantische Reformation verstärkte das Interesse des Nordens an weltlicher Malerei, wie Porträts oder Landschaften. Bedeutende Künstler des Nordens waren Jan van Eyck, Rogier van der Weyden, Hieronymus Bosch, der für seine surrealen Gemälde wie Der Garten der Lüste bekannt ist, und Albrecht Dürer, der die neue Kunst der Druckgrafik auf ein neues Level hob.
Die Hochrenaissance des späten 15. und frühen 16. Jahrhunderts wurde durch die Tatsache beeinflusst, dass sich die päpstliche Macht in Rom stabilisierte und mehrere Päpste bedeutende Werke der Kunst und Architektur in Auftrag gaben, um den früheren Glanz der Stadt wiederherzustellen. Raffael und Michelangelo schufen für die Päpste umfangreiche und grandiose Projekte. Das berühmteste malerische Werk dieses Teils der Renaissance ist wahrscheinlich die Decke der Sixtinischen Kapelle. In der Architektur hebt sich der Petersdom hervor.
Der Manierismus löste sich von den Idealen der Hochrenaissance in Bezug auf Harmonie und einen rationalen Kunstansatz und wandte sich übertriebenen Formen, gestreckten Proportionen und lebhafteren Farben zu. Er entwickelte sich in Italien zwischen 1510 und 1520 unter Künstlern, die Originalität über alles schätzten. Der Name dieser Bewegung stammt vom italienischen maniera, was „Stil“ oder „Art“ bedeutet. Das Wort sollte den während der Hochrenaissance erreichten Exzellenzstandard beschreiben, an dem sich nun alle Kunst orientieren sollte. In der Praxis führte es jedoch zu Stilisierung und Kunst, die „Kunst zeigen“ sollte, manchmal mit großem Erfolg, wie beispielsweise bei Raphaels Schüler Giulio Romano. Der Stilbegriff des Manierismus wurde auch allgemeiner verwendet, um eine Zeit nach der Renaissance und vor dem Barock zu beschreiben.

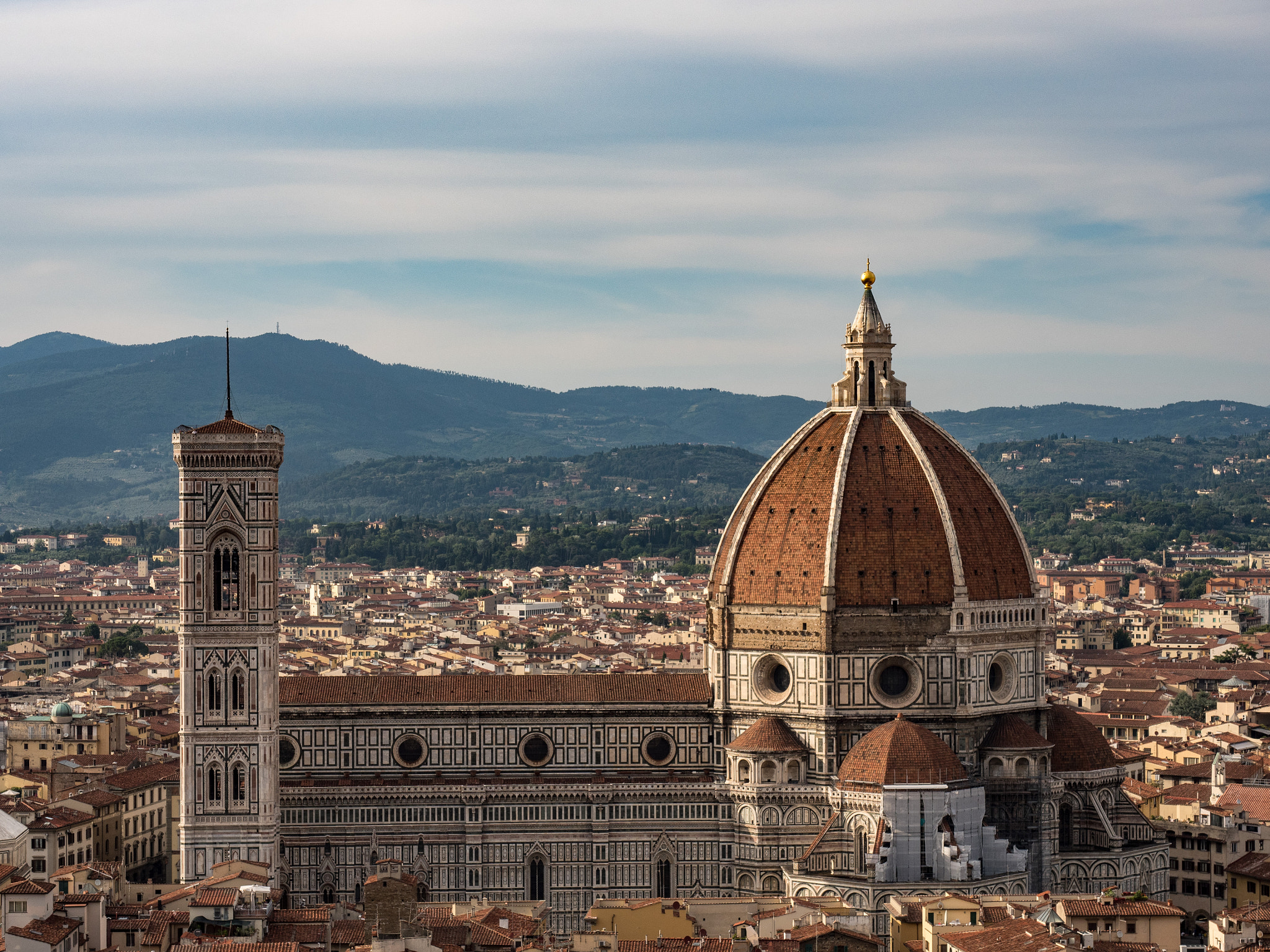
Die Kathedrale von Florenz, 1294–1436, von Arnolfo di Cambio, Filippo Brunelleschi und Emilio De Fabris
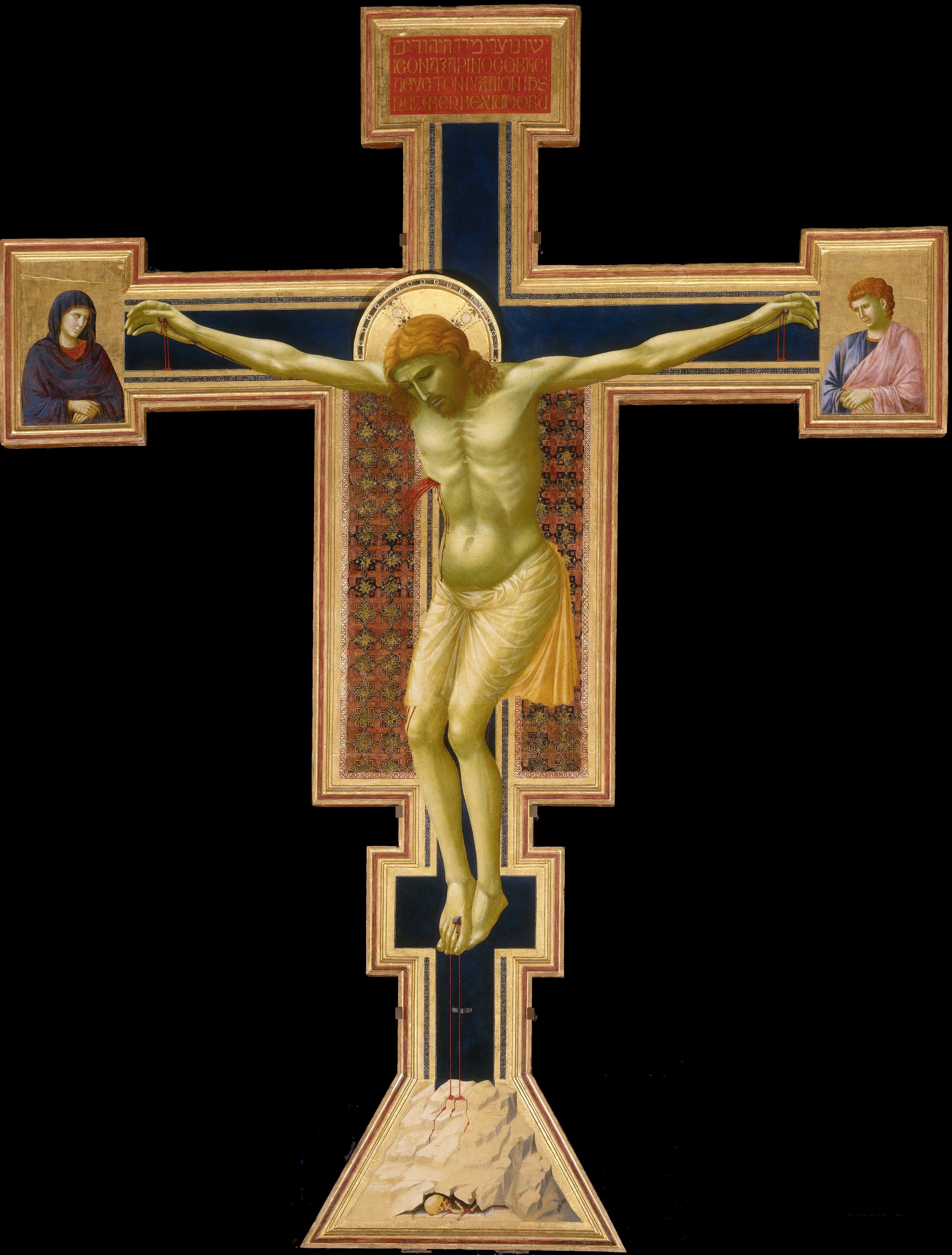
Kruzifix von Giotto; ca. 1300; Santa Maria Novella (Florenz)
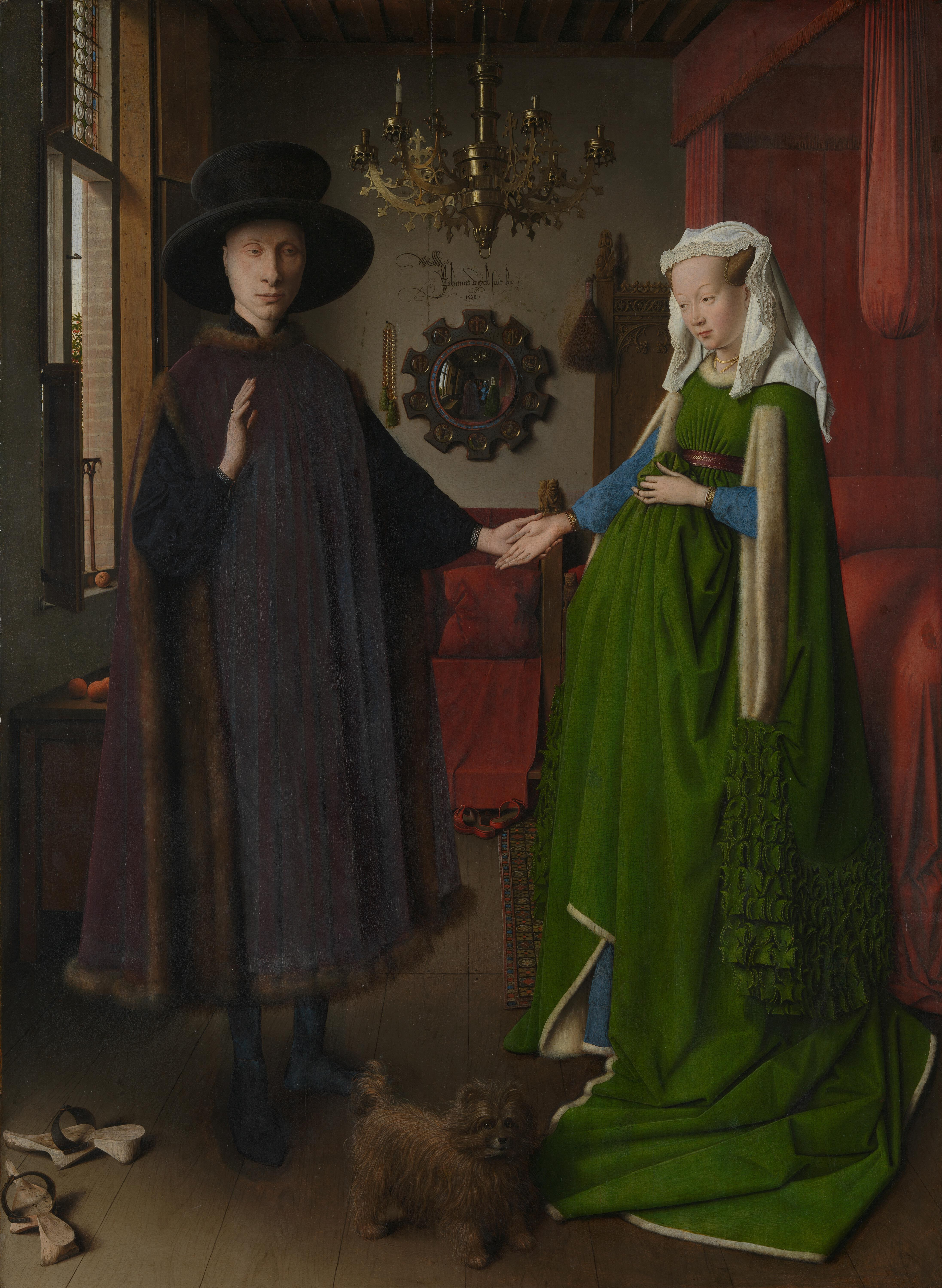
Arnolfini-Hochzeit von Jan van Eyck; 1434; National Gallery (London)
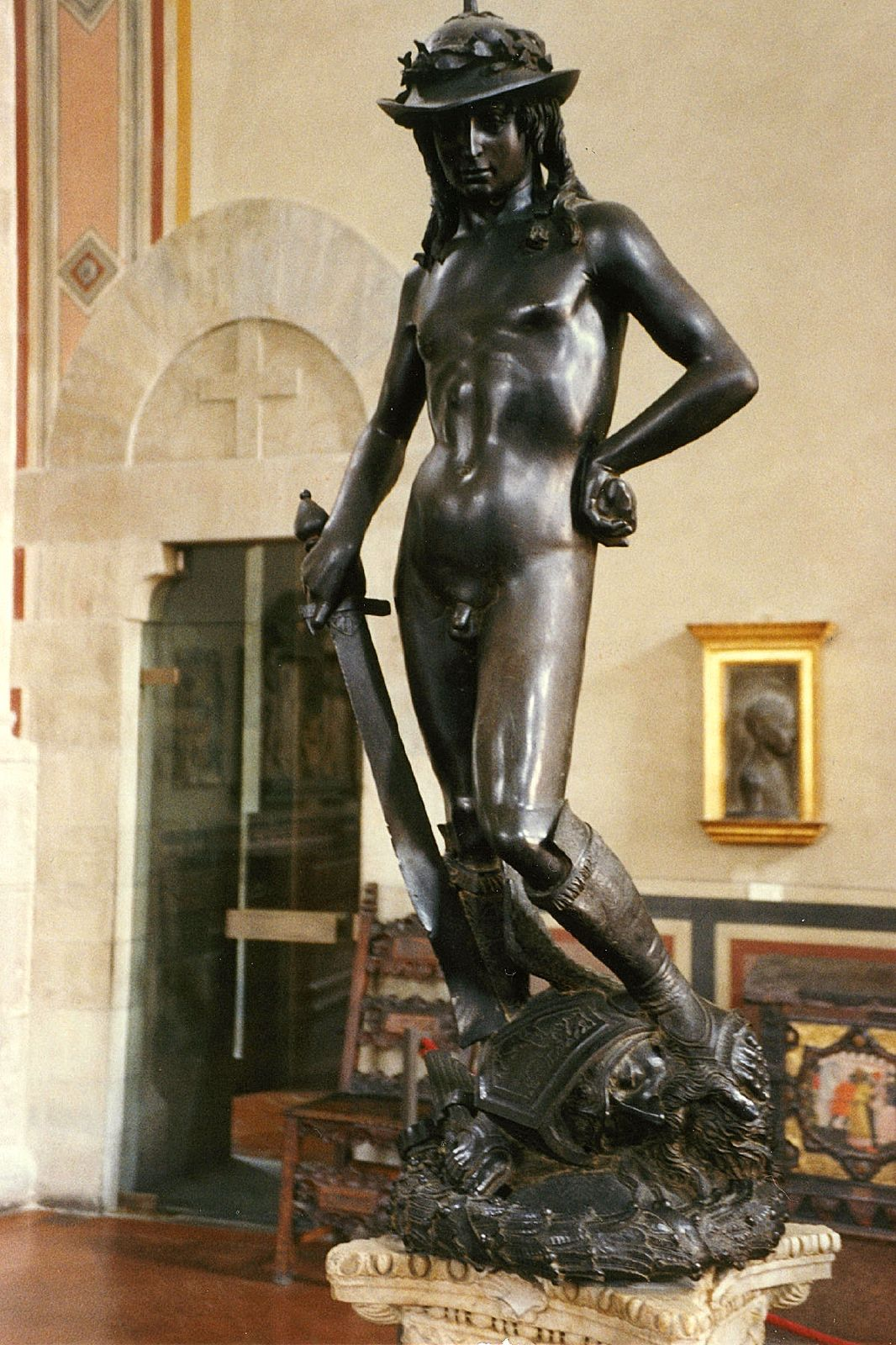
David von Donatello; ca. 1460; Bargello (Florenz)
Der Heilige Georg und der Drache von Paolo Uccello; ca. 1470; National Gallery (London)
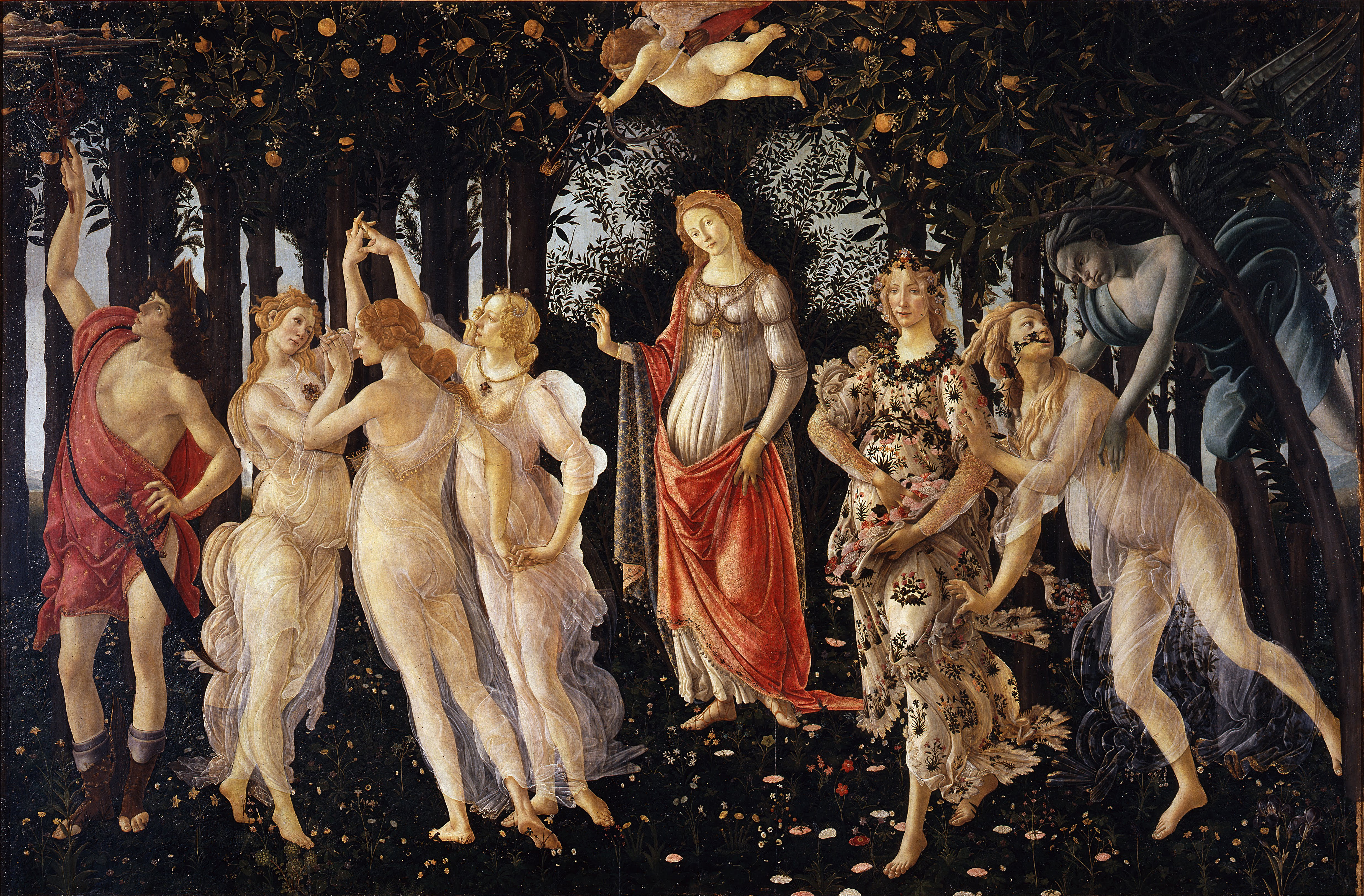
Primavera von Sandro Botticelli; ca. 1478; Uffizien (Florenz)
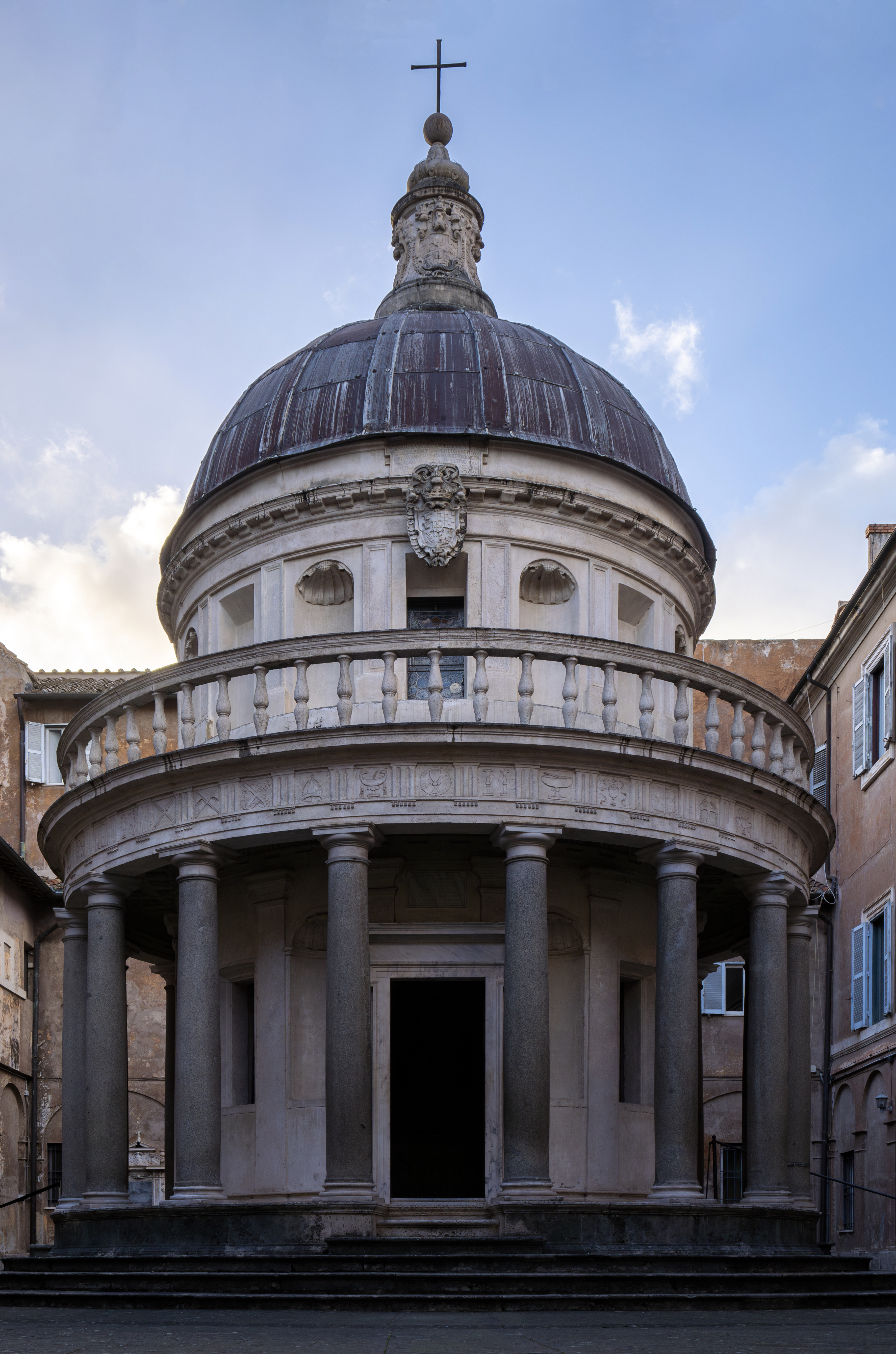
Der Tempietto (San Pietro in Montorio, Rom), 1502, von Donato Bramante
Mona Lisa von Leonardo da Vinci; ca. 1503–1519; Louvre (Paris)
Der Garten der Lüste von Hieronymus Bosch; Museo del Prado (Madrid)
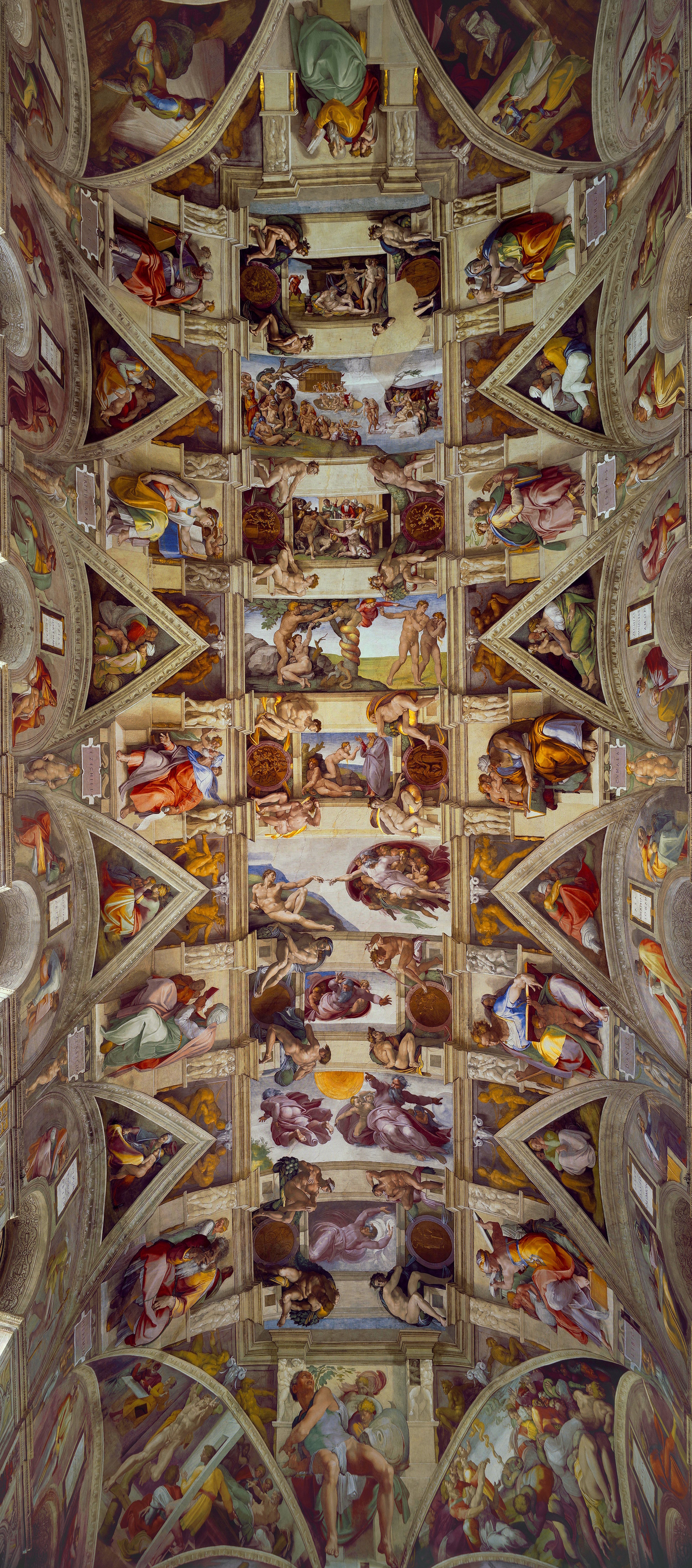
Decke der Sixtinischen Kapelle von Michelangelo; 1508–1512, Rom
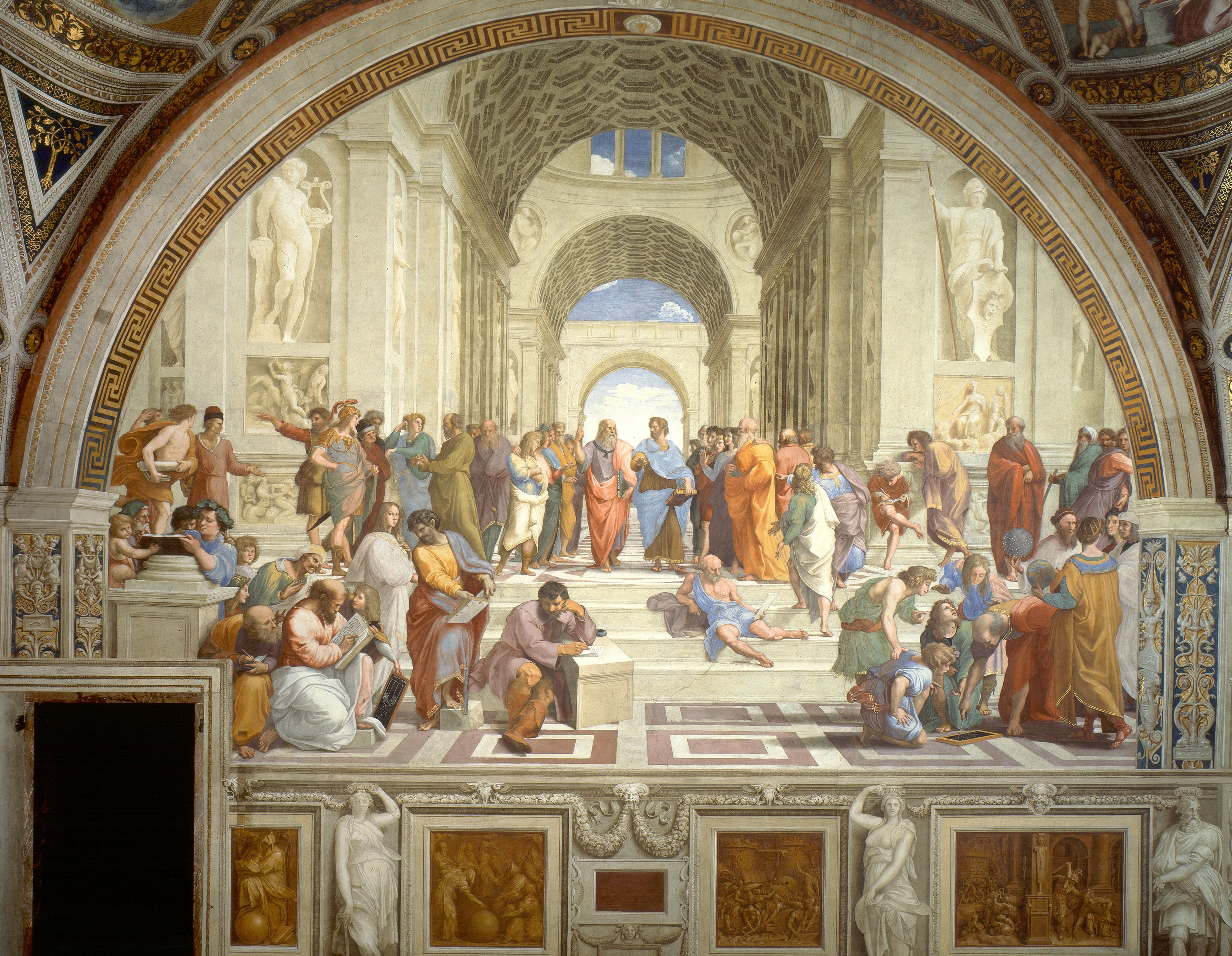
Die Schule von Athen von Raffael; 1509–1510; Apostolischer Palast (Vatikanstadt)
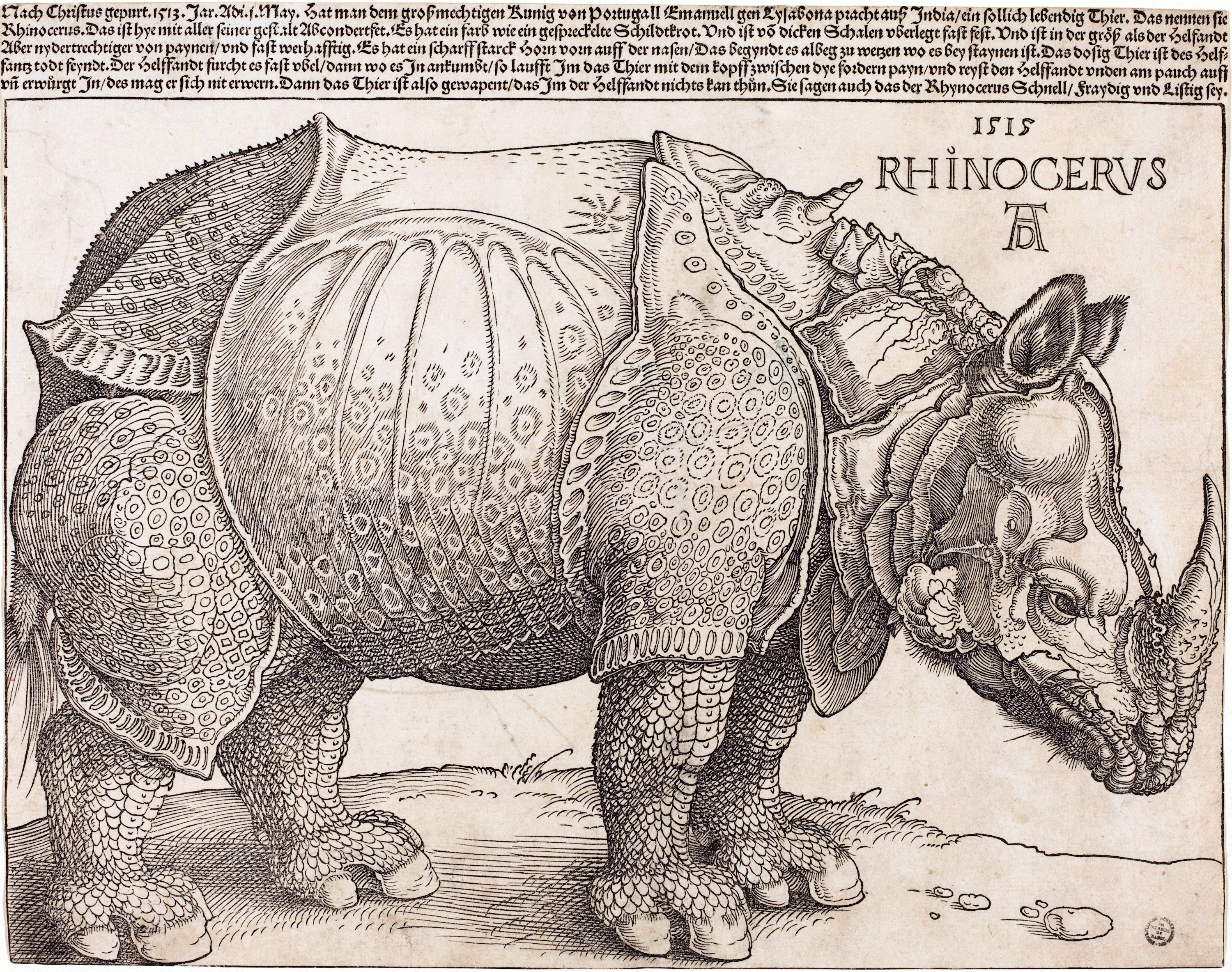
Rhinocerus von Albrecht Dürer; 1515; National Gallery of Art (Washington, D.C.)
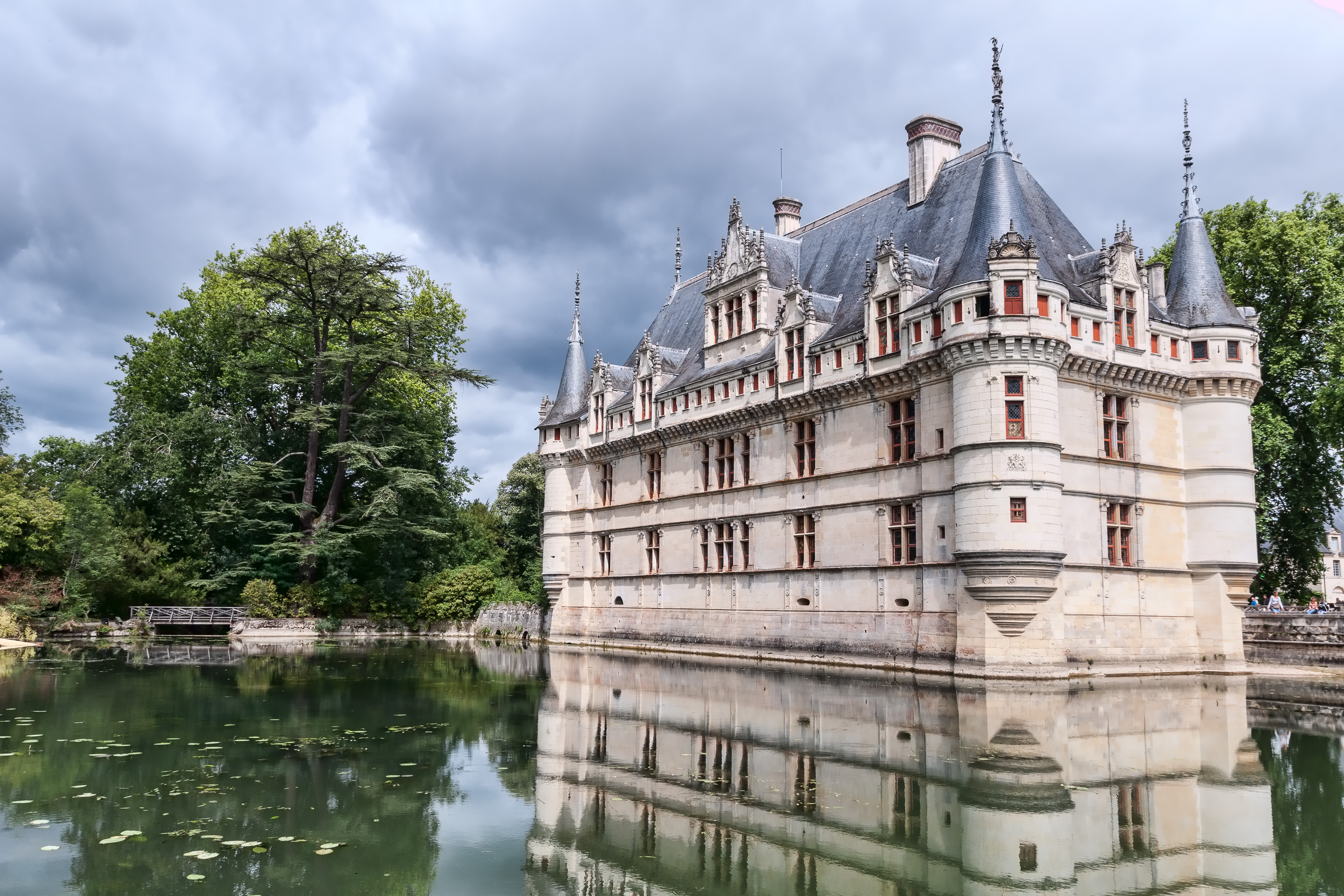
Schloss Azay-le-Rideau (Loire, Frankreich), 1518–1527
Der Turmbau zu Babel von Pieter Bruegel dem Älteren; 1563; Kunsthistorisches Museum (Wien)
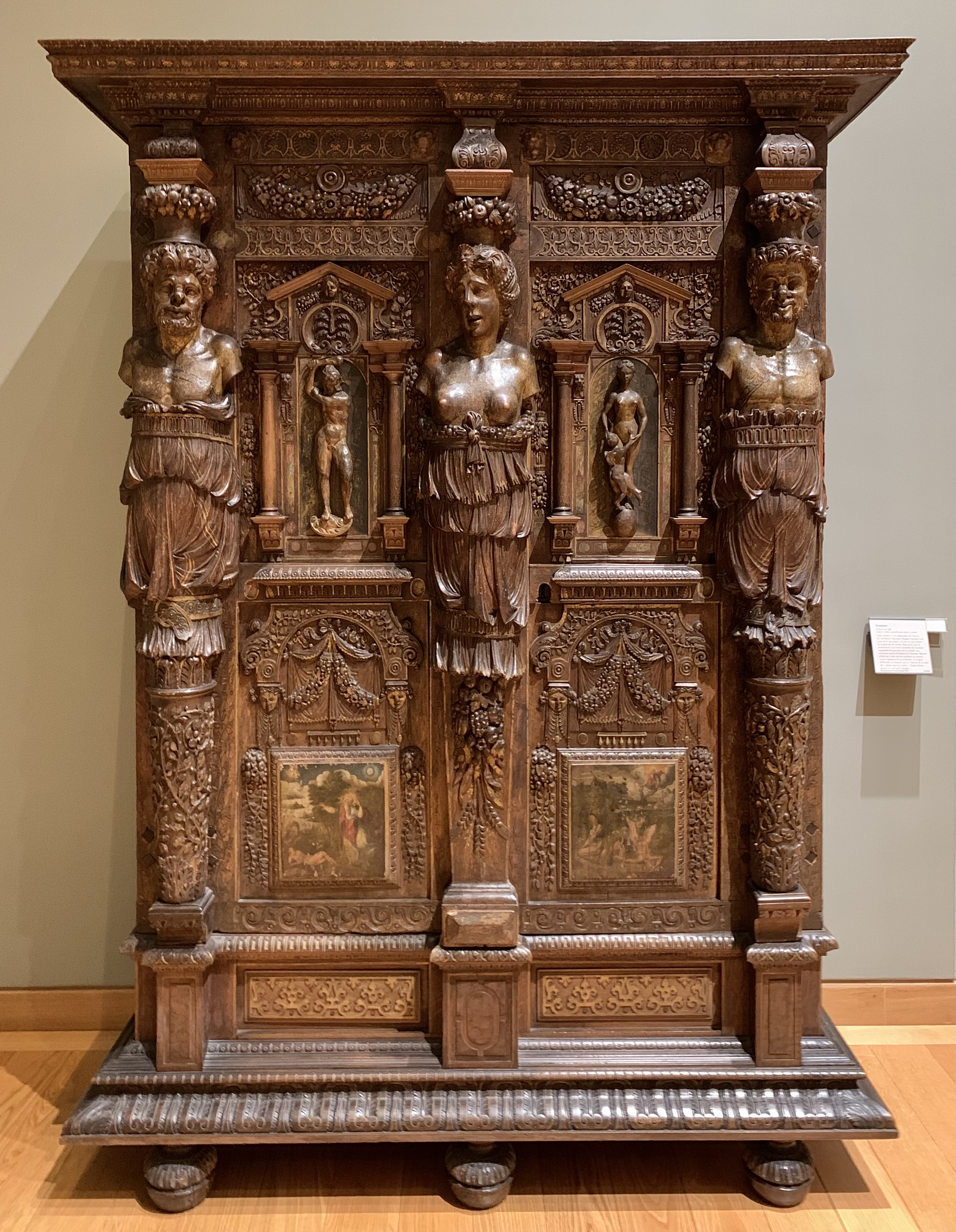
Schrank; ca. 1580; Louvre (Paris)
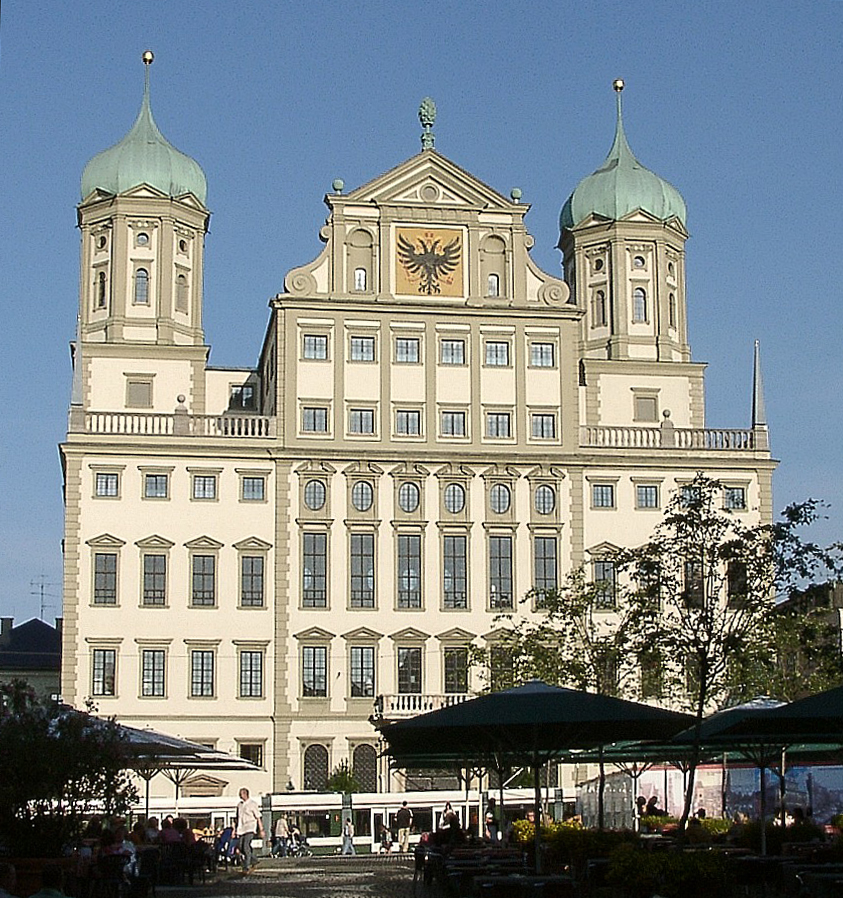
Das Augsburger Rathaus, 1615–1624, von Elias Holl

### Barock

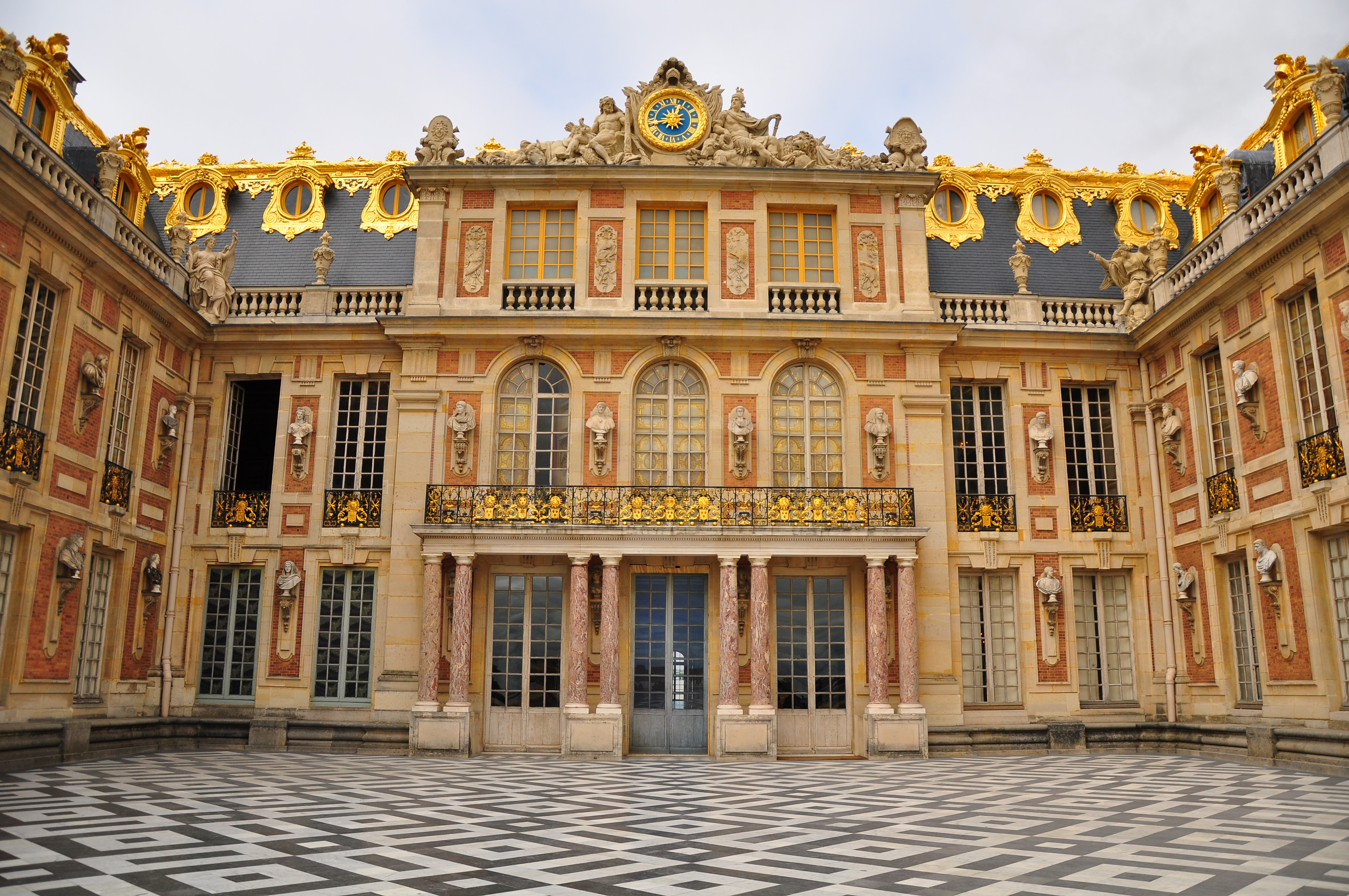
Schloss Versailles in der Nähe von Paris

Das 17. Jahrhundert war eine Zeit des sprunghaften Wandels, sowohl in der Wissenschaft durch Erfindungen und Entwicklungen wie das Teleskop oder das Mikroskop als auch in der Religion, als die katholische Gegenreformation der wachsenden Popularität des protestantischen Glaubens entgegentrat. Nach der protestantischen Reformation reagierte die katholische Kirche mit der Gegenreformation und förderte eine Kunst, die den Betrachter mit leidenschaftlichen religiösen Themen inspirieren sollte.
Als Nachfolger des Manierismus und als Folge religiöser Spannungen in ganz Europa entwickelte sich im späten 16. Jahrhundert die Barockkunst. Der Name leitet sich möglicherweise von „barocco“ ab, dem portugiesischen Wort für eine unförmige Perle, und beschreibt eine Kunst, die Emotionen, Dynamik und Dramatik mit kräftigen Farben, Realismus und starken Kontrasten verbindet. Auf dem Konzil von Trient wurde zwischen 1545 und 1563 beschlossen, dass religiöse Kunst Frömmigkeit fördern und durch ihre Wirkung auf den Betrachter die katholische Kirche verherrlichen und damit den Katholizismus stärken sollte. Im nächsten Jahrhundert wurden in den radikalen neuen Stilen der Barockkunst Modelle der Hochrenaissance aufgegriffen und weiterentwickelt und neue Wege sowohl in der religiösen Kunst als auch in neuen Varianten der weltlichen Kunst – vor allem der Landschaftsmalerei – beschritten. Der Barock und seine späte Variante, das Rokoko, waren die ersten wirklich globalen Kunststile, die mehr als zwei Jahrhunderte lang die Kunst und Architektur in Europa, Lateinamerika und darüber hinaus von etwa 1580 bis etwa 1750 beherrschten. Der Barock entstand in den Malerwerkstätten von Bologna und Rom in den 1580er und 1590er Jahren und in römischen Bildhauer- und Architekturateliers in den zweiten und dritten Jahrzehnten des 17. Jahrhunderts. Die Kirche Sant’Ignazio in Rom war dabei stilprägend. Der Stil verbreitete sich rasch in Italien, Spanien und Portugal, Flandern, Frankreich, den Niederlanden, England, Skandinavien und Russland sowie in mittel- und osteuropäischen Zentren von München bis Vilnius. Die Imperien der Portugiesen, Spanier und Franzosen sowie das niederländische Handelsnetz spielten eine führende Rolle bei der Verbreitung der beiden Stile in Amerika, im kolonialen Afrika und in Asien, an Orten wie Lima, Mosambik, Goa und den Philippinen.
Ähnlich wie Gemälde und Skulpturen zeichnen sich barocke Kathedralen und Paläste durch den Einsatz von Illusion und Dramatik aus. Sie nutzen auch häufig dramatische Effekte von Licht und Schatten und verfügen über prächtige, reich verzierte Innenräume, die die Grenzen zwischen Architektur, Malerei und Skulptur verwischen. Die Kunstformen verschmelzen so zu einem Gesamtkunstwerk. Ein weiteres wichtiges Merkmal der Barockarchitektur war die Dynamik, die durch komplexe Raum- und Gewölbeformen, salomonische Säulen und Ovale erzeugt wurde. In Frankreich ist der Barock gleichbedeutend mit der Herrschaft Ludwigs XIV. zwischen 1643 und 1715, da während seiner Herrschaft in Paris, Versailles und anderen Teilen Frankreichs zahlreiche monumentale Gebäude errichtet wurden, wie das Schloss von Versailles, das Château de Maisons, das Château de Vaux-le-Vicomte, die Louvre-Kolonnade oder der Invalidendom (Dôme des Invalides). Neben dem Gebäude selbst spielt auch der Ort, an dem es sich befindet, eine Rolle. Barocke Gebäude versuchen, die Aufmerksamkeit der Betrachter auf sich zu ziehen und ihre Umgebung zu dominieren, sei es im kleinen Maßstab wie das San Carlo alle Quattro Fontane in Rom oder im großen Maßstab wie die neue Fassade der Kathedrale von Santiago de Compostela, die so gestaltet ist, dass sie die Stadt überragt. Auch die angewandten Künste blühten in dieser Zeit auf. Barockmöbel konnten genauso prunkvoll sein wie die Räume, die sie schmücken sollten, und ihre Motive und Techniken wurden sorgfältig auf das Gesamtdekorationsprogramm des Architekten abgestimmt. Einer der renommiertesten Möbelhersteller war André Charles Boulle, der für seine Marketerie-Technik bekannt war, bei der Schildpatt- und Messingbleche zusammengeklebt und in Form geschnitten wurden. Seine Werke waren auch mit vergoldeten Bronzebeschlägen verziert. Komplexe Wandteppiche von Gobelins zeigten Szenen, die von der antiken Klassik inspiriert waren, und die Savonnerie-Manufaktur stellte große, detailreiche Teppiche her. Diese Teppiche mit schwarzem oder gelbem Hintergrund hatten ein zentrales Motiv oder ein Medaillon. Chinesisches Porzellan, Delfter Porzellan und Spiegel aus Saint-Gobain (Frankreich) fanden rasch Verbreitung in allen fürstlichen Palästen und Adelsresidenzen Frankreichs. Während der Herrschaft Ludwigs XIV. wurden große Spiegel über Kaminverkleidungen gehängt, und dieser Trend hielt noch lange nach der Barockzeit an.

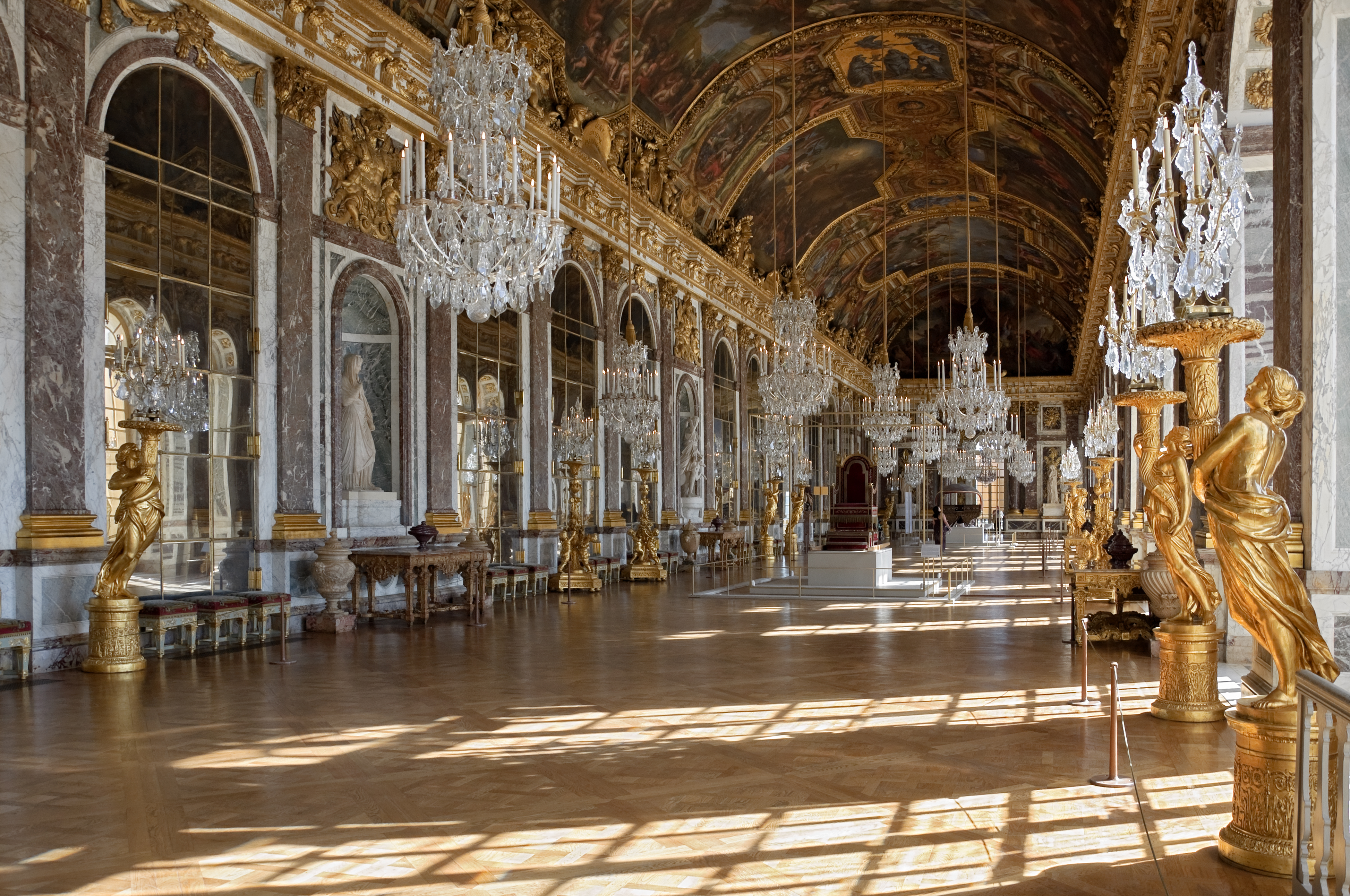
Inneneinrichtung des Schloss Versailles
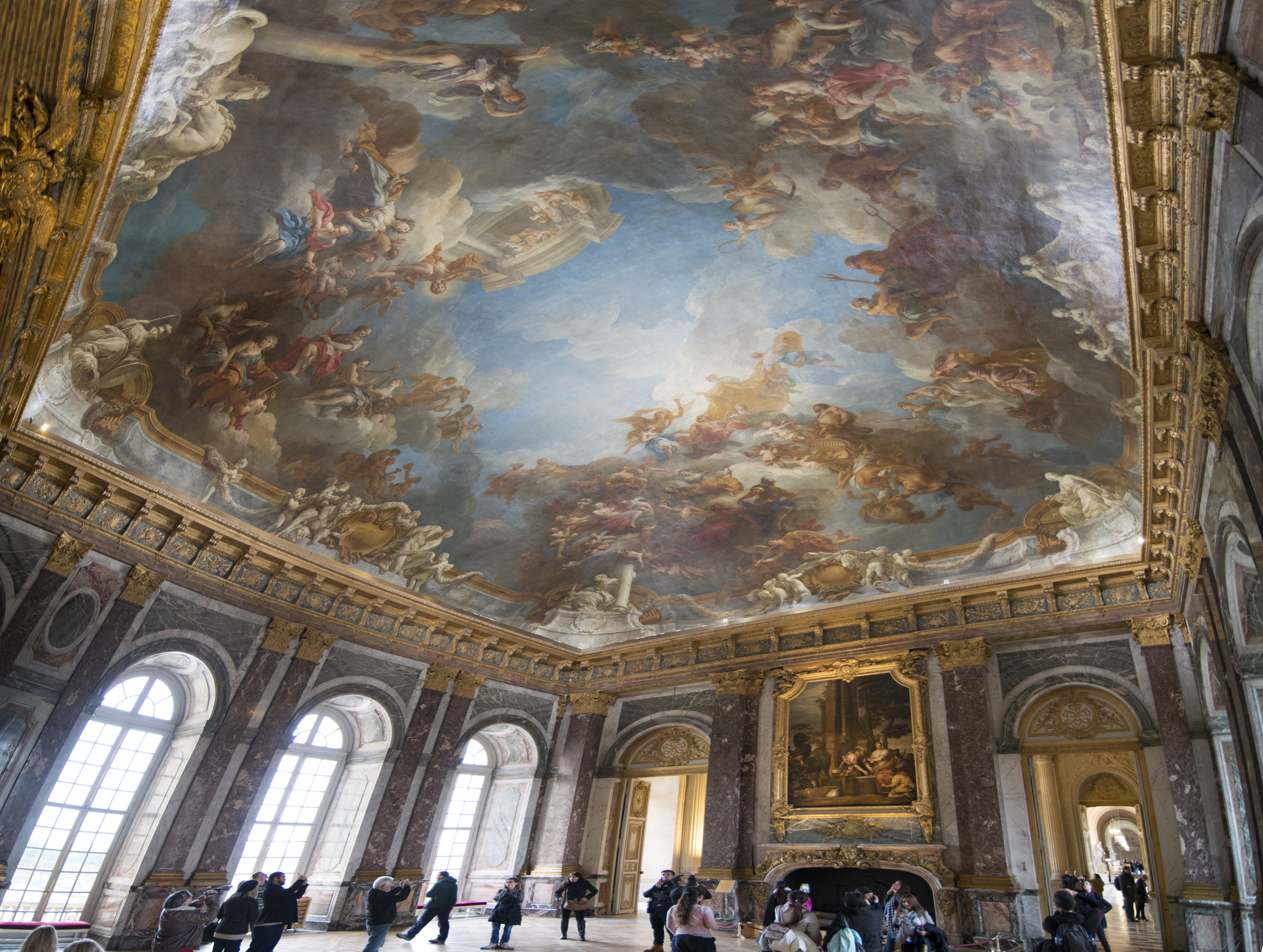
Inneneinrichtung des Schloss Versailles
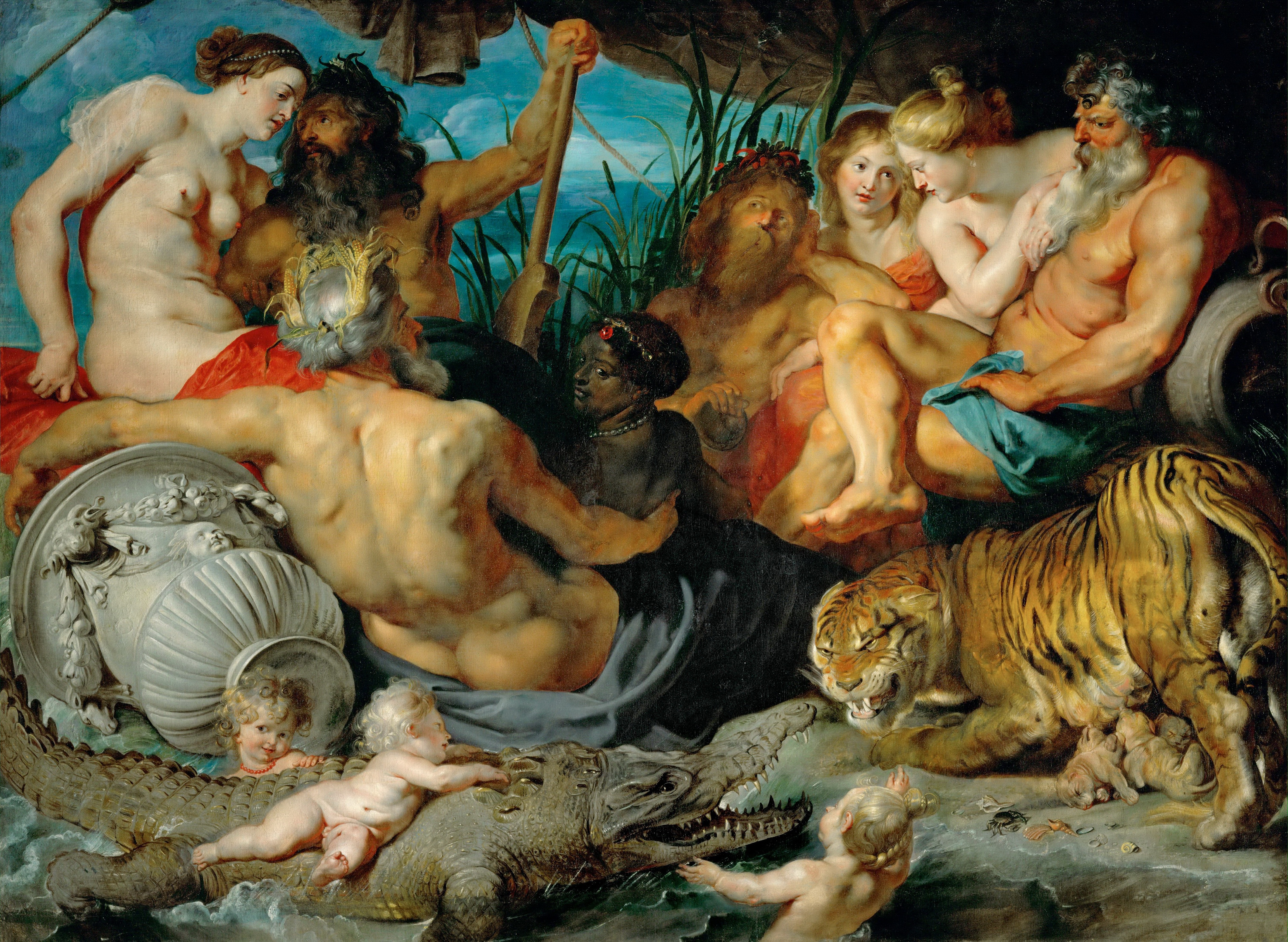
Die vier Kontinente; von Peter Paul Rubens; ca. 1615; Kunsthistorisches Museum (Wien)
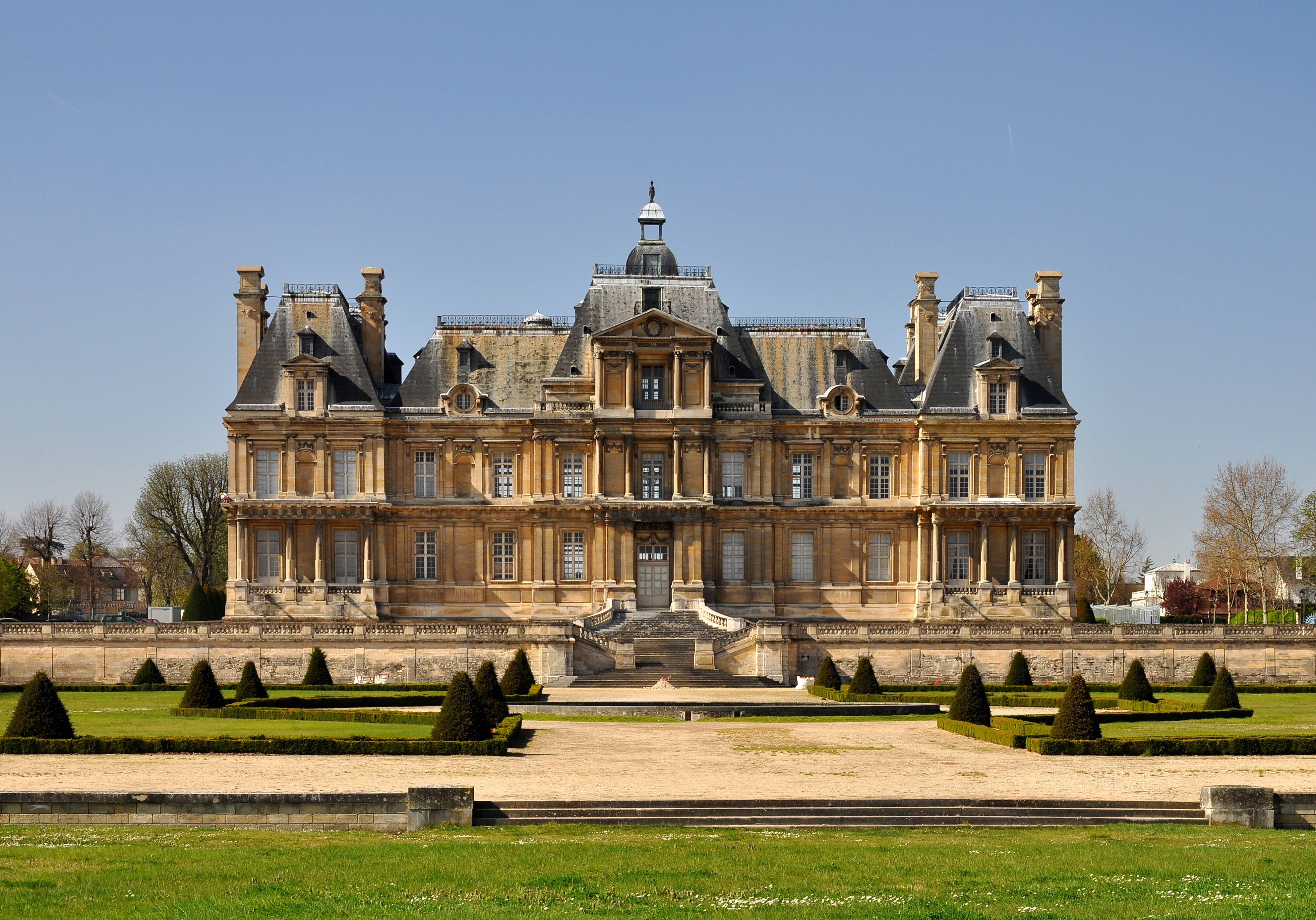
Schloss Maisons (Frankreich) von François Mansart, 1630–1651
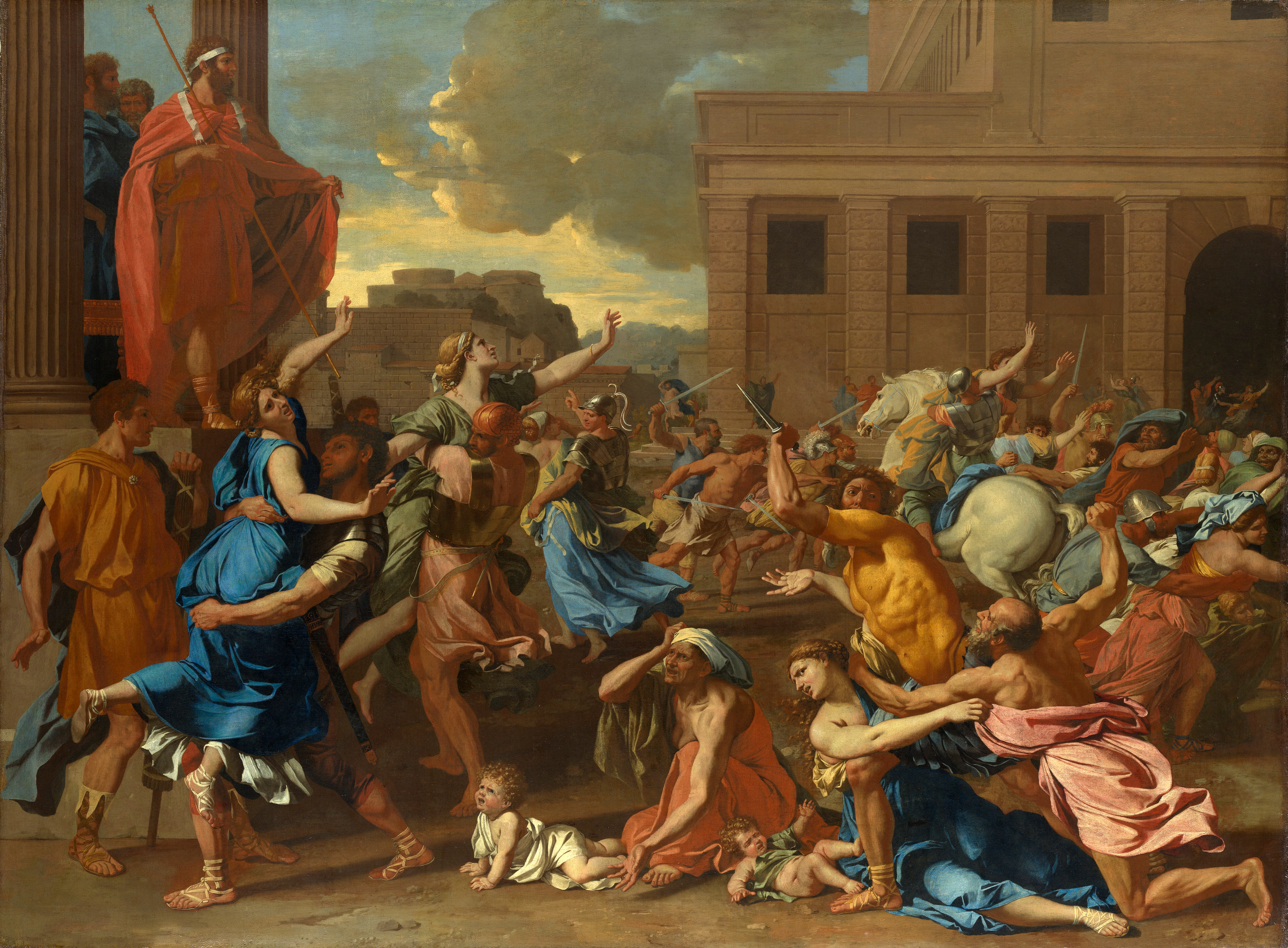
Raub der Sabinerinnen; von Nicolas Poussin; 1634–1635; Metropolitan Museum of Art (New York City)
Die Nachtwache; von Rembrandt; 1642; Rijksmuseum (Amsterdam)
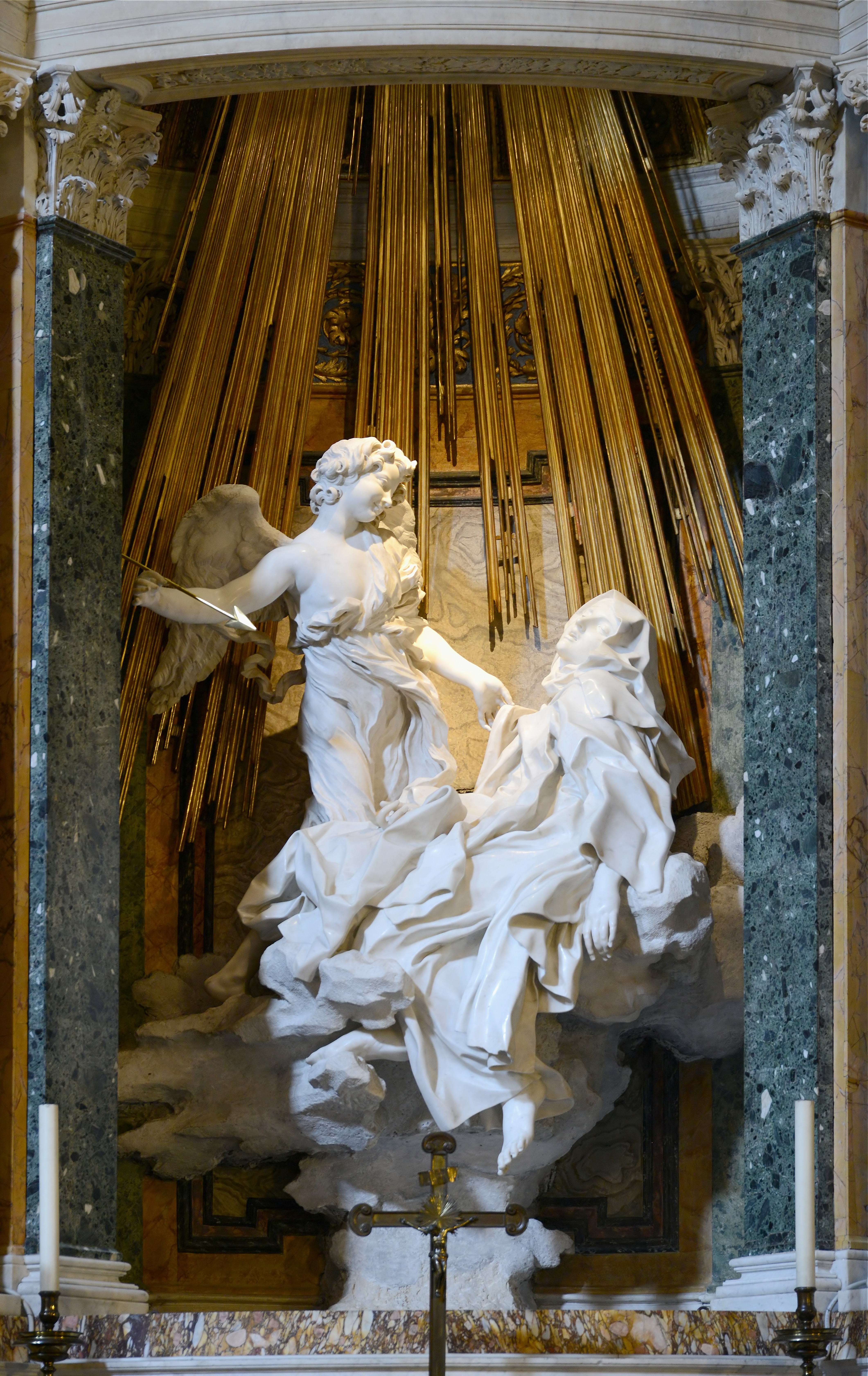
Verzückung der heiligen Theresa; von Gian Lorenzo Bernini; 1647–1652; Santa Maria della Vittoria (Rom)
Las Meninas von Diego Velázquez; 1656; Museo del Prado (Madrid)
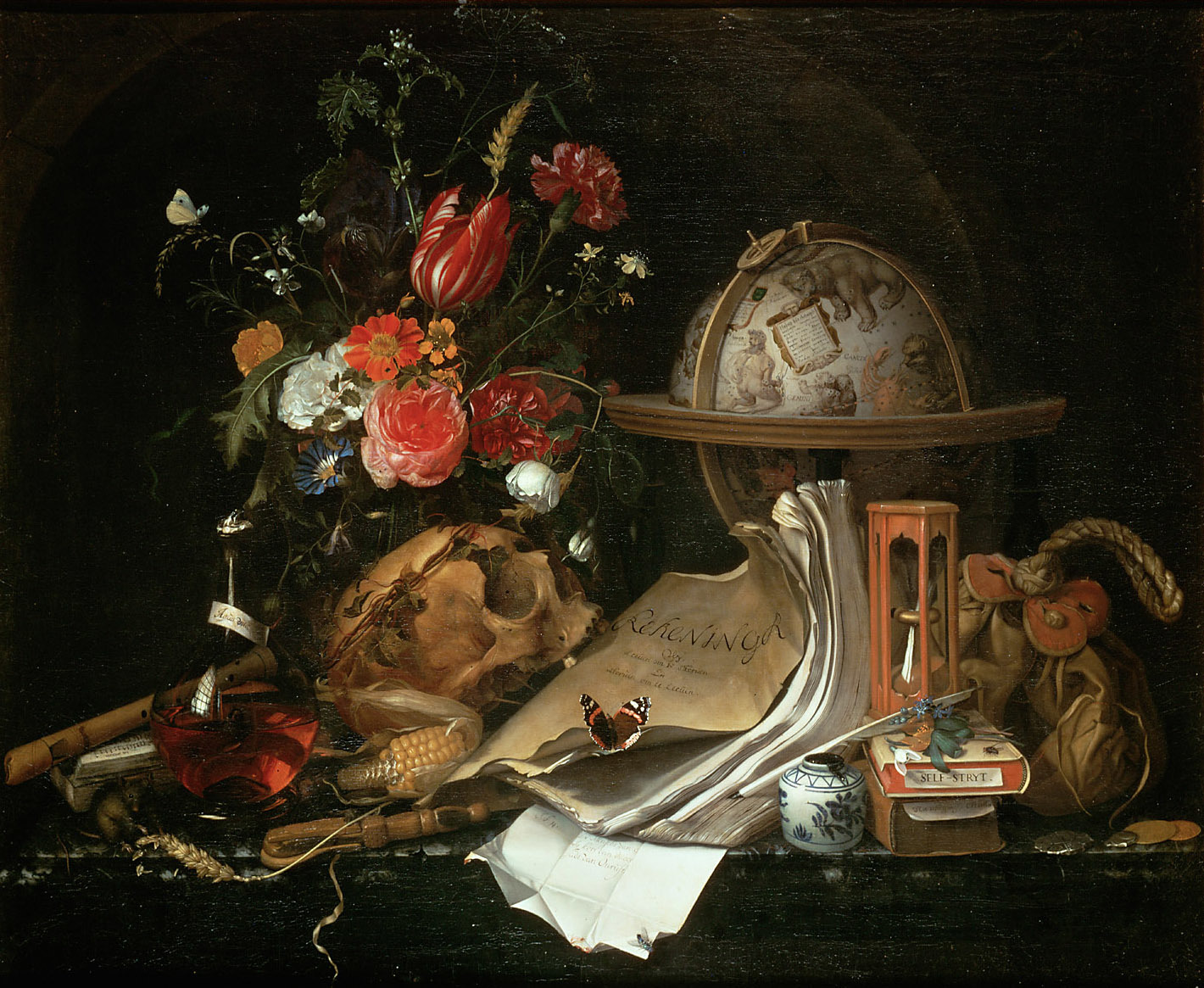
Vanitas-Stillleben von Maria van Oosterwijck; 1668; Museum für Kunst und Geschichte (Brüssel)
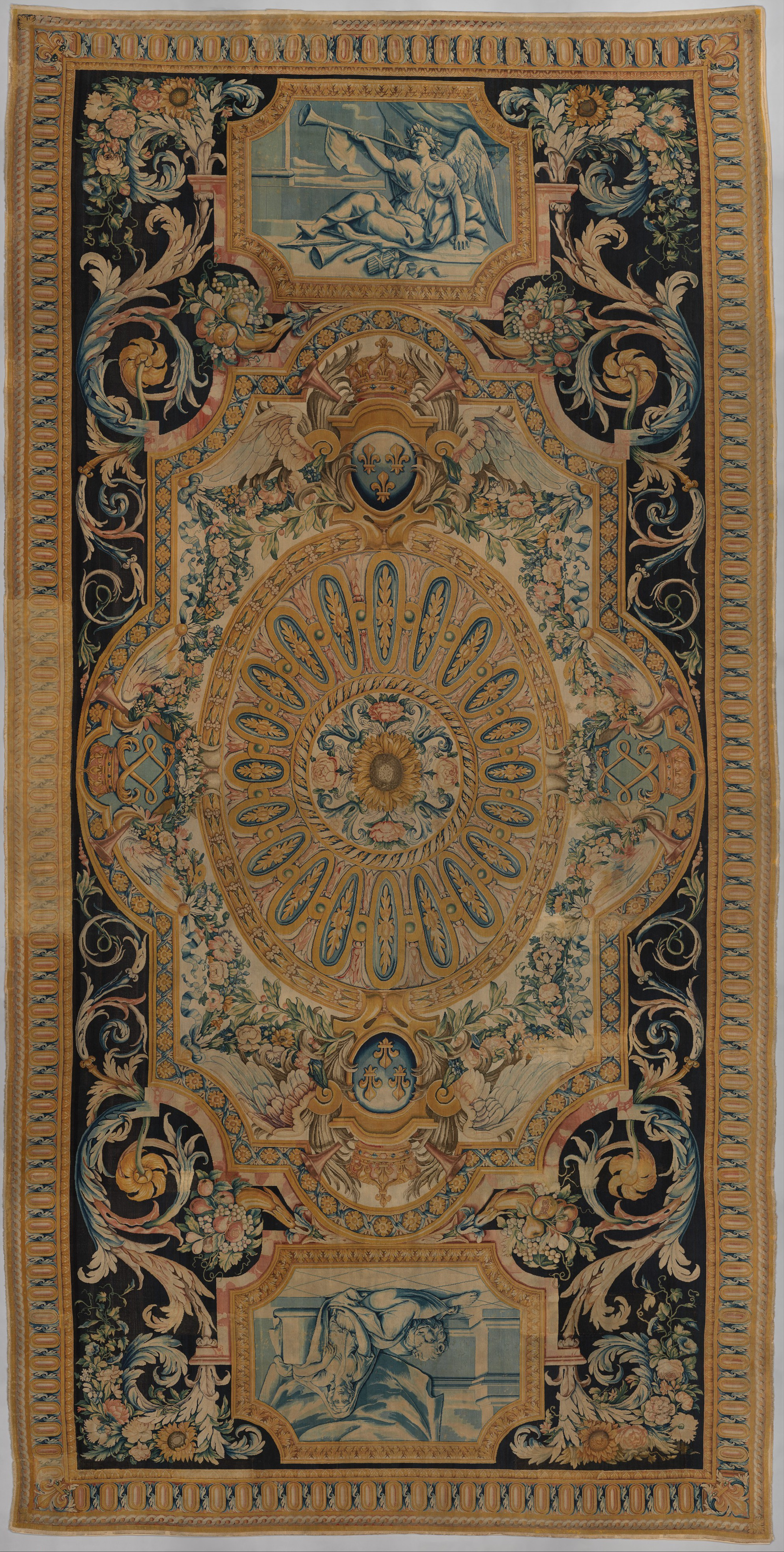
Teppich mit Ruhm und Standhaftigkeit; von der Savonnerie-Manufaktur; 1668–1685; Metropolitan Museum of Art
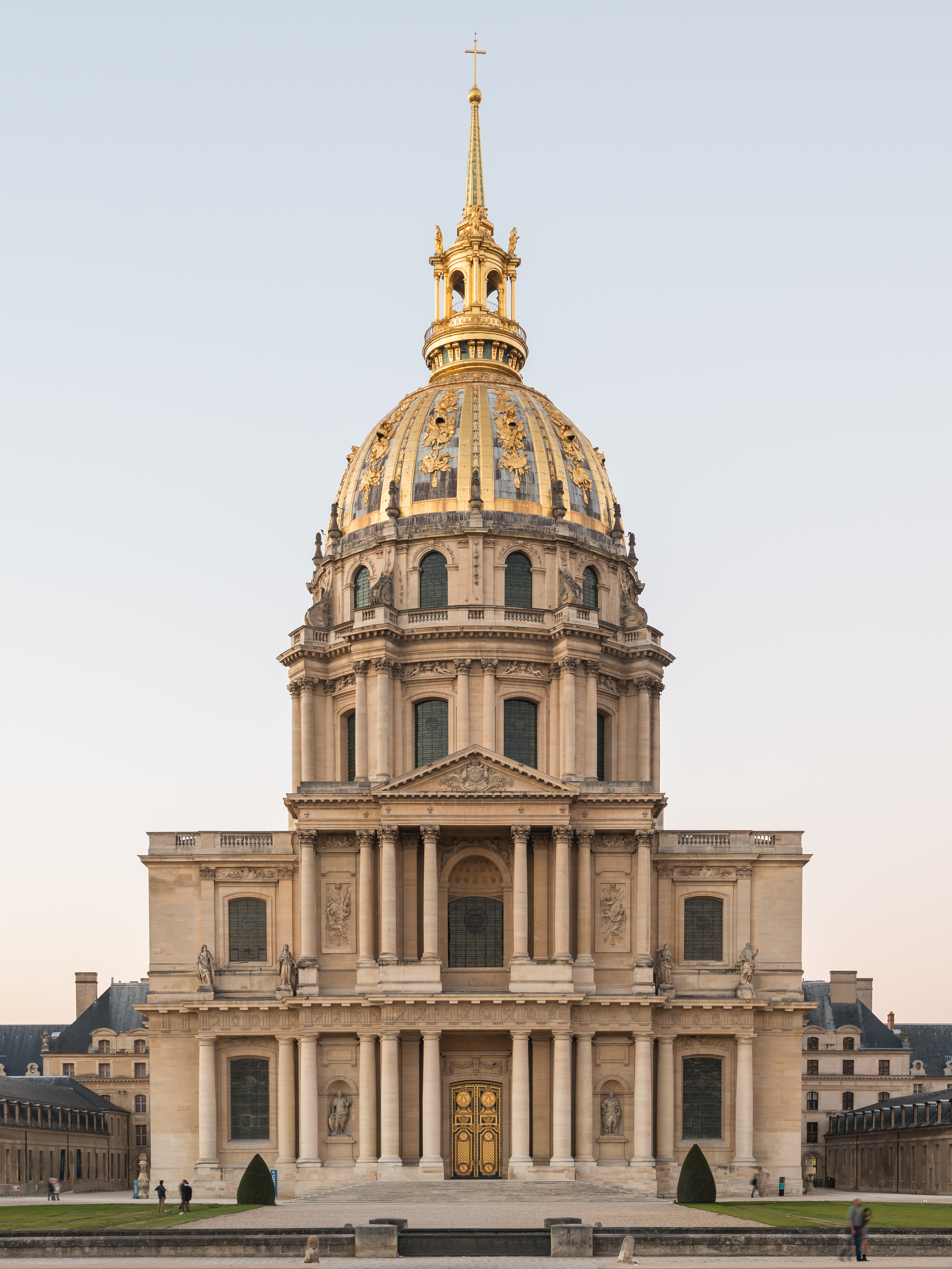
Dôme des Invalides (Paris), 1677–1706, von Jules Hardouin-Mansart
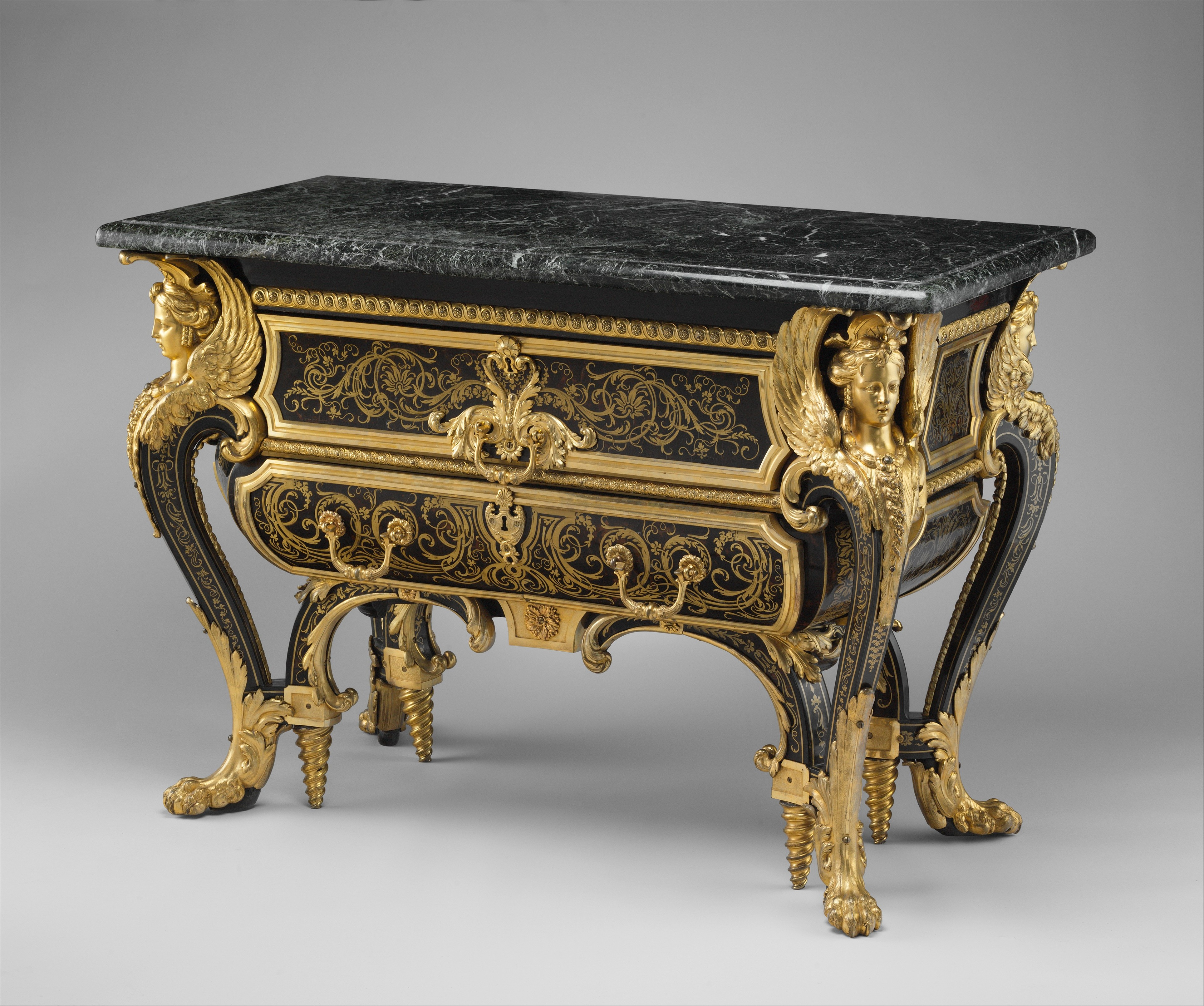
Kommode von André-Charles Boulle; ca. 1710–1732; Metropolitan Museum of Art
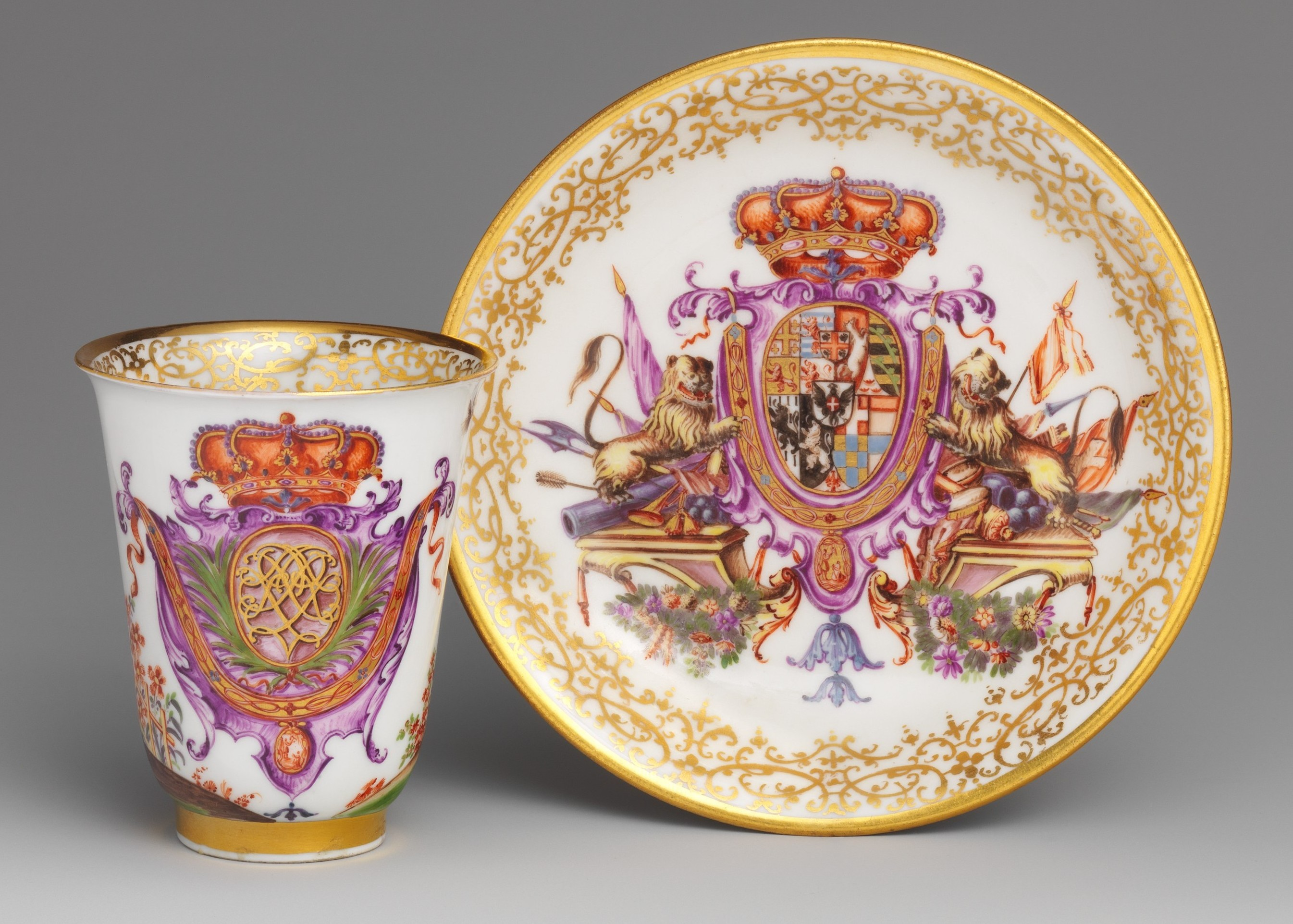
Meissener Porzellan, ca. 1725, das Vittorio Amadeo II., König von Sardinien (1666–1732), von August dem Starken, dem Besitzer der Meissener Manufaktur, geschenkt bekam
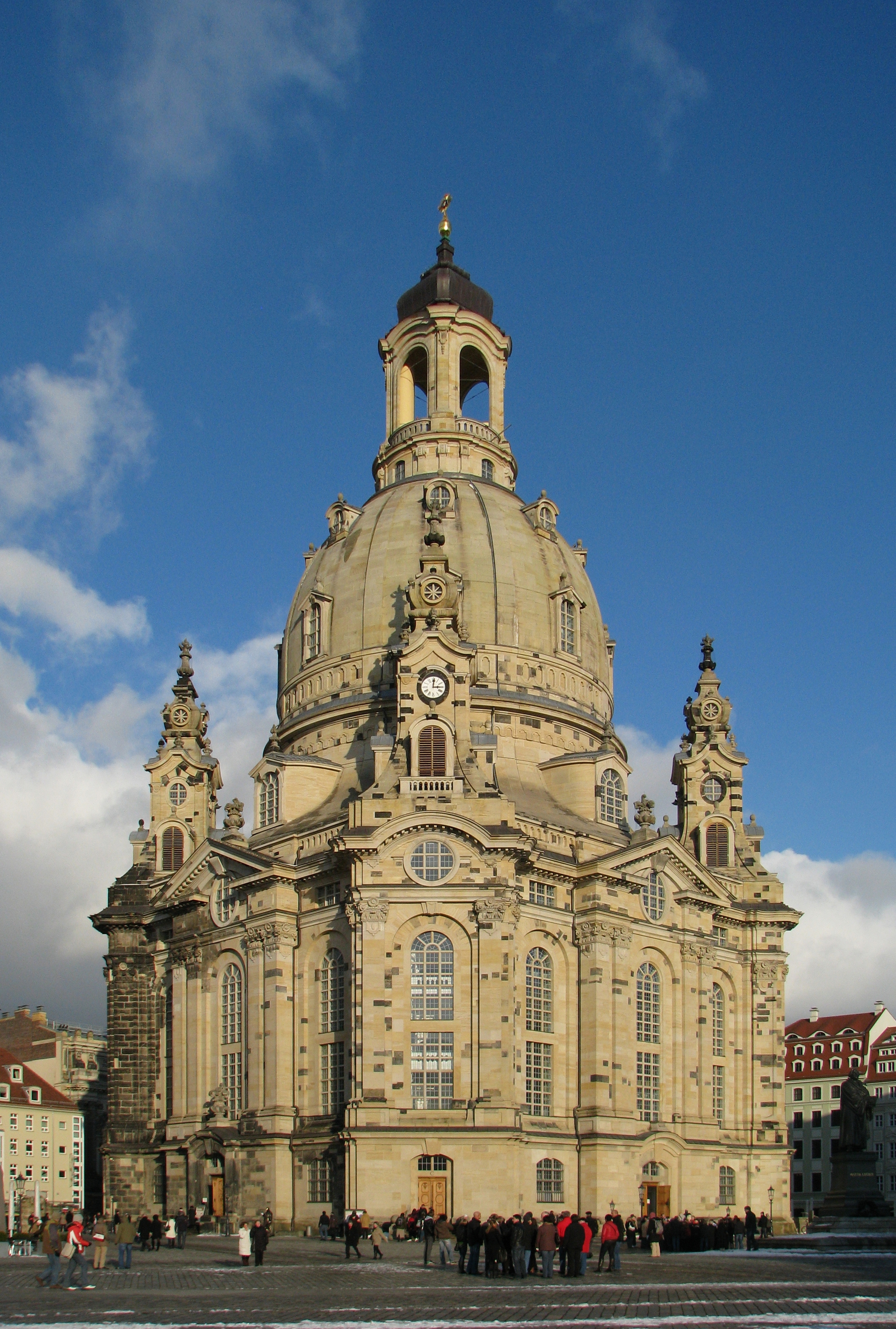
Frauenkirche in Dresden, 1726–1743, von George Bähr

### Rokoko
Der Rokoko, der um 1720 in Paris entstand, zeichnet sich durch natürliche Motive, sanfte Farben, geschwungene Linien, Asymmetrie und Themen wie Liebe, Natur und unbeschwerte Unterhaltung aus. Seine Ideale waren Zartheit, Fröhlichkeit, Jugendlichkeit und Sinnlichkeit.
Die Rokoko-Bewegung, die in Frankreich als Reaktion auf die schwere barocke Pracht des Hofes von Ludwig XIV. im Schloss von Versailles entstand, wurde insbesondere mit der mächtigen Madame de Pompadour (1721–1764), der Geliebten des neuen Königs Ludwig XV. (1710–1774), in Verbindung gebracht. Aus diesem Grund wurde der Stil auch „Pompadour“ genannt. Der Name der Bewegung leitet sich vom französischen „rocaille“ oder Kiesel ab und bezieht sich auf Steine und Muscheln, die das Innere von Höhlen schmücken, da ähnliche Muschelformen zu einem gemeinsamen Merkmal des Rokoko-Designs wurden. Es begann als Stilrichtung für Design und dekorative Kunst und zeichnete sich durch elegante fließende Formen aus. Die Architektur folgte und dann die Malerei und Bildhauerei. Der französische Maler, mit dem der Begriff Rokoko am häufigsten in Verbindung gebracht wird, ist Jean-Antoine Watteau, dessen pastorale Szenen oder fêtes galantes den Beginn des 18. Jahrhunderts dominieren.
Obwohl es einige bedeutende bayerische Kirchen in diesem Stil gibt, wie die Wieskirche, wird das Rokoko meist mit weltlichen Gebäuden in Verbindung gebracht, vor allem mit großen Palästen und Salons, in denen sich gebildete Eliten trafen, um literarische und philosophische Ideen zu diskutieren. In Paris fiel seine Popularität mit dem Aufkommen des Salons als neuer Art gesellschaftlicher Zusammenkunft zusammen, deren Veranstaltungsorte oft im Rokokostil dekoriert waren. Zu den charakteristischsten eleganten und raffinierten Beispielen gehört der Salon Oval de la Princesse des Hôtel de Soubise, eines der schönsten Herrenhäuser des 18. Jahrhunderts in Paris. Das Rokoko führte zu dramatischen Veränderungen bei den Möbeln der Elite, da es kleinere Stücke mit schmalen, sehnigen Rahmen und zarterer, oft asymmetrischer Dekoration bevorzugte, die oft Elemente der Chinoiserie enthielt. Die Vorliebe für Objekte aus dem Fernen Osten (hauptsächlich aus China) führte zur Verwendung von chinesischen bemalten und lackierten Paneelen für Möbel.
Die Bewegung verbreitete sich schnell in ganz Europa und sogar bis in die osmanische Türkei und nach China, dank der Ornamentbücher mit Kartuschen, Arabesken und Muschelwerk sowie Entwürfen für Wandpaneele und Kamine. Die beliebtesten wurden von Juste-Aurèle Meissonnier (1695–1750), Jacques-François Blondel (1705–1774), Pierre-Edmé Babel (1720–1775) und François de Cuvilliés (1695–1768) geschaffen.

Einschiffung nach Kythera; von Jean-Antoine Watteau; Schloss Charlottenburg
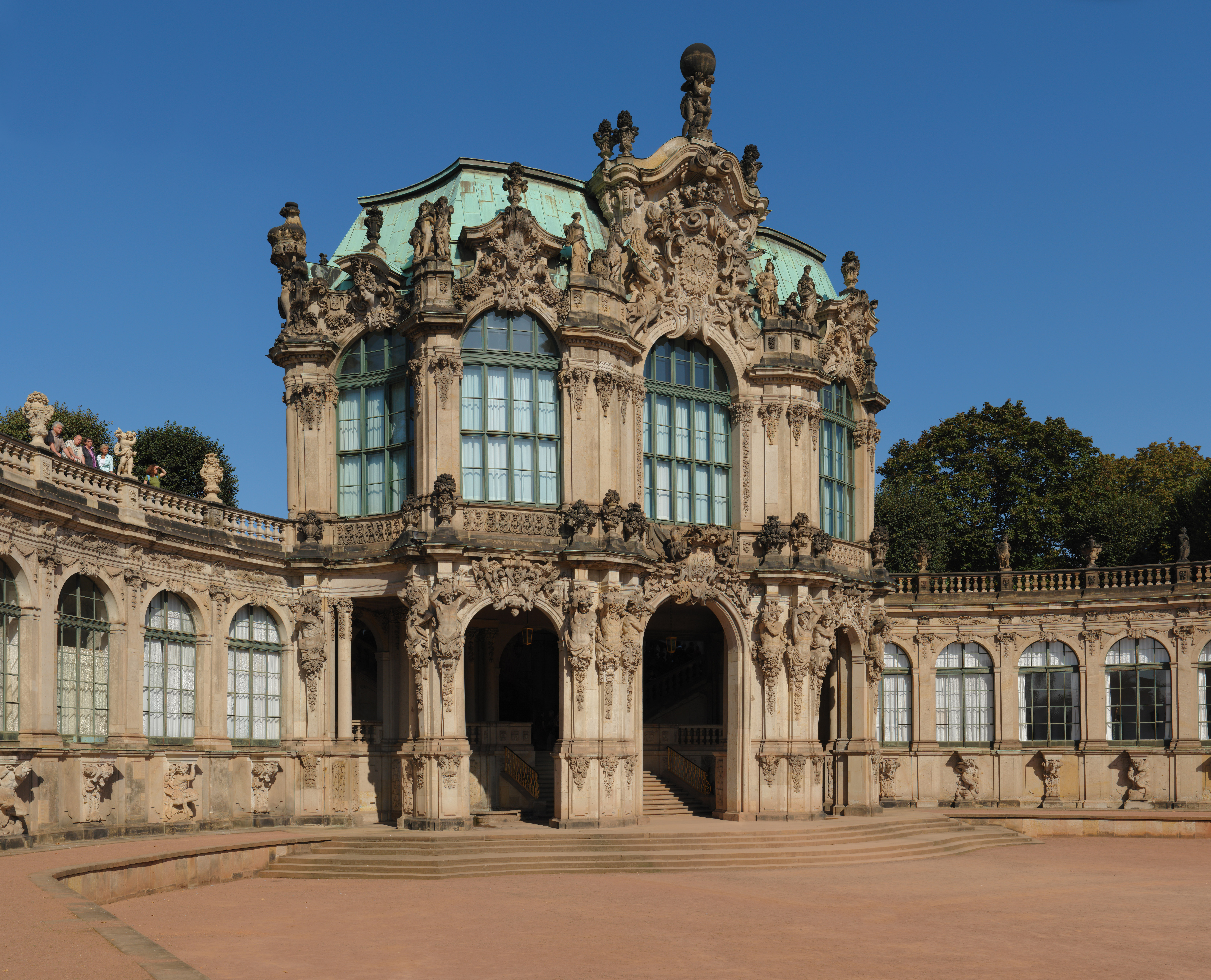
Zwinger in Dresden, von Matthäus Daniel Pöppelmann, 1719
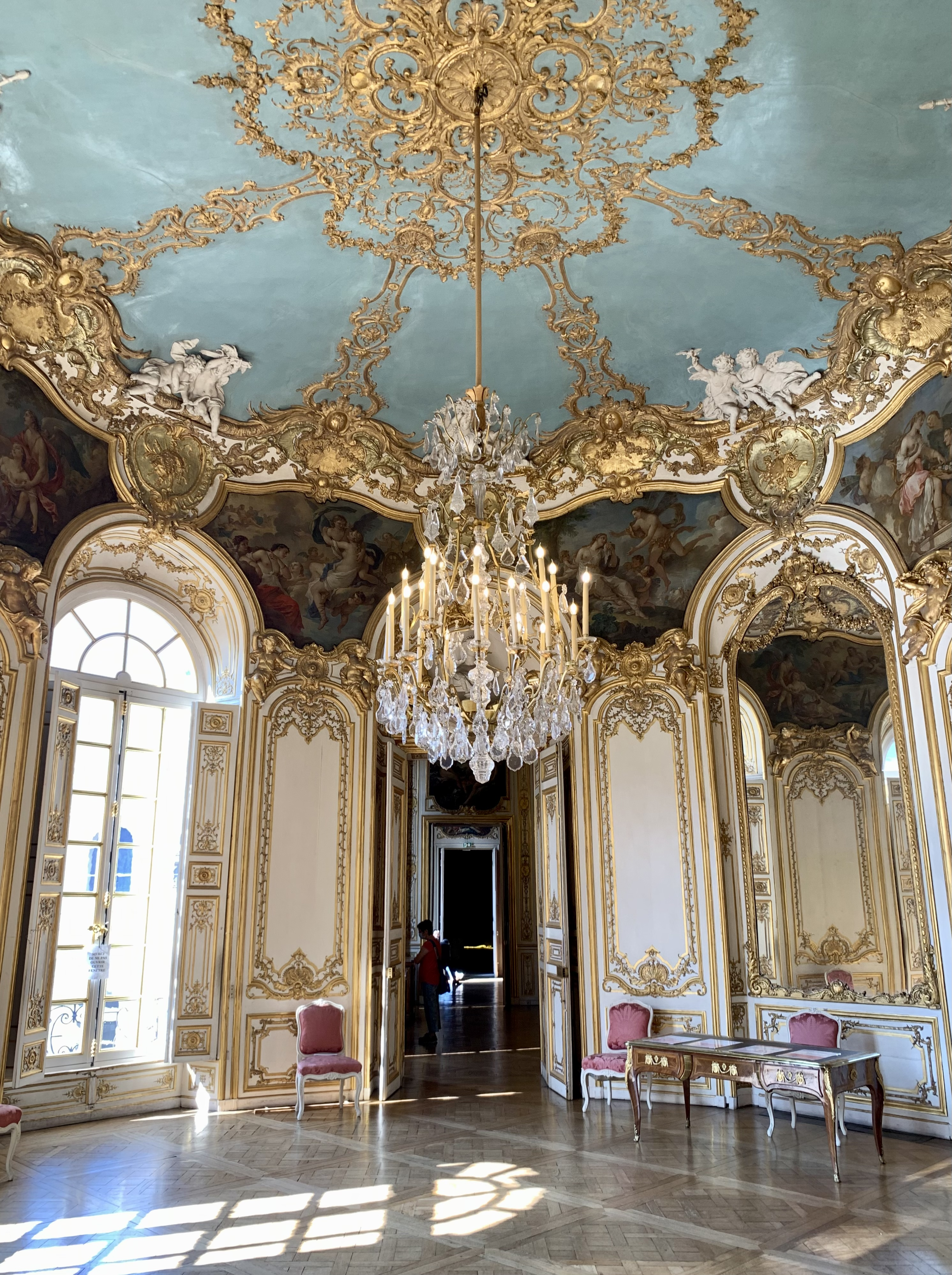
Der „Salon Oval de la Princesse“ im Hôtel de Soubise (Paris), 1737–1739,
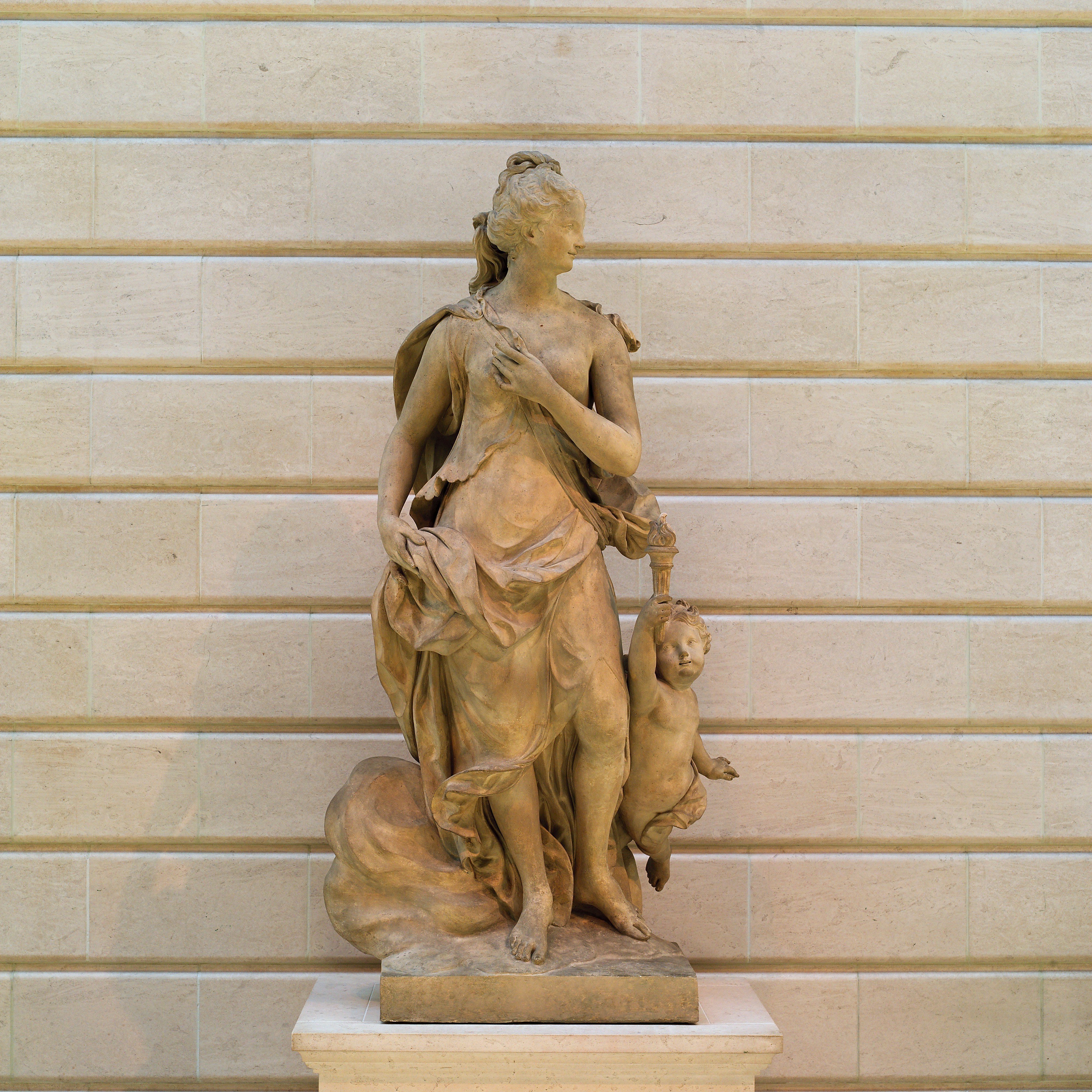
„Feuer“; von Jean-Pierre Defrance; ca. 1750–1760; Metropolitan Museum of Art (New York City)
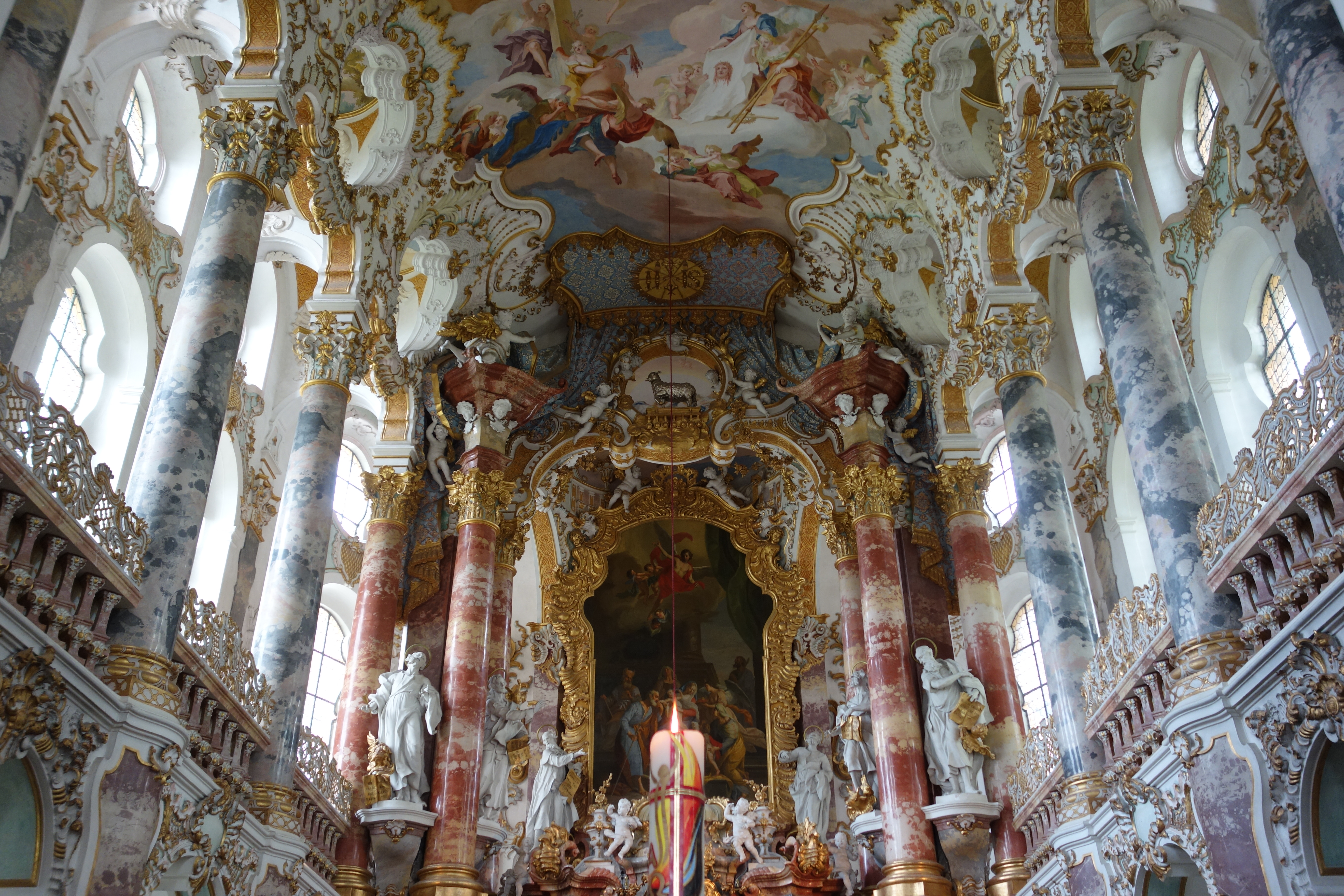
Wieskirche, Steingaden, von Dominikus and Johann Baptist Zimmermann, 1754
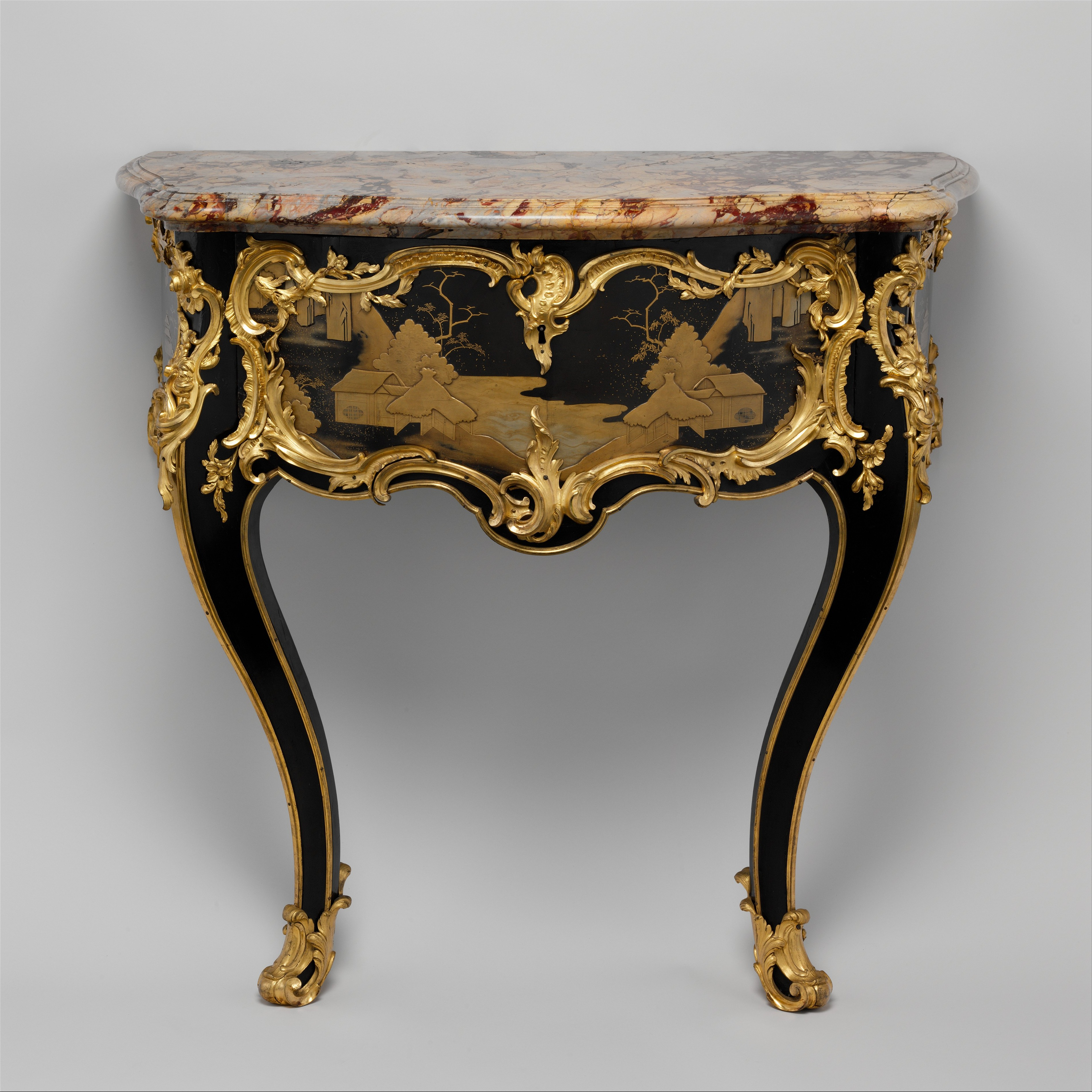
Beistelltisch; ca. 1755–1760; Metropolitan Museum of Art
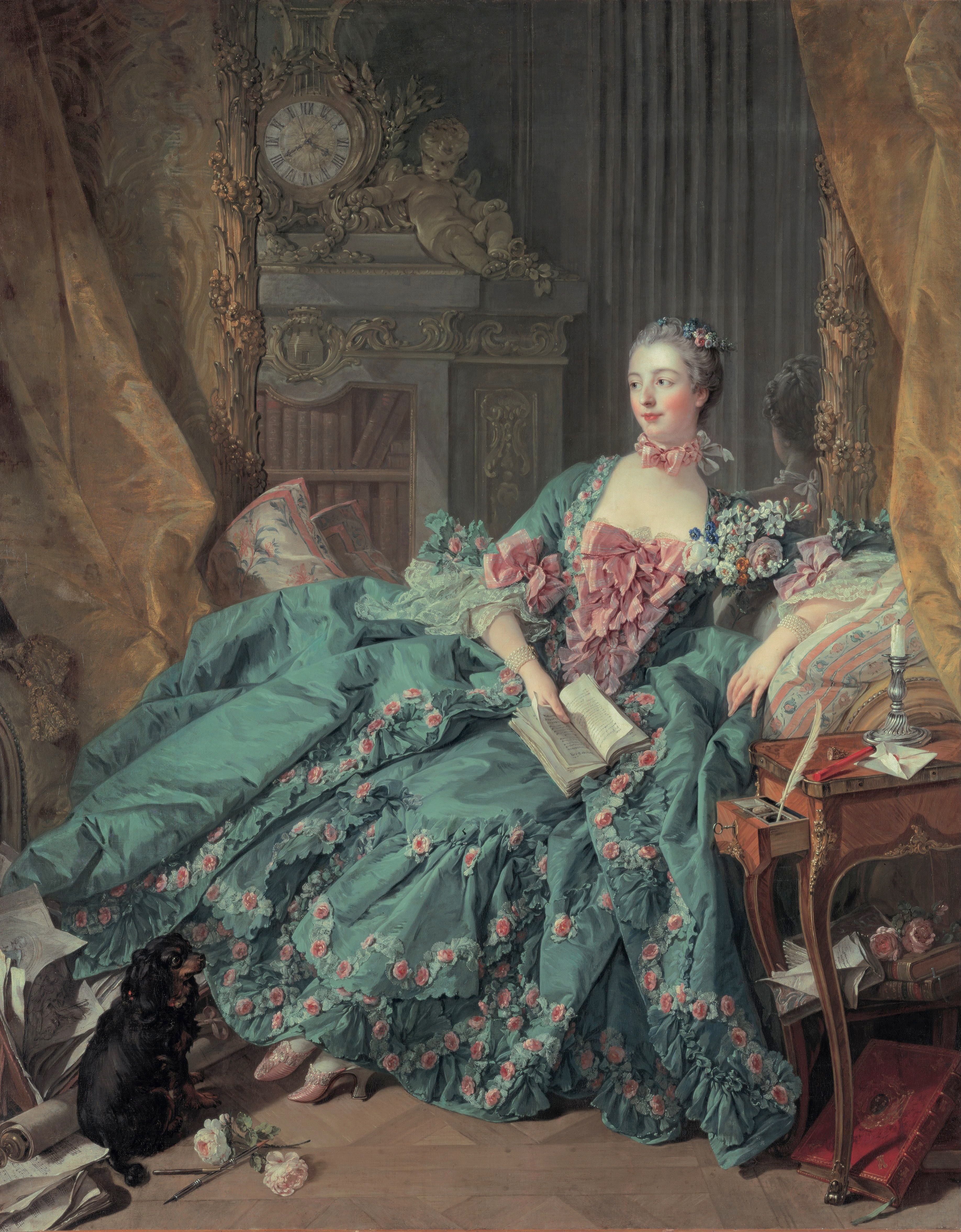
Madame de Pompadour; von François Boucher; 1756; Alte Pinakothek (München)
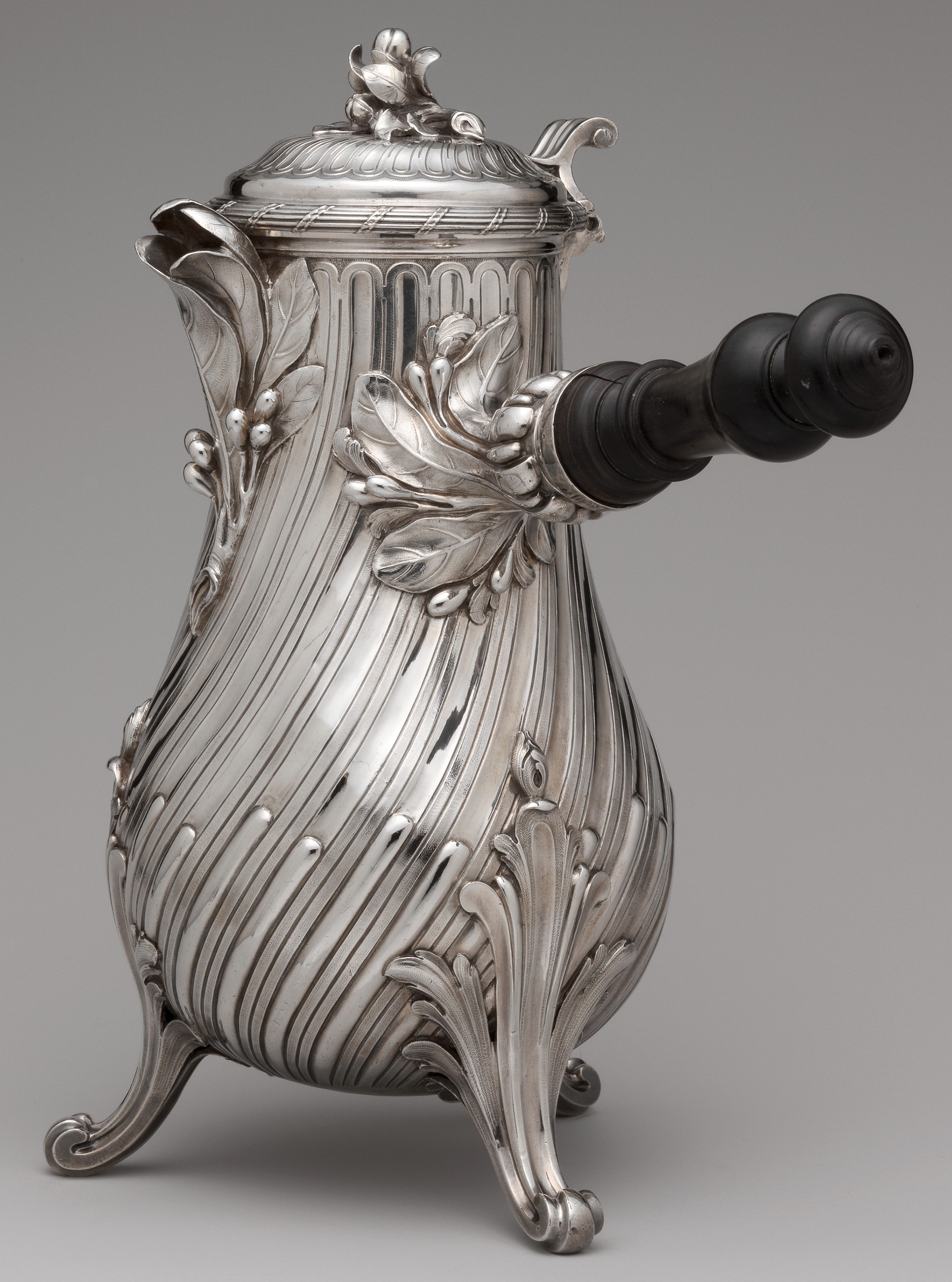
Kaffeekanne; 1757; Metropolitan Museum of Art
Überfangene Terrine (Terrine du Roi); von der Manufacture nationale de Sèvres 1756; Cleveland Museum of Art
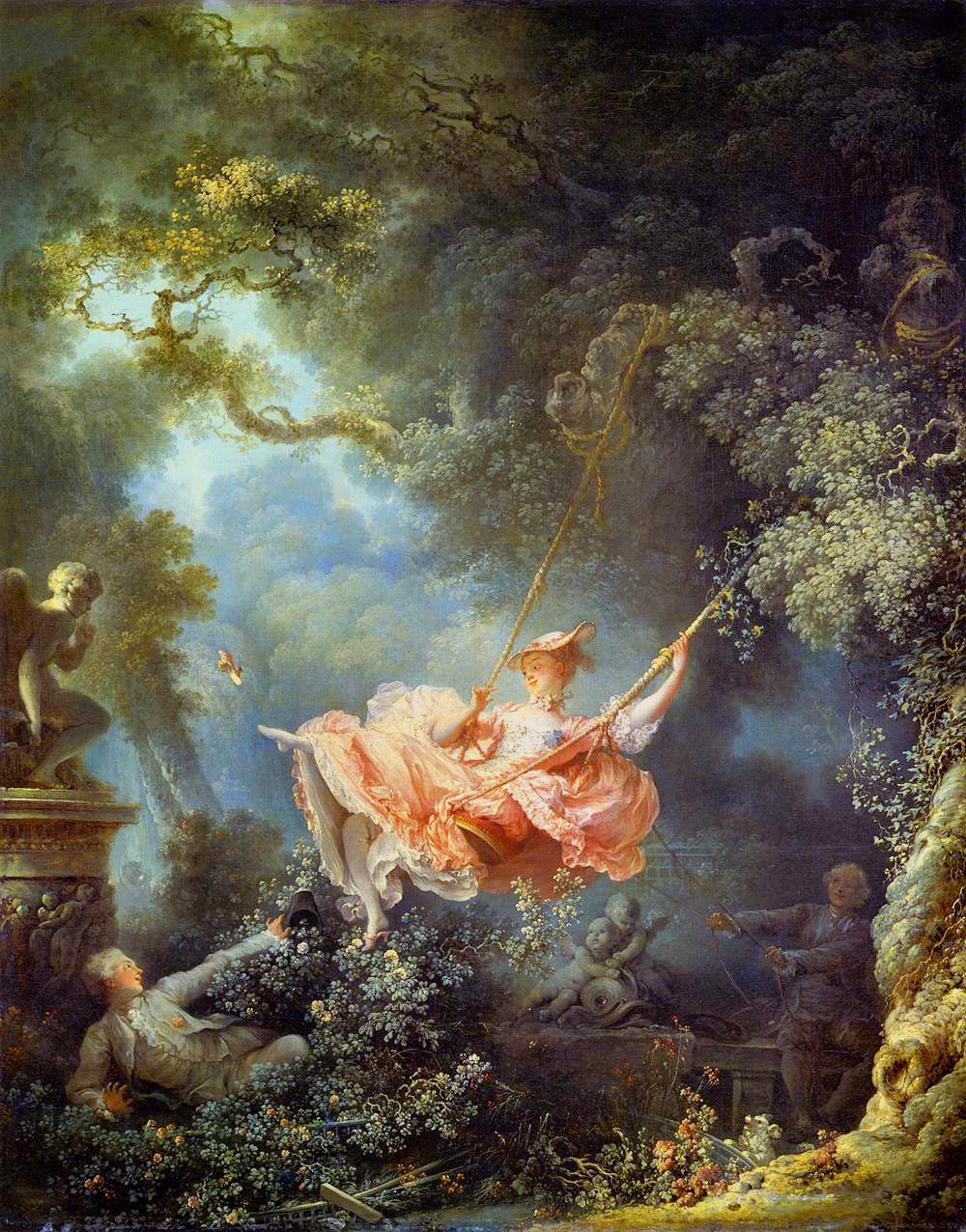
Der Schwung; von Jean-Honoré Fragonard; 1767; Wallace Collection (London)
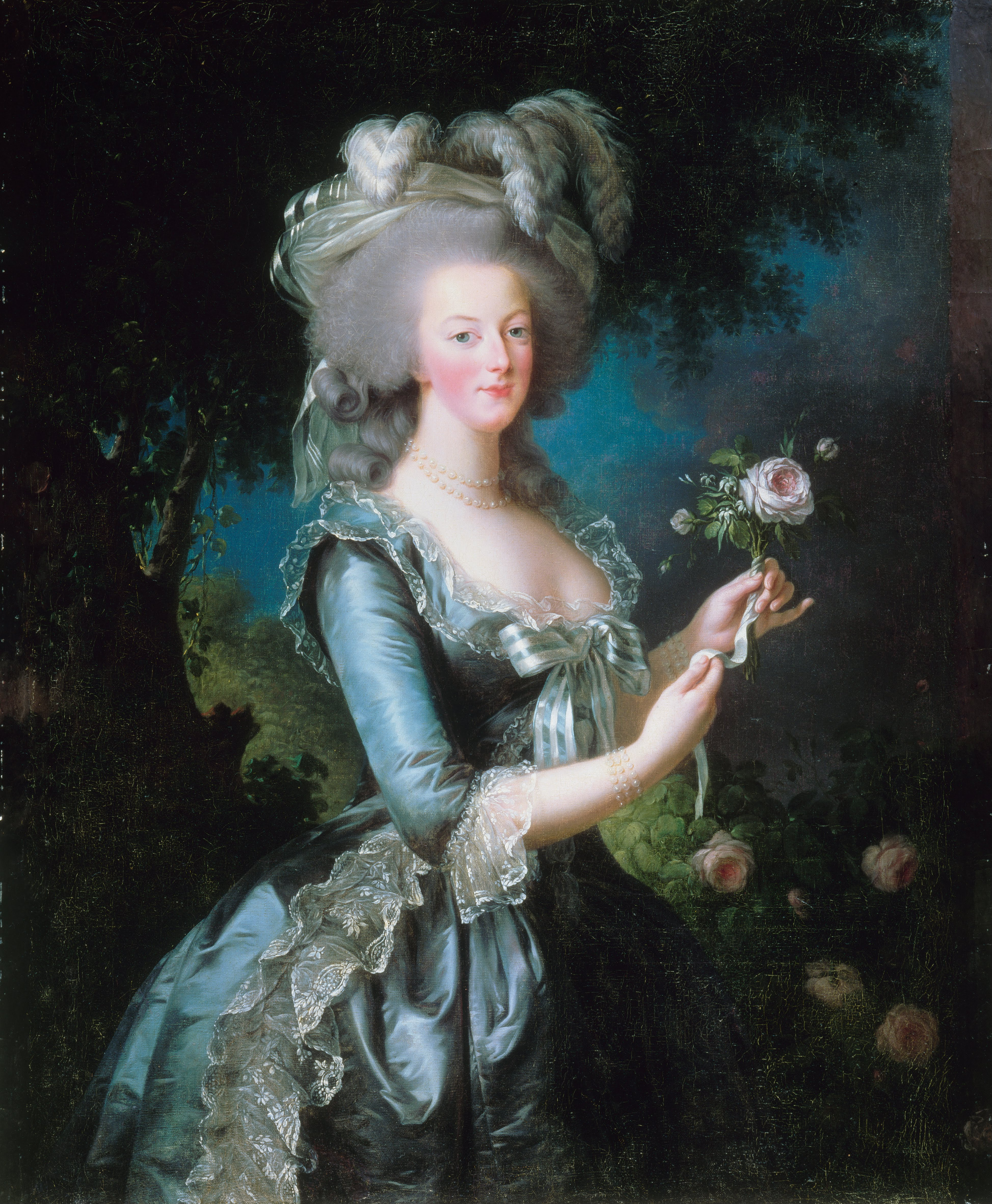
Marie-Antoinette mit einer Rose; von Élisabeth Vigée Le Brun; 1783; Schloss Versailles (Versailles)

### Klassizismus
Angeregt durch die Ausgrabungen der antiken römischen Städte Pompeji und Herculaneum im Jahr 1748 entstand ein erneutes Interesse an den Künsten der Antike. Der Neoklassizismus dominierte die westliche Kunst von der Mitte bis zum Ende des 18. Jahrhunderts bis in die 1830er Jahre. Er steht für Ordnung und Zurückhaltung und entwickelte sich als Reaktion auf die vermeintliche Frivolität, den Hedonismus und die Dekadenz des Rokoko. Er ist ein Beispiel für das rationale Denken des „Zeitalters der Aufklärung“. Ursprünglich wurde die Bewegung nicht von Künstlern, sondern von Philosophen der Aufklärung entwickelt. Sie forderten, das Rokoko durch einen Stil rationaler Kunst zu ersetzen, der moralisch und der Seele gewidmet sein sollte. Dies passte gut zur Wahrnehmung der klassischen Kunst als Verkörperung von Realismus, Zurückhaltung und Ordnung. Inspiriert von der antiken griechischen und römischen Kunst, den klassischen Historiengemälden des französischen Künstlers Nicolas Poussin (1594–1665) und den Ideen des deutschen Schriftstellers Anton Raphael Mengs (1728–1779) und des deutschen Archäologen und Kunsthistorikers Johann Joachim Winckelmann (1717–1768) begann der Klassizismus in Rom, breitete sich aber bald in ganz Europa aus. Rom war Mitte des 18. Jahrhunderts zum Hauptziel der Grand Tour geworden, und aristokratische Reisende begaben sich auf der Suche nach klassischen Visionen, die sie auf ihren Landsitzen nachbilden wollten, dorthin, wodurch der Stil in ganz Europa, insbesondere in England und Frankreich, verbreitet wurde. Die Tour war auch eine Gelegenheit, klassische Antiquitäten zu sammeln. Klassizistische Gemälde waren in der Regel mit Figuren bevölkert, die wie klassische Statuen oder Reliefs posierten und an Orten mit archäologischen Details aufgestellt waren. Der Stil bevorzugte die griechische Kunst gegenüber der römischen, da er in seinem ästhetischen Ziel als reiner und authentischer klassisch galt.
1789 stand Frankreich am Rande seiner ersten Revolution und der Klassizismus versuchte, patriotische Gefühle auszudrücken. Politik und Kunst waren in dieser Zeit eng miteinander verbunden. Man war der Ansicht, dass Kunst ernst sein sollte, und Zeichnungen wurden höher geschätzt als Gemälde; glatte Konturen und Farben ohne erkennbare Pinselstriche waren das ultimative Ziel. Sowohl Malerei als auch Bildhauerei strahlten Ruhe und Zurückhaltung aus und konzentrierten sich auf heroische Themen, die so edle Begriffe wie Selbstaufopferung und Patriotismus zum Ausdruck brachten.
Diese Bewegung ebnete den Weg für die Romantik, die aufkam, als der Idealismus der Revolution verblasste und die napoleonische Ära im frühen 19. Jahrhundert zu Ende ging. Der Klassizismus sollte jedoch nicht als das Gegenteil der Romantik angesehen werden, sondern in gewisser Weise als eine frühe Manifestation.

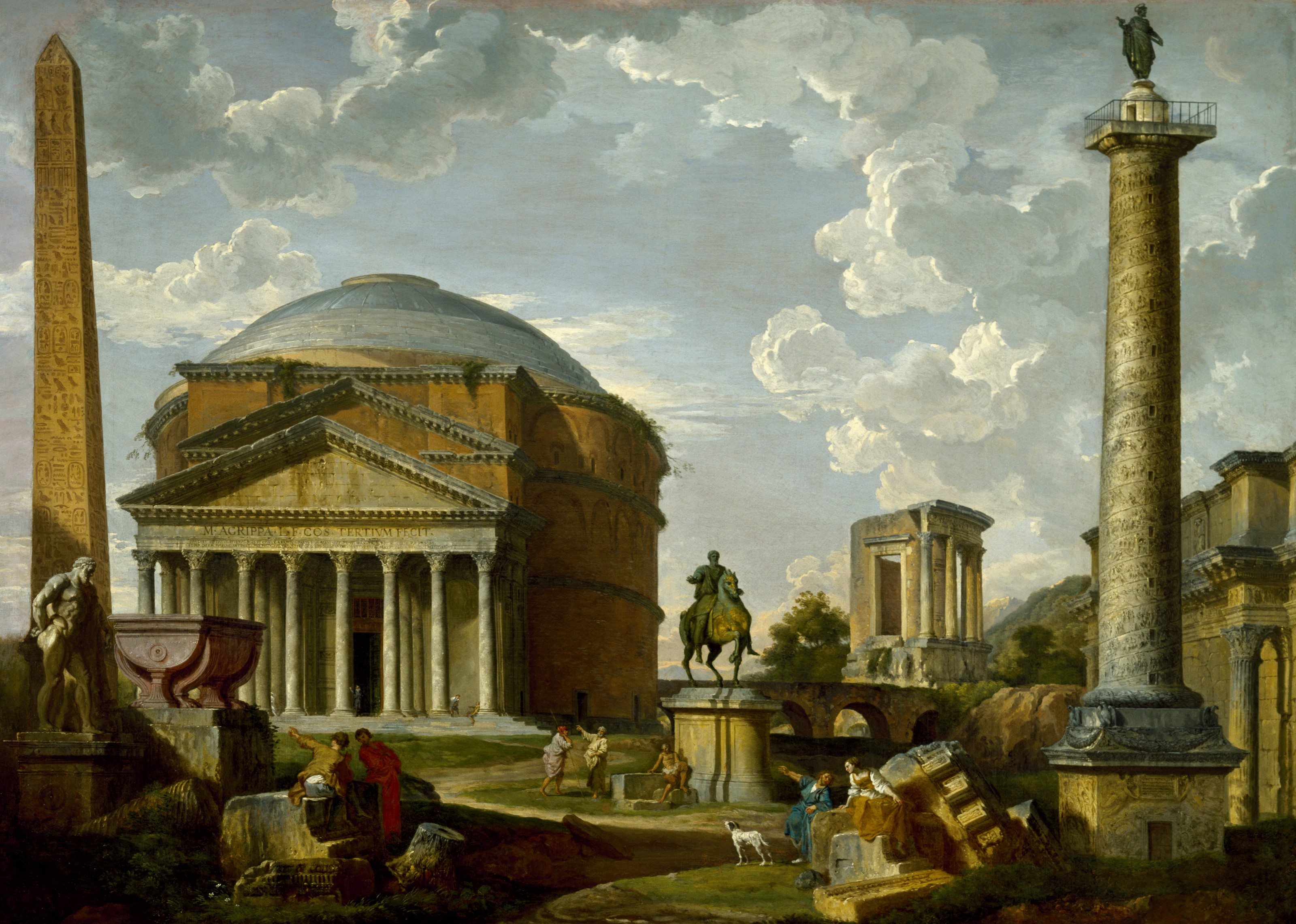
Fantasieansicht mit dem Pantheon und anderen Monumenten des antiken Roms, von Giovanni Paolo Pannini, 1737, Museum of Fine Arts (Houston)
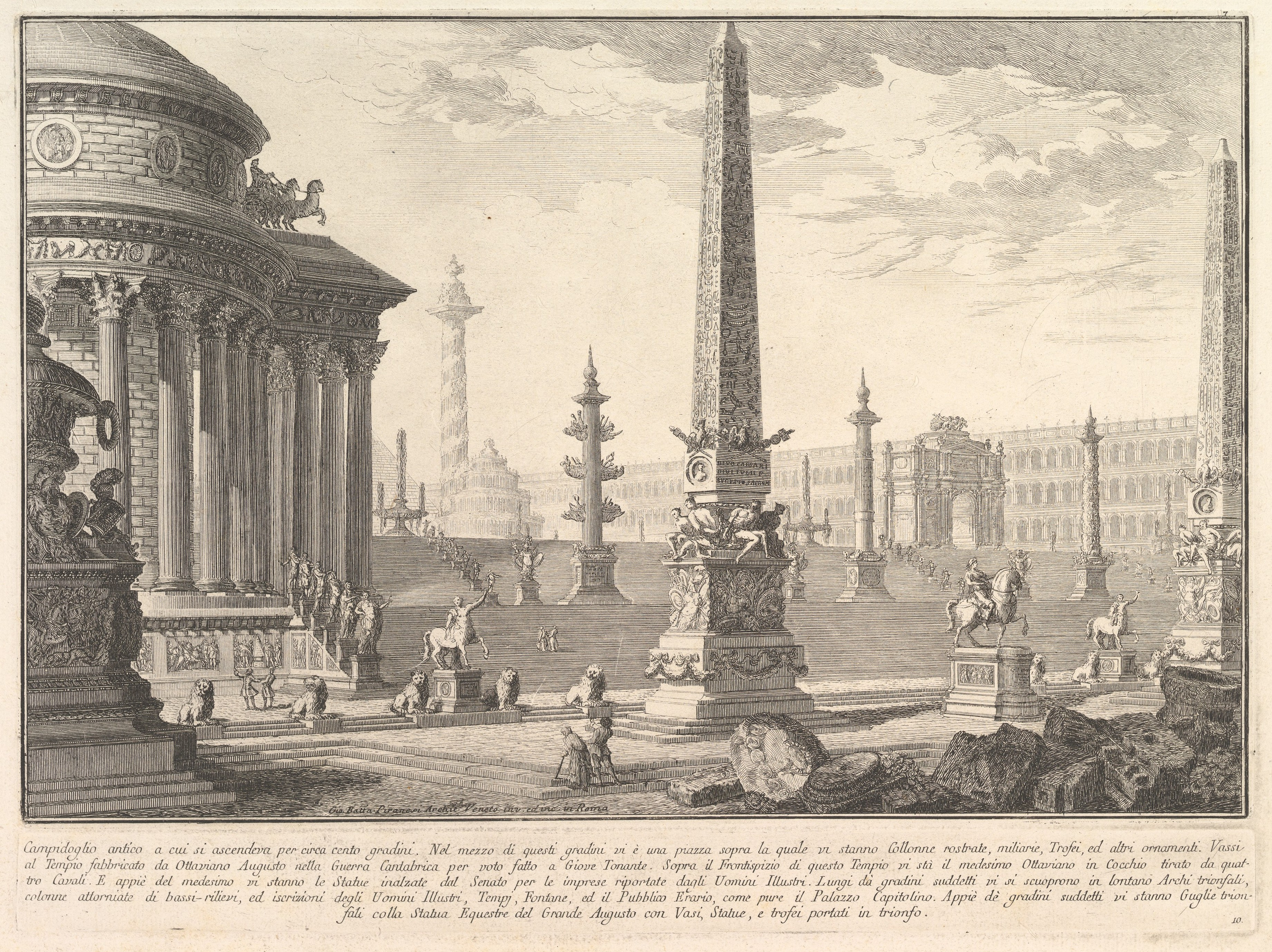
Das antike Kapitol, das über etwa hundert Stufen zu erreichen ist..., von Giovanni Battista Piranesi, ca. 1750, Metropolitan Museum of Art (New York City)
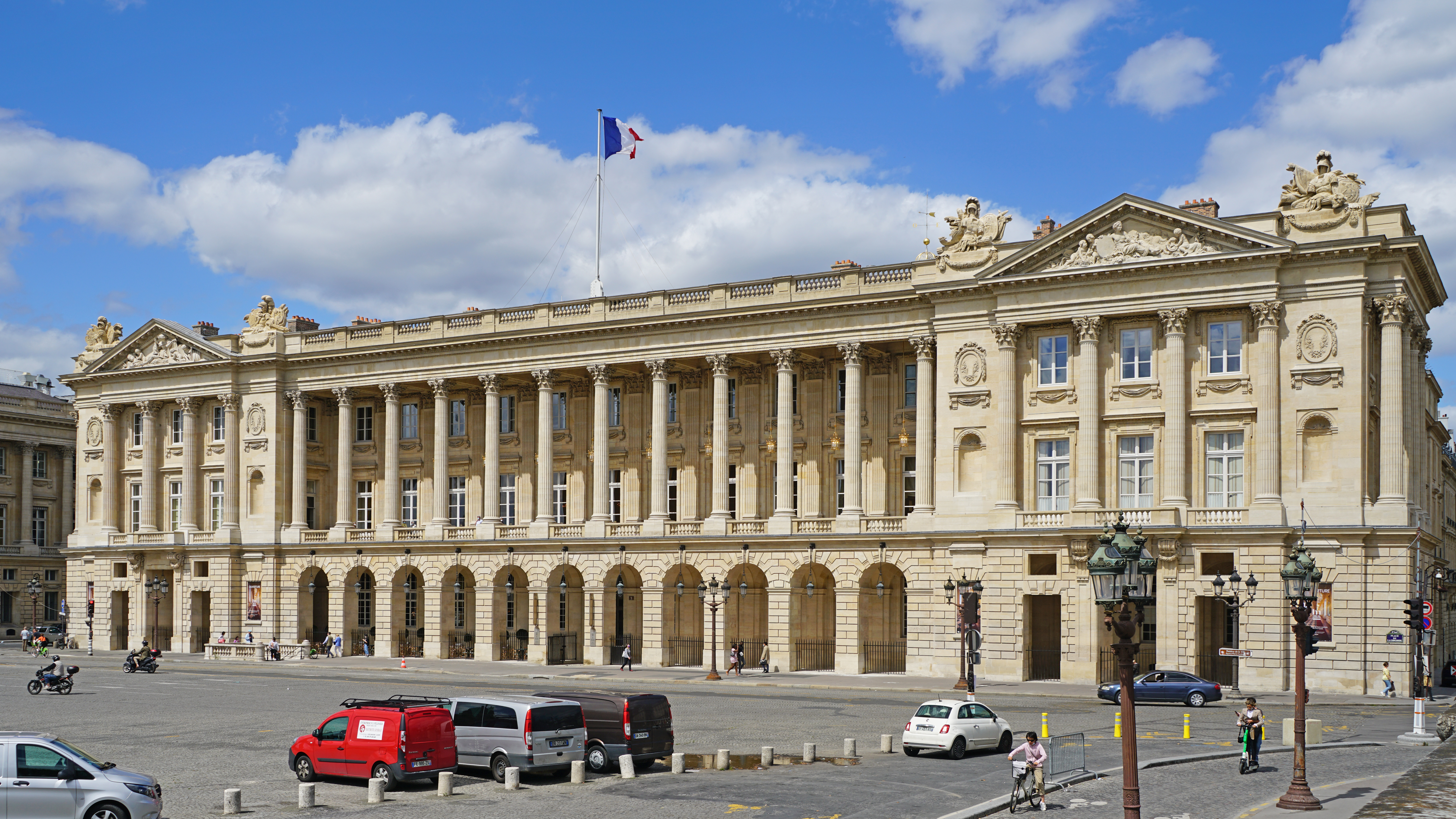
Hôtel de la Marine, Paris von Ange-Jacques Gabriel, 1761–1770
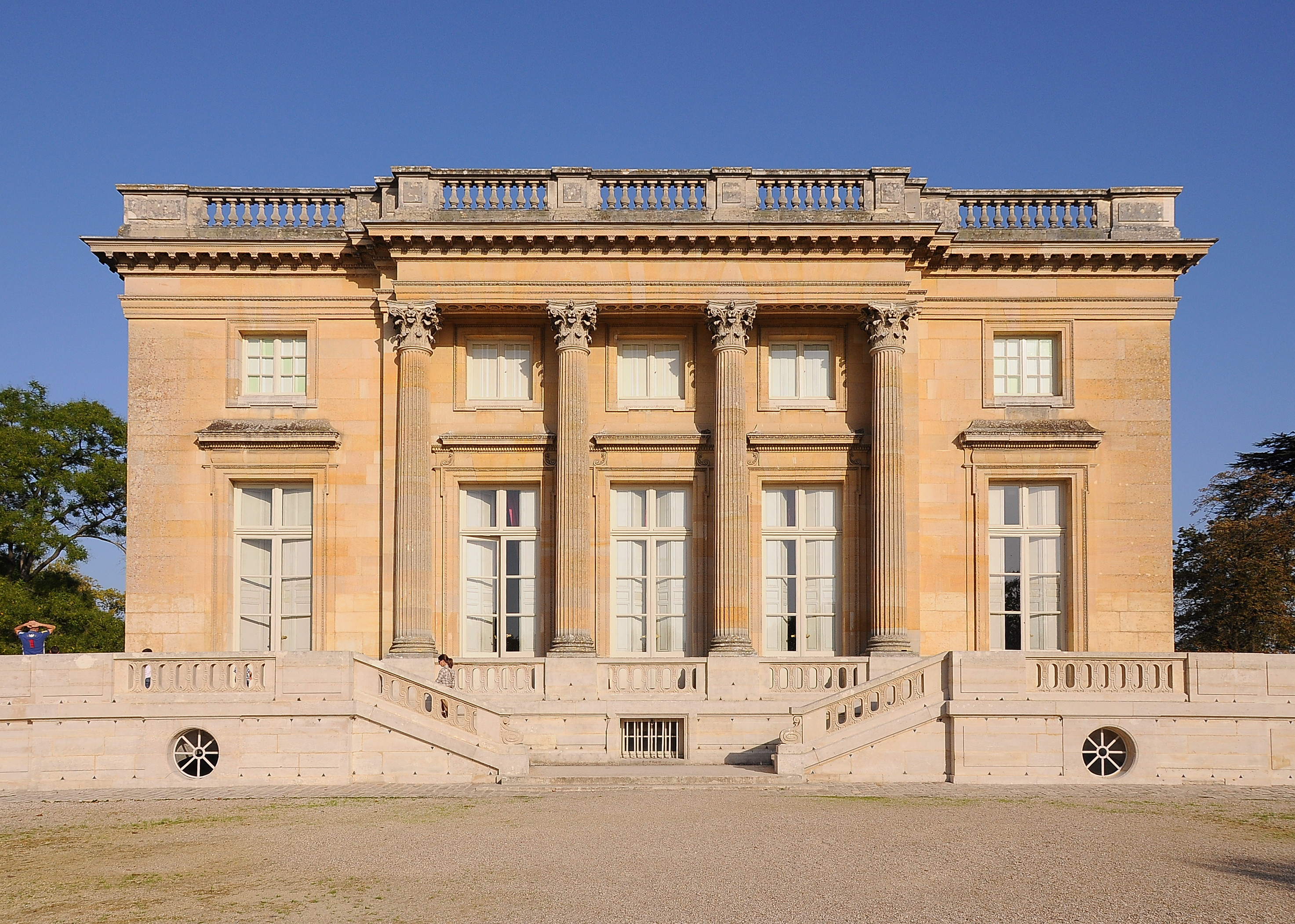
Petit Trianon, Versailles von Ange-Jacques Gabriel, 1764
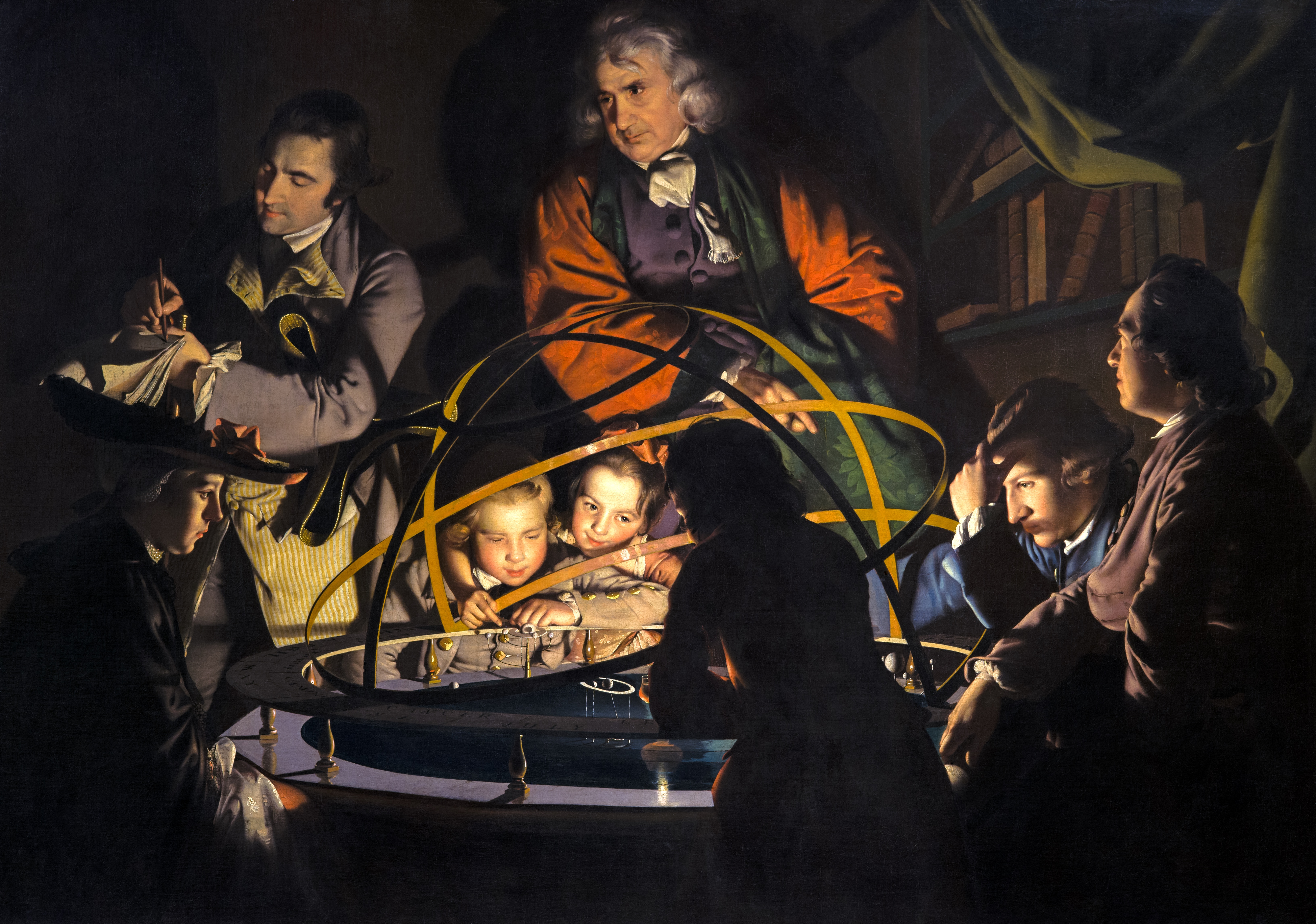
A Philosopher Lecturing on the Orrery von Joseph Wright of Derby, ca. 1766 Derby Museum and Art Gallery (Derby)
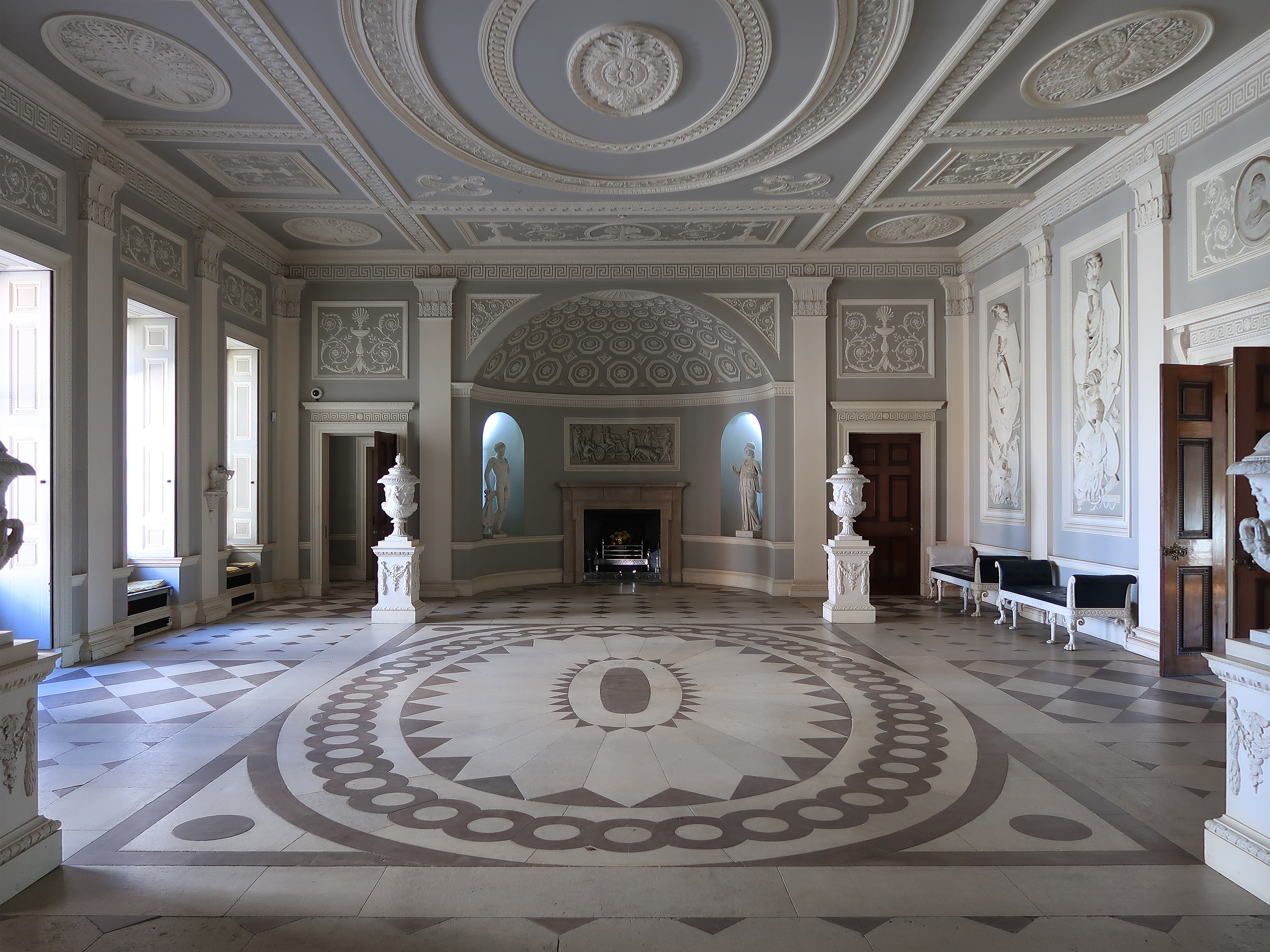
The Hall, Osterley Park, London von Robert Adam, 1767
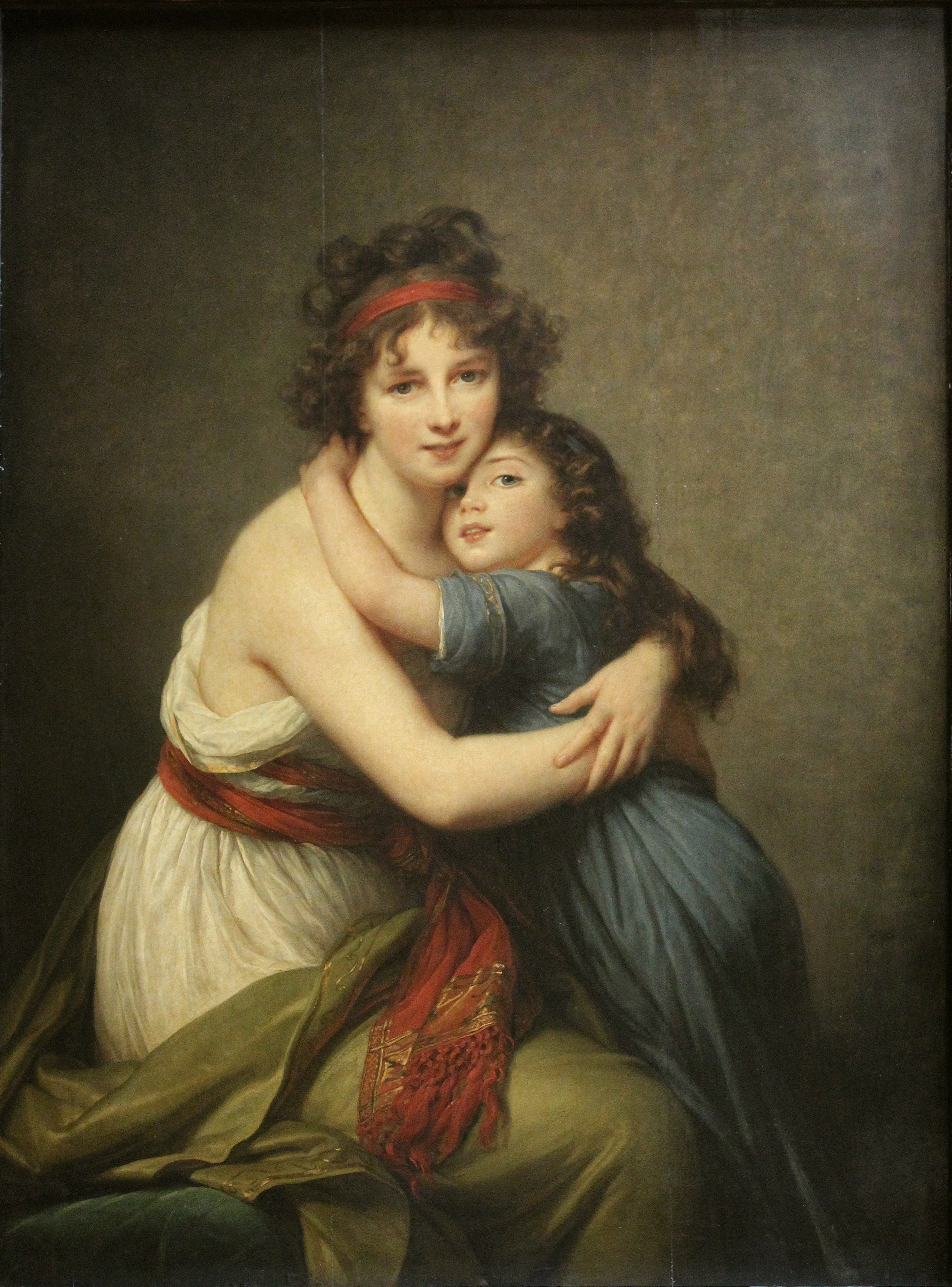
Selbstbildnis mit Tochter Jeanne Julie Louise, von Élisabeth Vigée-Lebrun, ca. 1785, Öl auf Leinwand, Louvre
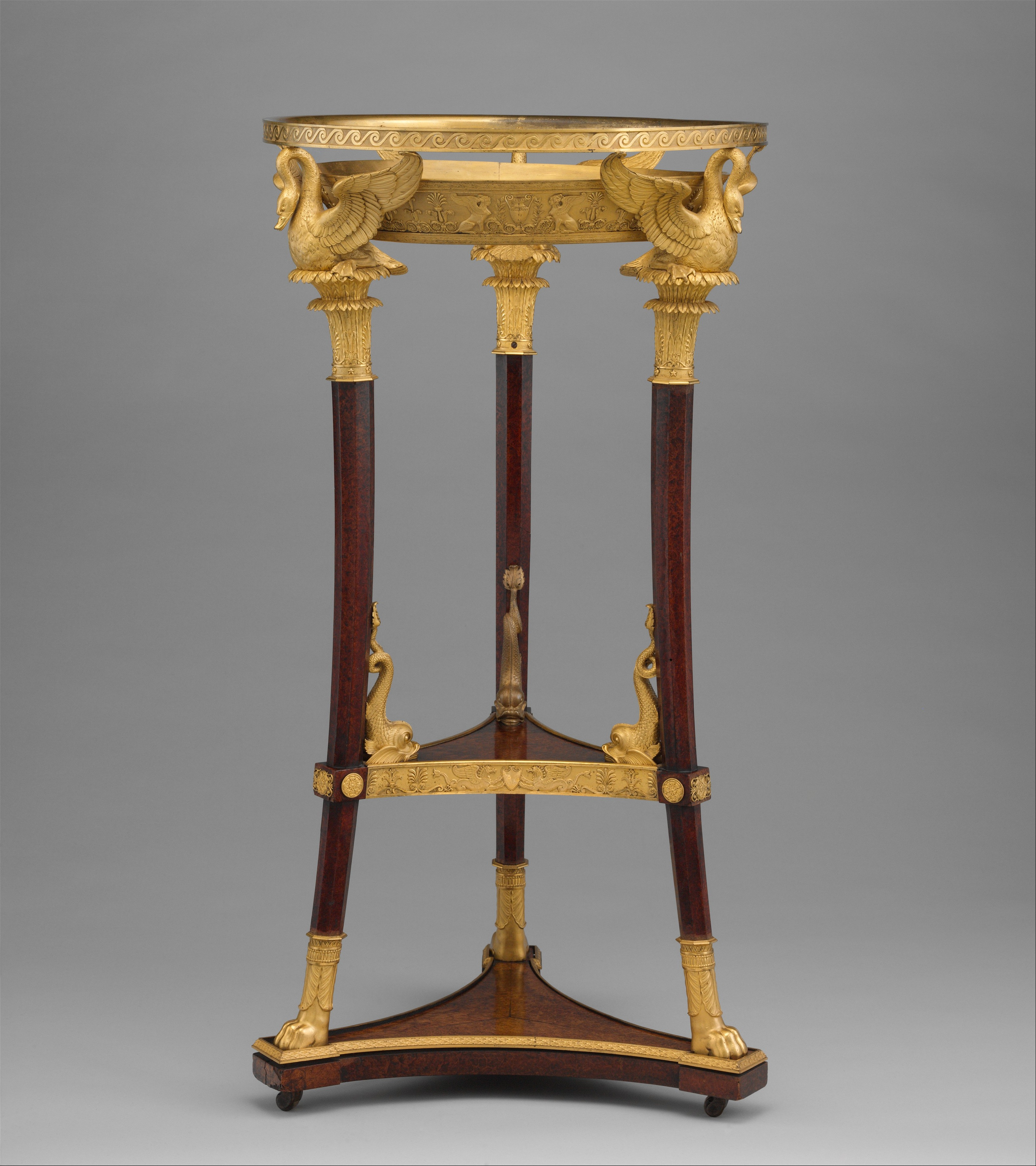
Waschtisch (Athénienne oder Lavabo), 1800–1814, Metropolitan Museum of Art
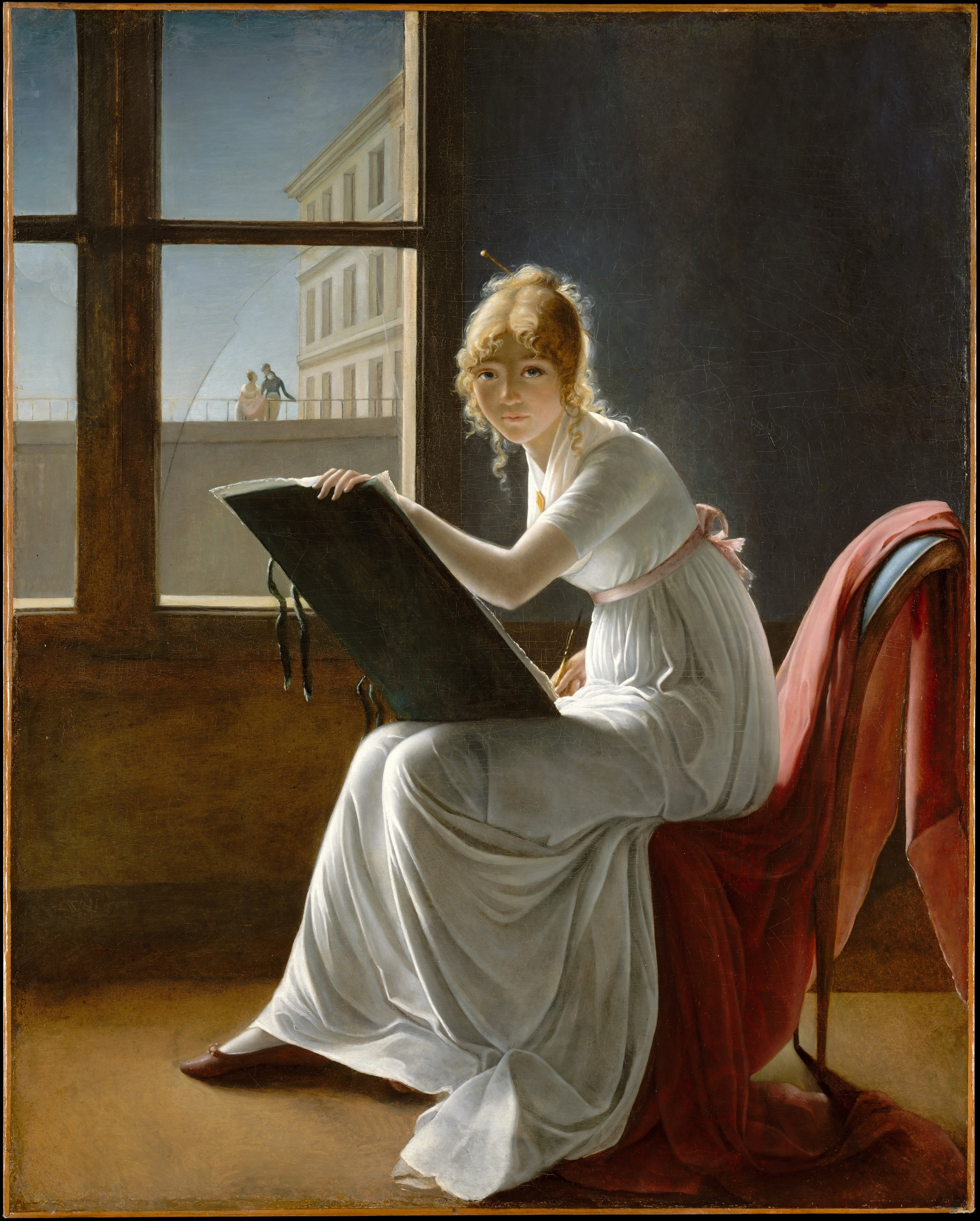
Porträt von Charlotte du Val d’Ognes, von Marie-Denise Villers, 1801, Metropolitan Museum of Artt
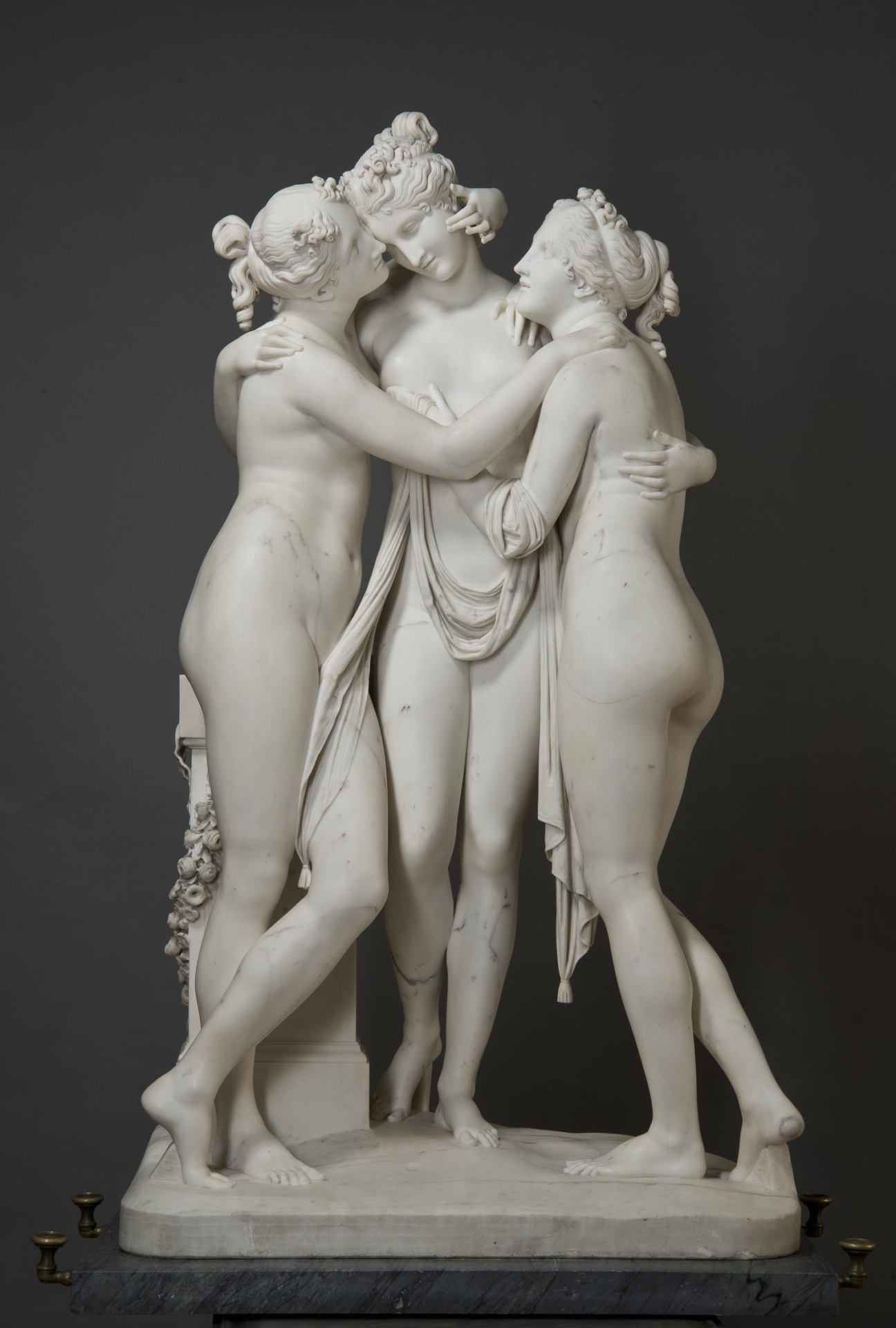
Die drei Grazien, von Antonio Canova, 1813–1816, Eremitage (Sankt Petersburg)

## Entwicklung der Kunst nach 1770

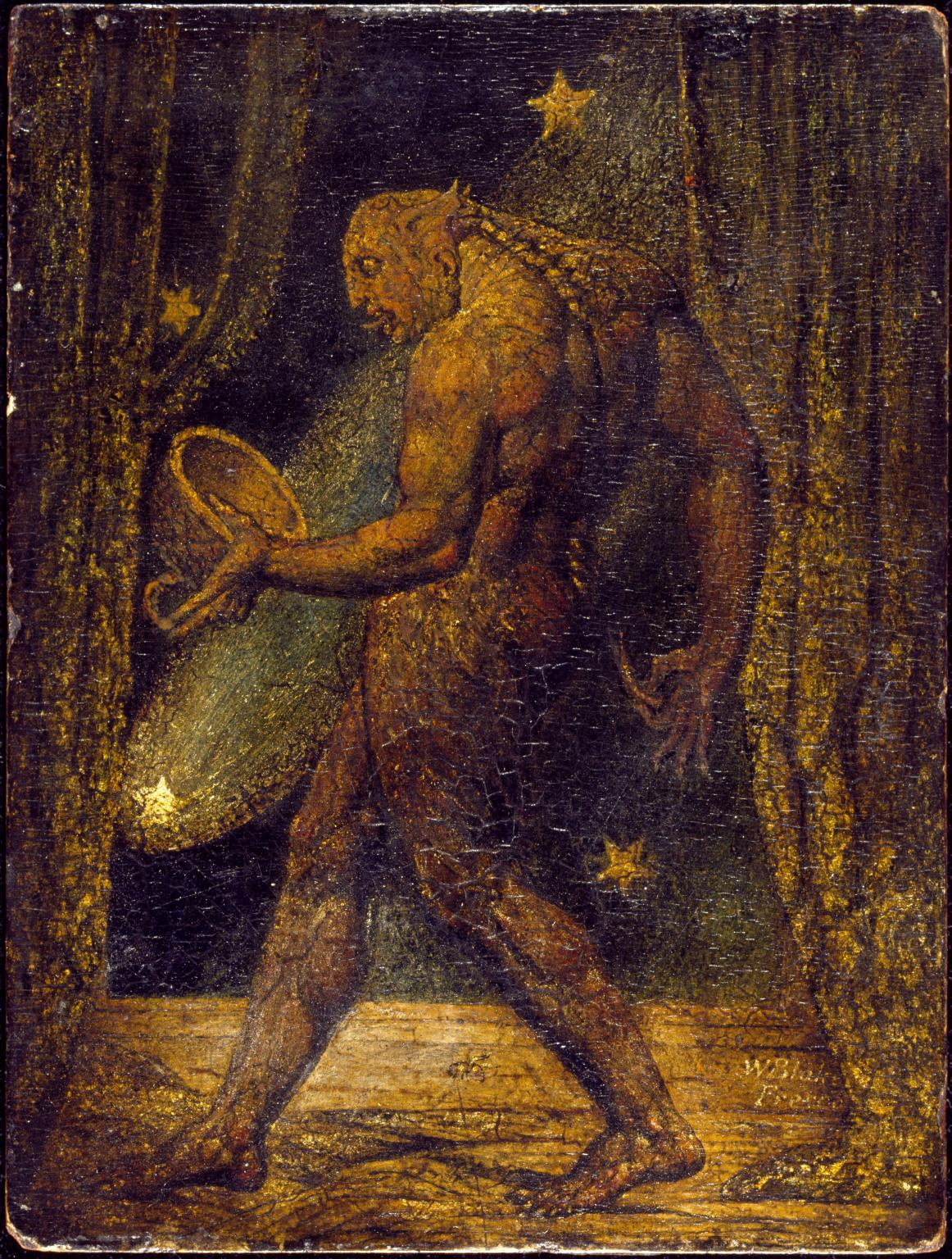
The Ghost of a Flea; von William Blake; Tate Britain, London (1819)

Viele Kunsthistoriker datieren den Ursprung der modernen Kunst auf das späte 18. Jahrhundert, andere auf die Mitte des 19. Jahrhunderts. Der Kunsthistoriker H. Harvard Arnason stellte fest, dass „im Laufe von hundert Jahren eine allmähliche Metamorphose stattgefunden hat“. Ereignisse wie das Zeitalter der Aufklärung, Revolutionen und Demokratien in Amerika und Frankreich sowie die industrielle Revolution hatten weitreichende Auswirkungen auf die westliche Kultur. Menschen, Waren, Ideen und Informationen konnten mit beispielloser Geschwindigkeit zwischen Ländern und Kontinenten reisen, und diese Veränderungen spiegelten sich in der Kunst wider. Die Erfindung der Fotografie in den 1830er Jahren veränderte bestimmte Aspekte der Kunst, insbesondere der Malerei, weiter. Zu Beginn des 19. Jahrhunderts war ein langer und allmählicher Paradigmenwechsel abgeschlossen, von der Zeit als Künstler als Handwerker im Dienste der Kirche und der Monarchien angesehen wurden, hin zur Idee der Kunst um der Kunst willen, bei der die Ideen und Visionen des einzelnen Künstlers hoch geschätzt wurden. Dies erfolgte mit Unterstützung einer zunehmend gebildeten, wohlhabenden und urbanen Mittel- und Oberschicht, die in großen Städten wie Paris und London entstanden war. Im späten 18. Jahrhundert begann eine Dichotomie zwischen Klassizismus und Romantik, die sich aufspaltete und danach durch praktisch jede neue Bewegung in der modernen Kunst zog: „Diese Ismen breiten sich wie Wellen aus und trotzen nationalen, ethnischen und chronologischen Grenzen; sie sind nirgendwo lange Zeit vorherrschend, sondern konkurrieren miteinander oder verschmelzen in endlos wechselnden Mustern.“
Die moderne Kunst hat sich immer mehr internationalen Einflüssen und dem Austausch geöffnet, von der exotischen Neugier des Orientalismus über den tieferen Einfluss des Japonismus bis hin zu den Künsten Ozeaniens, Afrikas und Amerikas. Umgekehrt hat sich die moderne Kunst zunehmend über Westeuropa hinaus ausgedehnt. In Russland und den USA entwickelte sich die Kunst bis zum Ende des 19. Jahrhunderts in einem Maße, das sie mit den führenden europäischen Ländern konkurrieren konnte. Viele der wichtigsten Bewegungen entstanden auch in Lateinamerika, Australien und Asien, und Geografie und Nationalität wurden mit jedem Jahrzehnt zunehmend bedeutungsloser. Im 20. Jahrhundert traten weltweit bedeutende und einflussreiche Künstler auf: z. B. Foujita (Japan), Arshile Gorky (Armenien), Diego Rivera und Frida Kahlo (Mexiko), Wifredo Lam (Kuba), Edvard Munch (Norwegen), Roberto Matta (Chilene), Mark Rothko (USA), Fernando Botero Angulo (Kolumbien), Constantin Brâncuși und Victor Brauner (Rumänen).

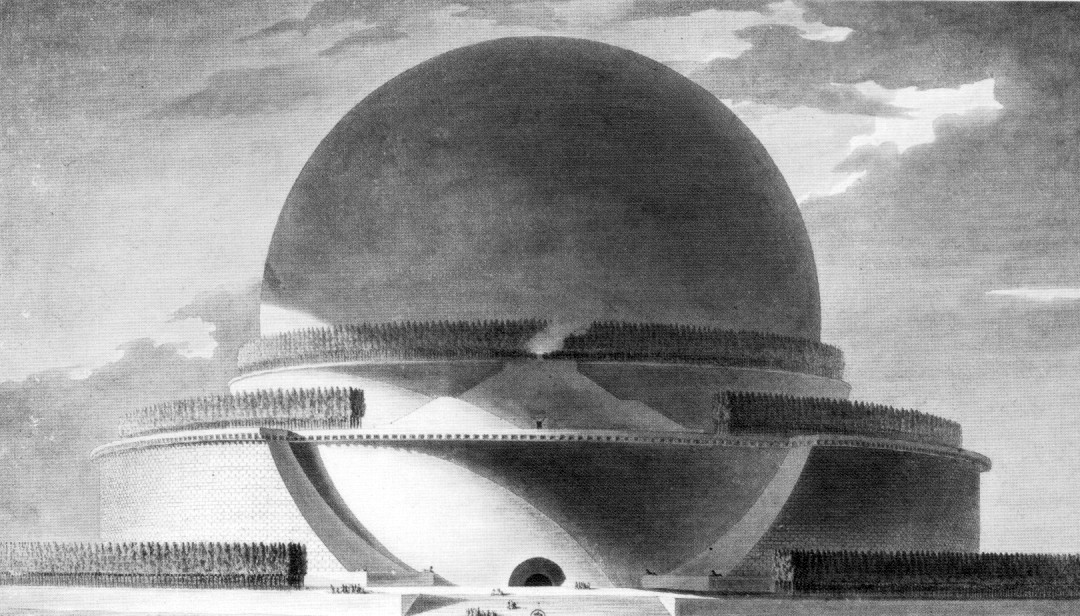
Newton's Cenotaph, exterior by night; von Étienne-Louis Boullée; 1784; Bibliothèque Nationale (Paris)
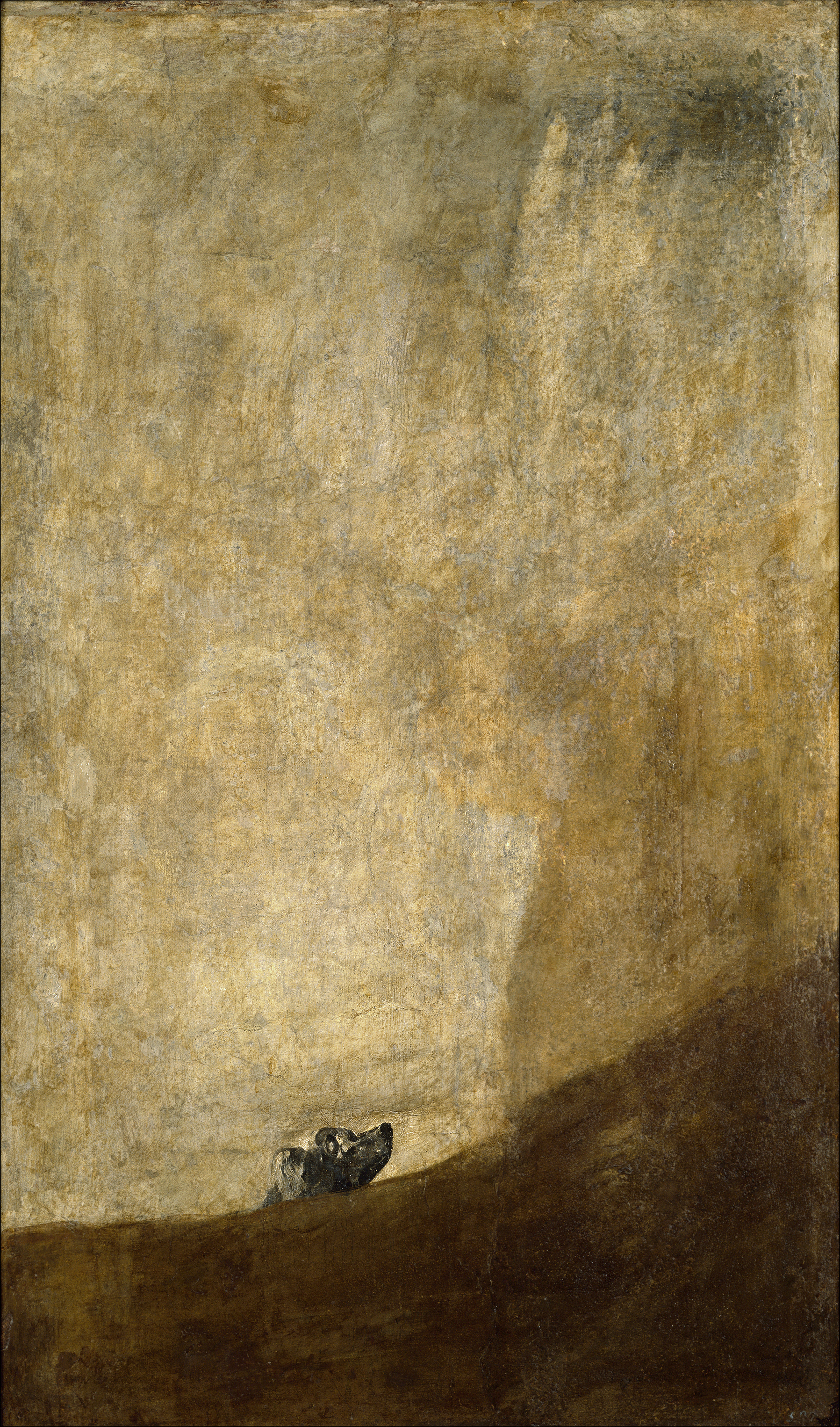
Hund; von Francisco de Goya; ca. 1819–1823.; Museo del Prado (Madrid)
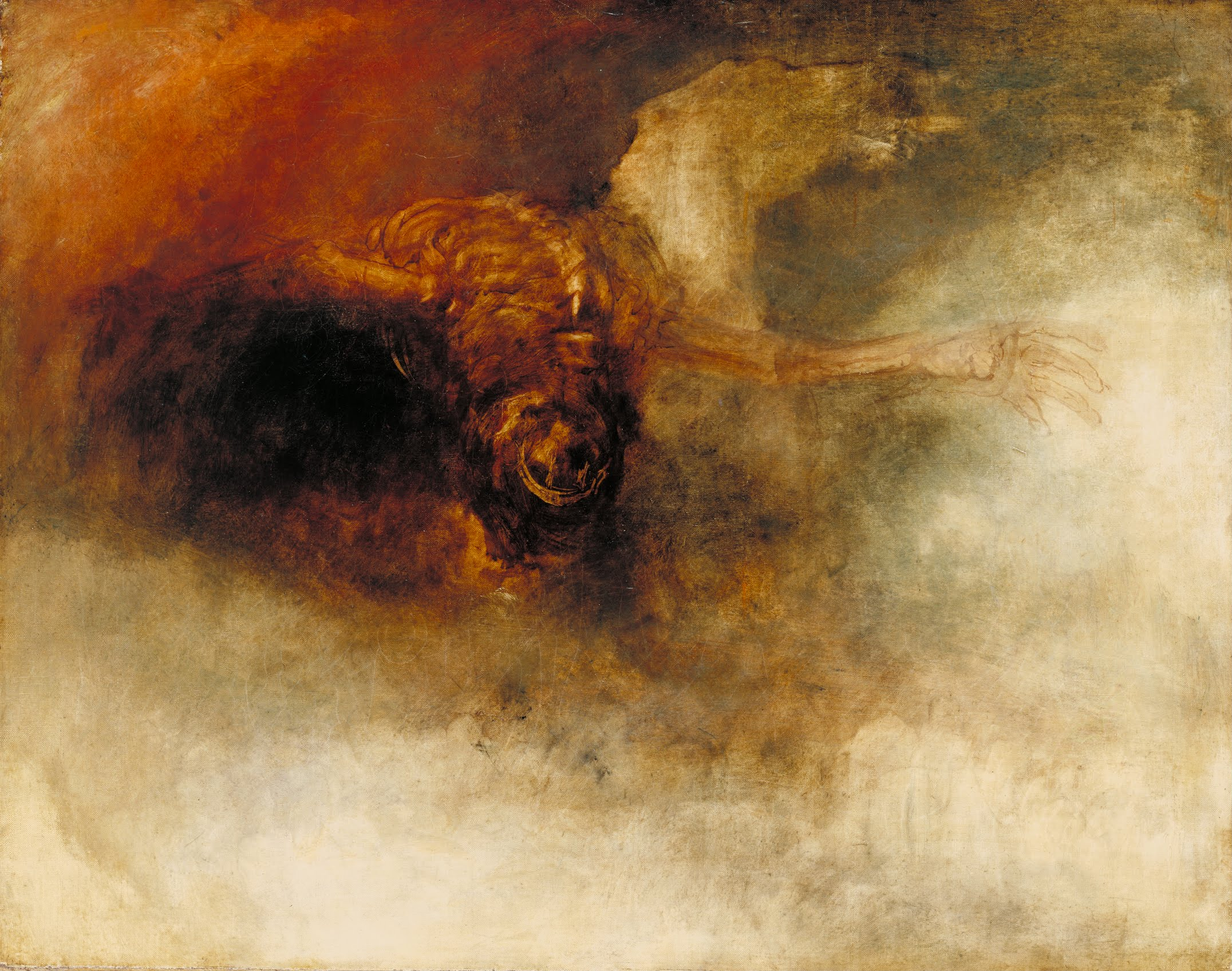
Death on a Pale Horse; von J. M. W. Turner; ca. 1830; Tate Britain (London)
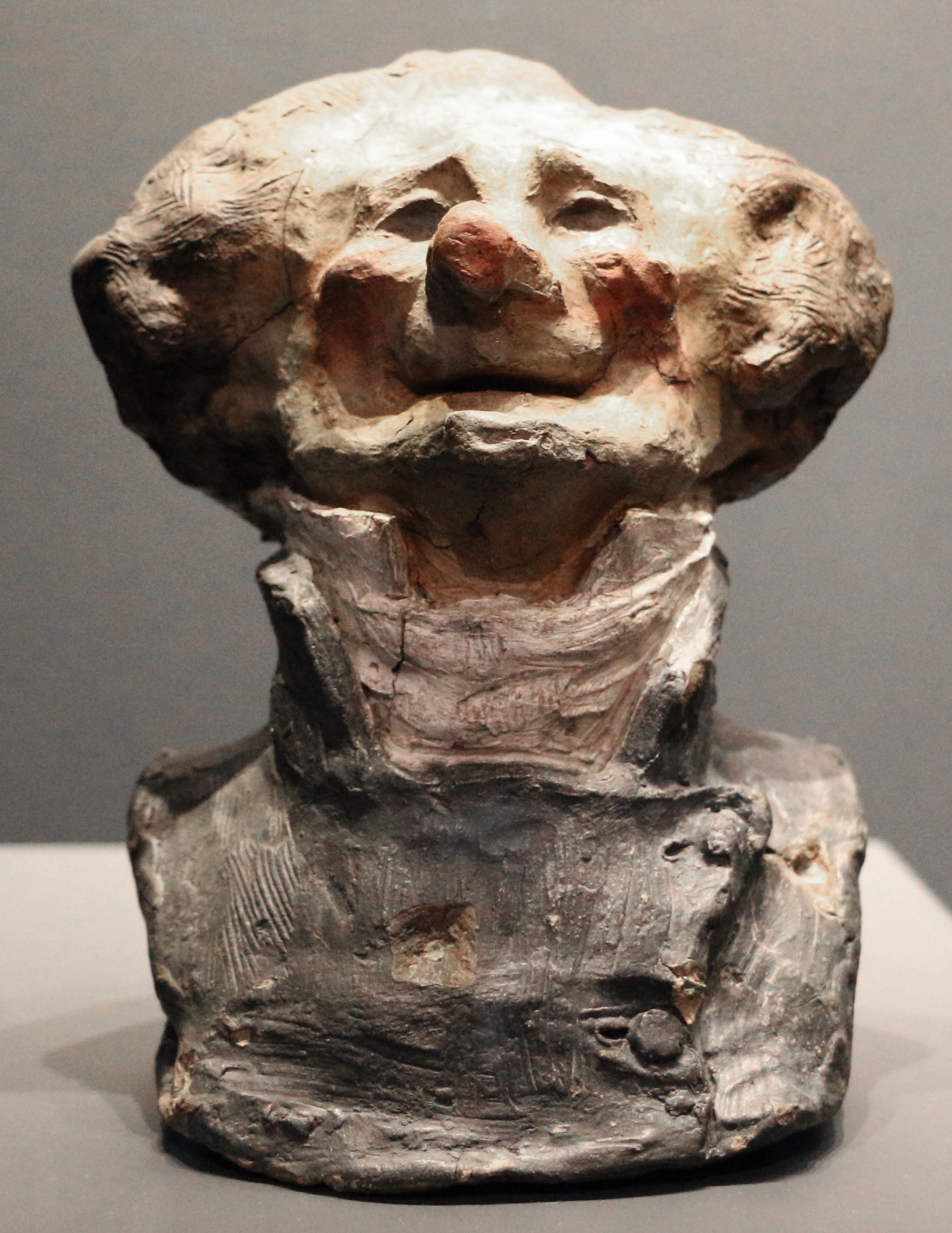
Toothless Man Laughing, Charles Philipon form Célébrités du Juste milieu; von Honoré Daumier; 1832–33; Musée d'Orsay (Paris)
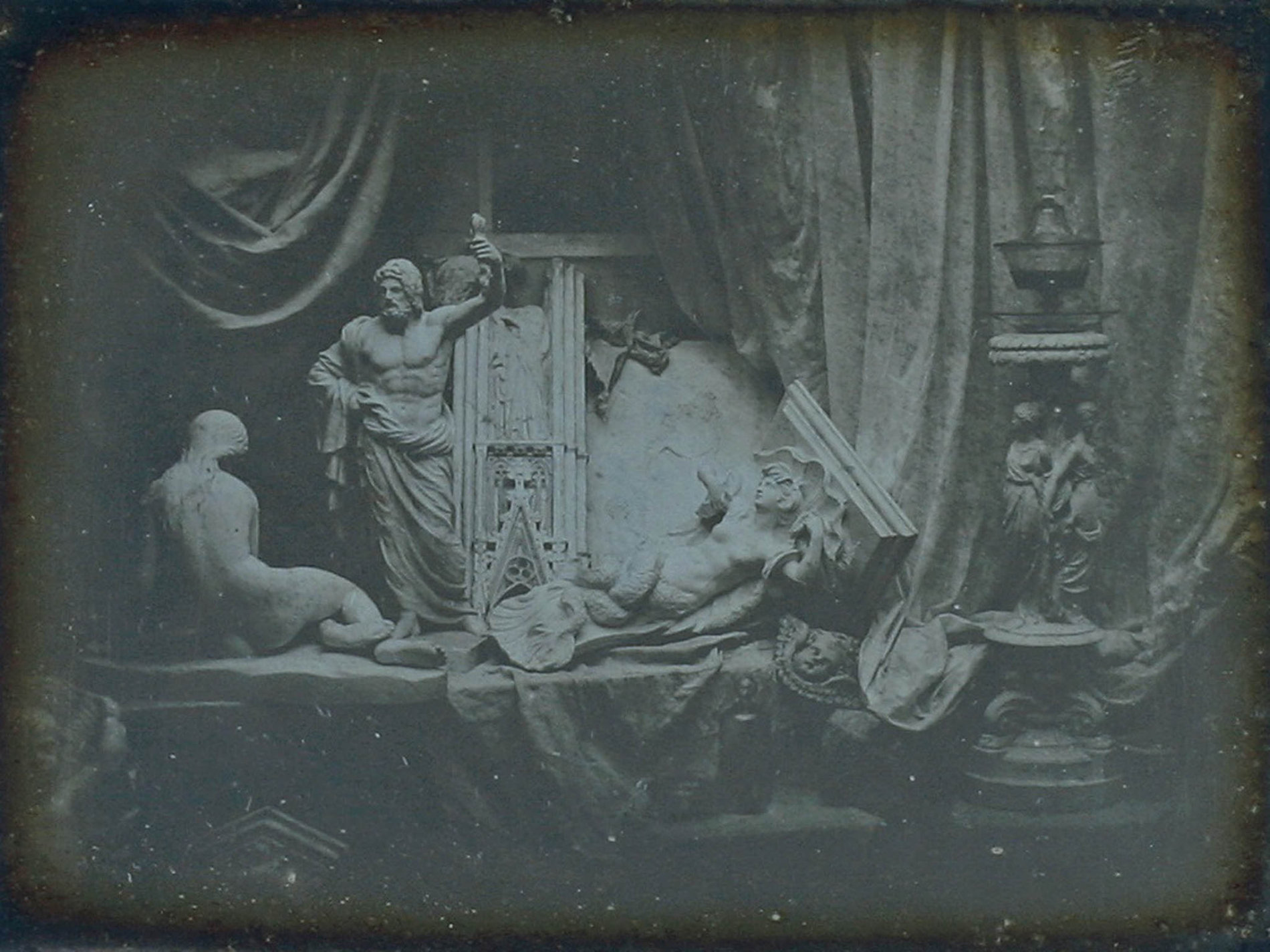
Königswarter Daguerreotypie; von Louis Jacques Daguerre; ca. 1839

### 19. Jahrhundert

#### Romantik (ca. 1790–1880)

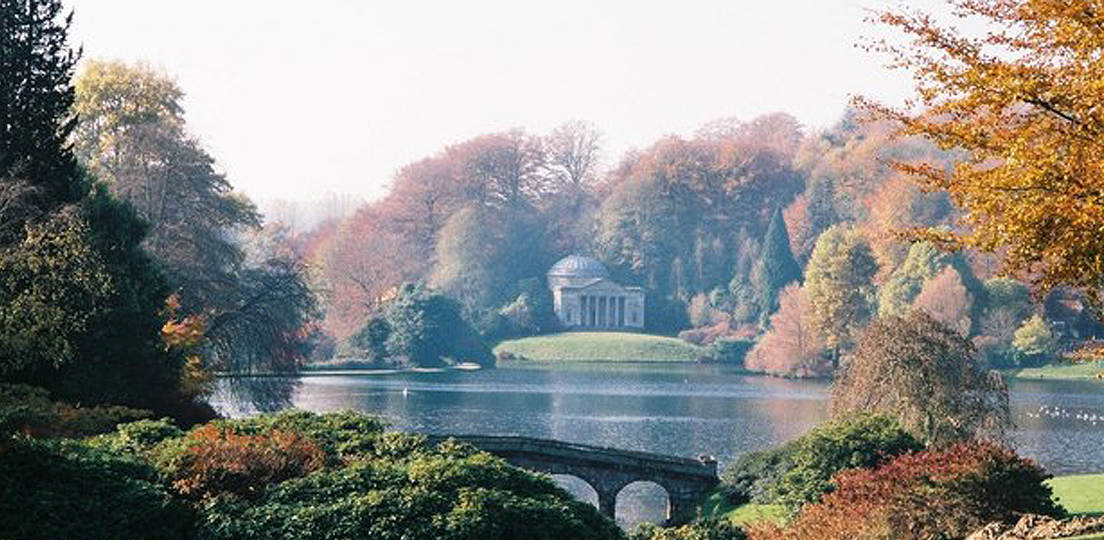
Englischer Landschaftsgarten in Stourhead, um 1740, von Henry Hoare dem Jüngeren

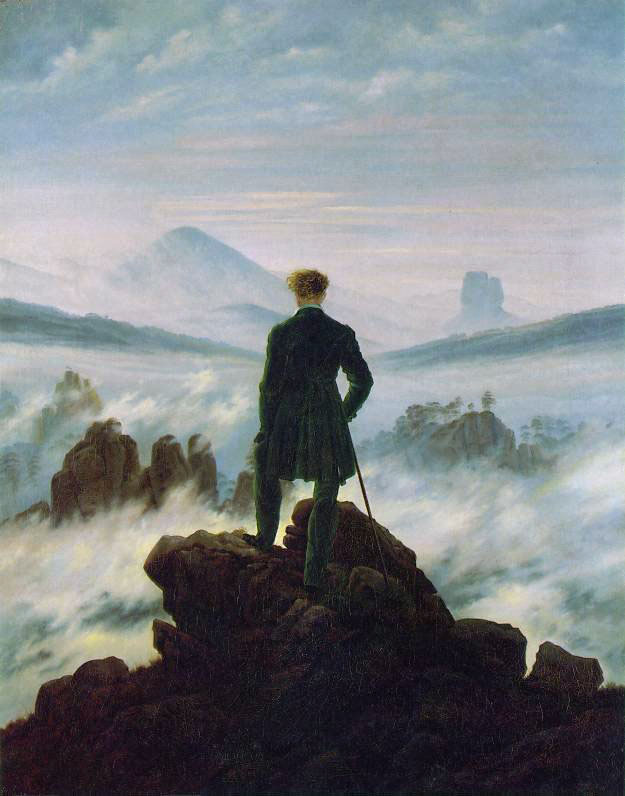
Der Wanderer über dem Nebelmeer, 1818, von Caspar David Friedrich

Die Romantik entwickelte sich im späten 18. Jahrhundert aus der deutschen Bewegung Sturm und Drang und erlebte in der ersten Hälfte des 19. Jahrhunderts eine Blütezeit mit bedeutenden und internationalen Manifestationen in Musik, Literatur und Architektur sowie in der bildenden Kunst. Sie entstand aus der Enttäuschung über den Rationalismus der Aufklärung des 18. Jahrhunderts. Obwohl sie oft als das Gegenteil des Klassizismus angesehen wird, gab es einige stilistische Überschneidungen beider Bewegungen, und viele Künstler der Romantik waren vom Klassizismus begeistert. Die Bewegung konzentrierte sich auf intensive Emotionen, Vorstellungskraft und die beeindruckende Kraft der Natur, die größer und mächtiger ist als die des Menschen, mit ihrem Potenzial für Katastrophen. Der „Klassizismus ist eine neue Wiederbelebung der klassischen Antike ... während Romantik sich nicht auf einen bestimmten Stil bezieht, sondern auf eine Geisteshaltung, die sich auf vielfältige Weise zeigen kann.“
Einer der frühesten Ausdrucksformen der Romantik war der englische Landschaftsgarten, der sorgfältig so gestaltet wurde, dass er natürlich wirkte und in dramatischem Kontrast zu den formalen Gärten der damaligen Zeit stand. Das Konzept des „natürlichen“ englischen Gartens wurde in den folgenden Jahrzehnten in ganz Europa und Amerika übernommen. In der Architektur wandten sich die Romantiker häufig anderen Quellen als den griechischen und römischen Vorbildern zu, die von den Klassizisten bewundert wurden. In der romantischen Architektur wurden häufig Formen der Gotik und andere Stile wie exotische östliche Vorbilder wiederbelebt. Der Palace of Westminster in London ist ein Beispiel für romantische Architektur, die auch als Neugotik bezeichnet wird. In der Malerei wird die Romantik durch die Gemälde von Francisco Goya in Spanien, Eugène Delacroix und Théodore Géricault in Frankreich, William Blake, Johann Heinrich Füssli, Samuel Palmer und William Turner in England, Caspar David Friedrich und Philipp Otto Runge in Deutschland, Francesco Hayez in Italien, Johan Christian Claussen Dahl in Norwegen und Thomas Cole in den Vereinigten Staaten geprägt. Zu den Bildhauern der Romantik gehören Antoine-Louis Barye, Jean-Baptiste Carpeaux und François Rude. Im Laufe der Romantik entwickelten sich einige Aspekte der Bewegung zum Symbolismus.

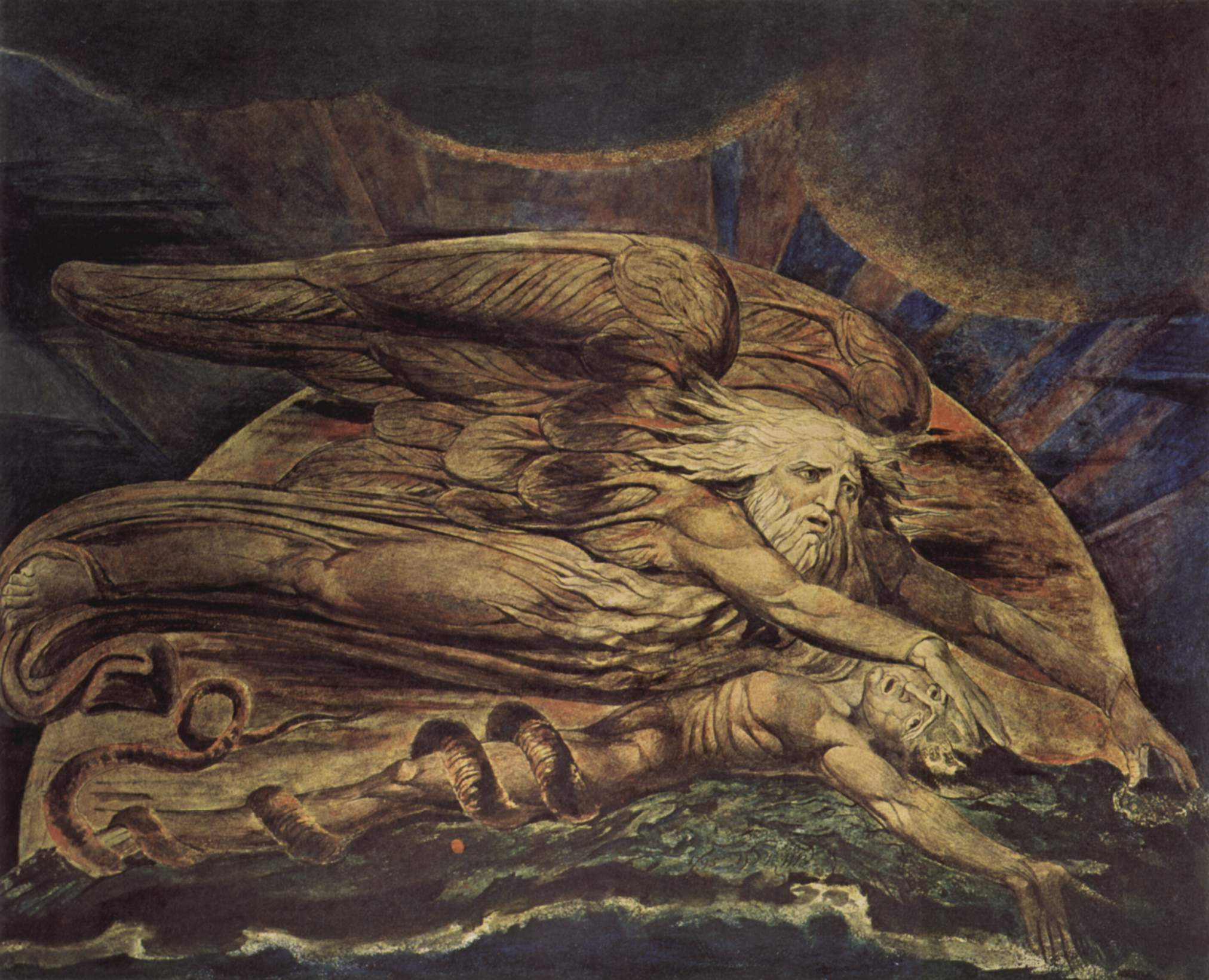
Elohim Creating Adam von William Blake; 1795; Tate Britain (London)
Der Morgen von Philipp Otto Runge; 1808
Die Erschießung der Aufständischen von Francisco de Goya; 1814; Museo del Prado (Madrid)
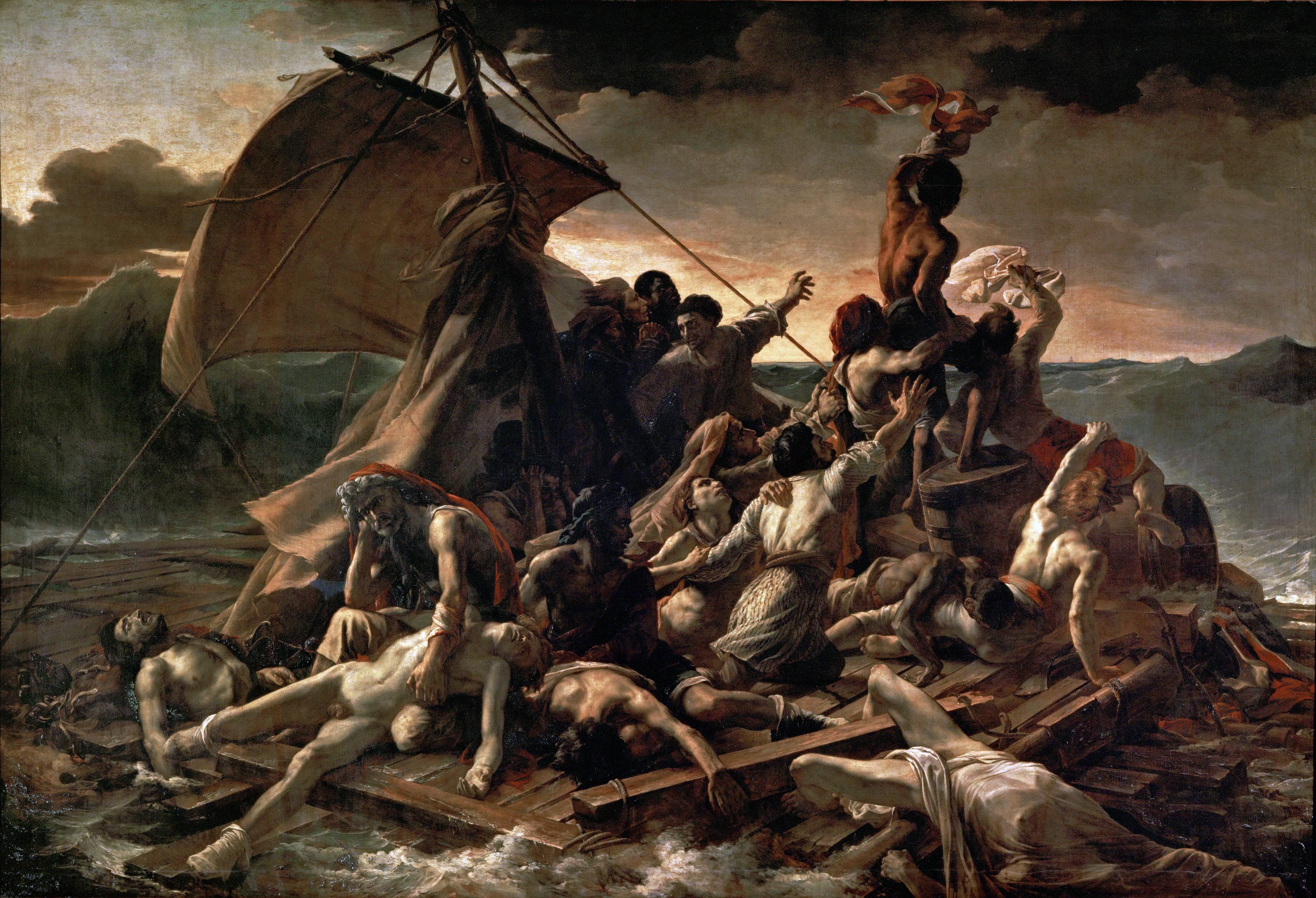
Das Floß der Medusa; von Théodore Géricault; 1819; Louvre (Paris)
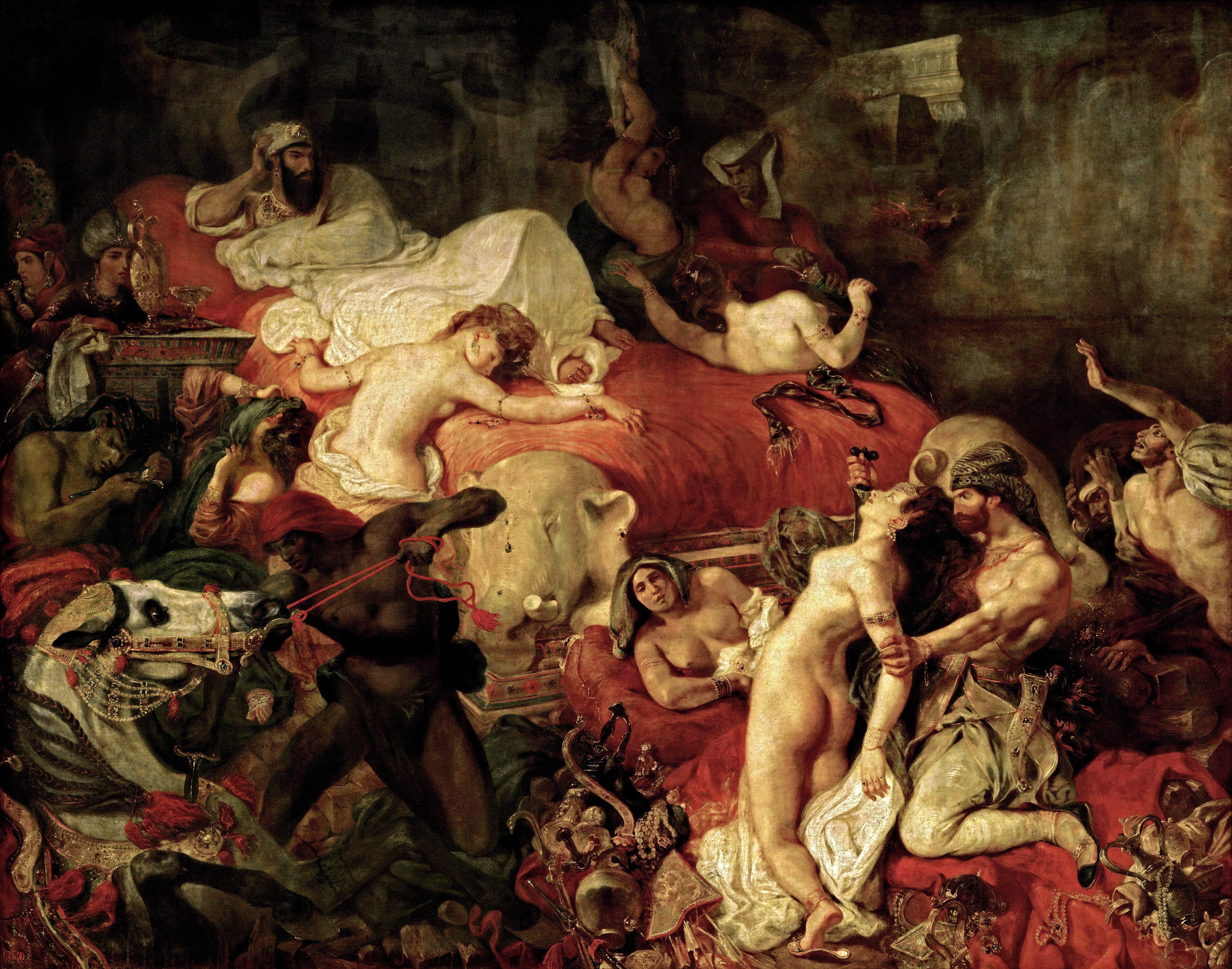
Der Tod des Sardanapal von Eugène Delacroix; 1827; Louvre
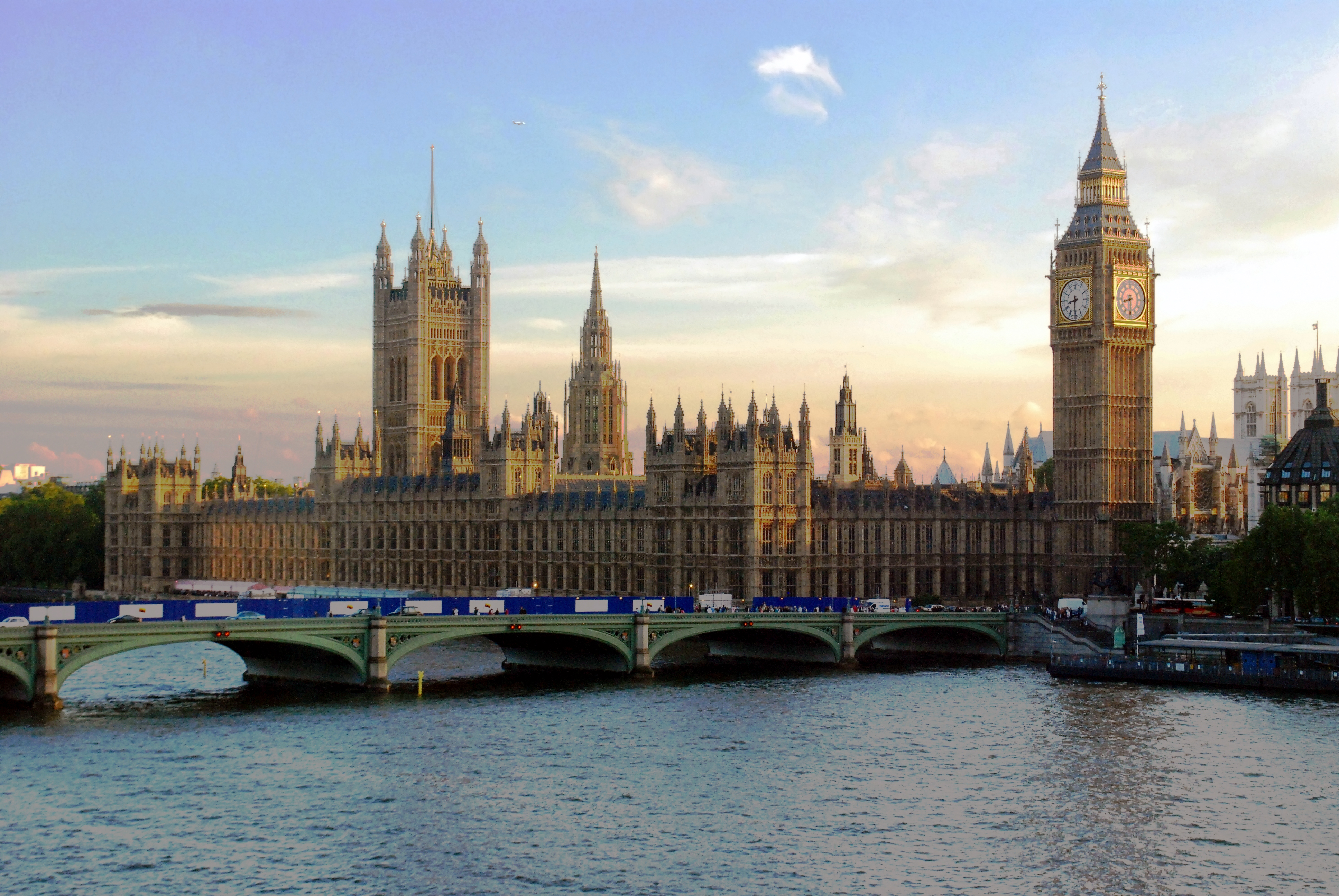
Palace of Westminster (London), 1840–1870, von Charles Barr und A. Welby Pugin
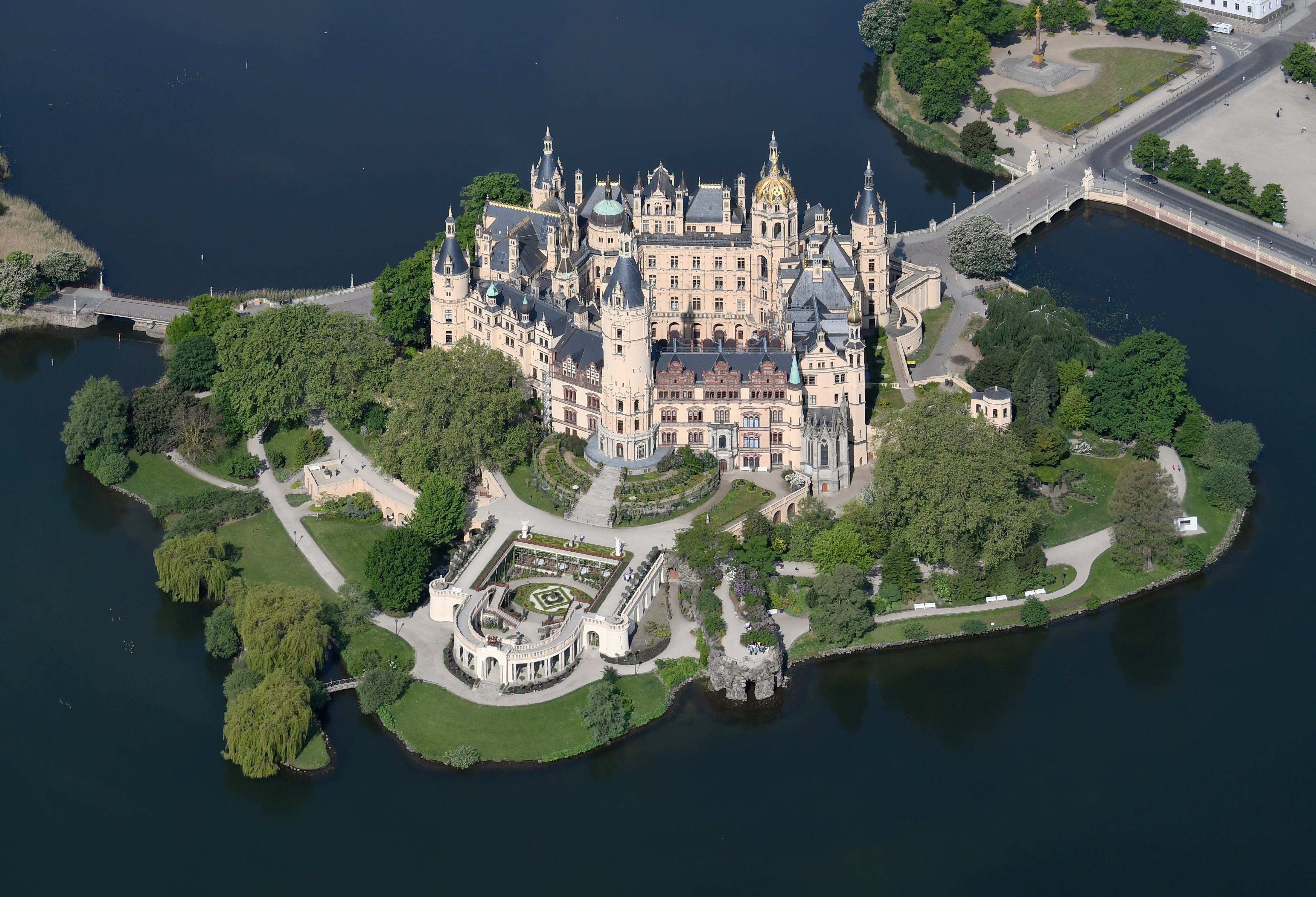
Schweriner Schloss in Schwerin, 1845–1857; von Gottfried Semper, Friedrich August Stüler, Georg Adolph Demmler und Ernst Friedrich Zwirner

#### Akademismus
Akademismus ist die Kodifizierung von Kunst in Regeln, die in Kunstakademien erlernt werden können. Er fördert die klassischen Ideale von Schönheit und künstlerischer Perfektion. Es gab auch eine sehr strenge Hierarchie der Themen. An der Spitze standen Gemälde, die historische Ereignisse darstellten, darunter biblische und klassische, gefolgt vom Porträt und der Landschaft. Am unteren Ende der Hierarchie standen Stillleben und Genremalerei. Nicolas Poussin war der Künstler, dessen Werke und Theorien die bedeutendste Rolle bei der Entwicklung des Akademismus spielten. Die Konzepte des Akademismus befanden sich im Zentrum des Projekts der Aufklärung, die Grundprinzipien und Ideale der Kunst zu entdecken.
Im 18. Jahrhundert wurden in ganz Europa viele Akademien gegründet, die später die Kunst des 19. Jahrhunderts dominieren sollten. Um an einer Kunstakademie studieren zu können, mussten junge Künstler eine Aufnahmeprüfung ablegen und nach der Zulassung mehrere Jahre dort studieren. Die meisten französischen Kunstbewegungen des 19. Jahrhunderts waren äußerlich oder sogar gegen die Werte des Akademismus gerichtet.
Zu den wichtigsten Künstlern der französischen Akademie gehörten William Bouguereau (1825–1905), Jean-Léon Gérôme (1824–1904), Alexandre Cabanel (1823–1889) und Thomas Couture (1815–1879). Die akademische Kunst ist eng mit der Beaux-Arts-Architektur verbunden, die sich am selben Ort entwickelte und einem ähnlichen klassizistischen Ideal folgt. Der Beaux-Arts-Stil hat seinen Namen von der École des Beaux-Arts in Paris, wo er entstand und wo viele der wichtigsten Vertreter des Stils studierten.

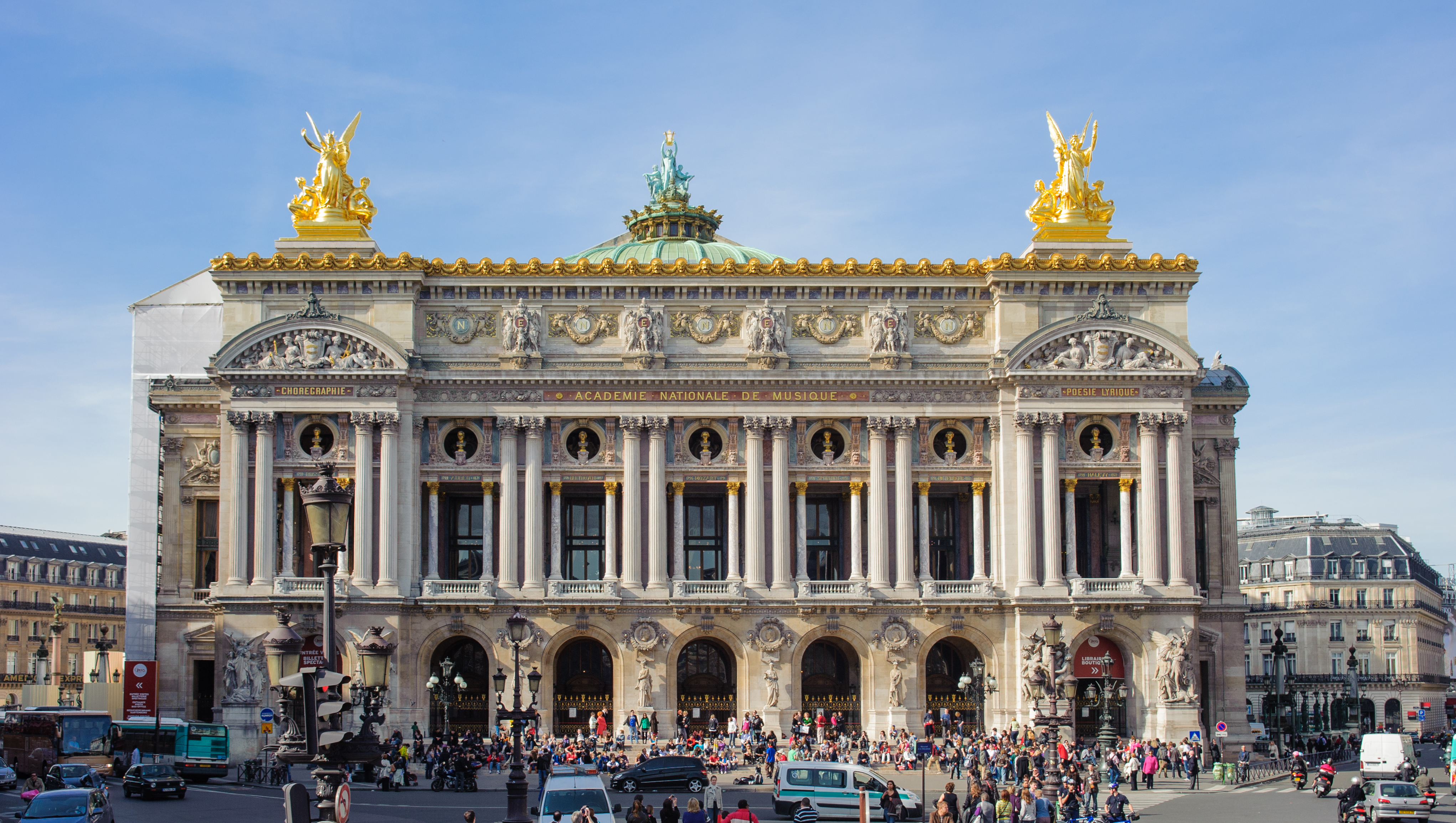
Opéra Garnier (Paris) von Charles Garnier 1860–1875
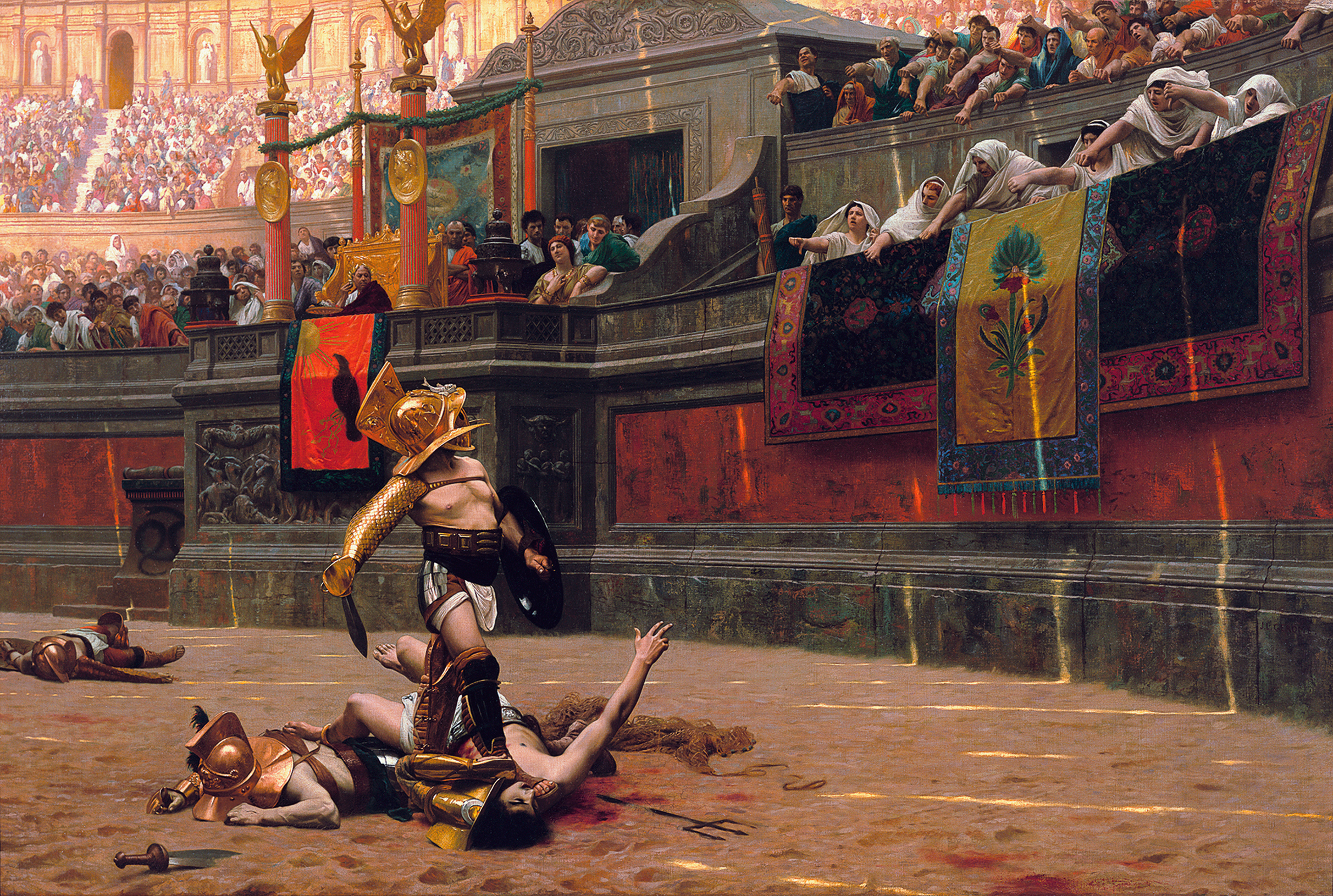
Pollice Verso von Jean-Léon Gérôme; 1872; Phoenix Art Museum (Phoenix)
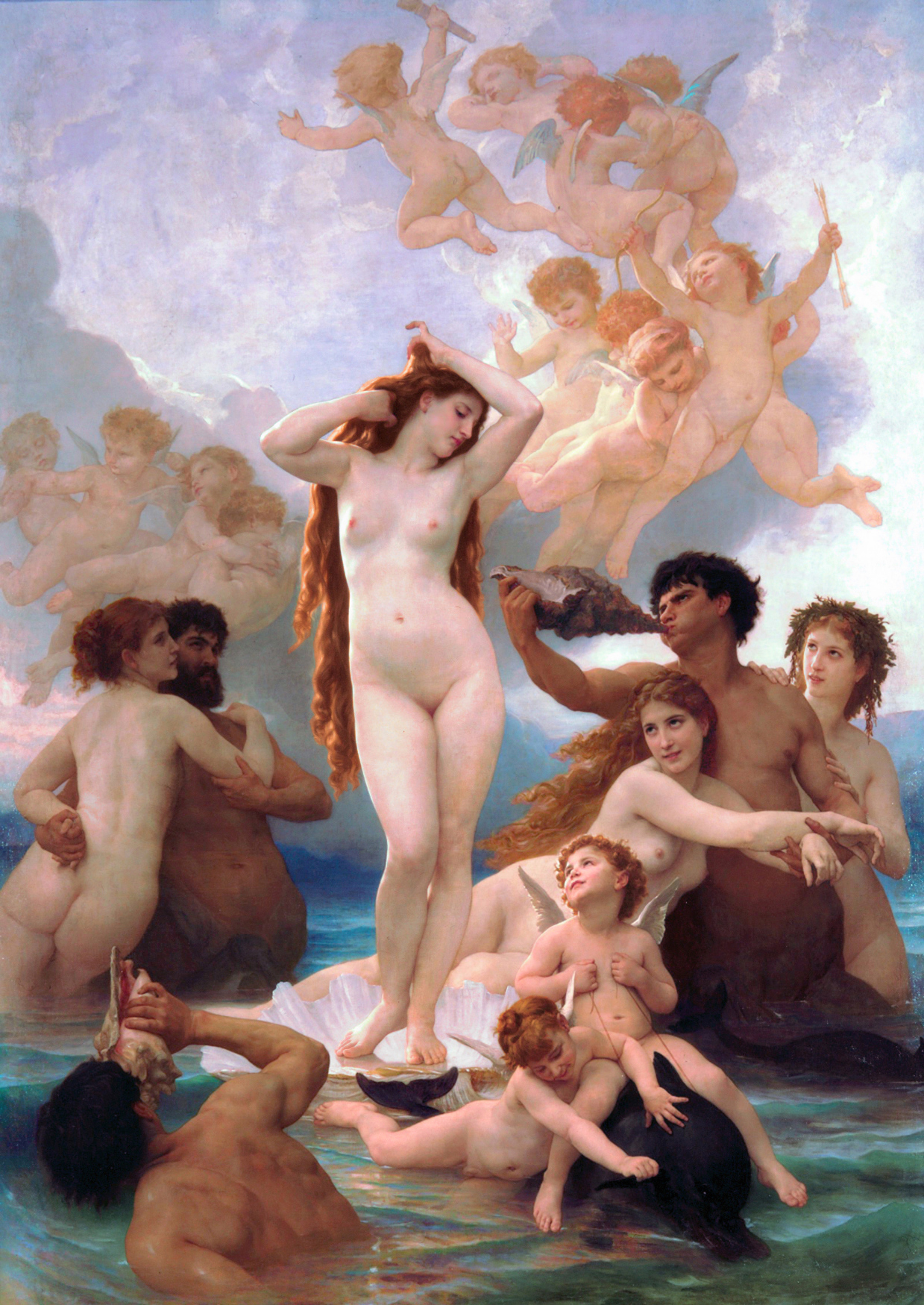
Die Geburt der Venus von William Adolphe Bouguereau 1879; Musée d’Orsay (Paris)
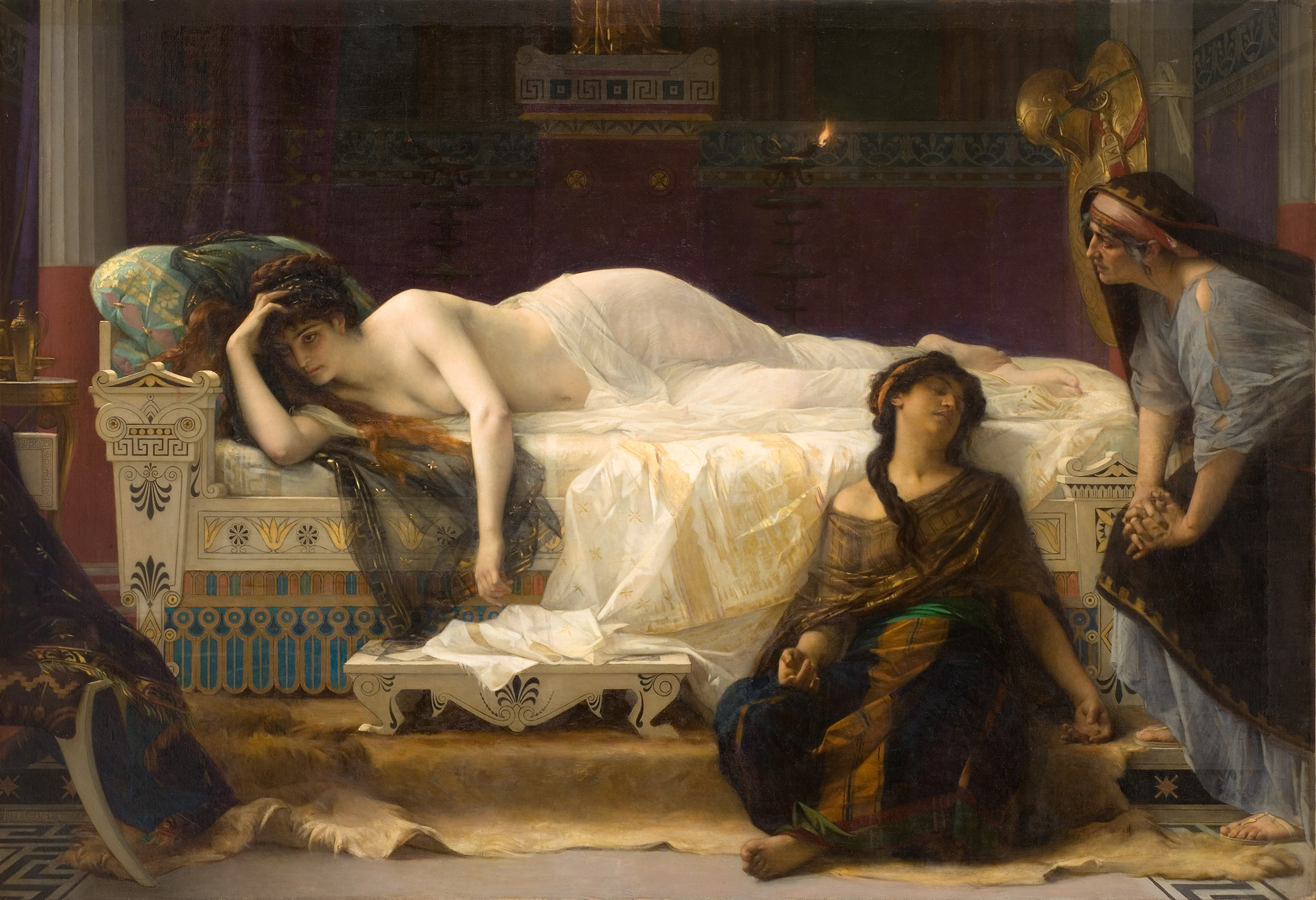
Phaedra von Alexandre Cabanel; 1880; Musée Fabre (Montpellier)
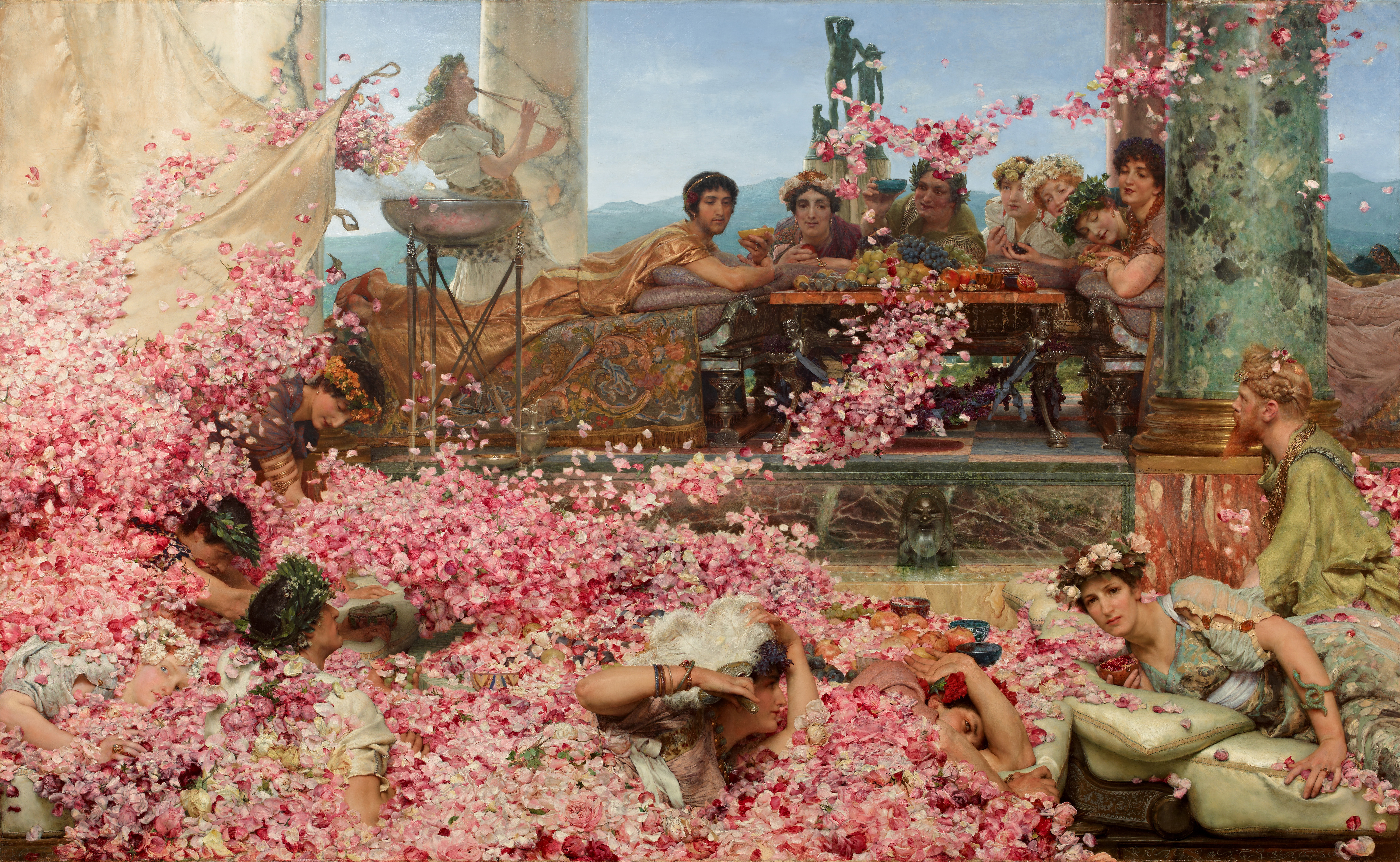
Die Rosen von Heliogabalus von Lawrence Alma-Tadema 1888; Privatsammlung Juan Antonio Pérez Simón

##### Wiederaufleben alter Stile und Eklektizismus
Das 19. Jahrhundert ist in Bezug auf Architektur und angewandte Kunst vor allem als das Jahrhundert der Wiederauflebens alter Stile bekannt. Einer der bekanntesten Revival-Stile ist die Gothic Revival oder Neugotik, die erstmals Mitte des 18. Jahrhunderts in einigen Häusern in England, wie dem Strawberry Hill House in London, auftauchte. Diese Häuser waren jedoch Einzelfälle, da der Beginn des 19. Jahrhunderts vom Klassizismus geprägt war. Später, zwischen 1830 und 1840, entwickelte sich unter dem Einfluss der Romantik eine Vorliebe und Nostalgie für die Wiederentdeckung vergangener Stile, die vom Mittelalter bis zum 18. Jahrhundert reichten. Ungefähr bis zum Ersten Weltkrieg dominierten Aufgüsse der Vergangenheit die Welt der Architektur und der angewandten Künste. Es entstanden Assoziationen zwischen Stilen und Gebäudetypen, zum Beispiel: ägyptisch für Gefängnisse, gotisch für Kirchen oder Renaissance Revival. Diese Entscheidungen waren das Ergebnis anderer Assoziationen: die Pharaonen mit Tod und Ewigkeit, das Mittelalter mit dem Christentum oder die Medici-Familie mit dem Aufstieg des Bankwesens und des modernen Handels. Manchmal wurden diese Stile auch auf nationalistische Weise gesehen, mit der Idee, dass Architektur den Ruhm einer Nation darstellen könnte. Einige davon wurden als „nationale Stile“ angesehen, wie die Neugotik im Vereinigten Königreich und in den deutschen Staaten oder die rumänische Neorenaissance in Rumänien. Augustus Pugin bezeichnete den gotischen Stil als „absolute Pflicht“ des englischen Architekten, obwohl der Stil französischen Ursprungs ist. Auf diese Weise wurden Architektur und angewandte Kunst genutzt, um die Aura einer hoch idealisierten glorreichen Vergangenheit zu verleihen. Einige Architekten und Designer verbanden historische Stile, insbesondere die mittelalterlichen, mit einer idealisierten Fantasie des organischen Lebens, die sie mit der Realität ihrer Zeit verglichen.
Obwohl der Eklektizismus so weit verbreitet war, bedeutet dies nicht, dass diese Werke keine Originalität aufwiesen. Architekten, Ebenisten und andere Handwerker schufen vor allem in der zweiten Hälfte des 19. Jahrhunderts Stilmischungen, indem sie Elemente aus bestimmten Epochen und Regionen extrahierten und interpretierten. Diese Praxis ist als Eklektizismus bekannt. Diese stilistische Entwicklung fand in einer Zeit statt, in der der Wettbewerb der Weltausstellungen viele Länder dazu motivierte, neue industrielle Herstellungsmethoden zu erfinden.

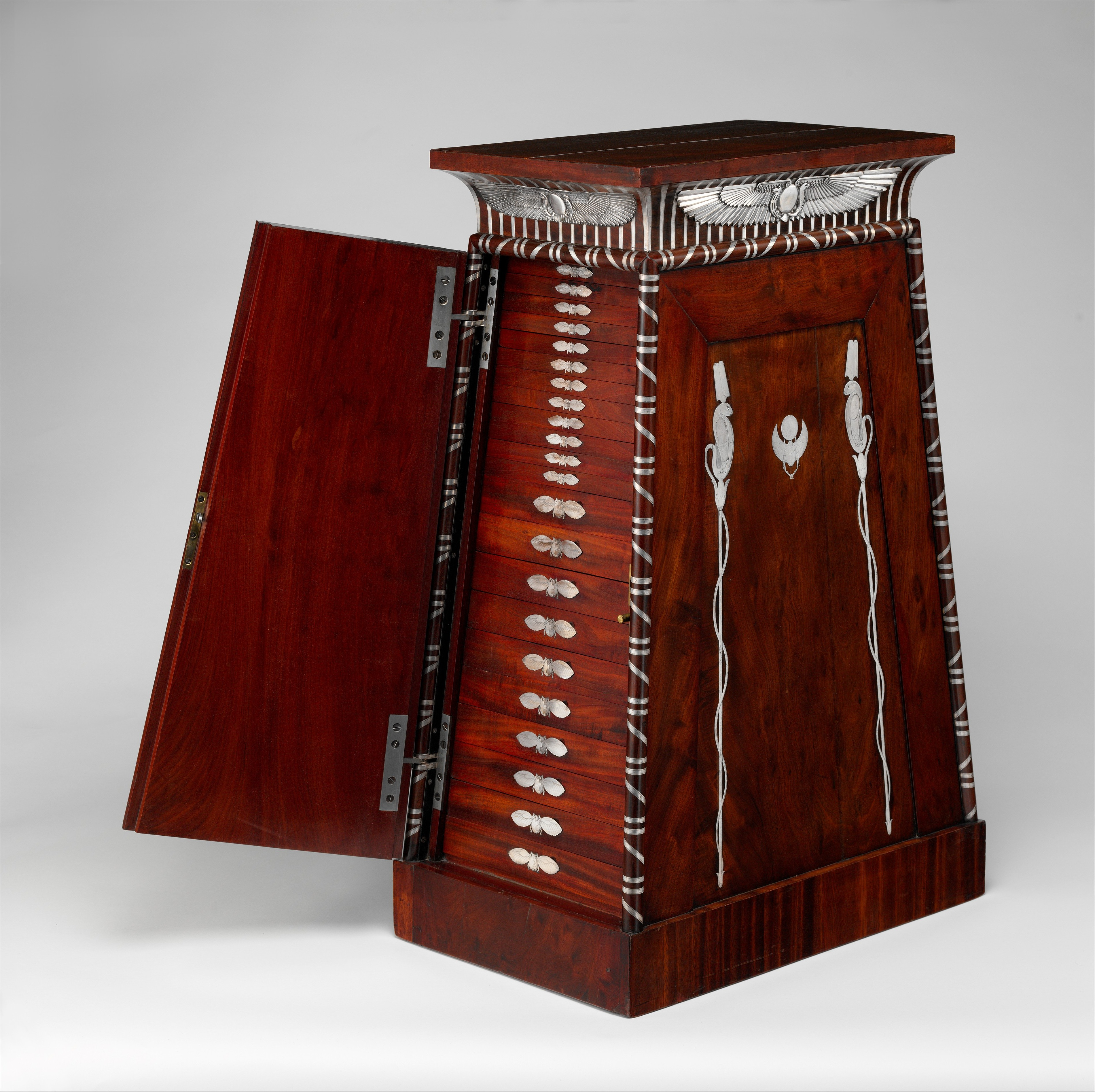
Münzkabinet; Neuägyptischer Stil; 1809–1819; Metropolitan Museum of Art
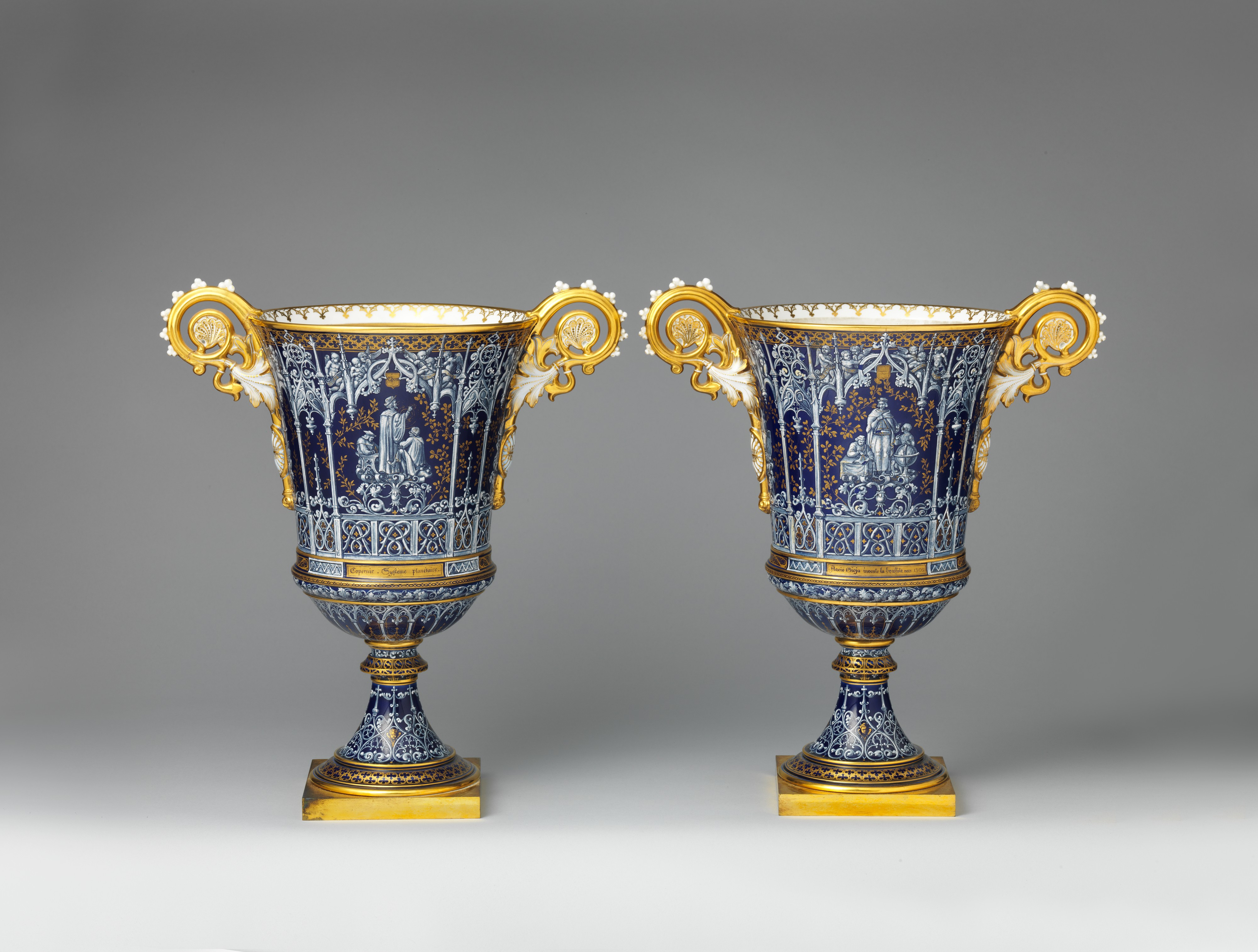
Paar Vasen; Neugotik; hergestellt 1832, verziert 1844; Metropolitan Museum of Art
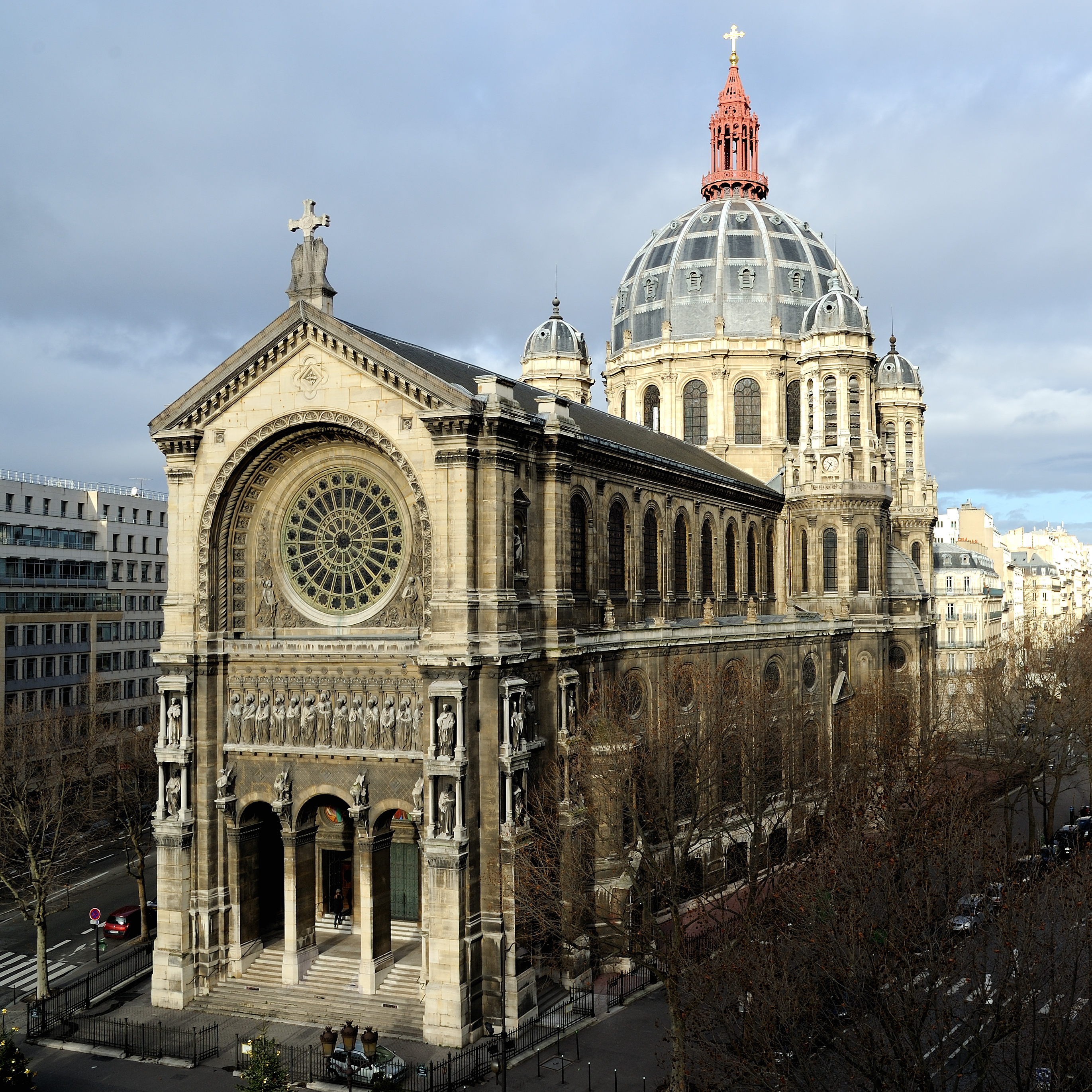
Église Saint-Augustin de Paris, 1860–1868, von Victor Baltard
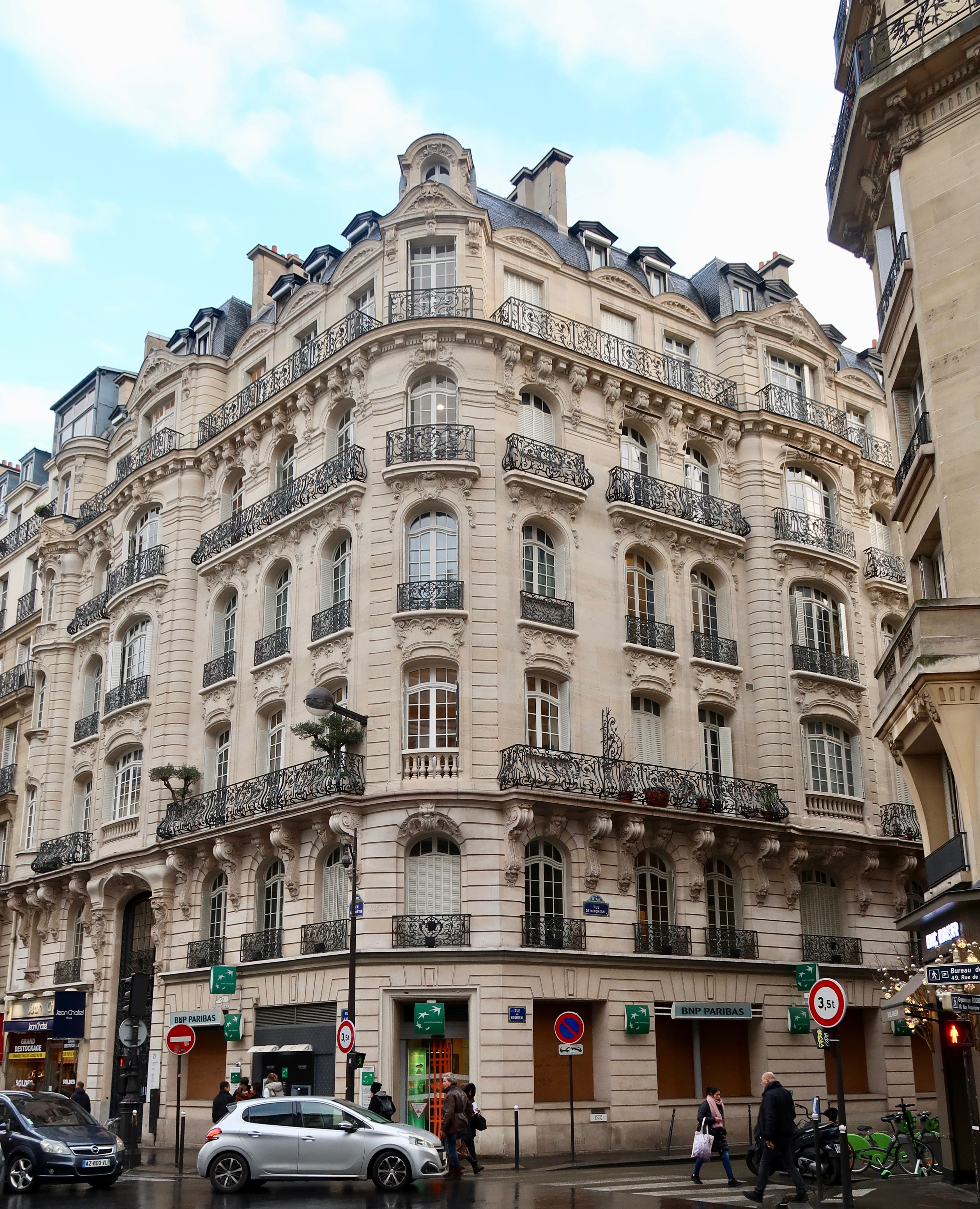
Neorokoko – Wohnhaus Nr. 8 in der Rue de Miromesnil (Paris), 1900

#### Realismus (ca. 1830–1890)
Der Realismus entstand Mitte des 19. Jahrhunderts, um 1840, und hatte Pendants in der Bildhauerei, Literatur und im Theater, die in der Literatur oft als Naturalismus bezeichnet werden. In der Malerei des 19. Jahrhunderts bezieht sich der Begriff Realismus eher auf das dargestellte Thema als auf den Stil oder die Technik. Realistische Gemälde stellen in der Regel gewöhnliche Orte und Menschen bei alltäglichen Aktivitäten dar, im Gegensatz zu großartigen, idealisierten Landschaften, mythologischen Göttern, biblischen Themen und historischen Figuren und Ereignissen, die in der westlichen Kultur oft die Malerei dominierten. Gustave Courbet sagte: „Ich kann keinen Engel malen, weil ich noch nie einen gesehen habe.“
Der Realismus war zum Teil auch eine Reaktion auf die oft dramatische, exotische und emotional aufgeladene Arbeit der Romantik. Der Begriff Realismus wird in Bezug auf die idealisierte Bildsprache des Neoklassizismus und die romantisierte Bildsprache der Romantik verwendet. Künstler wie Jean-Baptiste-Camille Corot und Honoré Daumier hatten lose Verbindungen zum Realismus, ebenso wie Mitglieder der Schule von Barbizon, insbesondere Jean-François Millet. Aber es war vielleicht Gustave Courbet, der die zentrale Figur in der Bewegung war, der sich selbst als Realist bezeichnete, den Realismus befürwortete und jüngere Künstler wie Édouard Manet beeinflusste. Ein bedeutender Aspekt des Realismus war die Praxis, Landschaften en plein air zu malen, und der daraus resultierende Einfluss auf den Impressionismus.
Außerhalb Frankreichs wird der Realismus von Künstlern wie Wilhelm Leibl in Deutschland, Ford Madox Brown in England und Winslow Homer in den Vereinigten Staaten verkörpert. Der Kunsthistoriker H. Harvard Arnason schrieb: „Die chronologische Abfolge von Neoklassizismus, Romantik und Realismus ist natürlich nur eine bequeme Schichtung von Bewegungen oder Tendenzen, die so untrennbar miteinander und mit den vorhergehenden Bewegungen verbunden sind, dass es unmöglich ist zu sagen, wo eine endete und eine andere begann“.

Das Atelier des Künstlers von Gustave Courbet; 1854–1855; Musée d’Orsay (Paris)
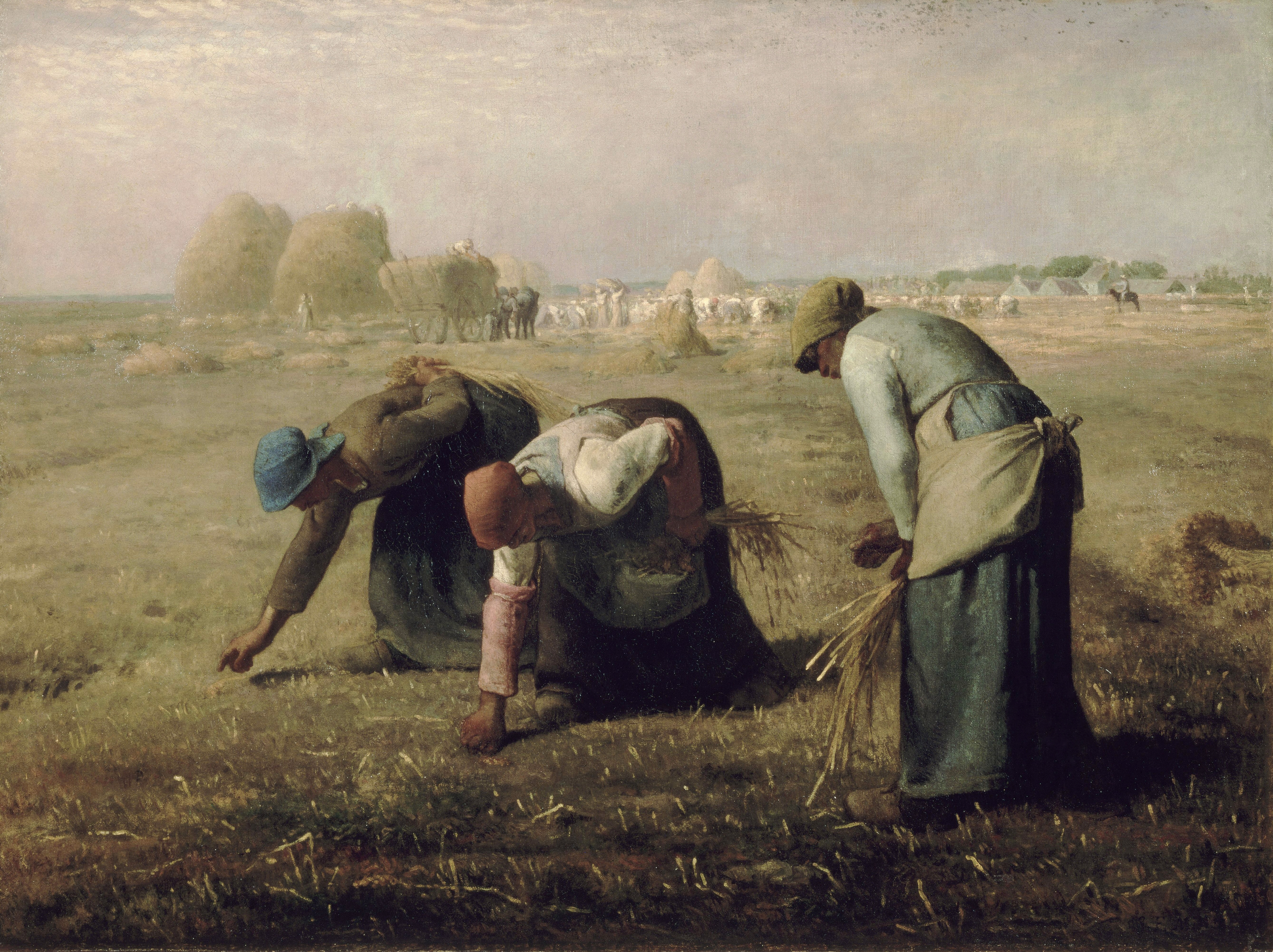
Des glaneuses von Jean-François Millet; 1857; Musée d’Orsay (Paris)
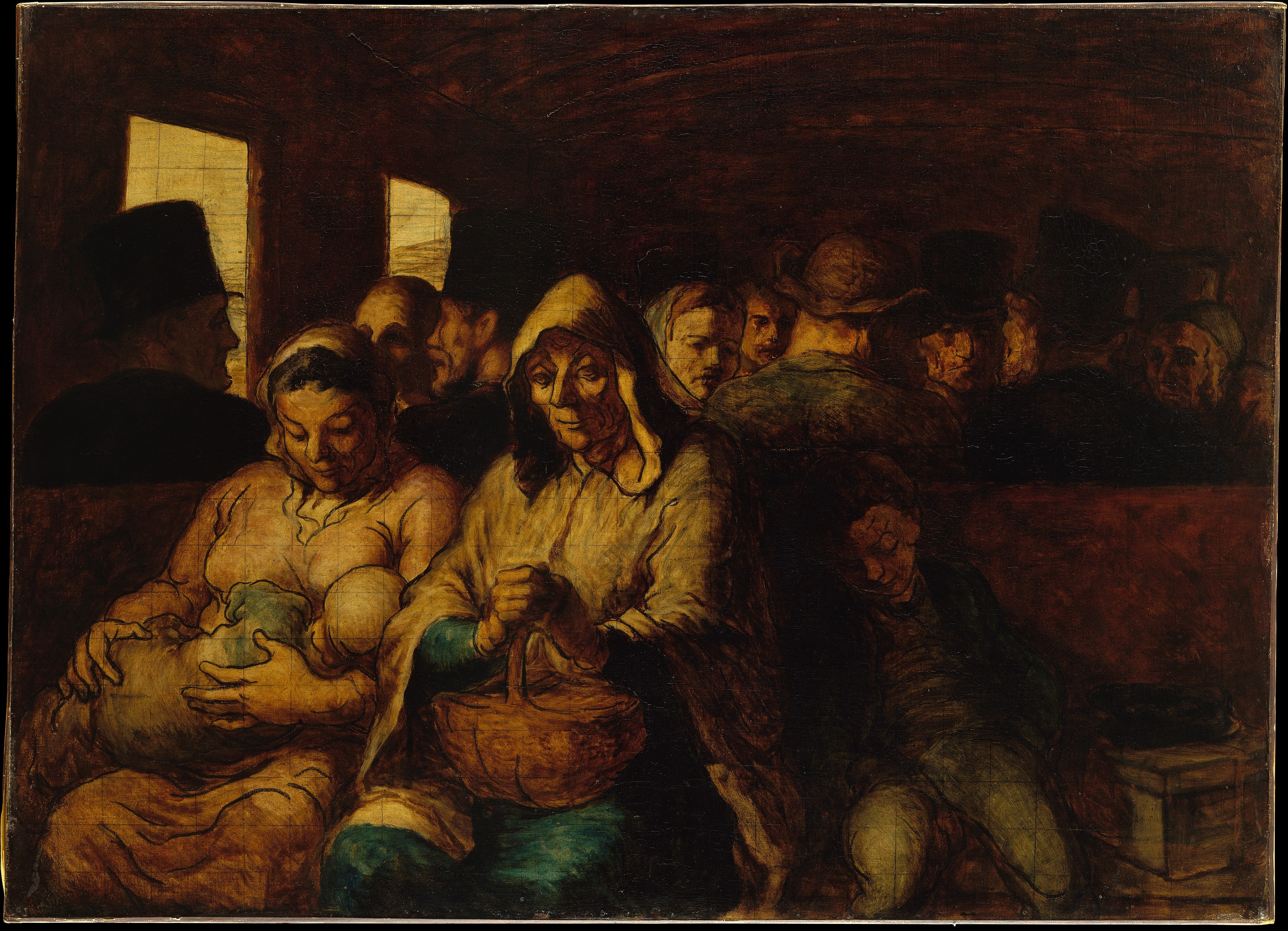
Le Wagon de troisième classe von Honoré Daumier; ca. 1862–1864; Metropolitan Museum of Art
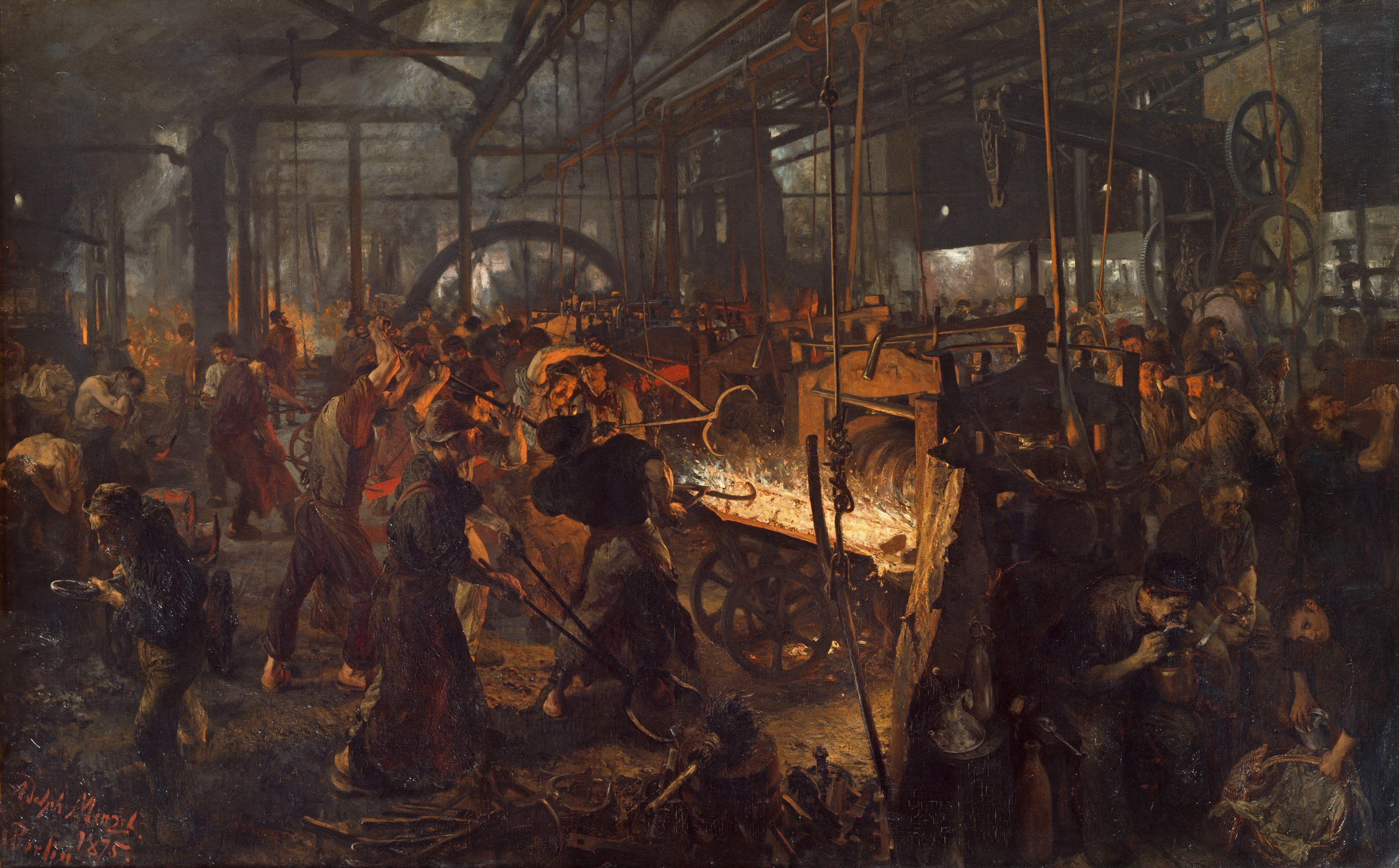
Das Eisenwalzwerk von Adolph von Menzel; Alte Nationalgalerie (Berlin)
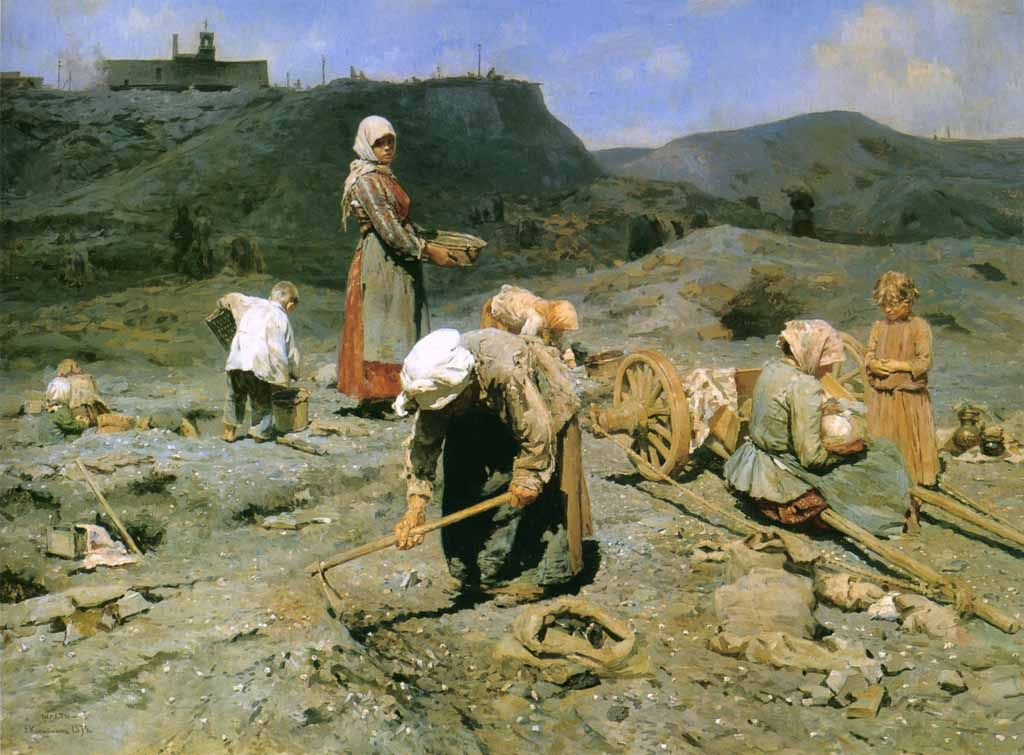
The Poor, Picking up Pieces of Coal von Nikolay Kasatkin; 1894; Russisches Museum (Sankt Petersburg)

#### Impressionismus (ca. 1865–1885)

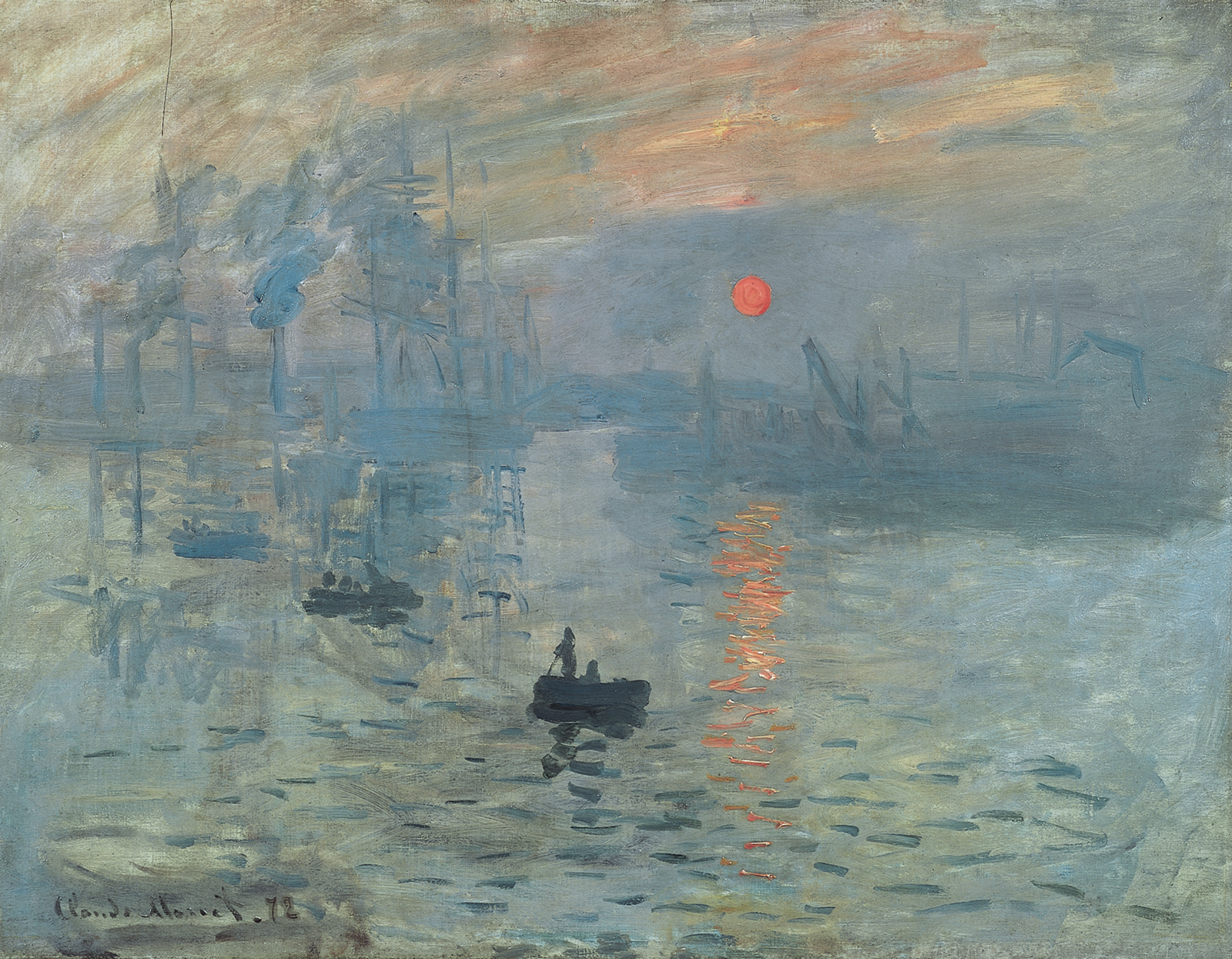
Impression, Sonnenaufgang von Claude Monet; 1872; Musée Marmottan Monet (Paris)

Der Impressionismus entstand in Frankreich unter dem Einfluss des Realismus, der Schule von Barbizon und der Freilichtmaler wie Eugène Boudin, Camille Corot, Charles-François Daubigny und Johan Barthold Jongkind. Ab den späten 1850er Jahren hatten mehrere der Impressionisten als Studenten in Paris Bekanntschaften und Freundschaften geschlossen, insbesondere an der freien Académie Suisse und im Atelier von Charles Gleyre. Ihre fortschrittlichen Werke wurden häufig von den konservativen Jurys der renommierten Salons der Académie des Beaux Arts abgelehnt, einem Forum, in dem viele Künstler ihren Ruf begründeten. Viele der jungen Künstler wurden 1863 in einen viel beachteten, aber viel belächelten Salon des Refusés aufgenommen. 1873 gründeten sie die Société anonyme des artistes peintres, sculpteurs et graveurs, die unabhängig von der Akademie war, und veranstalteten die erste von mehreren impressionistischen Ausstellungen in Paris, bis 1886 ihre achte und letzte Ausstellung stattfand. Zu den wichtigsten Vertretern dieser Bewegung gehörten Frédéric Bazille, Gustave Caillebotte, Mary Cassatt, Paul Cézanne, Edgar Degas, Armand Guillaumin, Édouard Manet, Claude Monet, Berthe Morisot, Camille Pissarro, Pierre-Auguste Renoir und Alfred Sisley. Obwohl der Impressionismus in erster Linie eine Bewegung von Malern war, schufen Degas und Renoir auch Skulpturen und andere wie Auguste Rodin und Medardo Rosso werden manchmal mit dem Impressionismus in Verbindung gebracht. Bis 1885 hatte der Impressionismus bereits eine gewisse Bekanntheit erlangt, und dennoch stieß eine jüngere Generation bereits an die Grenzen des Impressionismus. Künstler aus Russland, Australien, Amerika und Lateinamerika übernahmen bald impressionistische Stile. Einige der ursprünglichen Impressionisten schufen bis in die 1910er- und 1920er-Jahre hinein bedeutende Werke.
Obwohl nicht beispiellos, standen viele der verwendeten Techniken im Gegensatz zu traditionellen Methoden. Gemälde wurden oft in Stunden oder Tagen mit nasser Farbe auf nasser Farbe fertiggestellt (im Gegensatz zu nasser auf trockener Farbe, die in Wochen und Monaten fertiggestellt wurde). Anstatt Lasuren und Mischfarben aufzutragen, wurden reine Farben oft nebeneinander in dicken, undurchsichtigen, pastosen Strichen aufgetragen, die sich im Auge des Betrachters vermischten, wenn man sie aus der Ferne betrachtete. Schwarz wurde sehr sparsam oder gar nicht verwendet, und definierende Linien wurden durch nuancierte Farbstriche ersetzt, die die Motive, Konturen und Formen bildeten. Impressionistische Gemälde zeigen in der Regel Landschaften, Porträts, Stillleben, häusliche Szenen, Freizeitaktivitäten und das Nachtleben, die alle in realistischer Manier dargestellt werden. Die Kompositionen basierten oft auf ungewöhnlichen Perspektiven und wirkten spontan und ungestellt. Die Gemälde waren in der Regel frei von didaktischen, symbolischen oder metaphorischen Bedeutungen und befassten sich selten mit biblischen, mythologischen und historischen Themen, die von den Akademien so hoch geschätzt wurden, oder mit den dunkleren und psychologischen Aspekten, die von den Symbolisten erforscht wurden. Die Nuancen von Licht, Schatten, Atmosphäre und Farbreflexionen von Oberflächen wurden untersucht, wobei manchmal Veränderungen dieser Elemente im Laufe der Zeit betont wurden. Das Gemälde selbst war das Thema des Gemäldes. Es war Kunst um der Kunst willen, eine Idee, die schon seit einigen Jahrzehnten im Umlauf war, aber vielleicht im Impressionismus einen neuen Höhepunkt und eine neue Beständigkeit erreichte.

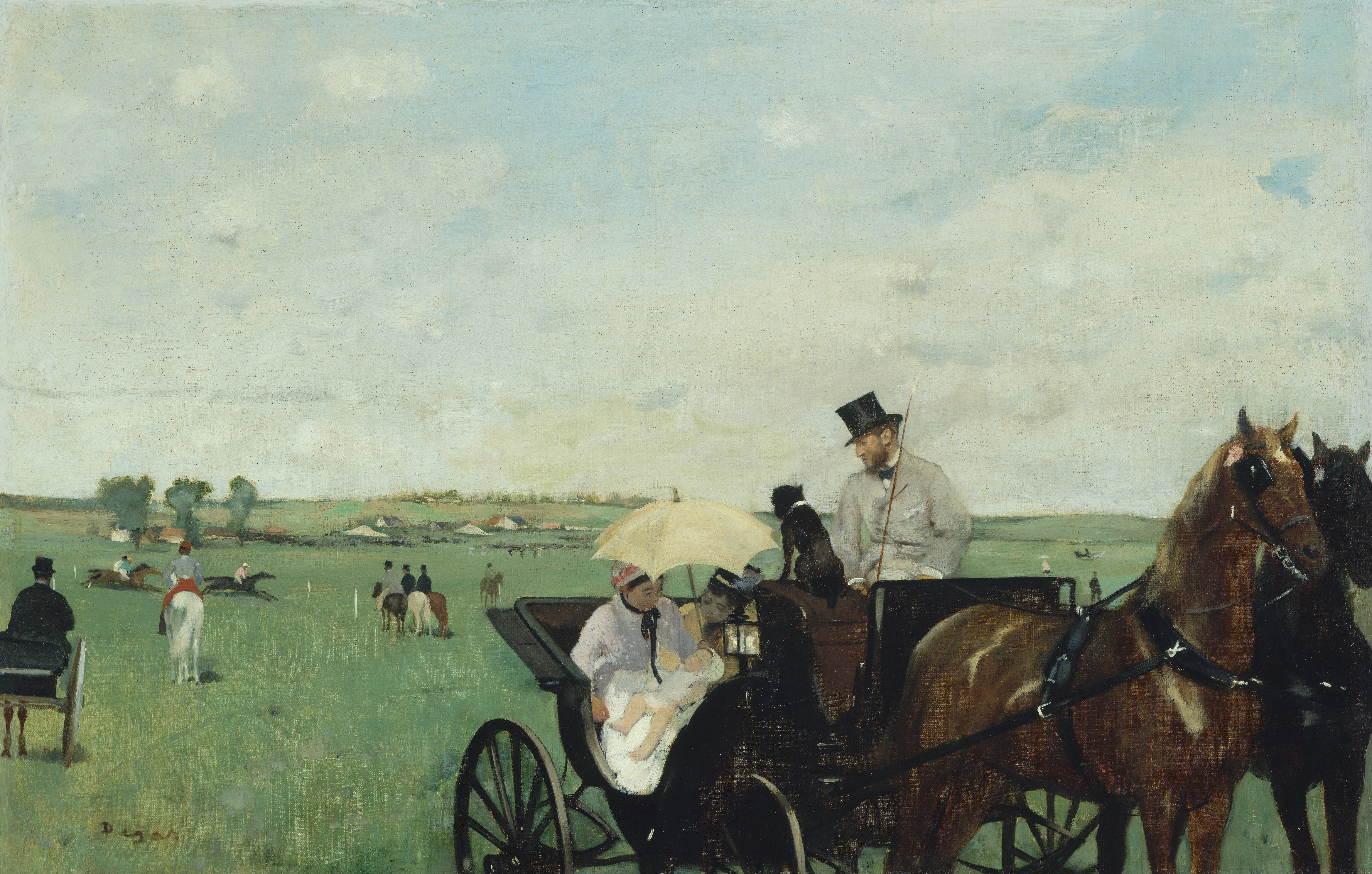
At the Races in the Countryside von (Aux courses en province) von Edgar Degas; 1869; Museum of Fine Arts (Boston)
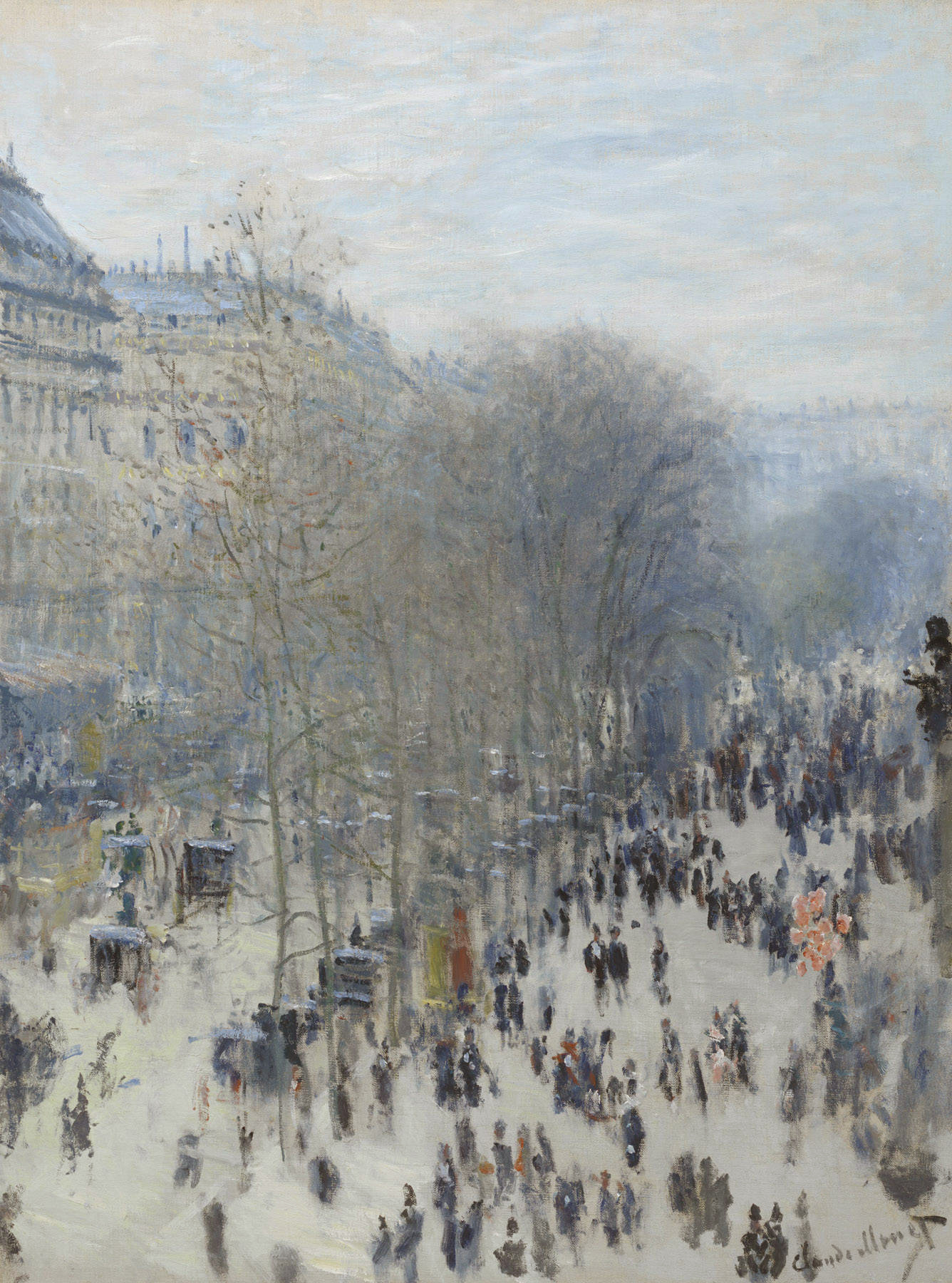
Boulevard des Capucines von Claude Monet; 1873; Nelson-Atkins Museum of Art (Kansas City)
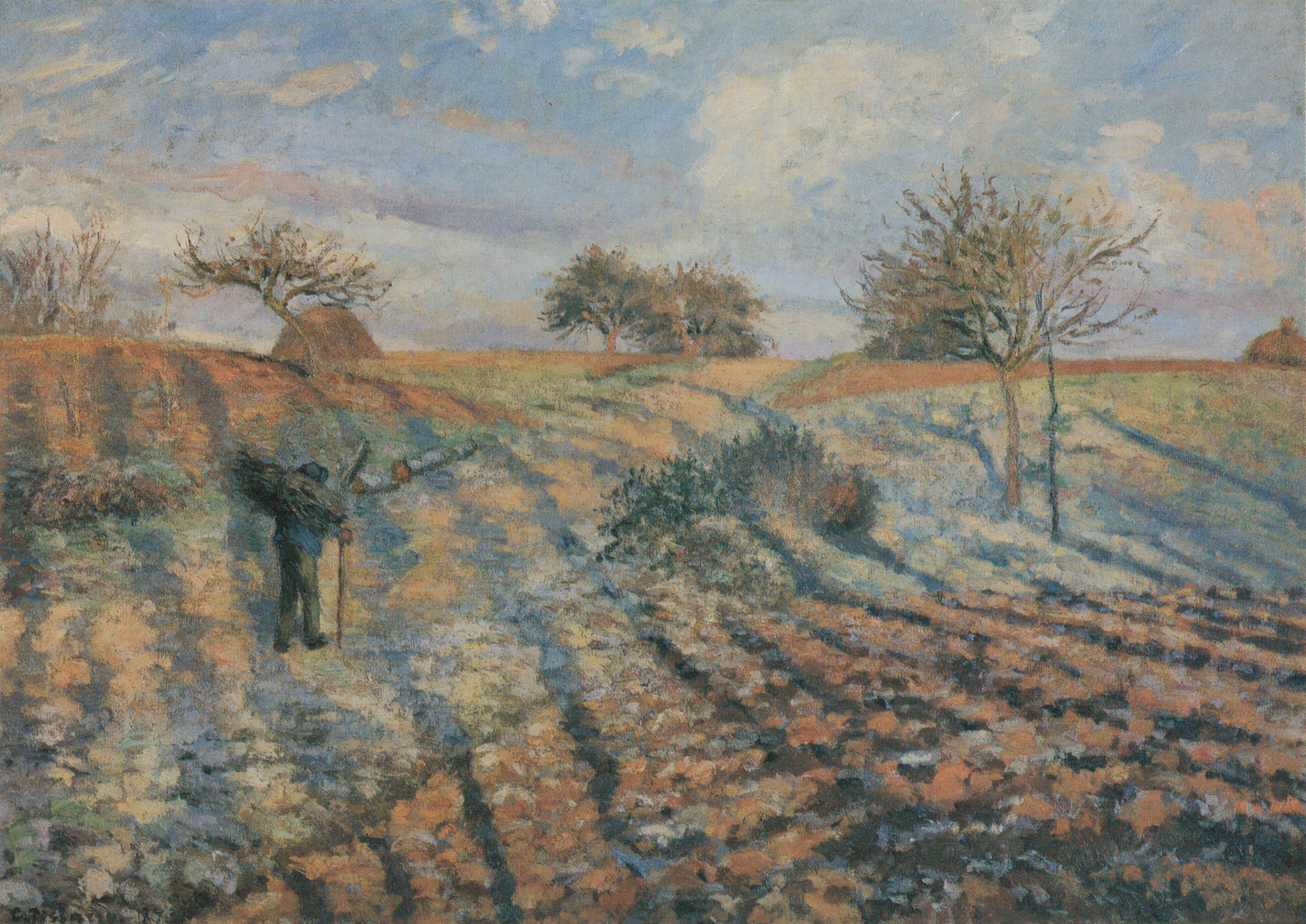
Gelée blanche (Hoarfrost: Old Road to Ennery, Pontoise) von Camille Pissarro; 1873; Musée d’Orsay (Paris)
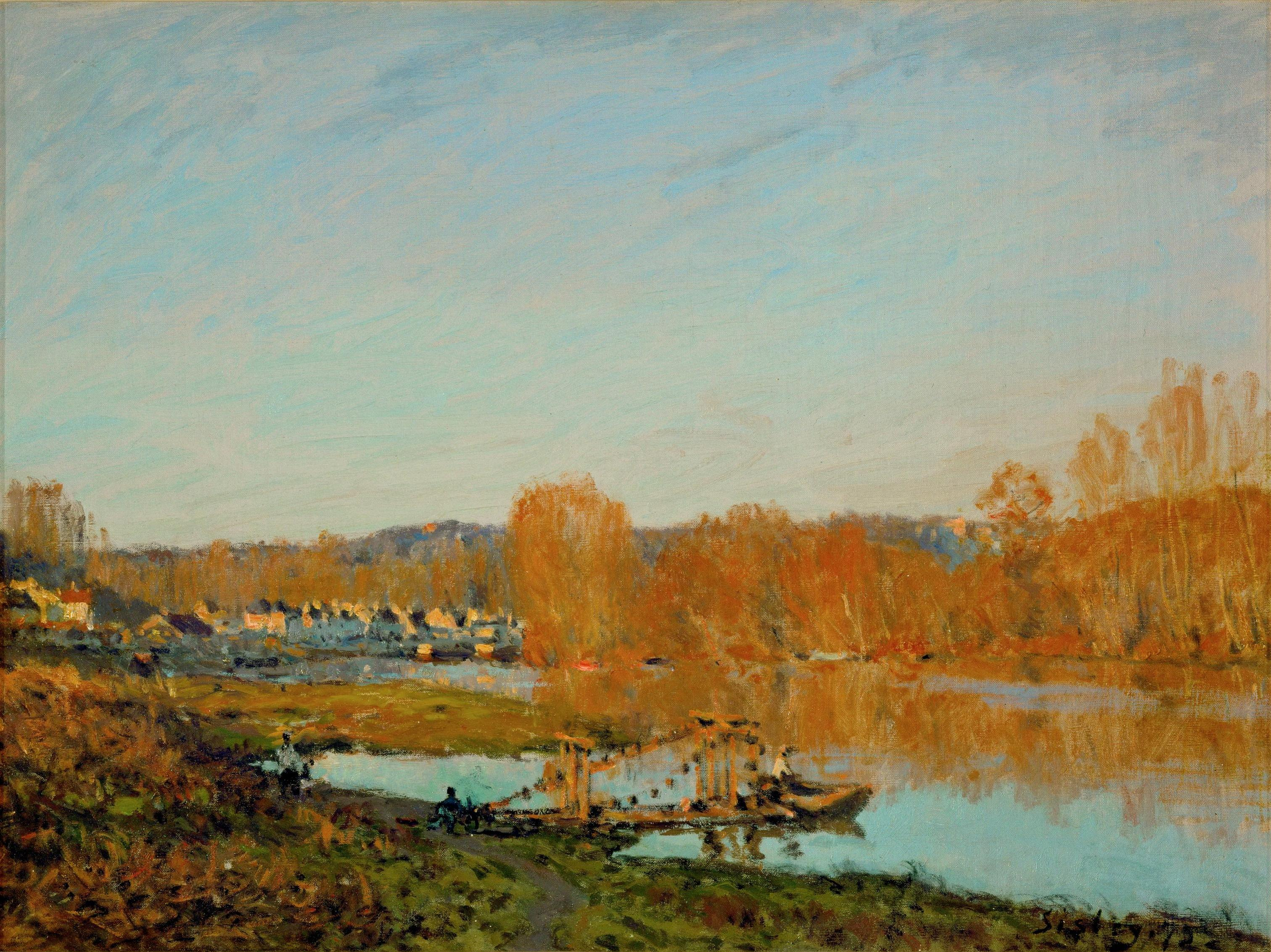
L’automne - Bords de la Seine pres Bougival von Alfred Sisley; 1873; Musée des beaux-arts de Montréal (Montreal)
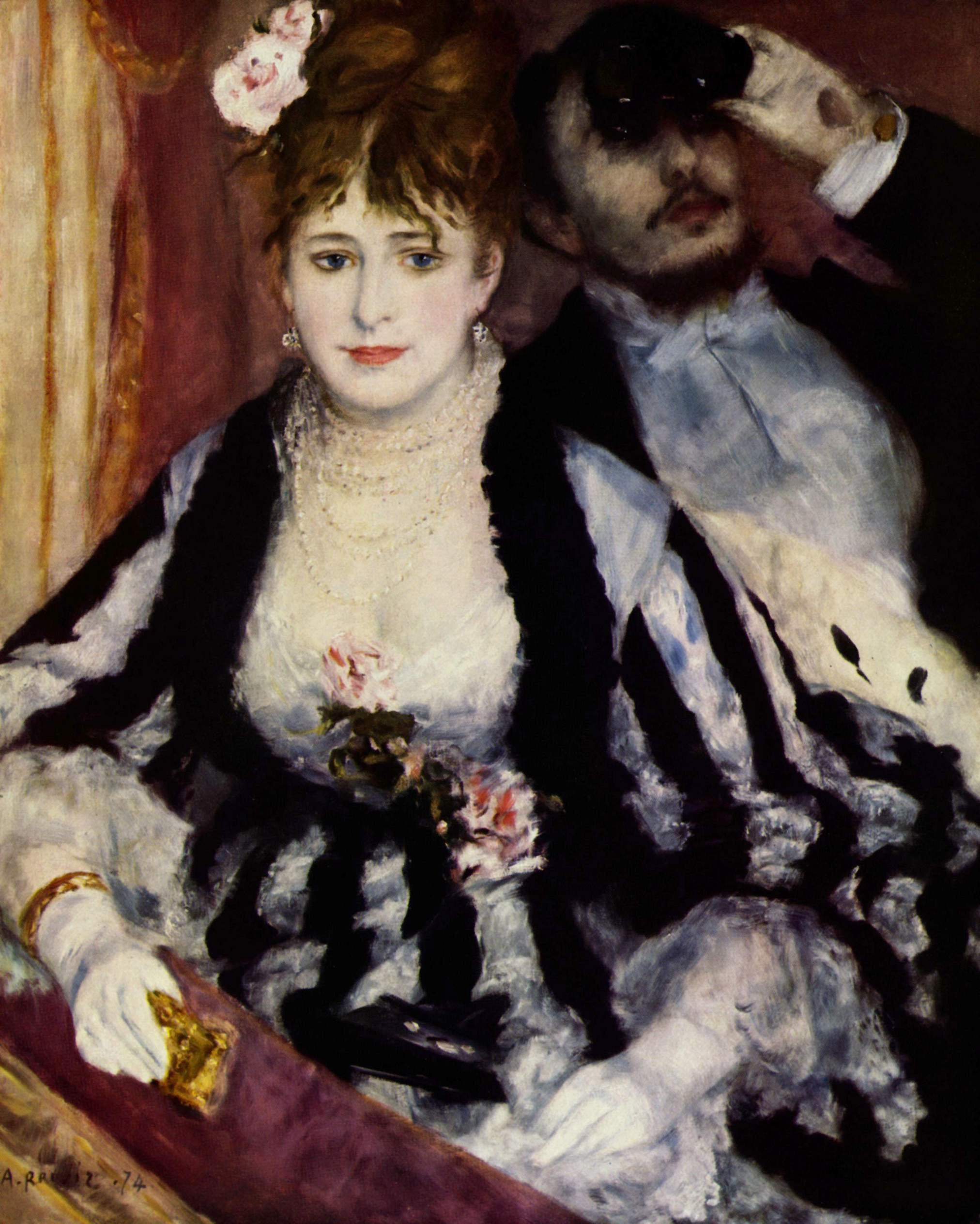
La Loge von Pierre-Auguste Renoir; 1874; Courtauld Gallery (London)
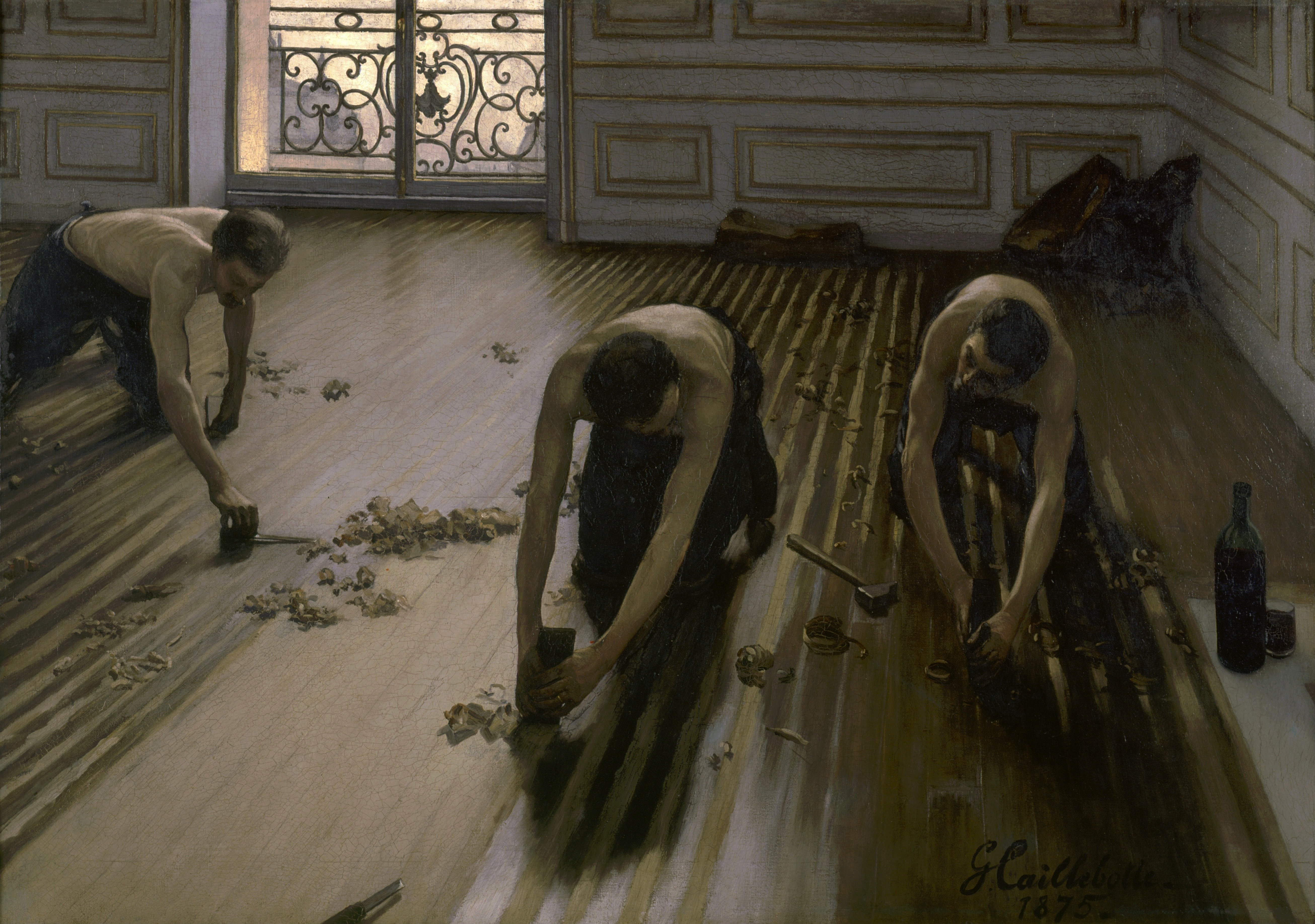
Die Parkettschleifer von Gustave Caillebotte; 1875; Musée d'Orsay (Paris)
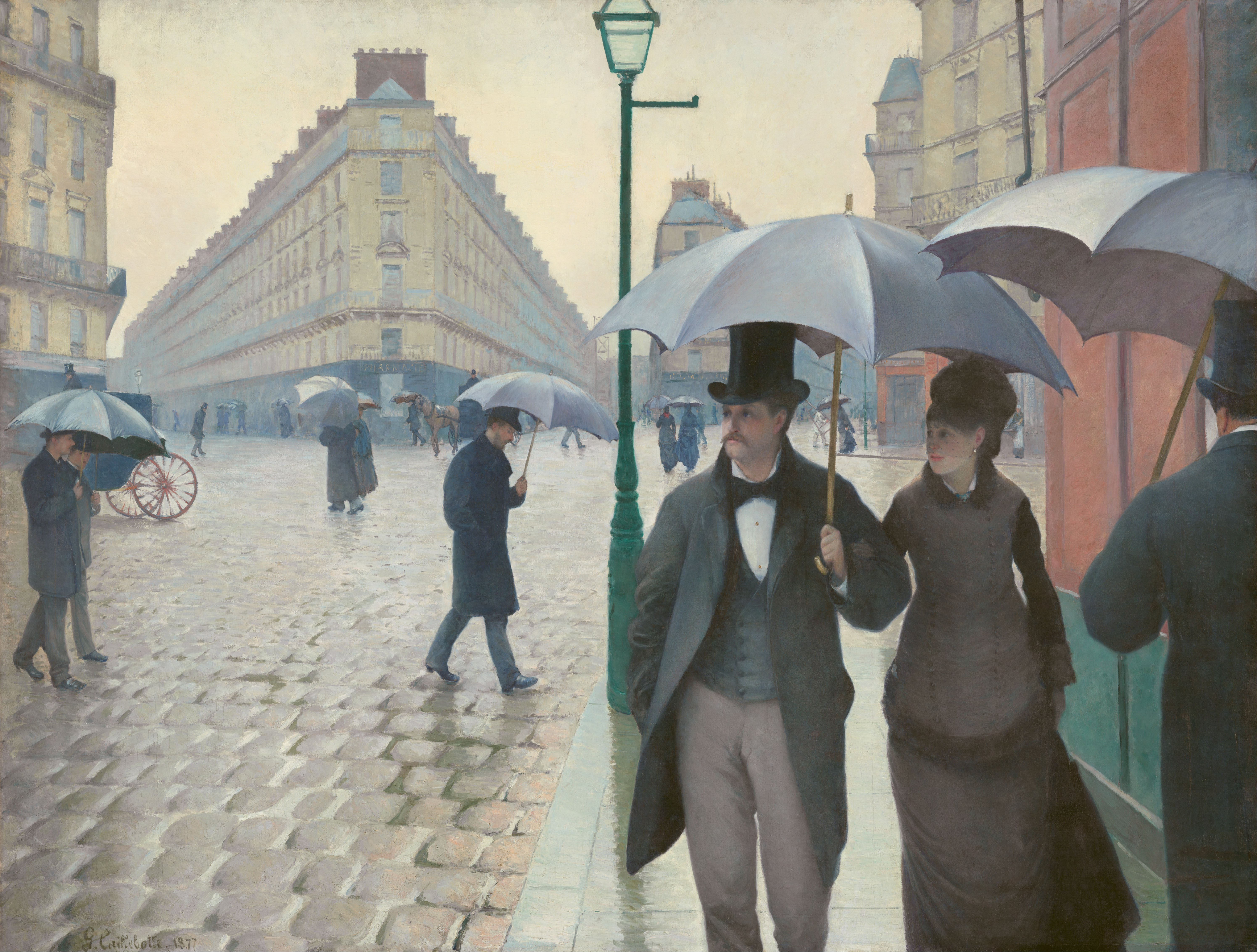
Straße in Paris an einem regnerischen Tag Gustave Caillebotte; 1877; Art Institute of Chicago (Chicago)
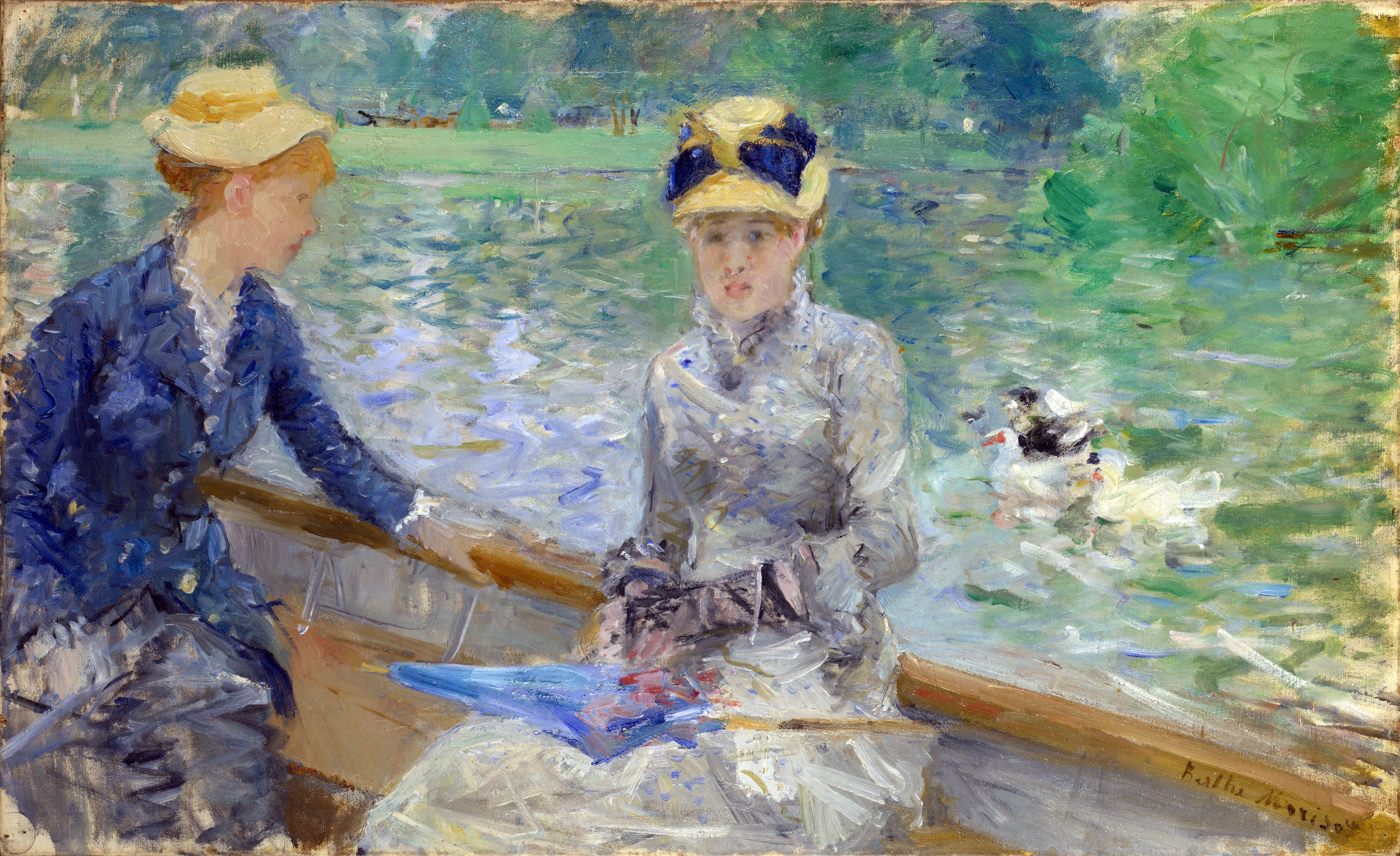
Sommertag von Berthe Morisot; 1879; National Portrait Gallery (London)
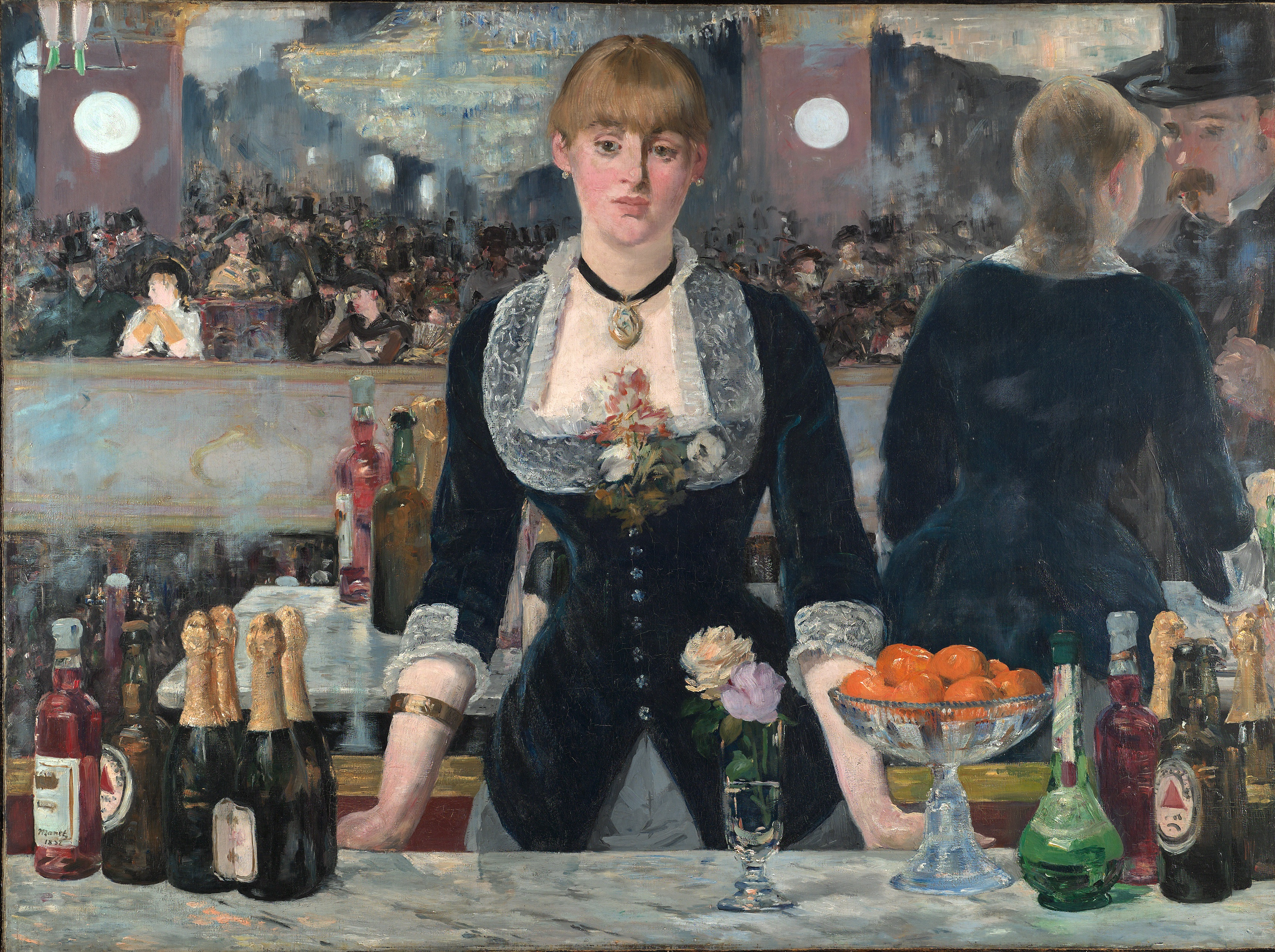
Bar in den Folies Bergère von Édouard Manet; 1881–1882.; Courtauld Institute of Art (London)
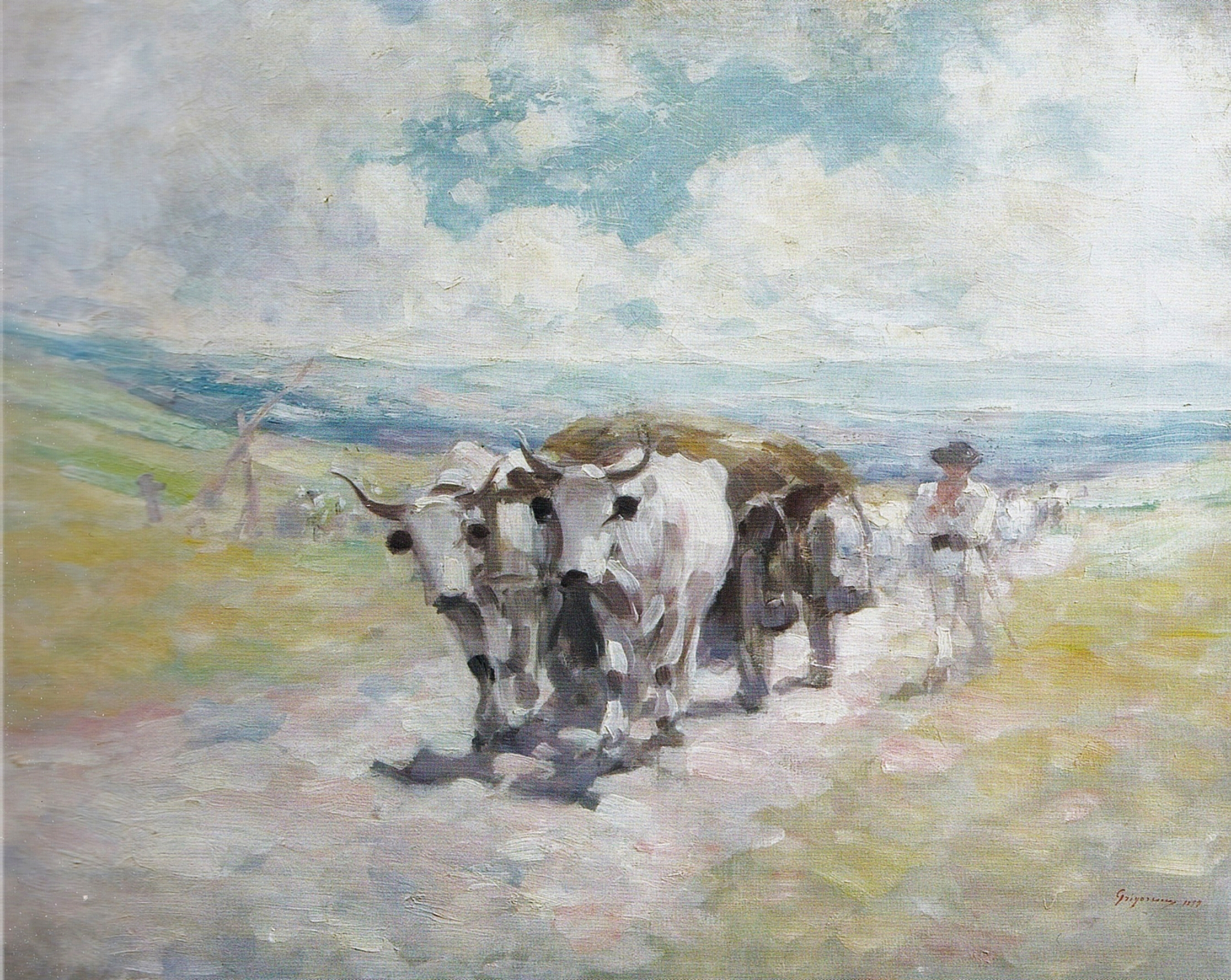
Ox-Drawn Cart von Nicolae Grigorescu; 1899; Nationales Kunstmuseum Rumäniens (Bukarest)

#### Symbolismus (ca. 1860–1915)
Der Symbolismus entstand im dritten Viertel des 19. Jahrhunderts in Frankreich und Belgien und verbreitete sich in den 1870er Jahren in ganz Europa und später in geringerem Maße auch in Amerika. Er entwickelte sich aus der Romantik heraus, ohne dass es einen klaren oder definierenden Abgrenzungspunkt gab, obwohl Poesie, Literatur und insbesondere die Veröffentlichung von Charles Baudelaires Les Fleurs du mal (Die Blumen des Bösen) im Jahr 1857 für die Entwicklung des Symbolismus von Bedeutung waren. Er fand internationalen Ausdruck in Poesie, Literatur, Theater und Musik. In der Architektur, den angewandten Künsten und den dekorativen Künsten verlief der Symbolismus parallel zum Jugendstil und ging in diesen über. Der Symbolismus ist oft untrennbar mit anderen zeitgenössischen Kunstbewegungen verbunden, taucht auf und findet Ausdruck in anderen Stilen wie dem Postimpressionismus, Les Nabis, der Dekadenzbewegung, dem Fin-de-Siècle, Art Nouveau, der Münchner Secession, der Wiener Secession, dem Expressionismus und sogar den Präraffaeliten, die sich bereits zuvor gebildet hatten und den Symbolismus ebenfalls beeinflussten. So unterschiedliche Künstler wie James McNeill Whistler, Eugène Carrière, Ferdinand Hodler, Fernand Khnopff, Giovanni Segantini, Lucien Lévy-Dhurmer, Jean Delville und James Ensor hatten alle in unterschiedlichem Maße mit dem Symbolismus zu tun. Der Kunsthistoriker Robert L. Delevoy schrieb: „Der Symbolismus war weniger eine Schule als die Atmosphäre einer Epoche.“ Mit dem Aufkommen des Fauvismus, Kubismus und Futurismus begann er schnell zu verblassen und hatte sich bis zum Ausbruch des Ersten Weltkriegs weitgehend aufgelöst. Er fand jedoch eine gewisse nachhaltige Entwicklung und Relevanz in der metaphysischen Schule, die wiederum einen tiefgreifenden Einfluss auf den Surrealismus hatte.
Die Themen, Motive und Bedeutungen der symbolistischen Kunst sind häufig verschleiert und undurchsichtig, aber im besten Fall schaffen sie es dennoch, auf psychologischer oder emotionaler Ebene tiefgreifend zu wirken. Die Themen werden oft als Metaphern oder Allegorien dargestellt, um beim Betrachter höchst subjektive, persönliche, introspektive Emotionen und Ideen hervorzurufen, ohne das Thema klar zu definieren oder direkt anzusprechen. Der Dichter Stéphane Mallarmé schrieb: „Stelle nicht die Sache dar, sondern die Wirkung, die sie hervorruft.“ und „Einen Gegenstand zu benennen bedeutet, drei Viertel des Vergnügens des Gedichts zu unterdrücken, das dazu bestimmt ist, nach und nach verstanden zu werden.“ Der englische Maler George Frederic Watts sagte: „Ich male Ideen, keine Dinge.“

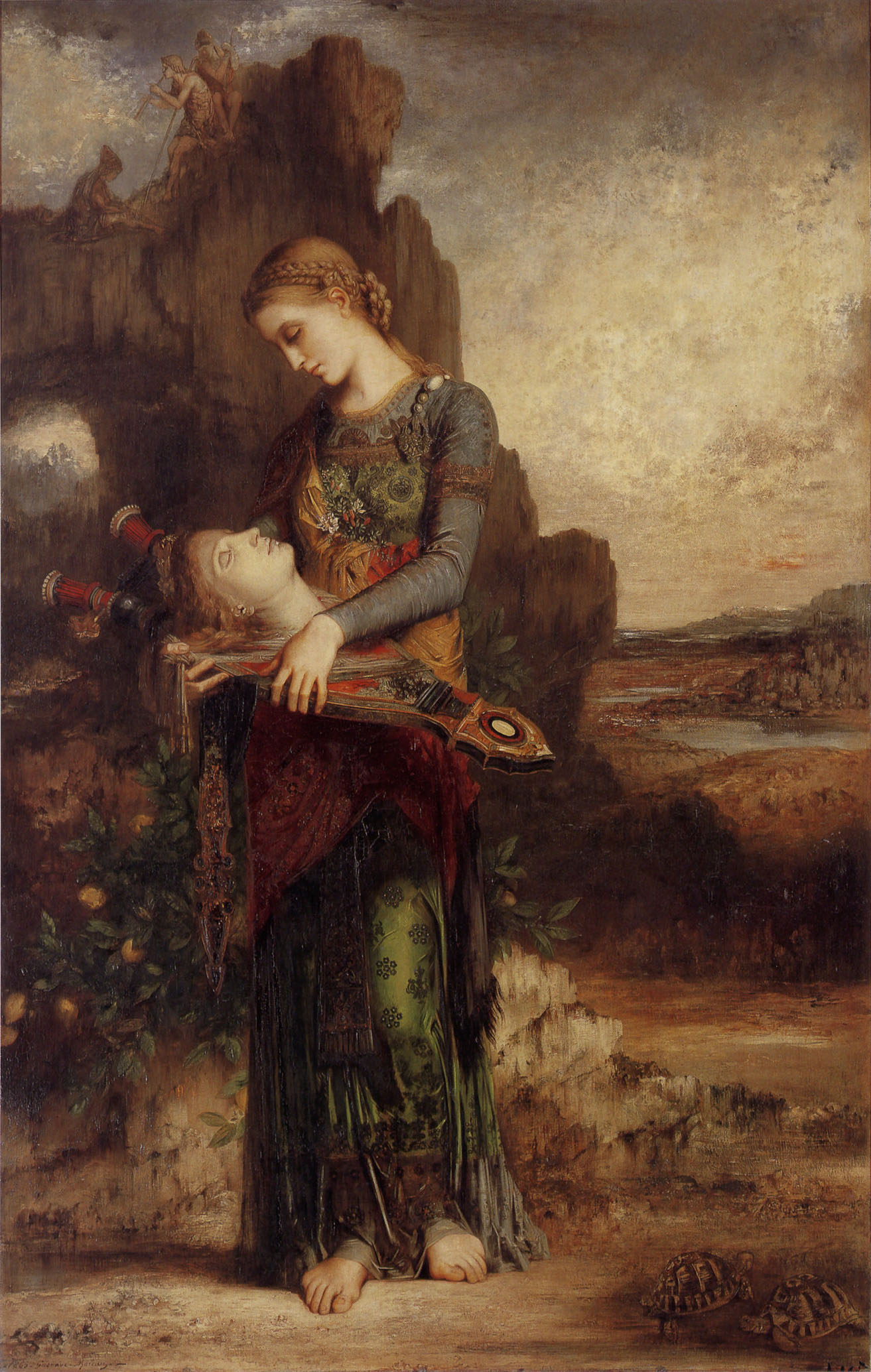
Orphée von Gustave Moreau; 1865; Musée d’Orsay (Paris)
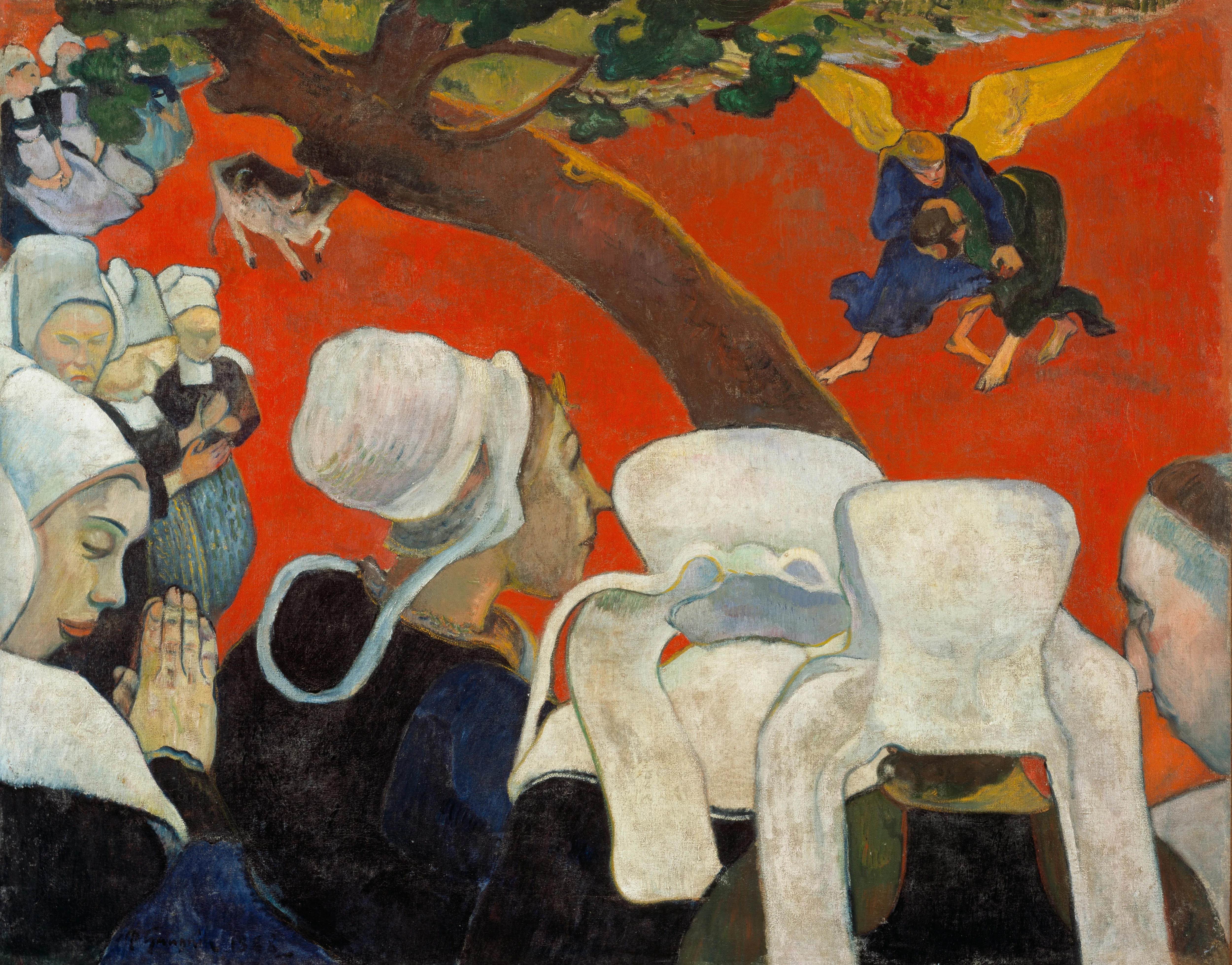
La vision après le sermon; 1888; Scottish National Gallery Edinburgh
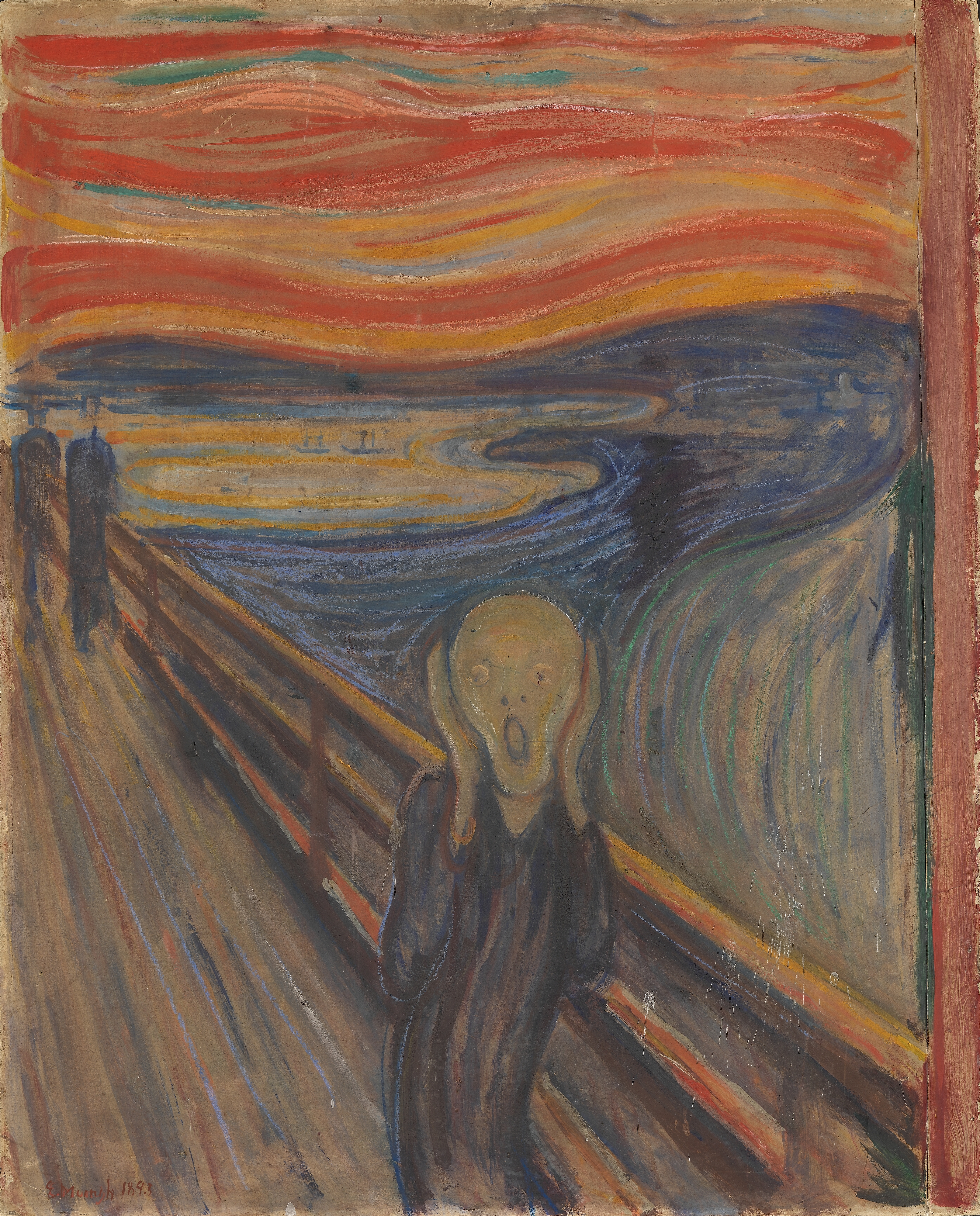
Der Schrei von Edvard Munch; 1893; Nationalgalerie Oslo
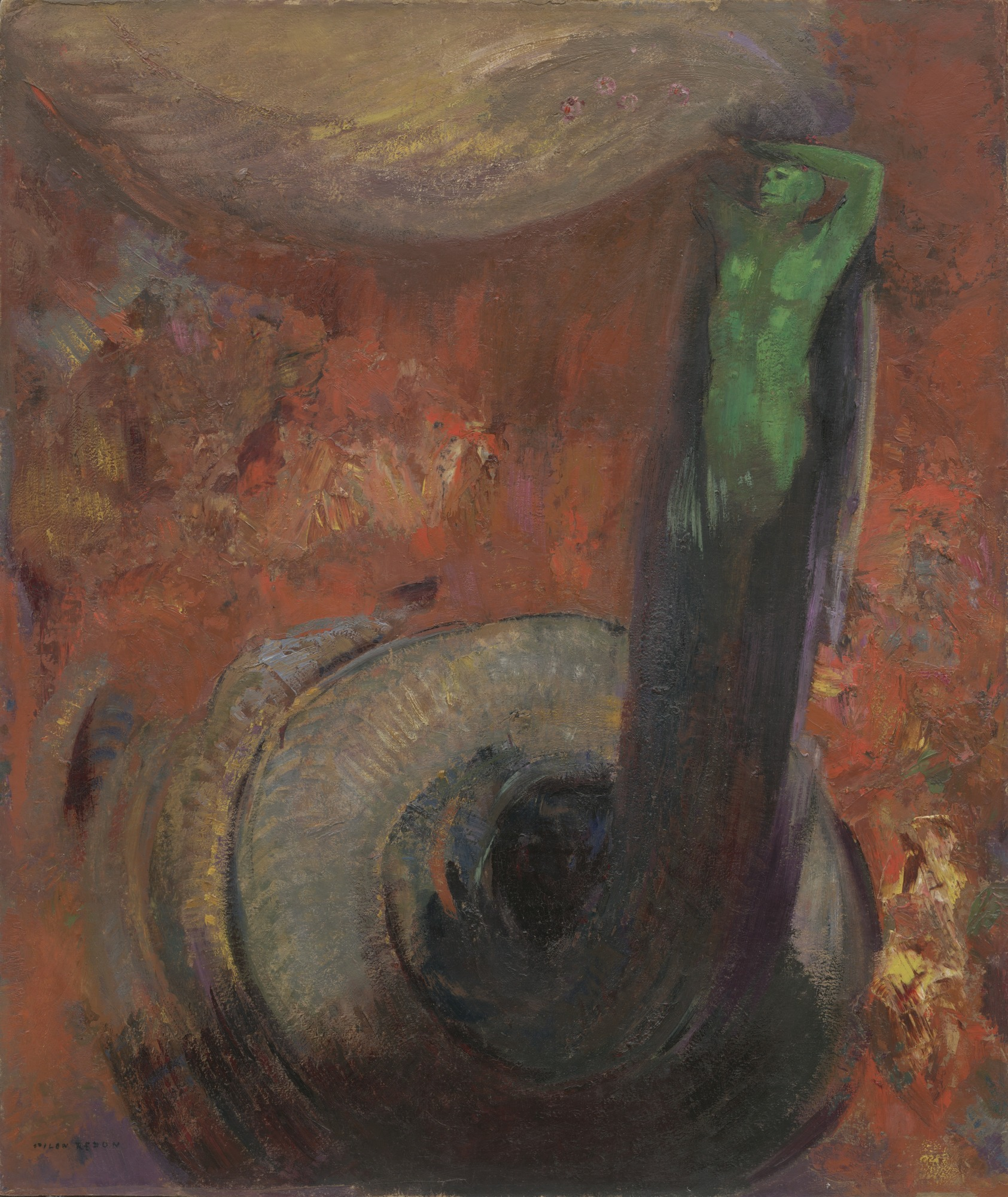
Mort vert von Odilon Redon; ca. 1905; Museum of Modern Art
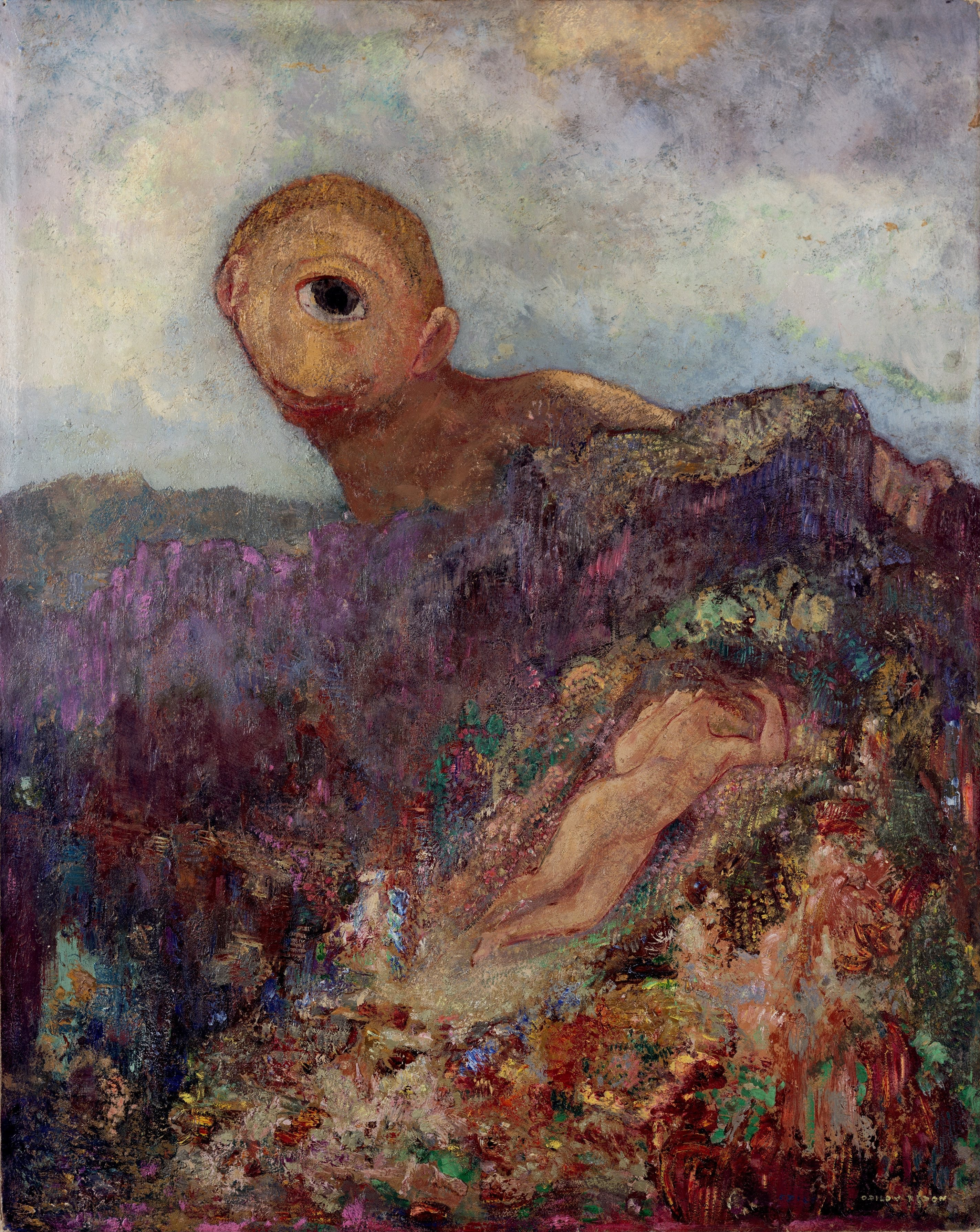
Le Cyclope von Odilon Redon; ca. 1914; Kröller-Müller Museum (Otterlo, Niederlande)

#### Postimpressionismus (ca. 1885–1910)

Ein Sonntagnachmittag auf der Insel La Grande Jatte; von Georges Seurat; 1884–1886; Art Institute of Chicago

Der Postimpressionismus ist ein eher ungenauer Begriff, der auf eine vielfältige Künstlergeneration angewendet wird. Im engeren Sinne bezieht er sich auf vier äußerst einflussreiche Künstler: Paul Cézanne, Paul Gauguin, Georges Seurat und Vincent van Gogh. Jeder von ihnen durchlief eine impressionistische Phase, entwickelte aber letztendlich vier sehr originelle, aber unterschiedliche Stile. Zusammen genommen nahmen ihre Werke einen Großteil der avantgardistischen Kunst vorweg, die vor dem Ersten Weltkrieg entstand, und beeinflussten sie oft direkt, darunter Fauvismus, Kubismus, Expressionismus und frühe Abstraktion. Cézanne (besonders einflussreich auf den Kubismus) und Van Gogh arbeiteten zu entscheidenden Zeitpunkten ihrer Karriere relativ isoliert, weit weg von Paris, während Seurat und Gauguin zu Schlüsselpunkten ihrer Entwicklung in Gruppen und eher gemeinschaftlich arbeiteten. Ein weiterer wichtiger Künstler dieser Zeit ist Henri de Toulouse-Lautrec, ein einflussreicher Maler und Grafiker. Im weiteren Sinne umfasst der Postimpressionismus eine Generation überwiegend französischer und belgischer Künstler, die in verschiedenen Stilen und Gruppen arbeiteten. Die meisten von ihnen waren irgendwann unter den Einfluss des Impressionismus geraten, gingen jedoch bereits Mitte der 1880er Jahre mit ihren Werken darüber hinaus und spalteten sich in verschiedene Fraktionen auf, manchmal als logische Weiterentwicklung des Impressionismus, manchmal als Reaktion darauf. Postimpressionisten stellten in der Regel impressionistische Motive dar, aber ihre Werke, insbesondere der Synthetismus, enthielten oft Symbolismus, Spiritualismus und stimmungsvolle Atmosphären, die im Impressionismus selten vorkamen. Unnatürliche Farben, Muster, flache Ebenen, ungewöhnliche Perspektiven und Standpunkte, die auf die Spitze getrieben wurden, rückten Schritt näher an die Abstraktion heran und setzten neue Maßstäbe für experimentelle Kunst.
Der Neoimpressionismus (Divisionismus oder Pointillismus, ca. 1884–1894) erforschte Licht und Farbe auf der Grundlage wissenschaftlicher Farbtheorien und schuf Mosaike aus Pinselstrichen in reinen Farben, die manchmal in rhythmischen Mustern mit Linien angeordnet waren, die vom Jugendstil beeinflusst waren. Die führenden Künstler waren Georges Seurat und Paul Signac, andere waren Henri-Edmond Cross, Maximilien Luce, Albert Dubois-Pillet und zeitweise Pissarro und Van Gogh. Er übte Einfluss auf den Fauvismus aus und Elemente des Stils tauchten im Expressionismus, Kubismus und in der frühen Abstraktion auf.
Der Cloisonnismus wurde von Émile Bernard konzipiert und von Paul Gauguin und anderen in einer Künstlerkolonie in Pont-Aven (Bretagne, Frankreich) sofort aufgegriffen und weiterentwickelt. Der Stil ähnelte Cloisonné-Email oder Buntglas, mit flachen, kräftigen Farben, die in Schwarz oder dunklen Farben umrandet waren. Synthetismus, wie er in den Werken von Gauguin und Paul Sérusier zum Ausdruck kommt, ist ein etwas weiter gefasster Begriff, bei dem dunkle Umrandungen und Cloisonné-Qualitäten weniger im Vordergrund stehen. Zu den weiteren Künstlern gehören Cuno Amiet, Louis Anquetin, Charles Filiger, Jacob Meyer de Haan, Charles Laval und Armand Seguin. Ihre Werke hatten großen Einfluss auf den Fauvismus und den Expressionismus.
Les Nabis (ca. 1890–1905: Hebräisch für Propheten oder Illuminaten) war eine größere Bewegung in Frankreich und Belgien, die sich eklektisch auf progressive Elemente des Synthetismus, des Neoimpressionismus, des Symbolismus und des Jugendstils stützte. Möglicherweise einflussreicher als die Kunst waren die zahlreichen Theorien, Manifeste und der ansteckende Enthusiasmus für die Avantgarde, die den Ton für die Ausbreitung von Bewegungen und „Ismen“ im ersten Viertel des 20. Jahrhunderts angaben. La Revue Blanche veröffentlichte oft Les Nabis und symbolistische Inhalte. Die Werke von Édouard Vuillard und Pierre Bonnard aus der Zeit von ca. 1890 bis 1910 sind beispielhaft für Les Nabis, obwohl sich beide in ihrem Stil weiterentwickelten und bis in die 1940er Jahre bedeutende Werke schufen. Bedeutende Künstler waren Maurice Denis, Maxime Dethomas, Meyer de Haan, Henri-Gabriel Ibels, Georges Lacombe, Aristide Maillol, Paul Ranson, Ker-Xavier Roussel, Armand Séguin, Paul Sérusier, Félix Vallotton, Jan Verkade und weitere.

Sternennacht von Vincent van Gogh; 1889; Museum of Modern Art (New York City)
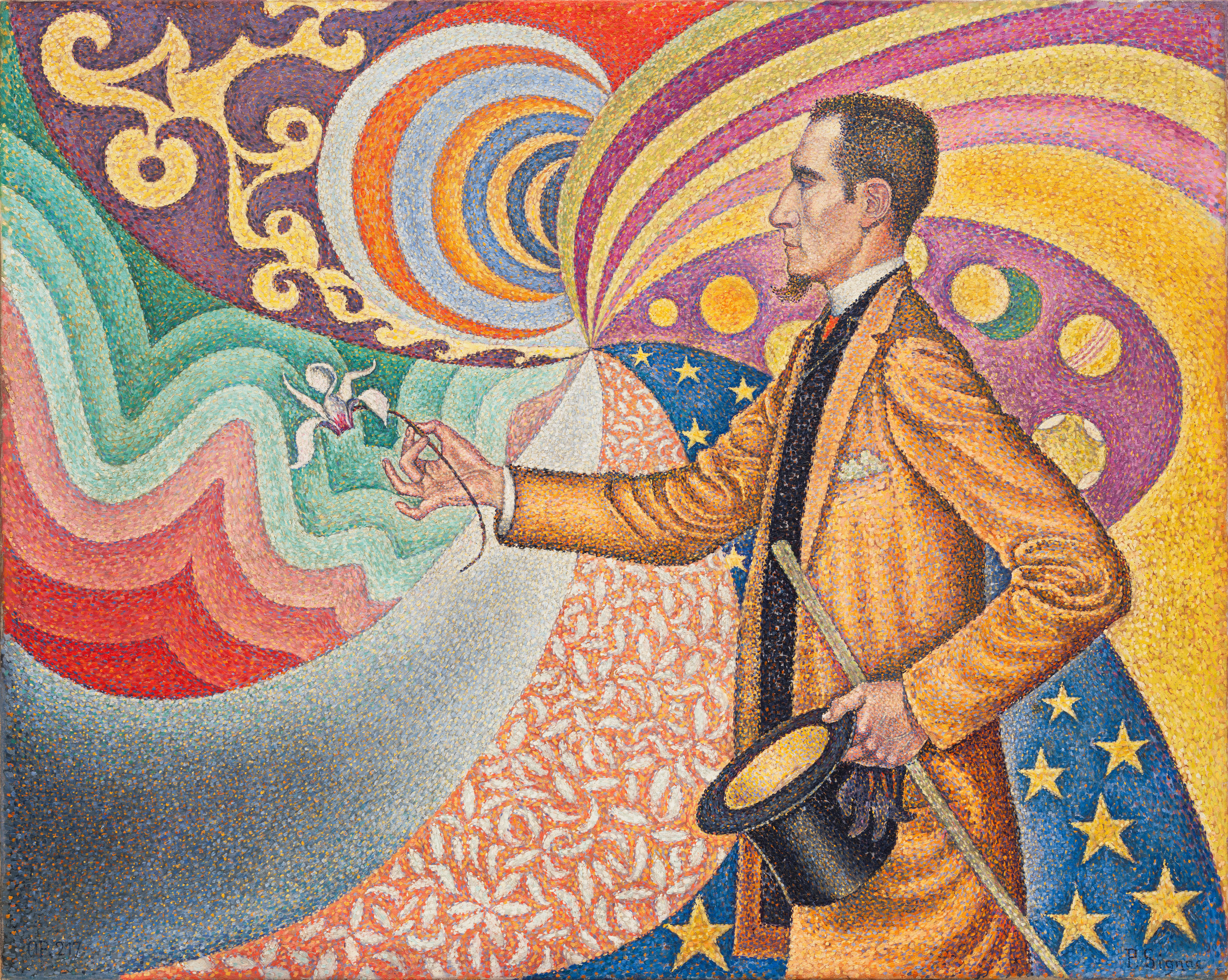
Félix Fénéon von Paul Signac; 1890; Museum of Modern Art (New York City)
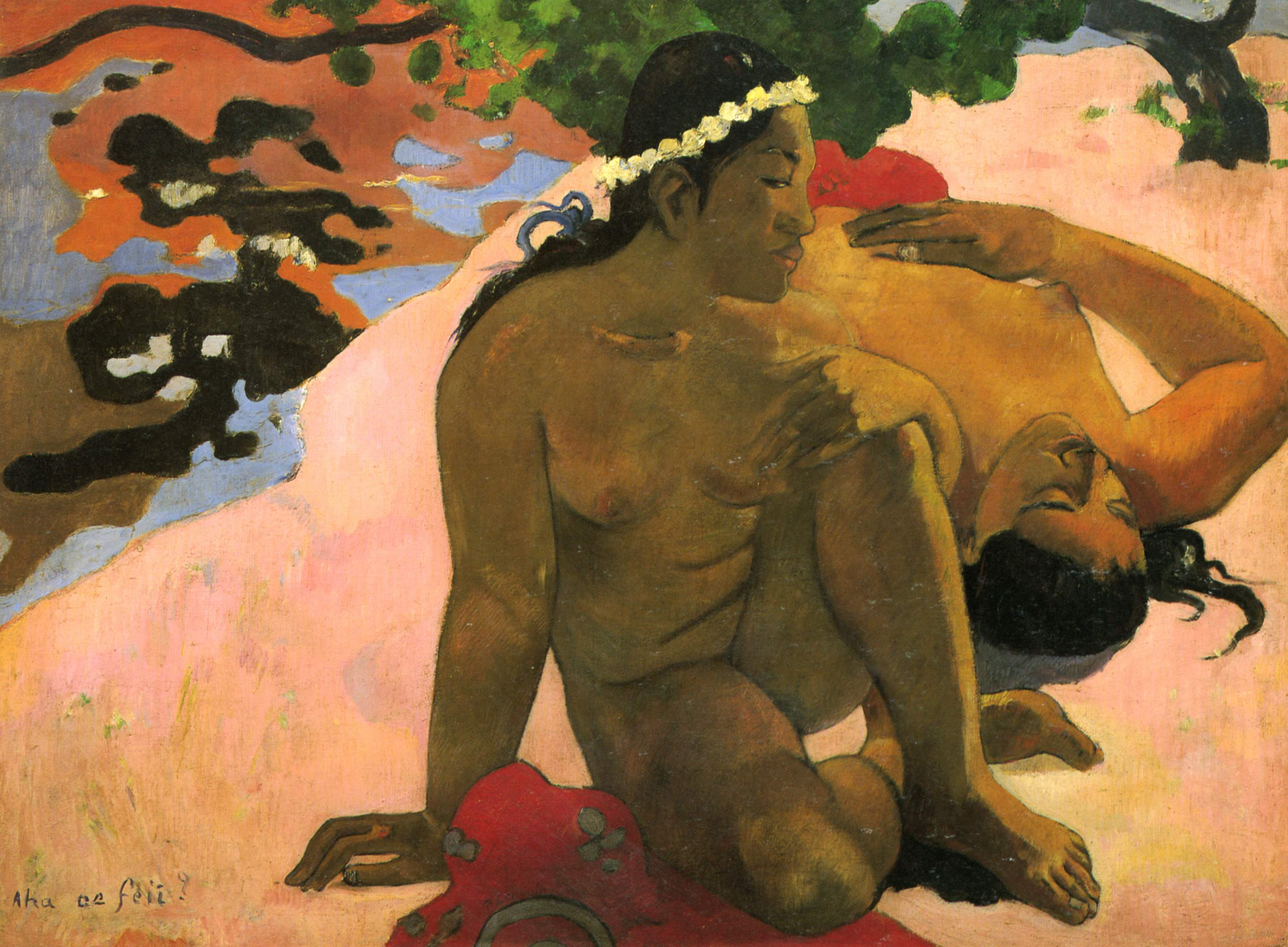
Aha Oe Feii? von Paul Gauguin; 1892; Puschkin-Museum (Moskau)
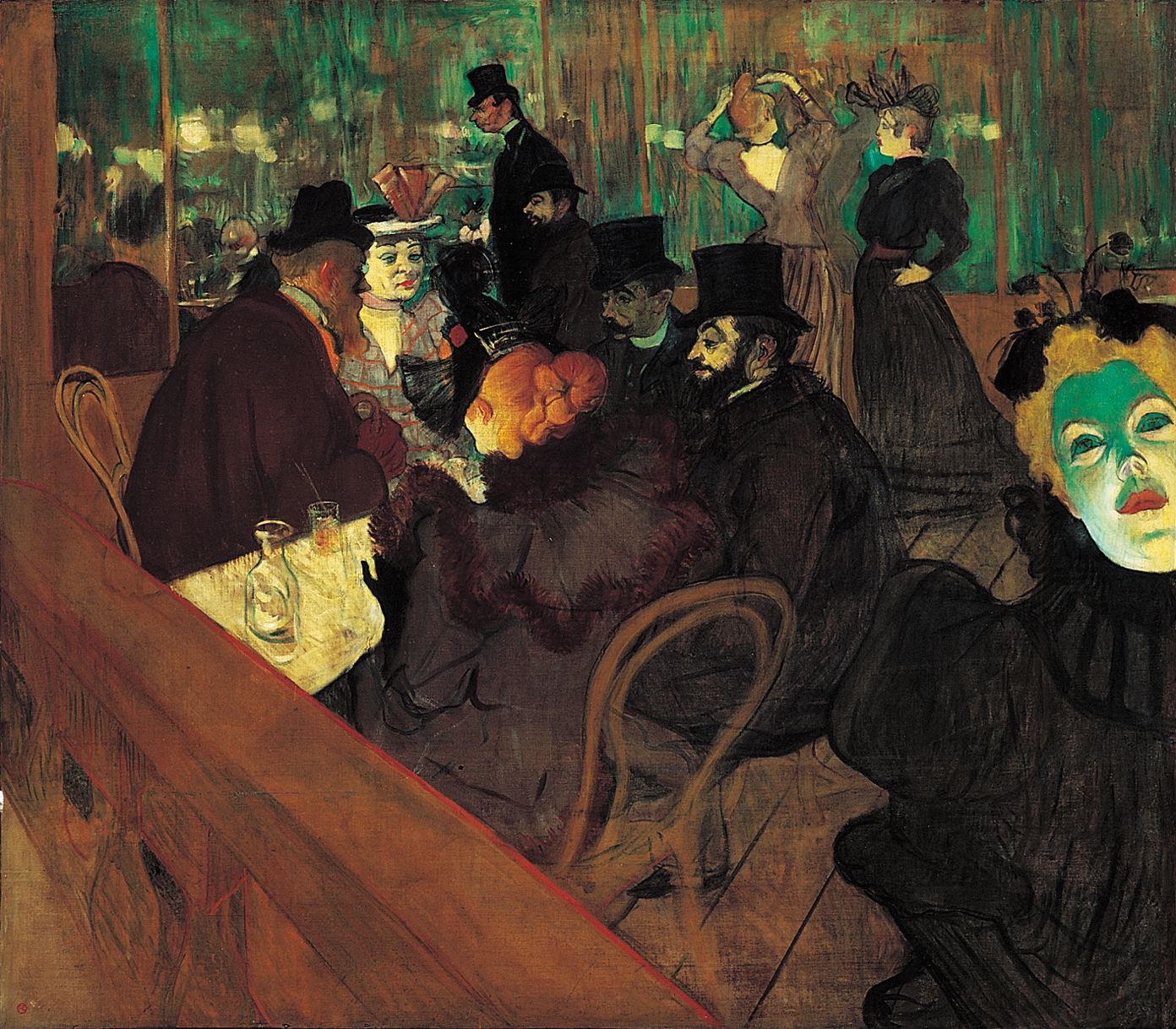
Au Moulin Rouge von Henri de Toulouse-Lautrec; 1892/1895; Art Institute of Chicago
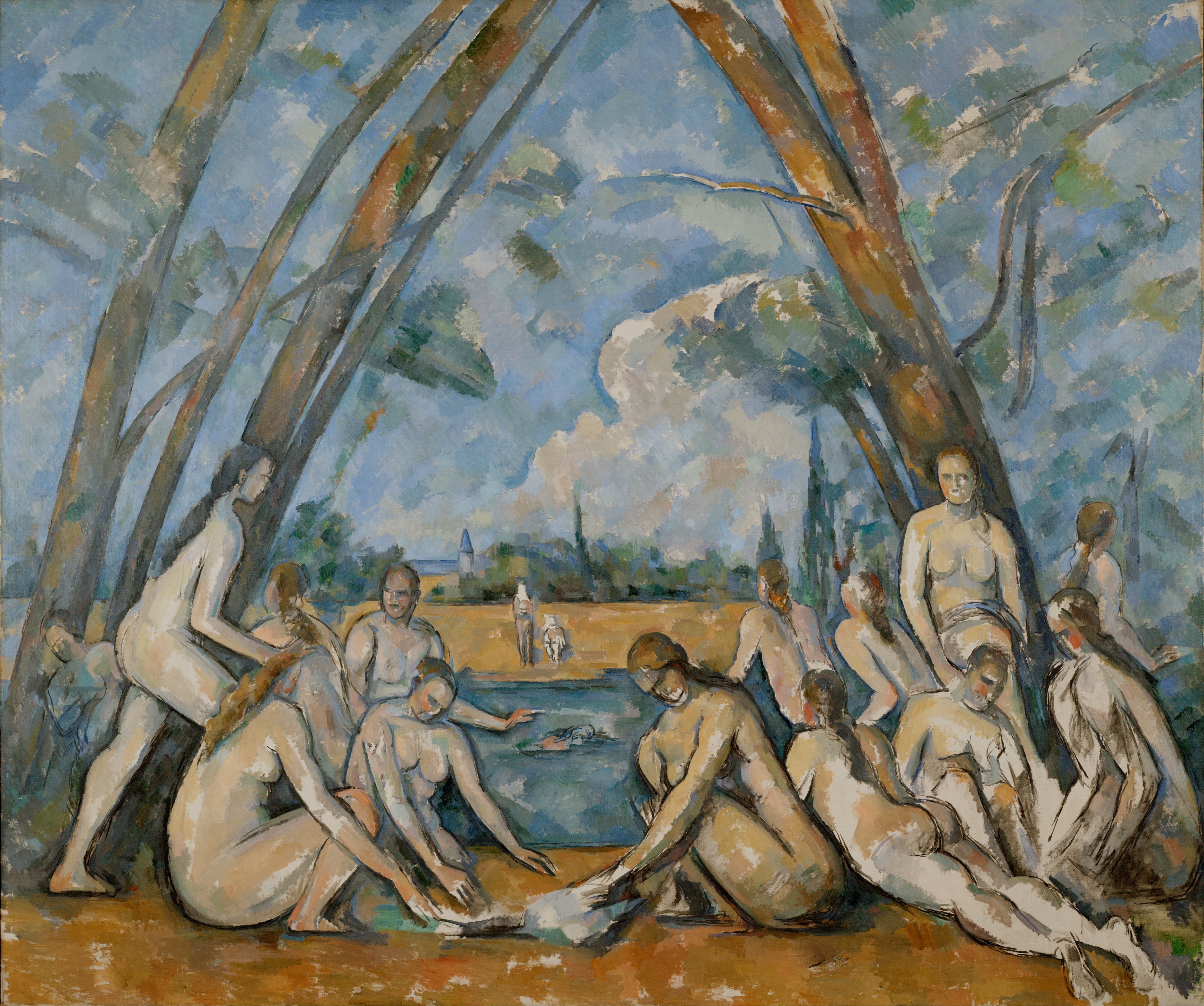
Die Badenden von Paul Cézanne; 1898–1905; Philadelphia Museum of Art (Philadelphia)

### Frühes 20. Jahrhundert
Die Geschichte der Kunst des 20. Jahrhunderts ist eine Erzählung von endloser Zersplitterung und der Suche nach neuen Standards, die nacheinander von den jeweils nächsten niedergerissen wurden. Die Kunstbewegungen des Fauvismus, Expressionismus, Kubismus, der abstrakten Kunst, des Dadaismus und des Surrealismus führten zu weiteren Erkundungen neuer kreativer Stile und Ausdrucksweisen. Die zunehmende globale Interaktion in dieser Zeit führte zu einem entsprechenden Einfluss anderer Kulturen auf die westliche Kunst, wie z. B. Pablo Picasso, der von der iberischen Skulptur, der afrikanischen Skulptur und dem Primitivismus beeinflusst wurde. Der Japonismus und die japanischen Holzschnitte (die ihrerseits von der westlichen Renaissance-Zeichenkunst beeinflusst waren) hatten einen immensen Einfluss auf den Impressionismus und die nachfolgenden künstlerischen Entwicklungen. Das einflussreiche Beispiel, das Paul Gauguin mit seinem Interesse an ozeanischer Kunst setzte, und die plötzliche Beliebtheit, die neu entdeckte afrikanische Fetischskulpturen und andere Werke aus außereuropäischen Kulturen Anfang des 20. Jahrhunderts in Paris unter Kunstkennern erlangten, wurden von Picasso, Henri Matisse und vielen ihrer Kollegen aufgegriffen. Später im 20. Jahrhundert gewannen Pop Art und Abstrakter Expressionismus an Bedeutung.

#### Jugendstil (ca. 1890–1914)

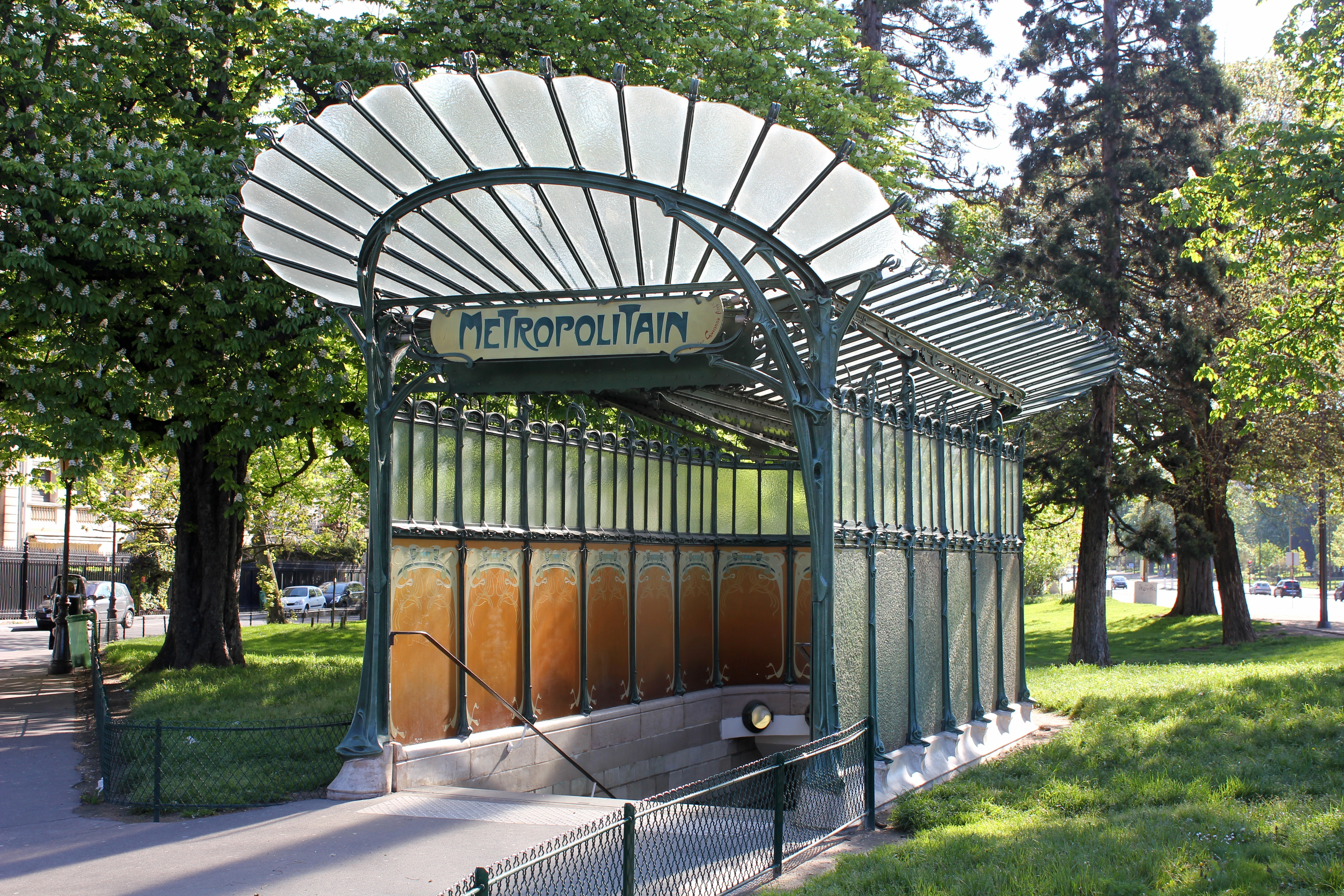
Porte Dauphine Métro Station (Paris), von Hector Guimard (1900)

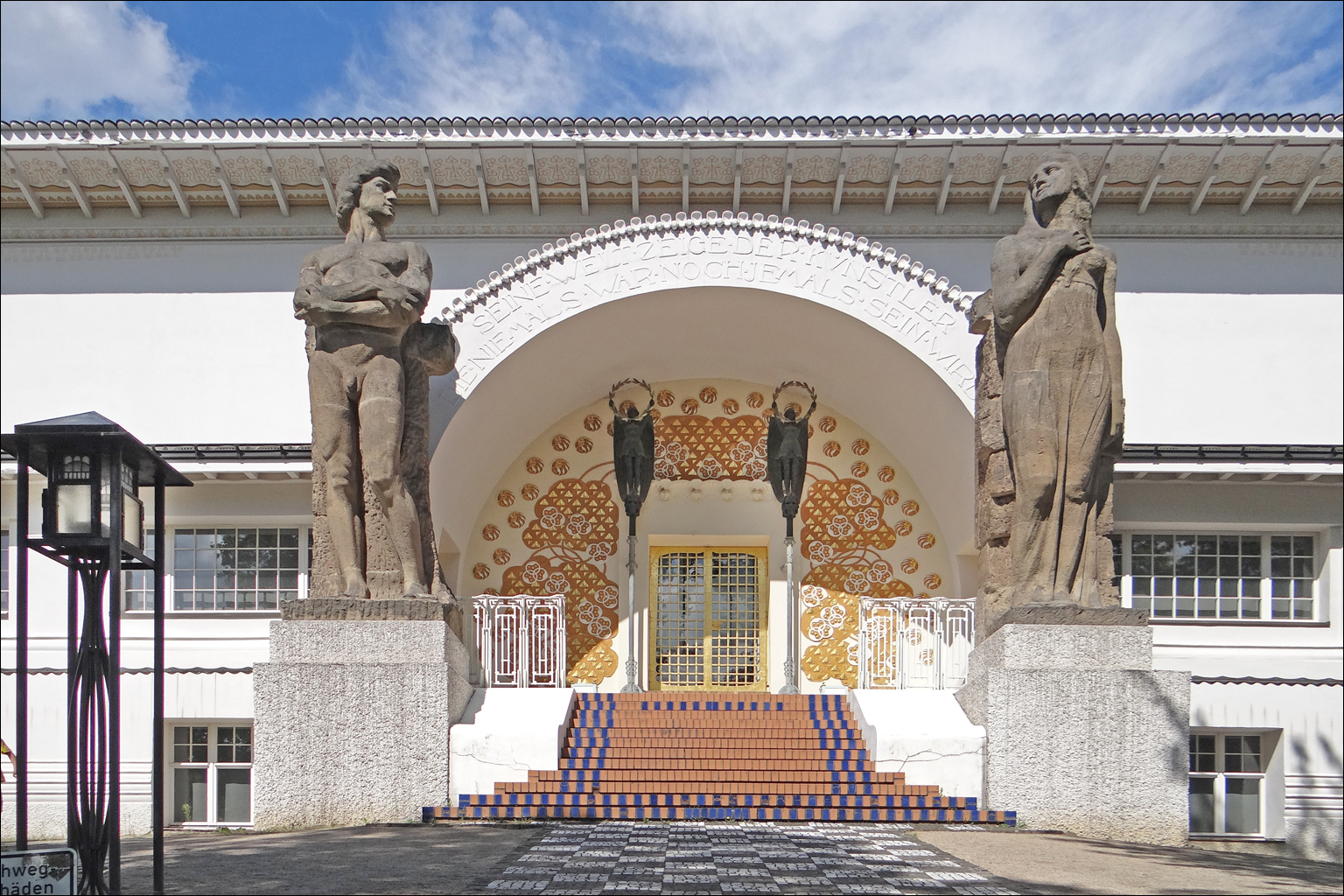
Ernst-Ludwig-Haus in der Darmstädter Künstlerkolonie, Darmstadt, Deutschland, von Joseph Maria Olbrich (1900)

Der Jugendstil war eine internationale und weit verbreitete Kunst- und Designbewegung, die in den letzten Jahrzehnten des 19. Jahrhunderts entstand und bis zum Ersten Weltkrieg 1914 bestand. Mit der Weltausstellung 1900 in Paris erlangte er internationale Bekanntheit. Er entwickelte sich fast zeitgleich in Teilen Europas und der USA und war ein Versuch, eine einzigartige und moderne Ausdrucksform zu schaffen, die den Geist des neuen Jahrhunderts heraufbeschwor. Er manifestierte sich in Malerei, Illustration, Skulptur, Schmuck, Metallarbeiten, Glas, Keramik, Textilien, Grafikdesign, Möbeln, Architektur, Kostümdesign und Mode. Die Künstler des Jugendstils strebten danach, den Status von Handwerk und Design auf das Niveau der bildenden Kunst zu heben.
Die Bewegung wird stark mit geschwungenen organischen Formen in Verbindung gebracht, wie Blumen, Ranken und Blättern, aber auch Tiere und andere Abbildungen, durch die Werke von Künstlern wie Alphonse Mucha, Victor Horta, Hector Guimard, Antoni Gaudí, René Lalique, Otto Eckmann oder Émile Gallé. Jugendstil-Designs und -Gebäude können oft asymmetrisch sein. Obwohl es Erkennungsmerkmale gibt, weist der Stil auch viele regionale und nationale Interpretationen auf.
Obwohl es sich um eine kurzlebige Mode handelte, ebnete sie den Weg für die moderne Architektur und das Design des 20. Jahrhunderts. Es war der erste Architekturstil ohne historischen Vorläufer, da das 19. Jahrhundert für eine Praxis berüchtigt war, die als Historismus bekannt ist und Formen früherer künstlerischer Epoche aufgriffen und vermengten. Um 1900 kam es zu einer Krise des Historismus, der von verschiedenen Seiten stark kritisiert wurde. Dennoch wurde der Jugendstil auch deutlich von Stilen aus der Vergangenheit beeinflusst, wie der Kunst keltischer, gotischer und Rokoko-Kunst, aber auch von der Arts-and-Crafts-Bewegung, dem Ästhetizismus, dem Symbolismus und insbesondere von der japanischen Kunst.

#### Fauvismus (ca. 1898–1909)
Der Fauvismus entwickelte sich aus dem Postimpressionismus und wurde allmählich zur ersten großen Bewegung des 20. Jahrhunderts. Seine Entstehung geht auf das Jahr 1895 zurück, als Henri Matisse, die älteste und zentrale Figur, das Atelier von Gustave Moreau an der Ecole des Beaux-Arts betrat. Dort lernte er Georges Rouault, Charles Camoin, Henri Manguin und Albert Marquet kennen. Marquet sagte: „Schon 1898 arbeiteten Matisse und ich in dem, was später als Fauve-Stil bezeichnet werden sollte. Die ersten Ausstellungen bei den Indépendants, bei denen wir, glaube ich, die einzigen waren, die in reinen Tönen malten, gehen auf das Jahr 1901 zurück.“ Bis 1902/03 war der Kreis der Gleichgesinnten um Georges Braque, André Derain, Raoul Dufy, Othon Friesz, Jean Metzinger, Jean Puy, Louis Valtat, Kees van Dongen und Maurice de Vlaminck erweitert. Im Gegensatz zu den Impressionisten und ihrem langen Kampf um Anerkennung hatte die Avantgarde 1906–1907 ein geneigtes Publikum, und die Fauvisten zogen Sammler von Amerika bis Russland an. Der Fauvismus löste sich jedoch 1908 mit dem Aufkommen des Kubismus weitgehend auf, und die meisten Künstler begannen, sich mit anderen Stilen zu beschäftigen und sich in verschiedene Richtungen zu bewegen. Nur Matisse und Dufy beschäftigten sich bis in die 1950er Jahre weiter mit dem Fauvismus.
Die Fauvisten malten Landschaften en plein air, Interieurs, Figuren und Stillleben nach dem Vorbild des Realismus, Impressionismus und Postimpressionismus. Sie trugen die Farbe mit lockeren Pinselstrichen in dicken, unnatürlichen, oft kontrastierenden, leuchtenden Farben auf, manchmal direkt aus der Tube. Gauguins Einfluss, mit seiner Erforschung der Ausdruckswerte und räumlichen Aspekte der Musterung mit flachen, reinen Farben, sowie sein Interesse am Primitivismus waren ebenso wie der Neoimpressionismus von großer Bedeutung. Der Fauvismus war der Höhepunkt einer Verschiebung von der Zeichnung und der Linie als grundlegenden Gestaltungselementen in der Malerei hin zur Farbe, und sie stellten ihre Motive am Rande der Abstraktion dar.

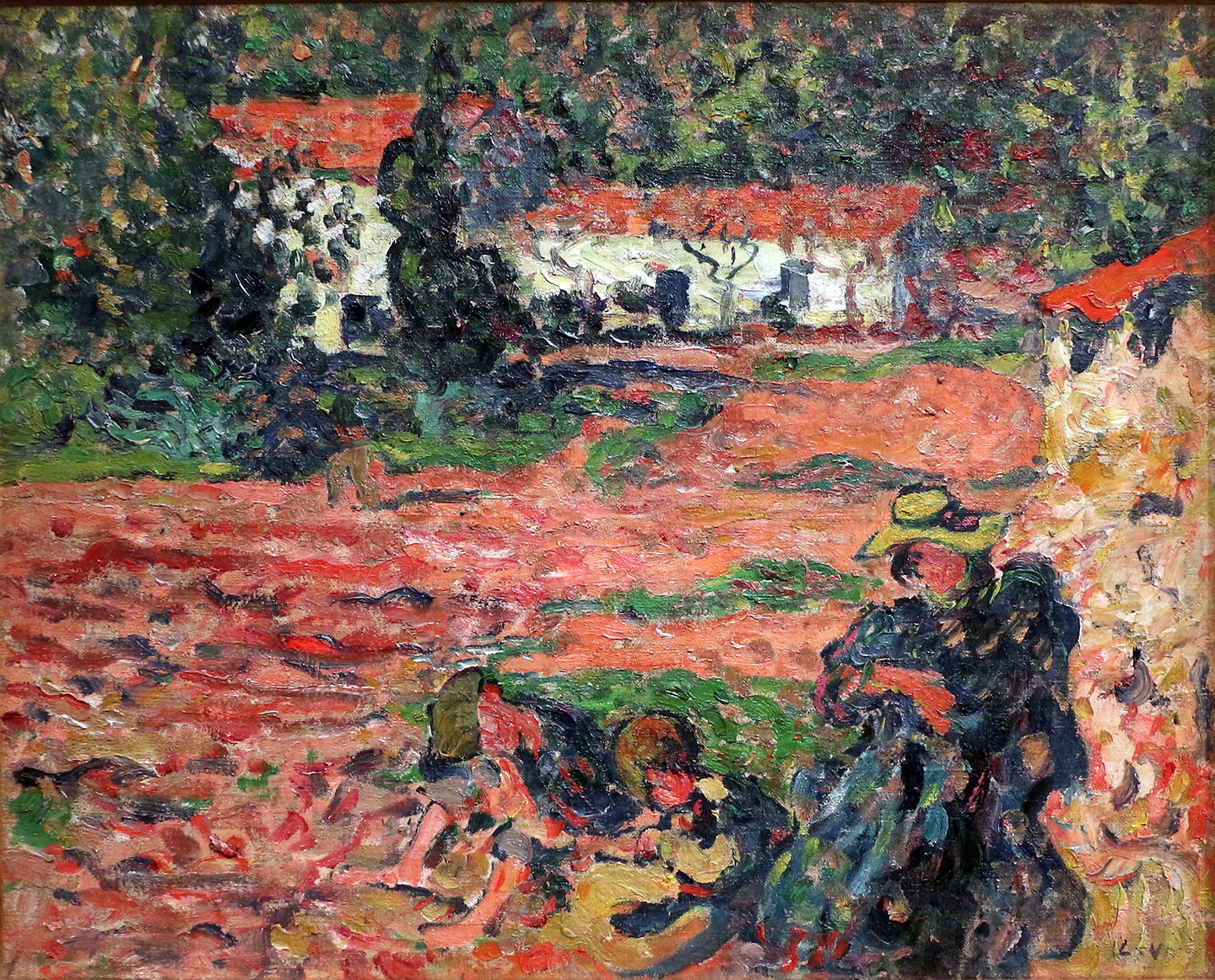
Paysage fauve von Louis Valtat; 1905–1906; Speed Art Museum (Louisville, Kentucky)
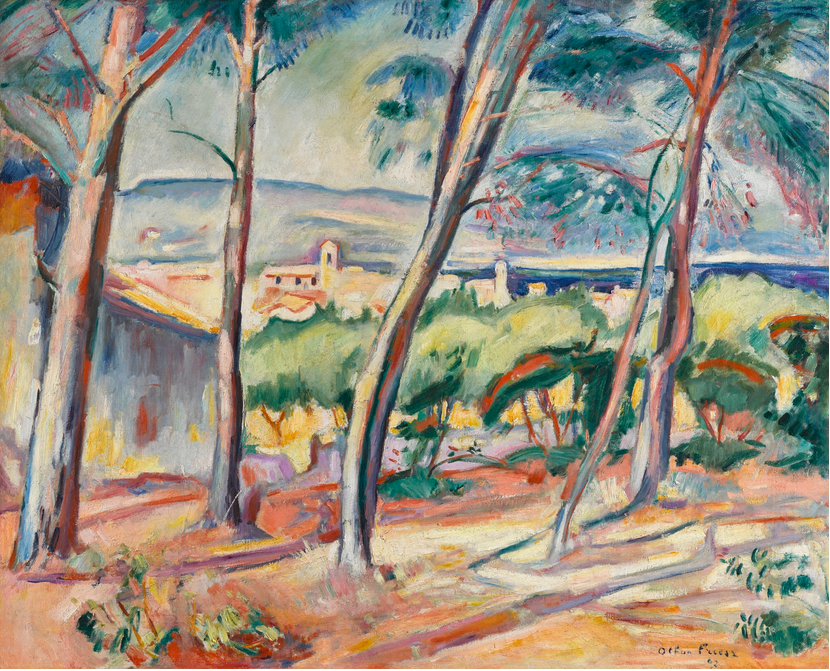
La Ciotat von Othon Friesz; 1907; unbekannte Sammlung

#### Expressionismus (ca. 1905–1930)

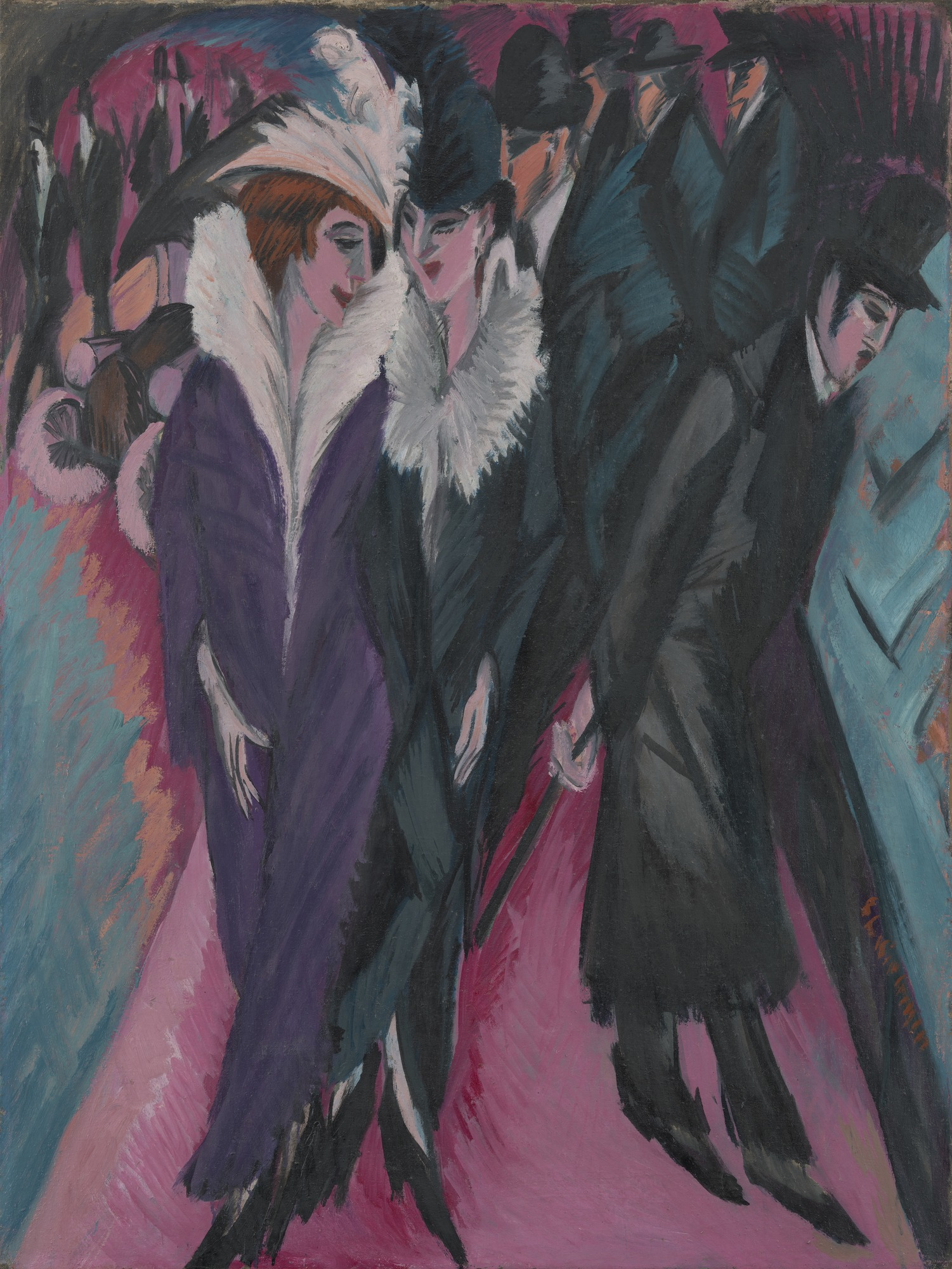
Die Straße von Ernst Ludwig Kirchner; 1913; Museum of Modern Art (New York City)

Der Expressionismus war eine internationale Bewegung in der Malerei, Bildhauerei, Grafik, Poesie, Literatur, Theater, Film und Architektur. Einige bringen die Zweite Wiener Schule und andere Musik dieser Zeit mit der Bewegung in Verbindung. Die meisten Historiker datieren den Beginn des Expressionismus auf das Jahr 1905, als die Künstlergruppe „Brücke“ gegründet wurde. Allerdings schufen bereits zwischen 1885 und 1905 mehrere Künstler einflussreiche Werke im Geiste des Expressionismus, darunter Lovis Corinth, James Ensor, Käthe Kollwitz, Paula Modersohn-Becker, Edvard Munch, Emil Nolde und Christian Rohlfs. Viele dieser Künstler stellten später aus und schlossen sich verschiedenen expressionistischen Gruppen an. Die expressionistische Malerei zeichnet sich durch eine lockere, spontane, häufig dicke, pastose Pinselführung aus. Sie vermittelte oft, wie der Künstler über sein Motiv dachte, im Gegensatz dazu, wie es aussah, und stellte Intuition und Bauchgefühl über realistische Darstellungen oder Kunsttheorien. Der Expressionismus war häufig von Astarken Gefühlen bestimmt sowie von einer allgemeinen Auseinandersetzung mit dem zeitgenössischen Leben und sozialen Fragen geprägt, die im Fauvismus, der sich auf Design und Farbe und auf neutrale Motive konzentrierte, oft fehlte. Holzschnitte sind im Expressionismus besonders bemerkenswert. Der Expressionismus kann sich manchmal mit anderen Stilen und Bewegungen überschneiden und in diese integrieren, wie z. B. Symbolismus, Fauvismus, Kubismus, Futurismus, Abstraktion und Dadaismus. Mehrere Gruppen und Fraktionen von Expressionisten traten zu verschiedenen Zeiten und an verschiedenen Orten auf.
Die Künstler der Brücke strebte danach, „alle revolutionären und aufstrebenden Elemente“ zu verbinden. Sie wurde von den vier Architekturstudenten Ernst Ludwig Kirchner, Erich Heckel, Karl Schmidt-Rottluff und Fritz Bleyl gegründet. Sie teilten sich ein Atelier in Dresden, wo sie Gemälde, Schnitzereien und Drucke herstellten und Ausstellungen organisierten. Im Sommer trennten sie sich, um unabhängig voneinander zu arbeiten. Ihre erste Ausstellung fand 1905 statt, später schlossen sich unter anderem Emil Nolde und Max Pechstein 1906 und Otto Mueller 1910 an. Zu den Einflüssen gehörten gotische Kunst, Primitivismus, Jugendstil und Entwicklungen in Paris, insbesondere Van Gogh und Fauvismus. Die Gruppe zog 1911 nach Berlin und löste sich 1913 auf. Der Blaue Reiter (1911–1914), gegründet von Wassily Kandinsky und Franz Marc, war eine relativ informelle Gruppe, die Ausstellungen von Kunst aus Paris und Europa sowie eigene Werke organisierte. Sie war eine von mehreren zunehmend progressiven Gruppen, die sich von der Kunstakademie in München abspalteten, darunter die Münchner Sezession 1892 (Realisten und Impressionisten), Phalanx 1901 (Postimpressionisten), Neue Künstler Vereinigung 1909 und Der Blaue Reiter 1911. Zu den Künstlern, die mit den beiden letztgenannten Gruppen in Verbindung standen, gehörten die Brüder Burliuk, Heinrich Campendonk, Alexej von Jawlensky, Paul Klee, August Macke, Gabriele Münter und Marianne von Werefkin. Der wohlklingende Almanach „Der Blaue Reiter“, eine Sammlung einflussreicher Essays, und Kandinskys „Über das Geistige in der Kunst“ mit seinen Ideen zur gegenstandslosen Kunst wurden beide 1912 veröffentlicht. Der Blaue Reiter endete mit dem Ausbruch des Ersten Weltkriegs, in dem Macke und Marc starben.
Weitere Künstler wie Oskar Kokoschka, Egon Schiele und Richard Gerstl traten in Österreich hervor. Die französischen Künstler Georges Rouault und Chaim Soutine fühlten sich der Bewegung verbunden. Zu den Bildhauern gehören Ernst Barlach, Wilhelm Lehmbruck, Gerhard Marcks und William Wauer. Zu den Architekten, die mit dem Expressionismus in Verbindung gebracht werden, gehören Max Berg, Hermann Finsterlin, Johann Friedrich Höger, Michel de Klerk, Erich Mendelsohn, Hans Poelzig, Hans Scharoun, Rudolf Steiner und Bruno Taut. „Der Sturm“ (1910–1932) war eine Zeitschrift mit vielen expressionistischen Inhalten, die von Herwarth Walden gegründet wurde. 1912 wurde eine dazugehörige Galerie in Berlin eröffnet und 1918 eine Theatergruppe und eine Schule. Zu den Filmen, die als expressionistisch gelten und von denen einige als Klassiker gelten, gehören Das Cabinet des Dr. Caligari (Robert Wiene, 1920), Nosferatu (F. W. Murnau, 1922) und Metropolis (Fritz Lang, 1927).
Nach dem Ersten Weltkrieg kam es bei vielen Künstlern zu einer Tendenz, sich von der Avantgarde zurückzuziehen. Diese Tendenz wurde in der Neuen Sachlichkeit (ca. 1919–1933) offenbart und zeichnete sich im Gegensatz zum nostalgischen Charakter anderer Werke durch Desillusionierung und schonungslose Gesellschaftskritik aus. Die Künstler der Neuen Sachlichkeit stammten meist aus expressionistischen und dadaistischen Kreisen, darunter Otto Dix, Christian Schad, Rudolf Schlichter, Georg Scholz und Jeanne Mammen. Auch Max Beckmann und George Grosz waren eine Zeit lang mit der Neuen Sachlichkeit verbunden. Obwohl nicht unbedingt expressionistisch, war das Bauhaus (1919–1933) eine einflussreiche deutsche Schule, die Kunsthandwerk, dekorative und bildende Kunst miteinander verband. Mit dem Umzug von Weimar nach Dessau und schließlich nach Berlin änderte und entwickelte sich der Schwerpunkt der Schule im Laufe der Zeit. Zu den Direktoren gehörten die Architekten Walter Gropius (1919–1928), Hannes Meyer (1928–1930) und Ludwig Mies van der Rohe (1930–1933). Zu verschiedenen Zeitpunkten gehörten Josef Albers, Theo van Doesburg, Lyonel Feininger, Johannes Itten, Paul Klee, Wassily Kandinsky, El Lissitzky, Gerhard Marcks, László Moholy-Nagy und Oskar Schlemmer zur Fakultät. Die Bauhaus-Architekten hatten großen Einfluss auf den Internationalen Stil, der sich durch vereinfachte Formen, den Verzicht auf Verzierungen, die Vereinigung von Design und Funktion und die Idee auszeichnete, dass Massenproduktion mit einer persönlichen künstlerischen Vision vereinbar sein könnte. Als die Nazis in Deutschland an die Macht kam, wurde die moderne Kunst als „entartete Kunst“ bezeichnet und das Bauhaus 1933 geschlossen, wodurch die Moderne in Deutschland bis zum Ende des Zweiten Weltkriegs unterdrückt wurde.

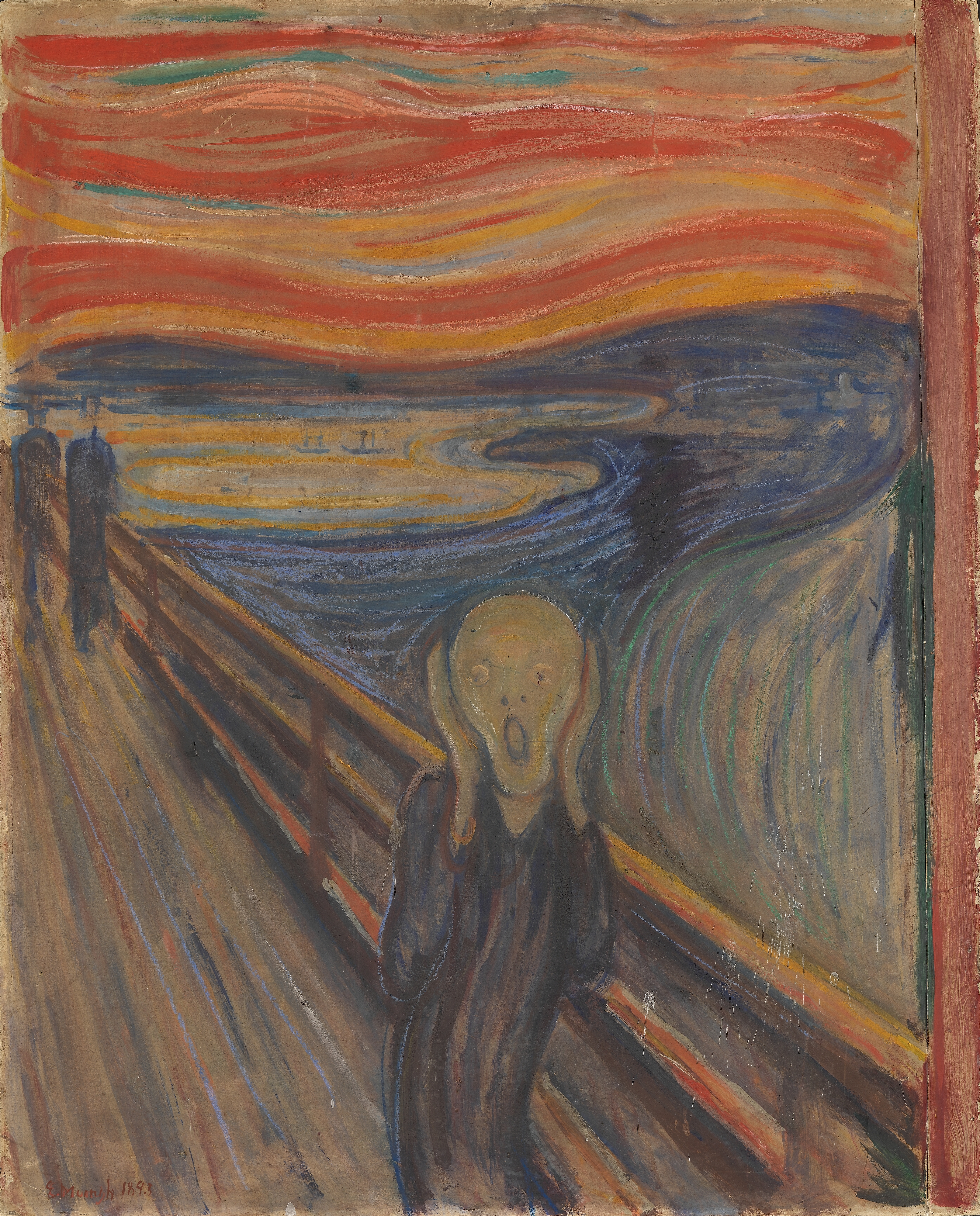
Der Schrei von Edvard Munch; 1893; Nationalgalerie Oslo (Oslo)
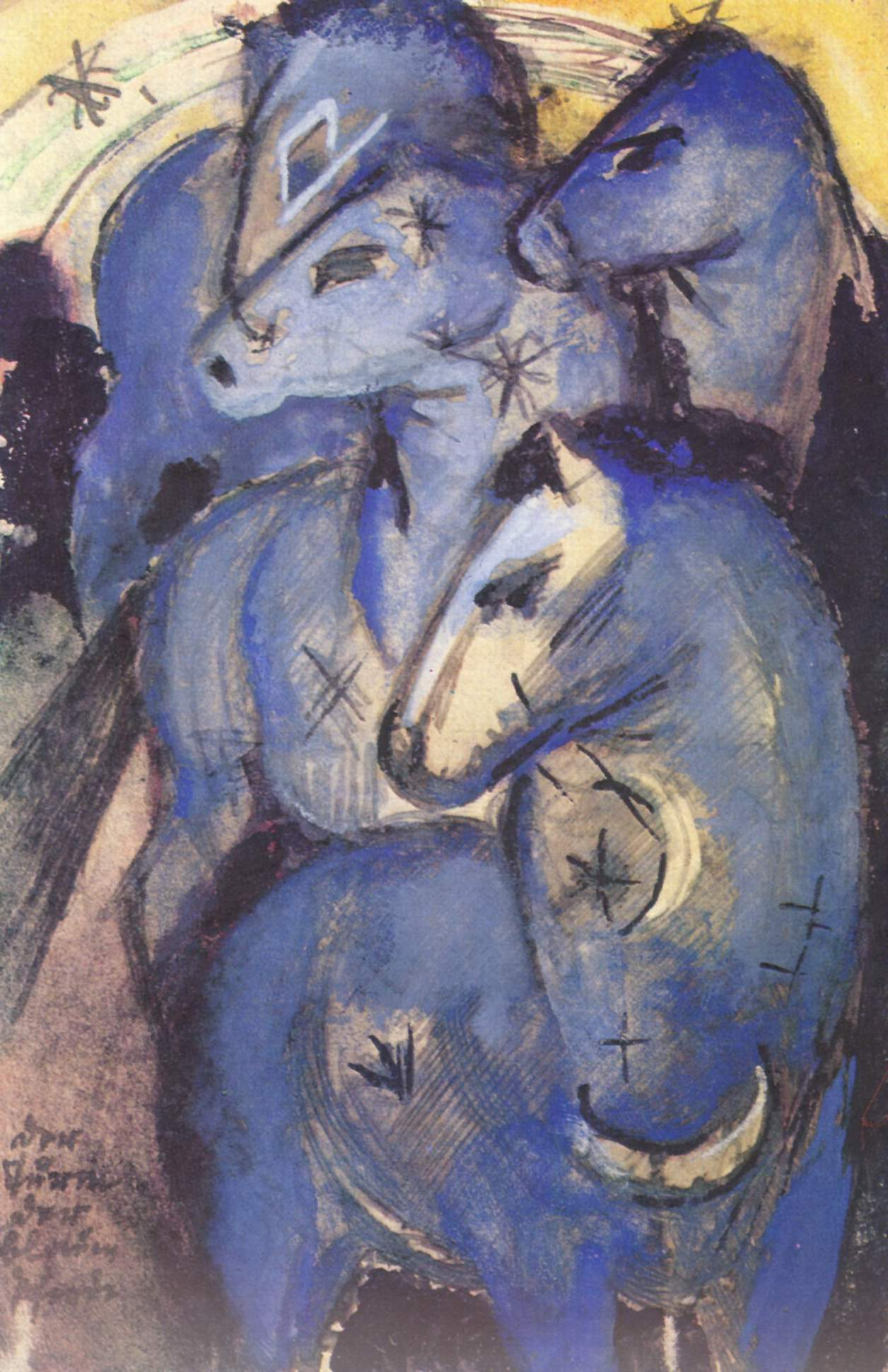
Turm der blauen Pferde von Franz Marc; 1912; Bayerische Staatsgemäldesammlungen (München)
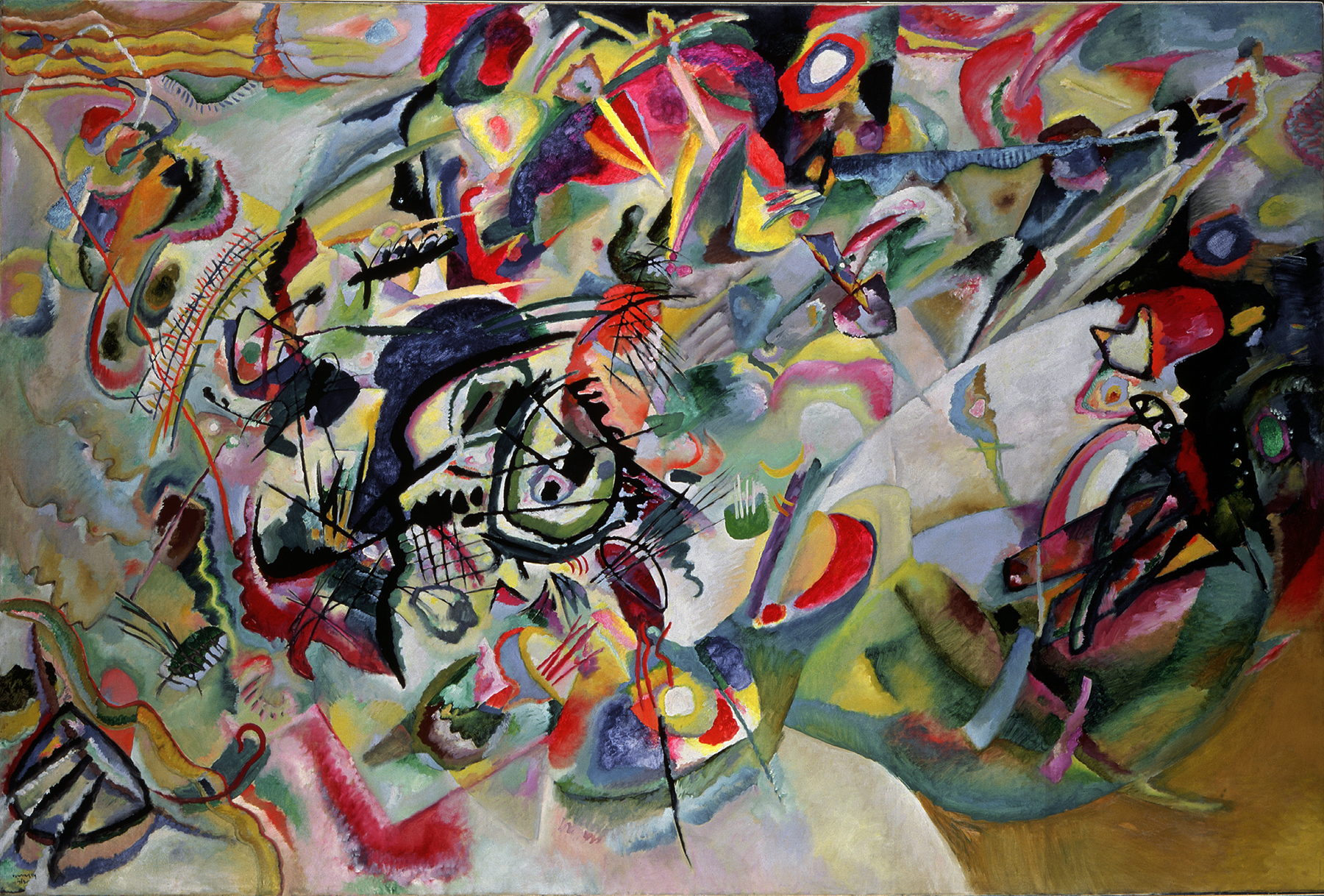
Komposition VII von Wassily Kandinsky; 1913; Tretjakow-Galerie (Moskau)
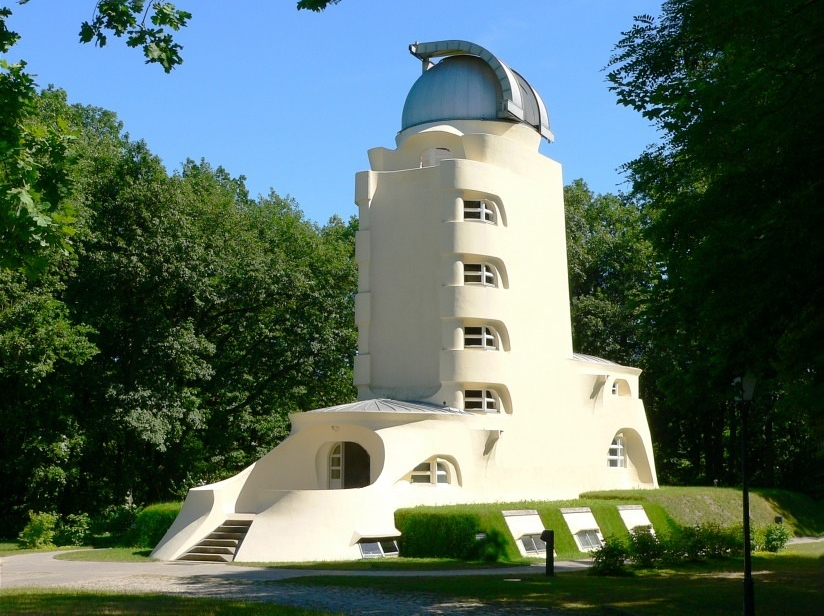
Einsteinturm Potsdam, 1920–1924, von Erich Mendelsohn
Schauspielermaske von Paul Klee; 1924; Museum of Modern Art (New York City)

#### Kubismus (ca. 1907–1914)
Der Kubismus bestand in der Ablehnung der Perspektive, was zu einer neuen Raumorganisation führt, bei der sich die Blickwinkel vervielfachen und eine Fragmentierung des Objekts entsteht, die die Vorliebe für die Form gegenüber dem Inhalt der Darstellung deutlich macht. Pablo Picasso, Georges Braque und andere kubistische Künstler ließen sich von den Skulpturen aus Iberien, Afrika und Ozeanien inspirieren, die im Louvre und im ethnografischen Museum im Trocadéro ausgestellt waren und auf Flohmärkten und in Verkaufsräumen angeboten wurden.
„Ein Picasso untersucht einen Gegenstand so, wie ein Chirurg eine Leiche seziert“, schrieb der Kritiker und Dichter Guillaume Apollinaire 1913. Fünf Jahre zuvor hatten Pablo Picasso und Georges Braque – Freunde, Kollegen und Rivalen – begonnen, den perspektivischen Realismus zugunsten einer Form künstlerischer Autopsie aufzugeben: einem völlig revolutionären Malstil, der Gegenstände analytisch, objektiv und völlig unpersönlich darstellte.

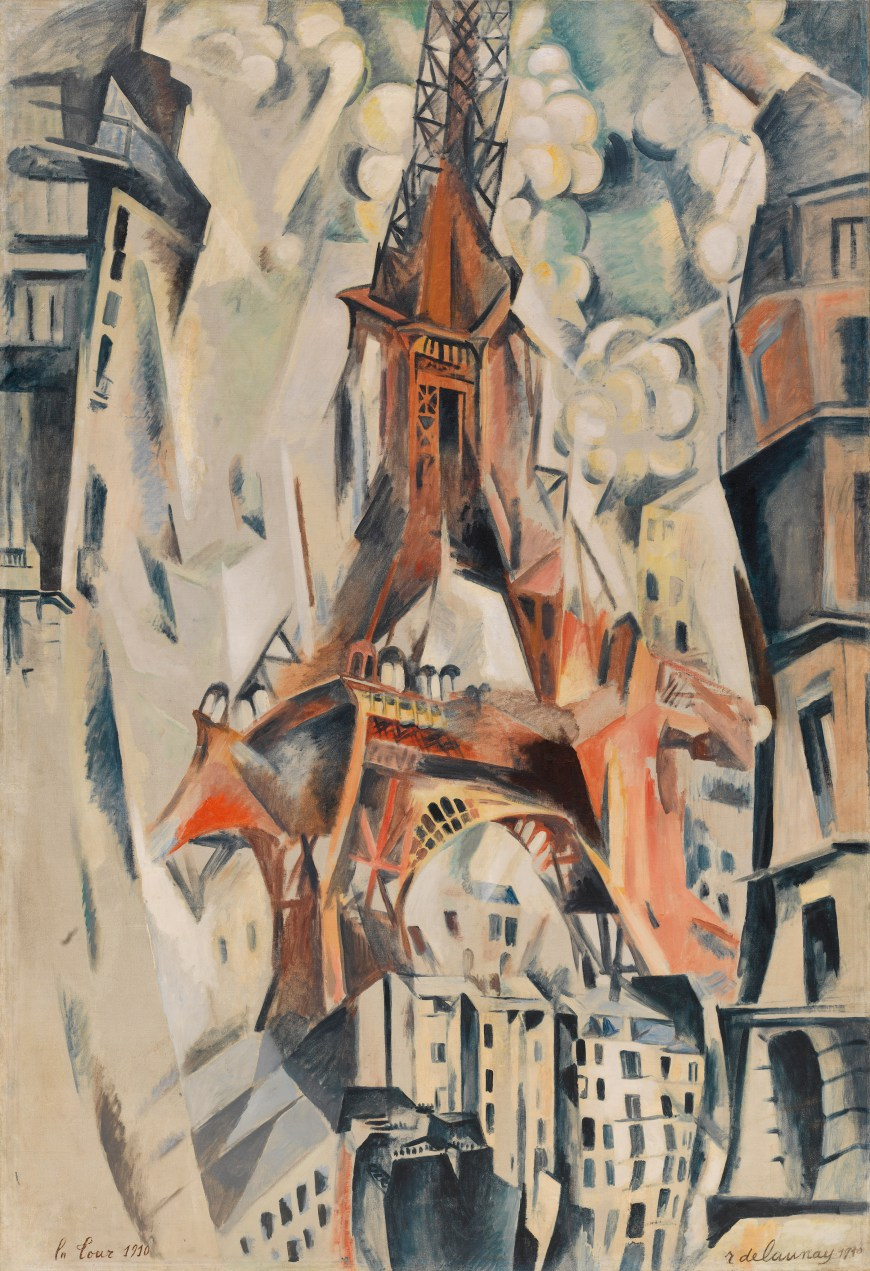
Eiffelturm von Robert Delaunay; 1911; Solomon R. Guggenheim Museum (New York City)
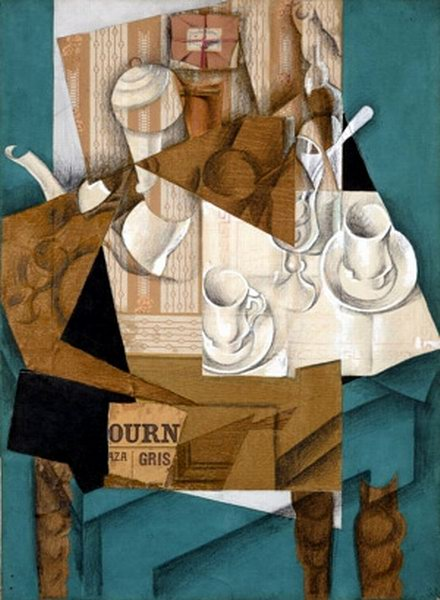
Frühstück von Juan Gris; 1914; Museum of Modern Art (New York City)

#### Art déco (ca. 1920–1940)
Art déco erschien in Frankreich als ein Stil des Luxus und der Modernität. Bald verbreitete er sich schnell auf der ganzen Welt, am dramatischsten in Amerika, und wurde in den 1930er Jahren immer stromlinienförmiger. Der Stil wurde nach der Internationalen Ausstellung für moderne dekorative und industrielle Kunst benannt, die 1925 in Paris stattfand. Sein Überschwang und seine Fantasie spiegelten den Geist der „wilden 20er-Jahre“ wider und boten in den 1930er-Jahren eine Flucht aus der Realität der Großen Depression. Er hatte Einflüsse aus dem antiken Griechenland, dem alten Rom, Afrika, der Azteken und Japan, aber auch futuristische, kubistische und Bauhaus-Einflüsse. Manchmal verschmolz er mit dem Neuägyptischen Stil, was auf die Entdeckung des Grabes von Tutanchamun im Jahr 1922 und die dadurch ausgelöste Ägyptomanie zurückzuführen ist. Ein Beispiele hierfür sind das Kino Le Louxor Cinema in Paris (1919–1921). In der dekorativen Kunst, einschließlich der Architektur, wurden Flachreliefs, eckige Muster und Formen verwendet. Zu den vorherrschenden Materialien gehören verchromtes und messingfarbenes Metall, polierter Stahl und Aluminium, eingelegtes Holz, Stein und Buntglas.
Zu den wichtigsten Art-déco-Künstlern gehören die in Paris lebende polnische Malerin Tamara de Lempicka, der in der Ukraine geborene französische Plakatkünstler Adolphe Jean-Marie Mouron, bekannt als Cassandre, und der französische Möbeldesigner und Innenarchitekt Émile-Jacques Ruhlmann.

#### Surrealismus (ca. 1924–1966)
Der Surrealismus entwickelte sich als eine Fraktion des Dadaismus und kündigte seine Gründung 1924 mit André Bretons Manifest des Surrealismus offiziell an. Ursprünglich eine literarische Gruppe von Dichtern und Schriftstellern in Paris, entwickelte sie sich bald zu einer internationalen Bewegung, der Maler, Bildhauer, Fotografen und Filmemacher angehörten. Ein zweites Manifest des Surrealismus wurde 1929 veröffentlicht. Der Surrealismus hatte keinen bedeutenden Einfluss auf die angewandten oder dekorativen Künste, die Architektur oder die Musik. Die kleine und kurzlebige Pittura metafisica (ca. 1910–1921) mit Giorgio de Chirico als Hauptfigur hatte großen Einfluss auf den Surrealismus. Die Surrealisten erforschten eine Vielzahl innovativer Techniken, von denen einige erst kürzlich im Kubismus und Dadaismus entwickelt worden waren, andere neu waren, darunter Collagen, Fundstücke, Assemblagen, Zufallsprinzip, Rayografien (Fotogramme), Malen auf Sand, tropfende und spritzende Farbe, Decalcomanie, Frottage, Fumage und Raclage. In der surrealistischen Kunst herrschen zwei grundlegende Ansätze vor. In den Anfangsjahren dominierte der Automatismus, was sich in den Werken von Künstlern wie André Masson und Joan Miró zeigt. Andere Künstler, die von den Werken Giorgio de Chiricos beeinflusst waren, verwendeten traditionellere Methoden und Medien, um ungefilterte Gedanken und unpassende Gegenüberstellungen zu veranschaulichen, darunter Salvador Dalí und René Magritte. Zu den bedeutenden Künstlern gehören Jean Arp, Hans Bellmer, Victor Brauner, Luis Buñuel, Joseph Cornell, Óscar Domínguez, Max Ernst, Wifredo Lam, Yves Tanguy, Man Ray, Alberto Giacometti, Méret Oppenheim und Roberto Matta. Zu den weiteren bedeutenden Künstlern, die sich informell mit dem Surrealismus auseinandersetzten, gehören Marcel Duchamp, Pablo Picasso und Frida Kahlo. Surrealistische Ideen und Theorien wurden in einer Reihe von Zeitschriften diskutiert: La Révolution Surréaliste (1924–1929), Le Surrealisme au service de la révolution (1930–1933), Minotaure (1933–1939), VVV (1942–1944). Die Gemälde von André Masson und Joan Miró sowie von Surrealismus-Spätstartern wie Roberto Matta und Arshile Gorky hatten einen erheblichen Einfluss auf den abstrakten Expressionismus in den späten 1940er Jahren.
Mit einem gewissen Maß an Dadas Respektlosigkeit und Verachtung für die traditionellen politischen, religiösen und bürgerlichen Werte der westlichen Kultur, von denen sie glaubten, dass sie die Welt in den Ersten Weltkrieg geführt hatten (Breton und andere Gründungsmitglieder waren Veteranen), erkundeten die Surrealisten die Möglichkeiten, die Sigmund Freud in Bezug auf das Unterbewusstsein eröffnet hatte: „Reiner psychischer Automatismus, mit dem man die tatsächliche Funktionsweise des Geistes verbal, schriftlich oder auf andere Weise ausdrücken will. Diktat durch Gedanken, ohne jegliche Kontrolle durch den Verstand und jenseits jeglicher ästhetischer oder moralischer Bedenken.“ Der Surrealismus versuchte, reine Gedanken auszudrücken, ungefiltert und unzensiert durch politische, religiöse, moralische oder rationale Prinzipien.

### Mittleres und spätes 20. Jahrhundert
Während Europa sich vom Zweiten Weltkrieg erholte, waren die USA in einer Position der politischen, wirtschaftlichen und kulturellen Stärke. In den 1940er und 1950er Jahren entwickelte sich der abstrakte Expressionismus zur ersten spezifisch amerikanischen Kunstbewegung mit internationaler Wirkung. Infolgedessen verlagerte sich der Fokus der Kunstwelt von Europa nach New York. Die abstrakten Expressionisten waren eine kleine Gruppe lose verbundener Künstler mit ähnlichen Ansichten, aber unterschiedlichen Herangehensweisen. Sie waren vom Surrealismus beeinflusst und glaubten an Spontanität, freie Meinungsäußerung und die Abkehr von den Themen des amerikanischen Lebens, die die nationale Kunst der letzten Jahrzehnte geprägt hatten. Einer der berühmtesten Vertreter dieser Bewegung war Jackson Pollock, der für seine Gemälde bekannt war, die er durch das Gießen, Spritzen und Tropfen von Farbe auf riesige Leinwände auf dem Boden schuf. Weitere Künstler waren Willem de Kooning, Franz Kline, Robert Motherwell, Barnett Newman, Mark Rothko und Clyfford Still.
Nach dem Zweiten Weltkrieg verbreiteten sich der Konsumerismus und die Massenmedien, und als Folge davon entwickelte sich sowohl in London als auch in New York die Pop Art. In einer Londoner Ausstellung im Jahr 1956 wurde das Wort „Pop“ in einer Collage verwendet, die Richard Hamilton (1922–2011) aus amerikanischen Zeitschriften erstellt hatte. Die Pop Art war eine Reaktion auf den Abstrakten Expressionismus und interpretierte Ideen der Popkultur. Indem sie den Konsumismus feierten und kommentierten, schufen die sogenannten Pop-Künstler farbenfrohe Bilder, die auf Werbung und Massenmedien basierten und Filmstars, Comics, Flaggen, Verpackungen und Lebensmittel zeigten – Dinge, mit denen sich jeder, und nicht nur ein paar wenige Intellektuelle, identifizieren konnten. Im Gegensatz zu diesen von der Massengesellschaft beeinflussten Kunstformen im Westen blieb während des Kalten Krieges der sozialistische Realismus in den Ländern des Ostblocks die dominante Stilrichtung, die sich durch Fehlen von Abstraktion und Ästhetisierung auszeichnete und die herrschende Gesellschaftsordnung verherrlichen sollte.
Der Begriff „Minimalismus“ war nicht neu, gewann aber in den 1960er Jahren an Bedeutung und beschrieb insbesondere einen Kunststil, der sich durch distanzierte Zurückhaltung auszeichnet. Der aus New York stammende Stil war eine Reaktion auf den Abstrakten Expressionismus, beinhaltete aber auch konstruktivistische Ideen, dass Kunst aus modernen Materialien hergestellt werden sollte. Daher verwendeten minimalistische Künstler, vor allem Bildhauer, oft nicht-traditionelle Materialien und Produktionsmethoden und beauftragten häufig industrielle oder spezialisierte Hersteller, Werke nach ihren Vorgaben herzustellen. Der Begriff wurde hauptsächlich verwendet, um eine Gruppe amerikanischer Bildhauer zu beschreiben, die den Raum um sie herum neu bewerteten, um Annahmen in Frage zu stellen und vertraute Objekte auf neue Weise zu präsentieren. Ihre Kunstwerke haben keine Symbolik oder versteckte Bedeutung, da sie versuchen, den Betrachtern eine Neubewertung von Kunst und Raum um Formen herum zu ermöglichen. Im Gegensatz zu einer figürlichen Skulptur, auf die sich der Betrachter konzentriert und dabei den Raum, in dem sie steht, ausschließt, wird die minimalistische Kunst eins mit ihrem Raum. Durch die Betonung der Auswirkungen des Kontexts und der Theatralik des Betrachtungserlebnisses übte der Minimalismus einen indirekten, aber starken Einfluss auf spätere Entwicklungen in der konzeptuellen und Performance-Kunst aus und bot gleichzeitig eine Grundlage für den Aufstieg des Postmodernismus.
Obwohl die konzeptuelle Kunst fast 50 Jahre nach den Ideen Marcel Duchamps entstand, zeigte sie, dass Kunst nicht immer ästhetisch beurteilt werden muss. Sie war nie eine einzelne, zusammenhängende Bewegung, sondern ein Oberbegriff, der heute mehrere Kunstarten umfasst und mehr oder weniger gleichzeitig in Amerika und Europa entstand, zuerst definiert in New York. Konzeptkünstler fördern die Kunst der Ideen oder Konzepte und legen nahe, dass diese in der modernen Welt mehr Gültigkeit haben können als technische Fähigkeiten oder Ästhetik. Unabhängig vom Medium, in dem ein Kunstwerk geschaffen wird, wird es lediglich als Mittel zur Präsentation des Konzepts betrachtet. Im Extremfall verzichtet die Konzeptkunst vollständig auf das physische Objekt und verwendet verbale oder schriftliche Botschaften, um die Idee zu vermitteln.
Traditionell wurden viele kreative Tätigkeiten wie Nähen, Weben und Quilten als Frauenarbeit betrachtet, als Handwerk bezeichnet und ihnen wurde das Gütesiegel und die öffentliche Anerkennung der sogenannten hohen oder schönen Künste wie Skulptur und Malerei verweigert. Viele Künstler haben diese Hierarchie nun in Frage gestellt, indem sie entweder den Umfang der bildenden Kunst wie der Bildhauerei erweiterten, indem sie weiche Skulpturen aus unkonventionellen Materialien und mit unkonventionellen Verfahren schufen oder indem sie die Materialien und Methoden des sogenannten Kunsthandwerks neu definierten und für sich beanspruchten, ihre Werke in Museen und Galerien öffentlich ausstellten und so den Status der dekorativen und angewandten Kunst erhöhten. Zu den Künstlern des 20. und 21. Jahrhunderts, die diesen radikalen Wandel vollzogen haben, gehören Maria Martinez, Anni Albers, Lucie Rie, Lenore Tawney, Louise Bourgeois, Miriam Schapiro, Faith Ringgold, Magdalena Abakanowicz und Sheila Hicks.

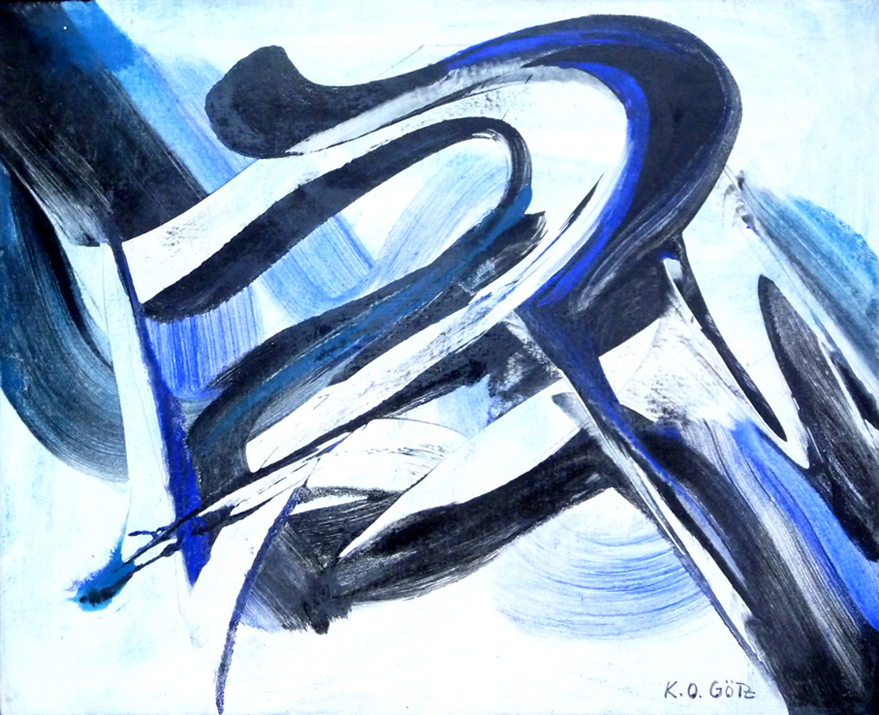
KO54 von Karl Otto Götz; 1954
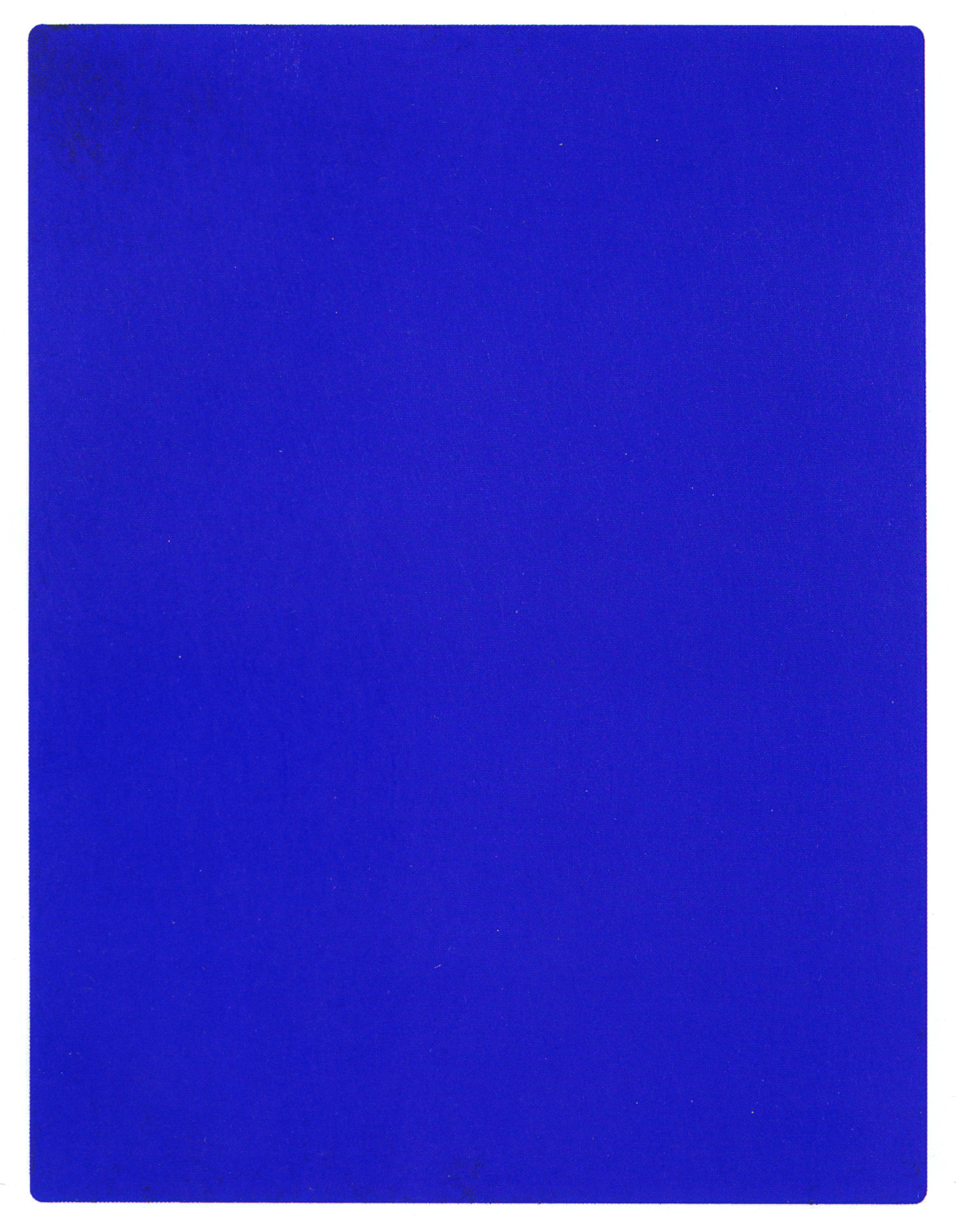
IKB 191 von Yves Klein; 1962
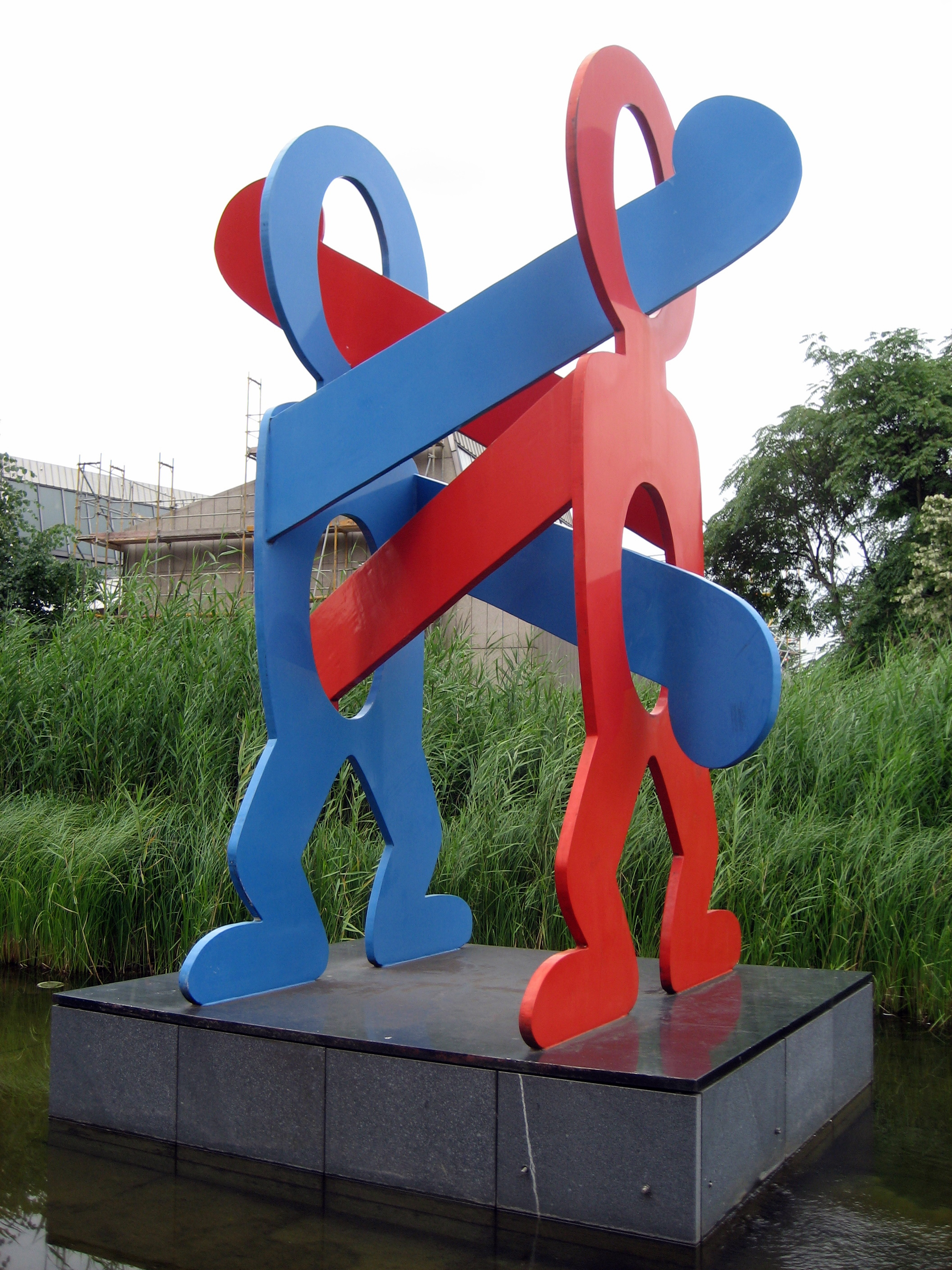
The Boxers von Keith Haring; 1987
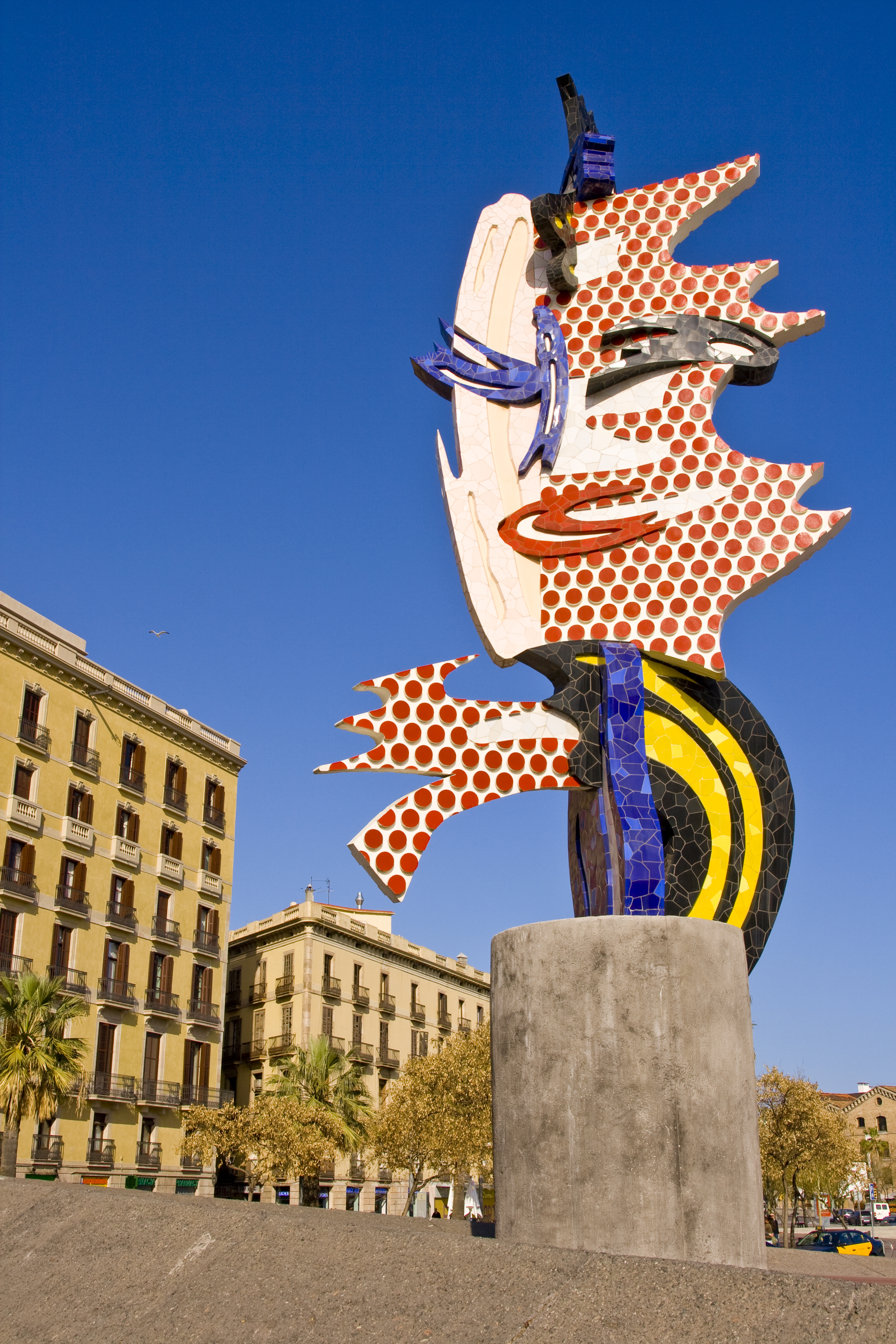
La Cara de Barcelona von Roy Lichtenstein; 1991–1992

## Weitere Literatur
- Julian Bell: Mirror of the World: A New History of Art. 2. Aufl. Thames & Hudson, London 2010. ISBN 978-0-500-28754-5
- Ernst H. Gombrich: Die Geschichte der Kunst. [Originalausgabe London 1950]. Fischer, Frankfurt a. M. 2010. ISBN 978-3-10-026603-3